# Échecs
Cet article concerne le jeu appelé « les échecs ». Pour d'autres emplois du mot, voir échec.
Les échecs (prononcé : /e.ʃɛk/), ou le jeu d'échecs, sont un jeu de société opposant deux joueurs de part et d'autre d'un tablier appelé « échiquier » constitué par un quadrillage carré de 8 x 8 = 64 cases, alternativement blanches et noires. Sur trente-deux cases sont disposées au début de la partie des figurines, appelées pièces, représentant deux armées ennemies. Les adversaires jouent à tour de rôle en déplaçant de case en case l'une de leurs pièces, selon des règles de marche propres à la nature de cette dernière. Un tel déplacement est obligatoire et peut consister en une capture, c'est-à-dire un coup où la pièce termine sur une case occupée par une pièce adverse, qui est alors retirée du jeu. Chaque camp possède un roi, dont la capture doit impérativement être évitée, aboutissant sinon à la perte de la partie. Le but du jeu est de rendre malgré tout cette capture imparable, infligeant ainsi à son adversaire ce qu'on appelle un échec et mat, ce qui est un coup décisif (victoire du camp qui a menacé le roi adverse).
Le jeu a été introduit dans le sud de l'Europe à partir du Xe siècle par les Arabes, mais on ignore où il fut inventé exactement. Il dérive du shatranj, qui lui-même est la version perse du shaturanga de l'Inde classique. Les règles actuelles se fixent à partir de la fin du XVe siècle.
La compétition aux échecs existe depuis les origines. On en trouverait trace à la cour d'Hâroun ar-Rachîd au VIIIe siècle. Le premier tournoi de l'ère moderne a lieu à Londres lors de l'Exposition universelle de 1851. La compétition est régie par la Fédération internationale des échecs (FIDE). Parallèlement, l'Association of Chess Professionals défend les intérêts des joueurs professionnels. Le premier champion du monde d'échecs est Wilhelm Steinitz en 1886 ; le champion en titre est l'Indien Dommaraju Gukesh depuis décembre 2024.
Aujourd'hui les programmes informatiques d'échecs sont incomparablement meilleurs que les joueurs humains.

## Étymologie
Le terme échecs vient du persan شاه šâh signifiant « le roi » qui a donné Chess en anglais, Schach en allemand ou l’expression échec et mat. L’emploi du pluriel fait référence aux différentes pièces du jeu.

## Histoire

### Légendes

#### Mythe du brahmane Sissa

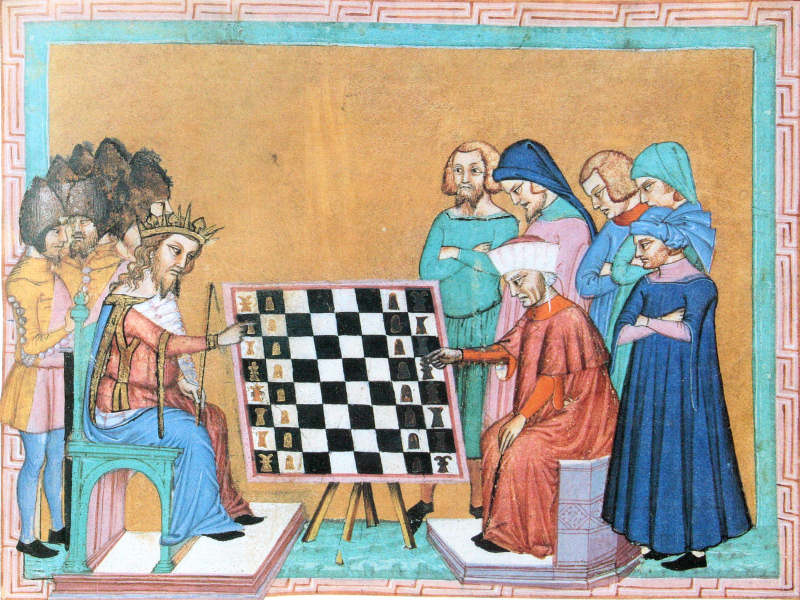
Enluminure, Liber de Moribus, vers 1300.

La légende la plus célèbre sur l'origine du jeu d'échecs est due aux Perses. Elle raconte l'histoire d'un roi légendaire des Indes (suivant les versions, le roi s'appelle Balhait/Balhit ou Shahram/Shirham) qui cherchait à tout prix à tromper son ennui. Il promit donc une récompense exceptionnelle à qui lui proposerait une distraction qui le satisferait. Lorsque le sage Sissa, fils du Brahmine Dahir, lui présenta le jeu d'échecs, le souverain, enthousiaste, demanda à Sissa ce que celui-ci souhaitait en échange de ce cadeau extraordinaire. Humblement, Sissa demanda au prince de déposer un grain de riz sur la première case, deux sur la deuxième, quatre sur la troisième, et ainsi de suite pour remplir l'échiquier en doublant la quantité de grain à chaque case. Le prince accorda immédiatement cette récompense en apparence modeste, mais son conseiller lui expliqua qu'il venait de signer la mort du royaume car les récoltes de l'année ne suffiraient à s'acquitter du prix du jeu. En effet, sur la dernière case de l'échiquier, il faudrait déposer 263 graines, soit plus de neuf milliards de milliards de grains (9 223 372 036 854 775 808 grains précisément), et y ajouter le total des grains déposés sur les cases précédentes, ce qui fait un total de 264−1 = 18 446 744 073 709 551 615 grains, soit environ 4,10 × 1011 tonnes de riz décortiqué.
Des variantes de cette légende existent, l'une suggérant que le roi accepta à condition que le sage compte les grains lui-même, une autre affirmant que Sissa eut la tête tranchée pour une telle effronterie. Certaines versions disent que Sissa ne demanda rien en échange mais, que le roi insistant, Sissa aurait alors décidé de se moquer du roi en lui demandant une récompense que ce dernier ne pourrait donner.

#### Légende grecque
Une autre légende, datant du Moyen Âge, place l'invention du jeu durant la guerre de Troie. Palamède, l'un des héros grecs, aurait inventé le jeu pour remonter le moral des troupes durant le siège de Troie, de même que d'autres jeux : « Les Grecs lui attribuaient [à Palamède] l'invention de plusieurs lettres de leur alphabet, de la monnaie, des dés, des osselets et du "jeu d'échecs" (sic) »,,. C'est l'origine du nom Le Palamède, première revue échiquéenne. Cette légende est née d'une traduction erronée du mot grec πεττεία / petteía, un terme désignant un jeu de plateau différent des échecs, l'équivalent du senet égyptien, ancêtre probable du Tablut ou « jeu des cinq lignes », parfois traduit - à tort - par « dames » ou « échecs ».

#### Légende latine
Selon une autre légende, inventée par le poète anglais William Jones en 1763 dans un poème en latin, Euphron (frère de Vénus et dieu des sports) aurait créé les échecs pour aider Mars à séduire la belle Caïssa. Cette dernière est parfois considérée comme la déesse des échecs.

### Hypothèses historiques d'une origine orientale

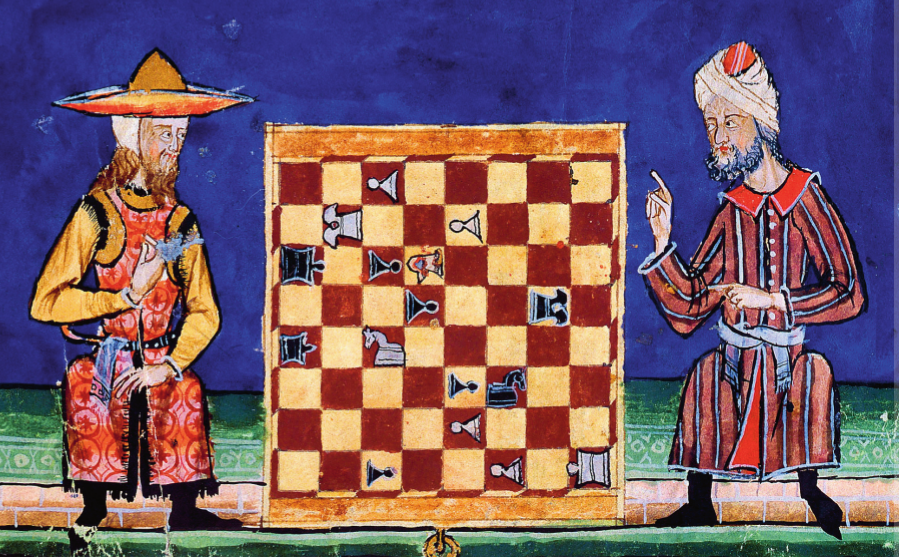
Un juif et un musulman jouant aux échecs (extrait du Libro de los juegos, manuscrit du réalisé à la demande du roi Alphonse X de Castille).

La rencontre des Arabes avec ce jeu, au début du Moyen Âge, en Perse, est fort bien documentée. Les premiers livres traitant des échecs remontent à l'époque arabe, avec notamment certains des textes compilés dans le Kitab-al-Fihrist d'Ibn al-Nadim à la fin du Xe siècle. Les Arabes s'y adonnent avec passion et propagent sa pratique au fil de leurs conquêtes. Vers l'ouest, le jeu traverse le Maghreb et la Méditerranée pour parvenir à l'Espagne musulmane et atteindre l'Occident chrétien à la fin du Xe siècle.

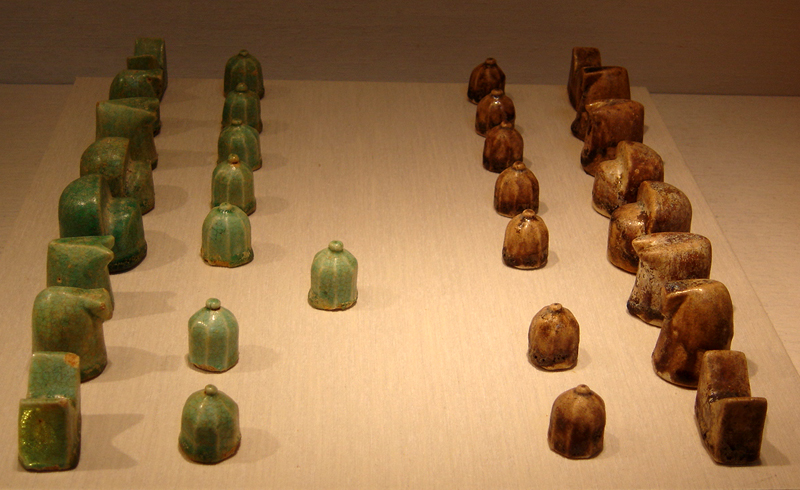
Jeu de chatrang perse du.

Avant le Moyen Âge, plusieurs anciens jeux de plateau de stratégie partageaient un ensemble de traits les apparentant au jeu d'échecs, comme notamment le chaturanga indien, le shatranj persan, le shatranj arabe, le shatar mongol, le sit-tu-yin birman, le makruk thaï ou cambodgien, le catur malais, le xiangqi chinois ou vietnamien, le janggi coréen ou encore le shōgi japonais. Cependant, il n'existe aucun témoignage direct et sans équivoque établissant la piste d'un supposé ancêtre commun des échecs.
Si la naissance même du jeu reste encore obscure et controversée, on peut au moins affirmer que les échecs sont un jeu asiatique.
Trois ensembles géographiques posent leur candidature au titre de berceau du roi des jeux :
- l'Inde du Nord, du Cachemire à la haute vallée du Gange, en passant par le Sind et le Pendjab, puis le bassin de l'Indus (aujourd'hui appartenant largement au Pakistan) ;
- la Chine historique, c'est-à-dire le bassin du fleuve Jaune et peut-être celui du Yangzi Jiang, plus au sud ;
- la grande sphère iranienne entre les deux, les pays traversés par l'antique route de la soie : la Perse, mais aussi le Gandhâra, la Bactriane, le Khwarezm, la Sogdiane et la Sérinde, soit l'Asie centrale de l'Iran et de l'Afghanistan au Xinjiang. Linguistiquement et culturellement, ces régions se rattachaient à la sphère iranienne.

L'attribution de la genèse du jeu d'échecs à l'Inde est généralement l'hypothèse la plus envisagée. En effet, les premiers textes persans et arabes affirment que les échecs sont venus d'Inde. Cependant, les traces historiques prouvant cette origine manquent.
L'Asie centrale iranienne, au contraire, reste la terre des premiers témoignages comme des plus anciennes trouvailles archéologiques. Enfin, la Chine revendique aussi l'origine de ce jeu et, s'il est vrai que les premiers témoignages confirmés sont tardifs en Chine, il existe des sources, certes floues mais dépassant en ancienneté les sources perses ou sanscrites (qui datent de l'époque 600 à 650 apr. J.-C.).
Dans l'état actuel des connaissances, il est difficile de trancher.
Une autre croyance très répandue est l'idée que les premiers échecs auraient été inventés (dans ce cas, en Inde) sous la forme d'un jeu se jouant à quatre joueurs et avec l'aide de dés. Vers l'an 600, des Indiens ou des Perses auraient éliminé les dés et regroupé les camps pour n'en faire que deux. Cette hypothèse est très certainement fausse: la plus ancienne mention connue du jeu à quatre date de 1030, soit quatre siècles après la mention du jeu à deux. Toutes ces informations poussent à penser que ce chaturanga à quatre, appelé « chaturaji », constitue une variante du chaturanga ou shatranj à deux et non le contraire.
Le mot sanskrit « chaturanga », qui a donné chatrang en pehlevi (moyen persan), signifie quatre membres et désignait à l'origine l'armée épique indienne, avec infanterie, cavalerie, éléphanterie et chars de combat. Ces pièces, avec un roi et son conseiller (ministre ou général), formaient à l'origine l'ensemble des pièces du jeu, très semblables à celui d'aujourd'hui. Chaque joueur maniait 16 pièces sur un tablier de 64 cases, de couleur unique.

### L'unification des variantes au Moyen Âge

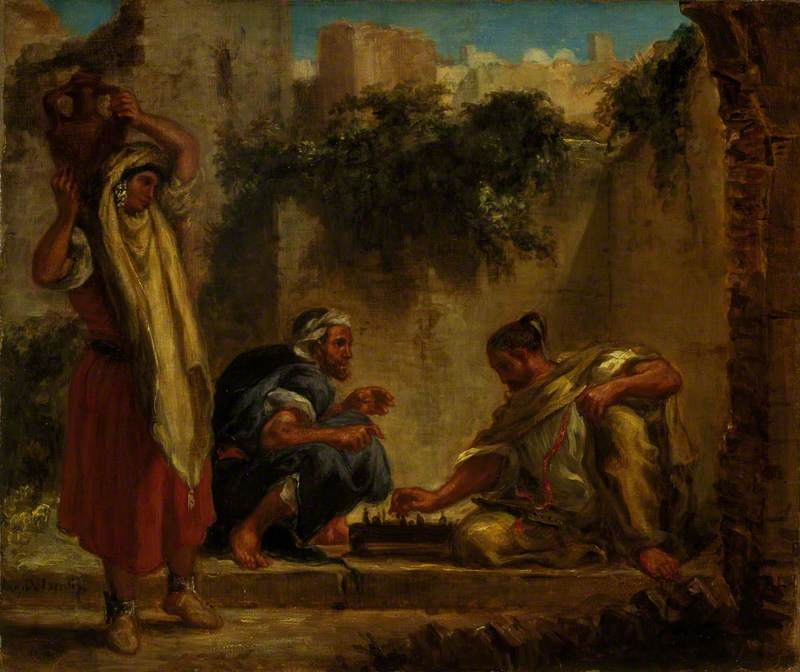
Marocains jouant aux échecs
(Eugène Delacroix, 1847-1848,
National Gallery of Scotland).

Lorsque les Arabes envahissent la Perse, ils l'adoptent sous le nom de shatranj. Dans son Kuzari (en arabe), le rabbin poète Juda Halevi en parle sous le terme arabe shtaranj. Dans sa traduction hébraïque du Kuzari, le rabbin linguiste Juda ibn Tibbon traduit par « le jeu des échecs », et ajoute « appelé shtaranj en arabe ».
Les échecs connaissent alors un développement remarquable, se répandant en suivant les conquêtes de l'islam. C'est au cours des IXe et Xe siècles qu'apparaissent les premiers champions et les premiers traités.
On retrouve alors :
- le roi (Shâh, c'est lui qui donne son nom au jeu), qui se déplace d'un pas dans toutes les directions ;
- le conseiller (Farzin ou vizir), dont le mouvement est limité à une seule case en diagonale ;
- l'éléphant (Fil, cf. sanskrit pīlu qui donnera « fou »), avec un déplacement correspondant à un saut de deux cases en diagonale ;
- le cheval (Faras), identique au cavalier moderne ;
- le char (Roukh), identique à la tour actuelle ;
- le soldat (Baidaq, cf. sanskrit padāti : piéton, fantassin), l'équivalent du pion, mais dépourvu du double pas initial.

Le Roukh était parfois représenté comme un char de guerre. Les Arabes y voyaient un général commandant l'armée, mais son sens littéral reste obscur. Il semble que, pour les Arabes, ce mot n'avait pas d'autre sens que celui de désigner cette pièce au Shatranj, un peu comme le mot rook pour les anglophones aujourd'hui. Le lien étymologique avec le sanskrit ratha : char est peu évident.

### Arrivée en Europe et évolution

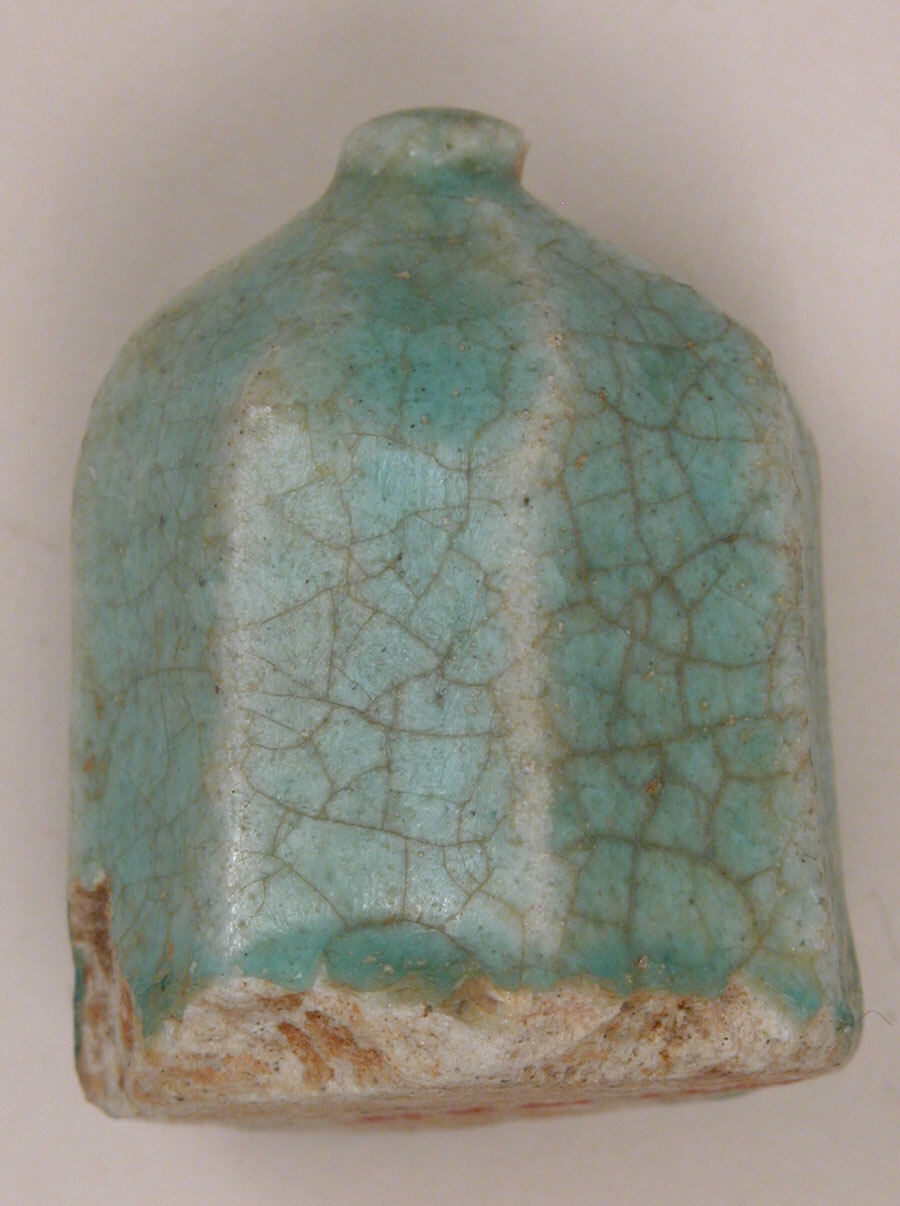
Pièce d'échecs, XIIe siècle.

Les échecs arrivent sans doute en Europe peu avant l'an mil , par l'Espagne musulmane ou par l'Italie du Sud (Sicile).
Une légende a longtemps attribué un jeu d'échecs à Charlemagne, qui l'aurait reçu de la part du calife Hâroun ar-Rachîd. On pense aujourd'hui qu'il fut fabriqué postérieurement près de Salerne, à la fin du XIe siècle.
La plus ancienne mention du jeu d'échecs en Occident se retrouve dans le Versus de Scachis, un poème latin vraisemblablement composé entre 900 et 950 dans le Nord de l'Italie. En 1010, un testament du comte d'Urgel, en Catalogne, le mentionne. De nombreuses pièces d'échecs ont été retrouvées lors de fouilles sur le site des chevaliers-paysans du lac de Paladru (Isère), site qui a été abandonné au plus tard en 1040. Le Libro de los juegos, écrit en Espagne entre 1251 et 1283 et illustré de nombreuses miniatures, expose les règles du jeu au XIIIe siècle.

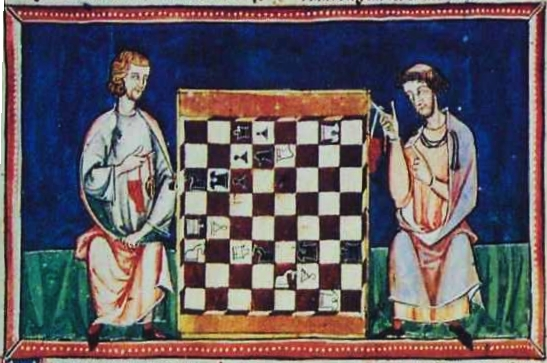
Problème d'échecs no 35 du Libro de los juegos, manuscrit du réalisé à la demande du roi Alphonse X de Castille).

Dès son arrivée dans la chrétienté, l'échiquier et les pièces s'occidentalisent progressivement :
- le plateau devient bicolore avec les cases rouges et noires (qui deviendront plus tard blanches et noires) ;
- le vizir devient fierge (ou vierge), puis dame ;
- l'éléphant (al fil en arabe, qui reste alfil en espagnol aujourd'hui) devient aufin, puis fou (bishop : évêque en anglais) ;
- le roukh arabe devient roc (ce nom donnera rook en anglais, le verbe « roquer » en français et désignera la tour d'échecs en héraldique), puis tour vers la fin du XVIIe siècle (les tours de guet étant souvent placées en hauteur).

Dans certaines régions d'Europe, le double pas initial du pion est pratiqué. Certaines règles permettent au roi ou à la dame d'effectuer un saut à deux cases (sans prise) à leur premier mouvement. Ceci constitue la différence principale avec les règles du Shatranj des pays musulmans. Mais l'évolution la plus importante a lieu à la fin du Moyen Âge, après 1470, en Espagne ou en Italie, lorsque les mouvements limités de la dame et du fou sont remplacés par ceux que nous connaissons actuellement.

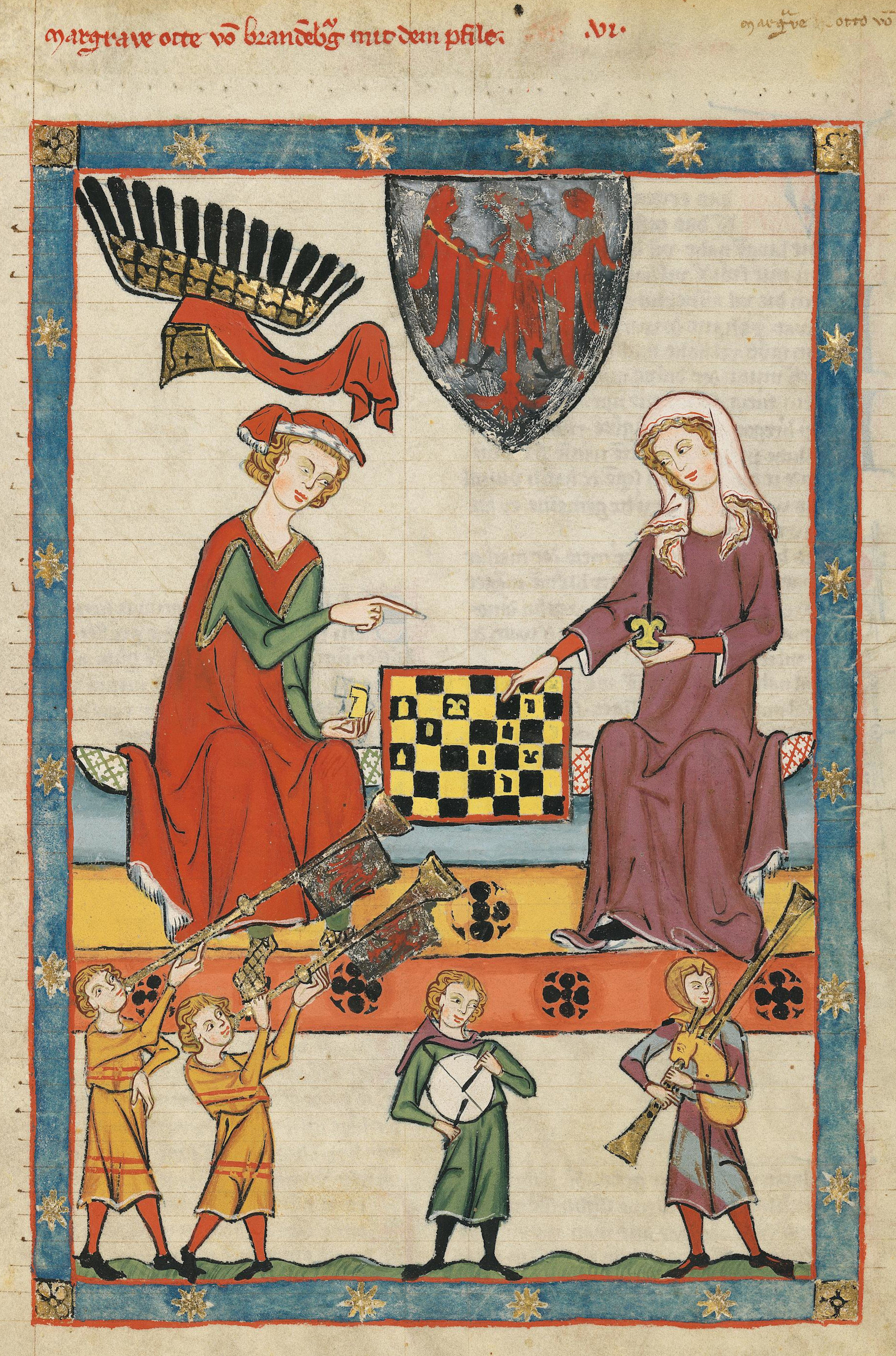
Manuscrit (c.1320).

Les joueurs de cette époque nomment ces nouvelles règles : « eschés de la dame » ou « jeu de la dame enragée ».
Les plus anciens manuscrits conservés relatifs à ces évolutions sont le manuscrit de Göttingen et le Scachs d'amor. Le premier traité imprimé reflétant ces innovations est généralement attribué à Francesc Vicent, publié en 1495 à Valence, mais il est aujourd'hui perdu. Le deuxième, attribué à Luis Ramirez Lucena, nous est parvenu.
Pour parer aux effets dévastateurs des pièces aux pouvoirs renforcés, le roque est inventé vers 1560 et, progressivement, il remplace le saut initial du roi ou de la dame qui deviennent obsolètes. On peut considérer que les règles du jeu moderne sont à peu près établies vers 1650. La stabilisation des règles en Europe donne naissance à une littérature théorique très riche et on observe notamment l'élaboration des premiers systèmes d'ouverture.
À la fin du XVIIIe siècle, le jeu est très en vogue à Paris ; son temple est le café de la Régence, près du Palais-Royal. Les meilleurs joueurs de l'époque s'y rencontrent, parmi lesquels Kermur de Legal et François-André Danican Philidor. Ce dernier publie en 1749 L'Analyse du jeu des échecs, qui est le premier traité donnant une analyse théorique et rationnelle du jeu.

### Époque moderne

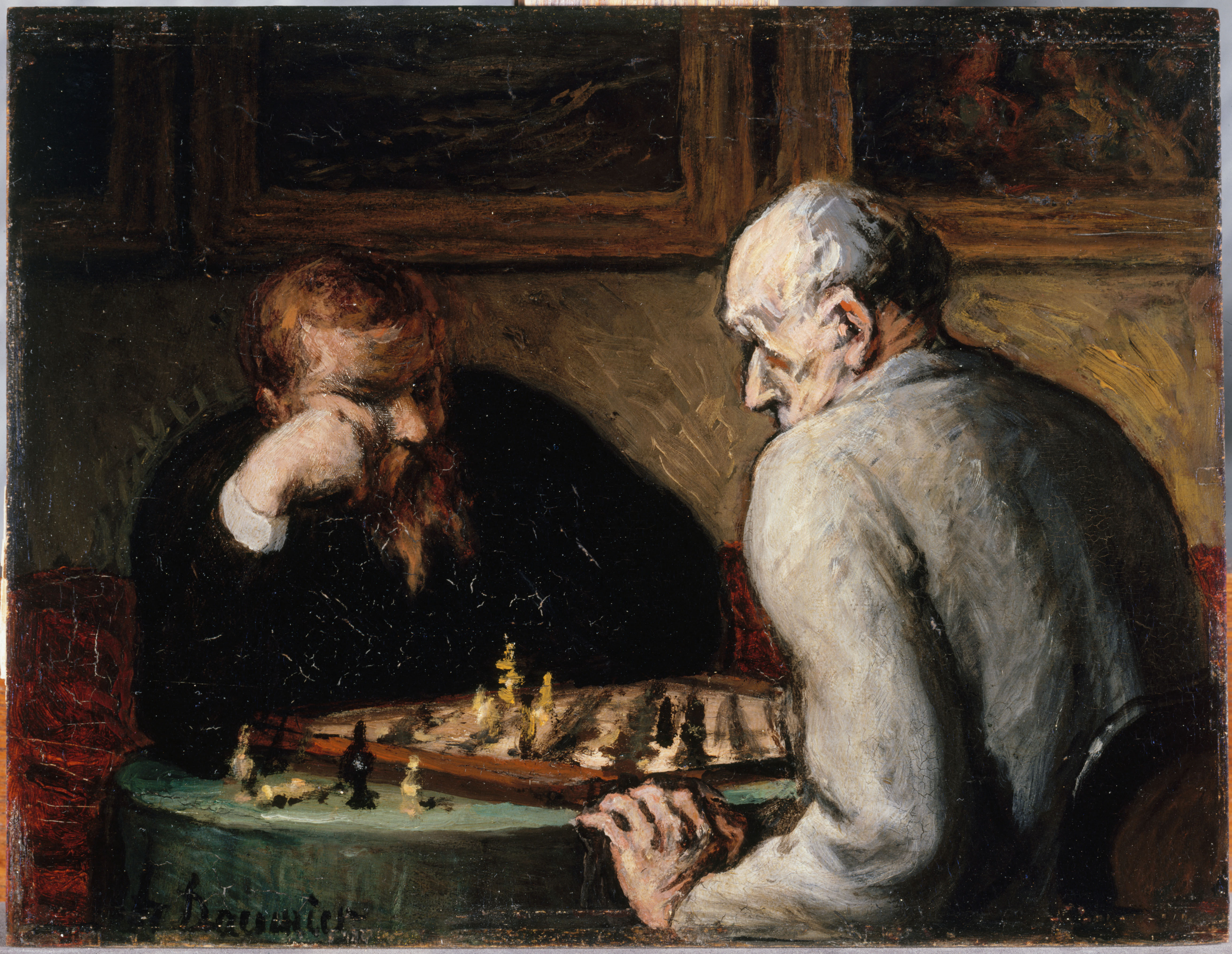
Joueurs d'échecs, Honoré Daumier, 1863-1867 (Paris, Petit Palais).

De nos jours, l'aspect physique des pièces le plus courant reste le style « Staunton », qui date de 1850. C'est également durant la seconde moitié du XIXe siècle qu'émergent les échecs modernes. Les premières compétitions internationales ont lieu et les progrès théoriques de l'art de la défense mettent un terme à l'ère romantique.
Au XXe siècle, l'URSS assure une promotion très active du jeu d'échecs, le considérant comme un excellent outil de formation intellectuelle. C'est, en outre, une vitrine de la formation intellectuelle soviétique, qui leur permet de dominer une discipline prestigieuse.
Durant la guerre froide, l'émergence de Bobby Fischer, premier Occidental à défier les Soviétiques au plus haut niveau, puis de Viktor Kortchnoï, dissident soviétique  se qualifiant deux fois en finale du championnat du monde, donnent à cette compétition une véritable dimension politique. Plus tard, les tensions entre conservateurs russes et partisans de la perestroïka se cristalliseront autour de l'affrontement entre Anatoli Karpov et Garry Kasparov.

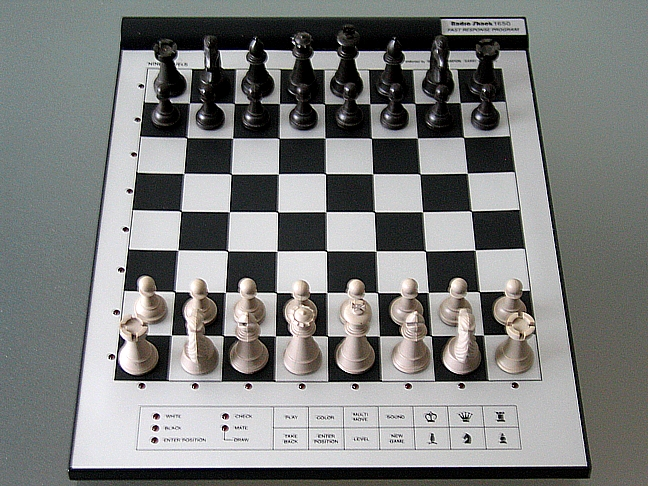
Un jeu d'échecs électronique Tandy 1650 de 1985.

À la fin du XXe siècle, la confusion concernant le titre de champion du monde amène l'attention médiatique à se concentrer sur l'opposition entre l'humain et la machine, comme en témoigne le retentissement médiatique des matchs entre Kasparov et Deep Blue. Au même moment, les femmes font leur apparition au plus haut niveau dans un domaine qui a longtemps été la chasse gardée des hommes. Ainsi, en avril 2003, Judit Polgár est la première femme à figurer parmi les meilleurs joueurs mondiaux du classement de la Fédération internationale des échecs.
Depuis janvier 2000, les échecs sont devenus, en France, un sport reconnu par le ministère de la Jeunesse et des Sports.
De nombreuses compétitions sportives sont organisées dans le monde entier. Depuis le début de l'année 2008, l'entrée de ce sport aux Jeux olympiques est discutée.
L'actuel champion du monde est l'Indien Gukesh Dommaraju, qui a succédé au Chinois Ding Liren le 12 décembre 2024 lors de la finale du championnat du monde ayant opposé ces deux joueurs.

## Introduction des échecs dans le cursus scolaire

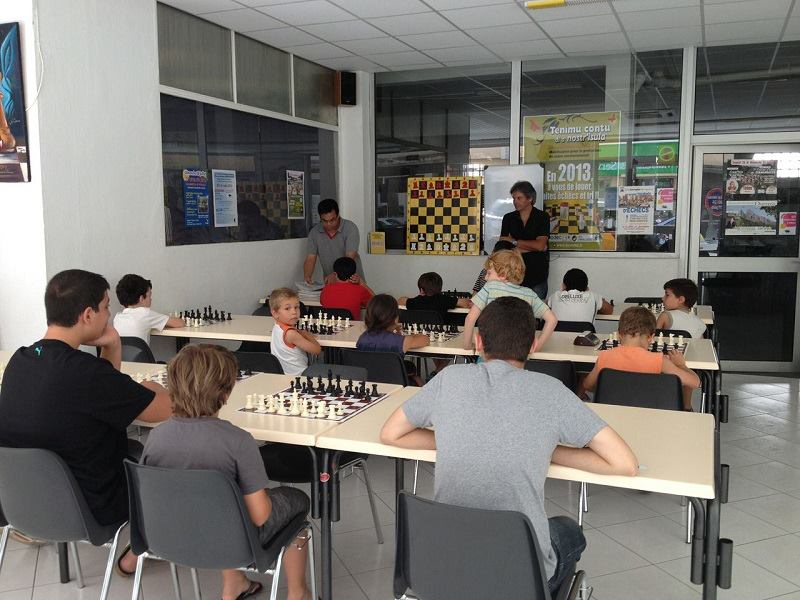
Un cours sur le jeu d'échecs en Corse avec de jeunes joueurs (2013).

Les échecs, ainsi que d'autres jeux de réflexion, pourraient contribuer, de façon ludique, à accroître les capacités et connaissances des élèves.
L'effet exact de l'enseignement des échecs à l'école est encore inconnu, mais différents articles montrent un impact généralement positif sur les résultats obtenus dans les écoles avec un cursus qui intègre l'enseignement des échecs, comparé aux mêmes cursus sans cet ajout. Patrick J. M. Costello a essayé d'analyser plusieurs études, et même si aucune n'a été effectuée dans des conditions idéales (difficiles à obtenir, en particulier car les participants ne devraient pas être au courant du but de la recherche), sa conclusion est qu'introduire les échecs dans le cursus scolaire est une bonne idée.
L'objectif n'est pas de former des élèves afin de devenir des grands joueurs d'échecs, mais plutôt de travailler sur la logique, la rigueur de mettre en place des stratégies et le développement d'une vision globale pour la résolution de problèmes. Tout ceci amène les élèves à respecter les règles du jeu ainsi que le jeu de l'adversaire. Quelques objectifs pédagogiques sont mis en avant pour les élèves :
- développer la motivation et la concentration ;
- encourager l'esprit d'autonomie et d'initiative ;
- favoriser l'apprentissage de la citoyenneté.

L'Arménie est le premier pays au monde qui a, en 2011, rendu obligatoires les échecs dans le cadre scolaire. Ce fut au tour du Mexique en 2014, puis de la Chine, de l'Inde et de l'Allemagne. À la suite de ce succès, l'Espagne, après adoption de la loi d'insertion des échecs comme instrument pédagogique, compte un millier d'établissements qui ont mis en place cette pratique de manière obligatoire ou optionnelle.

## Règles du jeu
Deux joueurs s’affrontent, chacun muni de seize pièces, sur un tablier de 64 cases.

### Pièces du jeu

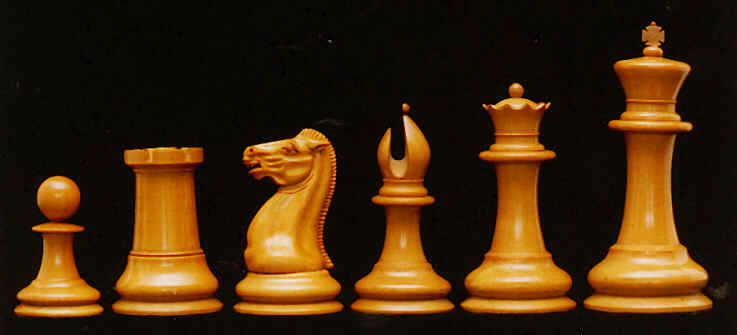
Pièces d'échecs originales Staunton, de gauche à droite : pion, tour, cavalier, fou, dame, et roi.

Le jeu se compose de six pièces différentes :
- le roi (♔),
- la dame (♕), (et non pas la reine[32])
- le fou (♗), au nombre de deux par joueur,
- le cavalier (♘), au nombre de deux par joueur,
- la tour (♖), au nombre de deux par joueur,
- le pion (♙), au nombre de huit par joueur,

constituant un ensemble de seize pièces par joueur disposées sur deux lignes en début de partie.

### Tablier
Le plateau de jeu, appelé échiquier, se compose de 64 cases (huit lignes comptant chacune huit cases) alternativement blanches et noires. Il doit être disposé de telle sorte que la case de droite de la première ligne soit blanche. En début de partie, la moitié des cases est occupée par les pièces ce qui laisse un espace de jeu libre de quatre lignes au milieu du plateau.

### Présentation
|   | a | b | c | d | e | f | g | h |   |
| 8 | Tour noire sur case blanche a8 · Cavalier noir sur case noire b8 · Fou noir sur case blanche c8 · Dame noire sur case noire d8 · Roi noir sur case blanche e8 · Fou noir sur case noire f8 · Cavalier noir sur case blanche g8 · Tour noire sur case noire h8 · Pion noir sur case noire a7 · Pion noir sur case blanche b7 · Pion noir sur case noire c7 · Pion noir sur case blanche d7 · Pion noir sur case noire e7 · Pion noir sur case blanche f7 · Pion noir sur case noire g7 · Pion noir sur case blanche h7 · Pion blanc sur case blanche a2 · Pion blanc sur case noire b2 · Pion blanc sur case blanche c2 · Pion blanc sur case noire d2 · Pion blanc sur case blanche e2 · Pion blanc sur case noire f2 · Pion blanc sur case blanche g2 · Pion blanc sur case noire h2 · Tour blanche sur case noire a1 · Cavalier blanc sur case blanche b1 · Fou blanc sur case noire c1 · Dame blanche sur case blanche d1 · Roi blanc sur case noire e1 · Fou blanc sur case blanche f1 · Cavalier blanc sur case noire g1 · Tour blanche sur case blanche h1 | Tour noire sur case blanche a8 · Cavalier noir sur case noire b8 · Fou noir sur case blanche c8 · Dame noire sur case noire d8 · Roi noir sur case blanche e8 · Fou noir sur case noire f8 · Cavalier noir sur case blanche g8 · Tour noire sur case noire h8 · Pion noir sur case noire a7 · Pion noir sur case blanche b7 · Pion noir sur case noire c7 · Pion noir sur case blanche d7 · Pion noir sur case noire e7 · Pion noir sur case blanche f7 · Pion noir sur case noire g7 · Pion noir sur case blanche h7 · Pion blanc sur case blanche a2 · Pion blanc sur case noire b2 · Pion blanc sur case blanche c2 · Pion blanc sur case noire d2 · Pion blanc sur case blanche e2 · Pion blanc sur case noire f2 · Pion blanc sur case blanche g2 · Pion blanc sur case noire h2 · Tour blanche sur case noire a1 · Cavalier blanc sur case blanche b1 · Fou blanc sur case noire c1 · Dame blanche sur case blanche d1 · Roi blanc sur case noire e1 · Fou blanc sur case blanche f1 · Cavalier blanc sur case noire g1 · Tour blanche sur case blanche h1 | Tour noire sur case blanche a8 · Cavalier noir sur case noire b8 · Fou noir sur case blanche c8 · Dame noire sur case noire d8 · Roi noir sur case blanche e8 · Fou noir sur case noire f8 · Cavalier noir sur case blanche g8 · Tour noire sur case noire h8 · Pion noir sur case noire a7 · Pion noir sur case blanche b7 · Pion noir sur case noire c7 · Pion noir sur case blanche d7 · Pion noir sur case noire e7 · Pion noir sur case blanche f7 · Pion noir sur case noire g7 · Pion noir sur case blanche h7 · Pion blanc sur case blanche a2 · Pion blanc sur case noire b2 · Pion blanc sur case blanche c2 · Pion blanc sur case noire d2 · Pion blanc sur case blanche e2 · Pion blanc sur case noire f2 · Pion blanc sur case blanche g2 · Pion blanc sur case noire h2 · Tour blanche sur case noire a1 · Cavalier blanc sur case blanche b1 · Fou blanc sur case noire c1 · Dame blanche sur case blanche d1 · Roi blanc sur case noire e1 · Fou blanc sur case blanche f1 · Cavalier blanc sur case noire g1 · Tour blanche sur case blanche h1 | Tour noire sur case blanche a8 · Cavalier noir sur case noire b8 · Fou noir sur case blanche c8 · Dame noire sur case noire d8 · Roi noir sur case blanche e8 · Fou noir sur case noire f8 · Cavalier noir sur case blanche g8 · Tour noire sur case noire h8 · Pion noir sur case noire a7 · Pion noir sur case blanche b7 · Pion noir sur case noire c7 · Pion noir sur case blanche d7 · Pion noir sur case noire e7 · Pion noir sur case blanche f7 · Pion noir sur case noire g7 · Pion noir sur case blanche h7 · Pion blanc sur case blanche a2 · Pion blanc sur case noire b2 · Pion blanc sur case blanche c2 · Pion blanc sur case noire d2 · Pion blanc sur case blanche e2 · Pion blanc sur case noire f2 · Pion blanc sur case blanche g2 · Pion blanc sur case noire h2 · Tour blanche sur case noire a1 · Cavalier blanc sur case blanche b1 · Fou blanc sur case noire c1 · Dame blanche sur case blanche d1 · Roi blanc sur case noire e1 · Fou blanc sur case blanche f1 · Cavalier blanc sur case noire g1 · Tour blanche sur case blanche h1 | Tour noire sur case blanche a8 · Cavalier noir sur case noire b8 · Fou noir sur case blanche c8 · Dame noire sur case noire d8 · Roi noir sur case blanche e8 · Fou noir sur case noire f8 · Cavalier noir sur case blanche g8 · Tour noire sur case noire h8 · Pion noir sur case noire a7 · Pion noir sur case blanche b7 · Pion noir sur case noire c7 · Pion noir sur case blanche d7 · Pion noir sur case noire e7 · Pion noir sur case blanche f7 · Pion noir sur case noire g7 · Pion noir sur case blanche h7 · Pion blanc sur case blanche a2 · Pion blanc sur case noire b2 · Pion blanc sur case blanche c2 · Pion blanc sur case noire d2 · Pion blanc sur case blanche e2 · Pion blanc sur case noire f2 · Pion blanc sur case blanche g2 · Pion blanc sur case noire h2 · Tour blanche sur case noire a1 · Cavalier blanc sur case blanche b1 · Fou blanc sur case noire c1 · Dame blanche sur case blanche d1 · Roi blanc sur case noire e1 · Fou blanc sur case blanche f1 · Cavalier blanc sur case noire g1 · Tour blanche sur case blanche h1 | Tour noire sur case blanche a8 · Cavalier noir sur case noire b8 · Fou noir sur case blanche c8 · Dame noire sur case noire d8 · Roi noir sur case blanche e8 · Fou noir sur case noire f8 · Cavalier noir sur case blanche g8 · Tour noire sur case noire h8 · Pion noir sur case noire a7 · Pion noir sur case blanche b7 · Pion noir sur case noire c7 · Pion noir sur case blanche d7 · Pion noir sur case noire e7 · Pion noir sur case blanche f7 · Pion noir sur case noire g7 · Pion noir sur case blanche h7 · Pion blanc sur case blanche a2 · Pion blanc sur case noire b2 · Pion blanc sur case blanche c2 · Pion blanc sur case noire d2 · Pion blanc sur case blanche e2 · Pion blanc sur case noire f2 · Pion blanc sur case blanche g2 · Pion blanc sur case noire h2 · Tour blanche sur case noire a1 · Cavalier blanc sur case blanche b1 · Fou blanc sur case noire c1 · Dame blanche sur case blanche d1 · Roi blanc sur case noire e1 · Fou blanc sur case blanche f1 · Cavalier blanc sur case noire g1 · Tour blanche sur case blanche h1 | Tour noire sur case blanche a8 · Cavalier noir sur case noire b8 · Fou noir sur case blanche c8 · Dame noire sur case noire d8 · Roi noir sur case blanche e8 · Fou noir sur case noire f8 · Cavalier noir sur case blanche g8 · Tour noire sur case noire h8 · Pion noir sur case noire a7 · Pion noir sur case blanche b7 · Pion noir sur case noire c7 · Pion noir sur case blanche d7 · Pion noir sur case noire e7 · Pion noir sur case blanche f7 · Pion noir sur case noire g7 · Pion noir sur case blanche h7 · Pion blanc sur case blanche a2 · Pion blanc sur case noire b2 · Pion blanc sur case blanche c2 · Pion blanc sur case noire d2 · Pion blanc sur case blanche e2 · Pion blanc sur case noire f2 · Pion blanc sur case blanche g2 · Pion blanc sur case noire h2 · Tour blanche sur case noire a1 · Cavalier blanc sur case blanche b1 · Fou blanc sur case noire c1 · Dame blanche sur case blanche d1 · Roi blanc sur case noire e1 · Fou blanc sur case blanche f1 · Cavalier blanc sur case noire g1 · Tour blanche sur case blanche h1 | Tour noire sur case blanche a8 · Cavalier noir sur case noire b8 · Fou noir sur case blanche c8 · Dame noire sur case noire d8 · Roi noir sur case blanche e8 · Fou noir sur case noire f8 · Cavalier noir sur case blanche g8 · Tour noire sur case noire h8 · Pion noir sur case noire a7 · Pion noir sur case blanche b7 · Pion noir sur case noire c7 · Pion noir sur case blanche d7 · Pion noir sur case noire e7 · Pion noir sur case blanche f7 · Pion noir sur case noire g7 · Pion noir sur case blanche h7 · Pion blanc sur case blanche a2 · Pion blanc sur case noire b2 · Pion blanc sur case blanche c2 · Pion blanc sur case noire d2 · Pion blanc sur case blanche e2 · Pion blanc sur case noire f2 · Pion blanc sur case blanche g2 · Pion blanc sur case noire h2 · Tour blanche sur case noire a1 · Cavalier blanc sur case blanche b1 · Fou blanc sur case noire c1 · Dame blanche sur case blanche d1 · Roi blanc sur case noire e1 · Fou blanc sur case blanche f1 · Cavalier blanc sur case noire g1 · Tour blanche sur case blanche h1 | 8 |
| 7 | Tour noire sur case blanche a8 · Cavalier noir sur case noire b8 · Fou noir sur case blanche c8 · Dame noire sur case noire d8 · Roi noir sur case blanche e8 · Fou noir sur case noire f8 · Cavalier noir sur case blanche g8 · Tour noire sur case noire h8 · Pion noir sur case noire a7 · Pion noir sur case blanche b7 · Pion noir sur case noire c7 · Pion noir sur case blanche d7 · Pion noir sur case noire e7 · Pion noir sur case blanche f7 · Pion noir sur case noire g7 · Pion noir sur case blanche h7 · Pion blanc sur case blanche a2 · Pion blanc sur case noire b2 · Pion blanc sur case blanche c2 · Pion blanc sur case noire d2 · Pion blanc sur case blanche e2 · Pion blanc sur case noire f2 · Pion blanc sur case blanche g2 · Pion blanc sur case noire h2 · Tour blanche sur case noire a1 · Cavalier blanc sur case blanche b1 · Fou blanc sur case noire c1 · Dame blanche sur case blanche d1 · Roi blanc sur case noire e1 · Fou blanc sur case blanche f1 · Cavalier blanc sur case noire g1 · Tour blanche sur case blanche h1 | Tour noire sur case blanche a8 · Cavalier noir sur case noire b8 · Fou noir sur case blanche c8 · Dame noire sur case noire d8 · Roi noir sur case blanche e8 · Fou noir sur case noire f8 · Cavalier noir sur case blanche g8 · Tour noire sur case noire h8 · Pion noir sur case noire a7 · Pion noir sur case blanche b7 · Pion noir sur case noire c7 · Pion noir sur case blanche d7 · Pion noir sur case noire e7 · Pion noir sur case blanche f7 · Pion noir sur case noire g7 · Pion noir sur case blanche h7 · Pion blanc sur case blanche a2 · Pion blanc sur case noire b2 · Pion blanc sur case blanche c2 · Pion blanc sur case noire d2 · Pion blanc sur case blanche e2 · Pion blanc sur case noire f2 · Pion blanc sur case blanche g2 · Pion blanc sur case noire h2 · Tour blanche sur case noire a1 · Cavalier blanc sur case blanche b1 · Fou blanc sur case noire c1 · Dame blanche sur case blanche d1 · Roi blanc sur case noire e1 · Fou blanc sur case blanche f1 · Cavalier blanc sur case noire g1 · Tour blanche sur case blanche h1 | Tour noire sur case blanche a8 · Cavalier noir sur case noire b8 · Fou noir sur case blanche c8 · Dame noire sur case noire d8 · Roi noir sur case blanche e8 · Fou noir sur case noire f8 · Cavalier noir sur case blanche g8 · Tour noire sur case noire h8 · Pion noir sur case noire a7 · Pion noir sur case blanche b7 · Pion noir sur case noire c7 · Pion noir sur case blanche d7 · Pion noir sur case noire e7 · Pion noir sur case blanche f7 · Pion noir sur case noire g7 · Pion noir sur case blanche h7 · Pion blanc sur case blanche a2 · Pion blanc sur case noire b2 · Pion blanc sur case blanche c2 · Pion blanc sur case noire d2 · Pion blanc sur case blanche e2 · Pion blanc sur case noire f2 · Pion blanc sur case blanche g2 · Pion blanc sur case noire h2 · Tour blanche sur case noire a1 · Cavalier blanc sur case blanche b1 · Fou blanc sur case noire c1 · Dame blanche sur case blanche d1 · Roi blanc sur case noire e1 · Fou blanc sur case blanche f1 · Cavalier blanc sur case noire g1 · Tour blanche sur case blanche h1 | Tour noire sur case blanche a8 · Cavalier noir sur case noire b8 · Fou noir sur case blanche c8 · Dame noire sur case noire d8 · Roi noir sur case blanche e8 · Fou noir sur case noire f8 · Cavalier noir sur case blanche g8 · Tour noire sur case noire h8 · Pion noir sur case noire a7 · Pion noir sur case blanche b7 · Pion noir sur case noire c7 · Pion noir sur case blanche d7 · Pion noir sur case noire e7 · Pion noir sur case blanche f7 · Pion noir sur case noire g7 · Pion noir sur case blanche h7 · Pion blanc sur case blanche a2 · Pion blanc sur case noire b2 · Pion blanc sur case blanche c2 · Pion blanc sur case noire d2 · Pion blanc sur case blanche e2 · Pion blanc sur case noire f2 · Pion blanc sur case blanche g2 · Pion blanc sur case noire h2 · Tour blanche sur case noire a1 · Cavalier blanc sur case blanche b1 · Fou blanc sur case noire c1 · Dame blanche sur case blanche d1 · Roi blanc sur case noire e1 · Fou blanc sur case blanche f1 · Cavalier blanc sur case noire g1 · Tour blanche sur case blanche h1 | Tour noire sur case blanche a8 · Cavalier noir sur case noire b8 · Fou noir sur case blanche c8 · Dame noire sur case noire d8 · Roi noir sur case blanche e8 · Fou noir sur case noire f8 · Cavalier noir sur case blanche g8 · Tour noire sur case noire h8 · Pion noir sur case noire a7 · Pion noir sur case blanche b7 · Pion noir sur case noire c7 · Pion noir sur case blanche d7 · Pion noir sur case noire e7 · Pion noir sur case blanche f7 · Pion noir sur case noire g7 · Pion noir sur case blanche h7 · Pion blanc sur case blanche a2 · Pion blanc sur case noire b2 · Pion blanc sur case blanche c2 · Pion blanc sur case noire d2 · Pion blanc sur case blanche e2 · Pion blanc sur case noire f2 · Pion blanc sur case blanche g2 · Pion blanc sur case noire h2 · Tour blanche sur case noire a1 · Cavalier blanc sur case blanche b1 · Fou blanc sur case noire c1 · Dame blanche sur case blanche d1 · Roi blanc sur case noire e1 · Fou blanc sur case blanche f1 · Cavalier blanc sur case noire g1 · Tour blanche sur case blanche h1 | Tour noire sur case blanche a8 · Cavalier noir sur case noire b8 · Fou noir sur case blanche c8 · Dame noire sur case noire d8 · Roi noir sur case blanche e8 · Fou noir sur case noire f8 · Cavalier noir sur case blanche g8 · Tour noire sur case noire h8 · Pion noir sur case noire a7 · Pion noir sur case blanche b7 · Pion noir sur case noire c7 · Pion noir sur case blanche d7 · Pion noir sur case noire e7 · Pion noir sur case blanche f7 · Pion noir sur case noire g7 · Pion noir sur case blanche h7 · Pion blanc sur case blanche a2 · Pion blanc sur case noire b2 · Pion blanc sur case blanche c2 · Pion blanc sur case noire d2 · Pion blanc sur case blanche e2 · Pion blanc sur case noire f2 · Pion blanc sur case blanche g2 · Pion blanc sur case noire h2 · Tour blanche sur case noire a1 · Cavalier blanc sur case blanche b1 · Fou blanc sur case noire c1 · Dame blanche sur case blanche d1 · Roi blanc sur case noire e1 · Fou blanc sur case blanche f1 · Cavalier blanc sur case noire g1 · Tour blanche sur case blanche h1 | Tour noire sur case blanche a8 · Cavalier noir sur case noire b8 · Fou noir sur case blanche c8 · Dame noire sur case noire d8 · Roi noir sur case blanche e8 · Fou noir sur case noire f8 · Cavalier noir sur case blanche g8 · Tour noire sur case noire h8 · Pion noir sur case noire a7 · Pion noir sur case blanche b7 · Pion noir sur case noire c7 · Pion noir sur case blanche d7 · Pion noir sur case noire e7 · Pion noir sur case blanche f7 · Pion noir sur case noire g7 · Pion noir sur case blanche h7 · Pion blanc sur case blanche a2 · Pion blanc sur case noire b2 · Pion blanc sur case blanche c2 · Pion blanc sur case noire d2 · Pion blanc sur case blanche e2 · Pion blanc sur case noire f2 · Pion blanc sur case blanche g2 · Pion blanc sur case noire h2 · Tour blanche sur case noire a1 · Cavalier blanc sur case blanche b1 · Fou blanc sur case noire c1 · Dame blanche sur case blanche d1 · Roi blanc sur case noire e1 · Fou blanc sur case blanche f1 · Cavalier blanc sur case noire g1 · Tour blanche sur case blanche h1 | Tour noire sur case blanche a8 · Cavalier noir sur case noire b8 · Fou noir sur case blanche c8 · Dame noire sur case noire d8 · Roi noir sur case blanche e8 · Fou noir sur case noire f8 · Cavalier noir sur case blanche g8 · Tour noire sur case noire h8 · Pion noir sur case noire a7 · Pion noir sur case blanche b7 · Pion noir sur case noire c7 · Pion noir sur case blanche d7 · Pion noir sur case noire e7 · Pion noir sur case blanche f7 · Pion noir sur case noire g7 · Pion noir sur case blanche h7 · Pion blanc sur case blanche a2 · Pion blanc sur case noire b2 · Pion blanc sur case blanche c2 · Pion blanc sur case noire d2 · Pion blanc sur case blanche e2 · Pion blanc sur case noire f2 · Pion blanc sur case blanche g2 · Pion blanc sur case noire h2 · Tour blanche sur case noire a1 · Cavalier blanc sur case blanche b1 · Fou blanc sur case noire c1 · Dame blanche sur case blanche d1 · Roi blanc sur case noire e1 · Fou blanc sur case blanche f1 · Cavalier blanc sur case noire g1 · Tour blanche sur case blanche h1 | 7 |
| 6 | Tour noire sur case blanche a8 · Cavalier noir sur case noire b8 · Fou noir sur case blanche c8 · Dame noire sur case noire d8 · Roi noir sur case blanche e8 · Fou noir sur case noire f8 · Cavalier noir sur case blanche g8 · Tour noire sur case noire h8 · Pion noir sur case noire a7 · Pion noir sur case blanche b7 · Pion noir sur case noire c7 · Pion noir sur case blanche d7 · Pion noir sur case noire e7 · Pion noir sur case blanche f7 · Pion noir sur case noire g7 · Pion noir sur case blanche h7 · Pion blanc sur case blanche a2 · Pion blanc sur case noire b2 · Pion blanc sur case blanche c2 · Pion blanc sur case noire d2 · Pion blanc sur case blanche e2 · Pion blanc sur case noire f2 · Pion blanc sur case blanche g2 · Pion blanc sur case noire h2 · Tour blanche sur case noire a1 · Cavalier blanc sur case blanche b1 · Fou blanc sur case noire c1 · Dame blanche sur case blanche d1 · Roi blanc sur case noire e1 · Fou blanc sur case blanche f1 · Cavalier blanc sur case noire g1 · Tour blanche sur case blanche h1 | Tour noire sur case blanche a8 · Cavalier noir sur case noire b8 · Fou noir sur case blanche c8 · Dame noire sur case noire d8 · Roi noir sur case blanche e8 · Fou noir sur case noire f8 · Cavalier noir sur case blanche g8 · Tour noire sur case noire h8 · Pion noir sur case noire a7 · Pion noir sur case blanche b7 · Pion noir sur case noire c7 · Pion noir sur case blanche d7 · Pion noir sur case noire e7 · Pion noir sur case blanche f7 · Pion noir sur case noire g7 · Pion noir sur case blanche h7 · Pion blanc sur case blanche a2 · Pion blanc sur case noire b2 · Pion blanc sur case blanche c2 · Pion blanc sur case noire d2 · Pion blanc sur case blanche e2 · Pion blanc sur case noire f2 · Pion blanc sur case blanche g2 · Pion blanc sur case noire h2 · Tour blanche sur case noire a1 · Cavalier blanc sur case blanche b1 · Fou blanc sur case noire c1 · Dame blanche sur case blanche d1 · Roi blanc sur case noire e1 · Fou blanc sur case blanche f1 · Cavalier blanc sur case noire g1 · Tour blanche sur case blanche h1 | Tour noire sur case blanche a8 · Cavalier noir sur case noire b8 · Fou noir sur case blanche c8 · Dame noire sur case noire d8 · Roi noir sur case blanche e8 · Fou noir sur case noire f8 · Cavalier noir sur case blanche g8 · Tour noire sur case noire h8 · Pion noir sur case noire a7 · Pion noir sur case blanche b7 · Pion noir sur case noire c7 · Pion noir sur case blanche d7 · Pion noir sur case noire e7 · Pion noir sur case blanche f7 · Pion noir sur case noire g7 · Pion noir sur case blanche h7 · Pion blanc sur case blanche a2 · Pion blanc sur case noire b2 · Pion blanc sur case blanche c2 · Pion blanc sur case noire d2 · Pion blanc sur case blanche e2 · Pion blanc sur case noire f2 · Pion blanc sur case blanche g2 · Pion blanc sur case noire h2 · Tour blanche sur case noire a1 · Cavalier blanc sur case blanche b1 · Fou blanc sur case noire c1 · Dame blanche sur case blanche d1 · Roi blanc sur case noire e1 · Fou blanc sur case blanche f1 · Cavalier blanc sur case noire g1 · Tour blanche sur case blanche h1 | Tour noire sur case blanche a8 · Cavalier noir sur case noire b8 · Fou noir sur case blanche c8 · Dame noire sur case noire d8 · Roi noir sur case blanche e8 · Fou noir sur case noire f8 · Cavalier noir sur case blanche g8 · Tour noire sur case noire h8 · Pion noir sur case noire a7 · Pion noir sur case blanche b7 · Pion noir sur case noire c7 · Pion noir sur case blanche d7 · Pion noir sur case noire e7 · Pion noir sur case blanche f7 · Pion noir sur case noire g7 · Pion noir sur case blanche h7 · Pion blanc sur case blanche a2 · Pion blanc sur case noire b2 · Pion blanc sur case blanche c2 · Pion blanc sur case noire d2 · Pion blanc sur case blanche e2 · Pion blanc sur case noire f2 · Pion blanc sur case blanche g2 · Pion blanc sur case noire h2 · Tour blanche sur case noire a1 · Cavalier blanc sur case blanche b1 · Fou blanc sur case noire c1 · Dame blanche sur case blanche d1 · Roi blanc sur case noire e1 · Fou blanc sur case blanche f1 · Cavalier blanc sur case noire g1 · Tour blanche sur case blanche h1 | Tour noire sur case blanche a8 · Cavalier noir sur case noire b8 · Fou noir sur case blanche c8 · Dame noire sur case noire d8 · Roi noir sur case blanche e8 · Fou noir sur case noire f8 · Cavalier noir sur case blanche g8 · Tour noire sur case noire h8 · Pion noir sur case noire a7 · Pion noir sur case blanche b7 · Pion noir sur case noire c7 · Pion noir sur case blanche d7 · Pion noir sur case noire e7 · Pion noir sur case blanche f7 · Pion noir sur case noire g7 · Pion noir sur case blanche h7 · Pion blanc sur case blanche a2 · Pion blanc sur case noire b2 · Pion blanc sur case blanche c2 · Pion blanc sur case noire d2 · Pion blanc sur case blanche e2 · Pion blanc sur case noire f2 · Pion blanc sur case blanche g2 · Pion blanc sur case noire h2 · Tour blanche sur case noire a1 · Cavalier blanc sur case blanche b1 · Fou blanc sur case noire c1 · Dame blanche sur case blanche d1 · Roi blanc sur case noire e1 · Fou blanc sur case blanche f1 · Cavalier blanc sur case noire g1 · Tour blanche sur case blanche h1 | Tour noire sur case blanche a8 · Cavalier noir sur case noire b8 · Fou noir sur case blanche c8 · Dame noire sur case noire d8 · Roi noir sur case blanche e8 · Fou noir sur case noire f8 · Cavalier noir sur case blanche g8 · Tour noire sur case noire h8 · Pion noir sur case noire a7 · Pion noir sur case blanche b7 · Pion noir sur case noire c7 · Pion noir sur case blanche d7 · Pion noir sur case noire e7 · Pion noir sur case blanche f7 · Pion noir sur case noire g7 · Pion noir sur case blanche h7 · Pion blanc sur case blanche a2 · Pion blanc sur case noire b2 · Pion blanc sur case blanche c2 · Pion blanc sur case noire d2 · Pion blanc sur case blanche e2 · Pion blanc sur case noire f2 · Pion blanc sur case blanche g2 · Pion blanc sur case noire h2 · Tour blanche sur case noire a1 · Cavalier blanc sur case blanche b1 · Fou blanc sur case noire c1 · Dame blanche sur case blanche d1 · Roi blanc sur case noire e1 · Fou blanc sur case blanche f1 · Cavalier blanc sur case noire g1 · Tour blanche sur case blanche h1 | Tour noire sur case blanche a8 · Cavalier noir sur case noire b8 · Fou noir sur case blanche c8 · Dame noire sur case noire d8 · Roi noir sur case blanche e8 · Fou noir sur case noire f8 · Cavalier noir sur case blanche g8 · Tour noire sur case noire h8 · Pion noir sur case noire a7 · Pion noir sur case blanche b7 · Pion noir sur case noire c7 · Pion noir sur case blanche d7 · Pion noir sur case noire e7 · Pion noir sur case blanche f7 · Pion noir sur case noire g7 · Pion noir sur case blanche h7 · Pion blanc sur case blanche a2 · Pion blanc sur case noire b2 · Pion blanc sur case blanche c2 · Pion blanc sur case noire d2 · Pion blanc sur case blanche e2 · Pion blanc sur case noire f2 · Pion blanc sur case blanche g2 · Pion blanc sur case noire h2 · Tour blanche sur case noire a1 · Cavalier blanc sur case blanche b1 · Fou blanc sur case noire c1 · Dame blanche sur case blanche d1 · Roi blanc sur case noire e1 · Fou blanc sur case blanche f1 · Cavalier blanc sur case noire g1 · Tour blanche sur case blanche h1 | Tour noire sur case blanche a8 · Cavalier noir sur case noire b8 · Fou noir sur case blanche c8 · Dame noire sur case noire d8 · Roi noir sur case blanche e8 · Fou noir sur case noire f8 · Cavalier noir sur case blanche g8 · Tour noire sur case noire h8 · Pion noir sur case noire a7 · Pion noir sur case blanche b7 · Pion noir sur case noire c7 · Pion noir sur case blanche d7 · Pion noir sur case noire e7 · Pion noir sur case blanche f7 · Pion noir sur case noire g7 · Pion noir sur case blanche h7 · Pion blanc sur case blanche a2 · Pion blanc sur case noire b2 · Pion blanc sur case blanche c2 · Pion blanc sur case noire d2 · Pion blanc sur case blanche e2 · Pion blanc sur case noire f2 · Pion blanc sur case blanche g2 · Pion blanc sur case noire h2 · Tour blanche sur case noire a1 · Cavalier blanc sur case blanche b1 · Fou blanc sur case noire c1 · Dame blanche sur case blanche d1 · Roi blanc sur case noire e1 · Fou blanc sur case blanche f1 · Cavalier blanc sur case noire g1 · Tour blanche sur case blanche h1 | 6 |
| 5 | Tour noire sur case blanche a8 · Cavalier noir sur case noire b8 · Fou noir sur case blanche c8 · Dame noire sur case noire d8 · Roi noir sur case blanche e8 · Fou noir sur case noire f8 · Cavalier noir sur case blanche g8 · Tour noire sur case noire h8 · Pion noir sur case noire a7 · Pion noir sur case blanche b7 · Pion noir sur case noire c7 · Pion noir sur case blanche d7 · Pion noir sur case noire e7 · Pion noir sur case blanche f7 · Pion noir sur case noire g7 · Pion noir sur case blanche h7 · Pion blanc sur case blanche a2 · Pion blanc sur case noire b2 · Pion blanc sur case blanche c2 · Pion blanc sur case noire d2 · Pion blanc sur case blanche e2 · Pion blanc sur case noire f2 · Pion blanc sur case blanche g2 · Pion blanc sur case noire h2 · Tour blanche sur case noire a1 · Cavalier blanc sur case blanche b1 · Fou blanc sur case noire c1 · Dame blanche sur case blanche d1 · Roi blanc sur case noire e1 · Fou blanc sur case blanche f1 · Cavalier blanc sur case noire g1 · Tour blanche sur case blanche h1 | Tour noire sur case blanche a8 · Cavalier noir sur case noire b8 · Fou noir sur case blanche c8 · Dame noire sur case noire d8 · Roi noir sur case blanche e8 · Fou noir sur case noire f8 · Cavalier noir sur case blanche g8 · Tour noire sur case noire h8 · Pion noir sur case noire a7 · Pion noir sur case blanche b7 · Pion noir sur case noire c7 · Pion noir sur case blanche d7 · Pion noir sur case noire e7 · Pion noir sur case blanche f7 · Pion noir sur case noire g7 · Pion noir sur case blanche h7 · Pion blanc sur case blanche a2 · Pion blanc sur case noire b2 · Pion blanc sur case blanche c2 · Pion blanc sur case noire d2 · Pion blanc sur case blanche e2 · Pion blanc sur case noire f2 · Pion blanc sur case blanche g2 · Pion blanc sur case noire h2 · Tour blanche sur case noire a1 · Cavalier blanc sur case blanche b1 · Fou blanc sur case noire c1 · Dame blanche sur case blanche d1 · Roi blanc sur case noire e1 · Fou blanc sur case blanche f1 · Cavalier blanc sur case noire g1 · Tour blanche sur case blanche h1 | Tour noire sur case blanche a8 · Cavalier noir sur case noire b8 · Fou noir sur case blanche c8 · Dame noire sur case noire d8 · Roi noir sur case blanche e8 · Fou noir sur case noire f8 · Cavalier noir sur case blanche g8 · Tour noire sur case noire h8 · Pion noir sur case noire a7 · Pion noir sur case blanche b7 · Pion noir sur case noire c7 · Pion noir sur case blanche d7 · Pion noir sur case noire e7 · Pion noir sur case blanche f7 · Pion noir sur case noire g7 · Pion noir sur case blanche h7 · Pion blanc sur case blanche a2 · Pion blanc sur case noire b2 · Pion blanc sur case blanche c2 · Pion blanc sur case noire d2 · Pion blanc sur case blanche e2 · Pion blanc sur case noire f2 · Pion blanc sur case blanche g2 · Pion blanc sur case noire h2 · Tour blanche sur case noire a1 · Cavalier blanc sur case blanche b1 · Fou blanc sur case noire c1 · Dame blanche sur case blanche d1 · Roi blanc sur case noire e1 · Fou blanc sur case blanche f1 · Cavalier blanc sur case noire g1 · Tour blanche sur case blanche h1 | Tour noire sur case blanche a8 · Cavalier noir sur case noire b8 · Fou noir sur case blanche c8 · Dame noire sur case noire d8 · Roi noir sur case blanche e8 · Fou noir sur case noire f8 · Cavalier noir sur case blanche g8 · Tour noire sur case noire h8 · Pion noir sur case noire a7 · Pion noir sur case blanche b7 · Pion noir sur case noire c7 · Pion noir sur case blanche d7 · Pion noir sur case noire e7 · Pion noir sur case blanche f7 · Pion noir sur case noire g7 · Pion noir sur case blanche h7 · Pion blanc sur case blanche a2 · Pion blanc sur case noire b2 · Pion blanc sur case blanche c2 · Pion blanc sur case noire d2 · Pion blanc sur case blanche e2 · Pion blanc sur case noire f2 · Pion blanc sur case blanche g2 · Pion blanc sur case noire h2 · Tour blanche sur case noire a1 · Cavalier blanc sur case blanche b1 · Fou blanc sur case noire c1 · Dame blanche sur case blanche d1 · Roi blanc sur case noire e1 · Fou blanc sur case blanche f1 · Cavalier blanc sur case noire g1 · Tour blanche sur case blanche h1 | Tour noire sur case blanche a8 · Cavalier noir sur case noire b8 · Fou noir sur case blanche c8 · Dame noire sur case noire d8 · Roi noir sur case blanche e8 · Fou noir sur case noire f8 · Cavalier noir sur case blanche g8 · Tour noire sur case noire h8 · Pion noir sur case noire a7 · Pion noir sur case blanche b7 · Pion noir sur case noire c7 · Pion noir sur case blanche d7 · Pion noir sur case noire e7 · Pion noir sur case blanche f7 · Pion noir sur case noire g7 · Pion noir sur case blanche h7 · Pion blanc sur case blanche a2 · Pion blanc sur case noire b2 · Pion blanc sur case blanche c2 · Pion blanc sur case noire d2 · Pion blanc sur case blanche e2 · Pion blanc sur case noire f2 · Pion blanc sur case blanche g2 · Pion blanc sur case noire h2 · Tour blanche sur case noire a1 · Cavalier blanc sur case blanche b1 · Fou blanc sur case noire c1 · Dame blanche sur case blanche d1 · Roi blanc sur case noire e1 · Fou blanc sur case blanche f1 · Cavalier blanc sur case noire g1 · Tour blanche sur case blanche h1 | Tour noire sur case blanche a8 · Cavalier noir sur case noire b8 · Fou noir sur case blanche c8 · Dame noire sur case noire d8 · Roi noir sur case blanche e8 · Fou noir sur case noire f8 · Cavalier noir sur case blanche g8 · Tour noire sur case noire h8 · Pion noir sur case noire a7 · Pion noir sur case blanche b7 · Pion noir sur case noire c7 · Pion noir sur case blanche d7 · Pion noir sur case noire e7 · Pion noir sur case blanche f7 · Pion noir sur case noire g7 · Pion noir sur case blanche h7 · Pion blanc sur case blanche a2 · Pion blanc sur case noire b2 · Pion blanc sur case blanche c2 · Pion blanc sur case noire d2 · Pion blanc sur case blanche e2 · Pion blanc sur case noire f2 · Pion blanc sur case blanche g2 · Pion blanc sur case noire h2 · Tour blanche sur case noire a1 · Cavalier blanc sur case blanche b1 · Fou blanc sur case noire c1 · Dame blanche sur case blanche d1 · Roi blanc sur case noire e1 · Fou blanc sur case blanche f1 · Cavalier blanc sur case noire g1 · Tour blanche sur case blanche h1 | Tour noire sur case blanche a8 · Cavalier noir sur case noire b8 · Fou noir sur case blanche c8 · Dame noire sur case noire d8 · Roi noir sur case blanche e8 · Fou noir sur case noire f8 · Cavalier noir sur case blanche g8 · Tour noire sur case noire h8 · Pion noir sur case noire a7 · Pion noir sur case blanche b7 · Pion noir sur case noire c7 · Pion noir sur case blanche d7 · Pion noir sur case noire e7 · Pion noir sur case blanche f7 · Pion noir sur case noire g7 · Pion noir sur case blanche h7 · Pion blanc sur case blanche a2 · Pion blanc sur case noire b2 · Pion blanc sur case blanche c2 · Pion blanc sur case noire d2 · Pion blanc sur case blanche e2 · Pion blanc sur case noire f2 · Pion blanc sur case blanche g2 · Pion blanc sur case noire h2 · Tour blanche sur case noire a1 · Cavalier blanc sur case blanche b1 · Fou blanc sur case noire c1 · Dame blanche sur case blanche d1 · Roi blanc sur case noire e1 · Fou blanc sur case blanche f1 · Cavalier blanc sur case noire g1 · Tour blanche sur case blanche h1 | Tour noire sur case blanche a8 · Cavalier noir sur case noire b8 · Fou noir sur case blanche c8 · Dame noire sur case noire d8 · Roi noir sur case blanche e8 · Fou noir sur case noire f8 · Cavalier noir sur case blanche g8 · Tour noire sur case noire h8 · Pion noir sur case noire a7 · Pion noir sur case blanche b7 · Pion noir sur case noire c7 · Pion noir sur case blanche d7 · Pion noir sur case noire e7 · Pion noir sur case blanche f7 · Pion noir sur case noire g7 · Pion noir sur case blanche h7 · Pion blanc sur case blanche a2 · Pion blanc sur case noire b2 · Pion blanc sur case blanche c2 · Pion blanc sur case noire d2 · Pion blanc sur case blanche e2 · Pion blanc sur case noire f2 · Pion blanc sur case blanche g2 · Pion blanc sur case noire h2 · Tour blanche sur case noire a1 · Cavalier blanc sur case blanche b1 · Fou blanc sur case noire c1 · Dame blanche sur case blanche d1 · Roi blanc sur case noire e1 · Fou blanc sur case blanche f1 · Cavalier blanc sur case noire g1 · Tour blanche sur case blanche h1 | 5 |
| 4 | Tour noire sur case blanche a8 · Cavalier noir sur case noire b8 · Fou noir sur case blanche c8 · Dame noire sur case noire d8 · Roi noir sur case blanche e8 · Fou noir sur case noire f8 · Cavalier noir sur case blanche g8 · Tour noire sur case noire h8 · Pion noir sur case noire a7 · Pion noir sur case blanche b7 · Pion noir sur case noire c7 · Pion noir sur case blanche d7 · Pion noir sur case noire e7 · Pion noir sur case blanche f7 · Pion noir sur case noire g7 · Pion noir sur case blanche h7 · Pion blanc sur case blanche a2 · Pion blanc sur case noire b2 · Pion blanc sur case blanche c2 · Pion blanc sur case noire d2 · Pion blanc sur case blanche e2 · Pion blanc sur case noire f2 · Pion blanc sur case blanche g2 · Pion blanc sur case noire h2 · Tour blanche sur case noire a1 · Cavalier blanc sur case blanche b1 · Fou blanc sur case noire c1 · Dame blanche sur case blanche d1 · Roi blanc sur case noire e1 · Fou blanc sur case blanche f1 · Cavalier blanc sur case noire g1 · Tour blanche sur case blanche h1 | Tour noire sur case blanche a8 · Cavalier noir sur case noire b8 · Fou noir sur case blanche c8 · Dame noire sur case noire d8 · Roi noir sur case blanche e8 · Fou noir sur case noire f8 · Cavalier noir sur case blanche g8 · Tour noire sur case noire h8 · Pion noir sur case noire a7 · Pion noir sur case blanche b7 · Pion noir sur case noire c7 · Pion noir sur case blanche d7 · Pion noir sur case noire e7 · Pion noir sur case blanche f7 · Pion noir sur case noire g7 · Pion noir sur case blanche h7 · Pion blanc sur case blanche a2 · Pion blanc sur case noire b2 · Pion blanc sur case blanche c2 · Pion blanc sur case noire d2 · Pion blanc sur case blanche e2 · Pion blanc sur case noire f2 · Pion blanc sur case blanche g2 · Pion blanc sur case noire h2 · Tour blanche sur case noire a1 · Cavalier blanc sur case blanche b1 · Fou blanc sur case noire c1 · Dame blanche sur case blanche d1 · Roi blanc sur case noire e1 · Fou blanc sur case blanche f1 · Cavalier blanc sur case noire g1 · Tour blanche sur case blanche h1 | Tour noire sur case blanche a8 · Cavalier noir sur case noire b8 · Fou noir sur case blanche c8 · Dame noire sur case noire d8 · Roi noir sur case blanche e8 · Fou noir sur case noire f8 · Cavalier noir sur case blanche g8 · Tour noire sur case noire h8 · Pion noir sur case noire a7 · Pion noir sur case blanche b7 · Pion noir sur case noire c7 · Pion noir sur case blanche d7 · Pion noir sur case noire e7 · Pion noir sur case blanche f7 · Pion noir sur case noire g7 · Pion noir sur case blanche h7 · Pion blanc sur case blanche a2 · Pion blanc sur case noire b2 · Pion blanc sur case blanche c2 · Pion blanc sur case noire d2 · Pion blanc sur case blanche e2 · Pion blanc sur case noire f2 · Pion blanc sur case blanche g2 · Pion blanc sur case noire h2 · Tour blanche sur case noire a1 · Cavalier blanc sur case blanche b1 · Fou blanc sur case noire c1 · Dame blanche sur case blanche d1 · Roi blanc sur case noire e1 · Fou blanc sur case blanche f1 · Cavalier blanc sur case noire g1 · Tour blanche sur case blanche h1 | Tour noire sur case blanche a8 · Cavalier noir sur case noire b8 · Fou noir sur case blanche c8 · Dame noire sur case noire d8 · Roi noir sur case blanche e8 · Fou noir sur case noire f8 · Cavalier noir sur case blanche g8 · Tour noire sur case noire h8 · Pion noir sur case noire a7 · Pion noir sur case blanche b7 · Pion noir sur case noire c7 · Pion noir sur case blanche d7 · Pion noir sur case noire e7 · Pion noir sur case blanche f7 · Pion noir sur case noire g7 · Pion noir sur case blanche h7 · Pion blanc sur case blanche a2 · Pion blanc sur case noire b2 · Pion blanc sur case blanche c2 · Pion blanc sur case noire d2 · Pion blanc sur case blanche e2 · Pion blanc sur case noire f2 · Pion blanc sur case blanche g2 · Pion blanc sur case noire h2 · Tour blanche sur case noire a1 · Cavalier blanc sur case blanche b1 · Fou blanc sur case noire c1 · Dame blanche sur case blanche d1 · Roi blanc sur case noire e1 · Fou blanc sur case blanche f1 · Cavalier blanc sur case noire g1 · Tour blanche sur case blanche h1 | Tour noire sur case blanche a8 · Cavalier noir sur case noire b8 · Fou noir sur case blanche c8 · Dame noire sur case noire d8 · Roi noir sur case blanche e8 · Fou noir sur case noire f8 · Cavalier noir sur case blanche g8 · Tour noire sur case noire h8 · Pion noir sur case noire a7 · Pion noir sur case blanche b7 · Pion noir sur case noire c7 · Pion noir sur case blanche d7 · Pion noir sur case noire e7 · Pion noir sur case blanche f7 · Pion noir sur case noire g7 · Pion noir sur case blanche h7 · Pion blanc sur case blanche a2 · Pion blanc sur case noire b2 · Pion blanc sur case blanche c2 · Pion blanc sur case noire d2 · Pion blanc sur case blanche e2 · Pion blanc sur case noire f2 · Pion blanc sur case blanche g2 · Pion blanc sur case noire h2 · Tour blanche sur case noire a1 · Cavalier blanc sur case blanche b1 · Fou blanc sur case noire c1 · Dame blanche sur case blanche d1 · Roi blanc sur case noire e1 · Fou blanc sur case blanche f1 · Cavalier blanc sur case noire g1 · Tour blanche sur case blanche h1 | Tour noire sur case blanche a8 · Cavalier noir sur case noire b8 · Fou noir sur case blanche c8 · Dame noire sur case noire d8 · Roi noir sur case blanche e8 · Fou noir sur case noire f8 · Cavalier noir sur case blanche g8 · Tour noire sur case noire h8 · Pion noir sur case noire a7 · Pion noir sur case blanche b7 · Pion noir sur case noire c7 · Pion noir sur case blanche d7 · Pion noir sur case noire e7 · Pion noir sur case blanche f7 · Pion noir sur case noire g7 · Pion noir sur case blanche h7 · Pion blanc sur case blanche a2 · Pion blanc sur case noire b2 · Pion blanc sur case blanche c2 · Pion blanc sur case noire d2 · Pion blanc sur case blanche e2 · Pion blanc sur case noire f2 · Pion blanc sur case blanche g2 · Pion blanc sur case noire h2 · Tour blanche sur case noire a1 · Cavalier blanc sur case blanche b1 · Fou blanc sur case noire c1 · Dame blanche sur case blanche d1 · Roi blanc sur case noire e1 · Fou blanc sur case blanche f1 · Cavalier blanc sur case noire g1 · Tour blanche sur case blanche h1 | Tour noire sur case blanche a8 · Cavalier noir sur case noire b8 · Fou noir sur case blanche c8 · Dame noire sur case noire d8 · Roi noir sur case blanche e8 · Fou noir sur case noire f8 · Cavalier noir sur case blanche g8 · Tour noire sur case noire h8 · Pion noir sur case noire a7 · Pion noir sur case blanche b7 · Pion noir sur case noire c7 · Pion noir sur case blanche d7 · Pion noir sur case noire e7 · Pion noir sur case blanche f7 · Pion noir sur case noire g7 · Pion noir sur case blanche h7 · Pion blanc sur case blanche a2 · Pion blanc sur case noire b2 · Pion blanc sur case blanche c2 · Pion blanc sur case noire d2 · Pion blanc sur case blanche e2 · Pion blanc sur case noire f2 · Pion blanc sur case blanche g2 · Pion blanc sur case noire h2 · Tour blanche sur case noire a1 · Cavalier blanc sur case blanche b1 · Fou blanc sur case noire c1 · Dame blanche sur case blanche d1 · Roi blanc sur case noire e1 · Fou blanc sur case blanche f1 · Cavalier blanc sur case noire g1 · Tour blanche sur case blanche h1 | Tour noire sur case blanche a8 · Cavalier noir sur case noire b8 · Fou noir sur case blanche c8 · Dame noire sur case noire d8 · Roi noir sur case blanche e8 · Fou noir sur case noire f8 · Cavalier noir sur case blanche g8 · Tour noire sur case noire h8 · Pion noir sur case noire a7 · Pion noir sur case blanche b7 · Pion noir sur case noire c7 · Pion noir sur case blanche d7 · Pion noir sur case noire e7 · Pion noir sur case blanche f7 · Pion noir sur case noire g7 · Pion noir sur case blanche h7 · Pion blanc sur case blanche a2 · Pion blanc sur case noire b2 · Pion blanc sur case blanche c2 · Pion blanc sur case noire d2 · Pion blanc sur case blanche e2 · Pion blanc sur case noire f2 · Pion blanc sur case blanche g2 · Pion blanc sur case noire h2 · Tour blanche sur case noire a1 · Cavalier blanc sur case blanche b1 · Fou blanc sur case noire c1 · Dame blanche sur case blanche d1 · Roi blanc sur case noire e1 · Fou blanc sur case blanche f1 · Cavalier blanc sur case noire g1 · Tour blanche sur case blanche h1 | 4 |
| 3 | Tour noire sur case blanche a8 · Cavalier noir sur case noire b8 · Fou noir sur case blanche c8 · Dame noire sur case noire d8 · Roi noir sur case blanche e8 · Fou noir sur case noire f8 · Cavalier noir sur case blanche g8 · Tour noire sur case noire h8 · Pion noir sur case noire a7 · Pion noir sur case blanche b7 · Pion noir sur case noire c7 · Pion noir sur case blanche d7 · Pion noir sur case noire e7 · Pion noir sur case blanche f7 · Pion noir sur case noire g7 · Pion noir sur case blanche h7 · Pion blanc sur case blanche a2 · Pion blanc sur case noire b2 · Pion blanc sur case blanche c2 · Pion blanc sur case noire d2 · Pion blanc sur case blanche e2 · Pion blanc sur case noire f2 · Pion blanc sur case blanche g2 · Pion blanc sur case noire h2 · Tour blanche sur case noire a1 · Cavalier blanc sur case blanche b1 · Fou blanc sur case noire c1 · Dame blanche sur case blanche d1 · Roi blanc sur case noire e1 · Fou blanc sur case blanche f1 · Cavalier blanc sur case noire g1 · Tour blanche sur case blanche h1 | Tour noire sur case blanche a8 · Cavalier noir sur case noire b8 · Fou noir sur case blanche c8 · Dame noire sur case noire d8 · Roi noir sur case blanche e8 · Fou noir sur case noire f8 · Cavalier noir sur case blanche g8 · Tour noire sur case noire h8 · Pion noir sur case noire a7 · Pion noir sur case blanche b7 · Pion noir sur case noire c7 · Pion noir sur case blanche d7 · Pion noir sur case noire e7 · Pion noir sur case blanche f7 · Pion noir sur case noire g7 · Pion noir sur case blanche h7 · Pion blanc sur case blanche a2 · Pion blanc sur case noire b2 · Pion blanc sur case blanche c2 · Pion blanc sur case noire d2 · Pion blanc sur case blanche e2 · Pion blanc sur case noire f2 · Pion blanc sur case blanche g2 · Pion blanc sur case noire h2 · Tour blanche sur case noire a1 · Cavalier blanc sur case blanche b1 · Fou blanc sur case noire c1 · Dame blanche sur case blanche d1 · Roi blanc sur case noire e1 · Fou blanc sur case blanche f1 · Cavalier blanc sur case noire g1 · Tour blanche sur case blanche h1 | Tour noire sur case blanche a8 · Cavalier noir sur case noire b8 · Fou noir sur case blanche c8 · Dame noire sur case noire d8 · Roi noir sur case blanche e8 · Fou noir sur case noire f8 · Cavalier noir sur case blanche g8 · Tour noire sur case noire h8 · Pion noir sur case noire a7 · Pion noir sur case blanche b7 · Pion noir sur case noire c7 · Pion noir sur case blanche d7 · Pion noir sur case noire e7 · Pion noir sur case blanche f7 · Pion noir sur case noire g7 · Pion noir sur case blanche h7 · Pion blanc sur case blanche a2 · Pion blanc sur case noire b2 · Pion blanc sur case blanche c2 · Pion blanc sur case noire d2 · Pion blanc sur case blanche e2 · Pion blanc sur case noire f2 · Pion blanc sur case blanche g2 · Pion blanc sur case noire h2 · Tour blanche sur case noire a1 · Cavalier blanc sur case blanche b1 · Fou blanc sur case noire c1 · Dame blanche sur case blanche d1 · Roi blanc sur case noire e1 · Fou blanc sur case blanche f1 · Cavalier blanc sur case noire g1 · Tour blanche sur case blanche h1 | Tour noire sur case blanche a8 · Cavalier noir sur case noire b8 · Fou noir sur case blanche c8 · Dame noire sur case noire d8 · Roi noir sur case blanche e8 · Fou noir sur case noire f8 · Cavalier noir sur case blanche g8 · Tour noire sur case noire h8 · Pion noir sur case noire a7 · Pion noir sur case blanche b7 · Pion noir sur case noire c7 · Pion noir sur case blanche d7 · Pion noir sur case noire e7 · Pion noir sur case blanche f7 · Pion noir sur case noire g7 · Pion noir sur case blanche h7 · Pion blanc sur case blanche a2 · Pion blanc sur case noire b2 · Pion blanc sur case blanche c2 · Pion blanc sur case noire d2 · Pion blanc sur case blanche e2 · Pion blanc sur case noire f2 · Pion blanc sur case blanche g2 · Pion blanc sur case noire h2 · Tour blanche sur case noire a1 · Cavalier blanc sur case blanche b1 · Fou blanc sur case noire c1 · Dame blanche sur case blanche d1 · Roi blanc sur case noire e1 · Fou blanc sur case blanche f1 · Cavalier blanc sur case noire g1 · Tour blanche sur case blanche h1 | Tour noire sur case blanche a8 · Cavalier noir sur case noire b8 · Fou noir sur case blanche c8 · Dame noire sur case noire d8 · Roi noir sur case blanche e8 · Fou noir sur case noire f8 · Cavalier noir sur case blanche g8 · Tour noire sur case noire h8 · Pion noir sur case noire a7 · Pion noir sur case blanche b7 · Pion noir sur case noire c7 · Pion noir sur case blanche d7 · Pion noir sur case noire e7 · Pion noir sur case blanche f7 · Pion noir sur case noire g7 · Pion noir sur case blanche h7 · Pion blanc sur case blanche a2 · Pion blanc sur case noire b2 · Pion blanc sur case blanche c2 · Pion blanc sur case noire d2 · Pion blanc sur case blanche e2 · Pion blanc sur case noire f2 · Pion blanc sur case blanche g2 · Pion blanc sur case noire h2 · Tour blanche sur case noire a1 · Cavalier blanc sur case blanche b1 · Fou blanc sur case noire c1 · Dame blanche sur case blanche d1 · Roi blanc sur case noire e1 · Fou blanc sur case blanche f1 · Cavalier blanc sur case noire g1 · Tour blanche sur case blanche h1 | Tour noire sur case blanche a8 · Cavalier noir sur case noire b8 · Fou noir sur case blanche c8 · Dame noire sur case noire d8 · Roi noir sur case blanche e8 · Fou noir sur case noire f8 · Cavalier noir sur case blanche g8 · Tour noire sur case noire h8 · Pion noir sur case noire a7 · Pion noir sur case blanche b7 · Pion noir sur case noire c7 · Pion noir sur case blanche d7 · Pion noir sur case noire e7 · Pion noir sur case blanche f7 · Pion noir sur case noire g7 · Pion noir sur case blanche h7 · Pion blanc sur case blanche a2 · Pion blanc sur case noire b2 · Pion blanc sur case blanche c2 · Pion blanc sur case noire d2 · Pion blanc sur case blanche e2 · Pion blanc sur case noire f2 · Pion blanc sur case blanche g2 · Pion blanc sur case noire h2 · Tour blanche sur case noire a1 · Cavalier blanc sur case blanche b1 · Fou blanc sur case noire c1 · Dame blanche sur case blanche d1 · Roi blanc sur case noire e1 · Fou blanc sur case blanche f1 · Cavalier blanc sur case noire g1 · Tour blanche sur case blanche h1 | Tour noire sur case blanche a8 · Cavalier noir sur case noire b8 · Fou noir sur case blanche c8 · Dame noire sur case noire d8 · Roi noir sur case blanche e8 · Fou noir sur case noire f8 · Cavalier noir sur case blanche g8 · Tour noire sur case noire h8 · Pion noir sur case noire a7 · Pion noir sur case blanche b7 · Pion noir sur case noire c7 · Pion noir sur case blanche d7 · Pion noir sur case noire e7 · Pion noir sur case blanche f7 · Pion noir sur case noire g7 · Pion noir sur case blanche h7 · Pion blanc sur case blanche a2 · Pion blanc sur case noire b2 · Pion blanc sur case blanche c2 · Pion blanc sur case noire d2 · Pion blanc sur case blanche e2 · Pion blanc sur case noire f2 · Pion blanc sur case blanche g2 · Pion blanc sur case noire h2 · Tour blanche sur case noire a1 · Cavalier blanc sur case blanche b1 · Fou blanc sur case noire c1 · Dame blanche sur case blanche d1 · Roi blanc sur case noire e1 · Fou blanc sur case blanche f1 · Cavalier blanc sur case noire g1 · Tour blanche sur case blanche h1 | Tour noire sur case blanche a8 · Cavalier noir sur case noire b8 · Fou noir sur case blanche c8 · Dame noire sur case noire d8 · Roi noir sur case blanche e8 · Fou noir sur case noire f8 · Cavalier noir sur case blanche g8 · Tour noire sur case noire h8 · Pion noir sur case noire a7 · Pion noir sur case blanche b7 · Pion noir sur case noire c7 · Pion noir sur case blanche d7 · Pion noir sur case noire e7 · Pion noir sur case blanche f7 · Pion noir sur case noire g7 · Pion noir sur case blanche h7 · Pion blanc sur case blanche a2 · Pion blanc sur case noire b2 · Pion blanc sur case blanche c2 · Pion blanc sur case noire d2 · Pion blanc sur case blanche e2 · Pion blanc sur case noire f2 · Pion blanc sur case blanche g2 · Pion blanc sur case noire h2 · Tour blanche sur case noire a1 · Cavalier blanc sur case blanche b1 · Fou blanc sur case noire c1 · Dame blanche sur case blanche d1 · Roi blanc sur case noire e1 · Fou blanc sur case blanche f1 · Cavalier blanc sur case noire g1 · Tour blanche sur case blanche h1 | 3 |
| 2 | Tour noire sur case blanche a8 · Cavalier noir sur case noire b8 · Fou noir sur case blanche c8 · Dame noire sur case noire d8 · Roi noir sur case blanche e8 · Fou noir sur case noire f8 · Cavalier noir sur case blanche g8 · Tour noire sur case noire h8 · Pion noir sur case noire a7 · Pion noir sur case blanche b7 · Pion noir sur case noire c7 · Pion noir sur case blanche d7 · Pion noir sur case noire e7 · Pion noir sur case blanche f7 · Pion noir sur case noire g7 · Pion noir sur case blanche h7 · Pion blanc sur case blanche a2 · Pion blanc sur case noire b2 · Pion blanc sur case blanche c2 · Pion blanc sur case noire d2 · Pion blanc sur case blanche e2 · Pion blanc sur case noire f2 · Pion blanc sur case blanche g2 · Pion blanc sur case noire h2 · Tour blanche sur case noire a1 · Cavalier blanc sur case blanche b1 · Fou blanc sur case noire c1 · Dame blanche sur case blanche d1 · Roi blanc sur case noire e1 · Fou blanc sur case blanche f1 · Cavalier blanc sur case noire g1 · Tour blanche sur case blanche h1 | Tour noire sur case blanche a8 · Cavalier noir sur case noire b8 · Fou noir sur case blanche c8 · Dame noire sur case noire d8 · Roi noir sur case blanche e8 · Fou noir sur case noire f8 · Cavalier noir sur case blanche g8 · Tour noire sur case noire h8 · Pion noir sur case noire a7 · Pion noir sur case blanche b7 · Pion noir sur case noire c7 · Pion noir sur case blanche d7 · Pion noir sur case noire e7 · Pion noir sur case blanche f7 · Pion noir sur case noire g7 · Pion noir sur case blanche h7 · Pion blanc sur case blanche a2 · Pion blanc sur case noire b2 · Pion blanc sur case blanche c2 · Pion blanc sur case noire d2 · Pion blanc sur case blanche e2 · Pion blanc sur case noire f2 · Pion blanc sur case blanche g2 · Pion blanc sur case noire h2 · Tour blanche sur case noire a1 · Cavalier blanc sur case blanche b1 · Fou blanc sur case noire c1 · Dame blanche sur case blanche d1 · Roi blanc sur case noire e1 · Fou blanc sur case blanche f1 · Cavalier blanc sur case noire g1 · Tour blanche sur case blanche h1 | Tour noire sur case blanche a8 · Cavalier noir sur case noire b8 · Fou noir sur case blanche c8 · Dame noire sur case noire d8 · Roi noir sur case blanche e8 · Fou noir sur case noire f8 · Cavalier noir sur case blanche g8 · Tour noire sur case noire h8 · Pion noir sur case noire a7 · Pion noir sur case blanche b7 · Pion noir sur case noire c7 · Pion noir sur case blanche d7 · Pion noir sur case noire e7 · Pion noir sur case blanche f7 · Pion noir sur case noire g7 · Pion noir sur case blanche h7 · Pion blanc sur case blanche a2 · Pion blanc sur case noire b2 · Pion blanc sur case blanche c2 · Pion blanc sur case noire d2 · Pion blanc sur case blanche e2 · Pion blanc sur case noire f2 · Pion blanc sur case blanche g2 · Pion blanc sur case noire h2 · Tour blanche sur case noire a1 · Cavalier blanc sur case blanche b1 · Fou blanc sur case noire c1 · Dame blanche sur case blanche d1 · Roi blanc sur case noire e1 · Fou blanc sur case blanche f1 · Cavalier blanc sur case noire g1 · Tour blanche sur case blanche h1 | Tour noire sur case blanche a8 · Cavalier noir sur case noire b8 · Fou noir sur case blanche c8 · Dame noire sur case noire d8 · Roi noir sur case blanche e8 · Fou noir sur case noire f8 · Cavalier noir sur case blanche g8 · Tour noire sur case noire h8 · Pion noir sur case noire a7 · Pion noir sur case blanche b7 · Pion noir sur case noire c7 · Pion noir sur case blanche d7 · Pion noir sur case noire e7 · Pion noir sur case blanche f7 · Pion noir sur case noire g7 · Pion noir sur case blanche h7 · Pion blanc sur case blanche a2 · Pion blanc sur case noire b2 · Pion blanc sur case blanche c2 · Pion blanc sur case noire d2 · Pion blanc sur case blanche e2 · Pion blanc sur case noire f2 · Pion blanc sur case blanche g2 · Pion blanc sur case noire h2 · Tour blanche sur case noire a1 · Cavalier blanc sur case blanche b1 · Fou blanc sur case noire c1 · Dame blanche sur case blanche d1 · Roi blanc sur case noire e1 · Fou blanc sur case blanche f1 · Cavalier blanc sur case noire g1 · Tour blanche sur case blanche h1 | Tour noire sur case blanche a8 · Cavalier noir sur case noire b8 · Fou noir sur case blanche c8 · Dame noire sur case noire d8 · Roi noir sur case blanche e8 · Fou noir sur case noire f8 · Cavalier noir sur case blanche g8 · Tour noire sur case noire h8 · Pion noir sur case noire a7 · Pion noir sur case blanche b7 · Pion noir sur case noire c7 · Pion noir sur case blanche d7 · Pion noir sur case noire e7 · Pion noir sur case blanche f7 · Pion noir sur case noire g7 · Pion noir sur case blanche h7 · Pion blanc sur case blanche a2 · Pion blanc sur case noire b2 · Pion blanc sur case blanche c2 · Pion blanc sur case noire d2 · Pion blanc sur case blanche e2 · Pion blanc sur case noire f2 · Pion blanc sur case blanche g2 · Pion blanc sur case noire h2 · Tour blanche sur case noire a1 · Cavalier blanc sur case blanche b1 · Fou blanc sur case noire c1 · Dame blanche sur case blanche d1 · Roi blanc sur case noire e1 · Fou blanc sur case blanche f1 · Cavalier blanc sur case noire g1 · Tour blanche sur case blanche h1 | Tour noire sur case blanche a8 · Cavalier noir sur case noire b8 · Fou noir sur case blanche c8 · Dame noire sur case noire d8 · Roi noir sur case blanche e8 · Fou noir sur case noire f8 · Cavalier noir sur case blanche g8 · Tour noire sur case noire h8 · Pion noir sur case noire a7 · Pion noir sur case blanche b7 · Pion noir sur case noire c7 · Pion noir sur case blanche d7 · Pion noir sur case noire e7 · Pion noir sur case blanche f7 · Pion noir sur case noire g7 · Pion noir sur case blanche h7 · Pion blanc sur case blanche a2 · Pion blanc sur case noire b2 · Pion blanc sur case blanche c2 · Pion blanc sur case noire d2 · Pion blanc sur case blanche e2 · Pion blanc sur case noire f2 · Pion blanc sur case blanche g2 · Pion blanc sur case noire h2 · Tour blanche sur case noire a1 · Cavalier blanc sur case blanche b1 · Fou blanc sur case noire c1 · Dame blanche sur case blanche d1 · Roi blanc sur case noire e1 · Fou blanc sur case blanche f1 · Cavalier blanc sur case noire g1 · Tour blanche sur case blanche h1 | Tour noire sur case blanche a8 · Cavalier noir sur case noire b8 · Fou noir sur case blanche c8 · Dame noire sur case noire d8 · Roi noir sur case blanche e8 · Fou noir sur case noire f8 · Cavalier noir sur case blanche g8 · Tour noire sur case noire h8 · Pion noir sur case noire a7 · Pion noir sur case blanche b7 · Pion noir sur case noire c7 · Pion noir sur case blanche d7 · Pion noir sur case noire e7 · Pion noir sur case blanche f7 · Pion noir sur case noire g7 · Pion noir sur case blanche h7 · Pion blanc sur case blanche a2 · Pion blanc sur case noire b2 · Pion blanc sur case blanche c2 · Pion blanc sur case noire d2 · Pion blanc sur case blanche e2 · Pion blanc sur case noire f2 · Pion blanc sur case blanche g2 · Pion blanc sur case noire h2 · Tour blanche sur case noire a1 · Cavalier blanc sur case blanche b1 · Fou blanc sur case noire c1 · Dame blanche sur case blanche d1 · Roi blanc sur case noire e1 · Fou blanc sur case blanche f1 · Cavalier blanc sur case noire g1 · Tour blanche sur case blanche h1 | Tour noire sur case blanche a8 · Cavalier noir sur case noire b8 · Fou noir sur case blanche c8 · Dame noire sur case noire d8 · Roi noir sur case blanche e8 · Fou noir sur case noire f8 · Cavalier noir sur case blanche g8 · Tour noire sur case noire h8 · Pion noir sur case noire a7 · Pion noir sur case blanche b7 · Pion noir sur case noire c7 · Pion noir sur case blanche d7 · Pion noir sur case noire e7 · Pion noir sur case blanche f7 · Pion noir sur case noire g7 · Pion noir sur case blanche h7 · Pion blanc sur case blanche a2 · Pion blanc sur case noire b2 · Pion blanc sur case blanche c2 · Pion blanc sur case noire d2 · Pion blanc sur case blanche e2 · Pion blanc sur case noire f2 · Pion blanc sur case blanche g2 · Pion blanc sur case noire h2 · Tour blanche sur case noire a1 · Cavalier blanc sur case blanche b1 · Fou blanc sur case noire c1 · Dame blanche sur case blanche d1 · Roi blanc sur case noire e1 · Fou blanc sur case blanche f1 · Cavalier blanc sur case noire g1 · Tour blanche sur case blanche h1 | 2 |
| 1 | Tour noire sur case blanche a8 · Cavalier noir sur case noire b8 · Fou noir sur case blanche c8 · Dame noire sur case noire d8 · Roi noir sur case blanche e8 · Fou noir sur case noire f8 · Cavalier noir sur case blanche g8 · Tour noire sur case noire h8 · Pion noir sur case noire a7 · Pion noir sur case blanche b7 · Pion noir sur case noire c7 · Pion noir sur case blanche d7 · Pion noir sur case noire e7 · Pion noir sur case blanche f7 · Pion noir sur case noire g7 · Pion noir sur case blanche h7 · Pion blanc sur case blanche a2 · Pion blanc sur case noire b2 · Pion blanc sur case blanche c2 · Pion blanc sur case noire d2 · Pion blanc sur case blanche e2 · Pion blanc sur case noire f2 · Pion blanc sur case blanche g2 · Pion blanc sur case noire h2 · Tour blanche sur case noire a1 · Cavalier blanc sur case blanche b1 · Fou blanc sur case noire c1 · Dame blanche sur case blanche d1 · Roi blanc sur case noire e1 · Fou blanc sur case blanche f1 · Cavalier blanc sur case noire g1 · Tour blanche sur case blanche h1 | Tour noire sur case blanche a8 · Cavalier noir sur case noire b8 · Fou noir sur case blanche c8 · Dame noire sur case noire d8 · Roi noir sur case blanche e8 · Fou noir sur case noire f8 · Cavalier noir sur case blanche g8 · Tour noire sur case noire h8 · Pion noir sur case noire a7 · Pion noir sur case blanche b7 · Pion noir sur case noire c7 · Pion noir sur case blanche d7 · Pion noir sur case noire e7 · Pion noir sur case blanche f7 · Pion noir sur case noire g7 · Pion noir sur case blanche h7 · Pion blanc sur case blanche a2 · Pion blanc sur case noire b2 · Pion blanc sur case blanche c2 · Pion blanc sur case noire d2 · Pion blanc sur case blanche e2 · Pion blanc sur case noire f2 · Pion blanc sur case blanche g2 · Pion blanc sur case noire h2 · Tour blanche sur case noire a1 · Cavalier blanc sur case blanche b1 · Fou blanc sur case noire c1 · Dame blanche sur case blanche d1 · Roi blanc sur case noire e1 · Fou blanc sur case blanche f1 · Cavalier blanc sur case noire g1 · Tour blanche sur case blanche h1 | Tour noire sur case blanche a8 · Cavalier noir sur case noire b8 · Fou noir sur case blanche c8 · Dame noire sur case noire d8 · Roi noir sur case blanche e8 · Fou noir sur case noire f8 · Cavalier noir sur case blanche g8 · Tour noire sur case noire h8 · Pion noir sur case noire a7 · Pion noir sur case blanche b7 · Pion noir sur case noire c7 · Pion noir sur case blanche d7 · Pion noir sur case noire e7 · Pion noir sur case blanche f7 · Pion noir sur case noire g7 · Pion noir sur case blanche h7 · Pion blanc sur case blanche a2 · Pion blanc sur case noire b2 · Pion blanc sur case blanche c2 · Pion blanc sur case noire d2 · Pion blanc sur case blanche e2 · Pion blanc sur case noire f2 · Pion blanc sur case blanche g2 · Pion blanc sur case noire h2 · Tour blanche sur case noire a1 · Cavalier blanc sur case blanche b1 · Fou blanc sur case noire c1 · Dame blanche sur case blanche d1 · Roi blanc sur case noire e1 · Fou blanc sur case blanche f1 · Cavalier blanc sur case noire g1 · Tour blanche sur case blanche h1 | Tour noire sur case blanche a8 · Cavalier noir sur case noire b8 · Fou noir sur case blanche c8 · Dame noire sur case noire d8 · Roi noir sur case blanche e8 · Fou noir sur case noire f8 · Cavalier noir sur case blanche g8 · Tour noire sur case noire h8 · Pion noir sur case noire a7 · Pion noir sur case blanche b7 · Pion noir sur case noire c7 · Pion noir sur case blanche d7 · Pion noir sur case noire e7 · Pion noir sur case blanche f7 · Pion noir sur case noire g7 · Pion noir sur case blanche h7 · Pion blanc sur case blanche a2 · Pion blanc sur case noire b2 · Pion blanc sur case blanche c2 · Pion blanc sur case noire d2 · Pion blanc sur case blanche e2 · Pion blanc sur case noire f2 · Pion blanc sur case blanche g2 · Pion blanc sur case noire h2 · Tour blanche sur case noire a1 · Cavalier blanc sur case blanche b1 · Fou blanc sur case noire c1 · Dame blanche sur case blanche d1 · Roi blanc sur case noire e1 · Fou blanc sur case blanche f1 · Cavalier blanc sur case noire g1 · Tour blanche sur case blanche h1 | Tour noire sur case blanche a8 · Cavalier noir sur case noire b8 · Fou noir sur case blanche c8 · Dame noire sur case noire d8 · Roi noir sur case blanche e8 · Fou noir sur case noire f8 · Cavalier noir sur case blanche g8 · Tour noire sur case noire h8 · Pion noir sur case noire a7 · Pion noir sur case blanche b7 · Pion noir sur case noire c7 · Pion noir sur case blanche d7 · Pion noir sur case noire e7 · Pion noir sur case blanche f7 · Pion noir sur case noire g7 · Pion noir sur case blanche h7 · Pion blanc sur case blanche a2 · Pion blanc sur case noire b2 · Pion blanc sur case blanche c2 · Pion blanc sur case noire d2 · Pion blanc sur case blanche e2 · Pion blanc sur case noire f2 · Pion blanc sur case blanche g2 · Pion blanc sur case noire h2 · Tour blanche sur case noire a1 · Cavalier blanc sur case blanche b1 · Fou blanc sur case noire c1 · Dame blanche sur case blanche d1 · Roi blanc sur case noire e1 · Fou blanc sur case blanche f1 · Cavalier blanc sur case noire g1 · Tour blanche sur case blanche h1 | Tour noire sur case blanche a8 · Cavalier noir sur case noire b8 · Fou noir sur case blanche c8 · Dame noire sur case noire d8 · Roi noir sur case blanche e8 · Fou noir sur case noire f8 · Cavalier noir sur case blanche g8 · Tour noire sur case noire h8 · Pion noir sur case noire a7 · Pion noir sur case blanche b7 · Pion noir sur case noire c7 · Pion noir sur case blanche d7 · Pion noir sur case noire e7 · Pion noir sur case blanche f7 · Pion noir sur case noire g7 · Pion noir sur case blanche h7 · Pion blanc sur case blanche a2 · Pion blanc sur case noire b2 · Pion blanc sur case blanche c2 · Pion blanc sur case noire d2 · Pion blanc sur case blanche e2 · Pion blanc sur case noire f2 · Pion blanc sur case blanche g2 · Pion blanc sur case noire h2 · Tour blanche sur case noire a1 · Cavalier blanc sur case blanche b1 · Fou blanc sur case noire c1 · Dame blanche sur case blanche d1 · Roi blanc sur case noire e1 · Fou blanc sur case blanche f1 · Cavalier blanc sur case noire g1 · Tour blanche sur case blanche h1 | Tour noire sur case blanche a8 · Cavalier noir sur case noire b8 · Fou noir sur case blanche c8 · Dame noire sur case noire d8 · Roi noir sur case blanche e8 · Fou noir sur case noire f8 · Cavalier noir sur case blanche g8 · Tour noire sur case noire h8 · Pion noir sur case noire a7 · Pion noir sur case blanche b7 · Pion noir sur case noire c7 · Pion noir sur case blanche d7 · Pion noir sur case noire e7 · Pion noir sur case blanche f7 · Pion noir sur case noire g7 · Pion noir sur case blanche h7 · Pion blanc sur case blanche a2 · Pion blanc sur case noire b2 · Pion blanc sur case blanche c2 · Pion blanc sur case noire d2 · Pion blanc sur case blanche e2 · Pion blanc sur case noire f2 · Pion blanc sur case blanche g2 · Pion blanc sur case noire h2 · Tour blanche sur case noire a1 · Cavalier blanc sur case blanche b1 · Fou blanc sur case noire c1 · Dame blanche sur case blanche d1 · Roi blanc sur case noire e1 · Fou blanc sur case blanche f1 · Cavalier blanc sur case noire g1 · Tour blanche sur case blanche h1 | Tour noire sur case blanche a8 · Cavalier noir sur case noire b8 · Fou noir sur case blanche c8 · Dame noire sur case noire d8 · Roi noir sur case blanche e8 · Fou noir sur case noire f8 · Cavalier noir sur case blanche g8 · Tour noire sur case noire h8 · Pion noir sur case noire a7 · Pion noir sur case blanche b7 · Pion noir sur case noire c7 · Pion noir sur case blanche d7 · Pion noir sur case noire e7 · Pion noir sur case blanche f7 · Pion noir sur case noire g7 · Pion noir sur case blanche h7 · Pion blanc sur case blanche a2 · Pion blanc sur case noire b2 · Pion blanc sur case blanche c2 · Pion blanc sur case noire d2 · Pion blanc sur case blanche e2 · Pion blanc sur case noire f2 · Pion blanc sur case blanche g2 · Pion blanc sur case noire h2 · Tour blanche sur case noire a1 · Cavalier blanc sur case blanche b1 · Fou blanc sur case noire c1 · Dame blanche sur case blanche d1 · Roi blanc sur case noire e1 · Fou blanc sur case blanche f1 · Cavalier blanc sur case noire g1 · Tour blanche sur case blanche h1 | 1 |
|   | a | b | c | d | e | f | g | h |   |

Une partie d'échecs commence dans la position initiale ci-contre. Les blancs jouent le premier coup, les noirs jouent le deuxième coup, puis ils jouent à tour de rôle en déplaçant à chaque fois une seule de leurs pièces (deux dans le cas d'un roque). Chaque pièce se déplace de façon spécifique. Il n'est pas possible de jouer sur une case occupée par une pièce de son propre camp. Lorsqu'une pièce adverse se trouve sur la case d'arrivée de la pièce jouée, elle est capturée et retirée de l'échiquier. Gagner du « matériel » (des pièces) est un moyen pour gagner la partie, mais ne suffit pas toujours pour y parvenir.
Il existe des règles spéciales liées au déplacement de certaines pièces : le roque, qui permet le déplacement simultané du roi et de l'une des tours ; la prise en passant, qui permet une capture particulière des pions ; et la promotion des pions, qui permet de les transformer en une pièce de son choix (sauf le roi ou le pion) lorsqu'ils atteignent la dernière rangée de l'échiquier.
Lorsqu'un roi est menacé de capture, on dit qu'il est « en échec ». Si cette menace est imparable (on peut tenter de parer la menace en déplaçant le roi, en interposant une pièce ou en capturant la pièce attaquante), on dit qu'il y a échec et mat et la partie se termine sur la victoire du joueur qui « mate ». Il est interdit de mettre son propre roi en échec ou de le faire passer sur une ligne d'échec pendant le roque. Il est également interdit de roquer quand le roi est en échec sur sa case de départ. Si cela arrive (par inadvertance entre débutants) on doit reprendre le coup.
Si un camp ne peut plus jouer aucun coup légal (cela arrive par exemple avec un roi seul et l'ensemble de ses pions bloqués) et si son roi n'est pas en échec, on dit alors qu'il s'agit d'une position de pat. Quel que soit le matériel dont le camp adverse dispose, la partie est déclarée nulle, c'est-à-dire sans vainqueur.
Le but du jeu est donc d'infliger un échec et mat à son adversaire. Le terme « échec et mat » vient de « šāh māta » en persan, soit « aš-šāh māta » الشّاهُ ماتَ en arabe (« le roi est mort »), pour indiquer la défaite du roi. Le mot « šāh » (« roi », en persan) est à l'origine du mot échec de même que du nom « échecs » dans un grand nombre de langues.

### Déplacements des pièces
Chaque pièce peut se déplacer au choix du joueur sur l'une des cases marquées d'une croix. Hormis le pion, elles capturent une pièce adverse qui se trouve sur leur trajectoire, sans pouvoir aller au-delà. À l'exception de la prise en passant, la pièce qui capture prend la place de la pièce capturée, cette dernière étant définitivement retirée de l'échiquier.
- Le fou, la tour et la dame sont des pièces à longue portée (ou pièces de lignes) : elles peuvent se déplacer le long de lignes. Chaque camp possède deux fous : chacun se déplace toujours sur les cases d'une même couleur, en diagonale ; chaque camp possède donc un fou de cases blanches et un fou de cases noires.

|   | a | b | c | d | e | f | g | h |   |
| 8 | croix noire sur case blanche a8 · croix noire sur case blanche g8 · croix noire sur case blanche b7 · croix noire sur case blanche f7 · croix noire sur case blanche c6 · croix noire sur case blanche e6 · Fou blanc sur case blanche d5 · croix noire sur case blanche c4 · croix noire sur case blanche e4 · croix noire sur case blanche b3 · croix noire sur case blanche f3 · croix noire sur case blanche a2 · croix noire sur case blanche g2 · croix noire sur case blanche h1 | croix noire sur case blanche a8 · croix noire sur case blanche g8 · croix noire sur case blanche b7 · croix noire sur case blanche f7 · croix noire sur case blanche c6 · croix noire sur case blanche e6 · Fou blanc sur case blanche d5 · croix noire sur case blanche c4 · croix noire sur case blanche e4 · croix noire sur case blanche b3 · croix noire sur case blanche f3 · croix noire sur case blanche a2 · croix noire sur case blanche g2 · croix noire sur case blanche h1 | croix noire sur case blanche a8 · croix noire sur case blanche g8 · croix noire sur case blanche b7 · croix noire sur case blanche f7 · croix noire sur case blanche c6 · croix noire sur case blanche e6 · Fou blanc sur case blanche d5 · croix noire sur case blanche c4 · croix noire sur case blanche e4 · croix noire sur case blanche b3 · croix noire sur case blanche f3 · croix noire sur case blanche a2 · croix noire sur case blanche g2 · croix noire sur case blanche h1 | croix noire sur case blanche a8 · croix noire sur case blanche g8 · croix noire sur case blanche b7 · croix noire sur case blanche f7 · croix noire sur case blanche c6 · croix noire sur case blanche e6 · Fou blanc sur case blanche d5 · croix noire sur case blanche c4 · croix noire sur case blanche e4 · croix noire sur case blanche b3 · croix noire sur case blanche f3 · croix noire sur case blanche a2 · croix noire sur case blanche g2 · croix noire sur case blanche h1 | croix noire sur case blanche a8 · croix noire sur case blanche g8 · croix noire sur case blanche b7 · croix noire sur case blanche f7 · croix noire sur case blanche c6 · croix noire sur case blanche e6 · Fou blanc sur case blanche d5 · croix noire sur case blanche c4 · croix noire sur case blanche e4 · croix noire sur case blanche b3 · croix noire sur case blanche f3 · croix noire sur case blanche a2 · croix noire sur case blanche g2 · croix noire sur case blanche h1 | croix noire sur case blanche a8 · croix noire sur case blanche g8 · croix noire sur case blanche b7 · croix noire sur case blanche f7 · croix noire sur case blanche c6 · croix noire sur case blanche e6 · Fou blanc sur case blanche d5 · croix noire sur case blanche c4 · croix noire sur case blanche e4 · croix noire sur case blanche b3 · croix noire sur case blanche f3 · croix noire sur case blanche a2 · croix noire sur case blanche g2 · croix noire sur case blanche h1 | croix noire sur case blanche a8 · croix noire sur case blanche g8 · croix noire sur case blanche b7 · croix noire sur case blanche f7 · croix noire sur case blanche c6 · croix noire sur case blanche e6 · Fou blanc sur case blanche d5 · croix noire sur case blanche c4 · croix noire sur case blanche e4 · croix noire sur case blanche b3 · croix noire sur case blanche f3 · croix noire sur case blanche a2 · croix noire sur case blanche g2 · croix noire sur case blanche h1 | croix noire sur case blanche a8 · croix noire sur case blanche g8 · croix noire sur case blanche b7 · croix noire sur case blanche f7 · croix noire sur case blanche c6 · croix noire sur case blanche e6 · Fou blanc sur case blanche d5 · croix noire sur case blanche c4 · croix noire sur case blanche e4 · croix noire sur case blanche b3 · croix noire sur case blanche f3 · croix noire sur case blanche a2 · croix noire sur case blanche g2 · croix noire sur case blanche h1 | 8 |
| 7 | croix noire sur case blanche a8 · croix noire sur case blanche g8 · croix noire sur case blanche b7 · croix noire sur case blanche f7 · croix noire sur case blanche c6 · croix noire sur case blanche e6 · Fou blanc sur case blanche d5 · croix noire sur case blanche c4 · croix noire sur case blanche e4 · croix noire sur case blanche b3 · croix noire sur case blanche f3 · croix noire sur case blanche a2 · croix noire sur case blanche g2 · croix noire sur case blanche h1 | croix noire sur case blanche a8 · croix noire sur case blanche g8 · croix noire sur case blanche b7 · croix noire sur case blanche f7 · croix noire sur case blanche c6 · croix noire sur case blanche e6 · Fou blanc sur case blanche d5 · croix noire sur case blanche c4 · croix noire sur case blanche e4 · croix noire sur case blanche b3 · croix noire sur case blanche f3 · croix noire sur case blanche a2 · croix noire sur case blanche g2 · croix noire sur case blanche h1 | croix noire sur case blanche a8 · croix noire sur case blanche g8 · croix noire sur case blanche b7 · croix noire sur case blanche f7 · croix noire sur case blanche c6 · croix noire sur case blanche e6 · Fou blanc sur case blanche d5 · croix noire sur case blanche c4 · croix noire sur case blanche e4 · croix noire sur case blanche b3 · croix noire sur case blanche f3 · croix noire sur case blanche a2 · croix noire sur case blanche g2 · croix noire sur case blanche h1 | croix noire sur case blanche a8 · croix noire sur case blanche g8 · croix noire sur case blanche b7 · croix noire sur case blanche f7 · croix noire sur case blanche c6 · croix noire sur case blanche e6 · Fou blanc sur case blanche d5 · croix noire sur case blanche c4 · croix noire sur case blanche e4 · croix noire sur case blanche b3 · croix noire sur case blanche f3 · croix noire sur case blanche a2 · croix noire sur case blanche g2 · croix noire sur case blanche h1 | croix noire sur case blanche a8 · croix noire sur case blanche g8 · croix noire sur case blanche b7 · croix noire sur case blanche f7 · croix noire sur case blanche c6 · croix noire sur case blanche e6 · Fou blanc sur case blanche d5 · croix noire sur case blanche c4 · croix noire sur case blanche e4 · croix noire sur case blanche b3 · croix noire sur case blanche f3 · croix noire sur case blanche a2 · croix noire sur case blanche g2 · croix noire sur case blanche h1 | croix noire sur case blanche a8 · croix noire sur case blanche g8 · croix noire sur case blanche b7 · croix noire sur case blanche f7 · croix noire sur case blanche c6 · croix noire sur case blanche e6 · Fou blanc sur case blanche d5 · croix noire sur case blanche c4 · croix noire sur case blanche e4 · croix noire sur case blanche b3 · croix noire sur case blanche f3 · croix noire sur case blanche a2 · croix noire sur case blanche g2 · croix noire sur case blanche h1 | croix noire sur case blanche a8 · croix noire sur case blanche g8 · croix noire sur case blanche b7 · croix noire sur case blanche f7 · croix noire sur case blanche c6 · croix noire sur case blanche e6 · Fou blanc sur case blanche d5 · croix noire sur case blanche c4 · croix noire sur case blanche e4 · croix noire sur case blanche b3 · croix noire sur case blanche f3 · croix noire sur case blanche a2 · croix noire sur case blanche g2 · croix noire sur case blanche h1 | croix noire sur case blanche a8 · croix noire sur case blanche g8 · croix noire sur case blanche b7 · croix noire sur case blanche f7 · croix noire sur case blanche c6 · croix noire sur case blanche e6 · Fou blanc sur case blanche d5 · croix noire sur case blanche c4 · croix noire sur case blanche e4 · croix noire sur case blanche b3 · croix noire sur case blanche f3 · croix noire sur case blanche a2 · croix noire sur case blanche g2 · croix noire sur case blanche h1 | 7 |
| 6 | croix noire sur case blanche a8 · croix noire sur case blanche g8 · croix noire sur case blanche b7 · croix noire sur case blanche f7 · croix noire sur case blanche c6 · croix noire sur case blanche e6 · Fou blanc sur case blanche d5 · croix noire sur case blanche c4 · croix noire sur case blanche e4 · croix noire sur case blanche b3 · croix noire sur case blanche f3 · croix noire sur case blanche a2 · croix noire sur case blanche g2 · croix noire sur case blanche h1 | croix noire sur case blanche a8 · croix noire sur case blanche g8 · croix noire sur case blanche b7 · croix noire sur case blanche f7 · croix noire sur case blanche c6 · croix noire sur case blanche e6 · Fou blanc sur case blanche d5 · croix noire sur case blanche c4 · croix noire sur case blanche e4 · croix noire sur case blanche b3 · croix noire sur case blanche f3 · croix noire sur case blanche a2 · croix noire sur case blanche g2 · croix noire sur case blanche h1 | croix noire sur case blanche a8 · croix noire sur case blanche g8 · croix noire sur case blanche b7 · croix noire sur case blanche f7 · croix noire sur case blanche c6 · croix noire sur case blanche e6 · Fou blanc sur case blanche d5 · croix noire sur case blanche c4 · croix noire sur case blanche e4 · croix noire sur case blanche b3 · croix noire sur case blanche f3 · croix noire sur case blanche a2 · croix noire sur case blanche g2 · croix noire sur case blanche h1 | croix noire sur case blanche a8 · croix noire sur case blanche g8 · croix noire sur case blanche b7 · croix noire sur case blanche f7 · croix noire sur case blanche c6 · croix noire sur case blanche e6 · Fou blanc sur case blanche d5 · croix noire sur case blanche c4 · croix noire sur case blanche e4 · croix noire sur case blanche b3 · croix noire sur case blanche f3 · croix noire sur case blanche a2 · croix noire sur case blanche g2 · croix noire sur case blanche h1 | croix noire sur case blanche a8 · croix noire sur case blanche g8 · croix noire sur case blanche b7 · croix noire sur case blanche f7 · croix noire sur case blanche c6 · croix noire sur case blanche e6 · Fou blanc sur case blanche d5 · croix noire sur case blanche c4 · croix noire sur case blanche e4 · croix noire sur case blanche b3 · croix noire sur case blanche f3 · croix noire sur case blanche a2 · croix noire sur case blanche g2 · croix noire sur case blanche h1 | croix noire sur case blanche a8 · croix noire sur case blanche g8 · croix noire sur case blanche b7 · croix noire sur case blanche f7 · croix noire sur case blanche c6 · croix noire sur case blanche e6 · Fou blanc sur case blanche d5 · croix noire sur case blanche c4 · croix noire sur case blanche e4 · croix noire sur case blanche b3 · croix noire sur case blanche f3 · croix noire sur case blanche a2 · croix noire sur case blanche g2 · croix noire sur case blanche h1 | croix noire sur case blanche a8 · croix noire sur case blanche g8 · croix noire sur case blanche b7 · croix noire sur case blanche f7 · croix noire sur case blanche c6 · croix noire sur case blanche e6 · Fou blanc sur case blanche d5 · croix noire sur case blanche c4 · croix noire sur case blanche e4 · croix noire sur case blanche b3 · croix noire sur case blanche f3 · croix noire sur case blanche a2 · croix noire sur case blanche g2 · croix noire sur case blanche h1 | croix noire sur case blanche a8 · croix noire sur case blanche g8 · croix noire sur case blanche b7 · croix noire sur case blanche f7 · croix noire sur case blanche c6 · croix noire sur case blanche e6 · Fou blanc sur case blanche d5 · croix noire sur case blanche c4 · croix noire sur case blanche e4 · croix noire sur case blanche b3 · croix noire sur case blanche f3 · croix noire sur case blanche a2 · croix noire sur case blanche g2 · croix noire sur case blanche h1 | 6 |
| 5 | croix noire sur case blanche a8 · croix noire sur case blanche g8 · croix noire sur case blanche b7 · croix noire sur case blanche f7 · croix noire sur case blanche c6 · croix noire sur case blanche e6 · Fou blanc sur case blanche d5 · croix noire sur case blanche c4 · croix noire sur case blanche e4 · croix noire sur case blanche b3 · croix noire sur case blanche f3 · croix noire sur case blanche a2 · croix noire sur case blanche g2 · croix noire sur case blanche h1 | croix noire sur case blanche a8 · croix noire sur case blanche g8 · croix noire sur case blanche b7 · croix noire sur case blanche f7 · croix noire sur case blanche c6 · croix noire sur case blanche e6 · Fou blanc sur case blanche d5 · croix noire sur case blanche c4 · croix noire sur case blanche e4 · croix noire sur case blanche b3 · croix noire sur case blanche f3 · croix noire sur case blanche a2 · croix noire sur case blanche g2 · croix noire sur case blanche h1 | croix noire sur case blanche a8 · croix noire sur case blanche g8 · croix noire sur case blanche b7 · croix noire sur case blanche f7 · croix noire sur case blanche c6 · croix noire sur case blanche e6 · Fou blanc sur case blanche d5 · croix noire sur case blanche c4 · croix noire sur case blanche e4 · croix noire sur case blanche b3 · croix noire sur case blanche f3 · croix noire sur case blanche a2 · croix noire sur case blanche g2 · croix noire sur case blanche h1 | croix noire sur case blanche a8 · croix noire sur case blanche g8 · croix noire sur case blanche b7 · croix noire sur case blanche f7 · croix noire sur case blanche c6 · croix noire sur case blanche e6 · Fou blanc sur case blanche d5 · croix noire sur case blanche c4 · croix noire sur case blanche e4 · croix noire sur case blanche b3 · croix noire sur case blanche f3 · croix noire sur case blanche a2 · croix noire sur case blanche g2 · croix noire sur case blanche h1 | croix noire sur case blanche a8 · croix noire sur case blanche g8 · croix noire sur case blanche b7 · croix noire sur case blanche f7 · croix noire sur case blanche c6 · croix noire sur case blanche e6 · Fou blanc sur case blanche d5 · croix noire sur case blanche c4 · croix noire sur case blanche e4 · croix noire sur case blanche b3 · croix noire sur case blanche f3 · croix noire sur case blanche a2 · croix noire sur case blanche g2 · croix noire sur case blanche h1 | croix noire sur case blanche a8 · croix noire sur case blanche g8 · croix noire sur case blanche b7 · croix noire sur case blanche f7 · croix noire sur case blanche c6 · croix noire sur case blanche e6 · Fou blanc sur case blanche d5 · croix noire sur case blanche c4 · croix noire sur case blanche e4 · croix noire sur case blanche b3 · croix noire sur case blanche f3 · croix noire sur case blanche a2 · croix noire sur case blanche g2 · croix noire sur case blanche h1 | croix noire sur case blanche a8 · croix noire sur case blanche g8 · croix noire sur case blanche b7 · croix noire sur case blanche f7 · croix noire sur case blanche c6 · croix noire sur case blanche e6 · Fou blanc sur case blanche d5 · croix noire sur case blanche c4 · croix noire sur case blanche e4 · croix noire sur case blanche b3 · croix noire sur case blanche f3 · croix noire sur case blanche a2 · croix noire sur case blanche g2 · croix noire sur case blanche h1 | croix noire sur case blanche a8 · croix noire sur case blanche g8 · croix noire sur case blanche b7 · croix noire sur case blanche f7 · croix noire sur case blanche c6 · croix noire sur case blanche e6 · Fou blanc sur case blanche d5 · croix noire sur case blanche c4 · croix noire sur case blanche e4 · croix noire sur case blanche b3 · croix noire sur case blanche f3 · croix noire sur case blanche a2 · croix noire sur case blanche g2 · croix noire sur case blanche h1 | 5 |
| 4 | croix noire sur case blanche a8 · croix noire sur case blanche g8 · croix noire sur case blanche b7 · croix noire sur case blanche f7 · croix noire sur case blanche c6 · croix noire sur case blanche e6 · Fou blanc sur case blanche d5 · croix noire sur case blanche c4 · croix noire sur case blanche e4 · croix noire sur case blanche b3 · croix noire sur case blanche f3 · croix noire sur case blanche a2 · croix noire sur case blanche g2 · croix noire sur case blanche h1 | croix noire sur case blanche a8 · croix noire sur case blanche g8 · croix noire sur case blanche b7 · croix noire sur case blanche f7 · croix noire sur case blanche c6 · croix noire sur case blanche e6 · Fou blanc sur case blanche d5 · croix noire sur case blanche c4 · croix noire sur case blanche e4 · croix noire sur case blanche b3 · croix noire sur case blanche f3 · croix noire sur case blanche a2 · croix noire sur case blanche g2 · croix noire sur case blanche h1 | croix noire sur case blanche a8 · croix noire sur case blanche g8 · croix noire sur case blanche b7 · croix noire sur case blanche f7 · croix noire sur case blanche c6 · croix noire sur case blanche e6 · Fou blanc sur case blanche d5 · croix noire sur case blanche c4 · croix noire sur case blanche e4 · croix noire sur case blanche b3 · croix noire sur case blanche f3 · croix noire sur case blanche a2 · croix noire sur case blanche g2 · croix noire sur case blanche h1 | croix noire sur case blanche a8 · croix noire sur case blanche g8 · croix noire sur case blanche b7 · croix noire sur case blanche f7 · croix noire sur case blanche c6 · croix noire sur case blanche e6 · Fou blanc sur case blanche d5 · croix noire sur case blanche c4 · croix noire sur case blanche e4 · croix noire sur case blanche b3 · croix noire sur case blanche f3 · croix noire sur case blanche a2 · croix noire sur case blanche g2 · croix noire sur case blanche h1 | croix noire sur case blanche a8 · croix noire sur case blanche g8 · croix noire sur case blanche b7 · croix noire sur case blanche f7 · croix noire sur case blanche c6 · croix noire sur case blanche e6 · Fou blanc sur case blanche d5 · croix noire sur case blanche c4 · croix noire sur case blanche e4 · croix noire sur case blanche b3 · croix noire sur case blanche f3 · croix noire sur case blanche a2 · croix noire sur case blanche g2 · croix noire sur case blanche h1 | croix noire sur case blanche a8 · croix noire sur case blanche g8 · croix noire sur case blanche b7 · croix noire sur case blanche f7 · croix noire sur case blanche c6 · croix noire sur case blanche e6 · Fou blanc sur case blanche d5 · croix noire sur case blanche c4 · croix noire sur case blanche e4 · croix noire sur case blanche b3 · croix noire sur case blanche f3 · croix noire sur case blanche a2 · croix noire sur case blanche g2 · croix noire sur case blanche h1 | croix noire sur case blanche a8 · croix noire sur case blanche g8 · croix noire sur case blanche b7 · croix noire sur case blanche f7 · croix noire sur case blanche c6 · croix noire sur case blanche e6 · Fou blanc sur case blanche d5 · croix noire sur case blanche c4 · croix noire sur case blanche e4 · croix noire sur case blanche b3 · croix noire sur case blanche f3 · croix noire sur case blanche a2 · croix noire sur case blanche g2 · croix noire sur case blanche h1 | croix noire sur case blanche a8 · croix noire sur case blanche g8 · croix noire sur case blanche b7 · croix noire sur case blanche f7 · croix noire sur case blanche c6 · croix noire sur case blanche e6 · Fou blanc sur case blanche d5 · croix noire sur case blanche c4 · croix noire sur case blanche e4 · croix noire sur case blanche b3 · croix noire sur case blanche f3 · croix noire sur case blanche a2 · croix noire sur case blanche g2 · croix noire sur case blanche h1 | 4 |
| 3 | croix noire sur case blanche a8 · croix noire sur case blanche g8 · croix noire sur case blanche b7 · croix noire sur case blanche f7 · croix noire sur case blanche c6 · croix noire sur case blanche e6 · Fou blanc sur case blanche d5 · croix noire sur case blanche c4 · croix noire sur case blanche e4 · croix noire sur case blanche b3 · croix noire sur case blanche f3 · croix noire sur case blanche a2 · croix noire sur case blanche g2 · croix noire sur case blanche h1 | croix noire sur case blanche a8 · croix noire sur case blanche g8 · croix noire sur case blanche b7 · croix noire sur case blanche f7 · croix noire sur case blanche c6 · croix noire sur case blanche e6 · Fou blanc sur case blanche d5 · croix noire sur case blanche c4 · croix noire sur case blanche e4 · croix noire sur case blanche b3 · croix noire sur case blanche f3 · croix noire sur case blanche a2 · croix noire sur case blanche g2 · croix noire sur case blanche h1 | croix noire sur case blanche a8 · croix noire sur case blanche g8 · croix noire sur case blanche b7 · croix noire sur case blanche f7 · croix noire sur case blanche c6 · croix noire sur case blanche e6 · Fou blanc sur case blanche d5 · croix noire sur case blanche c4 · croix noire sur case blanche e4 · croix noire sur case blanche b3 · croix noire sur case blanche f3 · croix noire sur case blanche a2 · croix noire sur case blanche g2 · croix noire sur case blanche h1 | croix noire sur case blanche a8 · croix noire sur case blanche g8 · croix noire sur case blanche b7 · croix noire sur case blanche f7 · croix noire sur case blanche c6 · croix noire sur case blanche e6 · Fou blanc sur case blanche d5 · croix noire sur case blanche c4 · croix noire sur case blanche e4 · croix noire sur case blanche b3 · croix noire sur case blanche f3 · croix noire sur case blanche a2 · croix noire sur case blanche g2 · croix noire sur case blanche h1 | croix noire sur case blanche a8 · croix noire sur case blanche g8 · croix noire sur case blanche b7 · croix noire sur case blanche f7 · croix noire sur case blanche c6 · croix noire sur case blanche e6 · Fou blanc sur case blanche d5 · croix noire sur case blanche c4 · croix noire sur case blanche e4 · croix noire sur case blanche b3 · croix noire sur case blanche f3 · croix noire sur case blanche a2 · croix noire sur case blanche g2 · croix noire sur case blanche h1 | croix noire sur case blanche a8 · croix noire sur case blanche g8 · croix noire sur case blanche b7 · croix noire sur case blanche f7 · croix noire sur case blanche c6 · croix noire sur case blanche e6 · Fou blanc sur case blanche d5 · croix noire sur case blanche c4 · croix noire sur case blanche e4 · croix noire sur case blanche b3 · croix noire sur case blanche f3 · croix noire sur case blanche a2 · croix noire sur case blanche g2 · croix noire sur case blanche h1 | croix noire sur case blanche a8 · croix noire sur case blanche g8 · croix noire sur case blanche b7 · croix noire sur case blanche f7 · croix noire sur case blanche c6 · croix noire sur case blanche e6 · Fou blanc sur case blanche d5 · croix noire sur case blanche c4 · croix noire sur case blanche e4 · croix noire sur case blanche b3 · croix noire sur case blanche f3 · croix noire sur case blanche a2 · croix noire sur case blanche g2 · croix noire sur case blanche h1 | croix noire sur case blanche a8 · croix noire sur case blanche g8 · croix noire sur case blanche b7 · croix noire sur case blanche f7 · croix noire sur case blanche c6 · croix noire sur case blanche e6 · Fou blanc sur case blanche d5 · croix noire sur case blanche c4 · croix noire sur case blanche e4 · croix noire sur case blanche b3 · croix noire sur case blanche f3 · croix noire sur case blanche a2 · croix noire sur case blanche g2 · croix noire sur case blanche h1 | 3 |
| 2 | croix noire sur case blanche a8 · croix noire sur case blanche g8 · croix noire sur case blanche b7 · croix noire sur case blanche f7 · croix noire sur case blanche c6 · croix noire sur case blanche e6 · Fou blanc sur case blanche d5 · croix noire sur case blanche c4 · croix noire sur case blanche e4 · croix noire sur case blanche b3 · croix noire sur case blanche f3 · croix noire sur case blanche a2 · croix noire sur case blanche g2 · croix noire sur case blanche h1 | croix noire sur case blanche a8 · croix noire sur case blanche g8 · croix noire sur case blanche b7 · croix noire sur case blanche f7 · croix noire sur case blanche c6 · croix noire sur case blanche e6 · Fou blanc sur case blanche d5 · croix noire sur case blanche c4 · croix noire sur case blanche e4 · croix noire sur case blanche b3 · croix noire sur case blanche f3 · croix noire sur case blanche a2 · croix noire sur case blanche g2 · croix noire sur case blanche h1 | croix noire sur case blanche a8 · croix noire sur case blanche g8 · croix noire sur case blanche b7 · croix noire sur case blanche f7 · croix noire sur case blanche c6 · croix noire sur case blanche e6 · Fou blanc sur case blanche d5 · croix noire sur case blanche c4 · croix noire sur case blanche e4 · croix noire sur case blanche b3 · croix noire sur case blanche f3 · croix noire sur case blanche a2 · croix noire sur case blanche g2 · croix noire sur case blanche h1 | croix noire sur case blanche a8 · croix noire sur case blanche g8 · croix noire sur case blanche b7 · croix noire sur case blanche f7 · croix noire sur case blanche c6 · croix noire sur case blanche e6 · Fou blanc sur case blanche d5 · croix noire sur case blanche c4 · croix noire sur case blanche e4 · croix noire sur case blanche b3 · croix noire sur case blanche f3 · croix noire sur case blanche a2 · croix noire sur case blanche g2 · croix noire sur case blanche h1 | croix noire sur case blanche a8 · croix noire sur case blanche g8 · croix noire sur case blanche b7 · croix noire sur case blanche f7 · croix noire sur case blanche c6 · croix noire sur case blanche e6 · Fou blanc sur case blanche d5 · croix noire sur case blanche c4 · croix noire sur case blanche e4 · croix noire sur case blanche b3 · croix noire sur case blanche f3 · croix noire sur case blanche a2 · croix noire sur case blanche g2 · croix noire sur case blanche h1 | croix noire sur case blanche a8 · croix noire sur case blanche g8 · croix noire sur case blanche b7 · croix noire sur case blanche f7 · croix noire sur case blanche c6 · croix noire sur case blanche e6 · Fou blanc sur case blanche d5 · croix noire sur case blanche c4 · croix noire sur case blanche e4 · croix noire sur case blanche b3 · croix noire sur case blanche f3 · croix noire sur case blanche a2 · croix noire sur case blanche g2 · croix noire sur case blanche h1 | croix noire sur case blanche a8 · croix noire sur case blanche g8 · croix noire sur case blanche b7 · croix noire sur case blanche f7 · croix noire sur case blanche c6 · croix noire sur case blanche e6 · Fou blanc sur case blanche d5 · croix noire sur case blanche c4 · croix noire sur case blanche e4 · croix noire sur case blanche b3 · croix noire sur case blanche f3 · croix noire sur case blanche a2 · croix noire sur case blanche g2 · croix noire sur case blanche h1 | croix noire sur case blanche a8 · croix noire sur case blanche g8 · croix noire sur case blanche b7 · croix noire sur case blanche f7 · croix noire sur case blanche c6 · croix noire sur case blanche e6 · Fou blanc sur case blanche d5 · croix noire sur case blanche c4 · croix noire sur case blanche e4 · croix noire sur case blanche b3 · croix noire sur case blanche f3 · croix noire sur case blanche a2 · croix noire sur case blanche g2 · croix noire sur case blanche h1 | 2 |
| 1 | croix noire sur case blanche a8 · croix noire sur case blanche g8 · croix noire sur case blanche b7 · croix noire sur case blanche f7 · croix noire sur case blanche c6 · croix noire sur case blanche e6 · Fou blanc sur case blanche d5 · croix noire sur case blanche c4 · croix noire sur case blanche e4 · croix noire sur case blanche b3 · croix noire sur case blanche f3 · croix noire sur case blanche a2 · croix noire sur case blanche g2 · croix noire sur case blanche h1 | croix noire sur case blanche a8 · croix noire sur case blanche g8 · croix noire sur case blanche b7 · croix noire sur case blanche f7 · croix noire sur case blanche c6 · croix noire sur case blanche e6 · Fou blanc sur case blanche d5 · croix noire sur case blanche c4 · croix noire sur case blanche e4 · croix noire sur case blanche b3 · croix noire sur case blanche f3 · croix noire sur case blanche a2 · croix noire sur case blanche g2 · croix noire sur case blanche h1 | croix noire sur case blanche a8 · croix noire sur case blanche g8 · croix noire sur case blanche b7 · croix noire sur case blanche f7 · croix noire sur case blanche c6 · croix noire sur case blanche e6 · Fou blanc sur case blanche d5 · croix noire sur case blanche c4 · croix noire sur case blanche e4 · croix noire sur case blanche b3 · croix noire sur case blanche f3 · croix noire sur case blanche a2 · croix noire sur case blanche g2 · croix noire sur case blanche h1 | croix noire sur case blanche a8 · croix noire sur case blanche g8 · croix noire sur case blanche b7 · croix noire sur case blanche f7 · croix noire sur case blanche c6 · croix noire sur case blanche e6 · Fou blanc sur case blanche d5 · croix noire sur case blanche c4 · croix noire sur case blanche e4 · croix noire sur case blanche b3 · croix noire sur case blanche f3 · croix noire sur case blanche a2 · croix noire sur case blanche g2 · croix noire sur case blanche h1 | croix noire sur case blanche a8 · croix noire sur case blanche g8 · croix noire sur case blanche b7 · croix noire sur case blanche f7 · croix noire sur case blanche c6 · croix noire sur case blanche e6 · Fou blanc sur case blanche d5 · croix noire sur case blanche c4 · croix noire sur case blanche e4 · croix noire sur case blanche b3 · croix noire sur case blanche f3 · croix noire sur case blanche a2 · croix noire sur case blanche g2 · croix noire sur case blanche h1 | croix noire sur case blanche a8 · croix noire sur case blanche g8 · croix noire sur case blanche b7 · croix noire sur case blanche f7 · croix noire sur case blanche c6 · croix noire sur case blanche e6 · Fou blanc sur case blanche d5 · croix noire sur case blanche c4 · croix noire sur case blanche e4 · croix noire sur case blanche b3 · croix noire sur case blanche f3 · croix noire sur case blanche a2 · croix noire sur case blanche g2 · croix noire sur case blanche h1 | croix noire sur case blanche a8 · croix noire sur case blanche g8 · croix noire sur case blanche b7 · croix noire sur case blanche f7 · croix noire sur case blanche c6 · croix noire sur case blanche e6 · Fou blanc sur case blanche d5 · croix noire sur case blanche c4 · croix noire sur case blanche e4 · croix noire sur case blanche b3 · croix noire sur case blanche f3 · croix noire sur case blanche a2 · croix noire sur case blanche g2 · croix noire sur case blanche h1 | croix noire sur case blanche a8 · croix noire sur case blanche g8 · croix noire sur case blanche b7 · croix noire sur case blanche f7 · croix noire sur case blanche c6 · croix noire sur case blanche e6 · Fou blanc sur case blanche d5 · croix noire sur case blanche c4 · croix noire sur case blanche e4 · croix noire sur case blanche b3 · croix noire sur case blanche f3 · croix noire sur case blanche a2 · croix noire sur case blanche g2 · croix noire sur case blanche h1 | 1 |
|   | a | b | c | d | e | f | g | h |   |

|   | a | b | c | d | e | f | g | h |   |
| 8 | croix noire sur case noire d8 · croix noire sur case blanche d7 · croix noire sur case noire d6 · croix noire sur case noire a5 · croix noire sur case blanche b5 · croix noire sur case noire c5 · Tour blanche sur case blanche d5 · croix noire sur case noire e5 · croix noire sur case blanche f5 · croix noire sur case noire g5 · croix noire sur case blanche h5 · croix noire sur case noire d4 · croix noire sur case blanche d3 · croix noire sur case noire d2 · croix noire sur case blanche d1 | croix noire sur case noire d8 · croix noire sur case blanche d7 · croix noire sur case noire d6 · croix noire sur case noire a5 · croix noire sur case blanche b5 · croix noire sur case noire c5 · Tour blanche sur case blanche d5 · croix noire sur case noire e5 · croix noire sur case blanche f5 · croix noire sur case noire g5 · croix noire sur case blanche h5 · croix noire sur case noire d4 · croix noire sur case blanche d3 · croix noire sur case noire d2 · croix noire sur case blanche d1 | croix noire sur case noire d8 · croix noire sur case blanche d7 · croix noire sur case noire d6 · croix noire sur case noire a5 · croix noire sur case blanche b5 · croix noire sur case noire c5 · Tour blanche sur case blanche d5 · croix noire sur case noire e5 · croix noire sur case blanche f5 · croix noire sur case noire g5 · croix noire sur case blanche h5 · croix noire sur case noire d4 · croix noire sur case blanche d3 · croix noire sur case noire d2 · croix noire sur case blanche d1 | croix noire sur case noire d8 · croix noire sur case blanche d7 · croix noire sur case noire d6 · croix noire sur case noire a5 · croix noire sur case blanche b5 · croix noire sur case noire c5 · Tour blanche sur case blanche d5 · croix noire sur case noire e5 · croix noire sur case blanche f5 · croix noire sur case noire g5 · croix noire sur case blanche h5 · croix noire sur case noire d4 · croix noire sur case blanche d3 · croix noire sur case noire d2 · croix noire sur case blanche d1 | croix noire sur case noire d8 · croix noire sur case blanche d7 · croix noire sur case noire d6 · croix noire sur case noire a5 · croix noire sur case blanche b5 · croix noire sur case noire c5 · Tour blanche sur case blanche d5 · croix noire sur case noire e5 · croix noire sur case blanche f5 · croix noire sur case noire g5 · croix noire sur case blanche h5 · croix noire sur case noire d4 · croix noire sur case blanche d3 · croix noire sur case noire d2 · croix noire sur case blanche d1 | croix noire sur case noire d8 · croix noire sur case blanche d7 · croix noire sur case noire d6 · croix noire sur case noire a5 · croix noire sur case blanche b5 · croix noire sur case noire c5 · Tour blanche sur case blanche d5 · croix noire sur case noire e5 · croix noire sur case blanche f5 · croix noire sur case noire g5 · croix noire sur case blanche h5 · croix noire sur case noire d4 · croix noire sur case blanche d3 · croix noire sur case noire d2 · croix noire sur case blanche d1 | croix noire sur case noire d8 · croix noire sur case blanche d7 · croix noire sur case noire d6 · croix noire sur case noire a5 · croix noire sur case blanche b5 · croix noire sur case noire c5 · Tour blanche sur case blanche d5 · croix noire sur case noire e5 · croix noire sur case blanche f5 · croix noire sur case noire g5 · croix noire sur case blanche h5 · croix noire sur case noire d4 · croix noire sur case blanche d3 · croix noire sur case noire d2 · croix noire sur case blanche d1 | croix noire sur case noire d8 · croix noire sur case blanche d7 · croix noire sur case noire d6 · croix noire sur case noire a5 · croix noire sur case blanche b5 · croix noire sur case noire c5 · Tour blanche sur case blanche d5 · croix noire sur case noire e5 · croix noire sur case blanche f5 · croix noire sur case noire g5 · croix noire sur case blanche h5 · croix noire sur case noire d4 · croix noire sur case blanche d3 · croix noire sur case noire d2 · croix noire sur case blanche d1 | 8 |
| 7 | croix noire sur case noire d8 · croix noire sur case blanche d7 · croix noire sur case noire d6 · croix noire sur case noire a5 · croix noire sur case blanche b5 · croix noire sur case noire c5 · Tour blanche sur case blanche d5 · croix noire sur case noire e5 · croix noire sur case blanche f5 · croix noire sur case noire g5 · croix noire sur case blanche h5 · croix noire sur case noire d4 · croix noire sur case blanche d3 · croix noire sur case noire d2 · croix noire sur case blanche d1 | croix noire sur case noire d8 · croix noire sur case blanche d7 · croix noire sur case noire d6 · croix noire sur case noire a5 · croix noire sur case blanche b5 · croix noire sur case noire c5 · Tour blanche sur case blanche d5 · croix noire sur case noire e5 · croix noire sur case blanche f5 · croix noire sur case noire g5 · croix noire sur case blanche h5 · croix noire sur case noire d4 · croix noire sur case blanche d3 · croix noire sur case noire d2 · croix noire sur case blanche d1 | croix noire sur case noire d8 · croix noire sur case blanche d7 · croix noire sur case noire d6 · croix noire sur case noire a5 · croix noire sur case blanche b5 · croix noire sur case noire c5 · Tour blanche sur case blanche d5 · croix noire sur case noire e5 · croix noire sur case blanche f5 · croix noire sur case noire g5 · croix noire sur case blanche h5 · croix noire sur case noire d4 · croix noire sur case blanche d3 · croix noire sur case noire d2 · croix noire sur case blanche d1 | croix noire sur case noire d8 · croix noire sur case blanche d7 · croix noire sur case noire d6 · croix noire sur case noire a5 · croix noire sur case blanche b5 · croix noire sur case noire c5 · Tour blanche sur case blanche d5 · croix noire sur case noire e5 · croix noire sur case blanche f5 · croix noire sur case noire g5 · croix noire sur case blanche h5 · croix noire sur case noire d4 · croix noire sur case blanche d3 · croix noire sur case noire d2 · croix noire sur case blanche d1 | croix noire sur case noire d8 · croix noire sur case blanche d7 · croix noire sur case noire d6 · croix noire sur case noire a5 · croix noire sur case blanche b5 · croix noire sur case noire c5 · Tour blanche sur case blanche d5 · croix noire sur case noire e5 · croix noire sur case blanche f5 · croix noire sur case noire g5 · croix noire sur case blanche h5 · croix noire sur case noire d4 · croix noire sur case blanche d3 · croix noire sur case noire d2 · croix noire sur case blanche d1 | croix noire sur case noire d8 · croix noire sur case blanche d7 · croix noire sur case noire d6 · croix noire sur case noire a5 · croix noire sur case blanche b5 · croix noire sur case noire c5 · Tour blanche sur case blanche d5 · croix noire sur case noire e5 · croix noire sur case blanche f5 · croix noire sur case noire g5 · croix noire sur case blanche h5 · croix noire sur case noire d4 · croix noire sur case blanche d3 · croix noire sur case noire d2 · croix noire sur case blanche d1 | croix noire sur case noire d8 · croix noire sur case blanche d7 · croix noire sur case noire d6 · croix noire sur case noire a5 · croix noire sur case blanche b5 · croix noire sur case noire c5 · Tour blanche sur case blanche d5 · croix noire sur case noire e5 · croix noire sur case blanche f5 · croix noire sur case noire g5 · croix noire sur case blanche h5 · croix noire sur case noire d4 · croix noire sur case blanche d3 · croix noire sur case noire d2 · croix noire sur case blanche d1 | croix noire sur case noire d8 · croix noire sur case blanche d7 · croix noire sur case noire d6 · croix noire sur case noire a5 · croix noire sur case blanche b5 · croix noire sur case noire c5 · Tour blanche sur case blanche d5 · croix noire sur case noire e5 · croix noire sur case blanche f5 · croix noire sur case noire g5 · croix noire sur case blanche h5 · croix noire sur case noire d4 · croix noire sur case blanche d3 · croix noire sur case noire d2 · croix noire sur case blanche d1 | 7 |
| 6 | croix noire sur case noire d8 · croix noire sur case blanche d7 · croix noire sur case noire d6 · croix noire sur case noire a5 · croix noire sur case blanche b5 · croix noire sur case noire c5 · Tour blanche sur case blanche d5 · croix noire sur case noire e5 · croix noire sur case blanche f5 · croix noire sur case noire g5 · croix noire sur case blanche h5 · croix noire sur case noire d4 · croix noire sur case blanche d3 · croix noire sur case noire d2 · croix noire sur case blanche d1 | croix noire sur case noire d8 · croix noire sur case blanche d7 · croix noire sur case noire d6 · croix noire sur case noire a5 · croix noire sur case blanche b5 · croix noire sur case noire c5 · Tour blanche sur case blanche d5 · croix noire sur case noire e5 · croix noire sur case blanche f5 · croix noire sur case noire g5 · croix noire sur case blanche h5 · croix noire sur case noire d4 · croix noire sur case blanche d3 · croix noire sur case noire d2 · croix noire sur case blanche d1 | croix noire sur case noire d8 · croix noire sur case blanche d7 · croix noire sur case noire d6 · croix noire sur case noire a5 · croix noire sur case blanche b5 · croix noire sur case noire c5 · Tour blanche sur case blanche d5 · croix noire sur case noire e5 · croix noire sur case blanche f5 · croix noire sur case noire g5 · croix noire sur case blanche h5 · croix noire sur case noire d4 · croix noire sur case blanche d3 · croix noire sur case noire d2 · croix noire sur case blanche d1 | croix noire sur case noire d8 · croix noire sur case blanche d7 · croix noire sur case noire d6 · croix noire sur case noire a5 · croix noire sur case blanche b5 · croix noire sur case noire c5 · Tour blanche sur case blanche d5 · croix noire sur case noire e5 · croix noire sur case blanche f5 · croix noire sur case noire g5 · croix noire sur case blanche h5 · croix noire sur case noire d4 · croix noire sur case blanche d3 · croix noire sur case noire d2 · croix noire sur case blanche d1 | croix noire sur case noire d8 · croix noire sur case blanche d7 · croix noire sur case noire d6 · croix noire sur case noire a5 · croix noire sur case blanche b5 · croix noire sur case noire c5 · Tour blanche sur case blanche d5 · croix noire sur case noire e5 · croix noire sur case blanche f5 · croix noire sur case noire g5 · croix noire sur case blanche h5 · croix noire sur case noire d4 · croix noire sur case blanche d3 · croix noire sur case noire d2 · croix noire sur case blanche d1 | croix noire sur case noire d8 · croix noire sur case blanche d7 · croix noire sur case noire d6 · croix noire sur case noire a5 · croix noire sur case blanche b5 · croix noire sur case noire c5 · Tour blanche sur case blanche d5 · croix noire sur case noire e5 · croix noire sur case blanche f5 · croix noire sur case noire g5 · croix noire sur case blanche h5 · croix noire sur case noire d4 · croix noire sur case blanche d3 · croix noire sur case noire d2 · croix noire sur case blanche d1 | croix noire sur case noire d8 · croix noire sur case blanche d7 · croix noire sur case noire d6 · croix noire sur case noire a5 · croix noire sur case blanche b5 · croix noire sur case noire c5 · Tour blanche sur case blanche d5 · croix noire sur case noire e5 · croix noire sur case blanche f5 · croix noire sur case noire g5 · croix noire sur case blanche h5 · croix noire sur case noire d4 · croix noire sur case blanche d3 · croix noire sur case noire d2 · croix noire sur case blanche d1 | croix noire sur case noire d8 · croix noire sur case blanche d7 · croix noire sur case noire d6 · croix noire sur case noire a5 · croix noire sur case blanche b5 · croix noire sur case noire c5 · Tour blanche sur case blanche d5 · croix noire sur case noire e5 · croix noire sur case blanche f5 · croix noire sur case noire g5 · croix noire sur case blanche h5 · croix noire sur case noire d4 · croix noire sur case blanche d3 · croix noire sur case noire d2 · croix noire sur case blanche d1 | 6 |
| 5 | croix noire sur case noire d8 · croix noire sur case blanche d7 · croix noire sur case noire d6 · croix noire sur case noire a5 · croix noire sur case blanche b5 · croix noire sur case noire c5 · Tour blanche sur case blanche d5 · croix noire sur case noire e5 · croix noire sur case blanche f5 · croix noire sur case noire g5 · croix noire sur case blanche h5 · croix noire sur case noire d4 · croix noire sur case blanche d3 · croix noire sur case noire d2 · croix noire sur case blanche d1 | croix noire sur case noire d8 · croix noire sur case blanche d7 · croix noire sur case noire d6 · croix noire sur case noire a5 · croix noire sur case blanche b5 · croix noire sur case noire c5 · Tour blanche sur case blanche d5 · croix noire sur case noire e5 · croix noire sur case blanche f5 · croix noire sur case noire g5 · croix noire sur case blanche h5 · croix noire sur case noire d4 · croix noire sur case blanche d3 · croix noire sur case noire d2 · croix noire sur case blanche d1 | croix noire sur case noire d8 · croix noire sur case blanche d7 · croix noire sur case noire d6 · croix noire sur case noire a5 · croix noire sur case blanche b5 · croix noire sur case noire c5 · Tour blanche sur case blanche d5 · croix noire sur case noire e5 · croix noire sur case blanche f5 · croix noire sur case noire g5 · croix noire sur case blanche h5 · croix noire sur case noire d4 · croix noire sur case blanche d3 · croix noire sur case noire d2 · croix noire sur case blanche d1 | croix noire sur case noire d8 · croix noire sur case blanche d7 · croix noire sur case noire d6 · croix noire sur case noire a5 · croix noire sur case blanche b5 · croix noire sur case noire c5 · Tour blanche sur case blanche d5 · croix noire sur case noire e5 · croix noire sur case blanche f5 · croix noire sur case noire g5 · croix noire sur case blanche h5 · croix noire sur case noire d4 · croix noire sur case blanche d3 · croix noire sur case noire d2 · croix noire sur case blanche d1 | croix noire sur case noire d8 · croix noire sur case blanche d7 · croix noire sur case noire d6 · croix noire sur case noire a5 · croix noire sur case blanche b5 · croix noire sur case noire c5 · Tour blanche sur case blanche d5 · croix noire sur case noire e5 · croix noire sur case blanche f5 · croix noire sur case noire g5 · croix noire sur case blanche h5 · croix noire sur case noire d4 · croix noire sur case blanche d3 · croix noire sur case noire d2 · croix noire sur case blanche d1 | croix noire sur case noire d8 · croix noire sur case blanche d7 · croix noire sur case noire d6 · croix noire sur case noire a5 · croix noire sur case blanche b5 · croix noire sur case noire c5 · Tour blanche sur case blanche d5 · croix noire sur case noire e5 · croix noire sur case blanche f5 · croix noire sur case noire g5 · croix noire sur case blanche h5 · croix noire sur case noire d4 · croix noire sur case blanche d3 · croix noire sur case noire d2 · croix noire sur case blanche d1 | croix noire sur case noire d8 · croix noire sur case blanche d7 · croix noire sur case noire d6 · croix noire sur case noire a5 · croix noire sur case blanche b5 · croix noire sur case noire c5 · Tour blanche sur case blanche d5 · croix noire sur case noire e5 · croix noire sur case blanche f5 · croix noire sur case noire g5 · croix noire sur case blanche h5 · croix noire sur case noire d4 · croix noire sur case blanche d3 · croix noire sur case noire d2 · croix noire sur case blanche d1 | croix noire sur case noire d8 · croix noire sur case blanche d7 · croix noire sur case noire d6 · croix noire sur case noire a5 · croix noire sur case blanche b5 · croix noire sur case noire c5 · Tour blanche sur case blanche d5 · croix noire sur case noire e5 · croix noire sur case blanche f5 · croix noire sur case noire g5 · croix noire sur case blanche h5 · croix noire sur case noire d4 · croix noire sur case blanche d3 · croix noire sur case noire d2 · croix noire sur case blanche d1 | 5 |
| 4 | croix noire sur case noire d8 · croix noire sur case blanche d7 · croix noire sur case noire d6 · croix noire sur case noire a5 · croix noire sur case blanche b5 · croix noire sur case noire c5 · Tour blanche sur case blanche d5 · croix noire sur case noire e5 · croix noire sur case blanche f5 · croix noire sur case noire g5 · croix noire sur case blanche h5 · croix noire sur case noire d4 · croix noire sur case blanche d3 · croix noire sur case noire d2 · croix noire sur case blanche d1 | croix noire sur case noire d8 · croix noire sur case blanche d7 · croix noire sur case noire d6 · croix noire sur case noire a5 · croix noire sur case blanche b5 · croix noire sur case noire c5 · Tour blanche sur case blanche d5 · croix noire sur case noire e5 · croix noire sur case blanche f5 · croix noire sur case noire g5 · croix noire sur case blanche h5 · croix noire sur case noire d4 · croix noire sur case blanche d3 · croix noire sur case noire d2 · croix noire sur case blanche d1 | croix noire sur case noire d8 · croix noire sur case blanche d7 · croix noire sur case noire d6 · croix noire sur case noire a5 · croix noire sur case blanche b5 · croix noire sur case noire c5 · Tour blanche sur case blanche d5 · croix noire sur case noire e5 · croix noire sur case blanche f5 · croix noire sur case noire g5 · croix noire sur case blanche h5 · croix noire sur case noire d4 · croix noire sur case blanche d3 · croix noire sur case noire d2 · croix noire sur case blanche d1 | croix noire sur case noire d8 · croix noire sur case blanche d7 · croix noire sur case noire d6 · croix noire sur case noire a5 · croix noire sur case blanche b5 · croix noire sur case noire c5 · Tour blanche sur case blanche d5 · croix noire sur case noire e5 · croix noire sur case blanche f5 · croix noire sur case noire g5 · croix noire sur case blanche h5 · croix noire sur case noire d4 · croix noire sur case blanche d3 · croix noire sur case noire d2 · croix noire sur case blanche d1 | croix noire sur case noire d8 · croix noire sur case blanche d7 · croix noire sur case noire d6 · croix noire sur case noire a5 · croix noire sur case blanche b5 · croix noire sur case noire c5 · Tour blanche sur case blanche d5 · croix noire sur case noire e5 · croix noire sur case blanche f5 · croix noire sur case noire g5 · croix noire sur case blanche h5 · croix noire sur case noire d4 · croix noire sur case blanche d3 · croix noire sur case noire d2 · croix noire sur case blanche d1 | croix noire sur case noire d8 · croix noire sur case blanche d7 · croix noire sur case noire d6 · croix noire sur case noire a5 · croix noire sur case blanche b5 · croix noire sur case noire c5 · Tour blanche sur case blanche d5 · croix noire sur case noire e5 · croix noire sur case blanche f5 · croix noire sur case noire g5 · croix noire sur case blanche h5 · croix noire sur case noire d4 · croix noire sur case blanche d3 · croix noire sur case noire d2 · croix noire sur case blanche d1 | croix noire sur case noire d8 · croix noire sur case blanche d7 · croix noire sur case noire d6 · croix noire sur case noire a5 · croix noire sur case blanche b5 · croix noire sur case noire c5 · Tour blanche sur case blanche d5 · croix noire sur case noire e5 · croix noire sur case blanche f5 · croix noire sur case noire g5 · croix noire sur case blanche h5 · croix noire sur case noire d4 · croix noire sur case blanche d3 · croix noire sur case noire d2 · croix noire sur case blanche d1 | croix noire sur case noire d8 · croix noire sur case blanche d7 · croix noire sur case noire d6 · croix noire sur case noire a5 · croix noire sur case blanche b5 · croix noire sur case noire c5 · Tour blanche sur case blanche d5 · croix noire sur case noire e5 · croix noire sur case blanche f5 · croix noire sur case noire g5 · croix noire sur case blanche h5 · croix noire sur case noire d4 · croix noire sur case blanche d3 · croix noire sur case noire d2 · croix noire sur case blanche d1 | 4 |
| 3 | croix noire sur case noire d8 · croix noire sur case blanche d7 · croix noire sur case noire d6 · croix noire sur case noire a5 · croix noire sur case blanche b5 · croix noire sur case noire c5 · Tour blanche sur case blanche d5 · croix noire sur case noire e5 · croix noire sur case blanche f5 · croix noire sur case noire g5 · croix noire sur case blanche h5 · croix noire sur case noire d4 · croix noire sur case blanche d3 · croix noire sur case noire d2 · croix noire sur case blanche d1 | croix noire sur case noire d8 · croix noire sur case blanche d7 · croix noire sur case noire d6 · croix noire sur case noire a5 · croix noire sur case blanche b5 · croix noire sur case noire c5 · Tour blanche sur case blanche d5 · croix noire sur case noire e5 · croix noire sur case blanche f5 · croix noire sur case noire g5 · croix noire sur case blanche h5 · croix noire sur case noire d4 · croix noire sur case blanche d3 · croix noire sur case noire d2 · croix noire sur case blanche d1 | croix noire sur case noire d8 · croix noire sur case blanche d7 · croix noire sur case noire d6 · croix noire sur case noire a5 · croix noire sur case blanche b5 · croix noire sur case noire c5 · Tour blanche sur case blanche d5 · croix noire sur case noire e5 · croix noire sur case blanche f5 · croix noire sur case noire g5 · croix noire sur case blanche h5 · croix noire sur case noire d4 · croix noire sur case blanche d3 · croix noire sur case noire d2 · croix noire sur case blanche d1 | croix noire sur case noire d8 · croix noire sur case blanche d7 · croix noire sur case noire d6 · croix noire sur case noire a5 · croix noire sur case blanche b5 · croix noire sur case noire c5 · Tour blanche sur case blanche d5 · croix noire sur case noire e5 · croix noire sur case blanche f5 · croix noire sur case noire g5 · croix noire sur case blanche h5 · croix noire sur case noire d4 · croix noire sur case blanche d3 · croix noire sur case noire d2 · croix noire sur case blanche d1 | croix noire sur case noire d8 · croix noire sur case blanche d7 · croix noire sur case noire d6 · croix noire sur case noire a5 · croix noire sur case blanche b5 · croix noire sur case noire c5 · Tour blanche sur case blanche d5 · croix noire sur case noire e5 · croix noire sur case blanche f5 · croix noire sur case noire g5 · croix noire sur case blanche h5 · croix noire sur case noire d4 · croix noire sur case blanche d3 · croix noire sur case noire d2 · croix noire sur case blanche d1 | croix noire sur case noire d8 · croix noire sur case blanche d7 · croix noire sur case noire d6 · croix noire sur case noire a5 · croix noire sur case blanche b5 · croix noire sur case noire c5 · Tour blanche sur case blanche d5 · croix noire sur case noire e5 · croix noire sur case blanche f5 · croix noire sur case noire g5 · croix noire sur case blanche h5 · croix noire sur case noire d4 · croix noire sur case blanche d3 · croix noire sur case noire d2 · croix noire sur case blanche d1 | croix noire sur case noire d8 · croix noire sur case blanche d7 · croix noire sur case noire d6 · croix noire sur case noire a5 · croix noire sur case blanche b5 · croix noire sur case noire c5 · Tour blanche sur case blanche d5 · croix noire sur case noire e5 · croix noire sur case blanche f5 · croix noire sur case noire g5 · croix noire sur case blanche h5 · croix noire sur case noire d4 · croix noire sur case blanche d3 · croix noire sur case noire d2 · croix noire sur case blanche d1 | croix noire sur case noire d8 · croix noire sur case blanche d7 · croix noire sur case noire d6 · croix noire sur case noire a5 · croix noire sur case blanche b5 · croix noire sur case noire c5 · Tour blanche sur case blanche d5 · croix noire sur case noire e5 · croix noire sur case blanche f5 · croix noire sur case noire g5 · croix noire sur case blanche h5 · croix noire sur case noire d4 · croix noire sur case blanche d3 · croix noire sur case noire d2 · croix noire sur case blanche d1 | 3 |
| 2 | croix noire sur case noire d8 · croix noire sur case blanche d7 · croix noire sur case noire d6 · croix noire sur case noire a5 · croix noire sur case blanche b5 · croix noire sur case noire c5 · Tour blanche sur case blanche d5 · croix noire sur case noire e5 · croix noire sur case blanche f5 · croix noire sur case noire g5 · croix noire sur case blanche h5 · croix noire sur case noire d4 · croix noire sur case blanche d3 · croix noire sur case noire d2 · croix noire sur case blanche d1 | croix noire sur case noire d8 · croix noire sur case blanche d7 · croix noire sur case noire d6 · croix noire sur case noire a5 · croix noire sur case blanche b5 · croix noire sur case noire c5 · Tour blanche sur case blanche d5 · croix noire sur case noire e5 · croix noire sur case blanche f5 · croix noire sur case noire g5 · croix noire sur case blanche h5 · croix noire sur case noire d4 · croix noire sur case blanche d3 · croix noire sur case noire d2 · croix noire sur case blanche d1 | croix noire sur case noire d8 · croix noire sur case blanche d7 · croix noire sur case noire d6 · croix noire sur case noire a5 · croix noire sur case blanche b5 · croix noire sur case noire c5 · Tour blanche sur case blanche d5 · croix noire sur case noire e5 · croix noire sur case blanche f5 · croix noire sur case noire g5 · croix noire sur case blanche h5 · croix noire sur case noire d4 · croix noire sur case blanche d3 · croix noire sur case noire d2 · croix noire sur case blanche d1 | croix noire sur case noire d8 · croix noire sur case blanche d7 · croix noire sur case noire d6 · croix noire sur case noire a5 · croix noire sur case blanche b5 · croix noire sur case noire c5 · Tour blanche sur case blanche d5 · croix noire sur case noire e5 · croix noire sur case blanche f5 · croix noire sur case noire g5 · croix noire sur case blanche h5 · croix noire sur case noire d4 · croix noire sur case blanche d3 · croix noire sur case noire d2 · croix noire sur case blanche d1 | croix noire sur case noire d8 · croix noire sur case blanche d7 · croix noire sur case noire d6 · croix noire sur case noire a5 · croix noire sur case blanche b5 · croix noire sur case noire c5 · Tour blanche sur case blanche d5 · croix noire sur case noire e5 · croix noire sur case blanche f5 · croix noire sur case noire g5 · croix noire sur case blanche h5 · croix noire sur case noire d4 · croix noire sur case blanche d3 · croix noire sur case noire d2 · croix noire sur case blanche d1 | croix noire sur case noire d8 · croix noire sur case blanche d7 · croix noire sur case noire d6 · croix noire sur case noire a5 · croix noire sur case blanche b5 · croix noire sur case noire c5 · Tour blanche sur case blanche d5 · croix noire sur case noire e5 · croix noire sur case blanche f5 · croix noire sur case noire g5 · croix noire sur case blanche h5 · croix noire sur case noire d4 · croix noire sur case blanche d3 · croix noire sur case noire d2 · croix noire sur case blanche d1 | croix noire sur case noire d8 · croix noire sur case blanche d7 · croix noire sur case noire d6 · croix noire sur case noire a5 · croix noire sur case blanche b5 · croix noire sur case noire c5 · Tour blanche sur case blanche d5 · croix noire sur case noire e5 · croix noire sur case blanche f5 · croix noire sur case noire g5 · croix noire sur case blanche h5 · croix noire sur case noire d4 · croix noire sur case blanche d3 · croix noire sur case noire d2 · croix noire sur case blanche d1 | croix noire sur case noire d8 · croix noire sur case blanche d7 · croix noire sur case noire d6 · croix noire sur case noire a5 · croix noire sur case blanche b5 · croix noire sur case noire c5 · Tour blanche sur case blanche d5 · croix noire sur case noire e5 · croix noire sur case blanche f5 · croix noire sur case noire g5 · croix noire sur case blanche h5 · croix noire sur case noire d4 · croix noire sur case blanche d3 · croix noire sur case noire d2 · croix noire sur case blanche d1 | 2 |
| 1 | croix noire sur case noire d8 · croix noire sur case blanche d7 · croix noire sur case noire d6 · croix noire sur case noire a5 · croix noire sur case blanche b5 · croix noire sur case noire c5 · Tour blanche sur case blanche d5 · croix noire sur case noire e5 · croix noire sur case blanche f5 · croix noire sur case noire g5 · croix noire sur case blanche h5 · croix noire sur case noire d4 · croix noire sur case blanche d3 · croix noire sur case noire d2 · croix noire sur case blanche d1 | croix noire sur case noire d8 · croix noire sur case blanche d7 · croix noire sur case noire d6 · croix noire sur case noire a5 · croix noire sur case blanche b5 · croix noire sur case noire c5 · Tour blanche sur case blanche d5 · croix noire sur case noire e5 · croix noire sur case blanche f5 · croix noire sur case noire g5 · croix noire sur case blanche h5 · croix noire sur case noire d4 · croix noire sur case blanche d3 · croix noire sur case noire d2 · croix noire sur case blanche d1 | croix noire sur case noire d8 · croix noire sur case blanche d7 · croix noire sur case noire d6 · croix noire sur case noire a5 · croix noire sur case blanche b5 · croix noire sur case noire c5 · Tour blanche sur case blanche d5 · croix noire sur case noire e5 · croix noire sur case blanche f5 · croix noire sur case noire g5 · croix noire sur case blanche h5 · croix noire sur case noire d4 · croix noire sur case blanche d3 · croix noire sur case noire d2 · croix noire sur case blanche d1 | croix noire sur case noire d8 · croix noire sur case blanche d7 · croix noire sur case noire d6 · croix noire sur case noire a5 · croix noire sur case blanche b5 · croix noire sur case noire c5 · Tour blanche sur case blanche d5 · croix noire sur case noire e5 · croix noire sur case blanche f5 · croix noire sur case noire g5 · croix noire sur case blanche h5 · croix noire sur case noire d4 · croix noire sur case blanche d3 · croix noire sur case noire d2 · croix noire sur case blanche d1 | croix noire sur case noire d8 · croix noire sur case blanche d7 · croix noire sur case noire d6 · croix noire sur case noire a5 · croix noire sur case blanche b5 · croix noire sur case noire c5 · Tour blanche sur case blanche d5 · croix noire sur case noire e5 · croix noire sur case blanche f5 · croix noire sur case noire g5 · croix noire sur case blanche h5 · croix noire sur case noire d4 · croix noire sur case blanche d3 · croix noire sur case noire d2 · croix noire sur case blanche d1 | croix noire sur case noire d8 · croix noire sur case blanche d7 · croix noire sur case noire d6 · croix noire sur case noire a5 · croix noire sur case blanche b5 · croix noire sur case noire c5 · Tour blanche sur case blanche d5 · croix noire sur case noire e5 · croix noire sur case blanche f5 · croix noire sur case noire g5 · croix noire sur case blanche h5 · croix noire sur case noire d4 · croix noire sur case blanche d3 · croix noire sur case noire d2 · croix noire sur case blanche d1 | croix noire sur case noire d8 · croix noire sur case blanche d7 · croix noire sur case noire d6 · croix noire sur case noire a5 · croix noire sur case blanche b5 · croix noire sur case noire c5 · Tour blanche sur case blanche d5 · croix noire sur case noire e5 · croix noire sur case blanche f5 · croix noire sur case noire g5 · croix noire sur case blanche h5 · croix noire sur case noire d4 · croix noire sur case blanche d3 · croix noire sur case noire d2 · croix noire sur case blanche d1 | croix noire sur case noire d8 · croix noire sur case blanche d7 · croix noire sur case noire d6 · croix noire sur case noire a5 · croix noire sur case blanche b5 · croix noire sur case noire c5 · Tour blanche sur case blanche d5 · croix noire sur case noire e5 · croix noire sur case blanche f5 · croix noire sur case noire g5 · croix noire sur case blanche h5 · croix noire sur case noire d4 · croix noire sur case blanche d3 · croix noire sur case noire d2 · croix noire sur case blanche d1 | 1 |
|   | a | b | c | d | e | f | g | h |   |

|   | a | b | c | d | e | f | g | h |   |
| 8 | croix noire sur case noire d8 · croix noire sur case noire h8 · croix noire sur case noire a7 · croix noire sur case blanche d7 · croix noire sur case noire g7 · croix noire sur case noire b6 · croix noire sur case noire d6 · croix noire sur case noire f6 · croix noire sur case noire c5 · croix noire sur case blanche d5 · croix noire sur case noire e5 · croix noire sur case blanche a4 · croix noire sur case noire b4 · croix noire sur case blanche c4 · Dame blanche sur case noire d4 · croix noire sur case blanche e4 · croix noire sur case noire f4 · croix noire sur case blanche g4 · croix noire sur case noire h4 · croix noire sur case noire c3 · croix noire sur case blanche d3 · croix noire sur case noire e3 · croix noire sur case noire b2 · croix noire sur case noire d2 · croix noire sur case noire f2 · croix noire sur case noire a1 · croix noire sur case blanche d1 · croix noire sur case noire g1 | croix noire sur case noire d8 · croix noire sur case noire h8 · croix noire sur case noire a7 · croix noire sur case blanche d7 · croix noire sur case noire g7 · croix noire sur case noire b6 · croix noire sur case noire d6 · croix noire sur case noire f6 · croix noire sur case noire c5 · croix noire sur case blanche d5 · croix noire sur case noire e5 · croix noire sur case blanche a4 · croix noire sur case noire b4 · croix noire sur case blanche c4 · Dame blanche sur case noire d4 · croix noire sur case blanche e4 · croix noire sur case noire f4 · croix noire sur case blanche g4 · croix noire sur case noire h4 · croix noire sur case noire c3 · croix noire sur case blanche d3 · croix noire sur case noire e3 · croix noire sur case noire b2 · croix noire sur case noire d2 · croix noire sur case noire f2 · croix noire sur case noire a1 · croix noire sur case blanche d1 · croix noire sur case noire g1 | croix noire sur case noire d8 · croix noire sur case noire h8 · croix noire sur case noire a7 · croix noire sur case blanche d7 · croix noire sur case noire g7 · croix noire sur case noire b6 · croix noire sur case noire d6 · croix noire sur case noire f6 · croix noire sur case noire c5 · croix noire sur case blanche d5 · croix noire sur case noire e5 · croix noire sur case blanche a4 · croix noire sur case noire b4 · croix noire sur case blanche c4 · Dame blanche sur case noire d4 · croix noire sur case blanche e4 · croix noire sur case noire f4 · croix noire sur case blanche g4 · croix noire sur case noire h4 · croix noire sur case noire c3 · croix noire sur case blanche d3 · croix noire sur case noire e3 · croix noire sur case noire b2 · croix noire sur case noire d2 · croix noire sur case noire f2 · croix noire sur case noire a1 · croix noire sur case blanche d1 · croix noire sur case noire g1 | croix noire sur case noire d8 · croix noire sur case noire h8 · croix noire sur case noire a7 · croix noire sur case blanche d7 · croix noire sur case noire g7 · croix noire sur case noire b6 · croix noire sur case noire d6 · croix noire sur case noire f6 · croix noire sur case noire c5 · croix noire sur case blanche d5 · croix noire sur case noire e5 · croix noire sur case blanche a4 · croix noire sur case noire b4 · croix noire sur case blanche c4 · Dame blanche sur case noire d4 · croix noire sur case blanche e4 · croix noire sur case noire f4 · croix noire sur case blanche g4 · croix noire sur case noire h4 · croix noire sur case noire c3 · croix noire sur case blanche d3 · croix noire sur case noire e3 · croix noire sur case noire b2 · croix noire sur case noire d2 · croix noire sur case noire f2 · croix noire sur case noire a1 · croix noire sur case blanche d1 · croix noire sur case noire g1 | croix noire sur case noire d8 · croix noire sur case noire h8 · croix noire sur case noire a7 · croix noire sur case blanche d7 · croix noire sur case noire g7 · croix noire sur case noire b6 · croix noire sur case noire d6 · croix noire sur case noire f6 · croix noire sur case noire c5 · croix noire sur case blanche d5 · croix noire sur case noire e5 · croix noire sur case blanche a4 · croix noire sur case noire b4 · croix noire sur case blanche c4 · Dame blanche sur case noire d4 · croix noire sur case blanche e4 · croix noire sur case noire f4 · croix noire sur case blanche g4 · croix noire sur case noire h4 · croix noire sur case noire c3 · croix noire sur case blanche d3 · croix noire sur case noire e3 · croix noire sur case noire b2 · croix noire sur case noire d2 · croix noire sur case noire f2 · croix noire sur case noire a1 · croix noire sur case blanche d1 · croix noire sur case noire g1 | croix noire sur case noire d8 · croix noire sur case noire h8 · croix noire sur case noire a7 · croix noire sur case blanche d7 · croix noire sur case noire g7 · croix noire sur case noire b6 · croix noire sur case noire d6 · croix noire sur case noire f6 · croix noire sur case noire c5 · croix noire sur case blanche d5 · croix noire sur case noire e5 · croix noire sur case blanche a4 · croix noire sur case noire b4 · croix noire sur case blanche c4 · Dame blanche sur case noire d4 · croix noire sur case blanche e4 · croix noire sur case noire f4 · croix noire sur case blanche g4 · croix noire sur case noire h4 · croix noire sur case noire c3 · croix noire sur case blanche d3 · croix noire sur case noire e3 · croix noire sur case noire b2 · croix noire sur case noire d2 · croix noire sur case noire f2 · croix noire sur case noire a1 · croix noire sur case blanche d1 · croix noire sur case noire g1 | croix noire sur case noire d8 · croix noire sur case noire h8 · croix noire sur case noire a7 · croix noire sur case blanche d7 · croix noire sur case noire g7 · croix noire sur case noire b6 · croix noire sur case noire d6 · croix noire sur case noire f6 · croix noire sur case noire c5 · croix noire sur case blanche d5 · croix noire sur case noire e5 · croix noire sur case blanche a4 · croix noire sur case noire b4 · croix noire sur case blanche c4 · Dame blanche sur case noire d4 · croix noire sur case blanche e4 · croix noire sur case noire f4 · croix noire sur case blanche g4 · croix noire sur case noire h4 · croix noire sur case noire c3 · croix noire sur case blanche d3 · croix noire sur case noire e3 · croix noire sur case noire b2 · croix noire sur case noire d2 · croix noire sur case noire f2 · croix noire sur case noire a1 · croix noire sur case blanche d1 · croix noire sur case noire g1 | croix noire sur case noire d8 · croix noire sur case noire h8 · croix noire sur case noire a7 · croix noire sur case blanche d7 · croix noire sur case noire g7 · croix noire sur case noire b6 · croix noire sur case noire d6 · croix noire sur case noire f6 · croix noire sur case noire c5 · croix noire sur case blanche d5 · croix noire sur case noire e5 · croix noire sur case blanche a4 · croix noire sur case noire b4 · croix noire sur case blanche c4 · Dame blanche sur case noire d4 · croix noire sur case blanche e4 · croix noire sur case noire f4 · croix noire sur case blanche g4 · croix noire sur case noire h4 · croix noire sur case noire c3 · croix noire sur case blanche d3 · croix noire sur case noire e3 · croix noire sur case noire b2 · croix noire sur case noire d2 · croix noire sur case noire f2 · croix noire sur case noire a1 · croix noire sur case blanche d1 · croix noire sur case noire g1 | 8 |
| 7 | croix noire sur case noire d8 · croix noire sur case noire h8 · croix noire sur case noire a7 · croix noire sur case blanche d7 · croix noire sur case noire g7 · croix noire sur case noire b6 · croix noire sur case noire d6 · croix noire sur case noire f6 · croix noire sur case noire c5 · croix noire sur case blanche d5 · croix noire sur case noire e5 · croix noire sur case blanche a4 · croix noire sur case noire b4 · croix noire sur case blanche c4 · Dame blanche sur case noire d4 · croix noire sur case blanche e4 · croix noire sur case noire f4 · croix noire sur case blanche g4 · croix noire sur case noire h4 · croix noire sur case noire c3 · croix noire sur case blanche d3 · croix noire sur case noire e3 · croix noire sur case noire b2 · croix noire sur case noire d2 · croix noire sur case noire f2 · croix noire sur case noire a1 · croix noire sur case blanche d1 · croix noire sur case noire g1 | croix noire sur case noire d8 · croix noire sur case noire h8 · croix noire sur case noire a7 · croix noire sur case blanche d7 · croix noire sur case noire g7 · croix noire sur case noire b6 · croix noire sur case noire d6 · croix noire sur case noire f6 · croix noire sur case noire c5 · croix noire sur case blanche d5 · croix noire sur case noire e5 · croix noire sur case blanche a4 · croix noire sur case noire b4 · croix noire sur case blanche c4 · Dame blanche sur case noire d4 · croix noire sur case blanche e4 · croix noire sur case noire f4 · croix noire sur case blanche g4 · croix noire sur case noire h4 · croix noire sur case noire c3 · croix noire sur case blanche d3 · croix noire sur case noire e3 · croix noire sur case noire b2 · croix noire sur case noire d2 · croix noire sur case noire f2 · croix noire sur case noire a1 · croix noire sur case blanche d1 · croix noire sur case noire g1 | croix noire sur case noire d8 · croix noire sur case noire h8 · croix noire sur case noire a7 · croix noire sur case blanche d7 · croix noire sur case noire g7 · croix noire sur case noire b6 · croix noire sur case noire d6 · croix noire sur case noire f6 · croix noire sur case noire c5 · croix noire sur case blanche d5 · croix noire sur case noire e5 · croix noire sur case blanche a4 · croix noire sur case noire b4 · croix noire sur case blanche c4 · Dame blanche sur case noire d4 · croix noire sur case blanche e4 · croix noire sur case noire f4 · croix noire sur case blanche g4 · croix noire sur case noire h4 · croix noire sur case noire c3 · croix noire sur case blanche d3 · croix noire sur case noire e3 · croix noire sur case noire b2 · croix noire sur case noire d2 · croix noire sur case noire f2 · croix noire sur case noire a1 · croix noire sur case blanche d1 · croix noire sur case noire g1 | croix noire sur case noire d8 · croix noire sur case noire h8 · croix noire sur case noire a7 · croix noire sur case blanche d7 · croix noire sur case noire g7 · croix noire sur case noire b6 · croix noire sur case noire d6 · croix noire sur case noire f6 · croix noire sur case noire c5 · croix noire sur case blanche d5 · croix noire sur case noire e5 · croix noire sur case blanche a4 · croix noire sur case noire b4 · croix noire sur case blanche c4 · Dame blanche sur case noire d4 · croix noire sur case blanche e4 · croix noire sur case noire f4 · croix noire sur case blanche g4 · croix noire sur case noire h4 · croix noire sur case noire c3 · croix noire sur case blanche d3 · croix noire sur case noire e3 · croix noire sur case noire b2 · croix noire sur case noire d2 · croix noire sur case noire f2 · croix noire sur case noire a1 · croix noire sur case blanche d1 · croix noire sur case noire g1 | croix noire sur case noire d8 · croix noire sur case noire h8 · croix noire sur case noire a7 · croix noire sur case blanche d7 · croix noire sur case noire g7 · croix noire sur case noire b6 · croix noire sur case noire d6 · croix noire sur case noire f6 · croix noire sur case noire c5 · croix noire sur case blanche d5 · croix noire sur case noire e5 · croix noire sur case blanche a4 · croix noire sur case noire b4 · croix noire sur case blanche c4 · Dame blanche sur case noire d4 · croix noire sur case blanche e4 · croix noire sur case noire f4 · croix noire sur case blanche g4 · croix noire sur case noire h4 · croix noire sur case noire c3 · croix noire sur case blanche d3 · croix noire sur case noire e3 · croix noire sur case noire b2 · croix noire sur case noire d2 · croix noire sur case noire f2 · croix noire sur case noire a1 · croix noire sur case blanche d1 · croix noire sur case noire g1 | croix noire sur case noire d8 · croix noire sur case noire h8 · croix noire sur case noire a7 · croix noire sur case blanche d7 · croix noire sur case noire g7 · croix noire sur case noire b6 · croix noire sur case noire d6 · croix noire sur case noire f6 · croix noire sur case noire c5 · croix noire sur case blanche d5 · croix noire sur case noire e5 · croix noire sur case blanche a4 · croix noire sur case noire b4 · croix noire sur case blanche c4 · Dame blanche sur case noire d4 · croix noire sur case blanche e4 · croix noire sur case noire f4 · croix noire sur case blanche g4 · croix noire sur case noire h4 · croix noire sur case noire c3 · croix noire sur case blanche d3 · croix noire sur case noire e3 · croix noire sur case noire b2 · croix noire sur case noire d2 · croix noire sur case noire f2 · croix noire sur case noire a1 · croix noire sur case blanche d1 · croix noire sur case noire g1 | croix noire sur case noire d8 · croix noire sur case noire h8 · croix noire sur case noire a7 · croix noire sur case blanche d7 · croix noire sur case noire g7 · croix noire sur case noire b6 · croix noire sur case noire d6 · croix noire sur case noire f6 · croix noire sur case noire c5 · croix noire sur case blanche d5 · croix noire sur case noire e5 · croix noire sur case blanche a4 · croix noire sur case noire b4 · croix noire sur case blanche c4 · Dame blanche sur case noire d4 · croix noire sur case blanche e4 · croix noire sur case noire f4 · croix noire sur case blanche g4 · croix noire sur case noire h4 · croix noire sur case noire c3 · croix noire sur case blanche d3 · croix noire sur case noire e3 · croix noire sur case noire b2 · croix noire sur case noire d2 · croix noire sur case noire f2 · croix noire sur case noire a1 · croix noire sur case blanche d1 · croix noire sur case noire g1 | croix noire sur case noire d8 · croix noire sur case noire h8 · croix noire sur case noire a7 · croix noire sur case blanche d7 · croix noire sur case noire g7 · croix noire sur case noire b6 · croix noire sur case noire d6 · croix noire sur case noire f6 · croix noire sur case noire c5 · croix noire sur case blanche d5 · croix noire sur case noire e5 · croix noire sur case blanche a4 · croix noire sur case noire b4 · croix noire sur case blanche c4 · Dame blanche sur case noire d4 · croix noire sur case blanche e4 · croix noire sur case noire f4 · croix noire sur case blanche g4 · croix noire sur case noire h4 · croix noire sur case noire c3 · croix noire sur case blanche d3 · croix noire sur case noire e3 · croix noire sur case noire b2 · croix noire sur case noire d2 · croix noire sur case noire f2 · croix noire sur case noire a1 · croix noire sur case blanche d1 · croix noire sur case noire g1 | 7 |
| 6 | croix noire sur case noire d8 · croix noire sur case noire h8 · croix noire sur case noire a7 · croix noire sur case blanche d7 · croix noire sur case noire g7 · croix noire sur case noire b6 · croix noire sur case noire d6 · croix noire sur case noire f6 · croix noire sur case noire c5 · croix noire sur case blanche d5 · croix noire sur case noire e5 · croix noire sur case blanche a4 · croix noire sur case noire b4 · croix noire sur case blanche c4 · Dame blanche sur case noire d4 · croix noire sur case blanche e4 · croix noire sur case noire f4 · croix noire sur case blanche g4 · croix noire sur case noire h4 · croix noire sur case noire c3 · croix noire sur case blanche d3 · croix noire sur case noire e3 · croix noire sur case noire b2 · croix noire sur case noire d2 · croix noire sur case noire f2 · croix noire sur case noire a1 · croix noire sur case blanche d1 · croix noire sur case noire g1 | croix noire sur case noire d8 · croix noire sur case noire h8 · croix noire sur case noire a7 · croix noire sur case blanche d7 · croix noire sur case noire g7 · croix noire sur case noire b6 · croix noire sur case noire d6 · croix noire sur case noire f6 · croix noire sur case noire c5 · croix noire sur case blanche d5 · croix noire sur case noire e5 · croix noire sur case blanche a4 · croix noire sur case noire b4 · croix noire sur case blanche c4 · Dame blanche sur case noire d4 · croix noire sur case blanche e4 · croix noire sur case noire f4 · croix noire sur case blanche g4 · croix noire sur case noire h4 · croix noire sur case noire c3 · croix noire sur case blanche d3 · croix noire sur case noire e3 · croix noire sur case noire b2 · croix noire sur case noire d2 · croix noire sur case noire f2 · croix noire sur case noire a1 · croix noire sur case blanche d1 · croix noire sur case noire g1 | croix noire sur case noire d8 · croix noire sur case noire h8 · croix noire sur case noire a7 · croix noire sur case blanche d7 · croix noire sur case noire g7 · croix noire sur case noire b6 · croix noire sur case noire d6 · croix noire sur case noire f6 · croix noire sur case noire c5 · croix noire sur case blanche d5 · croix noire sur case noire e5 · croix noire sur case blanche a4 · croix noire sur case noire b4 · croix noire sur case blanche c4 · Dame blanche sur case noire d4 · croix noire sur case blanche e4 · croix noire sur case noire f4 · croix noire sur case blanche g4 · croix noire sur case noire h4 · croix noire sur case noire c3 · croix noire sur case blanche d3 · croix noire sur case noire e3 · croix noire sur case noire b2 · croix noire sur case noire d2 · croix noire sur case noire f2 · croix noire sur case noire a1 · croix noire sur case blanche d1 · croix noire sur case noire g1 | croix noire sur case noire d8 · croix noire sur case noire h8 · croix noire sur case noire a7 · croix noire sur case blanche d7 · croix noire sur case noire g7 · croix noire sur case noire b6 · croix noire sur case noire d6 · croix noire sur case noire f6 · croix noire sur case noire c5 · croix noire sur case blanche d5 · croix noire sur case noire e5 · croix noire sur case blanche a4 · croix noire sur case noire b4 · croix noire sur case blanche c4 · Dame blanche sur case noire d4 · croix noire sur case blanche e4 · croix noire sur case noire f4 · croix noire sur case blanche g4 · croix noire sur case noire h4 · croix noire sur case noire c3 · croix noire sur case blanche d3 · croix noire sur case noire e3 · croix noire sur case noire b2 · croix noire sur case noire d2 · croix noire sur case noire f2 · croix noire sur case noire a1 · croix noire sur case blanche d1 · croix noire sur case noire g1 | croix noire sur case noire d8 · croix noire sur case noire h8 · croix noire sur case noire a7 · croix noire sur case blanche d7 · croix noire sur case noire g7 · croix noire sur case noire b6 · croix noire sur case noire d6 · croix noire sur case noire f6 · croix noire sur case noire c5 · croix noire sur case blanche d5 · croix noire sur case noire e5 · croix noire sur case blanche a4 · croix noire sur case noire b4 · croix noire sur case blanche c4 · Dame blanche sur case noire d4 · croix noire sur case blanche e4 · croix noire sur case noire f4 · croix noire sur case blanche g4 · croix noire sur case noire h4 · croix noire sur case noire c3 · croix noire sur case blanche d3 · croix noire sur case noire e3 · croix noire sur case noire b2 · croix noire sur case noire d2 · croix noire sur case noire f2 · croix noire sur case noire a1 · croix noire sur case blanche d1 · croix noire sur case noire g1 | croix noire sur case noire d8 · croix noire sur case noire h8 · croix noire sur case noire a7 · croix noire sur case blanche d7 · croix noire sur case noire g7 · croix noire sur case noire b6 · croix noire sur case noire d6 · croix noire sur case noire f6 · croix noire sur case noire c5 · croix noire sur case blanche d5 · croix noire sur case noire e5 · croix noire sur case blanche a4 · croix noire sur case noire b4 · croix noire sur case blanche c4 · Dame blanche sur case noire d4 · croix noire sur case blanche e4 · croix noire sur case noire f4 · croix noire sur case blanche g4 · croix noire sur case noire h4 · croix noire sur case noire c3 · croix noire sur case blanche d3 · croix noire sur case noire e3 · croix noire sur case noire b2 · croix noire sur case noire d2 · croix noire sur case noire f2 · croix noire sur case noire a1 · croix noire sur case blanche d1 · croix noire sur case noire g1 | croix noire sur case noire d8 · croix noire sur case noire h8 · croix noire sur case noire a7 · croix noire sur case blanche d7 · croix noire sur case noire g7 · croix noire sur case noire b6 · croix noire sur case noire d6 · croix noire sur case noire f6 · croix noire sur case noire c5 · croix noire sur case blanche d5 · croix noire sur case noire e5 · croix noire sur case blanche a4 · croix noire sur case noire b4 · croix noire sur case blanche c4 · Dame blanche sur case noire d4 · croix noire sur case blanche e4 · croix noire sur case noire f4 · croix noire sur case blanche g4 · croix noire sur case noire h4 · croix noire sur case noire c3 · croix noire sur case blanche d3 · croix noire sur case noire e3 · croix noire sur case noire b2 · croix noire sur case noire d2 · croix noire sur case noire f2 · croix noire sur case noire a1 · croix noire sur case blanche d1 · croix noire sur case noire g1 | croix noire sur case noire d8 · croix noire sur case noire h8 · croix noire sur case noire a7 · croix noire sur case blanche d7 · croix noire sur case noire g7 · croix noire sur case noire b6 · croix noire sur case noire d6 · croix noire sur case noire f6 · croix noire sur case noire c5 · croix noire sur case blanche d5 · croix noire sur case noire e5 · croix noire sur case blanche a4 · croix noire sur case noire b4 · croix noire sur case blanche c4 · Dame blanche sur case noire d4 · croix noire sur case blanche e4 · croix noire sur case noire f4 · croix noire sur case blanche g4 · croix noire sur case noire h4 · croix noire sur case noire c3 · croix noire sur case blanche d3 · croix noire sur case noire e3 · croix noire sur case noire b2 · croix noire sur case noire d2 · croix noire sur case noire f2 · croix noire sur case noire a1 · croix noire sur case blanche d1 · croix noire sur case noire g1 | 6 |
| 5 | croix noire sur case noire d8 · croix noire sur case noire h8 · croix noire sur case noire a7 · croix noire sur case blanche d7 · croix noire sur case noire g7 · croix noire sur case noire b6 · croix noire sur case noire d6 · croix noire sur case noire f6 · croix noire sur case noire c5 · croix noire sur case blanche d5 · croix noire sur case noire e5 · croix noire sur case blanche a4 · croix noire sur case noire b4 · croix noire sur case blanche c4 · Dame blanche sur case noire d4 · croix noire sur case blanche e4 · croix noire sur case noire f4 · croix noire sur case blanche g4 · croix noire sur case noire h4 · croix noire sur case noire c3 · croix noire sur case blanche d3 · croix noire sur case noire e3 · croix noire sur case noire b2 · croix noire sur case noire d2 · croix noire sur case noire f2 · croix noire sur case noire a1 · croix noire sur case blanche d1 · croix noire sur case noire g1 | croix noire sur case noire d8 · croix noire sur case noire h8 · croix noire sur case noire a7 · croix noire sur case blanche d7 · croix noire sur case noire g7 · croix noire sur case noire b6 · croix noire sur case noire d6 · croix noire sur case noire f6 · croix noire sur case noire c5 · croix noire sur case blanche d5 · croix noire sur case noire e5 · croix noire sur case blanche a4 · croix noire sur case noire b4 · croix noire sur case blanche c4 · Dame blanche sur case noire d4 · croix noire sur case blanche e4 · croix noire sur case noire f4 · croix noire sur case blanche g4 · croix noire sur case noire h4 · croix noire sur case noire c3 · croix noire sur case blanche d3 · croix noire sur case noire e3 · croix noire sur case noire b2 · croix noire sur case noire d2 · croix noire sur case noire f2 · croix noire sur case noire a1 · croix noire sur case blanche d1 · croix noire sur case noire g1 | croix noire sur case noire d8 · croix noire sur case noire h8 · croix noire sur case noire a7 · croix noire sur case blanche d7 · croix noire sur case noire g7 · croix noire sur case noire b6 · croix noire sur case noire d6 · croix noire sur case noire f6 · croix noire sur case noire c5 · croix noire sur case blanche d5 · croix noire sur case noire e5 · croix noire sur case blanche a4 · croix noire sur case noire b4 · croix noire sur case blanche c4 · Dame blanche sur case noire d4 · croix noire sur case blanche e4 · croix noire sur case noire f4 · croix noire sur case blanche g4 · croix noire sur case noire h4 · croix noire sur case noire c3 · croix noire sur case blanche d3 · croix noire sur case noire e3 · croix noire sur case noire b2 · croix noire sur case noire d2 · croix noire sur case noire f2 · croix noire sur case noire a1 · croix noire sur case blanche d1 · croix noire sur case noire g1 | croix noire sur case noire d8 · croix noire sur case noire h8 · croix noire sur case noire a7 · croix noire sur case blanche d7 · croix noire sur case noire g7 · croix noire sur case noire b6 · croix noire sur case noire d6 · croix noire sur case noire f6 · croix noire sur case noire c5 · croix noire sur case blanche d5 · croix noire sur case noire e5 · croix noire sur case blanche a4 · croix noire sur case noire b4 · croix noire sur case blanche c4 · Dame blanche sur case noire d4 · croix noire sur case blanche e4 · croix noire sur case noire f4 · croix noire sur case blanche g4 · croix noire sur case noire h4 · croix noire sur case noire c3 · croix noire sur case blanche d3 · croix noire sur case noire e3 · croix noire sur case noire b2 · croix noire sur case noire d2 · croix noire sur case noire f2 · croix noire sur case noire a1 · croix noire sur case blanche d1 · croix noire sur case noire g1 | croix noire sur case noire d8 · croix noire sur case noire h8 · croix noire sur case noire a7 · croix noire sur case blanche d7 · croix noire sur case noire g7 · croix noire sur case noire b6 · croix noire sur case noire d6 · croix noire sur case noire f6 · croix noire sur case noire c5 · croix noire sur case blanche d5 · croix noire sur case noire e5 · croix noire sur case blanche a4 · croix noire sur case noire b4 · croix noire sur case blanche c4 · Dame blanche sur case noire d4 · croix noire sur case blanche e4 · croix noire sur case noire f4 · croix noire sur case blanche g4 · croix noire sur case noire h4 · croix noire sur case noire c3 · croix noire sur case blanche d3 · croix noire sur case noire e3 · croix noire sur case noire b2 · croix noire sur case noire d2 · croix noire sur case noire f2 · croix noire sur case noire a1 · croix noire sur case blanche d1 · croix noire sur case noire g1 | croix noire sur case noire d8 · croix noire sur case noire h8 · croix noire sur case noire a7 · croix noire sur case blanche d7 · croix noire sur case noire g7 · croix noire sur case noire b6 · croix noire sur case noire d6 · croix noire sur case noire f6 · croix noire sur case noire c5 · croix noire sur case blanche d5 · croix noire sur case noire e5 · croix noire sur case blanche a4 · croix noire sur case noire b4 · croix noire sur case blanche c4 · Dame blanche sur case noire d4 · croix noire sur case blanche e4 · croix noire sur case noire f4 · croix noire sur case blanche g4 · croix noire sur case noire h4 · croix noire sur case noire c3 · croix noire sur case blanche d3 · croix noire sur case noire e3 · croix noire sur case noire b2 · croix noire sur case noire d2 · croix noire sur case noire f2 · croix noire sur case noire a1 · croix noire sur case blanche d1 · croix noire sur case noire g1 | croix noire sur case noire d8 · croix noire sur case noire h8 · croix noire sur case noire a7 · croix noire sur case blanche d7 · croix noire sur case noire g7 · croix noire sur case noire b6 · croix noire sur case noire d6 · croix noire sur case noire f6 · croix noire sur case noire c5 · croix noire sur case blanche d5 · croix noire sur case noire e5 · croix noire sur case blanche a4 · croix noire sur case noire b4 · croix noire sur case blanche c4 · Dame blanche sur case noire d4 · croix noire sur case blanche e4 · croix noire sur case noire f4 · croix noire sur case blanche g4 · croix noire sur case noire h4 · croix noire sur case noire c3 · croix noire sur case blanche d3 · croix noire sur case noire e3 · croix noire sur case noire b2 · croix noire sur case noire d2 · croix noire sur case noire f2 · croix noire sur case noire a1 · croix noire sur case blanche d1 · croix noire sur case noire g1 | croix noire sur case noire d8 · croix noire sur case noire h8 · croix noire sur case noire a7 · croix noire sur case blanche d7 · croix noire sur case noire g7 · croix noire sur case noire b6 · croix noire sur case noire d6 · croix noire sur case noire f6 · croix noire sur case noire c5 · croix noire sur case blanche d5 · croix noire sur case noire e5 · croix noire sur case blanche a4 · croix noire sur case noire b4 · croix noire sur case blanche c4 · Dame blanche sur case noire d4 · croix noire sur case blanche e4 · croix noire sur case noire f4 · croix noire sur case blanche g4 · croix noire sur case noire h4 · croix noire sur case noire c3 · croix noire sur case blanche d3 · croix noire sur case noire e3 · croix noire sur case noire b2 · croix noire sur case noire d2 · croix noire sur case noire f2 · croix noire sur case noire a1 · croix noire sur case blanche d1 · croix noire sur case noire g1 | 5 |
| 4 | croix noire sur case noire d8 · croix noire sur case noire h8 · croix noire sur case noire a7 · croix noire sur case blanche d7 · croix noire sur case noire g7 · croix noire sur case noire b6 · croix noire sur case noire d6 · croix noire sur case noire f6 · croix noire sur case noire c5 · croix noire sur case blanche d5 · croix noire sur case noire e5 · croix noire sur case blanche a4 · croix noire sur case noire b4 · croix noire sur case blanche c4 · Dame blanche sur case noire d4 · croix noire sur case blanche e4 · croix noire sur case noire f4 · croix noire sur case blanche g4 · croix noire sur case noire h4 · croix noire sur case noire c3 · croix noire sur case blanche d3 · croix noire sur case noire e3 · croix noire sur case noire b2 · croix noire sur case noire d2 · croix noire sur case noire f2 · croix noire sur case noire a1 · croix noire sur case blanche d1 · croix noire sur case noire g1 | croix noire sur case noire d8 · croix noire sur case noire h8 · croix noire sur case noire a7 · croix noire sur case blanche d7 · croix noire sur case noire g7 · croix noire sur case noire b6 · croix noire sur case noire d6 · croix noire sur case noire f6 · croix noire sur case noire c5 · croix noire sur case blanche d5 · croix noire sur case noire e5 · croix noire sur case blanche a4 · croix noire sur case noire b4 · croix noire sur case blanche c4 · Dame blanche sur case noire d4 · croix noire sur case blanche e4 · croix noire sur case noire f4 · croix noire sur case blanche g4 · croix noire sur case noire h4 · croix noire sur case noire c3 · croix noire sur case blanche d3 · croix noire sur case noire e3 · croix noire sur case noire b2 · croix noire sur case noire d2 · croix noire sur case noire f2 · croix noire sur case noire a1 · croix noire sur case blanche d1 · croix noire sur case noire g1 | croix noire sur case noire d8 · croix noire sur case noire h8 · croix noire sur case noire a7 · croix noire sur case blanche d7 · croix noire sur case noire g7 · croix noire sur case noire b6 · croix noire sur case noire d6 · croix noire sur case noire f6 · croix noire sur case noire c5 · croix noire sur case blanche d5 · croix noire sur case noire e5 · croix noire sur case blanche a4 · croix noire sur case noire b4 · croix noire sur case blanche c4 · Dame blanche sur case noire d4 · croix noire sur case blanche e4 · croix noire sur case noire f4 · croix noire sur case blanche g4 · croix noire sur case noire h4 · croix noire sur case noire c3 · croix noire sur case blanche d3 · croix noire sur case noire e3 · croix noire sur case noire b2 · croix noire sur case noire d2 · croix noire sur case noire f2 · croix noire sur case noire a1 · croix noire sur case blanche d1 · croix noire sur case noire g1 | croix noire sur case noire d8 · croix noire sur case noire h8 · croix noire sur case noire a7 · croix noire sur case blanche d7 · croix noire sur case noire g7 · croix noire sur case noire b6 · croix noire sur case noire d6 · croix noire sur case noire f6 · croix noire sur case noire c5 · croix noire sur case blanche d5 · croix noire sur case noire e5 · croix noire sur case blanche a4 · croix noire sur case noire b4 · croix noire sur case blanche c4 · Dame blanche sur case noire d4 · croix noire sur case blanche e4 · croix noire sur case noire f4 · croix noire sur case blanche g4 · croix noire sur case noire h4 · croix noire sur case noire c3 · croix noire sur case blanche d3 · croix noire sur case noire e3 · croix noire sur case noire b2 · croix noire sur case noire d2 · croix noire sur case noire f2 · croix noire sur case noire a1 · croix noire sur case blanche d1 · croix noire sur case noire g1 | croix noire sur case noire d8 · croix noire sur case noire h8 · croix noire sur case noire a7 · croix noire sur case blanche d7 · croix noire sur case noire g7 · croix noire sur case noire b6 · croix noire sur case noire d6 · croix noire sur case noire f6 · croix noire sur case noire c5 · croix noire sur case blanche d5 · croix noire sur case noire e5 · croix noire sur case blanche a4 · croix noire sur case noire b4 · croix noire sur case blanche c4 · Dame blanche sur case noire d4 · croix noire sur case blanche e4 · croix noire sur case noire f4 · croix noire sur case blanche g4 · croix noire sur case noire h4 · croix noire sur case noire c3 · croix noire sur case blanche d3 · croix noire sur case noire e3 · croix noire sur case noire b2 · croix noire sur case noire d2 · croix noire sur case noire f2 · croix noire sur case noire a1 · croix noire sur case blanche d1 · croix noire sur case noire g1 | croix noire sur case noire d8 · croix noire sur case noire h8 · croix noire sur case noire a7 · croix noire sur case blanche d7 · croix noire sur case noire g7 · croix noire sur case noire b6 · croix noire sur case noire d6 · croix noire sur case noire f6 · croix noire sur case noire c5 · croix noire sur case blanche d5 · croix noire sur case noire e5 · croix noire sur case blanche a4 · croix noire sur case noire b4 · croix noire sur case blanche c4 · Dame blanche sur case noire d4 · croix noire sur case blanche e4 · croix noire sur case noire f4 · croix noire sur case blanche g4 · croix noire sur case noire h4 · croix noire sur case noire c3 · croix noire sur case blanche d3 · croix noire sur case noire e3 · croix noire sur case noire b2 · croix noire sur case noire d2 · croix noire sur case noire f2 · croix noire sur case noire a1 · croix noire sur case blanche d1 · croix noire sur case noire g1 | croix noire sur case noire d8 · croix noire sur case noire h8 · croix noire sur case noire a7 · croix noire sur case blanche d7 · croix noire sur case noire g7 · croix noire sur case noire b6 · croix noire sur case noire d6 · croix noire sur case noire f6 · croix noire sur case noire c5 · croix noire sur case blanche d5 · croix noire sur case noire e5 · croix noire sur case blanche a4 · croix noire sur case noire b4 · croix noire sur case blanche c4 · Dame blanche sur case noire d4 · croix noire sur case blanche e4 · croix noire sur case noire f4 · croix noire sur case blanche g4 · croix noire sur case noire h4 · croix noire sur case noire c3 · croix noire sur case blanche d3 · croix noire sur case noire e3 · croix noire sur case noire b2 · croix noire sur case noire d2 · croix noire sur case noire f2 · croix noire sur case noire a1 · croix noire sur case blanche d1 · croix noire sur case noire g1 | croix noire sur case noire d8 · croix noire sur case noire h8 · croix noire sur case noire a7 · croix noire sur case blanche d7 · croix noire sur case noire g7 · croix noire sur case noire b6 · croix noire sur case noire d6 · croix noire sur case noire f6 · croix noire sur case noire c5 · croix noire sur case blanche d5 · croix noire sur case noire e5 · croix noire sur case blanche a4 · croix noire sur case noire b4 · croix noire sur case blanche c4 · Dame blanche sur case noire d4 · croix noire sur case blanche e4 · croix noire sur case noire f4 · croix noire sur case blanche g4 · croix noire sur case noire h4 · croix noire sur case noire c3 · croix noire sur case blanche d3 · croix noire sur case noire e3 · croix noire sur case noire b2 · croix noire sur case noire d2 · croix noire sur case noire f2 · croix noire sur case noire a1 · croix noire sur case blanche d1 · croix noire sur case noire g1 | 4 |
| 3 | croix noire sur case noire d8 · croix noire sur case noire h8 · croix noire sur case noire a7 · croix noire sur case blanche d7 · croix noire sur case noire g7 · croix noire sur case noire b6 · croix noire sur case noire d6 · croix noire sur case noire f6 · croix noire sur case noire c5 · croix noire sur case blanche d5 · croix noire sur case noire e5 · croix noire sur case blanche a4 · croix noire sur case noire b4 · croix noire sur case blanche c4 · Dame blanche sur case noire d4 · croix noire sur case blanche e4 · croix noire sur case noire f4 · croix noire sur case blanche g4 · croix noire sur case noire h4 · croix noire sur case noire c3 · croix noire sur case blanche d3 · croix noire sur case noire e3 · croix noire sur case noire b2 · croix noire sur case noire d2 · croix noire sur case noire f2 · croix noire sur case noire a1 · croix noire sur case blanche d1 · croix noire sur case noire g1 | croix noire sur case noire d8 · croix noire sur case noire h8 · croix noire sur case noire a7 · croix noire sur case blanche d7 · croix noire sur case noire g7 · croix noire sur case noire b6 · croix noire sur case noire d6 · croix noire sur case noire f6 · croix noire sur case noire c5 · croix noire sur case blanche d5 · croix noire sur case noire e5 · croix noire sur case blanche a4 · croix noire sur case noire b4 · croix noire sur case blanche c4 · Dame blanche sur case noire d4 · croix noire sur case blanche e4 · croix noire sur case noire f4 · croix noire sur case blanche g4 · croix noire sur case noire h4 · croix noire sur case noire c3 · croix noire sur case blanche d3 · croix noire sur case noire e3 · croix noire sur case noire b2 · croix noire sur case noire d2 · croix noire sur case noire f2 · croix noire sur case noire a1 · croix noire sur case blanche d1 · croix noire sur case noire g1 | croix noire sur case noire d8 · croix noire sur case noire h8 · croix noire sur case noire a7 · croix noire sur case blanche d7 · croix noire sur case noire g7 · croix noire sur case noire b6 · croix noire sur case noire d6 · croix noire sur case noire f6 · croix noire sur case noire c5 · croix noire sur case blanche d5 · croix noire sur case noire e5 · croix noire sur case blanche a4 · croix noire sur case noire b4 · croix noire sur case blanche c4 · Dame blanche sur case noire d4 · croix noire sur case blanche e4 · croix noire sur case noire f4 · croix noire sur case blanche g4 · croix noire sur case noire h4 · croix noire sur case noire c3 · croix noire sur case blanche d3 · croix noire sur case noire e3 · croix noire sur case noire b2 · croix noire sur case noire d2 · croix noire sur case noire f2 · croix noire sur case noire a1 · croix noire sur case blanche d1 · croix noire sur case noire g1 | croix noire sur case noire d8 · croix noire sur case noire h8 · croix noire sur case noire a7 · croix noire sur case blanche d7 · croix noire sur case noire g7 · croix noire sur case noire b6 · croix noire sur case noire d6 · croix noire sur case noire f6 · croix noire sur case noire c5 · croix noire sur case blanche d5 · croix noire sur case noire e5 · croix noire sur case blanche a4 · croix noire sur case noire b4 · croix noire sur case blanche c4 · Dame blanche sur case noire d4 · croix noire sur case blanche e4 · croix noire sur case noire f4 · croix noire sur case blanche g4 · croix noire sur case noire h4 · croix noire sur case noire c3 · croix noire sur case blanche d3 · croix noire sur case noire e3 · croix noire sur case noire b2 · croix noire sur case noire d2 · croix noire sur case noire f2 · croix noire sur case noire a1 · croix noire sur case blanche d1 · croix noire sur case noire g1 | croix noire sur case noire d8 · croix noire sur case noire h8 · croix noire sur case noire a7 · croix noire sur case blanche d7 · croix noire sur case noire g7 · croix noire sur case noire b6 · croix noire sur case noire d6 · croix noire sur case noire f6 · croix noire sur case noire c5 · croix noire sur case blanche d5 · croix noire sur case noire e5 · croix noire sur case blanche a4 · croix noire sur case noire b4 · croix noire sur case blanche c4 · Dame blanche sur case noire d4 · croix noire sur case blanche e4 · croix noire sur case noire f4 · croix noire sur case blanche g4 · croix noire sur case noire h4 · croix noire sur case noire c3 · croix noire sur case blanche d3 · croix noire sur case noire e3 · croix noire sur case noire b2 · croix noire sur case noire d2 · croix noire sur case noire f2 · croix noire sur case noire a1 · croix noire sur case blanche d1 · croix noire sur case noire g1 | croix noire sur case noire d8 · croix noire sur case noire h8 · croix noire sur case noire a7 · croix noire sur case blanche d7 · croix noire sur case noire g7 · croix noire sur case noire b6 · croix noire sur case noire d6 · croix noire sur case noire f6 · croix noire sur case noire c5 · croix noire sur case blanche d5 · croix noire sur case noire e5 · croix noire sur case blanche a4 · croix noire sur case noire b4 · croix noire sur case blanche c4 · Dame blanche sur case noire d4 · croix noire sur case blanche e4 · croix noire sur case noire f4 · croix noire sur case blanche g4 · croix noire sur case noire h4 · croix noire sur case noire c3 · croix noire sur case blanche d3 · croix noire sur case noire e3 · croix noire sur case noire b2 · croix noire sur case noire d2 · croix noire sur case noire f2 · croix noire sur case noire a1 · croix noire sur case blanche d1 · croix noire sur case noire g1 | croix noire sur case noire d8 · croix noire sur case noire h8 · croix noire sur case noire a7 · croix noire sur case blanche d7 · croix noire sur case noire g7 · croix noire sur case noire b6 · croix noire sur case noire d6 · croix noire sur case noire f6 · croix noire sur case noire c5 · croix noire sur case blanche d5 · croix noire sur case noire e5 · croix noire sur case blanche a4 · croix noire sur case noire b4 · croix noire sur case blanche c4 · Dame blanche sur case noire d4 · croix noire sur case blanche e4 · croix noire sur case noire f4 · croix noire sur case blanche g4 · croix noire sur case noire h4 · croix noire sur case noire c3 · croix noire sur case blanche d3 · croix noire sur case noire e3 · croix noire sur case noire b2 · croix noire sur case noire d2 · croix noire sur case noire f2 · croix noire sur case noire a1 · croix noire sur case blanche d1 · croix noire sur case noire g1 | croix noire sur case noire d8 · croix noire sur case noire h8 · croix noire sur case noire a7 · croix noire sur case blanche d7 · croix noire sur case noire g7 · croix noire sur case noire b6 · croix noire sur case noire d6 · croix noire sur case noire f6 · croix noire sur case noire c5 · croix noire sur case blanche d5 · croix noire sur case noire e5 · croix noire sur case blanche a4 · croix noire sur case noire b4 · croix noire sur case blanche c4 · Dame blanche sur case noire d4 · croix noire sur case blanche e4 · croix noire sur case noire f4 · croix noire sur case blanche g4 · croix noire sur case noire h4 · croix noire sur case noire c3 · croix noire sur case blanche d3 · croix noire sur case noire e3 · croix noire sur case noire b2 · croix noire sur case noire d2 · croix noire sur case noire f2 · croix noire sur case noire a1 · croix noire sur case blanche d1 · croix noire sur case noire g1 | 3 |
| 2 | croix noire sur case noire d8 · croix noire sur case noire h8 · croix noire sur case noire a7 · croix noire sur case blanche d7 · croix noire sur case noire g7 · croix noire sur case noire b6 · croix noire sur case noire d6 · croix noire sur case noire f6 · croix noire sur case noire c5 · croix noire sur case blanche d5 · croix noire sur case noire e5 · croix noire sur case blanche a4 · croix noire sur case noire b4 · croix noire sur case blanche c4 · Dame blanche sur case noire d4 · croix noire sur case blanche e4 · croix noire sur case noire f4 · croix noire sur case blanche g4 · croix noire sur case noire h4 · croix noire sur case noire c3 · croix noire sur case blanche d3 · croix noire sur case noire e3 · croix noire sur case noire b2 · croix noire sur case noire d2 · croix noire sur case noire f2 · croix noire sur case noire a1 · croix noire sur case blanche d1 · croix noire sur case noire g1 | croix noire sur case noire d8 · croix noire sur case noire h8 · croix noire sur case noire a7 · croix noire sur case blanche d7 · croix noire sur case noire g7 · croix noire sur case noire b6 · croix noire sur case noire d6 · croix noire sur case noire f6 · croix noire sur case noire c5 · croix noire sur case blanche d5 · croix noire sur case noire e5 · croix noire sur case blanche a4 · croix noire sur case noire b4 · croix noire sur case blanche c4 · Dame blanche sur case noire d4 · croix noire sur case blanche e4 · croix noire sur case noire f4 · croix noire sur case blanche g4 · croix noire sur case noire h4 · croix noire sur case noire c3 · croix noire sur case blanche d3 · croix noire sur case noire e3 · croix noire sur case noire b2 · croix noire sur case noire d2 · croix noire sur case noire f2 · croix noire sur case noire a1 · croix noire sur case blanche d1 · croix noire sur case noire g1 | croix noire sur case noire d8 · croix noire sur case noire h8 · croix noire sur case noire a7 · croix noire sur case blanche d7 · croix noire sur case noire g7 · croix noire sur case noire b6 · croix noire sur case noire d6 · croix noire sur case noire f6 · croix noire sur case noire c5 · croix noire sur case blanche d5 · croix noire sur case noire e5 · croix noire sur case blanche a4 · croix noire sur case noire b4 · croix noire sur case blanche c4 · Dame blanche sur case noire d4 · croix noire sur case blanche e4 · croix noire sur case noire f4 · croix noire sur case blanche g4 · croix noire sur case noire h4 · croix noire sur case noire c3 · croix noire sur case blanche d3 · croix noire sur case noire e3 · croix noire sur case noire b2 · croix noire sur case noire d2 · croix noire sur case noire f2 · croix noire sur case noire a1 · croix noire sur case blanche d1 · croix noire sur case noire g1 | croix noire sur case noire d8 · croix noire sur case noire h8 · croix noire sur case noire a7 · croix noire sur case blanche d7 · croix noire sur case noire g7 · croix noire sur case noire b6 · croix noire sur case noire d6 · croix noire sur case noire f6 · croix noire sur case noire c5 · croix noire sur case blanche d5 · croix noire sur case noire e5 · croix noire sur case blanche a4 · croix noire sur case noire b4 · croix noire sur case blanche c4 · Dame blanche sur case noire d4 · croix noire sur case blanche e4 · croix noire sur case noire f4 · croix noire sur case blanche g4 · croix noire sur case noire h4 · croix noire sur case noire c3 · croix noire sur case blanche d3 · croix noire sur case noire e3 · croix noire sur case noire b2 · croix noire sur case noire d2 · croix noire sur case noire f2 · croix noire sur case noire a1 · croix noire sur case blanche d1 · croix noire sur case noire g1 | croix noire sur case noire d8 · croix noire sur case noire h8 · croix noire sur case noire a7 · croix noire sur case blanche d7 · croix noire sur case noire g7 · croix noire sur case noire b6 · croix noire sur case noire d6 · croix noire sur case noire f6 · croix noire sur case noire c5 · croix noire sur case blanche d5 · croix noire sur case noire e5 · croix noire sur case blanche a4 · croix noire sur case noire b4 · croix noire sur case blanche c4 · Dame blanche sur case noire d4 · croix noire sur case blanche e4 · croix noire sur case noire f4 · croix noire sur case blanche g4 · croix noire sur case noire h4 · croix noire sur case noire c3 · croix noire sur case blanche d3 · croix noire sur case noire e3 · croix noire sur case noire b2 · croix noire sur case noire d2 · croix noire sur case noire f2 · croix noire sur case noire a1 · croix noire sur case blanche d1 · croix noire sur case noire g1 | croix noire sur case noire d8 · croix noire sur case noire h8 · croix noire sur case noire a7 · croix noire sur case blanche d7 · croix noire sur case noire g7 · croix noire sur case noire b6 · croix noire sur case noire d6 · croix noire sur case noire f6 · croix noire sur case noire c5 · croix noire sur case blanche d5 · croix noire sur case noire e5 · croix noire sur case blanche a4 · croix noire sur case noire b4 · croix noire sur case blanche c4 · Dame blanche sur case noire d4 · croix noire sur case blanche e4 · croix noire sur case noire f4 · croix noire sur case blanche g4 · croix noire sur case noire h4 · croix noire sur case noire c3 · croix noire sur case blanche d3 · croix noire sur case noire e3 · croix noire sur case noire b2 · croix noire sur case noire d2 · croix noire sur case noire f2 · croix noire sur case noire a1 · croix noire sur case blanche d1 · croix noire sur case noire g1 | croix noire sur case noire d8 · croix noire sur case noire h8 · croix noire sur case noire a7 · croix noire sur case blanche d7 · croix noire sur case noire g7 · croix noire sur case noire b6 · croix noire sur case noire d6 · croix noire sur case noire f6 · croix noire sur case noire c5 · croix noire sur case blanche d5 · croix noire sur case noire e5 · croix noire sur case blanche a4 · croix noire sur case noire b4 · croix noire sur case blanche c4 · Dame blanche sur case noire d4 · croix noire sur case blanche e4 · croix noire sur case noire f4 · croix noire sur case blanche g4 · croix noire sur case noire h4 · croix noire sur case noire c3 · croix noire sur case blanche d3 · croix noire sur case noire e3 · croix noire sur case noire b2 · croix noire sur case noire d2 · croix noire sur case noire f2 · croix noire sur case noire a1 · croix noire sur case blanche d1 · croix noire sur case noire g1 | croix noire sur case noire d8 · croix noire sur case noire h8 · croix noire sur case noire a7 · croix noire sur case blanche d7 · croix noire sur case noire g7 · croix noire sur case noire b6 · croix noire sur case noire d6 · croix noire sur case noire f6 · croix noire sur case noire c5 · croix noire sur case blanche d5 · croix noire sur case noire e5 · croix noire sur case blanche a4 · croix noire sur case noire b4 · croix noire sur case blanche c4 · Dame blanche sur case noire d4 · croix noire sur case blanche e4 · croix noire sur case noire f4 · croix noire sur case blanche g4 · croix noire sur case noire h4 · croix noire sur case noire c3 · croix noire sur case blanche d3 · croix noire sur case noire e3 · croix noire sur case noire b2 · croix noire sur case noire d2 · croix noire sur case noire f2 · croix noire sur case noire a1 · croix noire sur case blanche d1 · croix noire sur case noire g1 | 2 |
| 1 | croix noire sur case noire d8 · croix noire sur case noire h8 · croix noire sur case noire a7 · croix noire sur case blanche d7 · croix noire sur case noire g7 · croix noire sur case noire b6 · croix noire sur case noire d6 · croix noire sur case noire f6 · croix noire sur case noire c5 · croix noire sur case blanche d5 · croix noire sur case noire e5 · croix noire sur case blanche a4 · croix noire sur case noire b4 · croix noire sur case blanche c4 · Dame blanche sur case noire d4 · croix noire sur case blanche e4 · croix noire sur case noire f4 · croix noire sur case blanche g4 · croix noire sur case noire h4 · croix noire sur case noire c3 · croix noire sur case blanche d3 · croix noire sur case noire e3 · croix noire sur case noire b2 · croix noire sur case noire d2 · croix noire sur case noire f2 · croix noire sur case noire a1 · croix noire sur case blanche d1 · croix noire sur case noire g1 | croix noire sur case noire d8 · croix noire sur case noire h8 · croix noire sur case noire a7 · croix noire sur case blanche d7 · croix noire sur case noire g7 · croix noire sur case noire b6 · croix noire sur case noire d6 · croix noire sur case noire f6 · croix noire sur case noire c5 · croix noire sur case blanche d5 · croix noire sur case noire e5 · croix noire sur case blanche a4 · croix noire sur case noire b4 · croix noire sur case blanche c4 · Dame blanche sur case noire d4 · croix noire sur case blanche e4 · croix noire sur case noire f4 · croix noire sur case blanche g4 · croix noire sur case noire h4 · croix noire sur case noire c3 · croix noire sur case blanche d3 · croix noire sur case noire e3 · croix noire sur case noire b2 · croix noire sur case noire d2 · croix noire sur case noire f2 · croix noire sur case noire a1 · croix noire sur case blanche d1 · croix noire sur case noire g1 | croix noire sur case noire d8 · croix noire sur case noire h8 · croix noire sur case noire a7 · croix noire sur case blanche d7 · croix noire sur case noire g7 · croix noire sur case noire b6 · croix noire sur case noire d6 · croix noire sur case noire f6 · croix noire sur case noire c5 · croix noire sur case blanche d5 · croix noire sur case noire e5 · croix noire sur case blanche a4 · croix noire sur case noire b4 · croix noire sur case blanche c4 · Dame blanche sur case noire d4 · croix noire sur case blanche e4 · croix noire sur case noire f4 · croix noire sur case blanche g4 · croix noire sur case noire h4 · croix noire sur case noire c3 · croix noire sur case blanche d3 · croix noire sur case noire e3 · croix noire sur case noire b2 · croix noire sur case noire d2 · croix noire sur case noire f2 · croix noire sur case noire a1 · croix noire sur case blanche d1 · croix noire sur case noire g1 | croix noire sur case noire d8 · croix noire sur case noire h8 · croix noire sur case noire a7 · croix noire sur case blanche d7 · croix noire sur case noire g7 · croix noire sur case noire b6 · croix noire sur case noire d6 · croix noire sur case noire f6 · croix noire sur case noire c5 · croix noire sur case blanche d5 · croix noire sur case noire e5 · croix noire sur case blanche a4 · croix noire sur case noire b4 · croix noire sur case blanche c4 · Dame blanche sur case noire d4 · croix noire sur case blanche e4 · croix noire sur case noire f4 · croix noire sur case blanche g4 · croix noire sur case noire h4 · croix noire sur case noire c3 · croix noire sur case blanche d3 · croix noire sur case noire e3 · croix noire sur case noire b2 · croix noire sur case noire d2 · croix noire sur case noire f2 · croix noire sur case noire a1 · croix noire sur case blanche d1 · croix noire sur case noire g1 | croix noire sur case noire d8 · croix noire sur case noire h8 · croix noire sur case noire a7 · croix noire sur case blanche d7 · croix noire sur case noire g7 · croix noire sur case noire b6 · croix noire sur case noire d6 · croix noire sur case noire f6 · croix noire sur case noire c5 · croix noire sur case blanche d5 · croix noire sur case noire e5 · croix noire sur case blanche a4 · croix noire sur case noire b4 · croix noire sur case blanche c4 · Dame blanche sur case noire d4 · croix noire sur case blanche e4 · croix noire sur case noire f4 · croix noire sur case blanche g4 · croix noire sur case noire h4 · croix noire sur case noire c3 · croix noire sur case blanche d3 · croix noire sur case noire e3 · croix noire sur case noire b2 · croix noire sur case noire d2 · croix noire sur case noire f2 · croix noire sur case noire a1 · croix noire sur case blanche d1 · croix noire sur case noire g1 | croix noire sur case noire d8 · croix noire sur case noire h8 · croix noire sur case noire a7 · croix noire sur case blanche d7 · croix noire sur case noire g7 · croix noire sur case noire b6 · croix noire sur case noire d6 · croix noire sur case noire f6 · croix noire sur case noire c5 · croix noire sur case blanche d5 · croix noire sur case noire e5 · croix noire sur case blanche a4 · croix noire sur case noire b4 · croix noire sur case blanche c4 · Dame blanche sur case noire d4 · croix noire sur case blanche e4 · croix noire sur case noire f4 · croix noire sur case blanche g4 · croix noire sur case noire h4 · croix noire sur case noire c3 · croix noire sur case blanche d3 · croix noire sur case noire e3 · croix noire sur case noire b2 · croix noire sur case noire d2 · croix noire sur case noire f2 · croix noire sur case noire a1 · croix noire sur case blanche d1 · croix noire sur case noire g1 | croix noire sur case noire d8 · croix noire sur case noire h8 · croix noire sur case noire a7 · croix noire sur case blanche d7 · croix noire sur case noire g7 · croix noire sur case noire b6 · croix noire sur case noire d6 · croix noire sur case noire f6 · croix noire sur case noire c5 · croix noire sur case blanche d5 · croix noire sur case noire e5 · croix noire sur case blanche a4 · croix noire sur case noire b4 · croix noire sur case blanche c4 · Dame blanche sur case noire d4 · croix noire sur case blanche e4 · croix noire sur case noire f4 · croix noire sur case blanche g4 · croix noire sur case noire h4 · croix noire sur case noire c3 · croix noire sur case blanche d3 · croix noire sur case noire e3 · croix noire sur case noire b2 · croix noire sur case noire d2 · croix noire sur case noire f2 · croix noire sur case noire a1 · croix noire sur case blanche d1 · croix noire sur case noire g1 | croix noire sur case noire d8 · croix noire sur case noire h8 · croix noire sur case noire a7 · croix noire sur case blanche d7 · croix noire sur case noire g7 · croix noire sur case noire b6 · croix noire sur case noire d6 · croix noire sur case noire f6 · croix noire sur case noire c5 · croix noire sur case blanche d5 · croix noire sur case noire e5 · croix noire sur case blanche a4 · croix noire sur case noire b4 · croix noire sur case blanche c4 · Dame blanche sur case noire d4 · croix noire sur case blanche e4 · croix noire sur case noire f4 · croix noire sur case blanche g4 · croix noire sur case noire h4 · croix noire sur case noire c3 · croix noire sur case blanche d3 · croix noire sur case noire e3 · croix noire sur case noire b2 · croix noire sur case noire d2 · croix noire sur case noire f2 · croix noire sur case noire a1 · croix noire sur case blanche d1 · croix noire sur case noire g1 | 1 |
|   | a | b | c | d | e | f | g | h |   |

- Le roi se déplace d'une seule case à la fois. Il dispose d'une règle de déplacement spéciale : le roque.
- Le cavalier ne peut être intercepté par aucune des pièces autour de lui, il « saute » jusqu'à sa case d'arrivée.

|   | a | b | c | d | e | f | g | h |   |
| 8 | croix noire sur case noire d8 · Roi noir sur case blanche e8 · croix noire sur case noire f8 · croix noire sur case blanche d7 · croix noire sur case noire e7 · croix noire sur case blanche f7 · croix noire sur case blanche e4 · croix noire sur case noire f4 · croix noire sur case blanche g4 · croix noire sur case noire e3 · Roi blanc sur case blanche f3 · croix noire sur case noire g3 · croix noire sur case blanche e2 · croix noire sur case noire f2 · croix noire sur case blanche g2 | croix noire sur case noire d8 · Roi noir sur case blanche e8 · croix noire sur case noire f8 · croix noire sur case blanche d7 · croix noire sur case noire e7 · croix noire sur case blanche f7 · croix noire sur case blanche e4 · croix noire sur case noire f4 · croix noire sur case blanche g4 · croix noire sur case noire e3 · Roi blanc sur case blanche f3 · croix noire sur case noire g3 · croix noire sur case blanche e2 · croix noire sur case noire f2 · croix noire sur case blanche g2 | croix noire sur case noire d8 · Roi noir sur case blanche e8 · croix noire sur case noire f8 · croix noire sur case blanche d7 · croix noire sur case noire e7 · croix noire sur case blanche f7 · croix noire sur case blanche e4 · croix noire sur case noire f4 · croix noire sur case blanche g4 · croix noire sur case noire e3 · Roi blanc sur case blanche f3 · croix noire sur case noire g3 · croix noire sur case blanche e2 · croix noire sur case noire f2 · croix noire sur case blanche g2 | croix noire sur case noire d8 · Roi noir sur case blanche e8 · croix noire sur case noire f8 · croix noire sur case blanche d7 · croix noire sur case noire e7 · croix noire sur case blanche f7 · croix noire sur case blanche e4 · croix noire sur case noire f4 · croix noire sur case blanche g4 · croix noire sur case noire e3 · Roi blanc sur case blanche f3 · croix noire sur case noire g3 · croix noire sur case blanche e2 · croix noire sur case noire f2 · croix noire sur case blanche g2 | croix noire sur case noire d8 · Roi noir sur case blanche e8 · croix noire sur case noire f8 · croix noire sur case blanche d7 · croix noire sur case noire e7 · croix noire sur case blanche f7 · croix noire sur case blanche e4 · croix noire sur case noire f4 · croix noire sur case blanche g4 · croix noire sur case noire e3 · Roi blanc sur case blanche f3 · croix noire sur case noire g3 · croix noire sur case blanche e2 · croix noire sur case noire f2 · croix noire sur case blanche g2 | croix noire sur case noire d8 · Roi noir sur case blanche e8 · croix noire sur case noire f8 · croix noire sur case blanche d7 · croix noire sur case noire e7 · croix noire sur case blanche f7 · croix noire sur case blanche e4 · croix noire sur case noire f4 · croix noire sur case blanche g4 · croix noire sur case noire e3 · Roi blanc sur case blanche f3 · croix noire sur case noire g3 · croix noire sur case blanche e2 · croix noire sur case noire f2 · croix noire sur case blanche g2 | croix noire sur case noire d8 · Roi noir sur case blanche e8 · croix noire sur case noire f8 · croix noire sur case blanche d7 · croix noire sur case noire e7 · croix noire sur case blanche f7 · croix noire sur case blanche e4 · croix noire sur case noire f4 · croix noire sur case blanche g4 · croix noire sur case noire e3 · Roi blanc sur case blanche f3 · croix noire sur case noire g3 · croix noire sur case blanche e2 · croix noire sur case noire f2 · croix noire sur case blanche g2 | croix noire sur case noire d8 · Roi noir sur case blanche e8 · croix noire sur case noire f8 · croix noire sur case blanche d7 · croix noire sur case noire e7 · croix noire sur case blanche f7 · croix noire sur case blanche e4 · croix noire sur case noire f4 · croix noire sur case blanche g4 · croix noire sur case noire e3 · Roi blanc sur case blanche f3 · croix noire sur case noire g3 · croix noire sur case blanche e2 · croix noire sur case noire f2 · croix noire sur case blanche g2 | 8 |
| 7 | croix noire sur case noire d8 · Roi noir sur case blanche e8 · croix noire sur case noire f8 · croix noire sur case blanche d7 · croix noire sur case noire e7 · croix noire sur case blanche f7 · croix noire sur case blanche e4 · croix noire sur case noire f4 · croix noire sur case blanche g4 · croix noire sur case noire e3 · Roi blanc sur case blanche f3 · croix noire sur case noire g3 · croix noire sur case blanche e2 · croix noire sur case noire f2 · croix noire sur case blanche g2 | croix noire sur case noire d8 · Roi noir sur case blanche e8 · croix noire sur case noire f8 · croix noire sur case blanche d7 · croix noire sur case noire e7 · croix noire sur case blanche f7 · croix noire sur case blanche e4 · croix noire sur case noire f4 · croix noire sur case blanche g4 · croix noire sur case noire e3 · Roi blanc sur case blanche f3 · croix noire sur case noire g3 · croix noire sur case blanche e2 · croix noire sur case noire f2 · croix noire sur case blanche g2 | croix noire sur case noire d8 · Roi noir sur case blanche e8 · croix noire sur case noire f8 · croix noire sur case blanche d7 · croix noire sur case noire e7 · croix noire sur case blanche f7 · croix noire sur case blanche e4 · croix noire sur case noire f4 · croix noire sur case blanche g4 · croix noire sur case noire e3 · Roi blanc sur case blanche f3 · croix noire sur case noire g3 · croix noire sur case blanche e2 · croix noire sur case noire f2 · croix noire sur case blanche g2 | croix noire sur case noire d8 · Roi noir sur case blanche e8 · croix noire sur case noire f8 · croix noire sur case blanche d7 · croix noire sur case noire e7 · croix noire sur case blanche f7 · croix noire sur case blanche e4 · croix noire sur case noire f4 · croix noire sur case blanche g4 · croix noire sur case noire e3 · Roi blanc sur case blanche f3 · croix noire sur case noire g3 · croix noire sur case blanche e2 · croix noire sur case noire f2 · croix noire sur case blanche g2 | croix noire sur case noire d8 · Roi noir sur case blanche e8 · croix noire sur case noire f8 · croix noire sur case blanche d7 · croix noire sur case noire e7 · croix noire sur case blanche f7 · croix noire sur case blanche e4 · croix noire sur case noire f4 · croix noire sur case blanche g4 · croix noire sur case noire e3 · Roi blanc sur case blanche f3 · croix noire sur case noire g3 · croix noire sur case blanche e2 · croix noire sur case noire f2 · croix noire sur case blanche g2 | croix noire sur case noire d8 · Roi noir sur case blanche e8 · croix noire sur case noire f8 · croix noire sur case blanche d7 · croix noire sur case noire e7 · croix noire sur case blanche f7 · croix noire sur case blanche e4 · croix noire sur case noire f4 · croix noire sur case blanche g4 · croix noire sur case noire e3 · Roi blanc sur case blanche f3 · croix noire sur case noire g3 · croix noire sur case blanche e2 · croix noire sur case noire f2 · croix noire sur case blanche g2 | croix noire sur case noire d8 · Roi noir sur case blanche e8 · croix noire sur case noire f8 · croix noire sur case blanche d7 · croix noire sur case noire e7 · croix noire sur case blanche f7 · croix noire sur case blanche e4 · croix noire sur case noire f4 · croix noire sur case blanche g4 · croix noire sur case noire e3 · Roi blanc sur case blanche f3 · croix noire sur case noire g3 · croix noire sur case blanche e2 · croix noire sur case noire f2 · croix noire sur case blanche g2 | croix noire sur case noire d8 · Roi noir sur case blanche e8 · croix noire sur case noire f8 · croix noire sur case blanche d7 · croix noire sur case noire e7 · croix noire sur case blanche f7 · croix noire sur case blanche e4 · croix noire sur case noire f4 · croix noire sur case blanche g4 · croix noire sur case noire e3 · Roi blanc sur case blanche f3 · croix noire sur case noire g3 · croix noire sur case blanche e2 · croix noire sur case noire f2 · croix noire sur case blanche g2 | 7 |
| 6 | croix noire sur case noire d8 · Roi noir sur case blanche e8 · croix noire sur case noire f8 · croix noire sur case blanche d7 · croix noire sur case noire e7 · croix noire sur case blanche f7 · croix noire sur case blanche e4 · croix noire sur case noire f4 · croix noire sur case blanche g4 · croix noire sur case noire e3 · Roi blanc sur case blanche f3 · croix noire sur case noire g3 · croix noire sur case blanche e2 · croix noire sur case noire f2 · croix noire sur case blanche g2 | croix noire sur case noire d8 · Roi noir sur case blanche e8 · croix noire sur case noire f8 · croix noire sur case blanche d7 · croix noire sur case noire e7 · croix noire sur case blanche f7 · croix noire sur case blanche e4 · croix noire sur case noire f4 · croix noire sur case blanche g4 · croix noire sur case noire e3 · Roi blanc sur case blanche f3 · croix noire sur case noire g3 · croix noire sur case blanche e2 · croix noire sur case noire f2 · croix noire sur case blanche g2 | croix noire sur case noire d8 · Roi noir sur case blanche e8 · croix noire sur case noire f8 · croix noire sur case blanche d7 · croix noire sur case noire e7 · croix noire sur case blanche f7 · croix noire sur case blanche e4 · croix noire sur case noire f4 · croix noire sur case blanche g4 · croix noire sur case noire e3 · Roi blanc sur case blanche f3 · croix noire sur case noire g3 · croix noire sur case blanche e2 · croix noire sur case noire f2 · croix noire sur case blanche g2 | croix noire sur case noire d8 · Roi noir sur case blanche e8 · croix noire sur case noire f8 · croix noire sur case blanche d7 · croix noire sur case noire e7 · croix noire sur case blanche f7 · croix noire sur case blanche e4 · croix noire sur case noire f4 · croix noire sur case blanche g4 · croix noire sur case noire e3 · Roi blanc sur case blanche f3 · croix noire sur case noire g3 · croix noire sur case blanche e2 · croix noire sur case noire f2 · croix noire sur case blanche g2 | croix noire sur case noire d8 · Roi noir sur case blanche e8 · croix noire sur case noire f8 · croix noire sur case blanche d7 · croix noire sur case noire e7 · croix noire sur case blanche f7 · croix noire sur case blanche e4 · croix noire sur case noire f4 · croix noire sur case blanche g4 · croix noire sur case noire e3 · Roi blanc sur case blanche f3 · croix noire sur case noire g3 · croix noire sur case blanche e2 · croix noire sur case noire f2 · croix noire sur case blanche g2 | croix noire sur case noire d8 · Roi noir sur case blanche e8 · croix noire sur case noire f8 · croix noire sur case blanche d7 · croix noire sur case noire e7 · croix noire sur case blanche f7 · croix noire sur case blanche e4 · croix noire sur case noire f4 · croix noire sur case blanche g4 · croix noire sur case noire e3 · Roi blanc sur case blanche f3 · croix noire sur case noire g3 · croix noire sur case blanche e2 · croix noire sur case noire f2 · croix noire sur case blanche g2 | croix noire sur case noire d8 · Roi noir sur case blanche e8 · croix noire sur case noire f8 · croix noire sur case blanche d7 · croix noire sur case noire e7 · croix noire sur case blanche f7 · croix noire sur case blanche e4 · croix noire sur case noire f4 · croix noire sur case blanche g4 · croix noire sur case noire e3 · Roi blanc sur case blanche f3 · croix noire sur case noire g3 · croix noire sur case blanche e2 · croix noire sur case noire f2 · croix noire sur case blanche g2 | croix noire sur case noire d8 · Roi noir sur case blanche e8 · croix noire sur case noire f8 · croix noire sur case blanche d7 · croix noire sur case noire e7 · croix noire sur case blanche f7 · croix noire sur case blanche e4 · croix noire sur case noire f4 · croix noire sur case blanche g4 · croix noire sur case noire e3 · Roi blanc sur case blanche f3 · croix noire sur case noire g3 · croix noire sur case blanche e2 · croix noire sur case noire f2 · croix noire sur case blanche g2 | 6 |
| 5 | croix noire sur case noire d8 · Roi noir sur case blanche e8 · croix noire sur case noire f8 · croix noire sur case blanche d7 · croix noire sur case noire e7 · croix noire sur case blanche f7 · croix noire sur case blanche e4 · croix noire sur case noire f4 · croix noire sur case blanche g4 · croix noire sur case noire e3 · Roi blanc sur case blanche f3 · croix noire sur case noire g3 · croix noire sur case blanche e2 · croix noire sur case noire f2 · croix noire sur case blanche g2 | croix noire sur case noire d8 · Roi noir sur case blanche e8 · croix noire sur case noire f8 · croix noire sur case blanche d7 · croix noire sur case noire e7 · croix noire sur case blanche f7 · croix noire sur case blanche e4 · croix noire sur case noire f4 · croix noire sur case blanche g4 · croix noire sur case noire e3 · Roi blanc sur case blanche f3 · croix noire sur case noire g3 · croix noire sur case blanche e2 · croix noire sur case noire f2 · croix noire sur case blanche g2 | croix noire sur case noire d8 · Roi noir sur case blanche e8 · croix noire sur case noire f8 · croix noire sur case blanche d7 · croix noire sur case noire e7 · croix noire sur case blanche f7 · croix noire sur case blanche e4 · croix noire sur case noire f4 · croix noire sur case blanche g4 · croix noire sur case noire e3 · Roi blanc sur case blanche f3 · croix noire sur case noire g3 · croix noire sur case blanche e2 · croix noire sur case noire f2 · croix noire sur case blanche g2 | croix noire sur case noire d8 · Roi noir sur case blanche e8 · croix noire sur case noire f8 · croix noire sur case blanche d7 · croix noire sur case noire e7 · croix noire sur case blanche f7 · croix noire sur case blanche e4 · croix noire sur case noire f4 · croix noire sur case blanche g4 · croix noire sur case noire e3 · Roi blanc sur case blanche f3 · croix noire sur case noire g3 · croix noire sur case blanche e2 · croix noire sur case noire f2 · croix noire sur case blanche g2 | croix noire sur case noire d8 · Roi noir sur case blanche e8 · croix noire sur case noire f8 · croix noire sur case blanche d7 · croix noire sur case noire e7 · croix noire sur case blanche f7 · croix noire sur case blanche e4 · croix noire sur case noire f4 · croix noire sur case blanche g4 · croix noire sur case noire e3 · Roi blanc sur case blanche f3 · croix noire sur case noire g3 · croix noire sur case blanche e2 · croix noire sur case noire f2 · croix noire sur case blanche g2 | croix noire sur case noire d8 · Roi noir sur case blanche e8 · croix noire sur case noire f8 · croix noire sur case blanche d7 · croix noire sur case noire e7 · croix noire sur case blanche f7 · croix noire sur case blanche e4 · croix noire sur case noire f4 · croix noire sur case blanche g4 · croix noire sur case noire e3 · Roi blanc sur case blanche f3 · croix noire sur case noire g3 · croix noire sur case blanche e2 · croix noire sur case noire f2 · croix noire sur case blanche g2 | croix noire sur case noire d8 · Roi noir sur case blanche e8 · croix noire sur case noire f8 · croix noire sur case blanche d7 · croix noire sur case noire e7 · croix noire sur case blanche f7 · croix noire sur case blanche e4 · croix noire sur case noire f4 · croix noire sur case blanche g4 · croix noire sur case noire e3 · Roi blanc sur case blanche f3 · croix noire sur case noire g3 · croix noire sur case blanche e2 · croix noire sur case noire f2 · croix noire sur case blanche g2 | croix noire sur case noire d8 · Roi noir sur case blanche e8 · croix noire sur case noire f8 · croix noire sur case blanche d7 · croix noire sur case noire e7 · croix noire sur case blanche f7 · croix noire sur case blanche e4 · croix noire sur case noire f4 · croix noire sur case blanche g4 · croix noire sur case noire e3 · Roi blanc sur case blanche f3 · croix noire sur case noire g3 · croix noire sur case blanche e2 · croix noire sur case noire f2 · croix noire sur case blanche g2 | 5 |
| 4 | croix noire sur case noire d8 · Roi noir sur case blanche e8 · croix noire sur case noire f8 · croix noire sur case blanche d7 · croix noire sur case noire e7 · croix noire sur case blanche f7 · croix noire sur case blanche e4 · croix noire sur case noire f4 · croix noire sur case blanche g4 · croix noire sur case noire e3 · Roi blanc sur case blanche f3 · croix noire sur case noire g3 · croix noire sur case blanche e2 · croix noire sur case noire f2 · croix noire sur case blanche g2 | croix noire sur case noire d8 · Roi noir sur case blanche e8 · croix noire sur case noire f8 · croix noire sur case blanche d7 · croix noire sur case noire e7 · croix noire sur case blanche f7 · croix noire sur case blanche e4 · croix noire sur case noire f4 · croix noire sur case blanche g4 · croix noire sur case noire e3 · Roi blanc sur case blanche f3 · croix noire sur case noire g3 · croix noire sur case blanche e2 · croix noire sur case noire f2 · croix noire sur case blanche g2 | croix noire sur case noire d8 · Roi noir sur case blanche e8 · croix noire sur case noire f8 · croix noire sur case blanche d7 · croix noire sur case noire e7 · croix noire sur case blanche f7 · croix noire sur case blanche e4 · croix noire sur case noire f4 · croix noire sur case blanche g4 · croix noire sur case noire e3 · Roi blanc sur case blanche f3 · croix noire sur case noire g3 · croix noire sur case blanche e2 · croix noire sur case noire f2 · croix noire sur case blanche g2 | croix noire sur case noire d8 · Roi noir sur case blanche e8 · croix noire sur case noire f8 · croix noire sur case blanche d7 · croix noire sur case noire e7 · croix noire sur case blanche f7 · croix noire sur case blanche e4 · croix noire sur case noire f4 · croix noire sur case blanche g4 · croix noire sur case noire e3 · Roi blanc sur case blanche f3 · croix noire sur case noire g3 · croix noire sur case blanche e2 · croix noire sur case noire f2 · croix noire sur case blanche g2 | croix noire sur case noire d8 · Roi noir sur case blanche e8 · croix noire sur case noire f8 · croix noire sur case blanche d7 · croix noire sur case noire e7 · croix noire sur case blanche f7 · croix noire sur case blanche e4 · croix noire sur case noire f4 · croix noire sur case blanche g4 · croix noire sur case noire e3 · Roi blanc sur case blanche f3 · croix noire sur case noire g3 · croix noire sur case blanche e2 · croix noire sur case noire f2 · croix noire sur case blanche g2 | croix noire sur case noire d8 · Roi noir sur case blanche e8 · croix noire sur case noire f8 · croix noire sur case blanche d7 · croix noire sur case noire e7 · croix noire sur case blanche f7 · croix noire sur case blanche e4 · croix noire sur case noire f4 · croix noire sur case blanche g4 · croix noire sur case noire e3 · Roi blanc sur case blanche f3 · croix noire sur case noire g3 · croix noire sur case blanche e2 · croix noire sur case noire f2 · croix noire sur case blanche g2 | croix noire sur case noire d8 · Roi noir sur case blanche e8 · croix noire sur case noire f8 · croix noire sur case blanche d7 · croix noire sur case noire e7 · croix noire sur case blanche f7 · croix noire sur case blanche e4 · croix noire sur case noire f4 · croix noire sur case blanche g4 · croix noire sur case noire e3 · Roi blanc sur case blanche f3 · croix noire sur case noire g3 · croix noire sur case blanche e2 · croix noire sur case noire f2 · croix noire sur case blanche g2 | croix noire sur case noire d8 · Roi noir sur case blanche e8 · croix noire sur case noire f8 · croix noire sur case blanche d7 · croix noire sur case noire e7 · croix noire sur case blanche f7 · croix noire sur case blanche e4 · croix noire sur case noire f4 · croix noire sur case blanche g4 · croix noire sur case noire e3 · Roi blanc sur case blanche f3 · croix noire sur case noire g3 · croix noire sur case blanche e2 · croix noire sur case noire f2 · croix noire sur case blanche g2 | 4 |
| 3 | croix noire sur case noire d8 · Roi noir sur case blanche e8 · croix noire sur case noire f8 · croix noire sur case blanche d7 · croix noire sur case noire e7 · croix noire sur case blanche f7 · croix noire sur case blanche e4 · croix noire sur case noire f4 · croix noire sur case blanche g4 · croix noire sur case noire e3 · Roi blanc sur case blanche f3 · croix noire sur case noire g3 · croix noire sur case blanche e2 · croix noire sur case noire f2 · croix noire sur case blanche g2 | croix noire sur case noire d8 · Roi noir sur case blanche e8 · croix noire sur case noire f8 · croix noire sur case blanche d7 · croix noire sur case noire e7 · croix noire sur case blanche f7 · croix noire sur case blanche e4 · croix noire sur case noire f4 · croix noire sur case blanche g4 · croix noire sur case noire e3 · Roi blanc sur case blanche f3 · croix noire sur case noire g3 · croix noire sur case blanche e2 · croix noire sur case noire f2 · croix noire sur case blanche g2 | croix noire sur case noire d8 · Roi noir sur case blanche e8 · croix noire sur case noire f8 · croix noire sur case blanche d7 · croix noire sur case noire e7 · croix noire sur case blanche f7 · croix noire sur case blanche e4 · croix noire sur case noire f4 · croix noire sur case blanche g4 · croix noire sur case noire e3 · Roi blanc sur case blanche f3 · croix noire sur case noire g3 · croix noire sur case blanche e2 · croix noire sur case noire f2 · croix noire sur case blanche g2 | croix noire sur case noire d8 · Roi noir sur case blanche e8 · croix noire sur case noire f8 · croix noire sur case blanche d7 · croix noire sur case noire e7 · croix noire sur case blanche f7 · croix noire sur case blanche e4 · croix noire sur case noire f4 · croix noire sur case blanche g4 · croix noire sur case noire e3 · Roi blanc sur case blanche f3 · croix noire sur case noire g3 · croix noire sur case blanche e2 · croix noire sur case noire f2 · croix noire sur case blanche g2 | croix noire sur case noire d8 · Roi noir sur case blanche e8 · croix noire sur case noire f8 · croix noire sur case blanche d7 · croix noire sur case noire e7 · croix noire sur case blanche f7 · croix noire sur case blanche e4 · croix noire sur case noire f4 · croix noire sur case blanche g4 · croix noire sur case noire e3 · Roi blanc sur case blanche f3 · croix noire sur case noire g3 · croix noire sur case blanche e2 · croix noire sur case noire f2 · croix noire sur case blanche g2 | croix noire sur case noire d8 · Roi noir sur case blanche e8 · croix noire sur case noire f8 · croix noire sur case blanche d7 · croix noire sur case noire e7 · croix noire sur case blanche f7 · croix noire sur case blanche e4 · croix noire sur case noire f4 · croix noire sur case blanche g4 · croix noire sur case noire e3 · Roi blanc sur case blanche f3 · croix noire sur case noire g3 · croix noire sur case blanche e2 · croix noire sur case noire f2 · croix noire sur case blanche g2 | croix noire sur case noire d8 · Roi noir sur case blanche e8 · croix noire sur case noire f8 · croix noire sur case blanche d7 · croix noire sur case noire e7 · croix noire sur case blanche f7 · croix noire sur case blanche e4 · croix noire sur case noire f4 · croix noire sur case blanche g4 · croix noire sur case noire e3 · Roi blanc sur case blanche f3 · croix noire sur case noire g3 · croix noire sur case blanche e2 · croix noire sur case noire f2 · croix noire sur case blanche g2 | croix noire sur case noire d8 · Roi noir sur case blanche e8 · croix noire sur case noire f8 · croix noire sur case blanche d7 · croix noire sur case noire e7 · croix noire sur case blanche f7 · croix noire sur case blanche e4 · croix noire sur case noire f4 · croix noire sur case blanche g4 · croix noire sur case noire e3 · Roi blanc sur case blanche f3 · croix noire sur case noire g3 · croix noire sur case blanche e2 · croix noire sur case noire f2 · croix noire sur case blanche g2 | 3 |
| 2 | croix noire sur case noire d8 · Roi noir sur case blanche e8 · croix noire sur case noire f8 · croix noire sur case blanche d7 · croix noire sur case noire e7 · croix noire sur case blanche f7 · croix noire sur case blanche e4 · croix noire sur case noire f4 · croix noire sur case blanche g4 · croix noire sur case noire e3 · Roi blanc sur case blanche f3 · croix noire sur case noire g3 · croix noire sur case blanche e2 · croix noire sur case noire f2 · croix noire sur case blanche g2 | croix noire sur case noire d8 · Roi noir sur case blanche e8 · croix noire sur case noire f8 · croix noire sur case blanche d7 · croix noire sur case noire e7 · croix noire sur case blanche f7 · croix noire sur case blanche e4 · croix noire sur case noire f4 · croix noire sur case blanche g4 · croix noire sur case noire e3 · Roi blanc sur case blanche f3 · croix noire sur case noire g3 · croix noire sur case blanche e2 · croix noire sur case noire f2 · croix noire sur case blanche g2 | croix noire sur case noire d8 · Roi noir sur case blanche e8 · croix noire sur case noire f8 · croix noire sur case blanche d7 · croix noire sur case noire e7 · croix noire sur case blanche f7 · croix noire sur case blanche e4 · croix noire sur case noire f4 · croix noire sur case blanche g4 · croix noire sur case noire e3 · Roi blanc sur case blanche f3 · croix noire sur case noire g3 · croix noire sur case blanche e2 · croix noire sur case noire f2 · croix noire sur case blanche g2 | croix noire sur case noire d8 · Roi noir sur case blanche e8 · croix noire sur case noire f8 · croix noire sur case blanche d7 · croix noire sur case noire e7 · croix noire sur case blanche f7 · croix noire sur case blanche e4 · croix noire sur case noire f4 · croix noire sur case blanche g4 · croix noire sur case noire e3 · Roi blanc sur case blanche f3 · croix noire sur case noire g3 · croix noire sur case blanche e2 · croix noire sur case noire f2 · croix noire sur case blanche g2 | croix noire sur case noire d8 · Roi noir sur case blanche e8 · croix noire sur case noire f8 · croix noire sur case blanche d7 · croix noire sur case noire e7 · croix noire sur case blanche f7 · croix noire sur case blanche e4 · croix noire sur case noire f4 · croix noire sur case blanche g4 · croix noire sur case noire e3 · Roi blanc sur case blanche f3 · croix noire sur case noire g3 · croix noire sur case blanche e2 · croix noire sur case noire f2 · croix noire sur case blanche g2 | croix noire sur case noire d8 · Roi noir sur case blanche e8 · croix noire sur case noire f8 · croix noire sur case blanche d7 · croix noire sur case noire e7 · croix noire sur case blanche f7 · croix noire sur case blanche e4 · croix noire sur case noire f4 · croix noire sur case blanche g4 · croix noire sur case noire e3 · Roi blanc sur case blanche f3 · croix noire sur case noire g3 · croix noire sur case blanche e2 · croix noire sur case noire f2 · croix noire sur case blanche g2 | croix noire sur case noire d8 · Roi noir sur case blanche e8 · croix noire sur case noire f8 · croix noire sur case blanche d7 · croix noire sur case noire e7 · croix noire sur case blanche f7 · croix noire sur case blanche e4 · croix noire sur case noire f4 · croix noire sur case blanche g4 · croix noire sur case noire e3 · Roi blanc sur case blanche f3 · croix noire sur case noire g3 · croix noire sur case blanche e2 · croix noire sur case noire f2 · croix noire sur case blanche g2 | croix noire sur case noire d8 · Roi noir sur case blanche e8 · croix noire sur case noire f8 · croix noire sur case blanche d7 · croix noire sur case noire e7 · croix noire sur case blanche f7 · croix noire sur case blanche e4 · croix noire sur case noire f4 · croix noire sur case blanche g4 · croix noire sur case noire e3 · Roi blanc sur case blanche f3 · croix noire sur case noire g3 · croix noire sur case blanche e2 · croix noire sur case noire f2 · croix noire sur case blanche g2 | 2 |
| 1 | croix noire sur case noire d8 · Roi noir sur case blanche e8 · croix noire sur case noire f8 · croix noire sur case blanche d7 · croix noire sur case noire e7 · croix noire sur case blanche f7 · croix noire sur case blanche e4 · croix noire sur case noire f4 · croix noire sur case blanche g4 · croix noire sur case noire e3 · Roi blanc sur case blanche f3 · croix noire sur case noire g3 · croix noire sur case blanche e2 · croix noire sur case noire f2 · croix noire sur case blanche g2 | croix noire sur case noire d8 · Roi noir sur case blanche e8 · croix noire sur case noire f8 · croix noire sur case blanche d7 · croix noire sur case noire e7 · croix noire sur case blanche f7 · croix noire sur case blanche e4 · croix noire sur case noire f4 · croix noire sur case blanche g4 · croix noire sur case noire e3 · Roi blanc sur case blanche f3 · croix noire sur case noire g3 · croix noire sur case blanche e2 · croix noire sur case noire f2 · croix noire sur case blanche g2 | croix noire sur case noire d8 · Roi noir sur case blanche e8 · croix noire sur case noire f8 · croix noire sur case blanche d7 · croix noire sur case noire e7 · croix noire sur case blanche f7 · croix noire sur case blanche e4 · croix noire sur case noire f4 · croix noire sur case blanche g4 · croix noire sur case noire e3 · Roi blanc sur case blanche f3 · croix noire sur case noire g3 · croix noire sur case blanche e2 · croix noire sur case noire f2 · croix noire sur case blanche g2 | croix noire sur case noire d8 · Roi noir sur case blanche e8 · croix noire sur case noire f8 · croix noire sur case blanche d7 · croix noire sur case noire e7 · croix noire sur case blanche f7 · croix noire sur case blanche e4 · croix noire sur case noire f4 · croix noire sur case blanche g4 · croix noire sur case noire e3 · Roi blanc sur case blanche f3 · croix noire sur case noire g3 · croix noire sur case blanche e2 · croix noire sur case noire f2 · croix noire sur case blanche g2 | croix noire sur case noire d8 · Roi noir sur case blanche e8 · croix noire sur case noire f8 · croix noire sur case blanche d7 · croix noire sur case noire e7 · croix noire sur case blanche f7 · croix noire sur case blanche e4 · croix noire sur case noire f4 · croix noire sur case blanche g4 · croix noire sur case noire e3 · Roi blanc sur case blanche f3 · croix noire sur case noire g3 · croix noire sur case blanche e2 · croix noire sur case noire f2 · croix noire sur case blanche g2 | croix noire sur case noire d8 · Roi noir sur case blanche e8 · croix noire sur case noire f8 · croix noire sur case blanche d7 · croix noire sur case noire e7 · croix noire sur case blanche f7 · croix noire sur case blanche e4 · croix noire sur case noire f4 · croix noire sur case blanche g4 · croix noire sur case noire e3 · Roi blanc sur case blanche f3 · croix noire sur case noire g3 · croix noire sur case blanche e2 · croix noire sur case noire f2 · croix noire sur case blanche g2 | croix noire sur case noire d8 · Roi noir sur case blanche e8 · croix noire sur case noire f8 · croix noire sur case blanche d7 · croix noire sur case noire e7 · croix noire sur case blanche f7 · croix noire sur case blanche e4 · croix noire sur case noire f4 · croix noire sur case blanche g4 · croix noire sur case noire e3 · Roi blanc sur case blanche f3 · croix noire sur case noire g3 · croix noire sur case blanche e2 · croix noire sur case noire f2 · croix noire sur case blanche g2 | croix noire sur case noire d8 · Roi noir sur case blanche e8 · croix noire sur case noire f8 · croix noire sur case blanche d7 · croix noire sur case noire e7 · croix noire sur case blanche f7 · croix noire sur case blanche e4 · croix noire sur case noire f4 · croix noire sur case blanche g4 · croix noire sur case noire e3 · Roi blanc sur case blanche f3 · croix noire sur case noire g3 · croix noire sur case blanche e2 · croix noire sur case noire f2 · croix noire sur case blanche g2 | 1 |
|   | a | b | c | d | e | f | g | h |   |

|   | a | b | c | d | e | f | g | h |   |
| 8 | Cavalier noir sur case noire h8 · croix noire sur case blanche f7 · croix noire sur case blanche g6 · croix noire sur case blanche b5 · croix noire sur case blanche d5 · croix noire sur case blanche a4 · croix noire sur case blanche e4 · Cavalier blanc sur case noire c3 · croix noire sur case blanche a2 · croix noire sur case blanche e2 · croix noire sur case blanche b1 · croix noire sur case blanche d1 | Cavalier noir sur case noire h8 · croix noire sur case blanche f7 · croix noire sur case blanche g6 · croix noire sur case blanche b5 · croix noire sur case blanche d5 · croix noire sur case blanche a4 · croix noire sur case blanche e4 · Cavalier blanc sur case noire c3 · croix noire sur case blanche a2 · croix noire sur case blanche e2 · croix noire sur case blanche b1 · croix noire sur case blanche d1 | Cavalier noir sur case noire h8 · croix noire sur case blanche f7 · croix noire sur case blanche g6 · croix noire sur case blanche b5 · croix noire sur case blanche d5 · croix noire sur case blanche a4 · croix noire sur case blanche e4 · Cavalier blanc sur case noire c3 · croix noire sur case blanche a2 · croix noire sur case blanche e2 · croix noire sur case blanche b1 · croix noire sur case blanche d1 | Cavalier noir sur case noire h8 · croix noire sur case blanche f7 · croix noire sur case blanche g6 · croix noire sur case blanche b5 · croix noire sur case blanche d5 · croix noire sur case blanche a4 · croix noire sur case blanche e4 · Cavalier blanc sur case noire c3 · croix noire sur case blanche a2 · croix noire sur case blanche e2 · croix noire sur case blanche b1 · croix noire sur case blanche d1 | Cavalier noir sur case noire h8 · croix noire sur case blanche f7 · croix noire sur case blanche g6 · croix noire sur case blanche b5 · croix noire sur case blanche d5 · croix noire sur case blanche a4 · croix noire sur case blanche e4 · Cavalier blanc sur case noire c3 · croix noire sur case blanche a2 · croix noire sur case blanche e2 · croix noire sur case blanche b1 · croix noire sur case blanche d1 | Cavalier noir sur case noire h8 · croix noire sur case blanche f7 · croix noire sur case blanche g6 · croix noire sur case blanche b5 · croix noire sur case blanche d5 · croix noire sur case blanche a4 · croix noire sur case blanche e4 · Cavalier blanc sur case noire c3 · croix noire sur case blanche a2 · croix noire sur case blanche e2 · croix noire sur case blanche b1 · croix noire sur case blanche d1 | Cavalier noir sur case noire h8 · croix noire sur case blanche f7 · croix noire sur case blanche g6 · croix noire sur case blanche b5 · croix noire sur case blanche d5 · croix noire sur case blanche a4 · croix noire sur case blanche e4 · Cavalier blanc sur case noire c3 · croix noire sur case blanche a2 · croix noire sur case blanche e2 · croix noire sur case blanche b1 · croix noire sur case blanche d1 | Cavalier noir sur case noire h8 · croix noire sur case blanche f7 · croix noire sur case blanche g6 · croix noire sur case blanche b5 · croix noire sur case blanche d5 · croix noire sur case blanche a4 · croix noire sur case blanche e4 · Cavalier blanc sur case noire c3 · croix noire sur case blanche a2 · croix noire sur case blanche e2 · croix noire sur case blanche b1 · croix noire sur case blanche d1 | 8 |
| 7 | Cavalier noir sur case noire h8 · croix noire sur case blanche f7 · croix noire sur case blanche g6 · croix noire sur case blanche b5 · croix noire sur case blanche d5 · croix noire sur case blanche a4 · croix noire sur case blanche e4 · Cavalier blanc sur case noire c3 · croix noire sur case blanche a2 · croix noire sur case blanche e2 · croix noire sur case blanche b1 · croix noire sur case blanche d1 | Cavalier noir sur case noire h8 · croix noire sur case blanche f7 · croix noire sur case blanche g6 · croix noire sur case blanche b5 · croix noire sur case blanche d5 · croix noire sur case blanche a4 · croix noire sur case blanche e4 · Cavalier blanc sur case noire c3 · croix noire sur case blanche a2 · croix noire sur case blanche e2 · croix noire sur case blanche b1 · croix noire sur case blanche d1 | Cavalier noir sur case noire h8 · croix noire sur case blanche f7 · croix noire sur case blanche g6 · croix noire sur case blanche b5 · croix noire sur case blanche d5 · croix noire sur case blanche a4 · croix noire sur case blanche e4 · Cavalier blanc sur case noire c3 · croix noire sur case blanche a2 · croix noire sur case blanche e2 · croix noire sur case blanche b1 · croix noire sur case blanche d1 | Cavalier noir sur case noire h8 · croix noire sur case blanche f7 · croix noire sur case blanche g6 · croix noire sur case blanche b5 · croix noire sur case blanche d5 · croix noire sur case blanche a4 · croix noire sur case blanche e4 · Cavalier blanc sur case noire c3 · croix noire sur case blanche a2 · croix noire sur case blanche e2 · croix noire sur case blanche b1 · croix noire sur case blanche d1 | Cavalier noir sur case noire h8 · croix noire sur case blanche f7 · croix noire sur case blanche g6 · croix noire sur case blanche b5 · croix noire sur case blanche d5 · croix noire sur case blanche a4 · croix noire sur case blanche e4 · Cavalier blanc sur case noire c3 · croix noire sur case blanche a2 · croix noire sur case blanche e2 · croix noire sur case blanche b1 · croix noire sur case blanche d1 | Cavalier noir sur case noire h8 · croix noire sur case blanche f7 · croix noire sur case blanche g6 · croix noire sur case blanche b5 · croix noire sur case blanche d5 · croix noire sur case blanche a4 · croix noire sur case blanche e4 · Cavalier blanc sur case noire c3 · croix noire sur case blanche a2 · croix noire sur case blanche e2 · croix noire sur case blanche b1 · croix noire sur case blanche d1 | Cavalier noir sur case noire h8 · croix noire sur case blanche f7 · croix noire sur case blanche g6 · croix noire sur case blanche b5 · croix noire sur case blanche d5 · croix noire sur case blanche a4 · croix noire sur case blanche e4 · Cavalier blanc sur case noire c3 · croix noire sur case blanche a2 · croix noire sur case blanche e2 · croix noire sur case blanche b1 · croix noire sur case blanche d1 | Cavalier noir sur case noire h8 · croix noire sur case blanche f7 · croix noire sur case blanche g6 · croix noire sur case blanche b5 · croix noire sur case blanche d5 · croix noire sur case blanche a4 · croix noire sur case blanche e4 · Cavalier blanc sur case noire c3 · croix noire sur case blanche a2 · croix noire sur case blanche e2 · croix noire sur case blanche b1 · croix noire sur case blanche d1 | 7 |
| 6 | Cavalier noir sur case noire h8 · croix noire sur case blanche f7 · croix noire sur case blanche g6 · croix noire sur case blanche b5 · croix noire sur case blanche d5 · croix noire sur case blanche a4 · croix noire sur case blanche e4 · Cavalier blanc sur case noire c3 · croix noire sur case blanche a2 · croix noire sur case blanche e2 · croix noire sur case blanche b1 · croix noire sur case blanche d1 | Cavalier noir sur case noire h8 · croix noire sur case blanche f7 · croix noire sur case blanche g6 · croix noire sur case blanche b5 · croix noire sur case blanche d5 · croix noire sur case blanche a4 · croix noire sur case blanche e4 · Cavalier blanc sur case noire c3 · croix noire sur case blanche a2 · croix noire sur case blanche e2 · croix noire sur case blanche b1 · croix noire sur case blanche d1 | Cavalier noir sur case noire h8 · croix noire sur case blanche f7 · croix noire sur case blanche g6 · croix noire sur case blanche b5 · croix noire sur case blanche d5 · croix noire sur case blanche a4 · croix noire sur case blanche e4 · Cavalier blanc sur case noire c3 · croix noire sur case blanche a2 · croix noire sur case blanche e2 · croix noire sur case blanche b1 · croix noire sur case blanche d1 | Cavalier noir sur case noire h8 · croix noire sur case blanche f7 · croix noire sur case blanche g6 · croix noire sur case blanche b5 · croix noire sur case blanche d5 · croix noire sur case blanche a4 · croix noire sur case blanche e4 · Cavalier blanc sur case noire c3 · croix noire sur case blanche a2 · croix noire sur case blanche e2 · croix noire sur case blanche b1 · croix noire sur case blanche d1 | Cavalier noir sur case noire h8 · croix noire sur case blanche f7 · croix noire sur case blanche g6 · croix noire sur case blanche b5 · croix noire sur case blanche d5 · croix noire sur case blanche a4 · croix noire sur case blanche e4 · Cavalier blanc sur case noire c3 · croix noire sur case blanche a2 · croix noire sur case blanche e2 · croix noire sur case blanche b1 · croix noire sur case blanche d1 | Cavalier noir sur case noire h8 · croix noire sur case blanche f7 · croix noire sur case blanche g6 · croix noire sur case blanche b5 · croix noire sur case blanche d5 · croix noire sur case blanche a4 · croix noire sur case blanche e4 · Cavalier blanc sur case noire c3 · croix noire sur case blanche a2 · croix noire sur case blanche e2 · croix noire sur case blanche b1 · croix noire sur case blanche d1 | Cavalier noir sur case noire h8 · croix noire sur case blanche f7 · croix noire sur case blanche g6 · croix noire sur case blanche b5 · croix noire sur case blanche d5 · croix noire sur case blanche a4 · croix noire sur case blanche e4 · Cavalier blanc sur case noire c3 · croix noire sur case blanche a2 · croix noire sur case blanche e2 · croix noire sur case blanche b1 · croix noire sur case blanche d1 | Cavalier noir sur case noire h8 · croix noire sur case blanche f7 · croix noire sur case blanche g6 · croix noire sur case blanche b5 · croix noire sur case blanche d5 · croix noire sur case blanche a4 · croix noire sur case blanche e4 · Cavalier blanc sur case noire c3 · croix noire sur case blanche a2 · croix noire sur case blanche e2 · croix noire sur case blanche b1 · croix noire sur case blanche d1 | 6 |
| 5 | Cavalier noir sur case noire h8 · croix noire sur case blanche f7 · croix noire sur case blanche g6 · croix noire sur case blanche b5 · croix noire sur case blanche d5 · croix noire sur case blanche a4 · croix noire sur case blanche e4 · Cavalier blanc sur case noire c3 · croix noire sur case blanche a2 · croix noire sur case blanche e2 · croix noire sur case blanche b1 · croix noire sur case blanche d1 | Cavalier noir sur case noire h8 · croix noire sur case blanche f7 · croix noire sur case blanche g6 · croix noire sur case blanche b5 · croix noire sur case blanche d5 · croix noire sur case blanche a4 · croix noire sur case blanche e4 · Cavalier blanc sur case noire c3 · croix noire sur case blanche a2 · croix noire sur case blanche e2 · croix noire sur case blanche b1 · croix noire sur case blanche d1 | Cavalier noir sur case noire h8 · croix noire sur case blanche f7 · croix noire sur case blanche g6 · croix noire sur case blanche b5 · croix noire sur case blanche d5 · croix noire sur case blanche a4 · croix noire sur case blanche e4 · Cavalier blanc sur case noire c3 · croix noire sur case blanche a2 · croix noire sur case blanche e2 · croix noire sur case blanche b1 · croix noire sur case blanche d1 | Cavalier noir sur case noire h8 · croix noire sur case blanche f7 · croix noire sur case blanche g6 · croix noire sur case blanche b5 · croix noire sur case blanche d5 · croix noire sur case blanche a4 · croix noire sur case blanche e4 · Cavalier blanc sur case noire c3 · croix noire sur case blanche a2 · croix noire sur case blanche e2 · croix noire sur case blanche b1 · croix noire sur case blanche d1 | Cavalier noir sur case noire h8 · croix noire sur case blanche f7 · croix noire sur case blanche g6 · croix noire sur case blanche b5 · croix noire sur case blanche d5 · croix noire sur case blanche a4 · croix noire sur case blanche e4 · Cavalier blanc sur case noire c3 · croix noire sur case blanche a2 · croix noire sur case blanche e2 · croix noire sur case blanche b1 · croix noire sur case blanche d1 | Cavalier noir sur case noire h8 · croix noire sur case blanche f7 · croix noire sur case blanche g6 · croix noire sur case blanche b5 · croix noire sur case blanche d5 · croix noire sur case blanche a4 · croix noire sur case blanche e4 · Cavalier blanc sur case noire c3 · croix noire sur case blanche a2 · croix noire sur case blanche e2 · croix noire sur case blanche b1 · croix noire sur case blanche d1 | Cavalier noir sur case noire h8 · croix noire sur case blanche f7 · croix noire sur case blanche g6 · croix noire sur case blanche b5 · croix noire sur case blanche d5 · croix noire sur case blanche a4 · croix noire sur case blanche e4 · Cavalier blanc sur case noire c3 · croix noire sur case blanche a2 · croix noire sur case blanche e2 · croix noire sur case blanche b1 · croix noire sur case blanche d1 | Cavalier noir sur case noire h8 · croix noire sur case blanche f7 · croix noire sur case blanche g6 · croix noire sur case blanche b5 · croix noire sur case blanche d5 · croix noire sur case blanche a4 · croix noire sur case blanche e4 · Cavalier blanc sur case noire c3 · croix noire sur case blanche a2 · croix noire sur case blanche e2 · croix noire sur case blanche b1 · croix noire sur case blanche d1 | 5 |
| 4 | Cavalier noir sur case noire h8 · croix noire sur case blanche f7 · croix noire sur case blanche g6 · croix noire sur case blanche b5 · croix noire sur case blanche d5 · croix noire sur case blanche a4 · croix noire sur case blanche e4 · Cavalier blanc sur case noire c3 · croix noire sur case blanche a2 · croix noire sur case blanche e2 · croix noire sur case blanche b1 · croix noire sur case blanche d1 | Cavalier noir sur case noire h8 · croix noire sur case blanche f7 · croix noire sur case blanche g6 · croix noire sur case blanche b5 · croix noire sur case blanche d5 · croix noire sur case blanche a4 · croix noire sur case blanche e4 · Cavalier blanc sur case noire c3 · croix noire sur case blanche a2 · croix noire sur case blanche e2 · croix noire sur case blanche b1 · croix noire sur case blanche d1 | Cavalier noir sur case noire h8 · croix noire sur case blanche f7 · croix noire sur case blanche g6 · croix noire sur case blanche b5 · croix noire sur case blanche d5 · croix noire sur case blanche a4 · croix noire sur case blanche e4 · Cavalier blanc sur case noire c3 · croix noire sur case blanche a2 · croix noire sur case blanche e2 · croix noire sur case blanche b1 · croix noire sur case blanche d1 | Cavalier noir sur case noire h8 · croix noire sur case blanche f7 · croix noire sur case blanche g6 · croix noire sur case blanche b5 · croix noire sur case blanche d5 · croix noire sur case blanche a4 · croix noire sur case blanche e4 · Cavalier blanc sur case noire c3 · croix noire sur case blanche a2 · croix noire sur case blanche e2 · croix noire sur case blanche b1 · croix noire sur case blanche d1 | Cavalier noir sur case noire h8 · croix noire sur case blanche f7 · croix noire sur case blanche g6 · croix noire sur case blanche b5 · croix noire sur case blanche d5 · croix noire sur case blanche a4 · croix noire sur case blanche e4 · Cavalier blanc sur case noire c3 · croix noire sur case blanche a2 · croix noire sur case blanche e2 · croix noire sur case blanche b1 · croix noire sur case blanche d1 | Cavalier noir sur case noire h8 · croix noire sur case blanche f7 · croix noire sur case blanche g6 · croix noire sur case blanche b5 · croix noire sur case blanche d5 · croix noire sur case blanche a4 · croix noire sur case blanche e4 · Cavalier blanc sur case noire c3 · croix noire sur case blanche a2 · croix noire sur case blanche e2 · croix noire sur case blanche b1 · croix noire sur case blanche d1 | Cavalier noir sur case noire h8 · croix noire sur case blanche f7 · croix noire sur case blanche g6 · croix noire sur case blanche b5 · croix noire sur case blanche d5 · croix noire sur case blanche a4 · croix noire sur case blanche e4 · Cavalier blanc sur case noire c3 · croix noire sur case blanche a2 · croix noire sur case blanche e2 · croix noire sur case blanche b1 · croix noire sur case blanche d1 | Cavalier noir sur case noire h8 · croix noire sur case blanche f7 · croix noire sur case blanche g6 · croix noire sur case blanche b5 · croix noire sur case blanche d5 · croix noire sur case blanche a4 · croix noire sur case blanche e4 · Cavalier blanc sur case noire c3 · croix noire sur case blanche a2 · croix noire sur case blanche e2 · croix noire sur case blanche b1 · croix noire sur case blanche d1 | 4 |
| 3 | Cavalier noir sur case noire h8 · croix noire sur case blanche f7 · croix noire sur case blanche g6 · croix noire sur case blanche b5 · croix noire sur case blanche d5 · croix noire sur case blanche a4 · croix noire sur case blanche e4 · Cavalier blanc sur case noire c3 · croix noire sur case blanche a2 · croix noire sur case blanche e2 · croix noire sur case blanche b1 · croix noire sur case blanche d1 | Cavalier noir sur case noire h8 · croix noire sur case blanche f7 · croix noire sur case blanche g6 · croix noire sur case blanche b5 · croix noire sur case blanche d5 · croix noire sur case blanche a4 · croix noire sur case blanche e4 · Cavalier blanc sur case noire c3 · croix noire sur case blanche a2 · croix noire sur case blanche e2 · croix noire sur case blanche b1 · croix noire sur case blanche d1 | Cavalier noir sur case noire h8 · croix noire sur case blanche f7 · croix noire sur case blanche g6 · croix noire sur case blanche b5 · croix noire sur case blanche d5 · croix noire sur case blanche a4 · croix noire sur case blanche e4 · Cavalier blanc sur case noire c3 · croix noire sur case blanche a2 · croix noire sur case blanche e2 · croix noire sur case blanche b1 · croix noire sur case blanche d1 | Cavalier noir sur case noire h8 · croix noire sur case blanche f7 · croix noire sur case blanche g6 · croix noire sur case blanche b5 · croix noire sur case blanche d5 · croix noire sur case blanche a4 · croix noire sur case blanche e4 · Cavalier blanc sur case noire c3 · croix noire sur case blanche a2 · croix noire sur case blanche e2 · croix noire sur case blanche b1 · croix noire sur case blanche d1 | Cavalier noir sur case noire h8 · croix noire sur case blanche f7 · croix noire sur case blanche g6 · croix noire sur case blanche b5 · croix noire sur case blanche d5 · croix noire sur case blanche a4 · croix noire sur case blanche e4 · Cavalier blanc sur case noire c3 · croix noire sur case blanche a2 · croix noire sur case blanche e2 · croix noire sur case blanche b1 · croix noire sur case blanche d1 | Cavalier noir sur case noire h8 · croix noire sur case blanche f7 · croix noire sur case blanche g6 · croix noire sur case blanche b5 · croix noire sur case blanche d5 · croix noire sur case blanche a4 · croix noire sur case blanche e4 · Cavalier blanc sur case noire c3 · croix noire sur case blanche a2 · croix noire sur case blanche e2 · croix noire sur case blanche b1 · croix noire sur case blanche d1 | Cavalier noir sur case noire h8 · croix noire sur case blanche f7 · croix noire sur case blanche g6 · croix noire sur case blanche b5 · croix noire sur case blanche d5 · croix noire sur case blanche a4 · croix noire sur case blanche e4 · Cavalier blanc sur case noire c3 · croix noire sur case blanche a2 · croix noire sur case blanche e2 · croix noire sur case blanche b1 · croix noire sur case blanche d1 | Cavalier noir sur case noire h8 · croix noire sur case blanche f7 · croix noire sur case blanche g6 · croix noire sur case blanche b5 · croix noire sur case blanche d5 · croix noire sur case blanche a4 · croix noire sur case blanche e4 · Cavalier blanc sur case noire c3 · croix noire sur case blanche a2 · croix noire sur case blanche e2 · croix noire sur case blanche b1 · croix noire sur case blanche d1 | 3 |
| 2 | Cavalier noir sur case noire h8 · croix noire sur case blanche f7 · croix noire sur case blanche g6 · croix noire sur case blanche b5 · croix noire sur case blanche d5 · croix noire sur case blanche a4 · croix noire sur case blanche e4 · Cavalier blanc sur case noire c3 · croix noire sur case blanche a2 · croix noire sur case blanche e2 · croix noire sur case blanche b1 · croix noire sur case blanche d1 | Cavalier noir sur case noire h8 · croix noire sur case blanche f7 · croix noire sur case blanche g6 · croix noire sur case blanche b5 · croix noire sur case blanche d5 · croix noire sur case blanche a4 · croix noire sur case blanche e4 · Cavalier blanc sur case noire c3 · croix noire sur case blanche a2 · croix noire sur case blanche e2 · croix noire sur case blanche b1 · croix noire sur case blanche d1 | Cavalier noir sur case noire h8 · croix noire sur case blanche f7 · croix noire sur case blanche g6 · croix noire sur case blanche b5 · croix noire sur case blanche d5 · croix noire sur case blanche a4 · croix noire sur case blanche e4 · Cavalier blanc sur case noire c3 · croix noire sur case blanche a2 · croix noire sur case blanche e2 · croix noire sur case blanche b1 · croix noire sur case blanche d1 | Cavalier noir sur case noire h8 · croix noire sur case blanche f7 · croix noire sur case blanche g6 · croix noire sur case blanche b5 · croix noire sur case blanche d5 · croix noire sur case blanche a4 · croix noire sur case blanche e4 · Cavalier blanc sur case noire c3 · croix noire sur case blanche a2 · croix noire sur case blanche e2 · croix noire sur case blanche b1 · croix noire sur case blanche d1 | Cavalier noir sur case noire h8 · croix noire sur case blanche f7 · croix noire sur case blanche g6 · croix noire sur case blanche b5 · croix noire sur case blanche d5 · croix noire sur case blanche a4 · croix noire sur case blanche e4 · Cavalier blanc sur case noire c3 · croix noire sur case blanche a2 · croix noire sur case blanche e2 · croix noire sur case blanche b1 · croix noire sur case blanche d1 | Cavalier noir sur case noire h8 · croix noire sur case blanche f7 · croix noire sur case blanche g6 · croix noire sur case blanche b5 · croix noire sur case blanche d5 · croix noire sur case blanche a4 · croix noire sur case blanche e4 · Cavalier blanc sur case noire c3 · croix noire sur case blanche a2 · croix noire sur case blanche e2 · croix noire sur case blanche b1 · croix noire sur case blanche d1 | Cavalier noir sur case noire h8 · croix noire sur case blanche f7 · croix noire sur case blanche g6 · croix noire sur case blanche b5 · croix noire sur case blanche d5 · croix noire sur case blanche a4 · croix noire sur case blanche e4 · Cavalier blanc sur case noire c3 · croix noire sur case blanche a2 · croix noire sur case blanche e2 · croix noire sur case blanche b1 · croix noire sur case blanche d1 | Cavalier noir sur case noire h8 · croix noire sur case blanche f7 · croix noire sur case blanche g6 · croix noire sur case blanche b5 · croix noire sur case blanche d5 · croix noire sur case blanche a4 · croix noire sur case blanche e4 · Cavalier blanc sur case noire c3 · croix noire sur case blanche a2 · croix noire sur case blanche e2 · croix noire sur case blanche b1 · croix noire sur case blanche d1 | 2 |
| 1 | Cavalier noir sur case noire h8 · croix noire sur case blanche f7 · croix noire sur case blanche g6 · croix noire sur case blanche b5 · croix noire sur case blanche d5 · croix noire sur case blanche a4 · croix noire sur case blanche e4 · Cavalier blanc sur case noire c3 · croix noire sur case blanche a2 · croix noire sur case blanche e2 · croix noire sur case blanche b1 · croix noire sur case blanche d1 | Cavalier noir sur case noire h8 · croix noire sur case blanche f7 · croix noire sur case blanche g6 · croix noire sur case blanche b5 · croix noire sur case blanche d5 · croix noire sur case blanche a4 · croix noire sur case blanche e4 · Cavalier blanc sur case noire c3 · croix noire sur case blanche a2 · croix noire sur case blanche e2 · croix noire sur case blanche b1 · croix noire sur case blanche d1 | Cavalier noir sur case noire h8 · croix noire sur case blanche f7 · croix noire sur case blanche g6 · croix noire sur case blanche b5 · croix noire sur case blanche d5 · croix noire sur case blanche a4 · croix noire sur case blanche e4 · Cavalier blanc sur case noire c3 · croix noire sur case blanche a2 · croix noire sur case blanche e2 · croix noire sur case blanche b1 · croix noire sur case blanche d1 | Cavalier noir sur case noire h8 · croix noire sur case blanche f7 · croix noire sur case blanche g6 · croix noire sur case blanche b5 · croix noire sur case blanche d5 · croix noire sur case blanche a4 · croix noire sur case blanche e4 · Cavalier blanc sur case noire c3 · croix noire sur case blanche a2 · croix noire sur case blanche e2 · croix noire sur case blanche b1 · croix noire sur case blanche d1 | Cavalier noir sur case noire h8 · croix noire sur case blanche f7 · croix noire sur case blanche g6 · croix noire sur case blanche b5 · croix noire sur case blanche d5 · croix noire sur case blanche a4 · croix noire sur case blanche e4 · Cavalier blanc sur case noire c3 · croix noire sur case blanche a2 · croix noire sur case blanche e2 · croix noire sur case blanche b1 · croix noire sur case blanche d1 | Cavalier noir sur case noire h8 · croix noire sur case blanche f7 · croix noire sur case blanche g6 · croix noire sur case blanche b5 · croix noire sur case blanche d5 · croix noire sur case blanche a4 · croix noire sur case blanche e4 · Cavalier blanc sur case noire c3 · croix noire sur case blanche a2 · croix noire sur case blanche e2 · croix noire sur case blanche b1 · croix noire sur case blanche d1 | Cavalier noir sur case noire h8 · croix noire sur case blanche f7 · croix noire sur case blanche g6 · croix noire sur case blanche b5 · croix noire sur case blanche d5 · croix noire sur case blanche a4 · croix noire sur case blanche e4 · Cavalier blanc sur case noire c3 · croix noire sur case blanche a2 · croix noire sur case blanche e2 · croix noire sur case blanche b1 · croix noire sur case blanche d1 | Cavalier noir sur case noire h8 · croix noire sur case blanche f7 · croix noire sur case blanche g6 · croix noire sur case blanche b5 · croix noire sur case blanche d5 · croix noire sur case blanche a4 · croix noire sur case blanche e4 · Cavalier blanc sur case noire c3 · croix noire sur case blanche a2 · croix noire sur case blanche e2 · croix noire sur case blanche b1 · croix noire sur case blanche d1 | 1 |
|   | a | b | c | d | e | f | g | h |   |

|   | a | b | c | d | e | f | g | h |   |
| 8 | Dame noire sur case noire d6 · croix noire sur case blanche d5 · croix noire sur case noire d4 · croix noire sur case blanche d3 · croix noire sur case noire d2 · croix noire sur case noire a1 · croix noire sur case blanche b1 · croix noire sur case noire c1 · Tour blanche sur case blanche d1 · croix noire sur case noire e1 · croix noire sur case blanche f1 · croix noire sur case noire g1 · croix noire sur case blanche h1 | Dame noire sur case noire d6 · croix noire sur case blanche d5 · croix noire sur case noire d4 · croix noire sur case blanche d3 · croix noire sur case noire d2 · croix noire sur case noire a1 · croix noire sur case blanche b1 · croix noire sur case noire c1 · Tour blanche sur case blanche d1 · croix noire sur case noire e1 · croix noire sur case blanche f1 · croix noire sur case noire g1 · croix noire sur case blanche h1 | Dame noire sur case noire d6 · croix noire sur case blanche d5 · croix noire sur case noire d4 · croix noire sur case blanche d3 · croix noire sur case noire d2 · croix noire sur case noire a1 · croix noire sur case blanche b1 · croix noire sur case noire c1 · Tour blanche sur case blanche d1 · croix noire sur case noire e1 · croix noire sur case blanche f1 · croix noire sur case noire g1 · croix noire sur case blanche h1 | Dame noire sur case noire d6 · croix noire sur case blanche d5 · croix noire sur case noire d4 · croix noire sur case blanche d3 · croix noire sur case noire d2 · croix noire sur case noire a1 · croix noire sur case blanche b1 · croix noire sur case noire c1 · Tour blanche sur case blanche d1 · croix noire sur case noire e1 · croix noire sur case blanche f1 · croix noire sur case noire g1 · croix noire sur case blanche h1 | Dame noire sur case noire d6 · croix noire sur case blanche d5 · croix noire sur case noire d4 · croix noire sur case blanche d3 · croix noire sur case noire d2 · croix noire sur case noire a1 · croix noire sur case blanche b1 · croix noire sur case noire c1 · Tour blanche sur case blanche d1 · croix noire sur case noire e1 · croix noire sur case blanche f1 · croix noire sur case noire g1 · croix noire sur case blanche h1 | Dame noire sur case noire d6 · croix noire sur case blanche d5 · croix noire sur case noire d4 · croix noire sur case blanche d3 · croix noire sur case noire d2 · croix noire sur case noire a1 · croix noire sur case blanche b1 · croix noire sur case noire c1 · Tour blanche sur case blanche d1 · croix noire sur case noire e1 · croix noire sur case blanche f1 · croix noire sur case noire g1 · croix noire sur case blanche h1 | Dame noire sur case noire d6 · croix noire sur case blanche d5 · croix noire sur case noire d4 · croix noire sur case blanche d3 · croix noire sur case noire d2 · croix noire sur case noire a1 · croix noire sur case blanche b1 · croix noire sur case noire c1 · Tour blanche sur case blanche d1 · croix noire sur case noire e1 · croix noire sur case blanche f1 · croix noire sur case noire g1 · croix noire sur case blanche h1 | Dame noire sur case noire d6 · croix noire sur case blanche d5 · croix noire sur case noire d4 · croix noire sur case blanche d3 · croix noire sur case noire d2 · croix noire sur case noire a1 · croix noire sur case blanche b1 · croix noire sur case noire c1 · Tour blanche sur case blanche d1 · croix noire sur case noire e1 · croix noire sur case blanche f1 · croix noire sur case noire g1 · croix noire sur case blanche h1 | 8 |
| 7 | Dame noire sur case noire d6 · croix noire sur case blanche d5 · croix noire sur case noire d4 · croix noire sur case blanche d3 · croix noire sur case noire d2 · croix noire sur case noire a1 · croix noire sur case blanche b1 · croix noire sur case noire c1 · Tour blanche sur case blanche d1 · croix noire sur case noire e1 · croix noire sur case blanche f1 · croix noire sur case noire g1 · croix noire sur case blanche h1 | Dame noire sur case noire d6 · croix noire sur case blanche d5 · croix noire sur case noire d4 · croix noire sur case blanche d3 · croix noire sur case noire d2 · croix noire sur case noire a1 · croix noire sur case blanche b1 · croix noire sur case noire c1 · Tour blanche sur case blanche d1 · croix noire sur case noire e1 · croix noire sur case blanche f1 · croix noire sur case noire g1 · croix noire sur case blanche h1 | Dame noire sur case noire d6 · croix noire sur case blanche d5 · croix noire sur case noire d4 · croix noire sur case blanche d3 · croix noire sur case noire d2 · croix noire sur case noire a1 · croix noire sur case blanche b1 · croix noire sur case noire c1 · Tour blanche sur case blanche d1 · croix noire sur case noire e1 · croix noire sur case blanche f1 · croix noire sur case noire g1 · croix noire sur case blanche h1 | Dame noire sur case noire d6 · croix noire sur case blanche d5 · croix noire sur case noire d4 · croix noire sur case blanche d3 · croix noire sur case noire d2 · croix noire sur case noire a1 · croix noire sur case blanche b1 · croix noire sur case noire c1 · Tour blanche sur case blanche d1 · croix noire sur case noire e1 · croix noire sur case blanche f1 · croix noire sur case noire g1 · croix noire sur case blanche h1 | Dame noire sur case noire d6 · croix noire sur case blanche d5 · croix noire sur case noire d4 · croix noire sur case blanche d3 · croix noire sur case noire d2 · croix noire sur case noire a1 · croix noire sur case blanche b1 · croix noire sur case noire c1 · Tour blanche sur case blanche d1 · croix noire sur case noire e1 · croix noire sur case blanche f1 · croix noire sur case noire g1 · croix noire sur case blanche h1 | Dame noire sur case noire d6 · croix noire sur case blanche d5 · croix noire sur case noire d4 · croix noire sur case blanche d3 · croix noire sur case noire d2 · croix noire sur case noire a1 · croix noire sur case blanche b1 · croix noire sur case noire c1 · Tour blanche sur case blanche d1 · croix noire sur case noire e1 · croix noire sur case blanche f1 · croix noire sur case noire g1 · croix noire sur case blanche h1 | Dame noire sur case noire d6 · croix noire sur case blanche d5 · croix noire sur case noire d4 · croix noire sur case blanche d3 · croix noire sur case noire d2 · croix noire sur case noire a1 · croix noire sur case blanche b1 · croix noire sur case noire c1 · Tour blanche sur case blanche d1 · croix noire sur case noire e1 · croix noire sur case blanche f1 · croix noire sur case noire g1 · croix noire sur case blanche h1 | Dame noire sur case noire d6 · croix noire sur case blanche d5 · croix noire sur case noire d4 · croix noire sur case blanche d3 · croix noire sur case noire d2 · croix noire sur case noire a1 · croix noire sur case blanche b1 · croix noire sur case noire c1 · Tour blanche sur case blanche d1 · croix noire sur case noire e1 · croix noire sur case blanche f1 · croix noire sur case noire g1 · croix noire sur case blanche h1 | 7 |
| 6 | Dame noire sur case noire d6 · croix noire sur case blanche d5 · croix noire sur case noire d4 · croix noire sur case blanche d3 · croix noire sur case noire d2 · croix noire sur case noire a1 · croix noire sur case blanche b1 · croix noire sur case noire c1 · Tour blanche sur case blanche d1 · croix noire sur case noire e1 · croix noire sur case blanche f1 · croix noire sur case noire g1 · croix noire sur case blanche h1 | Dame noire sur case noire d6 · croix noire sur case blanche d5 · croix noire sur case noire d4 · croix noire sur case blanche d3 · croix noire sur case noire d2 · croix noire sur case noire a1 · croix noire sur case blanche b1 · croix noire sur case noire c1 · Tour blanche sur case blanche d1 · croix noire sur case noire e1 · croix noire sur case blanche f1 · croix noire sur case noire g1 · croix noire sur case blanche h1 | Dame noire sur case noire d6 · croix noire sur case blanche d5 · croix noire sur case noire d4 · croix noire sur case blanche d3 · croix noire sur case noire d2 · croix noire sur case noire a1 · croix noire sur case blanche b1 · croix noire sur case noire c1 · Tour blanche sur case blanche d1 · croix noire sur case noire e1 · croix noire sur case blanche f1 · croix noire sur case noire g1 · croix noire sur case blanche h1 | Dame noire sur case noire d6 · croix noire sur case blanche d5 · croix noire sur case noire d4 · croix noire sur case blanche d3 · croix noire sur case noire d2 · croix noire sur case noire a1 · croix noire sur case blanche b1 · croix noire sur case noire c1 · Tour blanche sur case blanche d1 · croix noire sur case noire e1 · croix noire sur case blanche f1 · croix noire sur case noire g1 · croix noire sur case blanche h1 | Dame noire sur case noire d6 · croix noire sur case blanche d5 · croix noire sur case noire d4 · croix noire sur case blanche d3 · croix noire sur case noire d2 · croix noire sur case noire a1 · croix noire sur case blanche b1 · croix noire sur case noire c1 · Tour blanche sur case blanche d1 · croix noire sur case noire e1 · croix noire sur case blanche f1 · croix noire sur case noire g1 · croix noire sur case blanche h1 | Dame noire sur case noire d6 · croix noire sur case blanche d5 · croix noire sur case noire d4 · croix noire sur case blanche d3 · croix noire sur case noire d2 · croix noire sur case noire a1 · croix noire sur case blanche b1 · croix noire sur case noire c1 · Tour blanche sur case blanche d1 · croix noire sur case noire e1 · croix noire sur case blanche f1 · croix noire sur case noire g1 · croix noire sur case blanche h1 | Dame noire sur case noire d6 · croix noire sur case blanche d5 · croix noire sur case noire d4 · croix noire sur case blanche d3 · croix noire sur case noire d2 · croix noire sur case noire a1 · croix noire sur case blanche b1 · croix noire sur case noire c1 · Tour blanche sur case blanche d1 · croix noire sur case noire e1 · croix noire sur case blanche f1 · croix noire sur case noire g1 · croix noire sur case blanche h1 | Dame noire sur case noire d6 · croix noire sur case blanche d5 · croix noire sur case noire d4 · croix noire sur case blanche d3 · croix noire sur case noire d2 · croix noire sur case noire a1 · croix noire sur case blanche b1 · croix noire sur case noire c1 · Tour blanche sur case blanche d1 · croix noire sur case noire e1 · croix noire sur case blanche f1 · croix noire sur case noire g1 · croix noire sur case blanche h1 | 6 |
| 5 | Dame noire sur case noire d6 · croix noire sur case blanche d5 · croix noire sur case noire d4 · croix noire sur case blanche d3 · croix noire sur case noire d2 · croix noire sur case noire a1 · croix noire sur case blanche b1 · croix noire sur case noire c1 · Tour blanche sur case blanche d1 · croix noire sur case noire e1 · croix noire sur case blanche f1 · croix noire sur case noire g1 · croix noire sur case blanche h1 | Dame noire sur case noire d6 · croix noire sur case blanche d5 · croix noire sur case noire d4 · croix noire sur case blanche d3 · croix noire sur case noire d2 · croix noire sur case noire a1 · croix noire sur case blanche b1 · croix noire sur case noire c1 · Tour blanche sur case blanche d1 · croix noire sur case noire e1 · croix noire sur case blanche f1 · croix noire sur case noire g1 · croix noire sur case blanche h1 | Dame noire sur case noire d6 · croix noire sur case blanche d5 · croix noire sur case noire d4 · croix noire sur case blanche d3 · croix noire sur case noire d2 · croix noire sur case noire a1 · croix noire sur case blanche b1 · croix noire sur case noire c1 · Tour blanche sur case blanche d1 · croix noire sur case noire e1 · croix noire sur case blanche f1 · croix noire sur case noire g1 · croix noire sur case blanche h1 | Dame noire sur case noire d6 · croix noire sur case blanche d5 · croix noire sur case noire d4 · croix noire sur case blanche d3 · croix noire sur case noire d2 · croix noire sur case noire a1 · croix noire sur case blanche b1 · croix noire sur case noire c1 · Tour blanche sur case blanche d1 · croix noire sur case noire e1 · croix noire sur case blanche f1 · croix noire sur case noire g1 · croix noire sur case blanche h1 | Dame noire sur case noire d6 · croix noire sur case blanche d5 · croix noire sur case noire d4 · croix noire sur case blanche d3 · croix noire sur case noire d2 · croix noire sur case noire a1 · croix noire sur case blanche b1 · croix noire sur case noire c1 · Tour blanche sur case blanche d1 · croix noire sur case noire e1 · croix noire sur case blanche f1 · croix noire sur case noire g1 · croix noire sur case blanche h1 | Dame noire sur case noire d6 · croix noire sur case blanche d5 · croix noire sur case noire d4 · croix noire sur case blanche d3 · croix noire sur case noire d2 · croix noire sur case noire a1 · croix noire sur case blanche b1 · croix noire sur case noire c1 · Tour blanche sur case blanche d1 · croix noire sur case noire e1 · croix noire sur case blanche f1 · croix noire sur case noire g1 · croix noire sur case blanche h1 | Dame noire sur case noire d6 · croix noire sur case blanche d5 · croix noire sur case noire d4 · croix noire sur case blanche d3 · croix noire sur case noire d2 · croix noire sur case noire a1 · croix noire sur case blanche b1 · croix noire sur case noire c1 · Tour blanche sur case blanche d1 · croix noire sur case noire e1 · croix noire sur case blanche f1 · croix noire sur case noire g1 · croix noire sur case blanche h1 | Dame noire sur case noire d6 · croix noire sur case blanche d5 · croix noire sur case noire d4 · croix noire sur case blanche d3 · croix noire sur case noire d2 · croix noire sur case noire a1 · croix noire sur case blanche b1 · croix noire sur case noire c1 · Tour blanche sur case blanche d1 · croix noire sur case noire e1 · croix noire sur case blanche f1 · croix noire sur case noire g1 · croix noire sur case blanche h1 | 5 |
| 4 | Dame noire sur case noire d6 · croix noire sur case blanche d5 · croix noire sur case noire d4 · croix noire sur case blanche d3 · croix noire sur case noire d2 · croix noire sur case noire a1 · croix noire sur case blanche b1 · croix noire sur case noire c1 · Tour blanche sur case blanche d1 · croix noire sur case noire e1 · croix noire sur case blanche f1 · croix noire sur case noire g1 · croix noire sur case blanche h1 | Dame noire sur case noire d6 · croix noire sur case blanche d5 · croix noire sur case noire d4 · croix noire sur case blanche d3 · croix noire sur case noire d2 · croix noire sur case noire a1 · croix noire sur case blanche b1 · croix noire sur case noire c1 · Tour blanche sur case blanche d1 · croix noire sur case noire e1 · croix noire sur case blanche f1 · croix noire sur case noire g1 · croix noire sur case blanche h1 | Dame noire sur case noire d6 · croix noire sur case blanche d5 · croix noire sur case noire d4 · croix noire sur case blanche d3 · croix noire sur case noire d2 · croix noire sur case noire a1 · croix noire sur case blanche b1 · croix noire sur case noire c1 · Tour blanche sur case blanche d1 · croix noire sur case noire e1 · croix noire sur case blanche f1 · croix noire sur case noire g1 · croix noire sur case blanche h1 | Dame noire sur case noire d6 · croix noire sur case blanche d5 · croix noire sur case noire d4 · croix noire sur case blanche d3 · croix noire sur case noire d2 · croix noire sur case noire a1 · croix noire sur case blanche b1 · croix noire sur case noire c1 · Tour blanche sur case blanche d1 · croix noire sur case noire e1 · croix noire sur case blanche f1 · croix noire sur case noire g1 · croix noire sur case blanche h1 | Dame noire sur case noire d6 · croix noire sur case blanche d5 · croix noire sur case noire d4 · croix noire sur case blanche d3 · croix noire sur case noire d2 · croix noire sur case noire a1 · croix noire sur case blanche b1 · croix noire sur case noire c1 · Tour blanche sur case blanche d1 · croix noire sur case noire e1 · croix noire sur case blanche f1 · croix noire sur case noire g1 · croix noire sur case blanche h1 | Dame noire sur case noire d6 · croix noire sur case blanche d5 · croix noire sur case noire d4 · croix noire sur case blanche d3 · croix noire sur case noire d2 · croix noire sur case noire a1 · croix noire sur case blanche b1 · croix noire sur case noire c1 · Tour blanche sur case blanche d1 · croix noire sur case noire e1 · croix noire sur case blanche f1 · croix noire sur case noire g1 · croix noire sur case blanche h1 | Dame noire sur case noire d6 · croix noire sur case blanche d5 · croix noire sur case noire d4 · croix noire sur case blanche d3 · croix noire sur case noire d2 · croix noire sur case noire a1 · croix noire sur case blanche b1 · croix noire sur case noire c1 · Tour blanche sur case blanche d1 · croix noire sur case noire e1 · croix noire sur case blanche f1 · croix noire sur case noire g1 · croix noire sur case blanche h1 | Dame noire sur case noire d6 · croix noire sur case blanche d5 · croix noire sur case noire d4 · croix noire sur case blanche d3 · croix noire sur case noire d2 · croix noire sur case noire a1 · croix noire sur case blanche b1 · croix noire sur case noire c1 · Tour blanche sur case blanche d1 · croix noire sur case noire e1 · croix noire sur case blanche f1 · croix noire sur case noire g1 · croix noire sur case blanche h1 | 4 |
| 3 | Dame noire sur case noire d6 · croix noire sur case blanche d5 · croix noire sur case noire d4 · croix noire sur case blanche d3 · croix noire sur case noire d2 · croix noire sur case noire a1 · croix noire sur case blanche b1 · croix noire sur case noire c1 · Tour blanche sur case blanche d1 · croix noire sur case noire e1 · croix noire sur case blanche f1 · croix noire sur case noire g1 · croix noire sur case blanche h1 | Dame noire sur case noire d6 · croix noire sur case blanche d5 · croix noire sur case noire d4 · croix noire sur case blanche d3 · croix noire sur case noire d2 · croix noire sur case noire a1 · croix noire sur case blanche b1 · croix noire sur case noire c1 · Tour blanche sur case blanche d1 · croix noire sur case noire e1 · croix noire sur case blanche f1 · croix noire sur case noire g1 · croix noire sur case blanche h1 | Dame noire sur case noire d6 · croix noire sur case blanche d5 · croix noire sur case noire d4 · croix noire sur case blanche d3 · croix noire sur case noire d2 · croix noire sur case noire a1 · croix noire sur case blanche b1 · croix noire sur case noire c1 · Tour blanche sur case blanche d1 · croix noire sur case noire e1 · croix noire sur case blanche f1 · croix noire sur case noire g1 · croix noire sur case blanche h1 | Dame noire sur case noire d6 · croix noire sur case blanche d5 · croix noire sur case noire d4 · croix noire sur case blanche d3 · croix noire sur case noire d2 · croix noire sur case noire a1 · croix noire sur case blanche b1 · croix noire sur case noire c1 · Tour blanche sur case blanche d1 · croix noire sur case noire e1 · croix noire sur case blanche f1 · croix noire sur case noire g1 · croix noire sur case blanche h1 | Dame noire sur case noire d6 · croix noire sur case blanche d5 · croix noire sur case noire d4 · croix noire sur case blanche d3 · croix noire sur case noire d2 · croix noire sur case noire a1 · croix noire sur case blanche b1 · croix noire sur case noire c1 · Tour blanche sur case blanche d1 · croix noire sur case noire e1 · croix noire sur case blanche f1 · croix noire sur case noire g1 · croix noire sur case blanche h1 | Dame noire sur case noire d6 · croix noire sur case blanche d5 · croix noire sur case noire d4 · croix noire sur case blanche d3 · croix noire sur case noire d2 · croix noire sur case noire a1 · croix noire sur case blanche b1 · croix noire sur case noire c1 · Tour blanche sur case blanche d1 · croix noire sur case noire e1 · croix noire sur case blanche f1 · croix noire sur case noire g1 · croix noire sur case blanche h1 | Dame noire sur case noire d6 · croix noire sur case blanche d5 · croix noire sur case noire d4 · croix noire sur case blanche d3 · croix noire sur case noire d2 · croix noire sur case noire a1 · croix noire sur case blanche b1 · croix noire sur case noire c1 · Tour blanche sur case blanche d1 · croix noire sur case noire e1 · croix noire sur case blanche f1 · croix noire sur case noire g1 · croix noire sur case blanche h1 | Dame noire sur case noire d6 · croix noire sur case blanche d5 · croix noire sur case noire d4 · croix noire sur case blanche d3 · croix noire sur case noire d2 · croix noire sur case noire a1 · croix noire sur case blanche b1 · croix noire sur case noire c1 · Tour blanche sur case blanche d1 · croix noire sur case noire e1 · croix noire sur case blanche f1 · croix noire sur case noire g1 · croix noire sur case blanche h1 | 3 |
| 2 | Dame noire sur case noire d6 · croix noire sur case blanche d5 · croix noire sur case noire d4 · croix noire sur case blanche d3 · croix noire sur case noire d2 · croix noire sur case noire a1 · croix noire sur case blanche b1 · croix noire sur case noire c1 · Tour blanche sur case blanche d1 · croix noire sur case noire e1 · croix noire sur case blanche f1 · croix noire sur case noire g1 · croix noire sur case blanche h1 | Dame noire sur case noire d6 · croix noire sur case blanche d5 · croix noire sur case noire d4 · croix noire sur case blanche d3 · croix noire sur case noire d2 · croix noire sur case noire a1 · croix noire sur case blanche b1 · croix noire sur case noire c1 · Tour blanche sur case blanche d1 · croix noire sur case noire e1 · croix noire sur case blanche f1 · croix noire sur case noire g1 · croix noire sur case blanche h1 | Dame noire sur case noire d6 · croix noire sur case blanche d5 · croix noire sur case noire d4 · croix noire sur case blanche d3 · croix noire sur case noire d2 · croix noire sur case noire a1 · croix noire sur case blanche b1 · croix noire sur case noire c1 · Tour blanche sur case blanche d1 · croix noire sur case noire e1 · croix noire sur case blanche f1 · croix noire sur case noire g1 · croix noire sur case blanche h1 | Dame noire sur case noire d6 · croix noire sur case blanche d5 · croix noire sur case noire d4 · croix noire sur case blanche d3 · croix noire sur case noire d2 · croix noire sur case noire a1 · croix noire sur case blanche b1 · croix noire sur case noire c1 · Tour blanche sur case blanche d1 · croix noire sur case noire e1 · croix noire sur case blanche f1 · croix noire sur case noire g1 · croix noire sur case blanche h1 | Dame noire sur case noire d6 · croix noire sur case blanche d5 · croix noire sur case noire d4 · croix noire sur case blanche d3 · croix noire sur case noire d2 · croix noire sur case noire a1 · croix noire sur case blanche b1 · croix noire sur case noire c1 · Tour blanche sur case blanche d1 · croix noire sur case noire e1 · croix noire sur case blanche f1 · croix noire sur case noire g1 · croix noire sur case blanche h1 | Dame noire sur case noire d6 · croix noire sur case blanche d5 · croix noire sur case noire d4 · croix noire sur case blanche d3 · croix noire sur case noire d2 · croix noire sur case noire a1 · croix noire sur case blanche b1 · croix noire sur case noire c1 · Tour blanche sur case blanche d1 · croix noire sur case noire e1 · croix noire sur case blanche f1 · croix noire sur case noire g1 · croix noire sur case blanche h1 | Dame noire sur case noire d6 · croix noire sur case blanche d5 · croix noire sur case noire d4 · croix noire sur case blanche d3 · croix noire sur case noire d2 · croix noire sur case noire a1 · croix noire sur case blanche b1 · croix noire sur case noire c1 · Tour blanche sur case blanche d1 · croix noire sur case noire e1 · croix noire sur case blanche f1 · croix noire sur case noire g1 · croix noire sur case blanche h1 | Dame noire sur case noire d6 · croix noire sur case blanche d5 · croix noire sur case noire d4 · croix noire sur case blanche d3 · croix noire sur case noire d2 · croix noire sur case noire a1 · croix noire sur case blanche b1 · croix noire sur case noire c1 · Tour blanche sur case blanche d1 · croix noire sur case noire e1 · croix noire sur case blanche f1 · croix noire sur case noire g1 · croix noire sur case blanche h1 | 2 |
| 1 | Dame noire sur case noire d6 · croix noire sur case blanche d5 · croix noire sur case noire d4 · croix noire sur case blanche d3 · croix noire sur case noire d2 · croix noire sur case noire a1 · croix noire sur case blanche b1 · croix noire sur case noire c1 · Tour blanche sur case blanche d1 · croix noire sur case noire e1 · croix noire sur case blanche f1 · croix noire sur case noire g1 · croix noire sur case blanche h1 | Dame noire sur case noire d6 · croix noire sur case blanche d5 · croix noire sur case noire d4 · croix noire sur case blanche d3 · croix noire sur case noire d2 · croix noire sur case noire a1 · croix noire sur case blanche b1 · croix noire sur case noire c1 · Tour blanche sur case blanche d1 · croix noire sur case noire e1 · croix noire sur case blanche f1 · croix noire sur case noire g1 · croix noire sur case blanche h1 | Dame noire sur case noire d6 · croix noire sur case blanche d5 · croix noire sur case noire d4 · croix noire sur case blanche d3 · croix noire sur case noire d2 · croix noire sur case noire a1 · croix noire sur case blanche b1 · croix noire sur case noire c1 · Tour blanche sur case blanche d1 · croix noire sur case noire e1 · croix noire sur case blanche f1 · croix noire sur case noire g1 · croix noire sur case blanche h1 | Dame noire sur case noire d6 · croix noire sur case blanche d5 · croix noire sur case noire d4 · croix noire sur case blanche d3 · croix noire sur case noire d2 · croix noire sur case noire a1 · croix noire sur case blanche b1 · croix noire sur case noire c1 · Tour blanche sur case blanche d1 · croix noire sur case noire e1 · croix noire sur case blanche f1 · croix noire sur case noire g1 · croix noire sur case blanche h1 | Dame noire sur case noire d6 · croix noire sur case blanche d5 · croix noire sur case noire d4 · croix noire sur case blanche d3 · croix noire sur case noire d2 · croix noire sur case noire a1 · croix noire sur case blanche b1 · croix noire sur case noire c1 · Tour blanche sur case blanche d1 · croix noire sur case noire e1 · croix noire sur case blanche f1 · croix noire sur case noire g1 · croix noire sur case blanche h1 | Dame noire sur case noire d6 · croix noire sur case blanche d5 · croix noire sur case noire d4 · croix noire sur case blanche d3 · croix noire sur case noire d2 · croix noire sur case noire a1 · croix noire sur case blanche b1 · croix noire sur case noire c1 · Tour blanche sur case blanche d1 · croix noire sur case noire e1 · croix noire sur case blanche f1 · croix noire sur case noire g1 · croix noire sur case blanche h1 | Dame noire sur case noire d6 · croix noire sur case blanche d5 · croix noire sur case noire d4 · croix noire sur case blanche d3 · croix noire sur case noire d2 · croix noire sur case noire a1 · croix noire sur case blanche b1 · croix noire sur case noire c1 · Tour blanche sur case blanche d1 · croix noire sur case noire e1 · croix noire sur case blanche f1 · croix noire sur case noire g1 · croix noire sur case blanche h1 | Dame noire sur case noire d6 · croix noire sur case blanche d5 · croix noire sur case noire d4 · croix noire sur case blanche d3 · croix noire sur case noire d2 · croix noire sur case noire a1 · croix noire sur case blanche b1 · croix noire sur case noire c1 · Tour blanche sur case blanche d1 · croix noire sur case noire e1 · croix noire sur case blanche f1 · croix noire sur case noire g1 · croix noire sur case blanche h1 | 1 |
|   | a | b | c | d | e | f | g | h |   |

- Le pion peut se déplacer sur les cases marquées d'une croix, mais sans pouvoir y capturer une pièce adverse, et peut capturer sur les cases marquées d'un rond, sans pouvoir s'y déplacer si elles sont vides.

Chacun des pions peut se déplacer de deux cases à la fois lors de son tout premier déplacement (ex. les pions f2 et g7 dans les diagrammes ci-dessous). En revanche, déplacer deux pions d'une case en un seul coup (une légende due à une mauvaise traduction d'un livre allemand) est interdit dans les règles officielles du jeu d'échecs. Les pions disposent d'une règle de capture spéciale : la prise en passant.
Les pions ne peuvent jamais reculer. Les pions blancs se dirigent vers la huitième rangée et les pions noirs se dirigent vers la première rangée; ils sont obligatoirement promus dès qu'ils l'atteignent.
|   | a | b | c | d | e | f | g | h |   |
| 8 | cercle blanc sur case noire a5 · croix noire sur case blanche b5 · cercle blanc sur case noire c5 · Pion blanc sur case noire b4 · croix noire sur case noire f4 · cercle blanc sur case noire e3 · croix noire sur case blanche f3 · cercle blanc sur case noire g3 · Pion blanc sur case noire f2 | cercle blanc sur case noire a5 · croix noire sur case blanche b5 · cercle blanc sur case noire c5 · Pion blanc sur case noire b4 · croix noire sur case noire f4 · cercle blanc sur case noire e3 · croix noire sur case blanche f3 · cercle blanc sur case noire g3 · Pion blanc sur case noire f2 | cercle blanc sur case noire a5 · croix noire sur case blanche b5 · cercle blanc sur case noire c5 · Pion blanc sur case noire b4 · croix noire sur case noire f4 · cercle blanc sur case noire e3 · croix noire sur case blanche f3 · cercle blanc sur case noire g3 · Pion blanc sur case noire f2 | cercle blanc sur case noire a5 · croix noire sur case blanche b5 · cercle blanc sur case noire c5 · Pion blanc sur case noire b4 · croix noire sur case noire f4 · cercle blanc sur case noire e3 · croix noire sur case blanche f3 · cercle blanc sur case noire g3 · Pion blanc sur case noire f2 | cercle blanc sur case noire a5 · croix noire sur case blanche b5 · cercle blanc sur case noire c5 · Pion blanc sur case noire b4 · croix noire sur case noire f4 · cercle blanc sur case noire e3 · croix noire sur case blanche f3 · cercle blanc sur case noire g3 · Pion blanc sur case noire f2 | cercle blanc sur case noire a5 · croix noire sur case blanche b5 · cercle blanc sur case noire c5 · Pion blanc sur case noire b4 · croix noire sur case noire f4 · cercle blanc sur case noire e3 · croix noire sur case blanche f3 · cercle blanc sur case noire g3 · Pion blanc sur case noire f2 | cercle blanc sur case noire a5 · croix noire sur case blanche b5 · cercle blanc sur case noire c5 · Pion blanc sur case noire b4 · croix noire sur case noire f4 · cercle blanc sur case noire e3 · croix noire sur case blanche f3 · cercle blanc sur case noire g3 · Pion blanc sur case noire f2 | cercle blanc sur case noire a5 · croix noire sur case blanche b5 · cercle blanc sur case noire c5 · Pion blanc sur case noire b4 · croix noire sur case noire f4 · cercle blanc sur case noire e3 · croix noire sur case blanche f3 · cercle blanc sur case noire g3 · Pion blanc sur case noire f2 | 8 |
| 7 | cercle blanc sur case noire a5 · croix noire sur case blanche b5 · cercle blanc sur case noire c5 · Pion blanc sur case noire b4 · croix noire sur case noire f4 · cercle blanc sur case noire e3 · croix noire sur case blanche f3 · cercle blanc sur case noire g3 · Pion blanc sur case noire f2 | cercle blanc sur case noire a5 · croix noire sur case blanche b5 · cercle blanc sur case noire c5 · Pion blanc sur case noire b4 · croix noire sur case noire f4 · cercle blanc sur case noire e3 · croix noire sur case blanche f3 · cercle blanc sur case noire g3 · Pion blanc sur case noire f2 | cercle blanc sur case noire a5 · croix noire sur case blanche b5 · cercle blanc sur case noire c5 · Pion blanc sur case noire b4 · croix noire sur case noire f4 · cercle blanc sur case noire e3 · croix noire sur case blanche f3 · cercle blanc sur case noire g3 · Pion blanc sur case noire f2 | cercle blanc sur case noire a5 · croix noire sur case blanche b5 · cercle blanc sur case noire c5 · Pion blanc sur case noire b4 · croix noire sur case noire f4 · cercle blanc sur case noire e3 · croix noire sur case blanche f3 · cercle blanc sur case noire g3 · Pion blanc sur case noire f2 | cercle blanc sur case noire a5 · croix noire sur case blanche b5 · cercle blanc sur case noire c5 · Pion blanc sur case noire b4 · croix noire sur case noire f4 · cercle blanc sur case noire e3 · croix noire sur case blanche f3 · cercle blanc sur case noire g3 · Pion blanc sur case noire f2 | cercle blanc sur case noire a5 · croix noire sur case blanche b5 · cercle blanc sur case noire c5 · Pion blanc sur case noire b4 · croix noire sur case noire f4 · cercle blanc sur case noire e3 · croix noire sur case blanche f3 · cercle blanc sur case noire g3 · Pion blanc sur case noire f2 | cercle blanc sur case noire a5 · croix noire sur case blanche b5 · cercle blanc sur case noire c5 · Pion blanc sur case noire b4 · croix noire sur case noire f4 · cercle blanc sur case noire e3 · croix noire sur case blanche f3 · cercle blanc sur case noire g3 · Pion blanc sur case noire f2 | cercle blanc sur case noire a5 · croix noire sur case blanche b5 · cercle blanc sur case noire c5 · Pion blanc sur case noire b4 · croix noire sur case noire f4 · cercle blanc sur case noire e3 · croix noire sur case blanche f3 · cercle blanc sur case noire g3 · Pion blanc sur case noire f2 | 7 |
| 6 | cercle blanc sur case noire a5 · croix noire sur case blanche b5 · cercle blanc sur case noire c5 · Pion blanc sur case noire b4 · croix noire sur case noire f4 · cercle blanc sur case noire e3 · croix noire sur case blanche f3 · cercle blanc sur case noire g3 · Pion blanc sur case noire f2 | cercle blanc sur case noire a5 · croix noire sur case blanche b5 · cercle blanc sur case noire c5 · Pion blanc sur case noire b4 · croix noire sur case noire f4 · cercle blanc sur case noire e3 · croix noire sur case blanche f3 · cercle blanc sur case noire g3 · Pion blanc sur case noire f2 | cercle blanc sur case noire a5 · croix noire sur case blanche b5 · cercle blanc sur case noire c5 · Pion blanc sur case noire b4 · croix noire sur case noire f4 · cercle blanc sur case noire e3 · croix noire sur case blanche f3 · cercle blanc sur case noire g3 · Pion blanc sur case noire f2 | cercle blanc sur case noire a5 · croix noire sur case blanche b5 · cercle blanc sur case noire c5 · Pion blanc sur case noire b4 · croix noire sur case noire f4 · cercle blanc sur case noire e3 · croix noire sur case blanche f3 · cercle blanc sur case noire g3 · Pion blanc sur case noire f2 | cercle blanc sur case noire a5 · croix noire sur case blanche b5 · cercle blanc sur case noire c5 · Pion blanc sur case noire b4 · croix noire sur case noire f4 · cercle blanc sur case noire e3 · croix noire sur case blanche f3 · cercle blanc sur case noire g3 · Pion blanc sur case noire f2 | cercle blanc sur case noire a5 · croix noire sur case blanche b5 · cercle blanc sur case noire c5 · Pion blanc sur case noire b4 · croix noire sur case noire f4 · cercle blanc sur case noire e3 · croix noire sur case blanche f3 · cercle blanc sur case noire g3 · Pion blanc sur case noire f2 | cercle blanc sur case noire a5 · croix noire sur case blanche b5 · cercle blanc sur case noire c5 · Pion blanc sur case noire b4 · croix noire sur case noire f4 · cercle blanc sur case noire e3 · croix noire sur case blanche f3 · cercle blanc sur case noire g3 · Pion blanc sur case noire f2 | cercle blanc sur case noire a5 · croix noire sur case blanche b5 · cercle blanc sur case noire c5 · Pion blanc sur case noire b4 · croix noire sur case noire f4 · cercle blanc sur case noire e3 · croix noire sur case blanche f3 · cercle blanc sur case noire g3 · Pion blanc sur case noire f2 | 6 |
| 5 | cercle blanc sur case noire a5 · croix noire sur case blanche b5 · cercle blanc sur case noire c5 · Pion blanc sur case noire b4 · croix noire sur case noire f4 · cercle blanc sur case noire e3 · croix noire sur case blanche f3 · cercle blanc sur case noire g3 · Pion blanc sur case noire f2 | cercle blanc sur case noire a5 · croix noire sur case blanche b5 · cercle blanc sur case noire c5 · Pion blanc sur case noire b4 · croix noire sur case noire f4 · cercle blanc sur case noire e3 · croix noire sur case blanche f3 · cercle blanc sur case noire g3 · Pion blanc sur case noire f2 | cercle blanc sur case noire a5 · croix noire sur case blanche b5 · cercle blanc sur case noire c5 · Pion blanc sur case noire b4 · croix noire sur case noire f4 · cercle blanc sur case noire e3 · croix noire sur case blanche f3 · cercle blanc sur case noire g3 · Pion blanc sur case noire f2 | cercle blanc sur case noire a5 · croix noire sur case blanche b5 · cercle blanc sur case noire c5 · Pion blanc sur case noire b4 · croix noire sur case noire f4 · cercle blanc sur case noire e3 · croix noire sur case blanche f3 · cercle blanc sur case noire g3 · Pion blanc sur case noire f2 | cercle blanc sur case noire a5 · croix noire sur case blanche b5 · cercle blanc sur case noire c5 · Pion blanc sur case noire b4 · croix noire sur case noire f4 · cercle blanc sur case noire e3 · croix noire sur case blanche f3 · cercle blanc sur case noire g3 · Pion blanc sur case noire f2 | cercle blanc sur case noire a5 · croix noire sur case blanche b5 · cercle blanc sur case noire c5 · Pion blanc sur case noire b4 · croix noire sur case noire f4 · cercle blanc sur case noire e3 · croix noire sur case blanche f3 · cercle blanc sur case noire g3 · Pion blanc sur case noire f2 | cercle blanc sur case noire a5 · croix noire sur case blanche b5 · cercle blanc sur case noire c5 · Pion blanc sur case noire b4 · croix noire sur case noire f4 · cercle blanc sur case noire e3 · croix noire sur case blanche f3 · cercle blanc sur case noire g3 · Pion blanc sur case noire f2 | cercle blanc sur case noire a5 · croix noire sur case blanche b5 · cercle blanc sur case noire c5 · Pion blanc sur case noire b4 · croix noire sur case noire f4 · cercle blanc sur case noire e3 · croix noire sur case blanche f3 · cercle blanc sur case noire g3 · Pion blanc sur case noire f2 | 5 |
| 4 | cercle blanc sur case noire a5 · croix noire sur case blanche b5 · cercle blanc sur case noire c5 · Pion blanc sur case noire b4 · croix noire sur case noire f4 · cercle blanc sur case noire e3 · croix noire sur case blanche f3 · cercle blanc sur case noire g3 · Pion blanc sur case noire f2 | cercle blanc sur case noire a5 · croix noire sur case blanche b5 · cercle blanc sur case noire c5 · Pion blanc sur case noire b4 · croix noire sur case noire f4 · cercle blanc sur case noire e3 · croix noire sur case blanche f3 · cercle blanc sur case noire g3 · Pion blanc sur case noire f2 | cercle blanc sur case noire a5 · croix noire sur case blanche b5 · cercle blanc sur case noire c5 · Pion blanc sur case noire b4 · croix noire sur case noire f4 · cercle blanc sur case noire e3 · croix noire sur case blanche f3 · cercle blanc sur case noire g3 · Pion blanc sur case noire f2 | cercle blanc sur case noire a5 · croix noire sur case blanche b5 · cercle blanc sur case noire c5 · Pion blanc sur case noire b4 · croix noire sur case noire f4 · cercle blanc sur case noire e3 · croix noire sur case blanche f3 · cercle blanc sur case noire g3 · Pion blanc sur case noire f2 | cercle blanc sur case noire a5 · croix noire sur case blanche b5 · cercle blanc sur case noire c5 · Pion blanc sur case noire b4 · croix noire sur case noire f4 · cercle blanc sur case noire e3 · croix noire sur case blanche f3 · cercle blanc sur case noire g3 · Pion blanc sur case noire f2 | cercle blanc sur case noire a5 · croix noire sur case blanche b5 · cercle blanc sur case noire c5 · Pion blanc sur case noire b4 · croix noire sur case noire f4 · cercle blanc sur case noire e3 · croix noire sur case blanche f3 · cercle blanc sur case noire g3 · Pion blanc sur case noire f2 | cercle blanc sur case noire a5 · croix noire sur case blanche b5 · cercle blanc sur case noire c5 · Pion blanc sur case noire b4 · croix noire sur case noire f4 · cercle blanc sur case noire e3 · croix noire sur case blanche f3 · cercle blanc sur case noire g3 · Pion blanc sur case noire f2 | cercle blanc sur case noire a5 · croix noire sur case blanche b5 · cercle blanc sur case noire c5 · Pion blanc sur case noire b4 · croix noire sur case noire f4 · cercle blanc sur case noire e3 · croix noire sur case blanche f3 · cercle blanc sur case noire g3 · Pion blanc sur case noire f2 | 4 |
| 3 | cercle blanc sur case noire a5 · croix noire sur case blanche b5 · cercle blanc sur case noire c5 · Pion blanc sur case noire b4 · croix noire sur case noire f4 · cercle blanc sur case noire e3 · croix noire sur case blanche f3 · cercle blanc sur case noire g3 · Pion blanc sur case noire f2 | cercle blanc sur case noire a5 · croix noire sur case blanche b5 · cercle blanc sur case noire c5 · Pion blanc sur case noire b4 · croix noire sur case noire f4 · cercle blanc sur case noire e3 · croix noire sur case blanche f3 · cercle blanc sur case noire g3 · Pion blanc sur case noire f2 | cercle blanc sur case noire a5 · croix noire sur case blanche b5 · cercle blanc sur case noire c5 · Pion blanc sur case noire b4 · croix noire sur case noire f4 · cercle blanc sur case noire e3 · croix noire sur case blanche f3 · cercle blanc sur case noire g3 · Pion blanc sur case noire f2 | cercle blanc sur case noire a5 · croix noire sur case blanche b5 · cercle blanc sur case noire c5 · Pion blanc sur case noire b4 · croix noire sur case noire f4 · cercle blanc sur case noire e3 · croix noire sur case blanche f3 · cercle blanc sur case noire g3 · Pion blanc sur case noire f2 | cercle blanc sur case noire a5 · croix noire sur case blanche b5 · cercle blanc sur case noire c5 · Pion blanc sur case noire b4 · croix noire sur case noire f4 · cercle blanc sur case noire e3 · croix noire sur case blanche f3 · cercle blanc sur case noire g3 · Pion blanc sur case noire f2 | cercle blanc sur case noire a5 · croix noire sur case blanche b5 · cercle blanc sur case noire c5 · Pion blanc sur case noire b4 · croix noire sur case noire f4 · cercle blanc sur case noire e3 · croix noire sur case blanche f3 · cercle blanc sur case noire g3 · Pion blanc sur case noire f2 | cercle blanc sur case noire a5 · croix noire sur case blanche b5 · cercle blanc sur case noire c5 · Pion blanc sur case noire b4 · croix noire sur case noire f4 · cercle blanc sur case noire e3 · croix noire sur case blanche f3 · cercle blanc sur case noire g3 · Pion blanc sur case noire f2 | cercle blanc sur case noire a5 · croix noire sur case blanche b5 · cercle blanc sur case noire c5 · Pion blanc sur case noire b4 · croix noire sur case noire f4 · cercle blanc sur case noire e3 · croix noire sur case blanche f3 · cercle blanc sur case noire g3 · Pion blanc sur case noire f2 | 3 |
| 2 | cercle blanc sur case noire a5 · croix noire sur case blanche b5 · cercle blanc sur case noire c5 · Pion blanc sur case noire b4 · croix noire sur case noire f4 · cercle blanc sur case noire e3 · croix noire sur case blanche f3 · cercle blanc sur case noire g3 · Pion blanc sur case noire f2 | cercle blanc sur case noire a5 · croix noire sur case blanche b5 · cercle blanc sur case noire c5 · Pion blanc sur case noire b4 · croix noire sur case noire f4 · cercle blanc sur case noire e3 · croix noire sur case blanche f3 · cercle blanc sur case noire g3 · Pion blanc sur case noire f2 | cercle blanc sur case noire a5 · croix noire sur case blanche b5 · cercle blanc sur case noire c5 · Pion blanc sur case noire b4 · croix noire sur case noire f4 · cercle blanc sur case noire e3 · croix noire sur case blanche f3 · cercle blanc sur case noire g3 · Pion blanc sur case noire f2 | cercle blanc sur case noire a5 · croix noire sur case blanche b5 · cercle blanc sur case noire c5 · Pion blanc sur case noire b4 · croix noire sur case noire f4 · cercle blanc sur case noire e3 · croix noire sur case blanche f3 · cercle blanc sur case noire g3 · Pion blanc sur case noire f2 | cercle blanc sur case noire a5 · croix noire sur case blanche b5 · cercle blanc sur case noire c5 · Pion blanc sur case noire b4 · croix noire sur case noire f4 · cercle blanc sur case noire e3 · croix noire sur case blanche f3 · cercle blanc sur case noire g3 · Pion blanc sur case noire f2 | cercle blanc sur case noire a5 · croix noire sur case blanche b5 · cercle blanc sur case noire c5 · Pion blanc sur case noire b4 · croix noire sur case noire f4 · cercle blanc sur case noire e3 · croix noire sur case blanche f3 · cercle blanc sur case noire g3 · Pion blanc sur case noire f2 | cercle blanc sur case noire a5 · croix noire sur case blanche b5 · cercle blanc sur case noire c5 · Pion blanc sur case noire b4 · croix noire sur case noire f4 · cercle blanc sur case noire e3 · croix noire sur case blanche f3 · cercle blanc sur case noire g3 · Pion blanc sur case noire f2 | cercle blanc sur case noire a5 · croix noire sur case blanche b5 · cercle blanc sur case noire c5 · Pion blanc sur case noire b4 · croix noire sur case noire f4 · cercle blanc sur case noire e3 · croix noire sur case blanche f3 · cercle blanc sur case noire g3 · Pion blanc sur case noire f2 | 2 |
| 1 | cercle blanc sur case noire a5 · croix noire sur case blanche b5 · cercle blanc sur case noire c5 · Pion blanc sur case noire b4 · croix noire sur case noire f4 · cercle blanc sur case noire e3 · croix noire sur case blanche f3 · cercle blanc sur case noire g3 · Pion blanc sur case noire f2 | cercle blanc sur case noire a5 · croix noire sur case blanche b5 · cercle blanc sur case noire c5 · Pion blanc sur case noire b4 · croix noire sur case noire f4 · cercle blanc sur case noire e3 · croix noire sur case blanche f3 · cercle blanc sur case noire g3 · Pion blanc sur case noire f2 | cercle blanc sur case noire a5 · croix noire sur case blanche b5 · cercle blanc sur case noire c5 · Pion blanc sur case noire b4 · croix noire sur case noire f4 · cercle blanc sur case noire e3 · croix noire sur case blanche f3 · cercle blanc sur case noire g3 · Pion blanc sur case noire f2 | cercle blanc sur case noire a5 · croix noire sur case blanche b5 · cercle blanc sur case noire c5 · Pion blanc sur case noire b4 · croix noire sur case noire f4 · cercle blanc sur case noire e3 · croix noire sur case blanche f3 · cercle blanc sur case noire g3 · Pion blanc sur case noire f2 | cercle blanc sur case noire a5 · croix noire sur case blanche b5 · cercle blanc sur case noire c5 · Pion blanc sur case noire b4 · croix noire sur case noire f4 · cercle blanc sur case noire e3 · croix noire sur case blanche f3 · cercle blanc sur case noire g3 · Pion blanc sur case noire f2 | cercle blanc sur case noire a5 · croix noire sur case blanche b5 · cercle blanc sur case noire c5 · Pion blanc sur case noire b4 · croix noire sur case noire f4 · cercle blanc sur case noire e3 · croix noire sur case blanche f3 · cercle blanc sur case noire g3 · Pion blanc sur case noire f2 | cercle blanc sur case noire a5 · croix noire sur case blanche b5 · cercle blanc sur case noire c5 · Pion blanc sur case noire b4 · croix noire sur case noire f4 · cercle blanc sur case noire e3 · croix noire sur case blanche f3 · cercle blanc sur case noire g3 · Pion blanc sur case noire f2 | cercle blanc sur case noire a5 · croix noire sur case blanche b5 · cercle blanc sur case noire c5 · Pion blanc sur case noire b4 · croix noire sur case noire f4 · cercle blanc sur case noire e3 · croix noire sur case blanche f3 · cercle blanc sur case noire g3 · Pion blanc sur case noire f2 | 1 |
|   | a | b | c | d | e | f | g | h |   |

|   | a | b | c | d | e | f | g | h |   |
| 8 | Pion noir sur case noire g7 · Pion noir sur case noire b6 · cercle noir sur case noire f6 · croix noire sur case blanche g6 · cercle noir sur case noire h6 · cercle noir sur case noire a5 · croix noire sur case blanche b5 · cercle noir sur case noire c5 · croix noire sur case noire g5 | Pion noir sur case noire g7 · Pion noir sur case noire b6 · cercle noir sur case noire f6 · croix noire sur case blanche g6 · cercle noir sur case noire h6 · cercle noir sur case noire a5 · croix noire sur case blanche b5 · cercle noir sur case noire c5 · croix noire sur case noire g5 | Pion noir sur case noire g7 · Pion noir sur case noire b6 · cercle noir sur case noire f6 · croix noire sur case blanche g6 · cercle noir sur case noire h6 · cercle noir sur case noire a5 · croix noire sur case blanche b5 · cercle noir sur case noire c5 · croix noire sur case noire g5 | Pion noir sur case noire g7 · Pion noir sur case noire b6 · cercle noir sur case noire f6 · croix noire sur case blanche g6 · cercle noir sur case noire h6 · cercle noir sur case noire a5 · croix noire sur case blanche b5 · cercle noir sur case noire c5 · croix noire sur case noire g5 | Pion noir sur case noire g7 · Pion noir sur case noire b6 · cercle noir sur case noire f6 · croix noire sur case blanche g6 · cercle noir sur case noire h6 · cercle noir sur case noire a5 · croix noire sur case blanche b5 · cercle noir sur case noire c5 · croix noire sur case noire g5 | Pion noir sur case noire g7 · Pion noir sur case noire b6 · cercle noir sur case noire f6 · croix noire sur case blanche g6 · cercle noir sur case noire h6 · cercle noir sur case noire a5 · croix noire sur case blanche b5 · cercle noir sur case noire c5 · croix noire sur case noire g5 | Pion noir sur case noire g7 · Pion noir sur case noire b6 · cercle noir sur case noire f6 · croix noire sur case blanche g6 · cercle noir sur case noire h6 · cercle noir sur case noire a5 · croix noire sur case blanche b5 · cercle noir sur case noire c5 · croix noire sur case noire g5 | Pion noir sur case noire g7 · Pion noir sur case noire b6 · cercle noir sur case noire f6 · croix noire sur case blanche g6 · cercle noir sur case noire h6 · cercle noir sur case noire a5 · croix noire sur case blanche b5 · cercle noir sur case noire c5 · croix noire sur case noire g5 | 8 |
| 7 | Pion noir sur case noire g7 · Pion noir sur case noire b6 · cercle noir sur case noire f6 · croix noire sur case blanche g6 · cercle noir sur case noire h6 · cercle noir sur case noire a5 · croix noire sur case blanche b5 · cercle noir sur case noire c5 · croix noire sur case noire g5 | Pion noir sur case noire g7 · Pion noir sur case noire b6 · cercle noir sur case noire f6 · croix noire sur case blanche g6 · cercle noir sur case noire h6 · cercle noir sur case noire a5 · croix noire sur case blanche b5 · cercle noir sur case noire c5 · croix noire sur case noire g5 | Pion noir sur case noire g7 · Pion noir sur case noire b6 · cercle noir sur case noire f6 · croix noire sur case blanche g6 · cercle noir sur case noire h6 · cercle noir sur case noire a5 · croix noire sur case blanche b5 · cercle noir sur case noire c5 · croix noire sur case noire g5 | Pion noir sur case noire g7 · Pion noir sur case noire b6 · cercle noir sur case noire f6 · croix noire sur case blanche g6 · cercle noir sur case noire h6 · cercle noir sur case noire a5 · croix noire sur case blanche b5 · cercle noir sur case noire c5 · croix noire sur case noire g5 | Pion noir sur case noire g7 · Pion noir sur case noire b6 · cercle noir sur case noire f6 · croix noire sur case blanche g6 · cercle noir sur case noire h6 · cercle noir sur case noire a5 · croix noire sur case blanche b5 · cercle noir sur case noire c5 · croix noire sur case noire g5 | Pion noir sur case noire g7 · Pion noir sur case noire b6 · cercle noir sur case noire f6 · croix noire sur case blanche g6 · cercle noir sur case noire h6 · cercle noir sur case noire a5 · croix noire sur case blanche b5 · cercle noir sur case noire c5 · croix noire sur case noire g5 | Pion noir sur case noire g7 · Pion noir sur case noire b6 · cercle noir sur case noire f6 · croix noire sur case blanche g6 · cercle noir sur case noire h6 · cercle noir sur case noire a5 · croix noire sur case blanche b5 · cercle noir sur case noire c5 · croix noire sur case noire g5 | Pion noir sur case noire g7 · Pion noir sur case noire b6 · cercle noir sur case noire f6 · croix noire sur case blanche g6 · cercle noir sur case noire h6 · cercle noir sur case noire a5 · croix noire sur case blanche b5 · cercle noir sur case noire c5 · croix noire sur case noire g5 | 7 |
| 6 | Pion noir sur case noire g7 · Pion noir sur case noire b6 · cercle noir sur case noire f6 · croix noire sur case blanche g6 · cercle noir sur case noire h6 · cercle noir sur case noire a5 · croix noire sur case blanche b5 · cercle noir sur case noire c5 · croix noire sur case noire g5 | Pion noir sur case noire g7 · Pion noir sur case noire b6 · cercle noir sur case noire f6 · croix noire sur case blanche g6 · cercle noir sur case noire h6 · cercle noir sur case noire a5 · croix noire sur case blanche b5 · cercle noir sur case noire c5 · croix noire sur case noire g5 | Pion noir sur case noire g7 · Pion noir sur case noire b6 · cercle noir sur case noire f6 · croix noire sur case blanche g6 · cercle noir sur case noire h6 · cercle noir sur case noire a5 · croix noire sur case blanche b5 · cercle noir sur case noire c5 · croix noire sur case noire g5 | Pion noir sur case noire g7 · Pion noir sur case noire b6 · cercle noir sur case noire f6 · croix noire sur case blanche g6 · cercle noir sur case noire h6 · cercle noir sur case noire a5 · croix noire sur case blanche b5 · cercle noir sur case noire c5 · croix noire sur case noire g5 | Pion noir sur case noire g7 · Pion noir sur case noire b6 · cercle noir sur case noire f6 · croix noire sur case blanche g6 · cercle noir sur case noire h6 · cercle noir sur case noire a5 · croix noire sur case blanche b5 · cercle noir sur case noire c5 · croix noire sur case noire g5 | Pion noir sur case noire g7 · Pion noir sur case noire b6 · cercle noir sur case noire f6 · croix noire sur case blanche g6 · cercle noir sur case noire h6 · cercle noir sur case noire a5 · croix noire sur case blanche b5 · cercle noir sur case noire c5 · croix noire sur case noire g5 | Pion noir sur case noire g7 · Pion noir sur case noire b6 · cercle noir sur case noire f6 · croix noire sur case blanche g6 · cercle noir sur case noire h6 · cercle noir sur case noire a5 · croix noire sur case blanche b5 · cercle noir sur case noire c5 · croix noire sur case noire g5 | Pion noir sur case noire g7 · Pion noir sur case noire b6 · cercle noir sur case noire f6 · croix noire sur case blanche g6 · cercle noir sur case noire h6 · cercle noir sur case noire a5 · croix noire sur case blanche b5 · cercle noir sur case noire c5 · croix noire sur case noire g5 | 6 |
| 5 | Pion noir sur case noire g7 · Pion noir sur case noire b6 · cercle noir sur case noire f6 · croix noire sur case blanche g6 · cercle noir sur case noire h6 · cercle noir sur case noire a5 · croix noire sur case blanche b5 · cercle noir sur case noire c5 · croix noire sur case noire g5 | Pion noir sur case noire g7 · Pion noir sur case noire b6 · cercle noir sur case noire f6 · croix noire sur case blanche g6 · cercle noir sur case noire h6 · cercle noir sur case noire a5 · croix noire sur case blanche b5 · cercle noir sur case noire c5 · croix noire sur case noire g5 | Pion noir sur case noire g7 · Pion noir sur case noire b6 · cercle noir sur case noire f6 · croix noire sur case blanche g6 · cercle noir sur case noire h6 · cercle noir sur case noire a5 · croix noire sur case blanche b5 · cercle noir sur case noire c5 · croix noire sur case noire g5 | Pion noir sur case noire g7 · Pion noir sur case noire b6 · cercle noir sur case noire f6 · croix noire sur case blanche g6 · cercle noir sur case noire h6 · cercle noir sur case noire a5 · croix noire sur case blanche b5 · cercle noir sur case noire c5 · croix noire sur case noire g5 | Pion noir sur case noire g7 · Pion noir sur case noire b6 · cercle noir sur case noire f6 · croix noire sur case blanche g6 · cercle noir sur case noire h6 · cercle noir sur case noire a5 · croix noire sur case blanche b5 · cercle noir sur case noire c5 · croix noire sur case noire g5 | Pion noir sur case noire g7 · Pion noir sur case noire b6 · cercle noir sur case noire f6 · croix noire sur case blanche g6 · cercle noir sur case noire h6 · cercle noir sur case noire a5 · croix noire sur case blanche b5 · cercle noir sur case noire c5 · croix noire sur case noire g5 | Pion noir sur case noire g7 · Pion noir sur case noire b6 · cercle noir sur case noire f6 · croix noire sur case blanche g6 · cercle noir sur case noire h6 · cercle noir sur case noire a5 · croix noire sur case blanche b5 · cercle noir sur case noire c5 · croix noire sur case noire g5 | Pion noir sur case noire g7 · Pion noir sur case noire b6 · cercle noir sur case noire f6 · croix noire sur case blanche g6 · cercle noir sur case noire h6 · cercle noir sur case noire a5 · croix noire sur case blanche b5 · cercle noir sur case noire c5 · croix noire sur case noire g5 | 5 |
| 4 | Pion noir sur case noire g7 · Pion noir sur case noire b6 · cercle noir sur case noire f6 · croix noire sur case blanche g6 · cercle noir sur case noire h6 · cercle noir sur case noire a5 · croix noire sur case blanche b5 · cercle noir sur case noire c5 · croix noire sur case noire g5 | Pion noir sur case noire g7 · Pion noir sur case noire b6 · cercle noir sur case noire f6 · croix noire sur case blanche g6 · cercle noir sur case noire h6 · cercle noir sur case noire a5 · croix noire sur case blanche b5 · cercle noir sur case noire c5 · croix noire sur case noire g5 | Pion noir sur case noire g7 · Pion noir sur case noire b6 · cercle noir sur case noire f6 · croix noire sur case blanche g6 · cercle noir sur case noire h6 · cercle noir sur case noire a5 · croix noire sur case blanche b5 · cercle noir sur case noire c5 · croix noire sur case noire g5 | Pion noir sur case noire g7 · Pion noir sur case noire b6 · cercle noir sur case noire f6 · croix noire sur case blanche g6 · cercle noir sur case noire h6 · cercle noir sur case noire a5 · croix noire sur case blanche b5 · cercle noir sur case noire c5 · croix noire sur case noire g5 | Pion noir sur case noire g7 · Pion noir sur case noire b6 · cercle noir sur case noire f6 · croix noire sur case blanche g6 · cercle noir sur case noire h6 · cercle noir sur case noire a5 · croix noire sur case blanche b5 · cercle noir sur case noire c5 · croix noire sur case noire g5 | Pion noir sur case noire g7 · Pion noir sur case noire b6 · cercle noir sur case noire f6 · croix noire sur case blanche g6 · cercle noir sur case noire h6 · cercle noir sur case noire a5 · croix noire sur case blanche b5 · cercle noir sur case noire c5 · croix noire sur case noire g5 | Pion noir sur case noire g7 · Pion noir sur case noire b6 · cercle noir sur case noire f6 · croix noire sur case blanche g6 · cercle noir sur case noire h6 · cercle noir sur case noire a5 · croix noire sur case blanche b5 · cercle noir sur case noire c5 · croix noire sur case noire g5 | Pion noir sur case noire g7 · Pion noir sur case noire b6 · cercle noir sur case noire f6 · croix noire sur case blanche g6 · cercle noir sur case noire h6 · cercle noir sur case noire a5 · croix noire sur case blanche b5 · cercle noir sur case noire c5 · croix noire sur case noire g5 | 4 |
| 3 | Pion noir sur case noire g7 · Pion noir sur case noire b6 · cercle noir sur case noire f6 · croix noire sur case blanche g6 · cercle noir sur case noire h6 · cercle noir sur case noire a5 · croix noire sur case blanche b5 · cercle noir sur case noire c5 · croix noire sur case noire g5 | Pion noir sur case noire g7 · Pion noir sur case noire b6 · cercle noir sur case noire f6 · croix noire sur case blanche g6 · cercle noir sur case noire h6 · cercle noir sur case noire a5 · croix noire sur case blanche b5 · cercle noir sur case noire c5 · croix noire sur case noire g5 | Pion noir sur case noire g7 · Pion noir sur case noire b6 · cercle noir sur case noire f6 · croix noire sur case blanche g6 · cercle noir sur case noire h6 · cercle noir sur case noire a5 · croix noire sur case blanche b5 · cercle noir sur case noire c5 · croix noire sur case noire g5 | Pion noir sur case noire g7 · Pion noir sur case noire b6 · cercle noir sur case noire f6 · croix noire sur case blanche g6 · cercle noir sur case noire h6 · cercle noir sur case noire a5 · croix noire sur case blanche b5 · cercle noir sur case noire c5 · croix noire sur case noire g5 | Pion noir sur case noire g7 · Pion noir sur case noire b6 · cercle noir sur case noire f6 · croix noire sur case blanche g6 · cercle noir sur case noire h6 · cercle noir sur case noire a5 · croix noire sur case blanche b5 · cercle noir sur case noire c5 · croix noire sur case noire g5 | Pion noir sur case noire g7 · Pion noir sur case noire b6 · cercle noir sur case noire f6 · croix noire sur case blanche g6 · cercle noir sur case noire h6 · cercle noir sur case noire a5 · croix noire sur case blanche b5 · cercle noir sur case noire c5 · croix noire sur case noire g5 | Pion noir sur case noire g7 · Pion noir sur case noire b6 · cercle noir sur case noire f6 · croix noire sur case blanche g6 · cercle noir sur case noire h6 · cercle noir sur case noire a5 · croix noire sur case blanche b5 · cercle noir sur case noire c5 · croix noire sur case noire g5 | Pion noir sur case noire g7 · Pion noir sur case noire b6 · cercle noir sur case noire f6 · croix noire sur case blanche g6 · cercle noir sur case noire h6 · cercle noir sur case noire a5 · croix noire sur case blanche b5 · cercle noir sur case noire c5 · croix noire sur case noire g5 | 3 |
| 2 | Pion noir sur case noire g7 · Pion noir sur case noire b6 · cercle noir sur case noire f6 · croix noire sur case blanche g6 · cercle noir sur case noire h6 · cercle noir sur case noire a5 · croix noire sur case blanche b5 · cercle noir sur case noire c5 · croix noire sur case noire g5 | Pion noir sur case noire g7 · Pion noir sur case noire b6 · cercle noir sur case noire f6 · croix noire sur case blanche g6 · cercle noir sur case noire h6 · cercle noir sur case noire a5 · croix noire sur case blanche b5 · cercle noir sur case noire c5 · croix noire sur case noire g5 | Pion noir sur case noire g7 · Pion noir sur case noire b6 · cercle noir sur case noire f6 · croix noire sur case blanche g6 · cercle noir sur case noire h6 · cercle noir sur case noire a5 · croix noire sur case blanche b5 · cercle noir sur case noire c5 · croix noire sur case noire g5 | Pion noir sur case noire g7 · Pion noir sur case noire b6 · cercle noir sur case noire f6 · croix noire sur case blanche g6 · cercle noir sur case noire h6 · cercle noir sur case noire a5 · croix noire sur case blanche b5 · cercle noir sur case noire c5 · croix noire sur case noire g5 | Pion noir sur case noire g7 · Pion noir sur case noire b6 · cercle noir sur case noire f6 · croix noire sur case blanche g6 · cercle noir sur case noire h6 · cercle noir sur case noire a5 · croix noire sur case blanche b5 · cercle noir sur case noire c5 · croix noire sur case noire g5 | Pion noir sur case noire g7 · Pion noir sur case noire b6 · cercle noir sur case noire f6 · croix noire sur case blanche g6 · cercle noir sur case noire h6 · cercle noir sur case noire a5 · croix noire sur case blanche b5 · cercle noir sur case noire c5 · croix noire sur case noire g5 | Pion noir sur case noire g7 · Pion noir sur case noire b6 · cercle noir sur case noire f6 · croix noire sur case blanche g6 · cercle noir sur case noire h6 · cercle noir sur case noire a5 · croix noire sur case blanche b5 · cercle noir sur case noire c5 · croix noire sur case noire g5 | Pion noir sur case noire g7 · Pion noir sur case noire b6 · cercle noir sur case noire f6 · croix noire sur case blanche g6 · cercle noir sur case noire h6 · cercle noir sur case noire a5 · croix noire sur case blanche b5 · cercle noir sur case noire c5 · croix noire sur case noire g5 | 2 |
| 1 | Pion noir sur case noire g7 · Pion noir sur case noire b6 · cercle noir sur case noire f6 · croix noire sur case blanche g6 · cercle noir sur case noire h6 · cercle noir sur case noire a5 · croix noire sur case blanche b5 · cercle noir sur case noire c5 · croix noire sur case noire g5 | Pion noir sur case noire g7 · Pion noir sur case noire b6 · cercle noir sur case noire f6 · croix noire sur case blanche g6 · cercle noir sur case noire h6 · cercle noir sur case noire a5 · croix noire sur case blanche b5 · cercle noir sur case noire c5 · croix noire sur case noire g5 | Pion noir sur case noire g7 · Pion noir sur case noire b6 · cercle noir sur case noire f6 · croix noire sur case blanche g6 · cercle noir sur case noire h6 · cercle noir sur case noire a5 · croix noire sur case blanche b5 · cercle noir sur case noire c5 · croix noire sur case noire g5 | Pion noir sur case noire g7 · Pion noir sur case noire b6 · cercle noir sur case noire f6 · croix noire sur case blanche g6 · cercle noir sur case noire h6 · cercle noir sur case noire a5 · croix noire sur case blanche b5 · cercle noir sur case noire c5 · croix noire sur case noire g5 | Pion noir sur case noire g7 · Pion noir sur case noire b6 · cercle noir sur case noire f6 · croix noire sur case blanche g6 · cercle noir sur case noire h6 · cercle noir sur case noire a5 · croix noire sur case blanche b5 · cercle noir sur case noire c5 · croix noire sur case noire g5 | Pion noir sur case noire g7 · Pion noir sur case noire b6 · cercle noir sur case noire f6 · croix noire sur case blanche g6 · cercle noir sur case noire h6 · cercle noir sur case noire a5 · croix noire sur case blanche b5 · cercle noir sur case noire c5 · croix noire sur case noire g5 | Pion noir sur case noire g7 · Pion noir sur case noire b6 · cercle noir sur case noire f6 · croix noire sur case blanche g6 · cercle noir sur case noire h6 · cercle noir sur case noire a5 · croix noire sur case blanche b5 · cercle noir sur case noire c5 · croix noire sur case noire g5 | Pion noir sur case noire g7 · Pion noir sur case noire b6 · cercle noir sur case noire f6 · croix noire sur case blanche g6 · cercle noir sur case noire h6 · cercle noir sur case noire a5 · croix noire sur case blanche b5 · cercle noir sur case noire c5 · croix noire sur case noire g5 | 1 |
|   | a | b | c | d | e | f | g | h |   |

|   | a | b | c | d | e | f | g | h |   |
| 8 | Pion noir sur case blanche d5 · Cavalier blanc sur case blanche c4 · croix noire sur case noire d4 · cercle noir sur case blanche e4 | Pion noir sur case blanche d5 · Cavalier blanc sur case blanche c4 · croix noire sur case noire d4 · cercle noir sur case blanche e4 | Pion noir sur case blanche d5 · Cavalier blanc sur case blanche c4 · croix noire sur case noire d4 · cercle noir sur case blanche e4 | Pion noir sur case blanche d5 · Cavalier blanc sur case blanche c4 · croix noire sur case noire d4 · cercle noir sur case blanche e4 | Pion noir sur case blanche d5 · Cavalier blanc sur case blanche c4 · croix noire sur case noire d4 · cercle noir sur case blanche e4 | Pion noir sur case blanche d5 · Cavalier blanc sur case blanche c4 · croix noire sur case noire d4 · cercle noir sur case blanche e4 | Pion noir sur case blanche d5 · Cavalier blanc sur case blanche c4 · croix noire sur case noire d4 · cercle noir sur case blanche e4 | Pion noir sur case blanche d5 · Cavalier blanc sur case blanche c4 · croix noire sur case noire d4 · cercle noir sur case blanche e4 | 8 |
| 7 | Pion noir sur case blanche d5 · Cavalier blanc sur case blanche c4 · croix noire sur case noire d4 · cercle noir sur case blanche e4 | Pion noir sur case blanche d5 · Cavalier blanc sur case blanche c4 · croix noire sur case noire d4 · cercle noir sur case blanche e4 | Pion noir sur case blanche d5 · Cavalier blanc sur case blanche c4 · croix noire sur case noire d4 · cercle noir sur case blanche e4 | Pion noir sur case blanche d5 · Cavalier blanc sur case blanche c4 · croix noire sur case noire d4 · cercle noir sur case blanche e4 | Pion noir sur case blanche d5 · Cavalier blanc sur case blanche c4 · croix noire sur case noire d4 · cercle noir sur case blanche e4 | Pion noir sur case blanche d5 · Cavalier blanc sur case blanche c4 · croix noire sur case noire d4 · cercle noir sur case blanche e4 | Pion noir sur case blanche d5 · Cavalier blanc sur case blanche c4 · croix noire sur case noire d4 · cercle noir sur case blanche e4 | Pion noir sur case blanche d5 · Cavalier blanc sur case blanche c4 · croix noire sur case noire d4 · cercle noir sur case blanche e4 | 7 |
| 6 | Pion noir sur case blanche d5 · Cavalier blanc sur case blanche c4 · croix noire sur case noire d4 · cercle noir sur case blanche e4 | Pion noir sur case blanche d5 · Cavalier blanc sur case blanche c4 · croix noire sur case noire d4 · cercle noir sur case blanche e4 | Pion noir sur case blanche d5 · Cavalier blanc sur case blanche c4 · croix noire sur case noire d4 · cercle noir sur case blanche e4 | Pion noir sur case blanche d5 · Cavalier blanc sur case blanche c4 · croix noire sur case noire d4 · cercle noir sur case blanche e4 | Pion noir sur case blanche d5 · Cavalier blanc sur case blanche c4 · croix noire sur case noire d4 · cercle noir sur case blanche e4 | Pion noir sur case blanche d5 · Cavalier blanc sur case blanche c4 · croix noire sur case noire d4 · cercle noir sur case blanche e4 | Pion noir sur case blanche d5 · Cavalier blanc sur case blanche c4 · croix noire sur case noire d4 · cercle noir sur case blanche e4 | Pion noir sur case blanche d5 · Cavalier blanc sur case blanche c4 · croix noire sur case noire d4 · cercle noir sur case blanche e4 | 6 |
| 5 | Pion noir sur case blanche d5 · Cavalier blanc sur case blanche c4 · croix noire sur case noire d4 · cercle noir sur case blanche e4 | Pion noir sur case blanche d5 · Cavalier blanc sur case blanche c4 · croix noire sur case noire d4 · cercle noir sur case blanche e4 | Pion noir sur case blanche d5 · Cavalier blanc sur case blanche c4 · croix noire sur case noire d4 · cercle noir sur case blanche e4 | Pion noir sur case blanche d5 · Cavalier blanc sur case blanche c4 · croix noire sur case noire d4 · cercle noir sur case blanche e4 | Pion noir sur case blanche d5 · Cavalier blanc sur case blanche c4 · croix noire sur case noire d4 · cercle noir sur case blanche e4 | Pion noir sur case blanche d5 · Cavalier blanc sur case blanche c4 · croix noire sur case noire d4 · cercle noir sur case blanche e4 | Pion noir sur case blanche d5 · Cavalier blanc sur case blanche c4 · croix noire sur case noire d4 · cercle noir sur case blanche e4 | Pion noir sur case blanche d5 · Cavalier blanc sur case blanche c4 · croix noire sur case noire d4 · cercle noir sur case blanche e4 | 5 |
| 4 | Pion noir sur case blanche d5 · Cavalier blanc sur case blanche c4 · croix noire sur case noire d4 · cercle noir sur case blanche e4 | Pion noir sur case blanche d5 · Cavalier blanc sur case blanche c4 · croix noire sur case noire d4 · cercle noir sur case blanche e4 | Pion noir sur case blanche d5 · Cavalier blanc sur case blanche c4 · croix noire sur case noire d4 · cercle noir sur case blanche e4 | Pion noir sur case blanche d5 · Cavalier blanc sur case blanche c4 · croix noire sur case noire d4 · cercle noir sur case blanche e4 | Pion noir sur case blanche d5 · Cavalier blanc sur case blanche c4 · croix noire sur case noire d4 · cercle noir sur case blanche e4 | Pion noir sur case blanche d5 · Cavalier blanc sur case blanche c4 · croix noire sur case noire d4 · cercle noir sur case blanche e4 | Pion noir sur case blanche d5 · Cavalier blanc sur case blanche c4 · croix noire sur case noire d4 · cercle noir sur case blanche e4 | Pion noir sur case blanche d5 · Cavalier blanc sur case blanche c4 · croix noire sur case noire d4 · cercle noir sur case blanche e4 | 4 |
| 3 | Pion noir sur case blanche d5 · Cavalier blanc sur case blanche c4 · croix noire sur case noire d4 · cercle noir sur case blanche e4 | Pion noir sur case blanche d5 · Cavalier blanc sur case blanche c4 · croix noire sur case noire d4 · cercle noir sur case blanche e4 | Pion noir sur case blanche d5 · Cavalier blanc sur case blanche c4 · croix noire sur case noire d4 · cercle noir sur case blanche e4 | Pion noir sur case blanche d5 · Cavalier blanc sur case blanche c4 · croix noire sur case noire d4 · cercle noir sur case blanche e4 | Pion noir sur case blanche d5 · Cavalier blanc sur case blanche c4 · croix noire sur case noire d4 · cercle noir sur case blanche e4 | Pion noir sur case blanche d5 · Cavalier blanc sur case blanche c4 · croix noire sur case noire d4 · cercle noir sur case blanche e4 | Pion noir sur case blanche d5 · Cavalier blanc sur case blanche c4 · croix noire sur case noire d4 · cercle noir sur case blanche e4 | Pion noir sur case blanche d5 · Cavalier blanc sur case blanche c4 · croix noire sur case noire d4 · cercle noir sur case blanche e4 | 3 |
| 2 | Pion noir sur case blanche d5 · Cavalier blanc sur case blanche c4 · croix noire sur case noire d4 · cercle noir sur case blanche e4 | Pion noir sur case blanche d5 · Cavalier blanc sur case blanche c4 · croix noire sur case noire d4 · cercle noir sur case blanche e4 | Pion noir sur case blanche d5 · Cavalier blanc sur case blanche c4 · croix noire sur case noire d4 · cercle noir sur case blanche e4 | Pion noir sur case blanche d5 · Cavalier blanc sur case blanche c4 · croix noire sur case noire d4 · cercle noir sur case blanche e4 | Pion noir sur case blanche d5 · Cavalier blanc sur case blanche c4 · croix noire sur case noire d4 · cercle noir sur case blanche e4 | Pion noir sur case blanche d5 · Cavalier blanc sur case blanche c4 · croix noire sur case noire d4 · cercle noir sur case blanche e4 | Pion noir sur case blanche d5 · Cavalier blanc sur case blanche c4 · croix noire sur case noire d4 · cercle noir sur case blanche e4 | Pion noir sur case blanche d5 · Cavalier blanc sur case blanche c4 · croix noire sur case noire d4 · cercle noir sur case blanche e4 | 2 |
| 1 | Pion noir sur case blanche d5 · Cavalier blanc sur case blanche c4 · croix noire sur case noire d4 · cercle noir sur case blanche e4 | Pion noir sur case blanche d5 · Cavalier blanc sur case blanche c4 · croix noire sur case noire d4 · cercle noir sur case blanche e4 | Pion noir sur case blanche d5 · Cavalier blanc sur case blanche c4 · croix noire sur case noire d4 · cercle noir sur case blanche e4 | Pion noir sur case blanche d5 · Cavalier blanc sur case blanche c4 · croix noire sur case noire d4 · cercle noir sur case blanche e4 | Pion noir sur case blanche d5 · Cavalier blanc sur case blanche c4 · croix noire sur case noire d4 · cercle noir sur case blanche e4 | Pion noir sur case blanche d5 · Cavalier blanc sur case blanche c4 · croix noire sur case noire d4 · cercle noir sur case blanche e4 | Pion noir sur case blanche d5 · Cavalier blanc sur case blanche c4 · croix noire sur case noire d4 · cercle noir sur case blanche e4 | Pion noir sur case blanche d5 · Cavalier blanc sur case blanche c4 · croix noire sur case noire d4 · cercle noir sur case blanche e4 | 1 |
|   | a | b | c | d | e | f | g | h |   |

### Règles spéciales

#### Pat
|   | a | b | c | d | e | f | g | h |   |
| 8 | Roi noir sur case blanche a8 · Tour noire sur case noire b8 · Roi blanc sur case blanche a6 · Pion blanc sur case noire a5 | Roi noir sur case blanche a8 · Tour noire sur case noire b8 · Roi blanc sur case blanche a6 · Pion blanc sur case noire a5 | Roi noir sur case blanche a8 · Tour noire sur case noire b8 · Roi blanc sur case blanche a6 · Pion blanc sur case noire a5 | Roi noir sur case blanche a8 · Tour noire sur case noire b8 · Roi blanc sur case blanche a6 · Pion blanc sur case noire a5 | Roi noir sur case blanche a8 · Tour noire sur case noire b8 · Roi blanc sur case blanche a6 · Pion blanc sur case noire a5 | Roi noir sur case blanche a8 · Tour noire sur case noire b8 · Roi blanc sur case blanche a6 · Pion blanc sur case noire a5 | Roi noir sur case blanche a8 · Tour noire sur case noire b8 · Roi blanc sur case blanche a6 · Pion blanc sur case noire a5 | Roi noir sur case blanche a8 · Tour noire sur case noire b8 · Roi blanc sur case blanche a6 · Pion blanc sur case noire a5 | 8 |
| 7 | Roi noir sur case blanche a8 · Tour noire sur case noire b8 · Roi blanc sur case blanche a6 · Pion blanc sur case noire a5 | Roi noir sur case blanche a8 · Tour noire sur case noire b8 · Roi blanc sur case blanche a6 · Pion blanc sur case noire a5 | Roi noir sur case blanche a8 · Tour noire sur case noire b8 · Roi blanc sur case blanche a6 · Pion blanc sur case noire a5 | Roi noir sur case blanche a8 · Tour noire sur case noire b8 · Roi blanc sur case blanche a6 · Pion blanc sur case noire a5 | Roi noir sur case blanche a8 · Tour noire sur case noire b8 · Roi blanc sur case blanche a6 · Pion blanc sur case noire a5 | Roi noir sur case blanche a8 · Tour noire sur case noire b8 · Roi blanc sur case blanche a6 · Pion blanc sur case noire a5 | Roi noir sur case blanche a8 · Tour noire sur case noire b8 · Roi blanc sur case blanche a6 · Pion blanc sur case noire a5 | Roi noir sur case blanche a8 · Tour noire sur case noire b8 · Roi blanc sur case blanche a6 · Pion blanc sur case noire a5 | 7 |
| 6 | Roi noir sur case blanche a8 · Tour noire sur case noire b8 · Roi blanc sur case blanche a6 · Pion blanc sur case noire a5 | Roi noir sur case blanche a8 · Tour noire sur case noire b8 · Roi blanc sur case blanche a6 · Pion blanc sur case noire a5 | Roi noir sur case blanche a8 · Tour noire sur case noire b8 · Roi blanc sur case blanche a6 · Pion blanc sur case noire a5 | Roi noir sur case blanche a8 · Tour noire sur case noire b8 · Roi blanc sur case blanche a6 · Pion blanc sur case noire a5 | Roi noir sur case blanche a8 · Tour noire sur case noire b8 · Roi blanc sur case blanche a6 · Pion blanc sur case noire a5 | Roi noir sur case blanche a8 · Tour noire sur case noire b8 · Roi blanc sur case blanche a6 · Pion blanc sur case noire a5 | Roi noir sur case blanche a8 · Tour noire sur case noire b8 · Roi blanc sur case blanche a6 · Pion blanc sur case noire a5 | Roi noir sur case blanche a8 · Tour noire sur case noire b8 · Roi blanc sur case blanche a6 · Pion blanc sur case noire a5 | 6 |
| 5 | Roi noir sur case blanche a8 · Tour noire sur case noire b8 · Roi blanc sur case blanche a6 · Pion blanc sur case noire a5 | Roi noir sur case blanche a8 · Tour noire sur case noire b8 · Roi blanc sur case blanche a6 · Pion blanc sur case noire a5 | Roi noir sur case blanche a8 · Tour noire sur case noire b8 · Roi blanc sur case blanche a6 · Pion blanc sur case noire a5 | Roi noir sur case blanche a8 · Tour noire sur case noire b8 · Roi blanc sur case blanche a6 · Pion blanc sur case noire a5 | Roi noir sur case blanche a8 · Tour noire sur case noire b8 · Roi blanc sur case blanche a6 · Pion blanc sur case noire a5 | Roi noir sur case blanche a8 · Tour noire sur case noire b8 · Roi blanc sur case blanche a6 · Pion blanc sur case noire a5 | Roi noir sur case blanche a8 · Tour noire sur case noire b8 · Roi blanc sur case blanche a6 · Pion blanc sur case noire a5 | Roi noir sur case blanche a8 · Tour noire sur case noire b8 · Roi blanc sur case blanche a6 · Pion blanc sur case noire a5 | 5 |
| 4 | Roi noir sur case blanche a8 · Tour noire sur case noire b8 · Roi blanc sur case blanche a6 · Pion blanc sur case noire a5 | Roi noir sur case blanche a8 · Tour noire sur case noire b8 · Roi blanc sur case blanche a6 · Pion blanc sur case noire a5 | Roi noir sur case blanche a8 · Tour noire sur case noire b8 · Roi blanc sur case blanche a6 · Pion blanc sur case noire a5 | Roi noir sur case blanche a8 · Tour noire sur case noire b8 · Roi blanc sur case blanche a6 · Pion blanc sur case noire a5 | Roi noir sur case blanche a8 · Tour noire sur case noire b8 · Roi blanc sur case blanche a6 · Pion blanc sur case noire a5 | Roi noir sur case blanche a8 · Tour noire sur case noire b8 · Roi blanc sur case blanche a6 · Pion blanc sur case noire a5 | Roi noir sur case blanche a8 · Tour noire sur case noire b8 · Roi blanc sur case blanche a6 · Pion blanc sur case noire a5 | Roi noir sur case blanche a8 · Tour noire sur case noire b8 · Roi blanc sur case blanche a6 · Pion blanc sur case noire a5 | 4 |
| 3 | Roi noir sur case blanche a8 · Tour noire sur case noire b8 · Roi blanc sur case blanche a6 · Pion blanc sur case noire a5 | Roi noir sur case blanche a8 · Tour noire sur case noire b8 · Roi blanc sur case blanche a6 · Pion blanc sur case noire a5 | Roi noir sur case blanche a8 · Tour noire sur case noire b8 · Roi blanc sur case blanche a6 · Pion blanc sur case noire a5 | Roi noir sur case blanche a8 · Tour noire sur case noire b8 · Roi blanc sur case blanche a6 · Pion blanc sur case noire a5 | Roi noir sur case blanche a8 · Tour noire sur case noire b8 · Roi blanc sur case blanche a6 · Pion blanc sur case noire a5 | Roi noir sur case blanche a8 · Tour noire sur case noire b8 · Roi blanc sur case blanche a6 · Pion blanc sur case noire a5 | Roi noir sur case blanche a8 · Tour noire sur case noire b8 · Roi blanc sur case blanche a6 · Pion blanc sur case noire a5 | Roi noir sur case blanche a8 · Tour noire sur case noire b8 · Roi blanc sur case blanche a6 · Pion blanc sur case noire a5 | 3 |
| 2 | Roi noir sur case blanche a8 · Tour noire sur case noire b8 · Roi blanc sur case blanche a6 · Pion blanc sur case noire a5 | Roi noir sur case blanche a8 · Tour noire sur case noire b8 · Roi blanc sur case blanche a6 · Pion blanc sur case noire a5 | Roi noir sur case blanche a8 · Tour noire sur case noire b8 · Roi blanc sur case blanche a6 · Pion blanc sur case noire a5 | Roi noir sur case blanche a8 · Tour noire sur case noire b8 · Roi blanc sur case blanche a6 · Pion blanc sur case noire a5 | Roi noir sur case blanche a8 · Tour noire sur case noire b8 · Roi blanc sur case blanche a6 · Pion blanc sur case noire a5 | Roi noir sur case blanche a8 · Tour noire sur case noire b8 · Roi blanc sur case blanche a6 · Pion blanc sur case noire a5 | Roi noir sur case blanche a8 · Tour noire sur case noire b8 · Roi blanc sur case blanche a6 · Pion blanc sur case noire a5 | Roi noir sur case blanche a8 · Tour noire sur case noire b8 · Roi blanc sur case blanche a6 · Pion blanc sur case noire a5 | 2 |
| 1 | Roi noir sur case blanche a8 · Tour noire sur case noire b8 · Roi blanc sur case blanche a6 · Pion blanc sur case noire a5 | Roi noir sur case blanche a8 · Tour noire sur case noire b8 · Roi blanc sur case blanche a6 · Pion blanc sur case noire a5 | Roi noir sur case blanche a8 · Tour noire sur case noire b8 · Roi blanc sur case blanche a6 · Pion blanc sur case noire a5 | Roi noir sur case blanche a8 · Tour noire sur case noire b8 · Roi blanc sur case blanche a6 · Pion blanc sur case noire a5 | Roi noir sur case blanche a8 · Tour noire sur case noire b8 · Roi blanc sur case blanche a6 · Pion blanc sur case noire a5 | Roi noir sur case blanche a8 · Tour noire sur case noire b8 · Roi blanc sur case blanche a6 · Pion blanc sur case noire a5 | Roi noir sur case blanche a8 · Tour noire sur case noire b8 · Roi blanc sur case blanche a6 · Pion blanc sur case noire a5 | Roi noir sur case blanche a8 · Tour noire sur case noire b8 · Roi blanc sur case blanche a6 · Pion blanc sur case noire a5 | 1 |
|   | a | b | c | d | e | f | g | h |   |

Le pat est une situation particulière dans laquelle un camp au trait ne peut jouer aucun coup légal, sans pour autant que son roi soit en échec. La partie se termine immédiatement et elle est déclarée nulle, c'est-à-dire sans vainqueur.
Dans le diagramme ci-contre, les blancs au trait n'ont aucun coup légal, parce qu'on n'a pas le droit de se mettre en échec volontairement et que le pion blanc est bloqué. Puisqu'il n'y a pas échec, c'est un pat et la partie est déclarée nulle.

#### Promotion
|   | a                                                                                             | b                                                                                             | c                                                                                             | d                                                                                             | e                                                                                             | f                                                                                             | g                                                                                             | h                                                                                             |   |
| 8 | Pion blanc sur case blanche f7 · Roi noir sur case blanche h7 · Roi blanc sur case blanche h5 | Pion blanc sur case blanche f7 · Roi noir sur case blanche h7 · Roi blanc sur case blanche h5 | Pion blanc sur case blanche f7 · Roi noir sur case blanche h7 · Roi blanc sur case blanche h5 | Pion blanc sur case blanche f7 · Roi noir sur case blanche h7 · Roi blanc sur case blanche h5 | Pion blanc sur case blanche f7 · Roi noir sur case blanche h7 · Roi blanc sur case blanche h5 | Pion blanc sur case blanche f7 · Roi noir sur case blanche h7 · Roi blanc sur case blanche h5 | Pion blanc sur case blanche f7 · Roi noir sur case blanche h7 · Roi blanc sur case blanche h5 | Pion blanc sur case blanche f7 · Roi noir sur case blanche h7 · Roi blanc sur case blanche h5 | 8 |
| 7 | Pion blanc sur case blanche f7 · Roi noir sur case blanche h7 · Roi blanc sur case blanche h5 | Pion blanc sur case blanche f7 · Roi noir sur case blanche h7 · Roi blanc sur case blanche h5 | Pion blanc sur case blanche f7 · Roi noir sur case blanche h7 · Roi blanc sur case blanche h5 | Pion blanc sur case blanche f7 · Roi noir sur case blanche h7 · Roi blanc sur case blanche h5 | Pion blanc sur case blanche f7 · Roi noir sur case blanche h7 · Roi blanc sur case blanche h5 | Pion blanc sur case blanche f7 · Roi noir sur case blanche h7 · Roi blanc sur case blanche h5 | Pion blanc sur case blanche f7 · Roi noir sur case blanche h7 · Roi blanc sur case blanche h5 | Pion blanc sur case blanche f7 · Roi noir sur case blanche h7 · Roi blanc sur case blanche h5 | 7 |
| 6 | Pion blanc sur case blanche f7 · Roi noir sur case blanche h7 · Roi blanc sur case blanche h5 | Pion blanc sur case blanche f7 · Roi noir sur case blanche h7 · Roi blanc sur case blanche h5 | Pion blanc sur case blanche f7 · Roi noir sur case blanche h7 · Roi blanc sur case blanche h5 | Pion blanc sur case blanche f7 · Roi noir sur case blanche h7 · Roi blanc sur case blanche h5 | Pion blanc sur case blanche f7 · Roi noir sur case blanche h7 · Roi blanc sur case blanche h5 | Pion blanc sur case blanche f7 · Roi noir sur case blanche h7 · Roi blanc sur case blanche h5 | Pion blanc sur case blanche f7 · Roi noir sur case blanche h7 · Roi blanc sur case blanche h5 | Pion blanc sur case blanche f7 · Roi noir sur case blanche h7 · Roi blanc sur case blanche h5 | 6 |
| 5 | Pion blanc sur case blanche f7 · Roi noir sur case blanche h7 · Roi blanc sur case blanche h5 | Pion blanc sur case blanche f7 · Roi noir sur case blanche h7 · Roi blanc sur case blanche h5 | Pion blanc sur case blanche f7 · Roi noir sur case blanche h7 · Roi blanc sur case blanche h5 | Pion blanc sur case blanche f7 · Roi noir sur case blanche h7 · Roi blanc sur case blanche h5 | Pion blanc sur case blanche f7 · Roi noir sur case blanche h7 · Roi blanc sur case blanche h5 | Pion blanc sur case blanche f7 · Roi noir sur case blanche h7 · Roi blanc sur case blanche h5 | Pion blanc sur case blanche f7 · Roi noir sur case blanche h7 · Roi blanc sur case blanche h5 | Pion blanc sur case blanche f7 · Roi noir sur case blanche h7 · Roi blanc sur case blanche h5 | 5 |
| 4 | Pion blanc sur case blanche f7 · Roi noir sur case blanche h7 · Roi blanc sur case blanche h5 | Pion blanc sur case blanche f7 · Roi noir sur case blanche h7 · Roi blanc sur case blanche h5 | Pion blanc sur case blanche f7 · Roi noir sur case blanche h7 · Roi blanc sur case blanche h5 | Pion blanc sur case blanche f7 · Roi noir sur case blanche h7 · Roi blanc sur case blanche h5 | Pion blanc sur case blanche f7 · Roi noir sur case blanche h7 · Roi blanc sur case blanche h5 | Pion blanc sur case blanche f7 · Roi noir sur case blanche h7 · Roi blanc sur case blanche h5 | Pion blanc sur case blanche f7 · Roi noir sur case blanche h7 · Roi blanc sur case blanche h5 | Pion blanc sur case blanche f7 · Roi noir sur case blanche h7 · Roi blanc sur case blanche h5 | 4 |
| 3 | Pion blanc sur case blanche f7 · Roi noir sur case blanche h7 · Roi blanc sur case blanche h5 | Pion blanc sur case blanche f7 · Roi noir sur case blanche h7 · Roi blanc sur case blanche h5 | Pion blanc sur case blanche f7 · Roi noir sur case blanche h7 · Roi blanc sur case blanche h5 | Pion blanc sur case blanche f7 · Roi noir sur case blanche h7 · Roi blanc sur case blanche h5 | Pion blanc sur case blanche f7 · Roi noir sur case blanche h7 · Roi blanc sur case blanche h5 | Pion blanc sur case blanche f7 · Roi noir sur case blanche h7 · Roi blanc sur case blanche h5 | Pion blanc sur case blanche f7 · Roi noir sur case blanche h7 · Roi blanc sur case blanche h5 | Pion blanc sur case blanche f7 · Roi noir sur case blanche h7 · Roi blanc sur case blanche h5 | 3 |
| 2 | Pion blanc sur case blanche f7 · Roi noir sur case blanche h7 · Roi blanc sur case blanche h5 | Pion blanc sur case blanche f7 · Roi noir sur case blanche h7 · Roi blanc sur case blanche h5 | Pion blanc sur case blanche f7 · Roi noir sur case blanche h7 · Roi blanc sur case blanche h5 | Pion blanc sur case blanche f7 · Roi noir sur case blanche h7 · Roi blanc sur case blanche h5 | Pion blanc sur case blanche f7 · Roi noir sur case blanche h7 · Roi blanc sur case blanche h5 | Pion blanc sur case blanche f7 · Roi noir sur case blanche h7 · Roi blanc sur case blanche h5 | Pion blanc sur case blanche f7 · Roi noir sur case blanche h7 · Roi blanc sur case blanche h5 | Pion blanc sur case blanche f7 · Roi noir sur case blanche h7 · Roi blanc sur case blanche h5 | 2 |
| 1 | Pion blanc sur case blanche f7 · Roi noir sur case blanche h7 · Roi blanc sur case blanche h5 | Pion blanc sur case blanche f7 · Roi noir sur case blanche h7 · Roi blanc sur case blanche h5 | Pion blanc sur case blanche f7 · Roi noir sur case blanche h7 · Roi blanc sur case blanche h5 | Pion blanc sur case blanche f7 · Roi noir sur case blanche h7 · Roi blanc sur case blanche h5 | Pion blanc sur case blanche f7 · Roi noir sur case blanche h7 · Roi blanc sur case blanche h5 | Pion blanc sur case blanche f7 · Roi noir sur case blanche h7 · Roi blanc sur case blanche h5 | Pion blanc sur case blanche f7 · Roi noir sur case blanche h7 · Roi blanc sur case blanche h5 | Pion blanc sur case blanche f7 · Roi noir sur case blanche h7 · Roi blanc sur case blanche h5 | 1 |
|   | a                                                                                             | b                                                                                             | c                                                                                             | d                                                                                             | e                                                                                             | f                                                                                             | g                                                                                             | h                                                                                             |   |

La promotion du pion consiste à le transformer en n’importe quelle pièce autre que le roi (en dame, en tour, en fou ou en cavalier de sa couleur), au choix du joueur et indépendamment des pièces antérieurement perdues, lorsqu'il atteint la dernière rangée de l'échiquier (la huitième pour les blancs et la première pour les noirs). Dans le diagramme ci-contre, les blancs peuvent jouer leur pion en f8 et le transformer en dame, en tour, en fou ou en cavalier. Lorsqu'un pion atteint la dernière rangée, il est obligatoire de le promouvoir immédiatement : on ne peut ni le laisser inchangé ni reporter la promotion à plus tard. Cette promotion étant indépendante du nombre de pièces initialement présentes dans le jeu, le pion doit parfois garder son apparence de pion, mais se déplacera comme la pièce choisie par le joueur.
La stratégie de sous-promotion consiste, lors de la promotion, à choisir une pièce autre que la dame, normalement privilégiée à titre de pièce la plus puissante du jeu. Ce choix est parfois utile (voir diagramme ci-contre). En effet, on se rend compte qu'après que les blancs aient joué f8=D, le roi noir ne dispose d'aucun coup légal. Les noirs, n'ayant pas d'autre pièce à jouer, sont pat et la partie est nulle, bien que les blancs aient une dame en plus.
En conséquence, les blancs choisissent de faire une sous-promotion en tour : f8=T, les noirs ne sont pas pat car ils peuvent jouer Rg7 et les blancs gagnent cette finale théorique facile. Si les blancs choisissaient de sous-promouvoir leur pion en fou ou en cavalier, la partie serait nulle, car avec un roi et un fou comme avec un roi et un cavalier il est impossible de mater un roi seul.

### Fin de la partie
Les parties peuvent se terminer par une victoire pour un camp, associée à une défaite pour l'autre camp. Quatre cas de victoire sont possibles : 
- échec et mat;
- abandon de la part d'un joueur;
- manque de temps : dans une partie à la pendule, un des deux joueurs peut être à court de temps de réflexion et finir par perdre pour dépassement de son quota de temps, même si sa position est nettement supérieure (dès lors que son adversaire dispose du matériel suffisant pour mater);
- par décision de l'arbitre, pour non-respect du règlement (retard ou absence à une partie, tricherie, sonnerie de téléphone pendant la partie; etc.).

Les parties peuvent se terminer par une partie nulle, c'est-à-dire sans vainqueur. Plusieurs cas peuvent se présenter :
- par accord mutuel entre les deux joueurs pendant la partie;
- à partir de la troisième répétition d'une même position avec le même joueur ayant le trait. Cette nulle est obtenue uniquement si un joueur l'exige. L'autre joueur ne peut pas s'y opposer;
- une partie est nulle si la même position (au même trait) apparaît cinq fois;
- en vertu de la règle des 50 coups[35], plus difficile à observer en pratique et que certains serveurs d'échecs refusent de considérer (notamment FICGS), sur demande du joueur au trait;
- automatiquement après 75 coups écoulés depuis la dernière capture ou la dernière poussée d'un pion;
- par l'impossibilité de mater : s'il n'existe aucune suite de coups (légaux) qui peut mener au mat de l'un ou de l'autre joueur. Cette impossibilité de mater met fin à la partie immédiatement. Aucun joueur ne peut s'y opposer;
- lorsque survient un pat;
- lorsqu'un joueur n'a plus de temps et qu'il n'existe aucune suite de coups légaux amenant au mat de ce joueur. Cette nulle est obtenue automatiquement : aucun joueur ne peut s'y opposer.

## Notation des parties

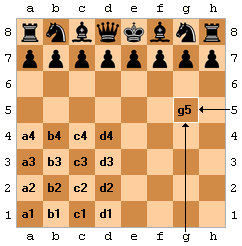
Notation algébrique des coups. À l'intersection de la colonne g et de la rangée numéro 5 se trouve la case g5.

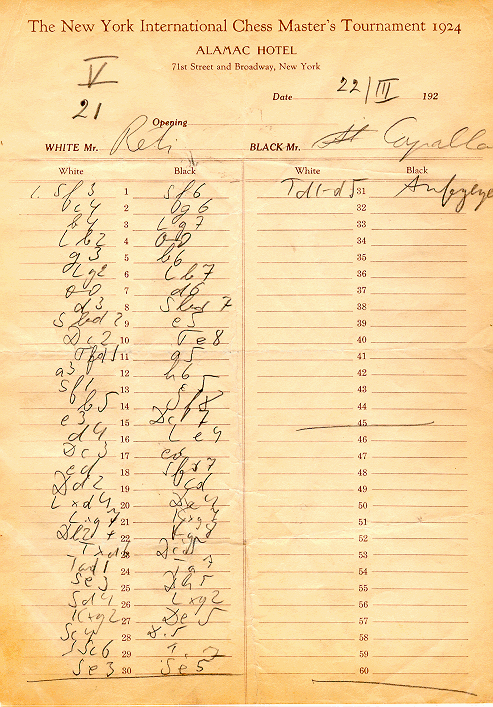
Une feuille de partie Réti contre Capablanca, en 1924.

En compétition, il est obligatoire de noter les coups joués afin de permettre le contrôle de la partie par l'arbitre, son archivage par l'organisateur et sa publication dans des livres, revues, sites web ou bases de données. À cette fin, divers systèmes de notation ont été proposés et utilisés, dont la notation descriptive, très populaire dans les pays anglophones et hispaniques. De nos jours, on utilise mondialement la notation algébrique abrégée, qui est le système officiel de la FIDE.
Dans la notation algébrique, chaque colonne de l'échiquier est désignée par une lettre de a à h et chaque rangée est désignée par un chiffre de 1 à 8, la case a1 étant placée à la gauche des blancs. Les cases de l'échiquier peuvent donc être désignées par la combinaison d'une lettre et d'un chiffre (voir la case g5 sur le diagramme ci-contre).
Pour l'enregistrement de la partie, on utilise habituellement un formulaire ad hoc, appelé feuille de partie, dont le format peut varier (voir un exemple ci-contre).
Pour chaque coup, on note :
- le numéro du coup, suivi d'un point (puis, de façon optionnelle, une espace);
- l'initiale de la pièce jouée, en majuscule (R pour Roi, D pour Dame, T pour Tour, F pour Fou et C pour Cavalier; l'initiale du pion est omise, bien qu'anciennement utilisée);
- la case d'arrivée de la pièce jouée (une lettre, en minuscule, et un chiffre).

Exemples :
- 1. Cf3 indique qu'au premier coup des blancs, ceux-ci ont joué leur cavalier de la case g1 à la case f3 (g1 étant la case initiale du cavalier au début du jeu).
- 1. e4 indique qu'au premier coup des blancs, ceux-ci ont joué leur pion de la case e2 à la case e4 (la lettre identifiant le pion n'est pas indiquée).

On fait suivre le coup noir sans répéter le numéro du coup.
Exemples :
- 1. Cf3 Cf6 indique qu'au premier coup des noirs, ceux-ci ont joué leur cavalier de la case g8 à la case f6.
- 1. e4 e5 indique qu'au premier coup des noirs, ceux-ci ont joué leur pion de la case e7 à la case e5.

On n'indique pas la case de départ de la pièce, en général ce n'est pas nécessaire car une seule pièce du type mentionné peut atteindre la case d'arrivée. En cas d'ambiguïté, on ajoute devant la case d'arrivée une lettre ou un chiffre permettant d'identifier la colonne ou la rangée de départ de la pièce concernée.
Exemple :
- 1. e4 e5 2. Cc3 Cc6 3. Cge2 indique que c'est le cavalier venant de la case g1 qui se déplace en e2 (et non celui étant en c3 dans la position initiale).

Lorsque la pièce jouée capture une pièce adverse, on le mentionne en ajoutant une croix entre l'initiale de la pièce et la case d'arrivée.
Exemple :
- 1. Cf3 e5 2. Cxe5 indique que le cavalier en f3 capture le pion noir en e5.

Lorsqu'on indique un coup noir après un commentaire écrit, on le fait précéder d'un point de suspension.
Exemple :
- 1. e4 ouverture du pion roi, 1…e5 (les noirs viennent de jouer leur pion en e5).

### Notation des coups spéciaux
Le roque est noté 0-0 pour le petit roque et 0-0-0 pour le grand roque.
La prise en passant se note comme une prise normale: on mentionne la case d'arrivée du pion. On peut ajouter la mention e.p. après le coup, de façon optionnelle, pour faciliter la lecture.
La promotion d'un pion en pièce se note en indiquant le type de pièce en laquelle le pion est promu soit à la fin du coup (exemple : e8D, noté aussi e8=D).
Lorsque le roi adverse se trouve en échec, on ajoute communément un « + » à la suite du coup, exemple : Dh4+.
Si le roi est échec et mat, on utilise traditionnellement le symbole « ≠ » (éventuellement précédé d'une espace), ou plus récemment le croisillon « # », ou bien on écrit mat. Exemple : Dxf7≠, Dxf7 # ou Dxf7 mat.
Le signe « ++ » est également utilisé pour indiquer un échec et mat selon le règlement de la FIDE. Certains auteurs l'utilisent cependant pour marquer un échec double.

### Notation avec figurines
Dans de nombreuses revues internationales, les initiales des pièces sont remplacées par des figurines schématisant chaque pièce, contournant ainsi le barrage de la langue. D'autre part, la notation est parfois encore abrégée en omettant le signe de la prise (x) et le numéro de rangée pour les prises de pion (ainsi, exd4 devient exd, ou ed, pour autant qu'il n'y ait pas d'ambiguïté possible).
Les figurines ressemblent à ceci :      .

### Annotation des parties
Lors d'une analyse de partie, le commentateur a souvent besoin de donner son avis sur un coup joué. On a donc intégré au système de notation des symboles, insérés juste après le coup, permettant de donner de manière simple un avis sur le coup.
Les plus fréquemment utilisés par les joueurs sont :
- ! : bon coup. C'est souvent un petit avantage (voir plus bas).
- !! : très bon coup. C'est souvent un avantage décisif (voir plus bas).
- ? : mauvais coup.
- ?? : très mauvais coup. Conduit généralement à la perte de la partie.

D'autres symboles sont possibles :
- !? : coup intéressant
- ?! : coup douteux
- N : Nouveauté théorique : un coup inédit dans la « théorie des ouvertures », à un haut niveau de compétition (généralement entre grands maîtres).

De même, il est souvent utile, à la fin de l'analyse d'une variante, de donner un avis sur la position résultant de cette suite de coups. Là aussi, des symboles ont été intégrés à la notation pour faciliter cette tâche : 
- +− : avantage décisif aux blancs
- ± : grand avantage blanc
- += : léger avantage aux blancs
- = : position équilibrée
- =+ : léger avantage aux noirs
- ∓ : grand avantage noir
- −+ : avantage décisif aux noirs
- ∞ : position incertaine
- =/∞ : avec compensation pour un désavantage matériel

### Notation informatique (PGN et FEN)
Le format PGN vise à standardiser le format utilisé pour décrire une partie d'échecs à destination des programmes informatiques. Il se compose d'une partie d'en-têtes qui donnent des informations au sujet des joueurs, de la date et du lieu de la partie, de la cadence, etc.
Ces en-têtes sont suivis par les coups joués, décrits en format SAN (Standard Algebraic Notation). Le format SAN, qui fait partie de la spécification PGN, est très similaire à la notation algébrique abrégée en langue anglaise (K=Roi, Q=Dame, B=Fou, N=Cavalier, R=Tour) mais en diffère cependant quelque peu (par exemple, en cas de promotion, le signe = est obligatoire : e8=Q tandis qu'en notation algébrique abrégée, ce signe est omis : e8Q).
Le standard FEN (Forsyth-Edwards Notation) est utilisé pour décrire une position.
Chess Query Language (CQL) est un langage de requête qui permet d'extraire des parties ou des positions d'une base de données de parties d'échecs.

## Principes de jeu
La stratégie concerne l'évaluation globale de la position et l'établissement de plans à long terme, par exemple le positionnement des pièces et leur coordination, ou l'attaque dans un secteur donné de l'échiquier, alors que la tactique concerne la réalisation de manœuvres immédiates qui découlent des éléments stratégiques mis en place. Le grand maitre Xavier Tartakover a dit un jour à ce sujet que : 
« La tactique consiste à savoir ce qu'il faut faire quand il y a quelque chose à faire. La stratégie consiste à savoir ce qu'il faut faire quand il n'y a rien à faire ! »
On distingue généralement trois phases dans le déroulement d'une partie d'échecs : l'ouverture qui dure de 10 à 25 coups et pendant laquelle les joueurs développent leurs pièces en prévision de la bataille à venir ; le milieu de partie qui est en général la période la plus combative avec éventuellement des attaques directes sur les rois ; et enfin la finale, lorsque le matériel est réduit, les rois y prennent une part plus active et la promotion des pions est souvent un objectif décisif. Chacune de ces phases fait intervenir à des degrés divers des éléments tactiques, stratégiques et psychologiques.

### Stratégie
L'étape la plus élémentaire dans l'évaluation de la position consiste à compter le matériel de chaque camp. L'expérience permet d'attribuer à chaque type de pièce un certain nombre de points, 1 point pour chaque pion, 3 points pour un cavalier ou un fou, 5 points pour une tour et 9 points pour la dame. Les cavaliers valent un peu plus que les fous dans les positions fermées (encombrées) typiquement en début de partie et à l'inverse les fous valent davantage que les cavaliers dans les positions ouvertes ou en fin de partie. Par ailleurs, deux tours (10 points) valent généralement plus qu'une dame (9 points). Ce décompte est une bonne illustration de la valeur relative des pièces mais les joueurs expérimentés n'ont pas besoin de s'y livrer, ils savent à tout moment où ils en sont. Pour une évaluation précise on prend en compte des considérations positionnelles, par exemple des pions avancés sont un atout ou inversement une faiblesse s'ils sont difficiles à soutenir, une paire de fous (contre fou + cavalier) est appréciée pour sa facilité à contrôler à la fois les cases blanches et les cases noires de l'échiquier.
Un autre facteur important dans l'évaluation de la position est la prise en compte de la structure de pions, également appelée « squelette de pions », ou la répartition dissymétrique des pions sur chaque aile de l'échiquier. Les pions sont peu mobiles et leur configuration détermine largement la stratégie de la partie. Les faiblesses créées dans leur structure (pions isolés, doublés, arriérés, trous dans la chaîne de pions) sont souvent permanentes, aussi doivent-elles être soigneusement évitées ou bien compensées, par exemple par des possibilités d'attaque.
Le diagramme ci-contre, tiré d'une partie Siegbert Tarrasch - Max Euwe de 1922, montre la difficulté qu'il peut y avoir à évaluer certaines positions. En effet l'intuition de nombreux joueurs est ici prise en défaut : Le fou noir est bloqué par son propre pion en e5 et les blancs peuvent exploiter le « trou » en d6, cependant l'expérience montre que la faiblesse blanche en d4 est plus grave encore : la théorie considère que les noirs ont de meilleures perspectives.

### Tactique
|   | a | b | c | d | e | f | g | h |   |
| 8 | Tour noire sur case blanche a8 · Dame noire sur case noire d8 · Tour noire sur case blanche e8 · Roi noir sur case blanche g8 · Cavalier noir sur case noire a7 · Pion noir sur case blanche b7 · Pion noir sur case noire c7 · Fou noir sur case blanche d7 · Fou noir sur case noire e7 · Pion noir sur case blanche f7 · Pion noir sur case blanche a6 · Pion noir sur case blanche e6 · Pion noir sur case blanche g6 · Pion noir sur case noire h6 · Pion noir sur case blanche d5 · Pion blanc sur case noire e5 · Fou blanc sur case blanche h5 · Pion blanc sur case noire d4 · Pion blanc sur case noire f4 · Pion blanc sur case noire a3 · Pion blanc sur case blanche h3 · Pion blanc sur case noire b2 · Pion blanc sur case blanche c2 · Fou blanc sur case noire d2 · Pion blanc sur case blanche g2 · Cavalier blanc sur case noire h2 · Tour blanche sur case noire a1 · Dame blanche sur case blanche d1 · Tour blanche sur case blanche f1 · Roi blanc sur case noire g1 | Tour noire sur case blanche a8 · Dame noire sur case noire d8 · Tour noire sur case blanche e8 · Roi noir sur case blanche g8 · Cavalier noir sur case noire a7 · Pion noir sur case blanche b7 · Pion noir sur case noire c7 · Fou noir sur case blanche d7 · Fou noir sur case noire e7 · Pion noir sur case blanche f7 · Pion noir sur case blanche a6 · Pion noir sur case blanche e6 · Pion noir sur case blanche g6 · Pion noir sur case noire h6 · Pion noir sur case blanche d5 · Pion blanc sur case noire e5 · Fou blanc sur case blanche h5 · Pion blanc sur case noire d4 · Pion blanc sur case noire f4 · Pion blanc sur case noire a3 · Pion blanc sur case blanche h3 · Pion blanc sur case noire b2 · Pion blanc sur case blanche c2 · Fou blanc sur case noire d2 · Pion blanc sur case blanche g2 · Cavalier blanc sur case noire h2 · Tour blanche sur case noire a1 · Dame blanche sur case blanche d1 · Tour blanche sur case blanche f1 · Roi blanc sur case noire g1 | Tour noire sur case blanche a8 · Dame noire sur case noire d8 · Tour noire sur case blanche e8 · Roi noir sur case blanche g8 · Cavalier noir sur case noire a7 · Pion noir sur case blanche b7 · Pion noir sur case noire c7 · Fou noir sur case blanche d7 · Fou noir sur case noire e7 · Pion noir sur case blanche f7 · Pion noir sur case blanche a6 · Pion noir sur case blanche e6 · Pion noir sur case blanche g6 · Pion noir sur case noire h6 · Pion noir sur case blanche d5 · Pion blanc sur case noire e5 · Fou blanc sur case blanche h5 · Pion blanc sur case noire d4 · Pion blanc sur case noire f4 · Pion blanc sur case noire a3 · Pion blanc sur case blanche h3 · Pion blanc sur case noire b2 · Pion blanc sur case blanche c2 · Fou blanc sur case noire d2 · Pion blanc sur case blanche g2 · Cavalier blanc sur case noire h2 · Tour blanche sur case noire a1 · Dame blanche sur case blanche d1 · Tour blanche sur case blanche f1 · Roi blanc sur case noire g1 | Tour noire sur case blanche a8 · Dame noire sur case noire d8 · Tour noire sur case blanche e8 · Roi noir sur case blanche g8 · Cavalier noir sur case noire a7 · Pion noir sur case blanche b7 · Pion noir sur case noire c7 · Fou noir sur case blanche d7 · Fou noir sur case noire e7 · Pion noir sur case blanche f7 · Pion noir sur case blanche a6 · Pion noir sur case blanche e6 · Pion noir sur case blanche g6 · Pion noir sur case noire h6 · Pion noir sur case blanche d5 · Pion blanc sur case noire e5 · Fou blanc sur case blanche h5 · Pion blanc sur case noire d4 · Pion blanc sur case noire f4 · Pion blanc sur case noire a3 · Pion blanc sur case blanche h3 · Pion blanc sur case noire b2 · Pion blanc sur case blanche c2 · Fou blanc sur case noire d2 · Pion blanc sur case blanche g2 · Cavalier blanc sur case noire h2 · Tour blanche sur case noire a1 · Dame blanche sur case blanche d1 · Tour blanche sur case blanche f1 · Roi blanc sur case noire g1 | Tour noire sur case blanche a8 · Dame noire sur case noire d8 · Tour noire sur case blanche e8 · Roi noir sur case blanche g8 · Cavalier noir sur case noire a7 · Pion noir sur case blanche b7 · Pion noir sur case noire c7 · Fou noir sur case blanche d7 · Fou noir sur case noire e7 · Pion noir sur case blanche f7 · Pion noir sur case blanche a6 · Pion noir sur case blanche e6 · Pion noir sur case blanche g6 · Pion noir sur case noire h6 · Pion noir sur case blanche d5 · Pion blanc sur case noire e5 · Fou blanc sur case blanche h5 · Pion blanc sur case noire d4 · Pion blanc sur case noire f4 · Pion blanc sur case noire a3 · Pion blanc sur case blanche h3 · Pion blanc sur case noire b2 · Pion blanc sur case blanche c2 · Fou blanc sur case noire d2 · Pion blanc sur case blanche g2 · Cavalier blanc sur case noire h2 · Tour blanche sur case noire a1 · Dame blanche sur case blanche d1 · Tour blanche sur case blanche f1 · Roi blanc sur case noire g1 | Tour noire sur case blanche a8 · Dame noire sur case noire d8 · Tour noire sur case blanche e8 · Roi noir sur case blanche g8 · Cavalier noir sur case noire a7 · Pion noir sur case blanche b7 · Pion noir sur case noire c7 · Fou noir sur case blanche d7 · Fou noir sur case noire e7 · Pion noir sur case blanche f7 · Pion noir sur case blanche a6 · Pion noir sur case blanche e6 · Pion noir sur case blanche g6 · Pion noir sur case noire h6 · Pion noir sur case blanche d5 · Pion blanc sur case noire e5 · Fou blanc sur case blanche h5 · Pion blanc sur case noire d4 · Pion blanc sur case noire f4 · Pion blanc sur case noire a3 · Pion blanc sur case blanche h3 · Pion blanc sur case noire b2 · Pion blanc sur case blanche c2 · Fou blanc sur case noire d2 · Pion blanc sur case blanche g2 · Cavalier blanc sur case noire h2 · Tour blanche sur case noire a1 · Dame blanche sur case blanche d1 · Tour blanche sur case blanche f1 · Roi blanc sur case noire g1 | Tour noire sur case blanche a8 · Dame noire sur case noire d8 · Tour noire sur case blanche e8 · Roi noir sur case blanche g8 · Cavalier noir sur case noire a7 · Pion noir sur case blanche b7 · Pion noir sur case noire c7 · Fou noir sur case blanche d7 · Fou noir sur case noire e7 · Pion noir sur case blanche f7 · Pion noir sur case blanche a6 · Pion noir sur case blanche e6 · Pion noir sur case blanche g6 · Pion noir sur case noire h6 · Pion noir sur case blanche d5 · Pion blanc sur case noire e5 · Fou blanc sur case blanche h5 · Pion blanc sur case noire d4 · Pion blanc sur case noire f4 · Pion blanc sur case noire a3 · Pion blanc sur case blanche h3 · Pion blanc sur case noire b2 · Pion blanc sur case blanche c2 · Fou blanc sur case noire d2 · Pion blanc sur case blanche g2 · Cavalier blanc sur case noire h2 · Tour blanche sur case noire a1 · Dame blanche sur case blanche d1 · Tour blanche sur case blanche f1 · Roi blanc sur case noire g1 | Tour noire sur case blanche a8 · Dame noire sur case noire d8 · Tour noire sur case blanche e8 · Roi noir sur case blanche g8 · Cavalier noir sur case noire a7 · Pion noir sur case blanche b7 · Pion noir sur case noire c7 · Fou noir sur case blanche d7 · Fou noir sur case noire e7 · Pion noir sur case blanche f7 · Pion noir sur case blanche a6 · Pion noir sur case blanche e6 · Pion noir sur case blanche g6 · Pion noir sur case noire h6 · Pion noir sur case blanche d5 · Pion blanc sur case noire e5 · Fou blanc sur case blanche h5 · Pion blanc sur case noire d4 · Pion blanc sur case noire f4 · Pion blanc sur case noire a3 · Pion blanc sur case blanche h3 · Pion blanc sur case noire b2 · Pion blanc sur case blanche c2 · Fou blanc sur case noire d2 · Pion blanc sur case blanche g2 · Cavalier blanc sur case noire h2 · Tour blanche sur case noire a1 · Dame blanche sur case blanche d1 · Tour blanche sur case blanche f1 · Roi blanc sur case noire g1 | 8 |
| 7 | Tour noire sur case blanche a8 · Dame noire sur case noire d8 · Tour noire sur case blanche e8 · Roi noir sur case blanche g8 · Cavalier noir sur case noire a7 · Pion noir sur case blanche b7 · Pion noir sur case noire c7 · Fou noir sur case blanche d7 · Fou noir sur case noire e7 · Pion noir sur case blanche f7 · Pion noir sur case blanche a6 · Pion noir sur case blanche e6 · Pion noir sur case blanche g6 · Pion noir sur case noire h6 · Pion noir sur case blanche d5 · Pion blanc sur case noire e5 · Fou blanc sur case blanche h5 · Pion blanc sur case noire d4 · Pion blanc sur case noire f4 · Pion blanc sur case noire a3 · Pion blanc sur case blanche h3 · Pion blanc sur case noire b2 · Pion blanc sur case blanche c2 · Fou blanc sur case noire d2 · Pion blanc sur case blanche g2 · Cavalier blanc sur case noire h2 · Tour blanche sur case noire a1 · Dame blanche sur case blanche d1 · Tour blanche sur case blanche f1 · Roi blanc sur case noire g1 | Tour noire sur case blanche a8 · Dame noire sur case noire d8 · Tour noire sur case blanche e8 · Roi noir sur case blanche g8 · Cavalier noir sur case noire a7 · Pion noir sur case blanche b7 · Pion noir sur case noire c7 · Fou noir sur case blanche d7 · Fou noir sur case noire e7 · Pion noir sur case blanche f7 · Pion noir sur case blanche a6 · Pion noir sur case blanche e6 · Pion noir sur case blanche g6 · Pion noir sur case noire h6 · Pion noir sur case blanche d5 · Pion blanc sur case noire e5 · Fou blanc sur case blanche h5 · Pion blanc sur case noire d4 · Pion blanc sur case noire f4 · Pion blanc sur case noire a3 · Pion blanc sur case blanche h3 · Pion blanc sur case noire b2 · Pion blanc sur case blanche c2 · Fou blanc sur case noire d2 · Pion blanc sur case blanche g2 · Cavalier blanc sur case noire h2 · Tour blanche sur case noire a1 · Dame blanche sur case blanche d1 · Tour blanche sur case blanche f1 · Roi blanc sur case noire g1 | Tour noire sur case blanche a8 · Dame noire sur case noire d8 · Tour noire sur case blanche e8 · Roi noir sur case blanche g8 · Cavalier noir sur case noire a7 · Pion noir sur case blanche b7 · Pion noir sur case noire c7 · Fou noir sur case blanche d7 · Fou noir sur case noire e7 · Pion noir sur case blanche f7 · Pion noir sur case blanche a6 · Pion noir sur case blanche e6 · Pion noir sur case blanche g6 · Pion noir sur case noire h6 · Pion noir sur case blanche d5 · Pion blanc sur case noire e5 · Fou blanc sur case blanche h5 · Pion blanc sur case noire d4 · Pion blanc sur case noire f4 · Pion blanc sur case noire a3 · Pion blanc sur case blanche h3 · Pion blanc sur case noire b2 · Pion blanc sur case blanche c2 · Fou blanc sur case noire d2 · Pion blanc sur case blanche g2 · Cavalier blanc sur case noire h2 · Tour blanche sur case noire a1 · Dame blanche sur case blanche d1 · Tour blanche sur case blanche f1 · Roi blanc sur case noire g1 | Tour noire sur case blanche a8 · Dame noire sur case noire d8 · Tour noire sur case blanche e8 · Roi noir sur case blanche g8 · Cavalier noir sur case noire a7 · Pion noir sur case blanche b7 · Pion noir sur case noire c7 · Fou noir sur case blanche d7 · Fou noir sur case noire e7 · Pion noir sur case blanche f7 · Pion noir sur case blanche a6 · Pion noir sur case blanche e6 · Pion noir sur case blanche g6 · Pion noir sur case noire h6 · Pion noir sur case blanche d5 · Pion blanc sur case noire e5 · Fou blanc sur case blanche h5 · Pion blanc sur case noire d4 · Pion blanc sur case noire f4 · Pion blanc sur case noire a3 · Pion blanc sur case blanche h3 · Pion blanc sur case noire b2 · Pion blanc sur case blanche c2 · Fou blanc sur case noire d2 · Pion blanc sur case blanche g2 · Cavalier blanc sur case noire h2 · Tour blanche sur case noire a1 · Dame blanche sur case blanche d1 · Tour blanche sur case blanche f1 · Roi blanc sur case noire g1 | Tour noire sur case blanche a8 · Dame noire sur case noire d8 · Tour noire sur case blanche e8 · Roi noir sur case blanche g8 · Cavalier noir sur case noire a7 · Pion noir sur case blanche b7 · Pion noir sur case noire c7 · Fou noir sur case blanche d7 · Fou noir sur case noire e7 · Pion noir sur case blanche f7 · Pion noir sur case blanche a6 · Pion noir sur case blanche e6 · Pion noir sur case blanche g6 · Pion noir sur case noire h6 · Pion noir sur case blanche d5 · Pion blanc sur case noire e5 · Fou blanc sur case blanche h5 · Pion blanc sur case noire d4 · Pion blanc sur case noire f4 · Pion blanc sur case noire a3 · Pion blanc sur case blanche h3 · Pion blanc sur case noire b2 · Pion blanc sur case blanche c2 · Fou blanc sur case noire d2 · Pion blanc sur case blanche g2 · Cavalier blanc sur case noire h2 · Tour blanche sur case noire a1 · Dame blanche sur case blanche d1 · Tour blanche sur case blanche f1 · Roi blanc sur case noire g1 | Tour noire sur case blanche a8 · Dame noire sur case noire d8 · Tour noire sur case blanche e8 · Roi noir sur case blanche g8 · Cavalier noir sur case noire a7 · Pion noir sur case blanche b7 · Pion noir sur case noire c7 · Fou noir sur case blanche d7 · Fou noir sur case noire e7 · Pion noir sur case blanche f7 · Pion noir sur case blanche a6 · Pion noir sur case blanche e6 · Pion noir sur case blanche g6 · Pion noir sur case noire h6 · Pion noir sur case blanche d5 · Pion blanc sur case noire e5 · Fou blanc sur case blanche h5 · Pion blanc sur case noire d4 · Pion blanc sur case noire f4 · Pion blanc sur case noire a3 · Pion blanc sur case blanche h3 · Pion blanc sur case noire b2 · Pion blanc sur case blanche c2 · Fou blanc sur case noire d2 · Pion blanc sur case blanche g2 · Cavalier blanc sur case noire h2 · Tour blanche sur case noire a1 · Dame blanche sur case blanche d1 · Tour blanche sur case blanche f1 · Roi blanc sur case noire g1 | Tour noire sur case blanche a8 · Dame noire sur case noire d8 · Tour noire sur case blanche e8 · Roi noir sur case blanche g8 · Cavalier noir sur case noire a7 · Pion noir sur case blanche b7 · Pion noir sur case noire c7 · Fou noir sur case blanche d7 · Fou noir sur case noire e7 · Pion noir sur case blanche f7 · Pion noir sur case blanche a6 · Pion noir sur case blanche e6 · Pion noir sur case blanche g6 · Pion noir sur case noire h6 · Pion noir sur case blanche d5 · Pion blanc sur case noire e5 · Fou blanc sur case blanche h5 · Pion blanc sur case noire d4 · Pion blanc sur case noire f4 · Pion blanc sur case noire a3 · Pion blanc sur case blanche h3 · Pion blanc sur case noire b2 · Pion blanc sur case blanche c2 · Fou blanc sur case noire d2 · Pion blanc sur case blanche g2 · Cavalier blanc sur case noire h2 · Tour blanche sur case noire a1 · Dame blanche sur case blanche d1 · Tour blanche sur case blanche f1 · Roi blanc sur case noire g1 | Tour noire sur case blanche a8 · Dame noire sur case noire d8 · Tour noire sur case blanche e8 · Roi noir sur case blanche g8 · Cavalier noir sur case noire a7 · Pion noir sur case blanche b7 · Pion noir sur case noire c7 · Fou noir sur case blanche d7 · Fou noir sur case noire e7 · Pion noir sur case blanche f7 · Pion noir sur case blanche a6 · Pion noir sur case blanche e6 · Pion noir sur case blanche g6 · Pion noir sur case noire h6 · Pion noir sur case blanche d5 · Pion blanc sur case noire e5 · Fou blanc sur case blanche h5 · Pion blanc sur case noire d4 · Pion blanc sur case noire f4 · Pion blanc sur case noire a3 · Pion blanc sur case blanche h3 · Pion blanc sur case noire b2 · Pion blanc sur case blanche c2 · Fou blanc sur case noire d2 · Pion blanc sur case blanche g2 · Cavalier blanc sur case noire h2 · Tour blanche sur case noire a1 · Dame blanche sur case blanche d1 · Tour blanche sur case blanche f1 · Roi blanc sur case noire g1 | 7 |
| 6 | Tour noire sur case blanche a8 · Dame noire sur case noire d8 · Tour noire sur case blanche e8 · Roi noir sur case blanche g8 · Cavalier noir sur case noire a7 · Pion noir sur case blanche b7 · Pion noir sur case noire c7 · Fou noir sur case blanche d7 · Fou noir sur case noire e7 · Pion noir sur case blanche f7 · Pion noir sur case blanche a6 · Pion noir sur case blanche e6 · Pion noir sur case blanche g6 · Pion noir sur case noire h6 · Pion noir sur case blanche d5 · Pion blanc sur case noire e5 · Fou blanc sur case blanche h5 · Pion blanc sur case noire d4 · Pion blanc sur case noire f4 · Pion blanc sur case noire a3 · Pion blanc sur case blanche h3 · Pion blanc sur case noire b2 · Pion blanc sur case blanche c2 · Fou blanc sur case noire d2 · Pion blanc sur case blanche g2 · Cavalier blanc sur case noire h2 · Tour blanche sur case noire a1 · Dame blanche sur case blanche d1 · Tour blanche sur case blanche f1 · Roi blanc sur case noire g1 | Tour noire sur case blanche a8 · Dame noire sur case noire d8 · Tour noire sur case blanche e8 · Roi noir sur case blanche g8 · Cavalier noir sur case noire a7 · Pion noir sur case blanche b7 · Pion noir sur case noire c7 · Fou noir sur case blanche d7 · Fou noir sur case noire e7 · Pion noir sur case blanche f7 · Pion noir sur case blanche a6 · Pion noir sur case blanche e6 · Pion noir sur case blanche g6 · Pion noir sur case noire h6 · Pion noir sur case blanche d5 · Pion blanc sur case noire e5 · Fou blanc sur case blanche h5 · Pion blanc sur case noire d4 · Pion blanc sur case noire f4 · Pion blanc sur case noire a3 · Pion blanc sur case blanche h3 · Pion blanc sur case noire b2 · Pion blanc sur case blanche c2 · Fou blanc sur case noire d2 · Pion blanc sur case blanche g2 · Cavalier blanc sur case noire h2 · Tour blanche sur case noire a1 · Dame blanche sur case blanche d1 · Tour blanche sur case blanche f1 · Roi blanc sur case noire g1 | Tour noire sur case blanche a8 · Dame noire sur case noire d8 · Tour noire sur case blanche e8 · Roi noir sur case blanche g8 · Cavalier noir sur case noire a7 · Pion noir sur case blanche b7 · Pion noir sur case noire c7 · Fou noir sur case blanche d7 · Fou noir sur case noire e7 · Pion noir sur case blanche f7 · Pion noir sur case blanche a6 · Pion noir sur case blanche e6 · Pion noir sur case blanche g6 · Pion noir sur case noire h6 · Pion noir sur case blanche d5 · Pion blanc sur case noire e5 · Fou blanc sur case blanche h5 · Pion blanc sur case noire d4 · Pion blanc sur case noire f4 · Pion blanc sur case noire a3 · Pion blanc sur case blanche h3 · Pion blanc sur case noire b2 · Pion blanc sur case blanche c2 · Fou blanc sur case noire d2 · Pion blanc sur case blanche g2 · Cavalier blanc sur case noire h2 · Tour blanche sur case noire a1 · Dame blanche sur case blanche d1 · Tour blanche sur case blanche f1 · Roi blanc sur case noire g1 | Tour noire sur case blanche a8 · Dame noire sur case noire d8 · Tour noire sur case blanche e8 · Roi noir sur case blanche g8 · Cavalier noir sur case noire a7 · Pion noir sur case blanche b7 · Pion noir sur case noire c7 · Fou noir sur case blanche d7 · Fou noir sur case noire e7 · Pion noir sur case blanche f7 · Pion noir sur case blanche a6 · Pion noir sur case blanche e6 · Pion noir sur case blanche g6 · Pion noir sur case noire h6 · Pion noir sur case blanche d5 · Pion blanc sur case noire e5 · Fou blanc sur case blanche h5 · Pion blanc sur case noire d4 · Pion blanc sur case noire f4 · Pion blanc sur case noire a3 · Pion blanc sur case blanche h3 · Pion blanc sur case noire b2 · Pion blanc sur case blanche c2 · Fou blanc sur case noire d2 · Pion blanc sur case blanche g2 · Cavalier blanc sur case noire h2 · Tour blanche sur case noire a1 · Dame blanche sur case blanche d1 · Tour blanche sur case blanche f1 · Roi blanc sur case noire g1 | Tour noire sur case blanche a8 · Dame noire sur case noire d8 · Tour noire sur case blanche e8 · Roi noir sur case blanche g8 · Cavalier noir sur case noire a7 · Pion noir sur case blanche b7 · Pion noir sur case noire c7 · Fou noir sur case blanche d7 · Fou noir sur case noire e7 · Pion noir sur case blanche f7 · Pion noir sur case blanche a6 · Pion noir sur case blanche e6 · Pion noir sur case blanche g6 · Pion noir sur case noire h6 · Pion noir sur case blanche d5 · Pion blanc sur case noire e5 · Fou blanc sur case blanche h5 · Pion blanc sur case noire d4 · Pion blanc sur case noire f4 · Pion blanc sur case noire a3 · Pion blanc sur case blanche h3 · Pion blanc sur case noire b2 · Pion blanc sur case blanche c2 · Fou blanc sur case noire d2 · Pion blanc sur case blanche g2 · Cavalier blanc sur case noire h2 · Tour blanche sur case noire a1 · Dame blanche sur case blanche d1 · Tour blanche sur case blanche f1 · Roi blanc sur case noire g1 | Tour noire sur case blanche a8 · Dame noire sur case noire d8 · Tour noire sur case blanche e8 · Roi noir sur case blanche g8 · Cavalier noir sur case noire a7 · Pion noir sur case blanche b7 · Pion noir sur case noire c7 · Fou noir sur case blanche d7 · Fou noir sur case noire e7 · Pion noir sur case blanche f7 · Pion noir sur case blanche a6 · Pion noir sur case blanche e6 · Pion noir sur case blanche g6 · Pion noir sur case noire h6 · Pion noir sur case blanche d5 · Pion blanc sur case noire e5 · Fou blanc sur case blanche h5 · Pion blanc sur case noire d4 · Pion blanc sur case noire f4 · Pion blanc sur case noire a3 · Pion blanc sur case blanche h3 · Pion blanc sur case noire b2 · Pion blanc sur case blanche c2 · Fou blanc sur case noire d2 · Pion blanc sur case blanche g2 · Cavalier blanc sur case noire h2 · Tour blanche sur case noire a1 · Dame blanche sur case blanche d1 · Tour blanche sur case blanche f1 · Roi blanc sur case noire g1 | Tour noire sur case blanche a8 · Dame noire sur case noire d8 · Tour noire sur case blanche e8 · Roi noir sur case blanche g8 · Cavalier noir sur case noire a7 · Pion noir sur case blanche b7 · Pion noir sur case noire c7 · Fou noir sur case blanche d7 · Fou noir sur case noire e7 · Pion noir sur case blanche f7 · Pion noir sur case blanche a6 · Pion noir sur case blanche e6 · Pion noir sur case blanche g6 · Pion noir sur case noire h6 · Pion noir sur case blanche d5 · Pion blanc sur case noire e5 · Fou blanc sur case blanche h5 · Pion blanc sur case noire d4 · Pion blanc sur case noire f4 · Pion blanc sur case noire a3 · Pion blanc sur case blanche h3 · Pion blanc sur case noire b2 · Pion blanc sur case blanche c2 · Fou blanc sur case noire d2 · Pion blanc sur case blanche g2 · Cavalier blanc sur case noire h2 · Tour blanche sur case noire a1 · Dame blanche sur case blanche d1 · Tour blanche sur case blanche f1 · Roi blanc sur case noire g1 | Tour noire sur case blanche a8 · Dame noire sur case noire d8 · Tour noire sur case blanche e8 · Roi noir sur case blanche g8 · Cavalier noir sur case noire a7 · Pion noir sur case blanche b7 · Pion noir sur case noire c7 · Fou noir sur case blanche d7 · Fou noir sur case noire e7 · Pion noir sur case blanche f7 · Pion noir sur case blanche a6 · Pion noir sur case blanche e6 · Pion noir sur case blanche g6 · Pion noir sur case noire h6 · Pion noir sur case blanche d5 · Pion blanc sur case noire e5 · Fou blanc sur case blanche h5 · Pion blanc sur case noire d4 · Pion blanc sur case noire f4 · Pion blanc sur case noire a3 · Pion blanc sur case blanche h3 · Pion blanc sur case noire b2 · Pion blanc sur case blanche c2 · Fou blanc sur case noire d2 · Pion blanc sur case blanche g2 · Cavalier blanc sur case noire h2 · Tour blanche sur case noire a1 · Dame blanche sur case blanche d1 · Tour blanche sur case blanche f1 · Roi blanc sur case noire g1 | 6 |
| 5 | Tour noire sur case blanche a8 · Dame noire sur case noire d8 · Tour noire sur case blanche e8 · Roi noir sur case blanche g8 · Cavalier noir sur case noire a7 · Pion noir sur case blanche b7 · Pion noir sur case noire c7 · Fou noir sur case blanche d7 · Fou noir sur case noire e7 · Pion noir sur case blanche f7 · Pion noir sur case blanche a6 · Pion noir sur case blanche e6 · Pion noir sur case blanche g6 · Pion noir sur case noire h6 · Pion noir sur case blanche d5 · Pion blanc sur case noire e5 · Fou blanc sur case blanche h5 · Pion blanc sur case noire d4 · Pion blanc sur case noire f4 · Pion blanc sur case noire a3 · Pion blanc sur case blanche h3 · Pion blanc sur case noire b2 · Pion blanc sur case blanche c2 · Fou blanc sur case noire d2 · Pion blanc sur case blanche g2 · Cavalier blanc sur case noire h2 · Tour blanche sur case noire a1 · Dame blanche sur case blanche d1 · Tour blanche sur case blanche f1 · Roi blanc sur case noire g1 | Tour noire sur case blanche a8 · Dame noire sur case noire d8 · Tour noire sur case blanche e8 · Roi noir sur case blanche g8 · Cavalier noir sur case noire a7 · Pion noir sur case blanche b7 · Pion noir sur case noire c7 · Fou noir sur case blanche d7 · Fou noir sur case noire e7 · Pion noir sur case blanche f7 · Pion noir sur case blanche a6 · Pion noir sur case blanche e6 · Pion noir sur case blanche g6 · Pion noir sur case noire h6 · Pion noir sur case blanche d5 · Pion blanc sur case noire e5 · Fou blanc sur case blanche h5 · Pion blanc sur case noire d4 · Pion blanc sur case noire f4 · Pion blanc sur case noire a3 · Pion blanc sur case blanche h3 · Pion blanc sur case noire b2 · Pion blanc sur case blanche c2 · Fou blanc sur case noire d2 · Pion blanc sur case blanche g2 · Cavalier blanc sur case noire h2 · Tour blanche sur case noire a1 · Dame blanche sur case blanche d1 · Tour blanche sur case blanche f1 · Roi blanc sur case noire g1 | Tour noire sur case blanche a8 · Dame noire sur case noire d8 · Tour noire sur case blanche e8 · Roi noir sur case blanche g8 · Cavalier noir sur case noire a7 · Pion noir sur case blanche b7 · Pion noir sur case noire c7 · Fou noir sur case blanche d7 · Fou noir sur case noire e7 · Pion noir sur case blanche f7 · Pion noir sur case blanche a6 · Pion noir sur case blanche e6 · Pion noir sur case blanche g6 · Pion noir sur case noire h6 · Pion noir sur case blanche d5 · Pion blanc sur case noire e5 · Fou blanc sur case blanche h5 · Pion blanc sur case noire d4 · Pion blanc sur case noire f4 · Pion blanc sur case noire a3 · Pion blanc sur case blanche h3 · Pion blanc sur case noire b2 · Pion blanc sur case blanche c2 · Fou blanc sur case noire d2 · Pion blanc sur case blanche g2 · Cavalier blanc sur case noire h2 · Tour blanche sur case noire a1 · Dame blanche sur case blanche d1 · Tour blanche sur case blanche f1 · Roi blanc sur case noire g1 | Tour noire sur case blanche a8 · Dame noire sur case noire d8 · Tour noire sur case blanche e8 · Roi noir sur case blanche g8 · Cavalier noir sur case noire a7 · Pion noir sur case blanche b7 · Pion noir sur case noire c7 · Fou noir sur case blanche d7 · Fou noir sur case noire e7 · Pion noir sur case blanche f7 · Pion noir sur case blanche a6 · Pion noir sur case blanche e6 · Pion noir sur case blanche g6 · Pion noir sur case noire h6 · Pion noir sur case blanche d5 · Pion blanc sur case noire e5 · Fou blanc sur case blanche h5 · Pion blanc sur case noire d4 · Pion blanc sur case noire f4 · Pion blanc sur case noire a3 · Pion blanc sur case blanche h3 · Pion blanc sur case noire b2 · Pion blanc sur case blanche c2 · Fou blanc sur case noire d2 · Pion blanc sur case blanche g2 · Cavalier blanc sur case noire h2 · Tour blanche sur case noire a1 · Dame blanche sur case blanche d1 · Tour blanche sur case blanche f1 · Roi blanc sur case noire g1 | Tour noire sur case blanche a8 · Dame noire sur case noire d8 · Tour noire sur case blanche e8 · Roi noir sur case blanche g8 · Cavalier noir sur case noire a7 · Pion noir sur case blanche b7 · Pion noir sur case noire c7 · Fou noir sur case blanche d7 · Fou noir sur case noire e7 · Pion noir sur case blanche f7 · Pion noir sur case blanche a6 · Pion noir sur case blanche e6 · Pion noir sur case blanche g6 · Pion noir sur case noire h6 · Pion noir sur case blanche d5 · Pion blanc sur case noire e5 · Fou blanc sur case blanche h5 · Pion blanc sur case noire d4 · Pion blanc sur case noire f4 · Pion blanc sur case noire a3 · Pion blanc sur case blanche h3 · Pion blanc sur case noire b2 · Pion blanc sur case blanche c2 · Fou blanc sur case noire d2 · Pion blanc sur case blanche g2 · Cavalier blanc sur case noire h2 · Tour blanche sur case noire a1 · Dame blanche sur case blanche d1 · Tour blanche sur case blanche f1 · Roi blanc sur case noire g1 | Tour noire sur case blanche a8 · Dame noire sur case noire d8 · Tour noire sur case blanche e8 · Roi noir sur case blanche g8 · Cavalier noir sur case noire a7 · Pion noir sur case blanche b7 · Pion noir sur case noire c7 · Fou noir sur case blanche d7 · Fou noir sur case noire e7 · Pion noir sur case blanche f7 · Pion noir sur case blanche a6 · Pion noir sur case blanche e6 · Pion noir sur case blanche g6 · Pion noir sur case noire h6 · Pion noir sur case blanche d5 · Pion blanc sur case noire e5 · Fou blanc sur case blanche h5 · Pion blanc sur case noire d4 · Pion blanc sur case noire f4 · Pion blanc sur case noire a3 · Pion blanc sur case blanche h3 · Pion blanc sur case noire b2 · Pion blanc sur case blanche c2 · Fou blanc sur case noire d2 · Pion blanc sur case blanche g2 · Cavalier blanc sur case noire h2 · Tour blanche sur case noire a1 · Dame blanche sur case blanche d1 · Tour blanche sur case blanche f1 · Roi blanc sur case noire g1 | Tour noire sur case blanche a8 · Dame noire sur case noire d8 · Tour noire sur case blanche e8 · Roi noir sur case blanche g8 · Cavalier noir sur case noire a7 · Pion noir sur case blanche b7 · Pion noir sur case noire c7 · Fou noir sur case blanche d7 · Fou noir sur case noire e7 · Pion noir sur case blanche f7 · Pion noir sur case blanche a6 · Pion noir sur case blanche e6 · Pion noir sur case blanche g6 · Pion noir sur case noire h6 · Pion noir sur case blanche d5 · Pion blanc sur case noire e5 · Fou blanc sur case blanche h5 · Pion blanc sur case noire d4 · Pion blanc sur case noire f4 · Pion blanc sur case noire a3 · Pion blanc sur case blanche h3 · Pion blanc sur case noire b2 · Pion blanc sur case blanche c2 · Fou blanc sur case noire d2 · Pion blanc sur case blanche g2 · Cavalier blanc sur case noire h2 · Tour blanche sur case noire a1 · Dame blanche sur case blanche d1 · Tour blanche sur case blanche f1 · Roi blanc sur case noire g1 | Tour noire sur case blanche a8 · Dame noire sur case noire d8 · Tour noire sur case blanche e8 · Roi noir sur case blanche g8 · Cavalier noir sur case noire a7 · Pion noir sur case blanche b7 · Pion noir sur case noire c7 · Fou noir sur case blanche d7 · Fou noir sur case noire e7 · Pion noir sur case blanche f7 · Pion noir sur case blanche a6 · Pion noir sur case blanche e6 · Pion noir sur case blanche g6 · Pion noir sur case noire h6 · Pion noir sur case blanche d5 · Pion blanc sur case noire e5 · Fou blanc sur case blanche h5 · Pion blanc sur case noire d4 · Pion blanc sur case noire f4 · Pion blanc sur case noire a3 · Pion blanc sur case blanche h3 · Pion blanc sur case noire b2 · Pion blanc sur case blanche c2 · Fou blanc sur case noire d2 · Pion blanc sur case blanche g2 · Cavalier blanc sur case noire h2 · Tour blanche sur case noire a1 · Dame blanche sur case blanche d1 · Tour blanche sur case blanche f1 · Roi blanc sur case noire g1 | 5 |
| 4 | Tour noire sur case blanche a8 · Dame noire sur case noire d8 · Tour noire sur case blanche e8 · Roi noir sur case blanche g8 · Cavalier noir sur case noire a7 · Pion noir sur case blanche b7 · Pion noir sur case noire c7 · Fou noir sur case blanche d7 · Fou noir sur case noire e7 · Pion noir sur case blanche f7 · Pion noir sur case blanche a6 · Pion noir sur case blanche e6 · Pion noir sur case blanche g6 · Pion noir sur case noire h6 · Pion noir sur case blanche d5 · Pion blanc sur case noire e5 · Fou blanc sur case blanche h5 · Pion blanc sur case noire d4 · Pion blanc sur case noire f4 · Pion blanc sur case noire a3 · Pion blanc sur case blanche h3 · Pion blanc sur case noire b2 · Pion blanc sur case blanche c2 · Fou blanc sur case noire d2 · Pion blanc sur case blanche g2 · Cavalier blanc sur case noire h2 · Tour blanche sur case noire a1 · Dame blanche sur case blanche d1 · Tour blanche sur case blanche f1 · Roi blanc sur case noire g1 | Tour noire sur case blanche a8 · Dame noire sur case noire d8 · Tour noire sur case blanche e8 · Roi noir sur case blanche g8 · Cavalier noir sur case noire a7 · Pion noir sur case blanche b7 · Pion noir sur case noire c7 · Fou noir sur case blanche d7 · Fou noir sur case noire e7 · Pion noir sur case blanche f7 · Pion noir sur case blanche a6 · Pion noir sur case blanche e6 · Pion noir sur case blanche g6 · Pion noir sur case noire h6 · Pion noir sur case blanche d5 · Pion blanc sur case noire e5 · Fou blanc sur case blanche h5 · Pion blanc sur case noire d4 · Pion blanc sur case noire f4 · Pion blanc sur case noire a3 · Pion blanc sur case blanche h3 · Pion blanc sur case noire b2 · Pion blanc sur case blanche c2 · Fou blanc sur case noire d2 · Pion blanc sur case blanche g2 · Cavalier blanc sur case noire h2 · Tour blanche sur case noire a1 · Dame blanche sur case blanche d1 · Tour blanche sur case blanche f1 · Roi blanc sur case noire g1 | Tour noire sur case blanche a8 · Dame noire sur case noire d8 · Tour noire sur case blanche e8 · Roi noir sur case blanche g8 · Cavalier noir sur case noire a7 · Pion noir sur case blanche b7 · Pion noir sur case noire c7 · Fou noir sur case blanche d7 · Fou noir sur case noire e7 · Pion noir sur case blanche f7 · Pion noir sur case blanche a6 · Pion noir sur case blanche e6 · Pion noir sur case blanche g6 · Pion noir sur case noire h6 · Pion noir sur case blanche d5 · Pion blanc sur case noire e5 · Fou blanc sur case blanche h5 · Pion blanc sur case noire d4 · Pion blanc sur case noire f4 · Pion blanc sur case noire a3 · Pion blanc sur case blanche h3 · Pion blanc sur case noire b2 · Pion blanc sur case blanche c2 · Fou blanc sur case noire d2 · Pion blanc sur case blanche g2 · Cavalier blanc sur case noire h2 · Tour blanche sur case noire a1 · Dame blanche sur case blanche d1 · Tour blanche sur case blanche f1 · Roi blanc sur case noire g1 | Tour noire sur case blanche a8 · Dame noire sur case noire d8 · Tour noire sur case blanche e8 · Roi noir sur case blanche g8 · Cavalier noir sur case noire a7 · Pion noir sur case blanche b7 · Pion noir sur case noire c7 · Fou noir sur case blanche d7 · Fou noir sur case noire e7 · Pion noir sur case blanche f7 · Pion noir sur case blanche a6 · Pion noir sur case blanche e6 · Pion noir sur case blanche g6 · Pion noir sur case noire h6 · Pion noir sur case blanche d5 · Pion blanc sur case noire e5 · Fou blanc sur case blanche h5 · Pion blanc sur case noire d4 · Pion blanc sur case noire f4 · Pion blanc sur case noire a3 · Pion blanc sur case blanche h3 · Pion blanc sur case noire b2 · Pion blanc sur case blanche c2 · Fou blanc sur case noire d2 · Pion blanc sur case blanche g2 · Cavalier blanc sur case noire h2 · Tour blanche sur case noire a1 · Dame blanche sur case blanche d1 · Tour blanche sur case blanche f1 · Roi blanc sur case noire g1 | Tour noire sur case blanche a8 · Dame noire sur case noire d8 · Tour noire sur case blanche e8 · Roi noir sur case blanche g8 · Cavalier noir sur case noire a7 · Pion noir sur case blanche b7 · Pion noir sur case noire c7 · Fou noir sur case blanche d7 · Fou noir sur case noire e7 · Pion noir sur case blanche f7 · Pion noir sur case blanche a6 · Pion noir sur case blanche e6 · Pion noir sur case blanche g6 · Pion noir sur case noire h6 · Pion noir sur case blanche d5 · Pion blanc sur case noire e5 · Fou blanc sur case blanche h5 · Pion blanc sur case noire d4 · Pion blanc sur case noire f4 · Pion blanc sur case noire a3 · Pion blanc sur case blanche h3 · Pion blanc sur case noire b2 · Pion blanc sur case blanche c2 · Fou blanc sur case noire d2 · Pion blanc sur case blanche g2 · Cavalier blanc sur case noire h2 · Tour blanche sur case noire a1 · Dame blanche sur case blanche d1 · Tour blanche sur case blanche f1 · Roi blanc sur case noire g1 | Tour noire sur case blanche a8 · Dame noire sur case noire d8 · Tour noire sur case blanche e8 · Roi noir sur case blanche g8 · Cavalier noir sur case noire a7 · Pion noir sur case blanche b7 · Pion noir sur case noire c7 · Fou noir sur case blanche d7 · Fou noir sur case noire e7 · Pion noir sur case blanche f7 · Pion noir sur case blanche a6 · Pion noir sur case blanche e6 · Pion noir sur case blanche g6 · Pion noir sur case noire h6 · Pion noir sur case blanche d5 · Pion blanc sur case noire e5 · Fou blanc sur case blanche h5 · Pion blanc sur case noire d4 · Pion blanc sur case noire f4 · Pion blanc sur case noire a3 · Pion blanc sur case blanche h3 · Pion blanc sur case noire b2 · Pion blanc sur case blanche c2 · Fou blanc sur case noire d2 · Pion blanc sur case blanche g2 · Cavalier blanc sur case noire h2 · Tour blanche sur case noire a1 · Dame blanche sur case blanche d1 · Tour blanche sur case blanche f1 · Roi blanc sur case noire g1 | Tour noire sur case blanche a8 · Dame noire sur case noire d8 · Tour noire sur case blanche e8 · Roi noir sur case blanche g8 · Cavalier noir sur case noire a7 · Pion noir sur case blanche b7 · Pion noir sur case noire c7 · Fou noir sur case blanche d7 · Fou noir sur case noire e7 · Pion noir sur case blanche f7 · Pion noir sur case blanche a6 · Pion noir sur case blanche e6 · Pion noir sur case blanche g6 · Pion noir sur case noire h6 · Pion noir sur case blanche d5 · Pion blanc sur case noire e5 · Fou blanc sur case blanche h5 · Pion blanc sur case noire d4 · Pion blanc sur case noire f4 · Pion blanc sur case noire a3 · Pion blanc sur case blanche h3 · Pion blanc sur case noire b2 · Pion blanc sur case blanche c2 · Fou blanc sur case noire d2 · Pion blanc sur case blanche g2 · Cavalier blanc sur case noire h2 · Tour blanche sur case noire a1 · Dame blanche sur case blanche d1 · Tour blanche sur case blanche f1 · Roi blanc sur case noire g1 | Tour noire sur case blanche a8 · Dame noire sur case noire d8 · Tour noire sur case blanche e8 · Roi noir sur case blanche g8 · Cavalier noir sur case noire a7 · Pion noir sur case blanche b7 · Pion noir sur case noire c7 · Fou noir sur case blanche d7 · Fou noir sur case noire e7 · Pion noir sur case blanche f7 · Pion noir sur case blanche a6 · Pion noir sur case blanche e6 · Pion noir sur case blanche g6 · Pion noir sur case noire h6 · Pion noir sur case blanche d5 · Pion blanc sur case noire e5 · Fou blanc sur case blanche h5 · Pion blanc sur case noire d4 · Pion blanc sur case noire f4 · Pion blanc sur case noire a3 · Pion blanc sur case blanche h3 · Pion blanc sur case noire b2 · Pion blanc sur case blanche c2 · Fou blanc sur case noire d2 · Pion blanc sur case blanche g2 · Cavalier blanc sur case noire h2 · Tour blanche sur case noire a1 · Dame blanche sur case blanche d1 · Tour blanche sur case blanche f1 · Roi blanc sur case noire g1 | 4 |
| 3 | Tour noire sur case blanche a8 · Dame noire sur case noire d8 · Tour noire sur case blanche e8 · Roi noir sur case blanche g8 · Cavalier noir sur case noire a7 · Pion noir sur case blanche b7 · Pion noir sur case noire c7 · Fou noir sur case blanche d7 · Fou noir sur case noire e7 · Pion noir sur case blanche f7 · Pion noir sur case blanche a6 · Pion noir sur case blanche e6 · Pion noir sur case blanche g6 · Pion noir sur case noire h6 · Pion noir sur case blanche d5 · Pion blanc sur case noire e5 · Fou blanc sur case blanche h5 · Pion blanc sur case noire d4 · Pion blanc sur case noire f4 · Pion blanc sur case noire a3 · Pion blanc sur case blanche h3 · Pion blanc sur case noire b2 · Pion blanc sur case blanche c2 · Fou blanc sur case noire d2 · Pion blanc sur case blanche g2 · Cavalier blanc sur case noire h2 · Tour blanche sur case noire a1 · Dame blanche sur case blanche d1 · Tour blanche sur case blanche f1 · Roi blanc sur case noire g1 | Tour noire sur case blanche a8 · Dame noire sur case noire d8 · Tour noire sur case blanche e8 · Roi noir sur case blanche g8 · Cavalier noir sur case noire a7 · Pion noir sur case blanche b7 · Pion noir sur case noire c7 · Fou noir sur case blanche d7 · Fou noir sur case noire e7 · Pion noir sur case blanche f7 · Pion noir sur case blanche a6 · Pion noir sur case blanche e6 · Pion noir sur case blanche g6 · Pion noir sur case noire h6 · Pion noir sur case blanche d5 · Pion blanc sur case noire e5 · Fou blanc sur case blanche h5 · Pion blanc sur case noire d4 · Pion blanc sur case noire f4 · Pion blanc sur case noire a3 · Pion blanc sur case blanche h3 · Pion blanc sur case noire b2 · Pion blanc sur case blanche c2 · Fou blanc sur case noire d2 · Pion blanc sur case blanche g2 · Cavalier blanc sur case noire h2 · Tour blanche sur case noire a1 · Dame blanche sur case blanche d1 · Tour blanche sur case blanche f1 · Roi blanc sur case noire g1 | Tour noire sur case blanche a8 · Dame noire sur case noire d8 · Tour noire sur case blanche e8 · Roi noir sur case blanche g8 · Cavalier noir sur case noire a7 · Pion noir sur case blanche b7 · Pion noir sur case noire c7 · Fou noir sur case blanche d7 · Fou noir sur case noire e7 · Pion noir sur case blanche f7 · Pion noir sur case blanche a6 · Pion noir sur case blanche e6 · Pion noir sur case blanche g6 · Pion noir sur case noire h6 · Pion noir sur case blanche d5 · Pion blanc sur case noire e5 · Fou blanc sur case blanche h5 · Pion blanc sur case noire d4 · Pion blanc sur case noire f4 · Pion blanc sur case noire a3 · Pion blanc sur case blanche h3 · Pion blanc sur case noire b2 · Pion blanc sur case blanche c2 · Fou blanc sur case noire d2 · Pion blanc sur case blanche g2 · Cavalier blanc sur case noire h2 · Tour blanche sur case noire a1 · Dame blanche sur case blanche d1 · Tour blanche sur case blanche f1 · Roi blanc sur case noire g1 | Tour noire sur case blanche a8 · Dame noire sur case noire d8 · Tour noire sur case blanche e8 · Roi noir sur case blanche g8 · Cavalier noir sur case noire a7 · Pion noir sur case blanche b7 · Pion noir sur case noire c7 · Fou noir sur case blanche d7 · Fou noir sur case noire e7 · Pion noir sur case blanche f7 · Pion noir sur case blanche a6 · Pion noir sur case blanche e6 · Pion noir sur case blanche g6 · Pion noir sur case noire h6 · Pion noir sur case blanche d5 · Pion blanc sur case noire e5 · Fou blanc sur case blanche h5 · Pion blanc sur case noire d4 · Pion blanc sur case noire f4 · Pion blanc sur case noire a3 · Pion blanc sur case blanche h3 · Pion blanc sur case noire b2 · Pion blanc sur case blanche c2 · Fou blanc sur case noire d2 · Pion blanc sur case blanche g2 · Cavalier blanc sur case noire h2 · Tour blanche sur case noire a1 · Dame blanche sur case blanche d1 · Tour blanche sur case blanche f1 · Roi blanc sur case noire g1 | Tour noire sur case blanche a8 · Dame noire sur case noire d8 · Tour noire sur case blanche e8 · Roi noir sur case blanche g8 · Cavalier noir sur case noire a7 · Pion noir sur case blanche b7 · Pion noir sur case noire c7 · Fou noir sur case blanche d7 · Fou noir sur case noire e7 · Pion noir sur case blanche f7 · Pion noir sur case blanche a6 · Pion noir sur case blanche e6 · Pion noir sur case blanche g6 · Pion noir sur case noire h6 · Pion noir sur case blanche d5 · Pion blanc sur case noire e5 · Fou blanc sur case blanche h5 · Pion blanc sur case noire d4 · Pion blanc sur case noire f4 · Pion blanc sur case noire a3 · Pion blanc sur case blanche h3 · Pion blanc sur case noire b2 · Pion blanc sur case blanche c2 · Fou blanc sur case noire d2 · Pion blanc sur case blanche g2 · Cavalier blanc sur case noire h2 · Tour blanche sur case noire a1 · Dame blanche sur case blanche d1 · Tour blanche sur case blanche f1 · Roi blanc sur case noire g1 | Tour noire sur case blanche a8 · Dame noire sur case noire d8 · Tour noire sur case blanche e8 · Roi noir sur case blanche g8 · Cavalier noir sur case noire a7 · Pion noir sur case blanche b7 · Pion noir sur case noire c7 · Fou noir sur case blanche d7 · Fou noir sur case noire e7 · Pion noir sur case blanche f7 · Pion noir sur case blanche a6 · Pion noir sur case blanche e6 · Pion noir sur case blanche g6 · Pion noir sur case noire h6 · Pion noir sur case blanche d5 · Pion blanc sur case noire e5 · Fou blanc sur case blanche h5 · Pion blanc sur case noire d4 · Pion blanc sur case noire f4 · Pion blanc sur case noire a3 · Pion blanc sur case blanche h3 · Pion blanc sur case noire b2 · Pion blanc sur case blanche c2 · Fou blanc sur case noire d2 · Pion blanc sur case blanche g2 · Cavalier blanc sur case noire h2 · Tour blanche sur case noire a1 · Dame blanche sur case blanche d1 · Tour blanche sur case blanche f1 · Roi blanc sur case noire g1 | Tour noire sur case blanche a8 · Dame noire sur case noire d8 · Tour noire sur case blanche e8 · Roi noir sur case blanche g8 · Cavalier noir sur case noire a7 · Pion noir sur case blanche b7 · Pion noir sur case noire c7 · Fou noir sur case blanche d7 · Fou noir sur case noire e7 · Pion noir sur case blanche f7 · Pion noir sur case blanche a6 · Pion noir sur case blanche e6 · Pion noir sur case blanche g6 · Pion noir sur case noire h6 · Pion noir sur case blanche d5 · Pion blanc sur case noire e5 · Fou blanc sur case blanche h5 · Pion blanc sur case noire d4 · Pion blanc sur case noire f4 · Pion blanc sur case noire a3 · Pion blanc sur case blanche h3 · Pion blanc sur case noire b2 · Pion blanc sur case blanche c2 · Fou blanc sur case noire d2 · Pion blanc sur case blanche g2 · Cavalier blanc sur case noire h2 · Tour blanche sur case noire a1 · Dame blanche sur case blanche d1 · Tour blanche sur case blanche f1 · Roi blanc sur case noire g1 | Tour noire sur case blanche a8 · Dame noire sur case noire d8 · Tour noire sur case blanche e8 · Roi noir sur case blanche g8 · Cavalier noir sur case noire a7 · Pion noir sur case blanche b7 · Pion noir sur case noire c7 · Fou noir sur case blanche d7 · Fou noir sur case noire e7 · Pion noir sur case blanche f7 · Pion noir sur case blanche a6 · Pion noir sur case blanche e6 · Pion noir sur case blanche g6 · Pion noir sur case noire h6 · Pion noir sur case blanche d5 · Pion blanc sur case noire e5 · Fou blanc sur case blanche h5 · Pion blanc sur case noire d4 · Pion blanc sur case noire f4 · Pion blanc sur case noire a3 · Pion blanc sur case blanche h3 · Pion blanc sur case noire b2 · Pion blanc sur case blanche c2 · Fou blanc sur case noire d2 · Pion blanc sur case blanche g2 · Cavalier blanc sur case noire h2 · Tour blanche sur case noire a1 · Dame blanche sur case blanche d1 · Tour blanche sur case blanche f1 · Roi blanc sur case noire g1 | 3 |
| 2 | Tour noire sur case blanche a8 · Dame noire sur case noire d8 · Tour noire sur case blanche e8 · Roi noir sur case blanche g8 · Cavalier noir sur case noire a7 · Pion noir sur case blanche b7 · Pion noir sur case noire c7 · Fou noir sur case blanche d7 · Fou noir sur case noire e7 · Pion noir sur case blanche f7 · Pion noir sur case blanche a6 · Pion noir sur case blanche e6 · Pion noir sur case blanche g6 · Pion noir sur case noire h6 · Pion noir sur case blanche d5 · Pion blanc sur case noire e5 · Fou blanc sur case blanche h5 · Pion blanc sur case noire d4 · Pion blanc sur case noire f4 · Pion blanc sur case noire a3 · Pion blanc sur case blanche h3 · Pion blanc sur case noire b2 · Pion blanc sur case blanche c2 · Fou blanc sur case noire d2 · Pion blanc sur case blanche g2 · Cavalier blanc sur case noire h2 · Tour blanche sur case noire a1 · Dame blanche sur case blanche d1 · Tour blanche sur case blanche f1 · Roi blanc sur case noire g1 | Tour noire sur case blanche a8 · Dame noire sur case noire d8 · Tour noire sur case blanche e8 · Roi noir sur case blanche g8 · Cavalier noir sur case noire a7 · Pion noir sur case blanche b7 · Pion noir sur case noire c7 · Fou noir sur case blanche d7 · Fou noir sur case noire e7 · Pion noir sur case blanche f7 · Pion noir sur case blanche a6 · Pion noir sur case blanche e6 · Pion noir sur case blanche g6 · Pion noir sur case noire h6 · Pion noir sur case blanche d5 · Pion blanc sur case noire e5 · Fou blanc sur case blanche h5 · Pion blanc sur case noire d4 · Pion blanc sur case noire f4 · Pion blanc sur case noire a3 · Pion blanc sur case blanche h3 · Pion blanc sur case noire b2 · Pion blanc sur case blanche c2 · Fou blanc sur case noire d2 · Pion blanc sur case blanche g2 · Cavalier blanc sur case noire h2 · Tour blanche sur case noire a1 · Dame blanche sur case blanche d1 · Tour blanche sur case blanche f1 · Roi blanc sur case noire g1 | Tour noire sur case blanche a8 · Dame noire sur case noire d8 · Tour noire sur case blanche e8 · Roi noir sur case blanche g8 · Cavalier noir sur case noire a7 · Pion noir sur case blanche b7 · Pion noir sur case noire c7 · Fou noir sur case blanche d7 · Fou noir sur case noire e7 · Pion noir sur case blanche f7 · Pion noir sur case blanche a6 · Pion noir sur case blanche e6 · Pion noir sur case blanche g6 · Pion noir sur case noire h6 · Pion noir sur case blanche d5 · Pion blanc sur case noire e5 · Fou blanc sur case blanche h5 · Pion blanc sur case noire d4 · Pion blanc sur case noire f4 · Pion blanc sur case noire a3 · Pion blanc sur case blanche h3 · Pion blanc sur case noire b2 · Pion blanc sur case blanche c2 · Fou blanc sur case noire d2 · Pion blanc sur case blanche g2 · Cavalier blanc sur case noire h2 · Tour blanche sur case noire a1 · Dame blanche sur case blanche d1 · Tour blanche sur case blanche f1 · Roi blanc sur case noire g1 | Tour noire sur case blanche a8 · Dame noire sur case noire d8 · Tour noire sur case blanche e8 · Roi noir sur case blanche g8 · Cavalier noir sur case noire a7 · Pion noir sur case blanche b7 · Pion noir sur case noire c7 · Fou noir sur case blanche d7 · Fou noir sur case noire e7 · Pion noir sur case blanche f7 · Pion noir sur case blanche a6 · Pion noir sur case blanche e6 · Pion noir sur case blanche g6 · Pion noir sur case noire h6 · Pion noir sur case blanche d5 · Pion blanc sur case noire e5 · Fou blanc sur case blanche h5 · Pion blanc sur case noire d4 · Pion blanc sur case noire f4 · Pion blanc sur case noire a3 · Pion blanc sur case blanche h3 · Pion blanc sur case noire b2 · Pion blanc sur case blanche c2 · Fou blanc sur case noire d2 · Pion blanc sur case blanche g2 · Cavalier blanc sur case noire h2 · Tour blanche sur case noire a1 · Dame blanche sur case blanche d1 · Tour blanche sur case blanche f1 · Roi blanc sur case noire g1 | Tour noire sur case blanche a8 · Dame noire sur case noire d8 · Tour noire sur case blanche e8 · Roi noir sur case blanche g8 · Cavalier noir sur case noire a7 · Pion noir sur case blanche b7 · Pion noir sur case noire c7 · Fou noir sur case blanche d7 · Fou noir sur case noire e7 · Pion noir sur case blanche f7 · Pion noir sur case blanche a6 · Pion noir sur case blanche e6 · Pion noir sur case blanche g6 · Pion noir sur case noire h6 · Pion noir sur case blanche d5 · Pion blanc sur case noire e5 · Fou blanc sur case blanche h5 · Pion blanc sur case noire d4 · Pion blanc sur case noire f4 · Pion blanc sur case noire a3 · Pion blanc sur case blanche h3 · Pion blanc sur case noire b2 · Pion blanc sur case blanche c2 · Fou blanc sur case noire d2 · Pion blanc sur case blanche g2 · Cavalier blanc sur case noire h2 · Tour blanche sur case noire a1 · Dame blanche sur case blanche d1 · Tour blanche sur case blanche f1 · Roi blanc sur case noire g1 | Tour noire sur case blanche a8 · Dame noire sur case noire d8 · Tour noire sur case blanche e8 · Roi noir sur case blanche g8 · Cavalier noir sur case noire a7 · Pion noir sur case blanche b7 · Pion noir sur case noire c7 · Fou noir sur case blanche d7 · Fou noir sur case noire e7 · Pion noir sur case blanche f7 · Pion noir sur case blanche a6 · Pion noir sur case blanche e6 · Pion noir sur case blanche g6 · Pion noir sur case noire h6 · Pion noir sur case blanche d5 · Pion blanc sur case noire e5 · Fou blanc sur case blanche h5 · Pion blanc sur case noire d4 · Pion blanc sur case noire f4 · Pion blanc sur case noire a3 · Pion blanc sur case blanche h3 · Pion blanc sur case noire b2 · Pion blanc sur case blanche c2 · Fou blanc sur case noire d2 · Pion blanc sur case blanche g2 · Cavalier blanc sur case noire h2 · Tour blanche sur case noire a1 · Dame blanche sur case blanche d1 · Tour blanche sur case blanche f1 · Roi blanc sur case noire g1 | Tour noire sur case blanche a8 · Dame noire sur case noire d8 · Tour noire sur case blanche e8 · Roi noir sur case blanche g8 · Cavalier noir sur case noire a7 · Pion noir sur case blanche b7 · Pion noir sur case noire c7 · Fou noir sur case blanche d7 · Fou noir sur case noire e7 · Pion noir sur case blanche f7 · Pion noir sur case blanche a6 · Pion noir sur case blanche e6 · Pion noir sur case blanche g6 · Pion noir sur case noire h6 · Pion noir sur case blanche d5 · Pion blanc sur case noire e5 · Fou blanc sur case blanche h5 · Pion blanc sur case noire d4 · Pion blanc sur case noire f4 · Pion blanc sur case noire a3 · Pion blanc sur case blanche h3 · Pion blanc sur case noire b2 · Pion blanc sur case blanche c2 · Fou blanc sur case noire d2 · Pion blanc sur case blanche g2 · Cavalier blanc sur case noire h2 · Tour blanche sur case noire a1 · Dame blanche sur case blanche d1 · Tour blanche sur case blanche f1 · Roi blanc sur case noire g1 | Tour noire sur case blanche a8 · Dame noire sur case noire d8 · Tour noire sur case blanche e8 · Roi noir sur case blanche g8 · Cavalier noir sur case noire a7 · Pion noir sur case blanche b7 · Pion noir sur case noire c7 · Fou noir sur case blanche d7 · Fou noir sur case noire e7 · Pion noir sur case blanche f7 · Pion noir sur case blanche a6 · Pion noir sur case blanche e6 · Pion noir sur case blanche g6 · Pion noir sur case noire h6 · Pion noir sur case blanche d5 · Pion blanc sur case noire e5 · Fou blanc sur case blanche h5 · Pion blanc sur case noire d4 · Pion blanc sur case noire f4 · Pion blanc sur case noire a3 · Pion blanc sur case blanche h3 · Pion blanc sur case noire b2 · Pion blanc sur case blanche c2 · Fou blanc sur case noire d2 · Pion blanc sur case blanche g2 · Cavalier blanc sur case noire h2 · Tour blanche sur case noire a1 · Dame blanche sur case blanche d1 · Tour blanche sur case blanche f1 · Roi blanc sur case noire g1 | 2 |
| 1 | Tour noire sur case blanche a8 · Dame noire sur case noire d8 · Tour noire sur case blanche e8 · Roi noir sur case blanche g8 · Cavalier noir sur case noire a7 · Pion noir sur case blanche b7 · Pion noir sur case noire c7 · Fou noir sur case blanche d7 · Fou noir sur case noire e7 · Pion noir sur case blanche f7 · Pion noir sur case blanche a6 · Pion noir sur case blanche e6 · Pion noir sur case blanche g6 · Pion noir sur case noire h6 · Pion noir sur case blanche d5 · Pion blanc sur case noire e5 · Fou blanc sur case blanche h5 · Pion blanc sur case noire d4 · Pion blanc sur case noire f4 · Pion blanc sur case noire a3 · Pion blanc sur case blanche h3 · Pion blanc sur case noire b2 · Pion blanc sur case blanche c2 · Fou blanc sur case noire d2 · Pion blanc sur case blanche g2 · Cavalier blanc sur case noire h2 · Tour blanche sur case noire a1 · Dame blanche sur case blanche d1 · Tour blanche sur case blanche f1 · Roi blanc sur case noire g1 | Tour noire sur case blanche a8 · Dame noire sur case noire d8 · Tour noire sur case blanche e8 · Roi noir sur case blanche g8 · Cavalier noir sur case noire a7 · Pion noir sur case blanche b7 · Pion noir sur case noire c7 · Fou noir sur case blanche d7 · Fou noir sur case noire e7 · Pion noir sur case blanche f7 · Pion noir sur case blanche a6 · Pion noir sur case blanche e6 · Pion noir sur case blanche g6 · Pion noir sur case noire h6 · Pion noir sur case blanche d5 · Pion blanc sur case noire e5 · Fou blanc sur case blanche h5 · Pion blanc sur case noire d4 · Pion blanc sur case noire f4 · Pion blanc sur case noire a3 · Pion blanc sur case blanche h3 · Pion blanc sur case noire b2 · Pion blanc sur case blanche c2 · Fou blanc sur case noire d2 · Pion blanc sur case blanche g2 · Cavalier blanc sur case noire h2 · Tour blanche sur case noire a1 · Dame blanche sur case blanche d1 · Tour blanche sur case blanche f1 · Roi blanc sur case noire g1 | Tour noire sur case blanche a8 · Dame noire sur case noire d8 · Tour noire sur case blanche e8 · Roi noir sur case blanche g8 · Cavalier noir sur case noire a7 · Pion noir sur case blanche b7 · Pion noir sur case noire c7 · Fou noir sur case blanche d7 · Fou noir sur case noire e7 · Pion noir sur case blanche f7 · Pion noir sur case blanche a6 · Pion noir sur case blanche e6 · Pion noir sur case blanche g6 · Pion noir sur case noire h6 · Pion noir sur case blanche d5 · Pion blanc sur case noire e5 · Fou blanc sur case blanche h5 · Pion blanc sur case noire d4 · Pion blanc sur case noire f4 · Pion blanc sur case noire a3 · Pion blanc sur case blanche h3 · Pion blanc sur case noire b2 · Pion blanc sur case blanche c2 · Fou blanc sur case noire d2 · Pion blanc sur case blanche g2 · Cavalier blanc sur case noire h2 · Tour blanche sur case noire a1 · Dame blanche sur case blanche d1 · Tour blanche sur case blanche f1 · Roi blanc sur case noire g1 | Tour noire sur case blanche a8 · Dame noire sur case noire d8 · Tour noire sur case blanche e8 · Roi noir sur case blanche g8 · Cavalier noir sur case noire a7 · Pion noir sur case blanche b7 · Pion noir sur case noire c7 · Fou noir sur case blanche d7 · Fou noir sur case noire e7 · Pion noir sur case blanche f7 · Pion noir sur case blanche a6 · Pion noir sur case blanche e6 · Pion noir sur case blanche g6 · Pion noir sur case noire h6 · Pion noir sur case blanche d5 · Pion blanc sur case noire e5 · Fou blanc sur case blanche h5 · Pion blanc sur case noire d4 · Pion blanc sur case noire f4 · Pion blanc sur case noire a3 · Pion blanc sur case blanche h3 · Pion blanc sur case noire b2 · Pion blanc sur case blanche c2 · Fou blanc sur case noire d2 · Pion blanc sur case blanche g2 · Cavalier blanc sur case noire h2 · Tour blanche sur case noire a1 · Dame blanche sur case blanche d1 · Tour blanche sur case blanche f1 · Roi blanc sur case noire g1 | Tour noire sur case blanche a8 · Dame noire sur case noire d8 · Tour noire sur case blanche e8 · Roi noir sur case blanche g8 · Cavalier noir sur case noire a7 · Pion noir sur case blanche b7 · Pion noir sur case noire c7 · Fou noir sur case blanche d7 · Fou noir sur case noire e7 · Pion noir sur case blanche f7 · Pion noir sur case blanche a6 · Pion noir sur case blanche e6 · Pion noir sur case blanche g6 · Pion noir sur case noire h6 · Pion noir sur case blanche d5 · Pion blanc sur case noire e5 · Fou blanc sur case blanche h5 · Pion blanc sur case noire d4 · Pion blanc sur case noire f4 · Pion blanc sur case noire a3 · Pion blanc sur case blanche h3 · Pion blanc sur case noire b2 · Pion blanc sur case blanche c2 · Fou blanc sur case noire d2 · Pion blanc sur case blanche g2 · Cavalier blanc sur case noire h2 · Tour blanche sur case noire a1 · Dame blanche sur case blanche d1 · Tour blanche sur case blanche f1 · Roi blanc sur case noire g1 | Tour noire sur case blanche a8 · Dame noire sur case noire d8 · Tour noire sur case blanche e8 · Roi noir sur case blanche g8 · Cavalier noir sur case noire a7 · Pion noir sur case blanche b7 · Pion noir sur case noire c7 · Fou noir sur case blanche d7 · Fou noir sur case noire e7 · Pion noir sur case blanche f7 · Pion noir sur case blanche a6 · Pion noir sur case blanche e6 · Pion noir sur case blanche g6 · Pion noir sur case noire h6 · Pion noir sur case blanche d5 · Pion blanc sur case noire e5 · Fou blanc sur case blanche h5 · Pion blanc sur case noire d4 · Pion blanc sur case noire f4 · Pion blanc sur case noire a3 · Pion blanc sur case blanche h3 · Pion blanc sur case noire b2 · Pion blanc sur case blanche c2 · Fou blanc sur case noire d2 · Pion blanc sur case blanche g2 · Cavalier blanc sur case noire h2 · Tour blanche sur case noire a1 · Dame blanche sur case blanche d1 · Tour blanche sur case blanche f1 · Roi blanc sur case noire g1 | Tour noire sur case blanche a8 · Dame noire sur case noire d8 · Tour noire sur case blanche e8 · Roi noir sur case blanche g8 · Cavalier noir sur case noire a7 · Pion noir sur case blanche b7 · Pion noir sur case noire c7 · Fou noir sur case blanche d7 · Fou noir sur case noire e7 · Pion noir sur case blanche f7 · Pion noir sur case blanche a6 · Pion noir sur case blanche e6 · Pion noir sur case blanche g6 · Pion noir sur case noire h6 · Pion noir sur case blanche d5 · Pion blanc sur case noire e5 · Fou blanc sur case blanche h5 · Pion blanc sur case noire d4 · Pion blanc sur case noire f4 · Pion blanc sur case noire a3 · Pion blanc sur case blanche h3 · Pion blanc sur case noire b2 · Pion blanc sur case blanche c2 · Fou blanc sur case noire d2 · Pion blanc sur case blanche g2 · Cavalier blanc sur case noire h2 · Tour blanche sur case noire a1 · Dame blanche sur case blanche d1 · Tour blanche sur case blanche f1 · Roi blanc sur case noire g1 | Tour noire sur case blanche a8 · Dame noire sur case noire d8 · Tour noire sur case blanche e8 · Roi noir sur case blanche g8 · Cavalier noir sur case noire a7 · Pion noir sur case blanche b7 · Pion noir sur case noire c7 · Fou noir sur case blanche d7 · Fou noir sur case noire e7 · Pion noir sur case blanche f7 · Pion noir sur case blanche a6 · Pion noir sur case blanche e6 · Pion noir sur case blanche g6 · Pion noir sur case noire h6 · Pion noir sur case blanche d5 · Pion blanc sur case noire e5 · Fou blanc sur case blanche h5 · Pion blanc sur case noire d4 · Pion blanc sur case noire f4 · Pion blanc sur case noire a3 · Pion blanc sur case blanche h3 · Pion blanc sur case noire b2 · Pion blanc sur case blanche c2 · Fou blanc sur case noire d2 · Pion blanc sur case blanche g2 · Cavalier blanc sur case noire h2 · Tour blanche sur case noire a1 · Dame blanche sur case blanche d1 · Tour blanche sur case blanche f1 · Roi blanc sur case noire g1 | 1 |
|   | a | b | c | d | e | f | g | h |   |

|   | a | b | c | d | e | f | g | h |   |
| 8 | Tour noire sur case blanche a8 · Fou noir sur case blanche c8 · Tour noire sur case noire f8 · Pion noir sur case blanche b7 · Cavalier noir sur case blanche d7 · Dame noire sur case noire e7 · Fou noir sur case noire g7 · Cavalier noir sur case noire b6 · Pion noir sur case blanche c6 · Pion noir sur case blanche e6 · Roi noir sur case blanche g6 · Pion noir sur case noire h6 · Pion noir sur case noire a5 · Pion blanc sur case noire d4 · Cavalier blanc sur case blanche e4 · Pion blanc sur case blanche b3 · Fou blanc sur case noire e3 · Dame blanche sur case blanche c2 · Fou blanc sur case blanche e2 · Pion blanc sur case noire f2 · Pion blanc sur case blanche g2 · Pion blanc sur case noire h2 · Tour blanche sur case noire c1 · Tour blanche sur case blanche d1 · Roi blanc sur case noire g1 | Tour noire sur case blanche a8 · Fou noir sur case blanche c8 · Tour noire sur case noire f8 · Pion noir sur case blanche b7 · Cavalier noir sur case blanche d7 · Dame noire sur case noire e7 · Fou noir sur case noire g7 · Cavalier noir sur case noire b6 · Pion noir sur case blanche c6 · Pion noir sur case blanche e6 · Roi noir sur case blanche g6 · Pion noir sur case noire h6 · Pion noir sur case noire a5 · Pion blanc sur case noire d4 · Cavalier blanc sur case blanche e4 · Pion blanc sur case blanche b3 · Fou blanc sur case noire e3 · Dame blanche sur case blanche c2 · Fou blanc sur case blanche e2 · Pion blanc sur case noire f2 · Pion blanc sur case blanche g2 · Pion blanc sur case noire h2 · Tour blanche sur case noire c1 · Tour blanche sur case blanche d1 · Roi blanc sur case noire g1 | Tour noire sur case blanche a8 · Fou noir sur case blanche c8 · Tour noire sur case noire f8 · Pion noir sur case blanche b7 · Cavalier noir sur case blanche d7 · Dame noire sur case noire e7 · Fou noir sur case noire g7 · Cavalier noir sur case noire b6 · Pion noir sur case blanche c6 · Pion noir sur case blanche e6 · Roi noir sur case blanche g6 · Pion noir sur case noire h6 · Pion noir sur case noire a5 · Pion blanc sur case noire d4 · Cavalier blanc sur case blanche e4 · Pion blanc sur case blanche b3 · Fou blanc sur case noire e3 · Dame blanche sur case blanche c2 · Fou blanc sur case blanche e2 · Pion blanc sur case noire f2 · Pion blanc sur case blanche g2 · Pion blanc sur case noire h2 · Tour blanche sur case noire c1 · Tour blanche sur case blanche d1 · Roi blanc sur case noire g1 | Tour noire sur case blanche a8 · Fou noir sur case blanche c8 · Tour noire sur case noire f8 · Pion noir sur case blanche b7 · Cavalier noir sur case blanche d7 · Dame noire sur case noire e7 · Fou noir sur case noire g7 · Cavalier noir sur case noire b6 · Pion noir sur case blanche c6 · Pion noir sur case blanche e6 · Roi noir sur case blanche g6 · Pion noir sur case noire h6 · Pion noir sur case noire a5 · Pion blanc sur case noire d4 · Cavalier blanc sur case blanche e4 · Pion blanc sur case blanche b3 · Fou blanc sur case noire e3 · Dame blanche sur case blanche c2 · Fou blanc sur case blanche e2 · Pion blanc sur case noire f2 · Pion blanc sur case blanche g2 · Pion blanc sur case noire h2 · Tour blanche sur case noire c1 · Tour blanche sur case blanche d1 · Roi blanc sur case noire g1 | Tour noire sur case blanche a8 · Fou noir sur case blanche c8 · Tour noire sur case noire f8 · Pion noir sur case blanche b7 · Cavalier noir sur case blanche d7 · Dame noire sur case noire e7 · Fou noir sur case noire g7 · Cavalier noir sur case noire b6 · Pion noir sur case blanche c6 · Pion noir sur case blanche e6 · Roi noir sur case blanche g6 · Pion noir sur case noire h6 · Pion noir sur case noire a5 · Pion blanc sur case noire d4 · Cavalier blanc sur case blanche e4 · Pion blanc sur case blanche b3 · Fou blanc sur case noire e3 · Dame blanche sur case blanche c2 · Fou blanc sur case blanche e2 · Pion blanc sur case noire f2 · Pion blanc sur case blanche g2 · Pion blanc sur case noire h2 · Tour blanche sur case noire c1 · Tour blanche sur case blanche d1 · Roi blanc sur case noire g1 | Tour noire sur case blanche a8 · Fou noir sur case blanche c8 · Tour noire sur case noire f8 · Pion noir sur case blanche b7 · Cavalier noir sur case blanche d7 · Dame noire sur case noire e7 · Fou noir sur case noire g7 · Cavalier noir sur case noire b6 · Pion noir sur case blanche c6 · Pion noir sur case blanche e6 · Roi noir sur case blanche g6 · Pion noir sur case noire h6 · Pion noir sur case noire a5 · Pion blanc sur case noire d4 · Cavalier blanc sur case blanche e4 · Pion blanc sur case blanche b3 · Fou blanc sur case noire e3 · Dame blanche sur case blanche c2 · Fou blanc sur case blanche e2 · Pion blanc sur case noire f2 · Pion blanc sur case blanche g2 · Pion blanc sur case noire h2 · Tour blanche sur case noire c1 · Tour blanche sur case blanche d1 · Roi blanc sur case noire g1 | Tour noire sur case blanche a8 · Fou noir sur case blanche c8 · Tour noire sur case noire f8 · Pion noir sur case blanche b7 · Cavalier noir sur case blanche d7 · Dame noire sur case noire e7 · Fou noir sur case noire g7 · Cavalier noir sur case noire b6 · Pion noir sur case blanche c6 · Pion noir sur case blanche e6 · Roi noir sur case blanche g6 · Pion noir sur case noire h6 · Pion noir sur case noire a5 · Pion blanc sur case noire d4 · Cavalier blanc sur case blanche e4 · Pion blanc sur case blanche b3 · Fou blanc sur case noire e3 · Dame blanche sur case blanche c2 · Fou blanc sur case blanche e2 · Pion blanc sur case noire f2 · Pion blanc sur case blanche g2 · Pion blanc sur case noire h2 · Tour blanche sur case noire c1 · Tour blanche sur case blanche d1 · Roi blanc sur case noire g1 | Tour noire sur case blanche a8 · Fou noir sur case blanche c8 · Tour noire sur case noire f8 · Pion noir sur case blanche b7 · Cavalier noir sur case blanche d7 · Dame noire sur case noire e7 · Fou noir sur case noire g7 · Cavalier noir sur case noire b6 · Pion noir sur case blanche c6 · Pion noir sur case blanche e6 · Roi noir sur case blanche g6 · Pion noir sur case noire h6 · Pion noir sur case noire a5 · Pion blanc sur case noire d4 · Cavalier blanc sur case blanche e4 · Pion blanc sur case blanche b3 · Fou blanc sur case noire e3 · Dame blanche sur case blanche c2 · Fou blanc sur case blanche e2 · Pion blanc sur case noire f2 · Pion blanc sur case blanche g2 · Pion blanc sur case noire h2 · Tour blanche sur case noire c1 · Tour blanche sur case blanche d1 · Roi blanc sur case noire g1 | 8 |
| 7 | Tour noire sur case blanche a8 · Fou noir sur case blanche c8 · Tour noire sur case noire f8 · Pion noir sur case blanche b7 · Cavalier noir sur case blanche d7 · Dame noire sur case noire e7 · Fou noir sur case noire g7 · Cavalier noir sur case noire b6 · Pion noir sur case blanche c6 · Pion noir sur case blanche e6 · Roi noir sur case blanche g6 · Pion noir sur case noire h6 · Pion noir sur case noire a5 · Pion blanc sur case noire d4 · Cavalier blanc sur case blanche e4 · Pion blanc sur case blanche b3 · Fou blanc sur case noire e3 · Dame blanche sur case blanche c2 · Fou blanc sur case blanche e2 · Pion blanc sur case noire f2 · Pion blanc sur case blanche g2 · Pion blanc sur case noire h2 · Tour blanche sur case noire c1 · Tour blanche sur case blanche d1 · Roi blanc sur case noire g1 | Tour noire sur case blanche a8 · Fou noir sur case blanche c8 · Tour noire sur case noire f8 · Pion noir sur case blanche b7 · Cavalier noir sur case blanche d7 · Dame noire sur case noire e7 · Fou noir sur case noire g7 · Cavalier noir sur case noire b6 · Pion noir sur case blanche c6 · Pion noir sur case blanche e6 · Roi noir sur case blanche g6 · Pion noir sur case noire h6 · Pion noir sur case noire a5 · Pion blanc sur case noire d4 · Cavalier blanc sur case blanche e4 · Pion blanc sur case blanche b3 · Fou blanc sur case noire e3 · Dame blanche sur case blanche c2 · Fou blanc sur case blanche e2 · Pion blanc sur case noire f2 · Pion blanc sur case blanche g2 · Pion blanc sur case noire h2 · Tour blanche sur case noire c1 · Tour blanche sur case blanche d1 · Roi blanc sur case noire g1 | Tour noire sur case blanche a8 · Fou noir sur case blanche c8 · Tour noire sur case noire f8 · Pion noir sur case blanche b7 · Cavalier noir sur case blanche d7 · Dame noire sur case noire e7 · Fou noir sur case noire g7 · Cavalier noir sur case noire b6 · Pion noir sur case blanche c6 · Pion noir sur case blanche e6 · Roi noir sur case blanche g6 · Pion noir sur case noire h6 · Pion noir sur case noire a5 · Pion blanc sur case noire d4 · Cavalier blanc sur case blanche e4 · Pion blanc sur case blanche b3 · Fou blanc sur case noire e3 · Dame blanche sur case blanche c2 · Fou blanc sur case blanche e2 · Pion blanc sur case noire f2 · Pion blanc sur case blanche g2 · Pion blanc sur case noire h2 · Tour blanche sur case noire c1 · Tour blanche sur case blanche d1 · Roi blanc sur case noire g1 | Tour noire sur case blanche a8 · Fou noir sur case blanche c8 · Tour noire sur case noire f8 · Pion noir sur case blanche b7 · Cavalier noir sur case blanche d7 · Dame noire sur case noire e7 · Fou noir sur case noire g7 · Cavalier noir sur case noire b6 · Pion noir sur case blanche c6 · Pion noir sur case blanche e6 · Roi noir sur case blanche g6 · Pion noir sur case noire h6 · Pion noir sur case noire a5 · Pion blanc sur case noire d4 · Cavalier blanc sur case blanche e4 · Pion blanc sur case blanche b3 · Fou blanc sur case noire e3 · Dame blanche sur case blanche c2 · Fou blanc sur case blanche e2 · Pion blanc sur case noire f2 · Pion blanc sur case blanche g2 · Pion blanc sur case noire h2 · Tour blanche sur case noire c1 · Tour blanche sur case blanche d1 · Roi blanc sur case noire g1 | Tour noire sur case blanche a8 · Fou noir sur case blanche c8 · Tour noire sur case noire f8 · Pion noir sur case blanche b7 · Cavalier noir sur case blanche d7 · Dame noire sur case noire e7 · Fou noir sur case noire g7 · Cavalier noir sur case noire b6 · Pion noir sur case blanche c6 · Pion noir sur case blanche e6 · Roi noir sur case blanche g6 · Pion noir sur case noire h6 · Pion noir sur case noire a5 · Pion blanc sur case noire d4 · Cavalier blanc sur case blanche e4 · Pion blanc sur case blanche b3 · Fou blanc sur case noire e3 · Dame blanche sur case blanche c2 · Fou blanc sur case blanche e2 · Pion blanc sur case noire f2 · Pion blanc sur case blanche g2 · Pion blanc sur case noire h2 · Tour blanche sur case noire c1 · Tour blanche sur case blanche d1 · Roi blanc sur case noire g1 | Tour noire sur case blanche a8 · Fou noir sur case blanche c8 · Tour noire sur case noire f8 · Pion noir sur case blanche b7 · Cavalier noir sur case blanche d7 · Dame noire sur case noire e7 · Fou noir sur case noire g7 · Cavalier noir sur case noire b6 · Pion noir sur case blanche c6 · Pion noir sur case blanche e6 · Roi noir sur case blanche g6 · Pion noir sur case noire h6 · Pion noir sur case noire a5 · Pion blanc sur case noire d4 · Cavalier blanc sur case blanche e4 · Pion blanc sur case blanche b3 · Fou blanc sur case noire e3 · Dame blanche sur case blanche c2 · Fou blanc sur case blanche e2 · Pion blanc sur case noire f2 · Pion blanc sur case blanche g2 · Pion blanc sur case noire h2 · Tour blanche sur case noire c1 · Tour blanche sur case blanche d1 · Roi blanc sur case noire g1 | Tour noire sur case blanche a8 · Fou noir sur case blanche c8 · Tour noire sur case noire f8 · Pion noir sur case blanche b7 · Cavalier noir sur case blanche d7 · Dame noire sur case noire e7 · Fou noir sur case noire g7 · Cavalier noir sur case noire b6 · Pion noir sur case blanche c6 · Pion noir sur case blanche e6 · Roi noir sur case blanche g6 · Pion noir sur case noire h6 · Pion noir sur case noire a5 · Pion blanc sur case noire d4 · Cavalier blanc sur case blanche e4 · Pion blanc sur case blanche b3 · Fou blanc sur case noire e3 · Dame blanche sur case blanche c2 · Fou blanc sur case blanche e2 · Pion blanc sur case noire f2 · Pion blanc sur case blanche g2 · Pion blanc sur case noire h2 · Tour blanche sur case noire c1 · Tour blanche sur case blanche d1 · Roi blanc sur case noire g1 | Tour noire sur case blanche a8 · Fou noir sur case blanche c8 · Tour noire sur case noire f8 · Pion noir sur case blanche b7 · Cavalier noir sur case blanche d7 · Dame noire sur case noire e7 · Fou noir sur case noire g7 · Cavalier noir sur case noire b6 · Pion noir sur case blanche c6 · Pion noir sur case blanche e6 · Roi noir sur case blanche g6 · Pion noir sur case noire h6 · Pion noir sur case noire a5 · Pion blanc sur case noire d4 · Cavalier blanc sur case blanche e4 · Pion blanc sur case blanche b3 · Fou blanc sur case noire e3 · Dame blanche sur case blanche c2 · Fou blanc sur case blanche e2 · Pion blanc sur case noire f2 · Pion blanc sur case blanche g2 · Pion blanc sur case noire h2 · Tour blanche sur case noire c1 · Tour blanche sur case blanche d1 · Roi blanc sur case noire g1 | 7 |
| 6 | Tour noire sur case blanche a8 · Fou noir sur case blanche c8 · Tour noire sur case noire f8 · Pion noir sur case blanche b7 · Cavalier noir sur case blanche d7 · Dame noire sur case noire e7 · Fou noir sur case noire g7 · Cavalier noir sur case noire b6 · Pion noir sur case blanche c6 · Pion noir sur case blanche e6 · Roi noir sur case blanche g6 · Pion noir sur case noire h6 · Pion noir sur case noire a5 · Pion blanc sur case noire d4 · Cavalier blanc sur case blanche e4 · Pion blanc sur case blanche b3 · Fou blanc sur case noire e3 · Dame blanche sur case blanche c2 · Fou blanc sur case blanche e2 · Pion blanc sur case noire f2 · Pion blanc sur case blanche g2 · Pion blanc sur case noire h2 · Tour blanche sur case noire c1 · Tour blanche sur case blanche d1 · Roi blanc sur case noire g1 | Tour noire sur case blanche a8 · Fou noir sur case blanche c8 · Tour noire sur case noire f8 · Pion noir sur case blanche b7 · Cavalier noir sur case blanche d7 · Dame noire sur case noire e7 · Fou noir sur case noire g7 · Cavalier noir sur case noire b6 · Pion noir sur case blanche c6 · Pion noir sur case blanche e6 · Roi noir sur case blanche g6 · Pion noir sur case noire h6 · Pion noir sur case noire a5 · Pion blanc sur case noire d4 · Cavalier blanc sur case blanche e4 · Pion blanc sur case blanche b3 · Fou blanc sur case noire e3 · Dame blanche sur case blanche c2 · Fou blanc sur case blanche e2 · Pion blanc sur case noire f2 · Pion blanc sur case blanche g2 · Pion blanc sur case noire h2 · Tour blanche sur case noire c1 · Tour blanche sur case blanche d1 · Roi blanc sur case noire g1 | Tour noire sur case blanche a8 · Fou noir sur case blanche c8 · Tour noire sur case noire f8 · Pion noir sur case blanche b7 · Cavalier noir sur case blanche d7 · Dame noire sur case noire e7 · Fou noir sur case noire g7 · Cavalier noir sur case noire b6 · Pion noir sur case blanche c6 · Pion noir sur case blanche e6 · Roi noir sur case blanche g6 · Pion noir sur case noire h6 · Pion noir sur case noire a5 · Pion blanc sur case noire d4 · Cavalier blanc sur case blanche e4 · Pion blanc sur case blanche b3 · Fou blanc sur case noire e3 · Dame blanche sur case blanche c2 · Fou blanc sur case blanche e2 · Pion blanc sur case noire f2 · Pion blanc sur case blanche g2 · Pion blanc sur case noire h2 · Tour blanche sur case noire c1 · Tour blanche sur case blanche d1 · Roi blanc sur case noire g1 | Tour noire sur case blanche a8 · Fou noir sur case blanche c8 · Tour noire sur case noire f8 · Pion noir sur case blanche b7 · Cavalier noir sur case blanche d7 · Dame noire sur case noire e7 · Fou noir sur case noire g7 · Cavalier noir sur case noire b6 · Pion noir sur case blanche c6 · Pion noir sur case blanche e6 · Roi noir sur case blanche g6 · Pion noir sur case noire h6 · Pion noir sur case noire a5 · Pion blanc sur case noire d4 · Cavalier blanc sur case blanche e4 · Pion blanc sur case blanche b3 · Fou blanc sur case noire e3 · Dame blanche sur case blanche c2 · Fou blanc sur case blanche e2 · Pion blanc sur case noire f2 · Pion blanc sur case blanche g2 · Pion blanc sur case noire h2 · Tour blanche sur case noire c1 · Tour blanche sur case blanche d1 · Roi blanc sur case noire g1 | Tour noire sur case blanche a8 · Fou noir sur case blanche c8 · Tour noire sur case noire f8 · Pion noir sur case blanche b7 · Cavalier noir sur case blanche d7 · Dame noire sur case noire e7 · Fou noir sur case noire g7 · Cavalier noir sur case noire b6 · Pion noir sur case blanche c6 · Pion noir sur case blanche e6 · Roi noir sur case blanche g6 · Pion noir sur case noire h6 · Pion noir sur case noire a5 · Pion blanc sur case noire d4 · Cavalier blanc sur case blanche e4 · Pion blanc sur case blanche b3 · Fou blanc sur case noire e3 · Dame blanche sur case blanche c2 · Fou blanc sur case blanche e2 · Pion blanc sur case noire f2 · Pion blanc sur case blanche g2 · Pion blanc sur case noire h2 · Tour blanche sur case noire c1 · Tour blanche sur case blanche d1 · Roi blanc sur case noire g1 | Tour noire sur case blanche a8 · Fou noir sur case blanche c8 · Tour noire sur case noire f8 · Pion noir sur case blanche b7 · Cavalier noir sur case blanche d7 · Dame noire sur case noire e7 · Fou noir sur case noire g7 · Cavalier noir sur case noire b6 · Pion noir sur case blanche c6 · Pion noir sur case blanche e6 · Roi noir sur case blanche g6 · Pion noir sur case noire h6 · Pion noir sur case noire a5 · Pion blanc sur case noire d4 · Cavalier blanc sur case blanche e4 · Pion blanc sur case blanche b3 · Fou blanc sur case noire e3 · Dame blanche sur case blanche c2 · Fou blanc sur case blanche e2 · Pion blanc sur case noire f2 · Pion blanc sur case blanche g2 · Pion blanc sur case noire h2 · Tour blanche sur case noire c1 · Tour blanche sur case blanche d1 · Roi blanc sur case noire g1 | Tour noire sur case blanche a8 · Fou noir sur case blanche c8 · Tour noire sur case noire f8 · Pion noir sur case blanche b7 · Cavalier noir sur case blanche d7 · Dame noire sur case noire e7 · Fou noir sur case noire g7 · Cavalier noir sur case noire b6 · Pion noir sur case blanche c6 · Pion noir sur case blanche e6 · Roi noir sur case blanche g6 · Pion noir sur case noire h6 · Pion noir sur case noire a5 · Pion blanc sur case noire d4 · Cavalier blanc sur case blanche e4 · Pion blanc sur case blanche b3 · Fou blanc sur case noire e3 · Dame blanche sur case blanche c2 · Fou blanc sur case blanche e2 · Pion blanc sur case noire f2 · Pion blanc sur case blanche g2 · Pion blanc sur case noire h2 · Tour blanche sur case noire c1 · Tour blanche sur case blanche d1 · Roi blanc sur case noire g1 | Tour noire sur case blanche a8 · Fou noir sur case blanche c8 · Tour noire sur case noire f8 · Pion noir sur case blanche b7 · Cavalier noir sur case blanche d7 · Dame noire sur case noire e7 · Fou noir sur case noire g7 · Cavalier noir sur case noire b6 · Pion noir sur case blanche c6 · Pion noir sur case blanche e6 · Roi noir sur case blanche g6 · Pion noir sur case noire h6 · Pion noir sur case noire a5 · Pion blanc sur case noire d4 · Cavalier blanc sur case blanche e4 · Pion blanc sur case blanche b3 · Fou blanc sur case noire e3 · Dame blanche sur case blanche c2 · Fou blanc sur case blanche e2 · Pion blanc sur case noire f2 · Pion blanc sur case blanche g2 · Pion blanc sur case noire h2 · Tour blanche sur case noire c1 · Tour blanche sur case blanche d1 · Roi blanc sur case noire g1 | 6 |
| 5 | Tour noire sur case blanche a8 · Fou noir sur case blanche c8 · Tour noire sur case noire f8 · Pion noir sur case blanche b7 · Cavalier noir sur case blanche d7 · Dame noire sur case noire e7 · Fou noir sur case noire g7 · Cavalier noir sur case noire b6 · Pion noir sur case blanche c6 · Pion noir sur case blanche e6 · Roi noir sur case blanche g6 · Pion noir sur case noire h6 · Pion noir sur case noire a5 · Pion blanc sur case noire d4 · Cavalier blanc sur case blanche e4 · Pion blanc sur case blanche b3 · Fou blanc sur case noire e3 · Dame blanche sur case blanche c2 · Fou blanc sur case blanche e2 · Pion blanc sur case noire f2 · Pion blanc sur case blanche g2 · Pion blanc sur case noire h2 · Tour blanche sur case noire c1 · Tour blanche sur case blanche d1 · Roi blanc sur case noire g1 | Tour noire sur case blanche a8 · Fou noir sur case blanche c8 · Tour noire sur case noire f8 · Pion noir sur case blanche b7 · Cavalier noir sur case blanche d7 · Dame noire sur case noire e7 · Fou noir sur case noire g7 · Cavalier noir sur case noire b6 · Pion noir sur case blanche c6 · Pion noir sur case blanche e6 · Roi noir sur case blanche g6 · Pion noir sur case noire h6 · Pion noir sur case noire a5 · Pion blanc sur case noire d4 · Cavalier blanc sur case blanche e4 · Pion blanc sur case blanche b3 · Fou blanc sur case noire e3 · Dame blanche sur case blanche c2 · Fou blanc sur case blanche e2 · Pion blanc sur case noire f2 · Pion blanc sur case blanche g2 · Pion blanc sur case noire h2 · Tour blanche sur case noire c1 · Tour blanche sur case blanche d1 · Roi blanc sur case noire g1 | Tour noire sur case blanche a8 · Fou noir sur case blanche c8 · Tour noire sur case noire f8 · Pion noir sur case blanche b7 · Cavalier noir sur case blanche d7 · Dame noire sur case noire e7 · Fou noir sur case noire g7 · Cavalier noir sur case noire b6 · Pion noir sur case blanche c6 · Pion noir sur case blanche e6 · Roi noir sur case blanche g6 · Pion noir sur case noire h6 · Pion noir sur case noire a5 · Pion blanc sur case noire d4 · Cavalier blanc sur case blanche e4 · Pion blanc sur case blanche b3 · Fou blanc sur case noire e3 · Dame blanche sur case blanche c2 · Fou blanc sur case blanche e2 · Pion blanc sur case noire f2 · Pion blanc sur case blanche g2 · Pion blanc sur case noire h2 · Tour blanche sur case noire c1 · Tour blanche sur case blanche d1 · Roi blanc sur case noire g1 | Tour noire sur case blanche a8 · Fou noir sur case blanche c8 · Tour noire sur case noire f8 · Pion noir sur case blanche b7 · Cavalier noir sur case blanche d7 · Dame noire sur case noire e7 · Fou noir sur case noire g7 · Cavalier noir sur case noire b6 · Pion noir sur case blanche c6 · Pion noir sur case blanche e6 · Roi noir sur case blanche g6 · Pion noir sur case noire h6 · Pion noir sur case noire a5 · Pion blanc sur case noire d4 · Cavalier blanc sur case blanche e4 · Pion blanc sur case blanche b3 · Fou blanc sur case noire e3 · Dame blanche sur case blanche c2 · Fou blanc sur case blanche e2 · Pion blanc sur case noire f2 · Pion blanc sur case blanche g2 · Pion blanc sur case noire h2 · Tour blanche sur case noire c1 · Tour blanche sur case blanche d1 · Roi blanc sur case noire g1 | Tour noire sur case blanche a8 · Fou noir sur case blanche c8 · Tour noire sur case noire f8 · Pion noir sur case blanche b7 · Cavalier noir sur case blanche d7 · Dame noire sur case noire e7 · Fou noir sur case noire g7 · Cavalier noir sur case noire b6 · Pion noir sur case blanche c6 · Pion noir sur case blanche e6 · Roi noir sur case blanche g6 · Pion noir sur case noire h6 · Pion noir sur case noire a5 · Pion blanc sur case noire d4 · Cavalier blanc sur case blanche e4 · Pion blanc sur case blanche b3 · Fou blanc sur case noire e3 · Dame blanche sur case blanche c2 · Fou blanc sur case blanche e2 · Pion blanc sur case noire f2 · Pion blanc sur case blanche g2 · Pion blanc sur case noire h2 · Tour blanche sur case noire c1 · Tour blanche sur case blanche d1 · Roi blanc sur case noire g1 | Tour noire sur case blanche a8 · Fou noir sur case blanche c8 · Tour noire sur case noire f8 · Pion noir sur case blanche b7 · Cavalier noir sur case blanche d7 · Dame noire sur case noire e7 · Fou noir sur case noire g7 · Cavalier noir sur case noire b6 · Pion noir sur case blanche c6 · Pion noir sur case blanche e6 · Roi noir sur case blanche g6 · Pion noir sur case noire h6 · Pion noir sur case noire a5 · Pion blanc sur case noire d4 · Cavalier blanc sur case blanche e4 · Pion blanc sur case blanche b3 · Fou blanc sur case noire e3 · Dame blanche sur case blanche c2 · Fou blanc sur case blanche e2 · Pion blanc sur case noire f2 · Pion blanc sur case blanche g2 · Pion blanc sur case noire h2 · Tour blanche sur case noire c1 · Tour blanche sur case blanche d1 · Roi blanc sur case noire g1 | Tour noire sur case blanche a8 · Fou noir sur case blanche c8 · Tour noire sur case noire f8 · Pion noir sur case blanche b7 · Cavalier noir sur case blanche d7 · Dame noire sur case noire e7 · Fou noir sur case noire g7 · Cavalier noir sur case noire b6 · Pion noir sur case blanche c6 · Pion noir sur case blanche e6 · Roi noir sur case blanche g6 · Pion noir sur case noire h6 · Pion noir sur case noire a5 · Pion blanc sur case noire d4 · Cavalier blanc sur case blanche e4 · Pion blanc sur case blanche b3 · Fou blanc sur case noire e3 · Dame blanche sur case blanche c2 · Fou blanc sur case blanche e2 · Pion blanc sur case noire f2 · Pion blanc sur case blanche g2 · Pion blanc sur case noire h2 · Tour blanche sur case noire c1 · Tour blanche sur case blanche d1 · Roi blanc sur case noire g1 | Tour noire sur case blanche a8 · Fou noir sur case blanche c8 · Tour noire sur case noire f8 · Pion noir sur case blanche b7 · Cavalier noir sur case blanche d7 · Dame noire sur case noire e7 · Fou noir sur case noire g7 · Cavalier noir sur case noire b6 · Pion noir sur case blanche c6 · Pion noir sur case blanche e6 · Roi noir sur case blanche g6 · Pion noir sur case noire h6 · Pion noir sur case noire a5 · Pion blanc sur case noire d4 · Cavalier blanc sur case blanche e4 · Pion blanc sur case blanche b3 · Fou blanc sur case noire e3 · Dame blanche sur case blanche c2 · Fou blanc sur case blanche e2 · Pion blanc sur case noire f2 · Pion blanc sur case blanche g2 · Pion blanc sur case noire h2 · Tour blanche sur case noire c1 · Tour blanche sur case blanche d1 · Roi blanc sur case noire g1 | 5 |
| 4 | Tour noire sur case blanche a8 · Fou noir sur case blanche c8 · Tour noire sur case noire f8 · Pion noir sur case blanche b7 · Cavalier noir sur case blanche d7 · Dame noire sur case noire e7 · Fou noir sur case noire g7 · Cavalier noir sur case noire b6 · Pion noir sur case blanche c6 · Pion noir sur case blanche e6 · Roi noir sur case blanche g6 · Pion noir sur case noire h6 · Pion noir sur case noire a5 · Pion blanc sur case noire d4 · Cavalier blanc sur case blanche e4 · Pion blanc sur case blanche b3 · Fou blanc sur case noire e3 · Dame blanche sur case blanche c2 · Fou blanc sur case blanche e2 · Pion blanc sur case noire f2 · Pion blanc sur case blanche g2 · Pion blanc sur case noire h2 · Tour blanche sur case noire c1 · Tour blanche sur case blanche d1 · Roi blanc sur case noire g1 | Tour noire sur case blanche a8 · Fou noir sur case blanche c8 · Tour noire sur case noire f8 · Pion noir sur case blanche b7 · Cavalier noir sur case blanche d7 · Dame noire sur case noire e7 · Fou noir sur case noire g7 · Cavalier noir sur case noire b6 · Pion noir sur case blanche c6 · Pion noir sur case blanche e6 · Roi noir sur case blanche g6 · Pion noir sur case noire h6 · Pion noir sur case noire a5 · Pion blanc sur case noire d4 · Cavalier blanc sur case blanche e4 · Pion blanc sur case blanche b3 · Fou blanc sur case noire e3 · Dame blanche sur case blanche c2 · Fou blanc sur case blanche e2 · Pion blanc sur case noire f2 · Pion blanc sur case blanche g2 · Pion blanc sur case noire h2 · Tour blanche sur case noire c1 · Tour blanche sur case blanche d1 · Roi blanc sur case noire g1 | Tour noire sur case blanche a8 · Fou noir sur case blanche c8 · Tour noire sur case noire f8 · Pion noir sur case blanche b7 · Cavalier noir sur case blanche d7 · Dame noire sur case noire e7 · Fou noir sur case noire g7 · Cavalier noir sur case noire b6 · Pion noir sur case blanche c6 · Pion noir sur case blanche e6 · Roi noir sur case blanche g6 · Pion noir sur case noire h6 · Pion noir sur case noire a5 · Pion blanc sur case noire d4 · Cavalier blanc sur case blanche e4 · Pion blanc sur case blanche b3 · Fou blanc sur case noire e3 · Dame blanche sur case blanche c2 · Fou blanc sur case blanche e2 · Pion blanc sur case noire f2 · Pion blanc sur case blanche g2 · Pion blanc sur case noire h2 · Tour blanche sur case noire c1 · Tour blanche sur case blanche d1 · Roi blanc sur case noire g1 | Tour noire sur case blanche a8 · Fou noir sur case blanche c8 · Tour noire sur case noire f8 · Pion noir sur case blanche b7 · Cavalier noir sur case blanche d7 · Dame noire sur case noire e7 · Fou noir sur case noire g7 · Cavalier noir sur case noire b6 · Pion noir sur case blanche c6 · Pion noir sur case blanche e6 · Roi noir sur case blanche g6 · Pion noir sur case noire h6 · Pion noir sur case noire a5 · Pion blanc sur case noire d4 · Cavalier blanc sur case blanche e4 · Pion blanc sur case blanche b3 · Fou blanc sur case noire e3 · Dame blanche sur case blanche c2 · Fou blanc sur case blanche e2 · Pion blanc sur case noire f2 · Pion blanc sur case blanche g2 · Pion blanc sur case noire h2 · Tour blanche sur case noire c1 · Tour blanche sur case blanche d1 · Roi blanc sur case noire g1 | Tour noire sur case blanche a8 · Fou noir sur case blanche c8 · Tour noire sur case noire f8 · Pion noir sur case blanche b7 · Cavalier noir sur case blanche d7 · Dame noire sur case noire e7 · Fou noir sur case noire g7 · Cavalier noir sur case noire b6 · Pion noir sur case blanche c6 · Pion noir sur case blanche e6 · Roi noir sur case blanche g6 · Pion noir sur case noire h6 · Pion noir sur case noire a5 · Pion blanc sur case noire d4 · Cavalier blanc sur case blanche e4 · Pion blanc sur case blanche b3 · Fou blanc sur case noire e3 · Dame blanche sur case blanche c2 · Fou blanc sur case blanche e2 · Pion blanc sur case noire f2 · Pion blanc sur case blanche g2 · Pion blanc sur case noire h2 · Tour blanche sur case noire c1 · Tour blanche sur case blanche d1 · Roi blanc sur case noire g1 | Tour noire sur case blanche a8 · Fou noir sur case blanche c8 · Tour noire sur case noire f8 · Pion noir sur case blanche b7 · Cavalier noir sur case blanche d7 · Dame noire sur case noire e7 · Fou noir sur case noire g7 · Cavalier noir sur case noire b6 · Pion noir sur case blanche c6 · Pion noir sur case blanche e6 · Roi noir sur case blanche g6 · Pion noir sur case noire h6 · Pion noir sur case noire a5 · Pion blanc sur case noire d4 · Cavalier blanc sur case blanche e4 · Pion blanc sur case blanche b3 · Fou blanc sur case noire e3 · Dame blanche sur case blanche c2 · Fou blanc sur case blanche e2 · Pion blanc sur case noire f2 · Pion blanc sur case blanche g2 · Pion blanc sur case noire h2 · Tour blanche sur case noire c1 · Tour blanche sur case blanche d1 · Roi blanc sur case noire g1 | Tour noire sur case blanche a8 · Fou noir sur case blanche c8 · Tour noire sur case noire f8 · Pion noir sur case blanche b7 · Cavalier noir sur case blanche d7 · Dame noire sur case noire e7 · Fou noir sur case noire g7 · Cavalier noir sur case noire b6 · Pion noir sur case blanche c6 · Pion noir sur case blanche e6 · Roi noir sur case blanche g6 · Pion noir sur case noire h6 · Pion noir sur case noire a5 · Pion blanc sur case noire d4 · Cavalier blanc sur case blanche e4 · Pion blanc sur case blanche b3 · Fou blanc sur case noire e3 · Dame blanche sur case blanche c2 · Fou blanc sur case blanche e2 · Pion blanc sur case noire f2 · Pion blanc sur case blanche g2 · Pion blanc sur case noire h2 · Tour blanche sur case noire c1 · Tour blanche sur case blanche d1 · Roi blanc sur case noire g1 | Tour noire sur case blanche a8 · Fou noir sur case blanche c8 · Tour noire sur case noire f8 · Pion noir sur case blanche b7 · Cavalier noir sur case blanche d7 · Dame noire sur case noire e7 · Fou noir sur case noire g7 · Cavalier noir sur case noire b6 · Pion noir sur case blanche c6 · Pion noir sur case blanche e6 · Roi noir sur case blanche g6 · Pion noir sur case noire h6 · Pion noir sur case noire a5 · Pion blanc sur case noire d4 · Cavalier blanc sur case blanche e4 · Pion blanc sur case blanche b3 · Fou blanc sur case noire e3 · Dame blanche sur case blanche c2 · Fou blanc sur case blanche e2 · Pion blanc sur case noire f2 · Pion blanc sur case blanche g2 · Pion blanc sur case noire h2 · Tour blanche sur case noire c1 · Tour blanche sur case blanche d1 · Roi blanc sur case noire g1 | 4 |
| 3 | Tour noire sur case blanche a8 · Fou noir sur case blanche c8 · Tour noire sur case noire f8 · Pion noir sur case blanche b7 · Cavalier noir sur case blanche d7 · Dame noire sur case noire e7 · Fou noir sur case noire g7 · Cavalier noir sur case noire b6 · Pion noir sur case blanche c6 · Pion noir sur case blanche e6 · Roi noir sur case blanche g6 · Pion noir sur case noire h6 · Pion noir sur case noire a5 · Pion blanc sur case noire d4 · Cavalier blanc sur case blanche e4 · Pion blanc sur case blanche b3 · Fou blanc sur case noire e3 · Dame blanche sur case blanche c2 · Fou blanc sur case blanche e2 · Pion blanc sur case noire f2 · Pion blanc sur case blanche g2 · Pion blanc sur case noire h2 · Tour blanche sur case noire c1 · Tour blanche sur case blanche d1 · Roi blanc sur case noire g1 | Tour noire sur case blanche a8 · Fou noir sur case blanche c8 · Tour noire sur case noire f8 · Pion noir sur case blanche b7 · Cavalier noir sur case blanche d7 · Dame noire sur case noire e7 · Fou noir sur case noire g7 · Cavalier noir sur case noire b6 · Pion noir sur case blanche c6 · Pion noir sur case blanche e6 · Roi noir sur case blanche g6 · Pion noir sur case noire h6 · Pion noir sur case noire a5 · Pion blanc sur case noire d4 · Cavalier blanc sur case blanche e4 · Pion blanc sur case blanche b3 · Fou blanc sur case noire e3 · Dame blanche sur case blanche c2 · Fou blanc sur case blanche e2 · Pion blanc sur case noire f2 · Pion blanc sur case blanche g2 · Pion blanc sur case noire h2 · Tour blanche sur case noire c1 · Tour blanche sur case blanche d1 · Roi blanc sur case noire g1 | Tour noire sur case blanche a8 · Fou noir sur case blanche c8 · Tour noire sur case noire f8 · Pion noir sur case blanche b7 · Cavalier noir sur case blanche d7 · Dame noire sur case noire e7 · Fou noir sur case noire g7 · Cavalier noir sur case noire b6 · Pion noir sur case blanche c6 · Pion noir sur case blanche e6 · Roi noir sur case blanche g6 · Pion noir sur case noire h6 · Pion noir sur case noire a5 · Pion blanc sur case noire d4 · Cavalier blanc sur case blanche e4 · Pion blanc sur case blanche b3 · Fou blanc sur case noire e3 · Dame blanche sur case blanche c2 · Fou blanc sur case blanche e2 · Pion blanc sur case noire f2 · Pion blanc sur case blanche g2 · Pion blanc sur case noire h2 · Tour blanche sur case noire c1 · Tour blanche sur case blanche d1 · Roi blanc sur case noire g1 | Tour noire sur case blanche a8 · Fou noir sur case blanche c8 · Tour noire sur case noire f8 · Pion noir sur case blanche b7 · Cavalier noir sur case blanche d7 · Dame noire sur case noire e7 · Fou noir sur case noire g7 · Cavalier noir sur case noire b6 · Pion noir sur case blanche c6 · Pion noir sur case blanche e6 · Roi noir sur case blanche g6 · Pion noir sur case noire h6 · Pion noir sur case noire a5 · Pion blanc sur case noire d4 · Cavalier blanc sur case blanche e4 · Pion blanc sur case blanche b3 · Fou blanc sur case noire e3 · Dame blanche sur case blanche c2 · Fou blanc sur case blanche e2 · Pion blanc sur case noire f2 · Pion blanc sur case blanche g2 · Pion blanc sur case noire h2 · Tour blanche sur case noire c1 · Tour blanche sur case blanche d1 · Roi blanc sur case noire g1 | Tour noire sur case blanche a8 · Fou noir sur case blanche c8 · Tour noire sur case noire f8 · Pion noir sur case blanche b7 · Cavalier noir sur case blanche d7 · Dame noire sur case noire e7 · Fou noir sur case noire g7 · Cavalier noir sur case noire b6 · Pion noir sur case blanche c6 · Pion noir sur case blanche e6 · Roi noir sur case blanche g6 · Pion noir sur case noire h6 · Pion noir sur case noire a5 · Pion blanc sur case noire d4 · Cavalier blanc sur case blanche e4 · Pion blanc sur case blanche b3 · Fou blanc sur case noire e3 · Dame blanche sur case blanche c2 · Fou blanc sur case blanche e2 · Pion blanc sur case noire f2 · Pion blanc sur case blanche g2 · Pion blanc sur case noire h2 · Tour blanche sur case noire c1 · Tour blanche sur case blanche d1 · Roi blanc sur case noire g1 | Tour noire sur case blanche a8 · Fou noir sur case blanche c8 · Tour noire sur case noire f8 · Pion noir sur case blanche b7 · Cavalier noir sur case blanche d7 · Dame noire sur case noire e7 · Fou noir sur case noire g7 · Cavalier noir sur case noire b6 · Pion noir sur case blanche c6 · Pion noir sur case blanche e6 · Roi noir sur case blanche g6 · Pion noir sur case noire h6 · Pion noir sur case noire a5 · Pion blanc sur case noire d4 · Cavalier blanc sur case blanche e4 · Pion blanc sur case blanche b3 · Fou blanc sur case noire e3 · Dame blanche sur case blanche c2 · Fou blanc sur case blanche e2 · Pion blanc sur case noire f2 · Pion blanc sur case blanche g2 · Pion blanc sur case noire h2 · Tour blanche sur case noire c1 · Tour blanche sur case blanche d1 · Roi blanc sur case noire g1 | Tour noire sur case blanche a8 · Fou noir sur case blanche c8 · Tour noire sur case noire f8 · Pion noir sur case blanche b7 · Cavalier noir sur case blanche d7 · Dame noire sur case noire e7 · Fou noir sur case noire g7 · Cavalier noir sur case noire b6 · Pion noir sur case blanche c6 · Pion noir sur case blanche e6 · Roi noir sur case blanche g6 · Pion noir sur case noire h6 · Pion noir sur case noire a5 · Pion blanc sur case noire d4 · Cavalier blanc sur case blanche e4 · Pion blanc sur case blanche b3 · Fou blanc sur case noire e3 · Dame blanche sur case blanche c2 · Fou blanc sur case blanche e2 · Pion blanc sur case noire f2 · Pion blanc sur case blanche g2 · Pion blanc sur case noire h2 · Tour blanche sur case noire c1 · Tour blanche sur case blanche d1 · Roi blanc sur case noire g1 | Tour noire sur case blanche a8 · Fou noir sur case blanche c8 · Tour noire sur case noire f8 · Pion noir sur case blanche b7 · Cavalier noir sur case blanche d7 · Dame noire sur case noire e7 · Fou noir sur case noire g7 · Cavalier noir sur case noire b6 · Pion noir sur case blanche c6 · Pion noir sur case blanche e6 · Roi noir sur case blanche g6 · Pion noir sur case noire h6 · Pion noir sur case noire a5 · Pion blanc sur case noire d4 · Cavalier blanc sur case blanche e4 · Pion blanc sur case blanche b3 · Fou blanc sur case noire e3 · Dame blanche sur case blanche c2 · Fou blanc sur case blanche e2 · Pion blanc sur case noire f2 · Pion blanc sur case blanche g2 · Pion blanc sur case noire h2 · Tour blanche sur case noire c1 · Tour blanche sur case blanche d1 · Roi blanc sur case noire g1 | 3 |
| 2 | Tour noire sur case blanche a8 · Fou noir sur case blanche c8 · Tour noire sur case noire f8 · Pion noir sur case blanche b7 · Cavalier noir sur case blanche d7 · Dame noire sur case noire e7 · Fou noir sur case noire g7 · Cavalier noir sur case noire b6 · Pion noir sur case blanche c6 · Pion noir sur case blanche e6 · Roi noir sur case blanche g6 · Pion noir sur case noire h6 · Pion noir sur case noire a5 · Pion blanc sur case noire d4 · Cavalier blanc sur case blanche e4 · Pion blanc sur case blanche b3 · Fou blanc sur case noire e3 · Dame blanche sur case blanche c2 · Fou blanc sur case blanche e2 · Pion blanc sur case noire f2 · Pion blanc sur case blanche g2 · Pion blanc sur case noire h2 · Tour blanche sur case noire c1 · Tour blanche sur case blanche d1 · Roi blanc sur case noire g1 | Tour noire sur case blanche a8 · Fou noir sur case blanche c8 · Tour noire sur case noire f8 · Pion noir sur case blanche b7 · Cavalier noir sur case blanche d7 · Dame noire sur case noire e7 · Fou noir sur case noire g7 · Cavalier noir sur case noire b6 · Pion noir sur case blanche c6 · Pion noir sur case blanche e6 · Roi noir sur case blanche g6 · Pion noir sur case noire h6 · Pion noir sur case noire a5 · Pion blanc sur case noire d4 · Cavalier blanc sur case blanche e4 · Pion blanc sur case blanche b3 · Fou blanc sur case noire e3 · Dame blanche sur case blanche c2 · Fou blanc sur case blanche e2 · Pion blanc sur case noire f2 · Pion blanc sur case blanche g2 · Pion blanc sur case noire h2 · Tour blanche sur case noire c1 · Tour blanche sur case blanche d1 · Roi blanc sur case noire g1 | Tour noire sur case blanche a8 · Fou noir sur case blanche c8 · Tour noire sur case noire f8 · Pion noir sur case blanche b7 · Cavalier noir sur case blanche d7 · Dame noire sur case noire e7 · Fou noir sur case noire g7 · Cavalier noir sur case noire b6 · Pion noir sur case blanche c6 · Pion noir sur case blanche e6 · Roi noir sur case blanche g6 · Pion noir sur case noire h6 · Pion noir sur case noire a5 · Pion blanc sur case noire d4 · Cavalier blanc sur case blanche e4 · Pion blanc sur case blanche b3 · Fou blanc sur case noire e3 · Dame blanche sur case blanche c2 · Fou blanc sur case blanche e2 · Pion blanc sur case noire f2 · Pion blanc sur case blanche g2 · Pion blanc sur case noire h2 · Tour blanche sur case noire c1 · Tour blanche sur case blanche d1 · Roi blanc sur case noire g1 | Tour noire sur case blanche a8 · Fou noir sur case blanche c8 · Tour noire sur case noire f8 · Pion noir sur case blanche b7 · Cavalier noir sur case blanche d7 · Dame noire sur case noire e7 · Fou noir sur case noire g7 · Cavalier noir sur case noire b6 · Pion noir sur case blanche c6 · Pion noir sur case blanche e6 · Roi noir sur case blanche g6 · Pion noir sur case noire h6 · Pion noir sur case noire a5 · Pion blanc sur case noire d4 · Cavalier blanc sur case blanche e4 · Pion blanc sur case blanche b3 · Fou blanc sur case noire e3 · Dame blanche sur case blanche c2 · Fou blanc sur case blanche e2 · Pion blanc sur case noire f2 · Pion blanc sur case blanche g2 · Pion blanc sur case noire h2 · Tour blanche sur case noire c1 · Tour blanche sur case blanche d1 · Roi blanc sur case noire g1 | Tour noire sur case blanche a8 · Fou noir sur case blanche c8 · Tour noire sur case noire f8 · Pion noir sur case blanche b7 · Cavalier noir sur case blanche d7 · Dame noire sur case noire e7 · Fou noir sur case noire g7 · Cavalier noir sur case noire b6 · Pion noir sur case blanche c6 · Pion noir sur case blanche e6 · Roi noir sur case blanche g6 · Pion noir sur case noire h6 · Pion noir sur case noire a5 · Pion blanc sur case noire d4 · Cavalier blanc sur case blanche e4 · Pion blanc sur case blanche b3 · Fou blanc sur case noire e3 · Dame blanche sur case blanche c2 · Fou blanc sur case blanche e2 · Pion blanc sur case noire f2 · Pion blanc sur case blanche g2 · Pion blanc sur case noire h2 · Tour blanche sur case noire c1 · Tour blanche sur case blanche d1 · Roi blanc sur case noire g1 | Tour noire sur case blanche a8 · Fou noir sur case blanche c8 · Tour noire sur case noire f8 · Pion noir sur case blanche b7 · Cavalier noir sur case blanche d7 · Dame noire sur case noire e7 · Fou noir sur case noire g7 · Cavalier noir sur case noire b6 · Pion noir sur case blanche c6 · Pion noir sur case blanche e6 · Roi noir sur case blanche g6 · Pion noir sur case noire h6 · Pion noir sur case noire a5 · Pion blanc sur case noire d4 · Cavalier blanc sur case blanche e4 · Pion blanc sur case blanche b3 · Fou blanc sur case noire e3 · Dame blanche sur case blanche c2 · Fou blanc sur case blanche e2 · Pion blanc sur case noire f2 · Pion blanc sur case blanche g2 · Pion blanc sur case noire h2 · Tour blanche sur case noire c1 · Tour blanche sur case blanche d1 · Roi blanc sur case noire g1 | Tour noire sur case blanche a8 · Fou noir sur case blanche c8 · Tour noire sur case noire f8 · Pion noir sur case blanche b7 · Cavalier noir sur case blanche d7 · Dame noire sur case noire e7 · Fou noir sur case noire g7 · Cavalier noir sur case noire b6 · Pion noir sur case blanche c6 · Pion noir sur case blanche e6 · Roi noir sur case blanche g6 · Pion noir sur case noire h6 · Pion noir sur case noire a5 · Pion blanc sur case noire d4 · Cavalier blanc sur case blanche e4 · Pion blanc sur case blanche b3 · Fou blanc sur case noire e3 · Dame blanche sur case blanche c2 · Fou blanc sur case blanche e2 · Pion blanc sur case noire f2 · Pion blanc sur case blanche g2 · Pion blanc sur case noire h2 · Tour blanche sur case noire c1 · Tour blanche sur case blanche d1 · Roi blanc sur case noire g1 | Tour noire sur case blanche a8 · Fou noir sur case blanche c8 · Tour noire sur case noire f8 · Pion noir sur case blanche b7 · Cavalier noir sur case blanche d7 · Dame noire sur case noire e7 · Fou noir sur case noire g7 · Cavalier noir sur case noire b6 · Pion noir sur case blanche c6 · Pion noir sur case blanche e6 · Roi noir sur case blanche g6 · Pion noir sur case noire h6 · Pion noir sur case noire a5 · Pion blanc sur case noire d4 · Cavalier blanc sur case blanche e4 · Pion blanc sur case blanche b3 · Fou blanc sur case noire e3 · Dame blanche sur case blanche c2 · Fou blanc sur case blanche e2 · Pion blanc sur case noire f2 · Pion blanc sur case blanche g2 · Pion blanc sur case noire h2 · Tour blanche sur case noire c1 · Tour blanche sur case blanche d1 · Roi blanc sur case noire g1 | 2 |
| 1 | Tour noire sur case blanche a8 · Fou noir sur case blanche c8 · Tour noire sur case noire f8 · Pion noir sur case blanche b7 · Cavalier noir sur case blanche d7 · Dame noire sur case noire e7 · Fou noir sur case noire g7 · Cavalier noir sur case noire b6 · Pion noir sur case blanche c6 · Pion noir sur case blanche e6 · Roi noir sur case blanche g6 · Pion noir sur case noire h6 · Pion noir sur case noire a5 · Pion blanc sur case noire d4 · Cavalier blanc sur case blanche e4 · Pion blanc sur case blanche b3 · Fou blanc sur case noire e3 · Dame blanche sur case blanche c2 · Fou blanc sur case blanche e2 · Pion blanc sur case noire f2 · Pion blanc sur case blanche g2 · Pion blanc sur case noire h2 · Tour blanche sur case noire c1 · Tour blanche sur case blanche d1 · Roi blanc sur case noire g1 | Tour noire sur case blanche a8 · Fou noir sur case blanche c8 · Tour noire sur case noire f8 · Pion noir sur case blanche b7 · Cavalier noir sur case blanche d7 · Dame noire sur case noire e7 · Fou noir sur case noire g7 · Cavalier noir sur case noire b6 · Pion noir sur case blanche c6 · Pion noir sur case blanche e6 · Roi noir sur case blanche g6 · Pion noir sur case noire h6 · Pion noir sur case noire a5 · Pion blanc sur case noire d4 · Cavalier blanc sur case blanche e4 · Pion blanc sur case blanche b3 · Fou blanc sur case noire e3 · Dame blanche sur case blanche c2 · Fou blanc sur case blanche e2 · Pion blanc sur case noire f2 · Pion blanc sur case blanche g2 · Pion blanc sur case noire h2 · Tour blanche sur case noire c1 · Tour blanche sur case blanche d1 · Roi blanc sur case noire g1 | Tour noire sur case blanche a8 · Fou noir sur case blanche c8 · Tour noire sur case noire f8 · Pion noir sur case blanche b7 · Cavalier noir sur case blanche d7 · Dame noire sur case noire e7 · Fou noir sur case noire g7 · Cavalier noir sur case noire b6 · Pion noir sur case blanche c6 · Pion noir sur case blanche e6 · Roi noir sur case blanche g6 · Pion noir sur case noire h6 · Pion noir sur case noire a5 · Pion blanc sur case noire d4 · Cavalier blanc sur case blanche e4 · Pion blanc sur case blanche b3 · Fou blanc sur case noire e3 · Dame blanche sur case blanche c2 · Fou blanc sur case blanche e2 · Pion blanc sur case noire f2 · Pion blanc sur case blanche g2 · Pion blanc sur case noire h2 · Tour blanche sur case noire c1 · Tour blanche sur case blanche d1 · Roi blanc sur case noire g1 | Tour noire sur case blanche a8 · Fou noir sur case blanche c8 · Tour noire sur case noire f8 · Pion noir sur case blanche b7 · Cavalier noir sur case blanche d7 · Dame noire sur case noire e7 · Fou noir sur case noire g7 · Cavalier noir sur case noire b6 · Pion noir sur case blanche c6 · Pion noir sur case blanche e6 · Roi noir sur case blanche g6 · Pion noir sur case noire h6 · Pion noir sur case noire a5 · Pion blanc sur case noire d4 · Cavalier blanc sur case blanche e4 · Pion blanc sur case blanche b3 · Fou blanc sur case noire e3 · Dame blanche sur case blanche c2 · Fou blanc sur case blanche e2 · Pion blanc sur case noire f2 · Pion blanc sur case blanche g2 · Pion blanc sur case noire h2 · Tour blanche sur case noire c1 · Tour blanche sur case blanche d1 · Roi blanc sur case noire g1 | Tour noire sur case blanche a8 · Fou noir sur case blanche c8 · Tour noire sur case noire f8 · Pion noir sur case blanche b7 · Cavalier noir sur case blanche d7 · Dame noire sur case noire e7 · Fou noir sur case noire g7 · Cavalier noir sur case noire b6 · Pion noir sur case blanche c6 · Pion noir sur case blanche e6 · Roi noir sur case blanche g6 · Pion noir sur case noire h6 · Pion noir sur case noire a5 · Pion blanc sur case noire d4 · Cavalier blanc sur case blanche e4 · Pion blanc sur case blanche b3 · Fou blanc sur case noire e3 · Dame blanche sur case blanche c2 · Fou blanc sur case blanche e2 · Pion blanc sur case noire f2 · Pion blanc sur case blanche g2 · Pion blanc sur case noire h2 · Tour blanche sur case noire c1 · Tour blanche sur case blanche d1 · Roi blanc sur case noire g1 | Tour noire sur case blanche a8 · Fou noir sur case blanche c8 · Tour noire sur case noire f8 · Pion noir sur case blanche b7 · Cavalier noir sur case blanche d7 · Dame noire sur case noire e7 · Fou noir sur case noire g7 · Cavalier noir sur case noire b6 · Pion noir sur case blanche c6 · Pion noir sur case blanche e6 · Roi noir sur case blanche g6 · Pion noir sur case noire h6 · Pion noir sur case noire a5 · Pion blanc sur case noire d4 · Cavalier blanc sur case blanche e4 · Pion blanc sur case blanche b3 · Fou blanc sur case noire e3 · Dame blanche sur case blanche c2 · Fou blanc sur case blanche e2 · Pion blanc sur case noire f2 · Pion blanc sur case blanche g2 · Pion blanc sur case noire h2 · Tour blanche sur case noire c1 · Tour blanche sur case blanche d1 · Roi blanc sur case noire g1 | Tour noire sur case blanche a8 · Fou noir sur case blanche c8 · Tour noire sur case noire f8 · Pion noir sur case blanche b7 · Cavalier noir sur case blanche d7 · Dame noire sur case noire e7 · Fou noir sur case noire g7 · Cavalier noir sur case noire b6 · Pion noir sur case blanche c6 · Pion noir sur case blanche e6 · Roi noir sur case blanche g6 · Pion noir sur case noire h6 · Pion noir sur case noire a5 · Pion blanc sur case noire d4 · Cavalier blanc sur case blanche e4 · Pion blanc sur case blanche b3 · Fou blanc sur case noire e3 · Dame blanche sur case blanche c2 · Fou blanc sur case blanche e2 · Pion blanc sur case noire f2 · Pion blanc sur case blanche g2 · Pion blanc sur case noire h2 · Tour blanche sur case noire c1 · Tour blanche sur case blanche d1 · Roi blanc sur case noire g1 | Tour noire sur case blanche a8 · Fou noir sur case blanche c8 · Tour noire sur case noire f8 · Pion noir sur case blanche b7 · Cavalier noir sur case blanche d7 · Dame noire sur case noire e7 · Fou noir sur case noire g7 · Cavalier noir sur case noire b6 · Pion noir sur case blanche c6 · Pion noir sur case blanche e6 · Roi noir sur case blanche g6 · Pion noir sur case noire h6 · Pion noir sur case noire a5 · Pion blanc sur case noire d4 · Cavalier blanc sur case blanche e4 · Pion blanc sur case blanche b3 · Fou blanc sur case noire e3 · Dame blanche sur case blanche c2 · Fou blanc sur case blanche e2 · Pion blanc sur case noire f2 · Pion blanc sur case blanche g2 · Pion blanc sur case noire h2 · Tour blanche sur case noire c1 · Tour blanche sur case blanche d1 · Roi blanc sur case noire g1 | 1 |
|   | a | b | c | d | e | f | g | h |   |

La tactique concerne habituellement des actions à très court terme, au point qu'elles peuvent être complètement calculées par le joueur. La profondeur du calcul, c'est-à-dire le nombre de coups de la variante la plus longue, dépend des capacités du joueur, ou de la puissance de l'ordinateur le cas échéant. Dans les positions tranquilles, avec de nombreuses alternatives de part et d'autre, il y a peu de chances qu'un calcul profond soit possible, alors que dans les positions comportant un nombre limité de coups forcés, les joueurs les plus forts sont à même de calculer de très longues séquences de coups.
Des suites forcées d'un ou deux coups, les menaces, échanges de pièces, attaques doubles, etc. peuvent être enchaînés dans des combinaisons : des séquences de manœuvres souvent forcées pour l'un ou l'autre des deux camps. Les théoriciens ont décrit un grand nombre de méthodes élémentaires et de manœuvres caractéristiques comme le clouage, la fourchette, l'enfilade, la batterie, l'attaque à la découverte et en particulier l'échec à la découverte, le coup intermédiaire (ou « zwischenzug »), la déviation, le leurre, le sacrifice, le minage, la surcharge, l'interception.
Dans le problème numéro 1 la suite est 1.Cg4 gxh5 2. Cxh6+ Le roi ne voulant pas se mettre devant un clouage après Rh7 Dxh5 joue 2…Rg7 3. Dxh5 Th8 4. Dxf7+ Rxh6 5. f5+ Fg5 est forcé 6. Dg6# .
Problème 2 : Exemple d'un sacrifice de pièce qui expose le roi noir. Après 1. Fh5+ les noirs abandonnent car le mat est inévitable, par exemple 1…Rxh5 2. Cg3+ Rh4 3. De4+ Tf4 4. Dxf4#, ou 1…Rh7 2. Cf6+ Rh8 3. Dh7# ou 1…Rf5 2. Cg3+ Rf6 3. Dg6#
En club ou sur internet on peut réaliser des problèmes similaires pour s'entraîner. pour dire que les blancs jouent et doivent gagner on dit "trait au blanc"

### Ouverture
L'ouverture est le nom donné aux premiers coups d'une partie. On donne aux ouvertures reconnues des noms, comme la partie espagnole ou la défense sicilienne. Un grand nombre d'ouvrages spécialisés les répertorient, comme l'Encyclopédie des ouvertures d'échecs.
Il existe des dizaines d'ouvertures aux styles très variés, certaines sont tranquilles comme l'ouverture anglaise alors que d'autres, comme le gambit letton, sont très agressives. Les variantes comportent en général de 10 à 15 coups, mais certaines variantes, dans lesquelles on estime que ne sont joués que les meilleurs coups de part et d'autre, peuvent comporter jusqu'à 30 ou 35 coups. Les joueurs professionnels passent des années à étudier les ouvertures et continuent à les approfondir leur carrière durant, participant eux-mêmes à leur étude systématique. En effet, au plus haut niveau de jeu le début de partie se présente comme un duel de connaissances entre deux compétiteurs ainsi qu'un laboratoire permanent, permettant de tester les idées nouvelles.
Les ouvertures poursuivent toutes des buts stratégiques similaires :
- le développement des pièces (leur mise en jeu) ;
- l'occupation ou le contrôle du centre ;
- la mise en sécurité du roi ;
- l'établissement d'une bonne structure de pions.

La plupart des joueurs et des théoriciens considèrent que le fait de jouer en premier donne aux blancs un petit avantage. Dans l'ouverture, l'objectif des noirs est de neutraliser cet avantage ou alors de trouver des compensations dans une position déséquilibrée. L'apport des ordinateurs à la théorie échiquéenne tend à réduire cet avantage à un niveau quasi nul, les ressources défensives des noirs étant en principe suffisantes pour compenser le temps d'avance des blancs. András Adorján soutient d'ailleurs que cet avantage est plus psychologique que concret.
Voici une liste de certaines des ouvertures les plus jouées, que ce soit par les joueurs amateurs ou joueurs professionnels, ainsi que les coups les caractérisant :
- l'ouverture anglaise : 1. c4
- l'ouverture du pion dame : 1. d4, avec notamment comme sous-variantes :
  - le gambit dame : 1. d4 d5 2. c4
  - le système de Londres : 1. d4 d5 2. Ff4 Cf6 3. Cf3
  - les défenses indiennes : 1.d4 Cf6, avec notamment la défense est-indienne : 1.d4 Cf6 2.c4 g6 3.Cc3 Fg7 ou la défense nimzo-indienne : 1.d4 Cf6 2.c4 e6 3.Cc3 Fb4.
- l'ouverture du pion roi : 1.e4, avec notamment comme sous-variantes :
  - la partie espagnole : 1.e4 e5 2. Cf3 Cc6 3. Fb5
  - la partie italienne : 1. e4 e5 2. Cf3 Cc6 3. Fc4 Fc5
  - la défense Caro-Kann : 1. e4 c6
  - la défense française : 1. e4 e6 2. d4 d5
  - la défense scandinave : 1. e4 d5
  - la défense sicilienne : 1. e4 c5
  - le gambit du roi : 1. e4 e5 2. f4
- voire, l'ouverture Bird : 1. f4

De nombreuses variantes (ou sous-variantes) de ces ouvertures existent, ainsi que d'autres moins jouées ou considérées comme inférieures, par exemple, la défense polonaise, le début Grob, etc.

### Milieu de partie
Le milieu de partie ou milieu de jeu débute lorsque la plupart des pièces ont été développées. Le recours à la théorie des ouvertures n'étant plus de mise, les joueurs doivent évaluer leur position, concevoir des plans basés sur ses caractéristiques, et dans le même temps tenir compte des possibilités tactiques.
Certains plans ou thèmes stratégiques liés aux structures de pions découlent directement de l'ouverture, par exemple l'« attaque de minorité », qui consiste à avancer des pions d'une aile alors que l'adversaire possède plus de pions sur cette aile. L'étude des ouvertures doit donc être menée en parallèle de la préparation des plans possibles dans le milieu de partie.
Le milieu de partie est la phase de la partie dans laquelle l'attaque sur le roi prend le plus d'importance, bien que ce thème ne soit pas à négliger dans les autres phases du jeu. Un exemple classique est le sacrifice double de la partie Lasker - Bauer 1889.
Une autre question stratégique importante dans le milieu de partie est de savoir quand il est opportun d'entrer en finale, c'est-à-dire simplifier la position en échangeant du matériel. Par exemple, un avantage matériel même minime permet souvent le gain, mais seulement en finale. Le camp le plus fort doit donc trouver un moyen de forcer son adversaire à jouer une finale favorable. Il doit pour cela éviter les cas connus comme donnant la nulle malgré la différence de matériel, par exemple la plupart des positions avec roi, fou et pion contre roi et fou avec des fous de couleurs opposées (l'un sur cases blanches et l'autre sur cases noires) ou roi, tour et cavalier contre roi et tour.

### Finale
|   | a                                                                                         | b                                                                                         | c                                                                                         | d                                                                                         | e                                                                                         | f                                                                                         | g                                                                                         | h                                                                                         |   |
| 8 | Roi noir sur case blanche c8 · Pion blanc sur case noire c7 · Roi blanc sur case noire d6 | Roi noir sur case blanche c8 · Pion blanc sur case noire c7 · Roi blanc sur case noire d6 | Roi noir sur case blanche c8 · Pion blanc sur case noire c7 · Roi blanc sur case noire d6 | Roi noir sur case blanche c8 · Pion blanc sur case noire c7 · Roi blanc sur case noire d6 | Roi noir sur case blanche c8 · Pion blanc sur case noire c7 · Roi blanc sur case noire d6 | Roi noir sur case blanche c8 · Pion blanc sur case noire c7 · Roi blanc sur case noire d6 | Roi noir sur case blanche c8 · Pion blanc sur case noire c7 · Roi blanc sur case noire d6 | Roi noir sur case blanche c8 · Pion blanc sur case noire c7 · Roi blanc sur case noire d6 | 8 |
| 7 | Roi noir sur case blanche c8 · Pion blanc sur case noire c7 · Roi blanc sur case noire d6 | Roi noir sur case blanche c8 · Pion blanc sur case noire c7 · Roi blanc sur case noire d6 | Roi noir sur case blanche c8 · Pion blanc sur case noire c7 · Roi blanc sur case noire d6 | Roi noir sur case blanche c8 · Pion blanc sur case noire c7 · Roi blanc sur case noire d6 | Roi noir sur case blanche c8 · Pion blanc sur case noire c7 · Roi blanc sur case noire d6 | Roi noir sur case blanche c8 · Pion blanc sur case noire c7 · Roi blanc sur case noire d6 | Roi noir sur case blanche c8 · Pion blanc sur case noire c7 · Roi blanc sur case noire d6 | Roi noir sur case blanche c8 · Pion blanc sur case noire c7 · Roi blanc sur case noire d6 | 7 |
| 6 | Roi noir sur case blanche c8 · Pion blanc sur case noire c7 · Roi blanc sur case noire d6 | Roi noir sur case blanche c8 · Pion blanc sur case noire c7 · Roi blanc sur case noire d6 | Roi noir sur case blanche c8 · Pion blanc sur case noire c7 · Roi blanc sur case noire d6 | Roi noir sur case blanche c8 · Pion blanc sur case noire c7 · Roi blanc sur case noire d6 | Roi noir sur case blanche c8 · Pion blanc sur case noire c7 · Roi blanc sur case noire d6 | Roi noir sur case blanche c8 · Pion blanc sur case noire c7 · Roi blanc sur case noire d6 | Roi noir sur case blanche c8 · Pion blanc sur case noire c7 · Roi blanc sur case noire d6 | Roi noir sur case blanche c8 · Pion blanc sur case noire c7 · Roi blanc sur case noire d6 | 6 |
| 5 | Roi noir sur case blanche c8 · Pion blanc sur case noire c7 · Roi blanc sur case noire d6 | Roi noir sur case blanche c8 · Pion blanc sur case noire c7 · Roi blanc sur case noire d6 | Roi noir sur case blanche c8 · Pion blanc sur case noire c7 · Roi blanc sur case noire d6 | Roi noir sur case blanche c8 · Pion blanc sur case noire c7 · Roi blanc sur case noire d6 | Roi noir sur case blanche c8 · Pion blanc sur case noire c7 · Roi blanc sur case noire d6 | Roi noir sur case blanche c8 · Pion blanc sur case noire c7 · Roi blanc sur case noire d6 | Roi noir sur case blanche c8 · Pion blanc sur case noire c7 · Roi blanc sur case noire d6 | Roi noir sur case blanche c8 · Pion blanc sur case noire c7 · Roi blanc sur case noire d6 | 5 |
| 4 | Roi noir sur case blanche c8 · Pion blanc sur case noire c7 · Roi blanc sur case noire d6 | Roi noir sur case blanche c8 · Pion blanc sur case noire c7 · Roi blanc sur case noire d6 | Roi noir sur case blanche c8 · Pion blanc sur case noire c7 · Roi blanc sur case noire d6 | Roi noir sur case blanche c8 · Pion blanc sur case noire c7 · Roi blanc sur case noire d6 | Roi noir sur case blanche c8 · Pion blanc sur case noire c7 · Roi blanc sur case noire d6 | Roi noir sur case blanche c8 · Pion blanc sur case noire c7 · Roi blanc sur case noire d6 | Roi noir sur case blanche c8 · Pion blanc sur case noire c7 · Roi blanc sur case noire d6 | Roi noir sur case blanche c8 · Pion blanc sur case noire c7 · Roi blanc sur case noire d6 | 4 |
| 3 | Roi noir sur case blanche c8 · Pion blanc sur case noire c7 · Roi blanc sur case noire d6 | Roi noir sur case blanche c8 · Pion blanc sur case noire c7 · Roi blanc sur case noire d6 | Roi noir sur case blanche c8 · Pion blanc sur case noire c7 · Roi blanc sur case noire d6 | Roi noir sur case blanche c8 · Pion blanc sur case noire c7 · Roi blanc sur case noire d6 | Roi noir sur case blanche c8 · Pion blanc sur case noire c7 · Roi blanc sur case noire d6 | Roi noir sur case blanche c8 · Pion blanc sur case noire c7 · Roi blanc sur case noire d6 | Roi noir sur case blanche c8 · Pion blanc sur case noire c7 · Roi blanc sur case noire d6 | Roi noir sur case blanche c8 · Pion blanc sur case noire c7 · Roi blanc sur case noire d6 | 3 |
| 2 | Roi noir sur case blanche c8 · Pion blanc sur case noire c7 · Roi blanc sur case noire d6 | Roi noir sur case blanche c8 · Pion blanc sur case noire c7 · Roi blanc sur case noire d6 | Roi noir sur case blanche c8 · Pion blanc sur case noire c7 · Roi blanc sur case noire d6 | Roi noir sur case blanche c8 · Pion blanc sur case noire c7 · Roi blanc sur case noire d6 | Roi noir sur case blanche c8 · Pion blanc sur case noire c7 · Roi blanc sur case noire d6 | Roi noir sur case blanche c8 · Pion blanc sur case noire c7 · Roi blanc sur case noire d6 | Roi noir sur case blanche c8 · Pion blanc sur case noire c7 · Roi blanc sur case noire d6 | Roi noir sur case blanche c8 · Pion blanc sur case noire c7 · Roi blanc sur case noire d6 | 2 |
| 1 | Roi noir sur case blanche c8 · Pion blanc sur case noire c7 · Roi blanc sur case noire d6 | Roi noir sur case blanche c8 · Pion blanc sur case noire c7 · Roi blanc sur case noire d6 | Roi noir sur case blanche c8 · Pion blanc sur case noire c7 · Roi blanc sur case noire d6 | Roi noir sur case blanche c8 · Pion blanc sur case noire c7 · Roi blanc sur case noire d6 | Roi noir sur case blanche c8 · Pion blanc sur case noire c7 · Roi blanc sur case noire d6 | Roi noir sur case blanche c8 · Pion blanc sur case noire c7 · Roi blanc sur case noire d6 | Roi noir sur case blanche c8 · Pion blanc sur case noire c7 · Roi blanc sur case noire d6 | Roi noir sur case blanche c8 · Pion blanc sur case noire c7 · Roi blanc sur case noire d6 | 1 |
|   | a                                                                                         | b                                                                                         | c                                                                                         | d                                                                                         | e                                                                                         | f                                                                                         | g                                                                                         | h                                                                                         |   |

La fin de partie, ou finale, est la phase de la partie qui se déroule lorsqu'il ne reste que quelques pièces sur l'échiquier. Il y a trois différences stratégiques avec les étapes précédentes :
- Lors de la finale les pions prennent une importance particulière, les finales se résument souvent à tenter de promouvoir les pions en les amenant sur la dernière rangée de l'échiquier.
- Le roi, qui doit être protégé pendant le milieu de partie à cause de la menace de se faire mater, devient une pièce puissante en finale. Il est souvent amené au centre de l'échiquier où il peut protéger ses pions, attaquer les pions adverses et gêner les mouvements du roi adverse.
- Le zugzwang, situation où tous les coups légaux sont défavorables alors que passer son tour n'est pas possible aux échecs, est souvent un facteur de première importance dans les finales. C'est rarement le cas en milieu ou en début de partie, car un zugzwang ne se produit généralement que lorsqu'il reste peu de matériel. Par exemple, le diagramme ci-contre est un zugzwang réciproque (un zugzwang pour les deux camps) : si les noirs ont le trait ils sont obligés de jouer 1…Rb7 et ils laissent ainsi les blancs promouvoir leur pion en dame après 2.Rd7 ; si les blancs ont le trait ils doivent soit jouer 1.Rc6 qui pate le roi noir, soit perdre leur pion en jouant tout autre coup, dans les deux cas ils concèdent la partie nulle.

Les finales sont classées en fonction du type de pièces qui restent sur l'échiquier. Les mats de base sont les positions dans lesquelles un camp possède un roi seul et l'autre camp une ou deux pièces en mesure de mater, en combinant les efforts de ces pièces et du roi. Par exemple, les finales de pions ne comportent que des rois et des pions dans les deux camps et la tâche du camp le plus fort consiste à promouvoir un pion. Les finales plus complexes sont classées en fonction des pièces sur l'échiquier en dehors des rois, par exemple tour et pion contre tour. Toutes les finales de six pièces ou moins au total, rois inclus, ont été entièrement analysées par ordinateur. Le résultat de ces analyses forme les tables de finales.

## Parties

### Miniatures
|   | a | b | c | d | e | f | g | h |   |
| 8 | Tour noire sur case blanche a8 · Fou noir sur case blanche c8 · Dame noire sur case noire d8 · Roi noir sur case blanche e8 · Fou noir sur case noire f8 · Tour noire sur case noire h8 · Pion noir sur case noire a7 · Pion noir sur case blanche b7 · Pion noir sur case noire c7 · Pion noir sur case blanche d7 · Dame blanche sur case blanche f7 · Pion noir sur case noire g7 · Pion noir sur case blanche h7 · Cavalier noir sur case blanche c6 · Cavalier noir sur case noire f6 · Pion noir sur case noire e5 · Fou blanc sur case blanche c4 · Pion blanc sur case blanche e4 · Pion blanc sur case blanche a2 · Pion blanc sur case noire b2 · Pion blanc sur case blanche c2 · Pion blanc sur case noire d2 · Pion blanc sur case noire f2 · Pion blanc sur case blanche g2 · Pion blanc sur case noire h2 · Tour blanche sur case noire a1 · Cavalier blanc sur case blanche b1 · Fou blanc sur case noire c1 · Roi blanc sur case noire e1 · Cavalier blanc sur case noire g1 · Tour blanche sur case blanche h1 | Tour noire sur case blanche a8 · Fou noir sur case blanche c8 · Dame noire sur case noire d8 · Roi noir sur case blanche e8 · Fou noir sur case noire f8 · Tour noire sur case noire h8 · Pion noir sur case noire a7 · Pion noir sur case blanche b7 · Pion noir sur case noire c7 · Pion noir sur case blanche d7 · Dame blanche sur case blanche f7 · Pion noir sur case noire g7 · Pion noir sur case blanche h7 · Cavalier noir sur case blanche c6 · Cavalier noir sur case noire f6 · Pion noir sur case noire e5 · Fou blanc sur case blanche c4 · Pion blanc sur case blanche e4 · Pion blanc sur case blanche a2 · Pion blanc sur case noire b2 · Pion blanc sur case blanche c2 · Pion blanc sur case noire d2 · Pion blanc sur case noire f2 · Pion blanc sur case blanche g2 · Pion blanc sur case noire h2 · Tour blanche sur case noire a1 · Cavalier blanc sur case blanche b1 · Fou blanc sur case noire c1 · Roi blanc sur case noire e1 · Cavalier blanc sur case noire g1 · Tour blanche sur case blanche h1 | Tour noire sur case blanche a8 · Fou noir sur case blanche c8 · Dame noire sur case noire d8 · Roi noir sur case blanche e8 · Fou noir sur case noire f8 · Tour noire sur case noire h8 · Pion noir sur case noire a7 · Pion noir sur case blanche b7 · Pion noir sur case noire c7 · Pion noir sur case blanche d7 · Dame blanche sur case blanche f7 · Pion noir sur case noire g7 · Pion noir sur case blanche h7 · Cavalier noir sur case blanche c6 · Cavalier noir sur case noire f6 · Pion noir sur case noire e5 · Fou blanc sur case blanche c4 · Pion blanc sur case blanche e4 · Pion blanc sur case blanche a2 · Pion blanc sur case noire b2 · Pion blanc sur case blanche c2 · Pion blanc sur case noire d2 · Pion blanc sur case noire f2 · Pion blanc sur case blanche g2 · Pion blanc sur case noire h2 · Tour blanche sur case noire a1 · Cavalier blanc sur case blanche b1 · Fou blanc sur case noire c1 · Roi blanc sur case noire e1 · Cavalier blanc sur case noire g1 · Tour blanche sur case blanche h1 | Tour noire sur case blanche a8 · Fou noir sur case blanche c8 · Dame noire sur case noire d8 · Roi noir sur case blanche e8 · Fou noir sur case noire f8 · Tour noire sur case noire h8 · Pion noir sur case noire a7 · Pion noir sur case blanche b7 · Pion noir sur case noire c7 · Pion noir sur case blanche d7 · Dame blanche sur case blanche f7 · Pion noir sur case noire g7 · Pion noir sur case blanche h7 · Cavalier noir sur case blanche c6 · Cavalier noir sur case noire f6 · Pion noir sur case noire e5 · Fou blanc sur case blanche c4 · Pion blanc sur case blanche e4 · Pion blanc sur case blanche a2 · Pion blanc sur case noire b2 · Pion blanc sur case blanche c2 · Pion blanc sur case noire d2 · Pion blanc sur case noire f2 · Pion blanc sur case blanche g2 · Pion blanc sur case noire h2 · Tour blanche sur case noire a1 · Cavalier blanc sur case blanche b1 · Fou blanc sur case noire c1 · Roi blanc sur case noire e1 · Cavalier blanc sur case noire g1 · Tour blanche sur case blanche h1 | Tour noire sur case blanche a8 · Fou noir sur case blanche c8 · Dame noire sur case noire d8 · Roi noir sur case blanche e8 · Fou noir sur case noire f8 · Tour noire sur case noire h8 · Pion noir sur case noire a7 · Pion noir sur case blanche b7 · Pion noir sur case noire c7 · Pion noir sur case blanche d7 · Dame blanche sur case blanche f7 · Pion noir sur case noire g7 · Pion noir sur case blanche h7 · Cavalier noir sur case blanche c6 · Cavalier noir sur case noire f6 · Pion noir sur case noire e5 · Fou blanc sur case blanche c4 · Pion blanc sur case blanche e4 · Pion blanc sur case blanche a2 · Pion blanc sur case noire b2 · Pion blanc sur case blanche c2 · Pion blanc sur case noire d2 · Pion blanc sur case noire f2 · Pion blanc sur case blanche g2 · Pion blanc sur case noire h2 · Tour blanche sur case noire a1 · Cavalier blanc sur case blanche b1 · Fou blanc sur case noire c1 · Roi blanc sur case noire e1 · Cavalier blanc sur case noire g1 · Tour blanche sur case blanche h1 | Tour noire sur case blanche a8 · Fou noir sur case blanche c8 · Dame noire sur case noire d8 · Roi noir sur case blanche e8 · Fou noir sur case noire f8 · Tour noire sur case noire h8 · Pion noir sur case noire a7 · Pion noir sur case blanche b7 · Pion noir sur case noire c7 · Pion noir sur case blanche d7 · Dame blanche sur case blanche f7 · Pion noir sur case noire g7 · Pion noir sur case blanche h7 · Cavalier noir sur case blanche c6 · Cavalier noir sur case noire f6 · Pion noir sur case noire e5 · Fou blanc sur case blanche c4 · Pion blanc sur case blanche e4 · Pion blanc sur case blanche a2 · Pion blanc sur case noire b2 · Pion blanc sur case blanche c2 · Pion blanc sur case noire d2 · Pion blanc sur case noire f2 · Pion blanc sur case blanche g2 · Pion blanc sur case noire h2 · Tour blanche sur case noire a1 · Cavalier blanc sur case blanche b1 · Fou blanc sur case noire c1 · Roi blanc sur case noire e1 · Cavalier blanc sur case noire g1 · Tour blanche sur case blanche h1 | Tour noire sur case blanche a8 · Fou noir sur case blanche c8 · Dame noire sur case noire d8 · Roi noir sur case blanche e8 · Fou noir sur case noire f8 · Tour noire sur case noire h8 · Pion noir sur case noire a7 · Pion noir sur case blanche b7 · Pion noir sur case noire c7 · Pion noir sur case blanche d7 · Dame blanche sur case blanche f7 · Pion noir sur case noire g7 · Pion noir sur case blanche h7 · Cavalier noir sur case blanche c6 · Cavalier noir sur case noire f6 · Pion noir sur case noire e5 · Fou blanc sur case blanche c4 · Pion blanc sur case blanche e4 · Pion blanc sur case blanche a2 · Pion blanc sur case noire b2 · Pion blanc sur case blanche c2 · Pion blanc sur case noire d2 · Pion blanc sur case noire f2 · Pion blanc sur case blanche g2 · Pion blanc sur case noire h2 · Tour blanche sur case noire a1 · Cavalier blanc sur case blanche b1 · Fou blanc sur case noire c1 · Roi blanc sur case noire e1 · Cavalier blanc sur case noire g1 · Tour blanche sur case blanche h1 | Tour noire sur case blanche a8 · Fou noir sur case blanche c8 · Dame noire sur case noire d8 · Roi noir sur case blanche e8 · Fou noir sur case noire f8 · Tour noire sur case noire h8 · Pion noir sur case noire a7 · Pion noir sur case blanche b7 · Pion noir sur case noire c7 · Pion noir sur case blanche d7 · Dame blanche sur case blanche f7 · Pion noir sur case noire g7 · Pion noir sur case blanche h7 · Cavalier noir sur case blanche c6 · Cavalier noir sur case noire f6 · Pion noir sur case noire e5 · Fou blanc sur case blanche c4 · Pion blanc sur case blanche e4 · Pion blanc sur case blanche a2 · Pion blanc sur case noire b2 · Pion blanc sur case blanche c2 · Pion blanc sur case noire d2 · Pion blanc sur case noire f2 · Pion blanc sur case blanche g2 · Pion blanc sur case noire h2 · Tour blanche sur case noire a1 · Cavalier blanc sur case blanche b1 · Fou blanc sur case noire c1 · Roi blanc sur case noire e1 · Cavalier blanc sur case noire g1 · Tour blanche sur case blanche h1 | 8 |
| 7 | Tour noire sur case blanche a8 · Fou noir sur case blanche c8 · Dame noire sur case noire d8 · Roi noir sur case blanche e8 · Fou noir sur case noire f8 · Tour noire sur case noire h8 · Pion noir sur case noire a7 · Pion noir sur case blanche b7 · Pion noir sur case noire c7 · Pion noir sur case blanche d7 · Dame blanche sur case blanche f7 · Pion noir sur case noire g7 · Pion noir sur case blanche h7 · Cavalier noir sur case blanche c6 · Cavalier noir sur case noire f6 · Pion noir sur case noire e5 · Fou blanc sur case blanche c4 · Pion blanc sur case blanche e4 · Pion blanc sur case blanche a2 · Pion blanc sur case noire b2 · Pion blanc sur case blanche c2 · Pion blanc sur case noire d2 · Pion blanc sur case noire f2 · Pion blanc sur case blanche g2 · Pion blanc sur case noire h2 · Tour blanche sur case noire a1 · Cavalier blanc sur case blanche b1 · Fou blanc sur case noire c1 · Roi blanc sur case noire e1 · Cavalier blanc sur case noire g1 · Tour blanche sur case blanche h1 | Tour noire sur case blanche a8 · Fou noir sur case blanche c8 · Dame noire sur case noire d8 · Roi noir sur case blanche e8 · Fou noir sur case noire f8 · Tour noire sur case noire h8 · Pion noir sur case noire a7 · Pion noir sur case blanche b7 · Pion noir sur case noire c7 · Pion noir sur case blanche d7 · Dame blanche sur case blanche f7 · Pion noir sur case noire g7 · Pion noir sur case blanche h7 · Cavalier noir sur case blanche c6 · Cavalier noir sur case noire f6 · Pion noir sur case noire e5 · Fou blanc sur case blanche c4 · Pion blanc sur case blanche e4 · Pion blanc sur case blanche a2 · Pion blanc sur case noire b2 · Pion blanc sur case blanche c2 · Pion blanc sur case noire d2 · Pion blanc sur case noire f2 · Pion blanc sur case blanche g2 · Pion blanc sur case noire h2 · Tour blanche sur case noire a1 · Cavalier blanc sur case blanche b1 · Fou blanc sur case noire c1 · Roi blanc sur case noire e1 · Cavalier blanc sur case noire g1 · Tour blanche sur case blanche h1 | Tour noire sur case blanche a8 · Fou noir sur case blanche c8 · Dame noire sur case noire d8 · Roi noir sur case blanche e8 · Fou noir sur case noire f8 · Tour noire sur case noire h8 · Pion noir sur case noire a7 · Pion noir sur case blanche b7 · Pion noir sur case noire c7 · Pion noir sur case blanche d7 · Dame blanche sur case blanche f7 · Pion noir sur case noire g7 · Pion noir sur case blanche h7 · Cavalier noir sur case blanche c6 · Cavalier noir sur case noire f6 · Pion noir sur case noire e5 · Fou blanc sur case blanche c4 · Pion blanc sur case blanche e4 · Pion blanc sur case blanche a2 · Pion blanc sur case noire b2 · Pion blanc sur case blanche c2 · Pion blanc sur case noire d2 · Pion blanc sur case noire f2 · Pion blanc sur case blanche g2 · Pion blanc sur case noire h2 · Tour blanche sur case noire a1 · Cavalier blanc sur case blanche b1 · Fou blanc sur case noire c1 · Roi blanc sur case noire e1 · Cavalier blanc sur case noire g1 · Tour blanche sur case blanche h1 | Tour noire sur case blanche a8 · Fou noir sur case blanche c8 · Dame noire sur case noire d8 · Roi noir sur case blanche e8 · Fou noir sur case noire f8 · Tour noire sur case noire h8 · Pion noir sur case noire a7 · Pion noir sur case blanche b7 · Pion noir sur case noire c7 · Pion noir sur case blanche d7 · Dame blanche sur case blanche f7 · Pion noir sur case noire g7 · Pion noir sur case blanche h7 · Cavalier noir sur case blanche c6 · Cavalier noir sur case noire f6 · Pion noir sur case noire e5 · Fou blanc sur case blanche c4 · Pion blanc sur case blanche e4 · Pion blanc sur case blanche a2 · Pion blanc sur case noire b2 · Pion blanc sur case blanche c2 · Pion blanc sur case noire d2 · Pion blanc sur case noire f2 · Pion blanc sur case blanche g2 · Pion blanc sur case noire h2 · Tour blanche sur case noire a1 · Cavalier blanc sur case blanche b1 · Fou blanc sur case noire c1 · Roi blanc sur case noire e1 · Cavalier blanc sur case noire g1 · Tour blanche sur case blanche h1 | Tour noire sur case blanche a8 · Fou noir sur case blanche c8 · Dame noire sur case noire d8 · Roi noir sur case blanche e8 · Fou noir sur case noire f8 · Tour noire sur case noire h8 · Pion noir sur case noire a7 · Pion noir sur case blanche b7 · Pion noir sur case noire c7 · Pion noir sur case blanche d7 · Dame blanche sur case blanche f7 · Pion noir sur case noire g7 · Pion noir sur case blanche h7 · Cavalier noir sur case blanche c6 · Cavalier noir sur case noire f6 · Pion noir sur case noire e5 · Fou blanc sur case blanche c4 · Pion blanc sur case blanche e4 · Pion blanc sur case blanche a2 · Pion blanc sur case noire b2 · Pion blanc sur case blanche c2 · Pion blanc sur case noire d2 · Pion blanc sur case noire f2 · Pion blanc sur case blanche g2 · Pion blanc sur case noire h2 · Tour blanche sur case noire a1 · Cavalier blanc sur case blanche b1 · Fou blanc sur case noire c1 · Roi blanc sur case noire e1 · Cavalier blanc sur case noire g1 · Tour blanche sur case blanche h1 | Tour noire sur case blanche a8 · Fou noir sur case blanche c8 · Dame noire sur case noire d8 · Roi noir sur case blanche e8 · Fou noir sur case noire f8 · Tour noire sur case noire h8 · Pion noir sur case noire a7 · Pion noir sur case blanche b7 · Pion noir sur case noire c7 · Pion noir sur case blanche d7 · Dame blanche sur case blanche f7 · Pion noir sur case noire g7 · Pion noir sur case blanche h7 · Cavalier noir sur case blanche c6 · Cavalier noir sur case noire f6 · Pion noir sur case noire e5 · Fou blanc sur case blanche c4 · Pion blanc sur case blanche e4 · Pion blanc sur case blanche a2 · Pion blanc sur case noire b2 · Pion blanc sur case blanche c2 · Pion blanc sur case noire d2 · Pion blanc sur case noire f2 · Pion blanc sur case blanche g2 · Pion blanc sur case noire h2 · Tour blanche sur case noire a1 · Cavalier blanc sur case blanche b1 · Fou blanc sur case noire c1 · Roi blanc sur case noire e1 · Cavalier blanc sur case noire g1 · Tour blanche sur case blanche h1 | Tour noire sur case blanche a8 · Fou noir sur case blanche c8 · Dame noire sur case noire d8 · Roi noir sur case blanche e8 · Fou noir sur case noire f8 · Tour noire sur case noire h8 · Pion noir sur case noire a7 · Pion noir sur case blanche b7 · Pion noir sur case noire c7 · Pion noir sur case blanche d7 · Dame blanche sur case blanche f7 · Pion noir sur case noire g7 · Pion noir sur case blanche h7 · Cavalier noir sur case blanche c6 · Cavalier noir sur case noire f6 · Pion noir sur case noire e5 · Fou blanc sur case blanche c4 · Pion blanc sur case blanche e4 · Pion blanc sur case blanche a2 · Pion blanc sur case noire b2 · Pion blanc sur case blanche c2 · Pion blanc sur case noire d2 · Pion blanc sur case noire f2 · Pion blanc sur case blanche g2 · Pion blanc sur case noire h2 · Tour blanche sur case noire a1 · Cavalier blanc sur case blanche b1 · Fou blanc sur case noire c1 · Roi blanc sur case noire e1 · Cavalier blanc sur case noire g1 · Tour blanche sur case blanche h1 | Tour noire sur case blanche a8 · Fou noir sur case blanche c8 · Dame noire sur case noire d8 · Roi noir sur case blanche e8 · Fou noir sur case noire f8 · Tour noire sur case noire h8 · Pion noir sur case noire a7 · Pion noir sur case blanche b7 · Pion noir sur case noire c7 · Pion noir sur case blanche d7 · Dame blanche sur case blanche f7 · Pion noir sur case noire g7 · Pion noir sur case blanche h7 · Cavalier noir sur case blanche c6 · Cavalier noir sur case noire f6 · Pion noir sur case noire e5 · Fou blanc sur case blanche c4 · Pion blanc sur case blanche e4 · Pion blanc sur case blanche a2 · Pion blanc sur case noire b2 · Pion blanc sur case blanche c2 · Pion blanc sur case noire d2 · Pion blanc sur case noire f2 · Pion blanc sur case blanche g2 · Pion blanc sur case noire h2 · Tour blanche sur case noire a1 · Cavalier blanc sur case blanche b1 · Fou blanc sur case noire c1 · Roi blanc sur case noire e1 · Cavalier blanc sur case noire g1 · Tour blanche sur case blanche h1 | 7 |
| 6 | Tour noire sur case blanche a8 · Fou noir sur case blanche c8 · Dame noire sur case noire d8 · Roi noir sur case blanche e8 · Fou noir sur case noire f8 · Tour noire sur case noire h8 · Pion noir sur case noire a7 · Pion noir sur case blanche b7 · Pion noir sur case noire c7 · Pion noir sur case blanche d7 · Dame blanche sur case blanche f7 · Pion noir sur case noire g7 · Pion noir sur case blanche h7 · Cavalier noir sur case blanche c6 · Cavalier noir sur case noire f6 · Pion noir sur case noire e5 · Fou blanc sur case blanche c4 · Pion blanc sur case blanche e4 · Pion blanc sur case blanche a2 · Pion blanc sur case noire b2 · Pion blanc sur case blanche c2 · Pion blanc sur case noire d2 · Pion blanc sur case noire f2 · Pion blanc sur case blanche g2 · Pion blanc sur case noire h2 · Tour blanche sur case noire a1 · Cavalier blanc sur case blanche b1 · Fou blanc sur case noire c1 · Roi blanc sur case noire e1 · Cavalier blanc sur case noire g1 · Tour blanche sur case blanche h1 | Tour noire sur case blanche a8 · Fou noir sur case blanche c8 · Dame noire sur case noire d8 · Roi noir sur case blanche e8 · Fou noir sur case noire f8 · Tour noire sur case noire h8 · Pion noir sur case noire a7 · Pion noir sur case blanche b7 · Pion noir sur case noire c7 · Pion noir sur case blanche d7 · Dame blanche sur case blanche f7 · Pion noir sur case noire g7 · Pion noir sur case blanche h7 · Cavalier noir sur case blanche c6 · Cavalier noir sur case noire f6 · Pion noir sur case noire e5 · Fou blanc sur case blanche c4 · Pion blanc sur case blanche e4 · Pion blanc sur case blanche a2 · Pion blanc sur case noire b2 · Pion blanc sur case blanche c2 · Pion blanc sur case noire d2 · Pion blanc sur case noire f2 · Pion blanc sur case blanche g2 · Pion blanc sur case noire h2 · Tour blanche sur case noire a1 · Cavalier blanc sur case blanche b1 · Fou blanc sur case noire c1 · Roi blanc sur case noire e1 · Cavalier blanc sur case noire g1 · Tour blanche sur case blanche h1 | Tour noire sur case blanche a8 · Fou noir sur case blanche c8 · Dame noire sur case noire d8 · Roi noir sur case blanche e8 · Fou noir sur case noire f8 · Tour noire sur case noire h8 · Pion noir sur case noire a7 · Pion noir sur case blanche b7 · Pion noir sur case noire c7 · Pion noir sur case blanche d7 · Dame blanche sur case blanche f7 · Pion noir sur case noire g7 · Pion noir sur case blanche h7 · Cavalier noir sur case blanche c6 · Cavalier noir sur case noire f6 · Pion noir sur case noire e5 · Fou blanc sur case blanche c4 · Pion blanc sur case blanche e4 · Pion blanc sur case blanche a2 · Pion blanc sur case noire b2 · Pion blanc sur case blanche c2 · Pion blanc sur case noire d2 · Pion blanc sur case noire f2 · Pion blanc sur case blanche g2 · Pion blanc sur case noire h2 · Tour blanche sur case noire a1 · Cavalier blanc sur case blanche b1 · Fou blanc sur case noire c1 · Roi blanc sur case noire e1 · Cavalier blanc sur case noire g1 · Tour blanche sur case blanche h1 | Tour noire sur case blanche a8 · Fou noir sur case blanche c8 · Dame noire sur case noire d8 · Roi noir sur case blanche e8 · Fou noir sur case noire f8 · Tour noire sur case noire h8 · Pion noir sur case noire a7 · Pion noir sur case blanche b7 · Pion noir sur case noire c7 · Pion noir sur case blanche d7 · Dame blanche sur case blanche f7 · Pion noir sur case noire g7 · Pion noir sur case blanche h7 · Cavalier noir sur case blanche c6 · Cavalier noir sur case noire f6 · Pion noir sur case noire e5 · Fou blanc sur case blanche c4 · Pion blanc sur case blanche e4 · Pion blanc sur case blanche a2 · Pion blanc sur case noire b2 · Pion blanc sur case blanche c2 · Pion blanc sur case noire d2 · Pion blanc sur case noire f2 · Pion blanc sur case blanche g2 · Pion blanc sur case noire h2 · Tour blanche sur case noire a1 · Cavalier blanc sur case blanche b1 · Fou blanc sur case noire c1 · Roi blanc sur case noire e1 · Cavalier blanc sur case noire g1 · Tour blanche sur case blanche h1 | Tour noire sur case blanche a8 · Fou noir sur case blanche c8 · Dame noire sur case noire d8 · Roi noir sur case blanche e8 · Fou noir sur case noire f8 · Tour noire sur case noire h8 · Pion noir sur case noire a7 · Pion noir sur case blanche b7 · Pion noir sur case noire c7 · Pion noir sur case blanche d7 · Dame blanche sur case blanche f7 · Pion noir sur case noire g7 · Pion noir sur case blanche h7 · Cavalier noir sur case blanche c6 · Cavalier noir sur case noire f6 · Pion noir sur case noire e5 · Fou blanc sur case blanche c4 · Pion blanc sur case blanche e4 · Pion blanc sur case blanche a2 · Pion blanc sur case noire b2 · Pion blanc sur case blanche c2 · Pion blanc sur case noire d2 · Pion blanc sur case noire f2 · Pion blanc sur case blanche g2 · Pion blanc sur case noire h2 · Tour blanche sur case noire a1 · Cavalier blanc sur case blanche b1 · Fou blanc sur case noire c1 · Roi blanc sur case noire e1 · Cavalier blanc sur case noire g1 · Tour blanche sur case blanche h1 | Tour noire sur case blanche a8 · Fou noir sur case blanche c8 · Dame noire sur case noire d8 · Roi noir sur case blanche e8 · Fou noir sur case noire f8 · Tour noire sur case noire h8 · Pion noir sur case noire a7 · Pion noir sur case blanche b7 · Pion noir sur case noire c7 · Pion noir sur case blanche d7 · Dame blanche sur case blanche f7 · Pion noir sur case noire g7 · Pion noir sur case blanche h7 · Cavalier noir sur case blanche c6 · Cavalier noir sur case noire f6 · Pion noir sur case noire e5 · Fou blanc sur case blanche c4 · Pion blanc sur case blanche e4 · Pion blanc sur case blanche a2 · Pion blanc sur case noire b2 · Pion blanc sur case blanche c2 · Pion blanc sur case noire d2 · Pion blanc sur case noire f2 · Pion blanc sur case blanche g2 · Pion blanc sur case noire h2 · Tour blanche sur case noire a1 · Cavalier blanc sur case blanche b1 · Fou blanc sur case noire c1 · Roi blanc sur case noire e1 · Cavalier blanc sur case noire g1 · Tour blanche sur case blanche h1 | Tour noire sur case blanche a8 · Fou noir sur case blanche c8 · Dame noire sur case noire d8 · Roi noir sur case blanche e8 · Fou noir sur case noire f8 · Tour noire sur case noire h8 · Pion noir sur case noire a7 · Pion noir sur case blanche b7 · Pion noir sur case noire c7 · Pion noir sur case blanche d7 · Dame blanche sur case blanche f7 · Pion noir sur case noire g7 · Pion noir sur case blanche h7 · Cavalier noir sur case blanche c6 · Cavalier noir sur case noire f6 · Pion noir sur case noire e5 · Fou blanc sur case blanche c4 · Pion blanc sur case blanche e4 · Pion blanc sur case blanche a2 · Pion blanc sur case noire b2 · Pion blanc sur case blanche c2 · Pion blanc sur case noire d2 · Pion blanc sur case noire f2 · Pion blanc sur case blanche g2 · Pion blanc sur case noire h2 · Tour blanche sur case noire a1 · Cavalier blanc sur case blanche b1 · Fou blanc sur case noire c1 · Roi blanc sur case noire e1 · Cavalier blanc sur case noire g1 · Tour blanche sur case blanche h1 | Tour noire sur case blanche a8 · Fou noir sur case blanche c8 · Dame noire sur case noire d8 · Roi noir sur case blanche e8 · Fou noir sur case noire f8 · Tour noire sur case noire h8 · Pion noir sur case noire a7 · Pion noir sur case blanche b7 · Pion noir sur case noire c7 · Pion noir sur case blanche d7 · Dame blanche sur case blanche f7 · Pion noir sur case noire g7 · Pion noir sur case blanche h7 · Cavalier noir sur case blanche c6 · Cavalier noir sur case noire f6 · Pion noir sur case noire e5 · Fou blanc sur case blanche c4 · Pion blanc sur case blanche e4 · Pion blanc sur case blanche a2 · Pion blanc sur case noire b2 · Pion blanc sur case blanche c2 · Pion blanc sur case noire d2 · Pion blanc sur case noire f2 · Pion blanc sur case blanche g2 · Pion blanc sur case noire h2 · Tour blanche sur case noire a1 · Cavalier blanc sur case blanche b1 · Fou blanc sur case noire c1 · Roi blanc sur case noire e1 · Cavalier blanc sur case noire g1 · Tour blanche sur case blanche h1 | 6 |
| 5 | Tour noire sur case blanche a8 · Fou noir sur case blanche c8 · Dame noire sur case noire d8 · Roi noir sur case blanche e8 · Fou noir sur case noire f8 · Tour noire sur case noire h8 · Pion noir sur case noire a7 · Pion noir sur case blanche b7 · Pion noir sur case noire c7 · Pion noir sur case blanche d7 · Dame blanche sur case blanche f7 · Pion noir sur case noire g7 · Pion noir sur case blanche h7 · Cavalier noir sur case blanche c6 · Cavalier noir sur case noire f6 · Pion noir sur case noire e5 · Fou blanc sur case blanche c4 · Pion blanc sur case blanche e4 · Pion blanc sur case blanche a2 · Pion blanc sur case noire b2 · Pion blanc sur case blanche c2 · Pion blanc sur case noire d2 · Pion blanc sur case noire f2 · Pion blanc sur case blanche g2 · Pion blanc sur case noire h2 · Tour blanche sur case noire a1 · Cavalier blanc sur case blanche b1 · Fou blanc sur case noire c1 · Roi blanc sur case noire e1 · Cavalier blanc sur case noire g1 · Tour blanche sur case blanche h1 | Tour noire sur case blanche a8 · Fou noir sur case blanche c8 · Dame noire sur case noire d8 · Roi noir sur case blanche e8 · Fou noir sur case noire f8 · Tour noire sur case noire h8 · Pion noir sur case noire a7 · Pion noir sur case blanche b7 · Pion noir sur case noire c7 · Pion noir sur case blanche d7 · Dame blanche sur case blanche f7 · Pion noir sur case noire g7 · Pion noir sur case blanche h7 · Cavalier noir sur case blanche c6 · Cavalier noir sur case noire f6 · Pion noir sur case noire e5 · Fou blanc sur case blanche c4 · Pion blanc sur case blanche e4 · Pion blanc sur case blanche a2 · Pion blanc sur case noire b2 · Pion blanc sur case blanche c2 · Pion blanc sur case noire d2 · Pion blanc sur case noire f2 · Pion blanc sur case blanche g2 · Pion blanc sur case noire h2 · Tour blanche sur case noire a1 · Cavalier blanc sur case blanche b1 · Fou blanc sur case noire c1 · Roi blanc sur case noire e1 · Cavalier blanc sur case noire g1 · Tour blanche sur case blanche h1 | Tour noire sur case blanche a8 · Fou noir sur case blanche c8 · Dame noire sur case noire d8 · Roi noir sur case blanche e8 · Fou noir sur case noire f8 · Tour noire sur case noire h8 · Pion noir sur case noire a7 · Pion noir sur case blanche b7 · Pion noir sur case noire c7 · Pion noir sur case blanche d7 · Dame blanche sur case blanche f7 · Pion noir sur case noire g7 · Pion noir sur case blanche h7 · Cavalier noir sur case blanche c6 · Cavalier noir sur case noire f6 · Pion noir sur case noire e5 · Fou blanc sur case blanche c4 · Pion blanc sur case blanche e4 · Pion blanc sur case blanche a2 · Pion blanc sur case noire b2 · Pion blanc sur case blanche c2 · Pion blanc sur case noire d2 · Pion blanc sur case noire f2 · Pion blanc sur case blanche g2 · Pion blanc sur case noire h2 · Tour blanche sur case noire a1 · Cavalier blanc sur case blanche b1 · Fou blanc sur case noire c1 · Roi blanc sur case noire e1 · Cavalier blanc sur case noire g1 · Tour blanche sur case blanche h1 | Tour noire sur case blanche a8 · Fou noir sur case blanche c8 · Dame noire sur case noire d8 · Roi noir sur case blanche e8 · Fou noir sur case noire f8 · Tour noire sur case noire h8 · Pion noir sur case noire a7 · Pion noir sur case blanche b7 · Pion noir sur case noire c7 · Pion noir sur case blanche d7 · Dame blanche sur case blanche f7 · Pion noir sur case noire g7 · Pion noir sur case blanche h7 · Cavalier noir sur case blanche c6 · Cavalier noir sur case noire f6 · Pion noir sur case noire e5 · Fou blanc sur case blanche c4 · Pion blanc sur case blanche e4 · Pion blanc sur case blanche a2 · Pion blanc sur case noire b2 · Pion blanc sur case blanche c2 · Pion blanc sur case noire d2 · Pion blanc sur case noire f2 · Pion blanc sur case blanche g2 · Pion blanc sur case noire h2 · Tour blanche sur case noire a1 · Cavalier blanc sur case blanche b1 · Fou blanc sur case noire c1 · Roi blanc sur case noire e1 · Cavalier blanc sur case noire g1 · Tour blanche sur case blanche h1 | Tour noire sur case blanche a8 · Fou noir sur case blanche c8 · Dame noire sur case noire d8 · Roi noir sur case blanche e8 · Fou noir sur case noire f8 · Tour noire sur case noire h8 · Pion noir sur case noire a7 · Pion noir sur case blanche b7 · Pion noir sur case noire c7 · Pion noir sur case blanche d7 · Dame blanche sur case blanche f7 · Pion noir sur case noire g7 · Pion noir sur case blanche h7 · Cavalier noir sur case blanche c6 · Cavalier noir sur case noire f6 · Pion noir sur case noire e5 · Fou blanc sur case blanche c4 · Pion blanc sur case blanche e4 · Pion blanc sur case blanche a2 · Pion blanc sur case noire b2 · Pion blanc sur case blanche c2 · Pion blanc sur case noire d2 · Pion blanc sur case noire f2 · Pion blanc sur case blanche g2 · Pion blanc sur case noire h2 · Tour blanche sur case noire a1 · Cavalier blanc sur case blanche b1 · Fou blanc sur case noire c1 · Roi blanc sur case noire e1 · Cavalier blanc sur case noire g1 · Tour blanche sur case blanche h1 | Tour noire sur case blanche a8 · Fou noir sur case blanche c8 · Dame noire sur case noire d8 · Roi noir sur case blanche e8 · Fou noir sur case noire f8 · Tour noire sur case noire h8 · Pion noir sur case noire a7 · Pion noir sur case blanche b7 · Pion noir sur case noire c7 · Pion noir sur case blanche d7 · Dame blanche sur case blanche f7 · Pion noir sur case noire g7 · Pion noir sur case blanche h7 · Cavalier noir sur case blanche c6 · Cavalier noir sur case noire f6 · Pion noir sur case noire e5 · Fou blanc sur case blanche c4 · Pion blanc sur case blanche e4 · Pion blanc sur case blanche a2 · Pion blanc sur case noire b2 · Pion blanc sur case blanche c2 · Pion blanc sur case noire d2 · Pion blanc sur case noire f2 · Pion blanc sur case blanche g2 · Pion blanc sur case noire h2 · Tour blanche sur case noire a1 · Cavalier blanc sur case blanche b1 · Fou blanc sur case noire c1 · Roi blanc sur case noire e1 · Cavalier blanc sur case noire g1 · Tour blanche sur case blanche h1 | Tour noire sur case blanche a8 · Fou noir sur case blanche c8 · Dame noire sur case noire d8 · Roi noir sur case blanche e8 · Fou noir sur case noire f8 · Tour noire sur case noire h8 · Pion noir sur case noire a7 · Pion noir sur case blanche b7 · Pion noir sur case noire c7 · Pion noir sur case blanche d7 · Dame blanche sur case blanche f7 · Pion noir sur case noire g7 · Pion noir sur case blanche h7 · Cavalier noir sur case blanche c6 · Cavalier noir sur case noire f6 · Pion noir sur case noire e5 · Fou blanc sur case blanche c4 · Pion blanc sur case blanche e4 · Pion blanc sur case blanche a2 · Pion blanc sur case noire b2 · Pion blanc sur case blanche c2 · Pion blanc sur case noire d2 · Pion blanc sur case noire f2 · Pion blanc sur case blanche g2 · Pion blanc sur case noire h2 · Tour blanche sur case noire a1 · Cavalier blanc sur case blanche b1 · Fou blanc sur case noire c1 · Roi blanc sur case noire e1 · Cavalier blanc sur case noire g1 · Tour blanche sur case blanche h1 | Tour noire sur case blanche a8 · Fou noir sur case blanche c8 · Dame noire sur case noire d8 · Roi noir sur case blanche e8 · Fou noir sur case noire f8 · Tour noire sur case noire h8 · Pion noir sur case noire a7 · Pion noir sur case blanche b7 · Pion noir sur case noire c7 · Pion noir sur case blanche d7 · Dame blanche sur case blanche f7 · Pion noir sur case noire g7 · Pion noir sur case blanche h7 · Cavalier noir sur case blanche c6 · Cavalier noir sur case noire f6 · Pion noir sur case noire e5 · Fou blanc sur case blanche c4 · Pion blanc sur case blanche e4 · Pion blanc sur case blanche a2 · Pion blanc sur case noire b2 · Pion blanc sur case blanche c2 · Pion blanc sur case noire d2 · Pion blanc sur case noire f2 · Pion blanc sur case blanche g2 · Pion blanc sur case noire h2 · Tour blanche sur case noire a1 · Cavalier blanc sur case blanche b1 · Fou blanc sur case noire c1 · Roi blanc sur case noire e1 · Cavalier blanc sur case noire g1 · Tour blanche sur case blanche h1 | 5 |
| 4 | Tour noire sur case blanche a8 · Fou noir sur case blanche c8 · Dame noire sur case noire d8 · Roi noir sur case blanche e8 · Fou noir sur case noire f8 · Tour noire sur case noire h8 · Pion noir sur case noire a7 · Pion noir sur case blanche b7 · Pion noir sur case noire c7 · Pion noir sur case blanche d7 · Dame blanche sur case blanche f7 · Pion noir sur case noire g7 · Pion noir sur case blanche h7 · Cavalier noir sur case blanche c6 · Cavalier noir sur case noire f6 · Pion noir sur case noire e5 · Fou blanc sur case blanche c4 · Pion blanc sur case blanche e4 · Pion blanc sur case blanche a2 · Pion blanc sur case noire b2 · Pion blanc sur case blanche c2 · Pion blanc sur case noire d2 · Pion blanc sur case noire f2 · Pion blanc sur case blanche g2 · Pion blanc sur case noire h2 · Tour blanche sur case noire a1 · Cavalier blanc sur case blanche b1 · Fou blanc sur case noire c1 · Roi blanc sur case noire e1 · Cavalier blanc sur case noire g1 · Tour blanche sur case blanche h1 | Tour noire sur case blanche a8 · Fou noir sur case blanche c8 · Dame noire sur case noire d8 · Roi noir sur case blanche e8 · Fou noir sur case noire f8 · Tour noire sur case noire h8 · Pion noir sur case noire a7 · Pion noir sur case blanche b7 · Pion noir sur case noire c7 · Pion noir sur case blanche d7 · Dame blanche sur case blanche f7 · Pion noir sur case noire g7 · Pion noir sur case blanche h7 · Cavalier noir sur case blanche c6 · Cavalier noir sur case noire f6 · Pion noir sur case noire e5 · Fou blanc sur case blanche c4 · Pion blanc sur case blanche e4 · Pion blanc sur case blanche a2 · Pion blanc sur case noire b2 · Pion blanc sur case blanche c2 · Pion blanc sur case noire d2 · Pion blanc sur case noire f2 · Pion blanc sur case blanche g2 · Pion blanc sur case noire h2 · Tour blanche sur case noire a1 · Cavalier blanc sur case blanche b1 · Fou blanc sur case noire c1 · Roi blanc sur case noire e1 · Cavalier blanc sur case noire g1 · Tour blanche sur case blanche h1 | Tour noire sur case blanche a8 · Fou noir sur case blanche c8 · Dame noire sur case noire d8 · Roi noir sur case blanche e8 · Fou noir sur case noire f8 · Tour noire sur case noire h8 · Pion noir sur case noire a7 · Pion noir sur case blanche b7 · Pion noir sur case noire c7 · Pion noir sur case blanche d7 · Dame blanche sur case blanche f7 · Pion noir sur case noire g7 · Pion noir sur case blanche h7 · Cavalier noir sur case blanche c6 · Cavalier noir sur case noire f6 · Pion noir sur case noire e5 · Fou blanc sur case blanche c4 · Pion blanc sur case blanche e4 · Pion blanc sur case blanche a2 · Pion blanc sur case noire b2 · Pion blanc sur case blanche c2 · Pion blanc sur case noire d2 · Pion blanc sur case noire f2 · Pion blanc sur case blanche g2 · Pion blanc sur case noire h2 · Tour blanche sur case noire a1 · Cavalier blanc sur case blanche b1 · Fou blanc sur case noire c1 · Roi blanc sur case noire e1 · Cavalier blanc sur case noire g1 · Tour blanche sur case blanche h1 | Tour noire sur case blanche a8 · Fou noir sur case blanche c8 · Dame noire sur case noire d8 · Roi noir sur case blanche e8 · Fou noir sur case noire f8 · Tour noire sur case noire h8 · Pion noir sur case noire a7 · Pion noir sur case blanche b7 · Pion noir sur case noire c7 · Pion noir sur case blanche d7 · Dame blanche sur case blanche f7 · Pion noir sur case noire g7 · Pion noir sur case blanche h7 · Cavalier noir sur case blanche c6 · Cavalier noir sur case noire f6 · Pion noir sur case noire e5 · Fou blanc sur case blanche c4 · Pion blanc sur case blanche e4 · Pion blanc sur case blanche a2 · Pion blanc sur case noire b2 · Pion blanc sur case blanche c2 · Pion blanc sur case noire d2 · Pion blanc sur case noire f2 · Pion blanc sur case blanche g2 · Pion blanc sur case noire h2 · Tour blanche sur case noire a1 · Cavalier blanc sur case blanche b1 · Fou blanc sur case noire c1 · Roi blanc sur case noire e1 · Cavalier blanc sur case noire g1 · Tour blanche sur case blanche h1 | Tour noire sur case blanche a8 · Fou noir sur case blanche c8 · Dame noire sur case noire d8 · Roi noir sur case blanche e8 · Fou noir sur case noire f8 · Tour noire sur case noire h8 · Pion noir sur case noire a7 · Pion noir sur case blanche b7 · Pion noir sur case noire c7 · Pion noir sur case blanche d7 · Dame blanche sur case blanche f7 · Pion noir sur case noire g7 · Pion noir sur case blanche h7 · Cavalier noir sur case blanche c6 · Cavalier noir sur case noire f6 · Pion noir sur case noire e5 · Fou blanc sur case blanche c4 · Pion blanc sur case blanche e4 · Pion blanc sur case blanche a2 · Pion blanc sur case noire b2 · Pion blanc sur case blanche c2 · Pion blanc sur case noire d2 · Pion blanc sur case noire f2 · Pion blanc sur case blanche g2 · Pion blanc sur case noire h2 · Tour blanche sur case noire a1 · Cavalier blanc sur case blanche b1 · Fou blanc sur case noire c1 · Roi blanc sur case noire e1 · Cavalier blanc sur case noire g1 · Tour blanche sur case blanche h1 | Tour noire sur case blanche a8 · Fou noir sur case blanche c8 · Dame noire sur case noire d8 · Roi noir sur case blanche e8 · Fou noir sur case noire f8 · Tour noire sur case noire h8 · Pion noir sur case noire a7 · Pion noir sur case blanche b7 · Pion noir sur case noire c7 · Pion noir sur case blanche d7 · Dame blanche sur case blanche f7 · Pion noir sur case noire g7 · Pion noir sur case blanche h7 · Cavalier noir sur case blanche c6 · Cavalier noir sur case noire f6 · Pion noir sur case noire e5 · Fou blanc sur case blanche c4 · Pion blanc sur case blanche e4 · Pion blanc sur case blanche a2 · Pion blanc sur case noire b2 · Pion blanc sur case blanche c2 · Pion blanc sur case noire d2 · Pion blanc sur case noire f2 · Pion blanc sur case blanche g2 · Pion blanc sur case noire h2 · Tour blanche sur case noire a1 · Cavalier blanc sur case blanche b1 · Fou blanc sur case noire c1 · Roi blanc sur case noire e1 · Cavalier blanc sur case noire g1 · Tour blanche sur case blanche h1 | Tour noire sur case blanche a8 · Fou noir sur case blanche c8 · Dame noire sur case noire d8 · Roi noir sur case blanche e8 · Fou noir sur case noire f8 · Tour noire sur case noire h8 · Pion noir sur case noire a7 · Pion noir sur case blanche b7 · Pion noir sur case noire c7 · Pion noir sur case blanche d7 · Dame blanche sur case blanche f7 · Pion noir sur case noire g7 · Pion noir sur case blanche h7 · Cavalier noir sur case blanche c6 · Cavalier noir sur case noire f6 · Pion noir sur case noire e5 · Fou blanc sur case blanche c4 · Pion blanc sur case blanche e4 · Pion blanc sur case blanche a2 · Pion blanc sur case noire b2 · Pion blanc sur case blanche c2 · Pion blanc sur case noire d2 · Pion blanc sur case noire f2 · Pion blanc sur case blanche g2 · Pion blanc sur case noire h2 · Tour blanche sur case noire a1 · Cavalier blanc sur case blanche b1 · Fou blanc sur case noire c1 · Roi blanc sur case noire e1 · Cavalier blanc sur case noire g1 · Tour blanche sur case blanche h1 | Tour noire sur case blanche a8 · Fou noir sur case blanche c8 · Dame noire sur case noire d8 · Roi noir sur case blanche e8 · Fou noir sur case noire f8 · Tour noire sur case noire h8 · Pion noir sur case noire a7 · Pion noir sur case blanche b7 · Pion noir sur case noire c7 · Pion noir sur case blanche d7 · Dame blanche sur case blanche f7 · Pion noir sur case noire g7 · Pion noir sur case blanche h7 · Cavalier noir sur case blanche c6 · Cavalier noir sur case noire f6 · Pion noir sur case noire e5 · Fou blanc sur case blanche c4 · Pion blanc sur case blanche e4 · Pion blanc sur case blanche a2 · Pion blanc sur case noire b2 · Pion blanc sur case blanche c2 · Pion blanc sur case noire d2 · Pion blanc sur case noire f2 · Pion blanc sur case blanche g2 · Pion blanc sur case noire h2 · Tour blanche sur case noire a1 · Cavalier blanc sur case blanche b1 · Fou blanc sur case noire c1 · Roi blanc sur case noire e1 · Cavalier blanc sur case noire g1 · Tour blanche sur case blanche h1 | 4 |
| 3 | Tour noire sur case blanche a8 · Fou noir sur case blanche c8 · Dame noire sur case noire d8 · Roi noir sur case blanche e8 · Fou noir sur case noire f8 · Tour noire sur case noire h8 · Pion noir sur case noire a7 · Pion noir sur case blanche b7 · Pion noir sur case noire c7 · Pion noir sur case blanche d7 · Dame blanche sur case blanche f7 · Pion noir sur case noire g7 · Pion noir sur case blanche h7 · Cavalier noir sur case blanche c6 · Cavalier noir sur case noire f6 · Pion noir sur case noire e5 · Fou blanc sur case blanche c4 · Pion blanc sur case blanche e4 · Pion blanc sur case blanche a2 · Pion blanc sur case noire b2 · Pion blanc sur case blanche c2 · Pion blanc sur case noire d2 · Pion blanc sur case noire f2 · Pion blanc sur case blanche g2 · Pion blanc sur case noire h2 · Tour blanche sur case noire a1 · Cavalier blanc sur case blanche b1 · Fou blanc sur case noire c1 · Roi blanc sur case noire e1 · Cavalier blanc sur case noire g1 · Tour blanche sur case blanche h1 | Tour noire sur case blanche a8 · Fou noir sur case blanche c8 · Dame noire sur case noire d8 · Roi noir sur case blanche e8 · Fou noir sur case noire f8 · Tour noire sur case noire h8 · Pion noir sur case noire a7 · Pion noir sur case blanche b7 · Pion noir sur case noire c7 · Pion noir sur case blanche d7 · Dame blanche sur case blanche f7 · Pion noir sur case noire g7 · Pion noir sur case blanche h7 · Cavalier noir sur case blanche c6 · Cavalier noir sur case noire f6 · Pion noir sur case noire e5 · Fou blanc sur case blanche c4 · Pion blanc sur case blanche e4 · Pion blanc sur case blanche a2 · Pion blanc sur case noire b2 · Pion blanc sur case blanche c2 · Pion blanc sur case noire d2 · Pion blanc sur case noire f2 · Pion blanc sur case blanche g2 · Pion blanc sur case noire h2 · Tour blanche sur case noire a1 · Cavalier blanc sur case blanche b1 · Fou blanc sur case noire c1 · Roi blanc sur case noire e1 · Cavalier blanc sur case noire g1 · Tour blanche sur case blanche h1 | Tour noire sur case blanche a8 · Fou noir sur case blanche c8 · Dame noire sur case noire d8 · Roi noir sur case blanche e8 · Fou noir sur case noire f8 · Tour noire sur case noire h8 · Pion noir sur case noire a7 · Pion noir sur case blanche b7 · Pion noir sur case noire c7 · Pion noir sur case blanche d7 · Dame blanche sur case blanche f7 · Pion noir sur case noire g7 · Pion noir sur case blanche h7 · Cavalier noir sur case blanche c6 · Cavalier noir sur case noire f6 · Pion noir sur case noire e5 · Fou blanc sur case blanche c4 · Pion blanc sur case blanche e4 · Pion blanc sur case blanche a2 · Pion blanc sur case noire b2 · Pion blanc sur case blanche c2 · Pion blanc sur case noire d2 · Pion blanc sur case noire f2 · Pion blanc sur case blanche g2 · Pion blanc sur case noire h2 · Tour blanche sur case noire a1 · Cavalier blanc sur case blanche b1 · Fou blanc sur case noire c1 · Roi blanc sur case noire e1 · Cavalier blanc sur case noire g1 · Tour blanche sur case blanche h1 | Tour noire sur case blanche a8 · Fou noir sur case blanche c8 · Dame noire sur case noire d8 · Roi noir sur case blanche e8 · Fou noir sur case noire f8 · Tour noire sur case noire h8 · Pion noir sur case noire a7 · Pion noir sur case blanche b7 · Pion noir sur case noire c7 · Pion noir sur case blanche d7 · Dame blanche sur case blanche f7 · Pion noir sur case noire g7 · Pion noir sur case blanche h7 · Cavalier noir sur case blanche c6 · Cavalier noir sur case noire f6 · Pion noir sur case noire e5 · Fou blanc sur case blanche c4 · Pion blanc sur case blanche e4 · Pion blanc sur case blanche a2 · Pion blanc sur case noire b2 · Pion blanc sur case blanche c2 · Pion blanc sur case noire d2 · Pion blanc sur case noire f2 · Pion blanc sur case blanche g2 · Pion blanc sur case noire h2 · Tour blanche sur case noire a1 · Cavalier blanc sur case blanche b1 · Fou blanc sur case noire c1 · Roi blanc sur case noire e1 · Cavalier blanc sur case noire g1 · Tour blanche sur case blanche h1 | Tour noire sur case blanche a8 · Fou noir sur case blanche c8 · Dame noire sur case noire d8 · Roi noir sur case blanche e8 · Fou noir sur case noire f8 · Tour noire sur case noire h8 · Pion noir sur case noire a7 · Pion noir sur case blanche b7 · Pion noir sur case noire c7 · Pion noir sur case blanche d7 · Dame blanche sur case blanche f7 · Pion noir sur case noire g7 · Pion noir sur case blanche h7 · Cavalier noir sur case blanche c6 · Cavalier noir sur case noire f6 · Pion noir sur case noire e5 · Fou blanc sur case blanche c4 · Pion blanc sur case blanche e4 · Pion blanc sur case blanche a2 · Pion blanc sur case noire b2 · Pion blanc sur case blanche c2 · Pion blanc sur case noire d2 · Pion blanc sur case noire f2 · Pion blanc sur case blanche g2 · Pion blanc sur case noire h2 · Tour blanche sur case noire a1 · Cavalier blanc sur case blanche b1 · Fou blanc sur case noire c1 · Roi blanc sur case noire e1 · Cavalier blanc sur case noire g1 · Tour blanche sur case blanche h1 | Tour noire sur case blanche a8 · Fou noir sur case blanche c8 · Dame noire sur case noire d8 · Roi noir sur case blanche e8 · Fou noir sur case noire f8 · Tour noire sur case noire h8 · Pion noir sur case noire a7 · Pion noir sur case blanche b7 · Pion noir sur case noire c7 · Pion noir sur case blanche d7 · Dame blanche sur case blanche f7 · Pion noir sur case noire g7 · Pion noir sur case blanche h7 · Cavalier noir sur case blanche c6 · Cavalier noir sur case noire f6 · Pion noir sur case noire e5 · Fou blanc sur case blanche c4 · Pion blanc sur case blanche e4 · Pion blanc sur case blanche a2 · Pion blanc sur case noire b2 · Pion blanc sur case blanche c2 · Pion blanc sur case noire d2 · Pion blanc sur case noire f2 · Pion blanc sur case blanche g2 · Pion blanc sur case noire h2 · Tour blanche sur case noire a1 · Cavalier blanc sur case blanche b1 · Fou blanc sur case noire c1 · Roi blanc sur case noire e1 · Cavalier blanc sur case noire g1 · Tour blanche sur case blanche h1 | Tour noire sur case blanche a8 · Fou noir sur case blanche c8 · Dame noire sur case noire d8 · Roi noir sur case blanche e8 · Fou noir sur case noire f8 · Tour noire sur case noire h8 · Pion noir sur case noire a7 · Pion noir sur case blanche b7 · Pion noir sur case noire c7 · Pion noir sur case blanche d7 · Dame blanche sur case blanche f7 · Pion noir sur case noire g7 · Pion noir sur case blanche h7 · Cavalier noir sur case blanche c6 · Cavalier noir sur case noire f6 · Pion noir sur case noire e5 · Fou blanc sur case blanche c4 · Pion blanc sur case blanche e4 · Pion blanc sur case blanche a2 · Pion blanc sur case noire b2 · Pion blanc sur case blanche c2 · Pion blanc sur case noire d2 · Pion blanc sur case noire f2 · Pion blanc sur case blanche g2 · Pion blanc sur case noire h2 · Tour blanche sur case noire a1 · Cavalier blanc sur case blanche b1 · Fou blanc sur case noire c1 · Roi blanc sur case noire e1 · Cavalier blanc sur case noire g1 · Tour blanche sur case blanche h1 | Tour noire sur case blanche a8 · Fou noir sur case blanche c8 · Dame noire sur case noire d8 · Roi noir sur case blanche e8 · Fou noir sur case noire f8 · Tour noire sur case noire h8 · Pion noir sur case noire a7 · Pion noir sur case blanche b7 · Pion noir sur case noire c7 · Pion noir sur case blanche d7 · Dame blanche sur case blanche f7 · Pion noir sur case noire g7 · Pion noir sur case blanche h7 · Cavalier noir sur case blanche c6 · Cavalier noir sur case noire f6 · Pion noir sur case noire e5 · Fou blanc sur case blanche c4 · Pion blanc sur case blanche e4 · Pion blanc sur case blanche a2 · Pion blanc sur case noire b2 · Pion blanc sur case blanche c2 · Pion blanc sur case noire d2 · Pion blanc sur case noire f2 · Pion blanc sur case blanche g2 · Pion blanc sur case noire h2 · Tour blanche sur case noire a1 · Cavalier blanc sur case blanche b1 · Fou blanc sur case noire c1 · Roi blanc sur case noire e1 · Cavalier blanc sur case noire g1 · Tour blanche sur case blanche h1 | 3 |
| 2 | Tour noire sur case blanche a8 · Fou noir sur case blanche c8 · Dame noire sur case noire d8 · Roi noir sur case blanche e8 · Fou noir sur case noire f8 · Tour noire sur case noire h8 · Pion noir sur case noire a7 · Pion noir sur case blanche b7 · Pion noir sur case noire c7 · Pion noir sur case blanche d7 · Dame blanche sur case blanche f7 · Pion noir sur case noire g7 · Pion noir sur case blanche h7 · Cavalier noir sur case blanche c6 · Cavalier noir sur case noire f6 · Pion noir sur case noire e5 · Fou blanc sur case blanche c4 · Pion blanc sur case blanche e4 · Pion blanc sur case blanche a2 · Pion blanc sur case noire b2 · Pion blanc sur case blanche c2 · Pion blanc sur case noire d2 · Pion blanc sur case noire f2 · Pion blanc sur case blanche g2 · Pion blanc sur case noire h2 · Tour blanche sur case noire a1 · Cavalier blanc sur case blanche b1 · Fou blanc sur case noire c1 · Roi blanc sur case noire e1 · Cavalier blanc sur case noire g1 · Tour blanche sur case blanche h1 | Tour noire sur case blanche a8 · Fou noir sur case blanche c8 · Dame noire sur case noire d8 · Roi noir sur case blanche e8 · Fou noir sur case noire f8 · Tour noire sur case noire h8 · Pion noir sur case noire a7 · Pion noir sur case blanche b7 · Pion noir sur case noire c7 · Pion noir sur case blanche d7 · Dame blanche sur case blanche f7 · Pion noir sur case noire g7 · Pion noir sur case blanche h7 · Cavalier noir sur case blanche c6 · Cavalier noir sur case noire f6 · Pion noir sur case noire e5 · Fou blanc sur case blanche c4 · Pion blanc sur case blanche e4 · Pion blanc sur case blanche a2 · Pion blanc sur case noire b2 · Pion blanc sur case blanche c2 · Pion blanc sur case noire d2 · Pion blanc sur case noire f2 · Pion blanc sur case blanche g2 · Pion blanc sur case noire h2 · Tour blanche sur case noire a1 · Cavalier blanc sur case blanche b1 · Fou blanc sur case noire c1 · Roi blanc sur case noire e1 · Cavalier blanc sur case noire g1 · Tour blanche sur case blanche h1 | Tour noire sur case blanche a8 · Fou noir sur case blanche c8 · Dame noire sur case noire d8 · Roi noir sur case blanche e8 · Fou noir sur case noire f8 · Tour noire sur case noire h8 · Pion noir sur case noire a7 · Pion noir sur case blanche b7 · Pion noir sur case noire c7 · Pion noir sur case blanche d7 · Dame blanche sur case blanche f7 · Pion noir sur case noire g7 · Pion noir sur case blanche h7 · Cavalier noir sur case blanche c6 · Cavalier noir sur case noire f6 · Pion noir sur case noire e5 · Fou blanc sur case blanche c4 · Pion blanc sur case blanche e4 · Pion blanc sur case blanche a2 · Pion blanc sur case noire b2 · Pion blanc sur case blanche c2 · Pion blanc sur case noire d2 · Pion blanc sur case noire f2 · Pion blanc sur case blanche g2 · Pion blanc sur case noire h2 · Tour blanche sur case noire a1 · Cavalier blanc sur case blanche b1 · Fou blanc sur case noire c1 · Roi blanc sur case noire e1 · Cavalier blanc sur case noire g1 · Tour blanche sur case blanche h1 | Tour noire sur case blanche a8 · Fou noir sur case blanche c8 · Dame noire sur case noire d8 · Roi noir sur case blanche e8 · Fou noir sur case noire f8 · Tour noire sur case noire h8 · Pion noir sur case noire a7 · Pion noir sur case blanche b7 · Pion noir sur case noire c7 · Pion noir sur case blanche d7 · Dame blanche sur case blanche f7 · Pion noir sur case noire g7 · Pion noir sur case blanche h7 · Cavalier noir sur case blanche c6 · Cavalier noir sur case noire f6 · Pion noir sur case noire e5 · Fou blanc sur case blanche c4 · Pion blanc sur case blanche e4 · Pion blanc sur case blanche a2 · Pion blanc sur case noire b2 · Pion blanc sur case blanche c2 · Pion blanc sur case noire d2 · Pion blanc sur case noire f2 · Pion blanc sur case blanche g2 · Pion blanc sur case noire h2 · Tour blanche sur case noire a1 · Cavalier blanc sur case blanche b1 · Fou blanc sur case noire c1 · Roi blanc sur case noire e1 · Cavalier blanc sur case noire g1 · Tour blanche sur case blanche h1 | Tour noire sur case blanche a8 · Fou noir sur case blanche c8 · Dame noire sur case noire d8 · Roi noir sur case blanche e8 · Fou noir sur case noire f8 · Tour noire sur case noire h8 · Pion noir sur case noire a7 · Pion noir sur case blanche b7 · Pion noir sur case noire c7 · Pion noir sur case blanche d7 · Dame blanche sur case blanche f7 · Pion noir sur case noire g7 · Pion noir sur case blanche h7 · Cavalier noir sur case blanche c6 · Cavalier noir sur case noire f6 · Pion noir sur case noire e5 · Fou blanc sur case blanche c4 · Pion blanc sur case blanche e4 · Pion blanc sur case blanche a2 · Pion blanc sur case noire b2 · Pion blanc sur case blanche c2 · Pion blanc sur case noire d2 · Pion blanc sur case noire f2 · Pion blanc sur case blanche g2 · Pion blanc sur case noire h2 · Tour blanche sur case noire a1 · Cavalier blanc sur case blanche b1 · Fou blanc sur case noire c1 · Roi blanc sur case noire e1 · Cavalier blanc sur case noire g1 · Tour blanche sur case blanche h1 | Tour noire sur case blanche a8 · Fou noir sur case blanche c8 · Dame noire sur case noire d8 · Roi noir sur case blanche e8 · Fou noir sur case noire f8 · Tour noire sur case noire h8 · Pion noir sur case noire a7 · Pion noir sur case blanche b7 · Pion noir sur case noire c7 · Pion noir sur case blanche d7 · Dame blanche sur case blanche f7 · Pion noir sur case noire g7 · Pion noir sur case blanche h7 · Cavalier noir sur case blanche c6 · Cavalier noir sur case noire f6 · Pion noir sur case noire e5 · Fou blanc sur case blanche c4 · Pion blanc sur case blanche e4 · Pion blanc sur case blanche a2 · Pion blanc sur case noire b2 · Pion blanc sur case blanche c2 · Pion blanc sur case noire d2 · Pion blanc sur case noire f2 · Pion blanc sur case blanche g2 · Pion blanc sur case noire h2 · Tour blanche sur case noire a1 · Cavalier blanc sur case blanche b1 · Fou blanc sur case noire c1 · Roi blanc sur case noire e1 · Cavalier blanc sur case noire g1 · Tour blanche sur case blanche h1 | Tour noire sur case blanche a8 · Fou noir sur case blanche c8 · Dame noire sur case noire d8 · Roi noir sur case blanche e8 · Fou noir sur case noire f8 · Tour noire sur case noire h8 · Pion noir sur case noire a7 · Pion noir sur case blanche b7 · Pion noir sur case noire c7 · Pion noir sur case blanche d7 · Dame blanche sur case blanche f7 · Pion noir sur case noire g7 · Pion noir sur case blanche h7 · Cavalier noir sur case blanche c6 · Cavalier noir sur case noire f6 · Pion noir sur case noire e5 · Fou blanc sur case blanche c4 · Pion blanc sur case blanche e4 · Pion blanc sur case blanche a2 · Pion blanc sur case noire b2 · Pion blanc sur case blanche c2 · Pion blanc sur case noire d2 · Pion blanc sur case noire f2 · Pion blanc sur case blanche g2 · Pion blanc sur case noire h2 · Tour blanche sur case noire a1 · Cavalier blanc sur case blanche b1 · Fou blanc sur case noire c1 · Roi blanc sur case noire e1 · Cavalier blanc sur case noire g1 · Tour blanche sur case blanche h1 | Tour noire sur case blanche a8 · Fou noir sur case blanche c8 · Dame noire sur case noire d8 · Roi noir sur case blanche e8 · Fou noir sur case noire f8 · Tour noire sur case noire h8 · Pion noir sur case noire a7 · Pion noir sur case blanche b7 · Pion noir sur case noire c7 · Pion noir sur case blanche d7 · Dame blanche sur case blanche f7 · Pion noir sur case noire g7 · Pion noir sur case blanche h7 · Cavalier noir sur case blanche c6 · Cavalier noir sur case noire f6 · Pion noir sur case noire e5 · Fou blanc sur case blanche c4 · Pion blanc sur case blanche e4 · Pion blanc sur case blanche a2 · Pion blanc sur case noire b2 · Pion blanc sur case blanche c2 · Pion blanc sur case noire d2 · Pion blanc sur case noire f2 · Pion blanc sur case blanche g2 · Pion blanc sur case noire h2 · Tour blanche sur case noire a1 · Cavalier blanc sur case blanche b1 · Fou blanc sur case noire c1 · Roi blanc sur case noire e1 · Cavalier blanc sur case noire g1 · Tour blanche sur case blanche h1 | 2 |
| 1 | Tour noire sur case blanche a8 · Fou noir sur case blanche c8 · Dame noire sur case noire d8 · Roi noir sur case blanche e8 · Fou noir sur case noire f8 · Tour noire sur case noire h8 · Pion noir sur case noire a7 · Pion noir sur case blanche b7 · Pion noir sur case noire c7 · Pion noir sur case blanche d7 · Dame blanche sur case blanche f7 · Pion noir sur case noire g7 · Pion noir sur case blanche h7 · Cavalier noir sur case blanche c6 · Cavalier noir sur case noire f6 · Pion noir sur case noire e5 · Fou blanc sur case blanche c4 · Pion blanc sur case blanche e4 · Pion blanc sur case blanche a2 · Pion blanc sur case noire b2 · Pion blanc sur case blanche c2 · Pion blanc sur case noire d2 · Pion blanc sur case noire f2 · Pion blanc sur case blanche g2 · Pion blanc sur case noire h2 · Tour blanche sur case noire a1 · Cavalier blanc sur case blanche b1 · Fou blanc sur case noire c1 · Roi blanc sur case noire e1 · Cavalier blanc sur case noire g1 · Tour blanche sur case blanche h1 | Tour noire sur case blanche a8 · Fou noir sur case blanche c8 · Dame noire sur case noire d8 · Roi noir sur case blanche e8 · Fou noir sur case noire f8 · Tour noire sur case noire h8 · Pion noir sur case noire a7 · Pion noir sur case blanche b7 · Pion noir sur case noire c7 · Pion noir sur case blanche d7 · Dame blanche sur case blanche f7 · Pion noir sur case noire g7 · Pion noir sur case blanche h7 · Cavalier noir sur case blanche c6 · Cavalier noir sur case noire f6 · Pion noir sur case noire e5 · Fou blanc sur case blanche c4 · Pion blanc sur case blanche e4 · Pion blanc sur case blanche a2 · Pion blanc sur case noire b2 · Pion blanc sur case blanche c2 · Pion blanc sur case noire d2 · Pion blanc sur case noire f2 · Pion blanc sur case blanche g2 · Pion blanc sur case noire h2 · Tour blanche sur case noire a1 · Cavalier blanc sur case blanche b1 · Fou blanc sur case noire c1 · Roi blanc sur case noire e1 · Cavalier blanc sur case noire g1 · Tour blanche sur case blanche h1 | Tour noire sur case blanche a8 · Fou noir sur case blanche c8 · Dame noire sur case noire d8 · Roi noir sur case blanche e8 · Fou noir sur case noire f8 · Tour noire sur case noire h8 · Pion noir sur case noire a7 · Pion noir sur case blanche b7 · Pion noir sur case noire c7 · Pion noir sur case blanche d7 · Dame blanche sur case blanche f7 · Pion noir sur case noire g7 · Pion noir sur case blanche h7 · Cavalier noir sur case blanche c6 · Cavalier noir sur case noire f6 · Pion noir sur case noire e5 · Fou blanc sur case blanche c4 · Pion blanc sur case blanche e4 · Pion blanc sur case blanche a2 · Pion blanc sur case noire b2 · Pion blanc sur case blanche c2 · Pion blanc sur case noire d2 · Pion blanc sur case noire f2 · Pion blanc sur case blanche g2 · Pion blanc sur case noire h2 · Tour blanche sur case noire a1 · Cavalier blanc sur case blanche b1 · Fou blanc sur case noire c1 · Roi blanc sur case noire e1 · Cavalier blanc sur case noire g1 · Tour blanche sur case blanche h1 | Tour noire sur case blanche a8 · Fou noir sur case blanche c8 · Dame noire sur case noire d8 · Roi noir sur case blanche e8 · Fou noir sur case noire f8 · Tour noire sur case noire h8 · Pion noir sur case noire a7 · Pion noir sur case blanche b7 · Pion noir sur case noire c7 · Pion noir sur case blanche d7 · Dame blanche sur case blanche f7 · Pion noir sur case noire g7 · Pion noir sur case blanche h7 · Cavalier noir sur case blanche c6 · Cavalier noir sur case noire f6 · Pion noir sur case noire e5 · Fou blanc sur case blanche c4 · Pion blanc sur case blanche e4 · Pion blanc sur case blanche a2 · Pion blanc sur case noire b2 · Pion blanc sur case blanche c2 · Pion blanc sur case noire d2 · Pion blanc sur case noire f2 · Pion blanc sur case blanche g2 · Pion blanc sur case noire h2 · Tour blanche sur case noire a1 · Cavalier blanc sur case blanche b1 · Fou blanc sur case noire c1 · Roi blanc sur case noire e1 · Cavalier blanc sur case noire g1 · Tour blanche sur case blanche h1 | Tour noire sur case blanche a8 · Fou noir sur case blanche c8 · Dame noire sur case noire d8 · Roi noir sur case blanche e8 · Fou noir sur case noire f8 · Tour noire sur case noire h8 · Pion noir sur case noire a7 · Pion noir sur case blanche b7 · Pion noir sur case noire c7 · Pion noir sur case blanche d7 · Dame blanche sur case blanche f7 · Pion noir sur case noire g7 · Pion noir sur case blanche h7 · Cavalier noir sur case blanche c6 · Cavalier noir sur case noire f6 · Pion noir sur case noire e5 · Fou blanc sur case blanche c4 · Pion blanc sur case blanche e4 · Pion blanc sur case blanche a2 · Pion blanc sur case noire b2 · Pion blanc sur case blanche c2 · Pion blanc sur case noire d2 · Pion blanc sur case noire f2 · Pion blanc sur case blanche g2 · Pion blanc sur case noire h2 · Tour blanche sur case noire a1 · Cavalier blanc sur case blanche b1 · Fou blanc sur case noire c1 · Roi blanc sur case noire e1 · Cavalier blanc sur case noire g1 · Tour blanche sur case blanche h1 | Tour noire sur case blanche a8 · Fou noir sur case blanche c8 · Dame noire sur case noire d8 · Roi noir sur case blanche e8 · Fou noir sur case noire f8 · Tour noire sur case noire h8 · Pion noir sur case noire a7 · Pion noir sur case blanche b7 · Pion noir sur case noire c7 · Pion noir sur case blanche d7 · Dame blanche sur case blanche f7 · Pion noir sur case noire g7 · Pion noir sur case blanche h7 · Cavalier noir sur case blanche c6 · Cavalier noir sur case noire f6 · Pion noir sur case noire e5 · Fou blanc sur case blanche c4 · Pion blanc sur case blanche e4 · Pion blanc sur case blanche a2 · Pion blanc sur case noire b2 · Pion blanc sur case blanche c2 · Pion blanc sur case noire d2 · Pion blanc sur case noire f2 · Pion blanc sur case blanche g2 · Pion blanc sur case noire h2 · Tour blanche sur case noire a1 · Cavalier blanc sur case blanche b1 · Fou blanc sur case noire c1 · Roi blanc sur case noire e1 · Cavalier blanc sur case noire g1 · Tour blanche sur case blanche h1 | Tour noire sur case blanche a8 · Fou noir sur case blanche c8 · Dame noire sur case noire d8 · Roi noir sur case blanche e8 · Fou noir sur case noire f8 · Tour noire sur case noire h8 · Pion noir sur case noire a7 · Pion noir sur case blanche b7 · Pion noir sur case noire c7 · Pion noir sur case blanche d7 · Dame blanche sur case blanche f7 · Pion noir sur case noire g7 · Pion noir sur case blanche h7 · Cavalier noir sur case blanche c6 · Cavalier noir sur case noire f6 · Pion noir sur case noire e5 · Fou blanc sur case blanche c4 · Pion blanc sur case blanche e4 · Pion blanc sur case blanche a2 · Pion blanc sur case noire b2 · Pion blanc sur case blanche c2 · Pion blanc sur case noire d2 · Pion blanc sur case noire f2 · Pion blanc sur case blanche g2 · Pion blanc sur case noire h2 · Tour blanche sur case noire a1 · Cavalier blanc sur case blanche b1 · Fou blanc sur case noire c1 · Roi blanc sur case noire e1 · Cavalier blanc sur case noire g1 · Tour blanche sur case blanche h1 | Tour noire sur case blanche a8 · Fou noir sur case blanche c8 · Dame noire sur case noire d8 · Roi noir sur case blanche e8 · Fou noir sur case noire f8 · Tour noire sur case noire h8 · Pion noir sur case noire a7 · Pion noir sur case blanche b7 · Pion noir sur case noire c7 · Pion noir sur case blanche d7 · Dame blanche sur case blanche f7 · Pion noir sur case noire g7 · Pion noir sur case blanche h7 · Cavalier noir sur case blanche c6 · Cavalier noir sur case noire f6 · Pion noir sur case noire e5 · Fou blanc sur case blanche c4 · Pion blanc sur case blanche e4 · Pion blanc sur case blanche a2 · Pion blanc sur case noire b2 · Pion blanc sur case blanche c2 · Pion blanc sur case noire d2 · Pion blanc sur case noire f2 · Pion blanc sur case blanche g2 · Pion blanc sur case noire h2 · Tour blanche sur case noire a1 · Cavalier blanc sur case blanche b1 · Fou blanc sur case noire c1 · Roi blanc sur case noire e1 · Cavalier blanc sur case noire g1 · Tour blanche sur case blanche h1 | 1 |
|   | a | b | c | d | e | f | g | h |   |

Une miniature est généralement définie comme une partie d'échecs qui se termine en moins de 25 coups. Cela peut être une partie entre débutants, comme le coup du berger reproduit ci-dessous, ou bien une partie terminée rapidement entre forts joueurs.
- Le coup du berger est une partie de débutants, elle exploite la faiblesse du pion noir f7, qui n'est défendu que par le roi. La légende dit qu'il aurait été inventé par un berger ayant été défié par un roi. Le coup du berger permet de battre très rapidement les joueurs débutants. Voir le diagramme ci-contre, la partie se déroule généralement ainsi :  1. e4 e5 2. Fc4 Cc6 3. Dh5 Cf6?? 4. Dxf7 mat
- Le mat du lion, appelé également mat du sot, « hara-kiri » ou mat de l'écolier, est la partie la plus courte qu'il est possible de jouer, elle est gagnée par les noirs en seulement deux coups : 1.g4 e5 2.f3 Dh4 mat.
- Le mat de Legal est quant à lui déjà plus sophistiqué.
- La partie de l'opéra, jouée par Paul Morphy contre le duc de Brunswick et le comte Isouard en 1858, est célèbre pour son contenu spectaculaire.

### Partie commentée
|   | a | b | c | d | e | f | g | h |   |
| 8 | Tour noire sur case blanche a8 · Cavalier noir sur case noire b8 · Fou noir sur case blanche c8 · Roi noir sur case blanche e8 · Fou noir sur case noire f8 · Tour noire sur case noire h8 · Pion noir sur case noire a7 · Pion noir sur case blanche d7 · Pion noir sur case blanche f7 · Pion noir sur case noire g7 · Pion noir sur case blanche h7 · Pion noir sur case blanche c6 · Cavalier noir sur case noire f6 · Fou blanc sur case blanche b5 · Cavalier blanc sur case blanche f5 · Dame noire sur case noire g5 · Pion blanc sur case blanche e4 · Pion noir sur case noire f4 · Pion blanc sur case blanche g4 · Pion blanc sur case blanche d3 · Pion blanc sur case blanche a2 · Pion blanc sur case noire b2 · Pion blanc sur case blanche c2 · Pion blanc sur case noire h2 · Tour blanche sur case noire a1 · Cavalier blanc sur case blanche b1 · Fou blanc sur case noire c1 · Dame blanche sur case blanche d1 · Roi blanc sur case blanche f1 · Tour blanche sur case noire g1 | Tour noire sur case blanche a8 · Cavalier noir sur case noire b8 · Fou noir sur case blanche c8 · Roi noir sur case blanche e8 · Fou noir sur case noire f8 · Tour noire sur case noire h8 · Pion noir sur case noire a7 · Pion noir sur case blanche d7 · Pion noir sur case blanche f7 · Pion noir sur case noire g7 · Pion noir sur case blanche h7 · Pion noir sur case blanche c6 · Cavalier noir sur case noire f6 · Fou blanc sur case blanche b5 · Cavalier blanc sur case blanche f5 · Dame noire sur case noire g5 · Pion blanc sur case blanche e4 · Pion noir sur case noire f4 · Pion blanc sur case blanche g4 · Pion blanc sur case blanche d3 · Pion blanc sur case blanche a2 · Pion blanc sur case noire b2 · Pion blanc sur case blanche c2 · Pion blanc sur case noire h2 · Tour blanche sur case noire a1 · Cavalier blanc sur case blanche b1 · Fou blanc sur case noire c1 · Dame blanche sur case blanche d1 · Roi blanc sur case blanche f1 · Tour blanche sur case noire g1 | Tour noire sur case blanche a8 · Cavalier noir sur case noire b8 · Fou noir sur case blanche c8 · Roi noir sur case blanche e8 · Fou noir sur case noire f8 · Tour noire sur case noire h8 · Pion noir sur case noire a7 · Pion noir sur case blanche d7 · Pion noir sur case blanche f7 · Pion noir sur case noire g7 · Pion noir sur case blanche h7 · Pion noir sur case blanche c6 · Cavalier noir sur case noire f6 · Fou blanc sur case blanche b5 · Cavalier blanc sur case blanche f5 · Dame noire sur case noire g5 · Pion blanc sur case blanche e4 · Pion noir sur case noire f4 · Pion blanc sur case blanche g4 · Pion blanc sur case blanche d3 · Pion blanc sur case blanche a2 · Pion blanc sur case noire b2 · Pion blanc sur case blanche c2 · Pion blanc sur case noire h2 · Tour blanche sur case noire a1 · Cavalier blanc sur case blanche b1 · Fou blanc sur case noire c1 · Dame blanche sur case blanche d1 · Roi blanc sur case blanche f1 · Tour blanche sur case noire g1 | Tour noire sur case blanche a8 · Cavalier noir sur case noire b8 · Fou noir sur case blanche c8 · Roi noir sur case blanche e8 · Fou noir sur case noire f8 · Tour noire sur case noire h8 · Pion noir sur case noire a7 · Pion noir sur case blanche d7 · Pion noir sur case blanche f7 · Pion noir sur case noire g7 · Pion noir sur case blanche h7 · Pion noir sur case blanche c6 · Cavalier noir sur case noire f6 · Fou blanc sur case blanche b5 · Cavalier blanc sur case blanche f5 · Dame noire sur case noire g5 · Pion blanc sur case blanche e4 · Pion noir sur case noire f4 · Pion blanc sur case blanche g4 · Pion blanc sur case blanche d3 · Pion blanc sur case blanche a2 · Pion blanc sur case noire b2 · Pion blanc sur case blanche c2 · Pion blanc sur case noire h2 · Tour blanche sur case noire a1 · Cavalier blanc sur case blanche b1 · Fou blanc sur case noire c1 · Dame blanche sur case blanche d1 · Roi blanc sur case blanche f1 · Tour blanche sur case noire g1 | Tour noire sur case blanche a8 · Cavalier noir sur case noire b8 · Fou noir sur case blanche c8 · Roi noir sur case blanche e8 · Fou noir sur case noire f8 · Tour noire sur case noire h8 · Pion noir sur case noire a7 · Pion noir sur case blanche d7 · Pion noir sur case blanche f7 · Pion noir sur case noire g7 · Pion noir sur case blanche h7 · Pion noir sur case blanche c6 · Cavalier noir sur case noire f6 · Fou blanc sur case blanche b5 · Cavalier blanc sur case blanche f5 · Dame noire sur case noire g5 · Pion blanc sur case blanche e4 · Pion noir sur case noire f4 · Pion blanc sur case blanche g4 · Pion blanc sur case blanche d3 · Pion blanc sur case blanche a2 · Pion blanc sur case noire b2 · Pion blanc sur case blanche c2 · Pion blanc sur case noire h2 · Tour blanche sur case noire a1 · Cavalier blanc sur case blanche b1 · Fou blanc sur case noire c1 · Dame blanche sur case blanche d1 · Roi blanc sur case blanche f1 · Tour blanche sur case noire g1 | Tour noire sur case blanche a8 · Cavalier noir sur case noire b8 · Fou noir sur case blanche c8 · Roi noir sur case blanche e8 · Fou noir sur case noire f8 · Tour noire sur case noire h8 · Pion noir sur case noire a7 · Pion noir sur case blanche d7 · Pion noir sur case blanche f7 · Pion noir sur case noire g7 · Pion noir sur case blanche h7 · Pion noir sur case blanche c6 · Cavalier noir sur case noire f6 · Fou blanc sur case blanche b5 · Cavalier blanc sur case blanche f5 · Dame noire sur case noire g5 · Pion blanc sur case blanche e4 · Pion noir sur case noire f4 · Pion blanc sur case blanche g4 · Pion blanc sur case blanche d3 · Pion blanc sur case blanche a2 · Pion blanc sur case noire b2 · Pion blanc sur case blanche c2 · Pion blanc sur case noire h2 · Tour blanche sur case noire a1 · Cavalier blanc sur case blanche b1 · Fou blanc sur case noire c1 · Dame blanche sur case blanche d1 · Roi blanc sur case blanche f1 · Tour blanche sur case noire g1 | Tour noire sur case blanche a8 · Cavalier noir sur case noire b8 · Fou noir sur case blanche c8 · Roi noir sur case blanche e8 · Fou noir sur case noire f8 · Tour noire sur case noire h8 · Pion noir sur case noire a7 · Pion noir sur case blanche d7 · Pion noir sur case blanche f7 · Pion noir sur case noire g7 · Pion noir sur case blanche h7 · Pion noir sur case blanche c6 · Cavalier noir sur case noire f6 · Fou blanc sur case blanche b5 · Cavalier blanc sur case blanche f5 · Dame noire sur case noire g5 · Pion blanc sur case blanche e4 · Pion noir sur case noire f4 · Pion blanc sur case blanche g4 · Pion blanc sur case blanche d3 · Pion blanc sur case blanche a2 · Pion blanc sur case noire b2 · Pion blanc sur case blanche c2 · Pion blanc sur case noire h2 · Tour blanche sur case noire a1 · Cavalier blanc sur case blanche b1 · Fou blanc sur case noire c1 · Dame blanche sur case blanche d1 · Roi blanc sur case blanche f1 · Tour blanche sur case noire g1 | Tour noire sur case blanche a8 · Cavalier noir sur case noire b8 · Fou noir sur case blanche c8 · Roi noir sur case blanche e8 · Fou noir sur case noire f8 · Tour noire sur case noire h8 · Pion noir sur case noire a7 · Pion noir sur case blanche d7 · Pion noir sur case blanche f7 · Pion noir sur case noire g7 · Pion noir sur case blanche h7 · Pion noir sur case blanche c6 · Cavalier noir sur case noire f6 · Fou blanc sur case blanche b5 · Cavalier blanc sur case blanche f5 · Dame noire sur case noire g5 · Pion blanc sur case blanche e4 · Pion noir sur case noire f4 · Pion blanc sur case blanche g4 · Pion blanc sur case blanche d3 · Pion blanc sur case blanche a2 · Pion blanc sur case noire b2 · Pion blanc sur case blanche c2 · Pion blanc sur case noire h2 · Tour blanche sur case noire a1 · Cavalier blanc sur case blanche b1 · Fou blanc sur case noire c1 · Dame blanche sur case blanche d1 · Roi blanc sur case blanche f1 · Tour blanche sur case noire g1 | 8 |
| 7 | Tour noire sur case blanche a8 · Cavalier noir sur case noire b8 · Fou noir sur case blanche c8 · Roi noir sur case blanche e8 · Fou noir sur case noire f8 · Tour noire sur case noire h8 · Pion noir sur case noire a7 · Pion noir sur case blanche d7 · Pion noir sur case blanche f7 · Pion noir sur case noire g7 · Pion noir sur case blanche h7 · Pion noir sur case blanche c6 · Cavalier noir sur case noire f6 · Fou blanc sur case blanche b5 · Cavalier blanc sur case blanche f5 · Dame noire sur case noire g5 · Pion blanc sur case blanche e4 · Pion noir sur case noire f4 · Pion blanc sur case blanche g4 · Pion blanc sur case blanche d3 · Pion blanc sur case blanche a2 · Pion blanc sur case noire b2 · Pion blanc sur case blanche c2 · Pion blanc sur case noire h2 · Tour blanche sur case noire a1 · Cavalier blanc sur case blanche b1 · Fou blanc sur case noire c1 · Dame blanche sur case blanche d1 · Roi blanc sur case blanche f1 · Tour blanche sur case noire g1 | Tour noire sur case blanche a8 · Cavalier noir sur case noire b8 · Fou noir sur case blanche c8 · Roi noir sur case blanche e8 · Fou noir sur case noire f8 · Tour noire sur case noire h8 · Pion noir sur case noire a7 · Pion noir sur case blanche d7 · Pion noir sur case blanche f7 · Pion noir sur case noire g7 · Pion noir sur case blanche h7 · Pion noir sur case blanche c6 · Cavalier noir sur case noire f6 · Fou blanc sur case blanche b5 · Cavalier blanc sur case blanche f5 · Dame noire sur case noire g5 · Pion blanc sur case blanche e4 · Pion noir sur case noire f4 · Pion blanc sur case blanche g4 · Pion blanc sur case blanche d3 · Pion blanc sur case blanche a2 · Pion blanc sur case noire b2 · Pion blanc sur case blanche c2 · Pion blanc sur case noire h2 · Tour blanche sur case noire a1 · Cavalier blanc sur case blanche b1 · Fou blanc sur case noire c1 · Dame blanche sur case blanche d1 · Roi blanc sur case blanche f1 · Tour blanche sur case noire g1 | Tour noire sur case blanche a8 · Cavalier noir sur case noire b8 · Fou noir sur case blanche c8 · Roi noir sur case blanche e8 · Fou noir sur case noire f8 · Tour noire sur case noire h8 · Pion noir sur case noire a7 · Pion noir sur case blanche d7 · Pion noir sur case blanche f7 · Pion noir sur case noire g7 · Pion noir sur case blanche h7 · Pion noir sur case blanche c6 · Cavalier noir sur case noire f6 · Fou blanc sur case blanche b5 · Cavalier blanc sur case blanche f5 · Dame noire sur case noire g5 · Pion blanc sur case blanche e4 · Pion noir sur case noire f4 · Pion blanc sur case blanche g4 · Pion blanc sur case blanche d3 · Pion blanc sur case blanche a2 · Pion blanc sur case noire b2 · Pion blanc sur case blanche c2 · Pion blanc sur case noire h2 · Tour blanche sur case noire a1 · Cavalier blanc sur case blanche b1 · Fou blanc sur case noire c1 · Dame blanche sur case blanche d1 · Roi blanc sur case blanche f1 · Tour blanche sur case noire g1 | Tour noire sur case blanche a8 · Cavalier noir sur case noire b8 · Fou noir sur case blanche c8 · Roi noir sur case blanche e8 · Fou noir sur case noire f8 · Tour noire sur case noire h8 · Pion noir sur case noire a7 · Pion noir sur case blanche d7 · Pion noir sur case blanche f7 · Pion noir sur case noire g7 · Pion noir sur case blanche h7 · Pion noir sur case blanche c6 · Cavalier noir sur case noire f6 · Fou blanc sur case blanche b5 · Cavalier blanc sur case blanche f5 · Dame noire sur case noire g5 · Pion blanc sur case blanche e4 · Pion noir sur case noire f4 · Pion blanc sur case blanche g4 · Pion blanc sur case blanche d3 · Pion blanc sur case blanche a2 · Pion blanc sur case noire b2 · Pion blanc sur case blanche c2 · Pion blanc sur case noire h2 · Tour blanche sur case noire a1 · Cavalier blanc sur case blanche b1 · Fou blanc sur case noire c1 · Dame blanche sur case blanche d1 · Roi blanc sur case blanche f1 · Tour blanche sur case noire g1 | Tour noire sur case blanche a8 · Cavalier noir sur case noire b8 · Fou noir sur case blanche c8 · Roi noir sur case blanche e8 · Fou noir sur case noire f8 · Tour noire sur case noire h8 · Pion noir sur case noire a7 · Pion noir sur case blanche d7 · Pion noir sur case blanche f7 · Pion noir sur case noire g7 · Pion noir sur case blanche h7 · Pion noir sur case blanche c6 · Cavalier noir sur case noire f6 · Fou blanc sur case blanche b5 · Cavalier blanc sur case blanche f5 · Dame noire sur case noire g5 · Pion blanc sur case blanche e4 · Pion noir sur case noire f4 · Pion blanc sur case blanche g4 · Pion blanc sur case blanche d3 · Pion blanc sur case blanche a2 · Pion blanc sur case noire b2 · Pion blanc sur case blanche c2 · Pion blanc sur case noire h2 · Tour blanche sur case noire a1 · Cavalier blanc sur case blanche b1 · Fou blanc sur case noire c1 · Dame blanche sur case blanche d1 · Roi blanc sur case blanche f1 · Tour blanche sur case noire g1 | Tour noire sur case blanche a8 · Cavalier noir sur case noire b8 · Fou noir sur case blanche c8 · Roi noir sur case blanche e8 · Fou noir sur case noire f8 · Tour noire sur case noire h8 · Pion noir sur case noire a7 · Pion noir sur case blanche d7 · Pion noir sur case blanche f7 · Pion noir sur case noire g7 · Pion noir sur case blanche h7 · Pion noir sur case blanche c6 · Cavalier noir sur case noire f6 · Fou blanc sur case blanche b5 · Cavalier blanc sur case blanche f5 · Dame noire sur case noire g5 · Pion blanc sur case blanche e4 · Pion noir sur case noire f4 · Pion blanc sur case blanche g4 · Pion blanc sur case blanche d3 · Pion blanc sur case blanche a2 · Pion blanc sur case noire b2 · Pion blanc sur case blanche c2 · Pion blanc sur case noire h2 · Tour blanche sur case noire a1 · Cavalier blanc sur case blanche b1 · Fou blanc sur case noire c1 · Dame blanche sur case blanche d1 · Roi blanc sur case blanche f1 · Tour blanche sur case noire g1 | Tour noire sur case blanche a8 · Cavalier noir sur case noire b8 · Fou noir sur case blanche c8 · Roi noir sur case blanche e8 · Fou noir sur case noire f8 · Tour noire sur case noire h8 · Pion noir sur case noire a7 · Pion noir sur case blanche d7 · Pion noir sur case blanche f7 · Pion noir sur case noire g7 · Pion noir sur case blanche h7 · Pion noir sur case blanche c6 · Cavalier noir sur case noire f6 · Fou blanc sur case blanche b5 · Cavalier blanc sur case blanche f5 · Dame noire sur case noire g5 · Pion blanc sur case blanche e4 · Pion noir sur case noire f4 · Pion blanc sur case blanche g4 · Pion blanc sur case blanche d3 · Pion blanc sur case blanche a2 · Pion blanc sur case noire b2 · Pion blanc sur case blanche c2 · Pion blanc sur case noire h2 · Tour blanche sur case noire a1 · Cavalier blanc sur case blanche b1 · Fou blanc sur case noire c1 · Dame blanche sur case blanche d1 · Roi blanc sur case blanche f1 · Tour blanche sur case noire g1 | Tour noire sur case blanche a8 · Cavalier noir sur case noire b8 · Fou noir sur case blanche c8 · Roi noir sur case blanche e8 · Fou noir sur case noire f8 · Tour noire sur case noire h8 · Pion noir sur case noire a7 · Pion noir sur case blanche d7 · Pion noir sur case blanche f7 · Pion noir sur case noire g7 · Pion noir sur case blanche h7 · Pion noir sur case blanche c6 · Cavalier noir sur case noire f6 · Fou blanc sur case blanche b5 · Cavalier blanc sur case blanche f5 · Dame noire sur case noire g5 · Pion blanc sur case blanche e4 · Pion noir sur case noire f4 · Pion blanc sur case blanche g4 · Pion blanc sur case blanche d3 · Pion blanc sur case blanche a2 · Pion blanc sur case noire b2 · Pion blanc sur case blanche c2 · Pion blanc sur case noire h2 · Tour blanche sur case noire a1 · Cavalier blanc sur case blanche b1 · Fou blanc sur case noire c1 · Dame blanche sur case blanche d1 · Roi blanc sur case blanche f1 · Tour blanche sur case noire g1 | 7 |
| 6 | Tour noire sur case blanche a8 · Cavalier noir sur case noire b8 · Fou noir sur case blanche c8 · Roi noir sur case blanche e8 · Fou noir sur case noire f8 · Tour noire sur case noire h8 · Pion noir sur case noire a7 · Pion noir sur case blanche d7 · Pion noir sur case blanche f7 · Pion noir sur case noire g7 · Pion noir sur case blanche h7 · Pion noir sur case blanche c6 · Cavalier noir sur case noire f6 · Fou blanc sur case blanche b5 · Cavalier blanc sur case blanche f5 · Dame noire sur case noire g5 · Pion blanc sur case blanche e4 · Pion noir sur case noire f4 · Pion blanc sur case blanche g4 · Pion blanc sur case blanche d3 · Pion blanc sur case blanche a2 · Pion blanc sur case noire b2 · Pion blanc sur case blanche c2 · Pion blanc sur case noire h2 · Tour blanche sur case noire a1 · Cavalier blanc sur case blanche b1 · Fou blanc sur case noire c1 · Dame blanche sur case blanche d1 · Roi blanc sur case blanche f1 · Tour blanche sur case noire g1 | Tour noire sur case blanche a8 · Cavalier noir sur case noire b8 · Fou noir sur case blanche c8 · Roi noir sur case blanche e8 · Fou noir sur case noire f8 · Tour noire sur case noire h8 · Pion noir sur case noire a7 · Pion noir sur case blanche d7 · Pion noir sur case blanche f7 · Pion noir sur case noire g7 · Pion noir sur case blanche h7 · Pion noir sur case blanche c6 · Cavalier noir sur case noire f6 · Fou blanc sur case blanche b5 · Cavalier blanc sur case blanche f5 · Dame noire sur case noire g5 · Pion blanc sur case blanche e4 · Pion noir sur case noire f4 · Pion blanc sur case blanche g4 · Pion blanc sur case blanche d3 · Pion blanc sur case blanche a2 · Pion blanc sur case noire b2 · Pion blanc sur case blanche c2 · Pion blanc sur case noire h2 · Tour blanche sur case noire a1 · Cavalier blanc sur case blanche b1 · Fou blanc sur case noire c1 · Dame blanche sur case blanche d1 · Roi blanc sur case blanche f1 · Tour blanche sur case noire g1 | Tour noire sur case blanche a8 · Cavalier noir sur case noire b8 · Fou noir sur case blanche c8 · Roi noir sur case blanche e8 · Fou noir sur case noire f8 · Tour noire sur case noire h8 · Pion noir sur case noire a7 · Pion noir sur case blanche d7 · Pion noir sur case blanche f7 · Pion noir sur case noire g7 · Pion noir sur case blanche h7 · Pion noir sur case blanche c6 · Cavalier noir sur case noire f6 · Fou blanc sur case blanche b5 · Cavalier blanc sur case blanche f5 · Dame noire sur case noire g5 · Pion blanc sur case blanche e4 · Pion noir sur case noire f4 · Pion blanc sur case blanche g4 · Pion blanc sur case blanche d3 · Pion blanc sur case blanche a2 · Pion blanc sur case noire b2 · Pion blanc sur case blanche c2 · Pion blanc sur case noire h2 · Tour blanche sur case noire a1 · Cavalier blanc sur case blanche b1 · Fou blanc sur case noire c1 · Dame blanche sur case blanche d1 · Roi blanc sur case blanche f1 · Tour blanche sur case noire g1 | Tour noire sur case blanche a8 · Cavalier noir sur case noire b8 · Fou noir sur case blanche c8 · Roi noir sur case blanche e8 · Fou noir sur case noire f8 · Tour noire sur case noire h8 · Pion noir sur case noire a7 · Pion noir sur case blanche d7 · Pion noir sur case blanche f7 · Pion noir sur case noire g7 · Pion noir sur case blanche h7 · Pion noir sur case blanche c6 · Cavalier noir sur case noire f6 · Fou blanc sur case blanche b5 · Cavalier blanc sur case blanche f5 · Dame noire sur case noire g5 · Pion blanc sur case blanche e4 · Pion noir sur case noire f4 · Pion blanc sur case blanche g4 · Pion blanc sur case blanche d3 · Pion blanc sur case blanche a2 · Pion blanc sur case noire b2 · Pion blanc sur case blanche c2 · Pion blanc sur case noire h2 · Tour blanche sur case noire a1 · Cavalier blanc sur case blanche b1 · Fou blanc sur case noire c1 · Dame blanche sur case blanche d1 · Roi blanc sur case blanche f1 · Tour blanche sur case noire g1 | Tour noire sur case blanche a8 · Cavalier noir sur case noire b8 · Fou noir sur case blanche c8 · Roi noir sur case blanche e8 · Fou noir sur case noire f8 · Tour noire sur case noire h8 · Pion noir sur case noire a7 · Pion noir sur case blanche d7 · Pion noir sur case blanche f7 · Pion noir sur case noire g7 · Pion noir sur case blanche h7 · Pion noir sur case blanche c6 · Cavalier noir sur case noire f6 · Fou blanc sur case blanche b5 · Cavalier blanc sur case blanche f5 · Dame noire sur case noire g5 · Pion blanc sur case blanche e4 · Pion noir sur case noire f4 · Pion blanc sur case blanche g4 · Pion blanc sur case blanche d3 · Pion blanc sur case blanche a2 · Pion blanc sur case noire b2 · Pion blanc sur case blanche c2 · Pion blanc sur case noire h2 · Tour blanche sur case noire a1 · Cavalier blanc sur case blanche b1 · Fou blanc sur case noire c1 · Dame blanche sur case blanche d1 · Roi blanc sur case blanche f1 · Tour blanche sur case noire g1 | Tour noire sur case blanche a8 · Cavalier noir sur case noire b8 · Fou noir sur case blanche c8 · Roi noir sur case blanche e8 · Fou noir sur case noire f8 · Tour noire sur case noire h8 · Pion noir sur case noire a7 · Pion noir sur case blanche d7 · Pion noir sur case blanche f7 · Pion noir sur case noire g7 · Pion noir sur case blanche h7 · Pion noir sur case blanche c6 · Cavalier noir sur case noire f6 · Fou blanc sur case blanche b5 · Cavalier blanc sur case blanche f5 · Dame noire sur case noire g5 · Pion blanc sur case blanche e4 · Pion noir sur case noire f4 · Pion blanc sur case blanche g4 · Pion blanc sur case blanche d3 · Pion blanc sur case blanche a2 · Pion blanc sur case noire b2 · Pion blanc sur case blanche c2 · Pion blanc sur case noire h2 · Tour blanche sur case noire a1 · Cavalier blanc sur case blanche b1 · Fou blanc sur case noire c1 · Dame blanche sur case blanche d1 · Roi blanc sur case blanche f1 · Tour blanche sur case noire g1 | Tour noire sur case blanche a8 · Cavalier noir sur case noire b8 · Fou noir sur case blanche c8 · Roi noir sur case blanche e8 · Fou noir sur case noire f8 · Tour noire sur case noire h8 · Pion noir sur case noire a7 · Pion noir sur case blanche d7 · Pion noir sur case blanche f7 · Pion noir sur case noire g7 · Pion noir sur case blanche h7 · Pion noir sur case blanche c6 · Cavalier noir sur case noire f6 · Fou blanc sur case blanche b5 · Cavalier blanc sur case blanche f5 · Dame noire sur case noire g5 · Pion blanc sur case blanche e4 · Pion noir sur case noire f4 · Pion blanc sur case blanche g4 · Pion blanc sur case blanche d3 · Pion blanc sur case blanche a2 · Pion blanc sur case noire b2 · Pion blanc sur case blanche c2 · Pion blanc sur case noire h2 · Tour blanche sur case noire a1 · Cavalier blanc sur case blanche b1 · Fou blanc sur case noire c1 · Dame blanche sur case blanche d1 · Roi blanc sur case blanche f1 · Tour blanche sur case noire g1 | Tour noire sur case blanche a8 · Cavalier noir sur case noire b8 · Fou noir sur case blanche c8 · Roi noir sur case blanche e8 · Fou noir sur case noire f8 · Tour noire sur case noire h8 · Pion noir sur case noire a7 · Pion noir sur case blanche d7 · Pion noir sur case blanche f7 · Pion noir sur case noire g7 · Pion noir sur case blanche h7 · Pion noir sur case blanche c6 · Cavalier noir sur case noire f6 · Fou blanc sur case blanche b5 · Cavalier blanc sur case blanche f5 · Dame noire sur case noire g5 · Pion blanc sur case blanche e4 · Pion noir sur case noire f4 · Pion blanc sur case blanche g4 · Pion blanc sur case blanche d3 · Pion blanc sur case blanche a2 · Pion blanc sur case noire b2 · Pion blanc sur case blanche c2 · Pion blanc sur case noire h2 · Tour blanche sur case noire a1 · Cavalier blanc sur case blanche b1 · Fou blanc sur case noire c1 · Dame blanche sur case blanche d1 · Roi blanc sur case blanche f1 · Tour blanche sur case noire g1 | 6 |
| 5 | Tour noire sur case blanche a8 · Cavalier noir sur case noire b8 · Fou noir sur case blanche c8 · Roi noir sur case blanche e8 · Fou noir sur case noire f8 · Tour noire sur case noire h8 · Pion noir sur case noire a7 · Pion noir sur case blanche d7 · Pion noir sur case blanche f7 · Pion noir sur case noire g7 · Pion noir sur case blanche h7 · Pion noir sur case blanche c6 · Cavalier noir sur case noire f6 · Fou blanc sur case blanche b5 · Cavalier blanc sur case blanche f5 · Dame noire sur case noire g5 · Pion blanc sur case blanche e4 · Pion noir sur case noire f4 · Pion blanc sur case blanche g4 · Pion blanc sur case blanche d3 · Pion blanc sur case blanche a2 · Pion blanc sur case noire b2 · Pion blanc sur case blanche c2 · Pion blanc sur case noire h2 · Tour blanche sur case noire a1 · Cavalier blanc sur case blanche b1 · Fou blanc sur case noire c1 · Dame blanche sur case blanche d1 · Roi blanc sur case blanche f1 · Tour blanche sur case noire g1 | Tour noire sur case blanche a8 · Cavalier noir sur case noire b8 · Fou noir sur case blanche c8 · Roi noir sur case blanche e8 · Fou noir sur case noire f8 · Tour noire sur case noire h8 · Pion noir sur case noire a7 · Pion noir sur case blanche d7 · Pion noir sur case blanche f7 · Pion noir sur case noire g7 · Pion noir sur case blanche h7 · Pion noir sur case blanche c6 · Cavalier noir sur case noire f6 · Fou blanc sur case blanche b5 · Cavalier blanc sur case blanche f5 · Dame noire sur case noire g5 · Pion blanc sur case blanche e4 · Pion noir sur case noire f4 · Pion blanc sur case blanche g4 · Pion blanc sur case blanche d3 · Pion blanc sur case blanche a2 · Pion blanc sur case noire b2 · Pion blanc sur case blanche c2 · Pion blanc sur case noire h2 · Tour blanche sur case noire a1 · Cavalier blanc sur case blanche b1 · Fou blanc sur case noire c1 · Dame blanche sur case blanche d1 · Roi blanc sur case blanche f1 · Tour blanche sur case noire g1 | Tour noire sur case blanche a8 · Cavalier noir sur case noire b8 · Fou noir sur case blanche c8 · Roi noir sur case blanche e8 · Fou noir sur case noire f8 · Tour noire sur case noire h8 · Pion noir sur case noire a7 · Pion noir sur case blanche d7 · Pion noir sur case blanche f7 · Pion noir sur case noire g7 · Pion noir sur case blanche h7 · Pion noir sur case blanche c6 · Cavalier noir sur case noire f6 · Fou blanc sur case blanche b5 · Cavalier blanc sur case blanche f5 · Dame noire sur case noire g5 · Pion blanc sur case blanche e4 · Pion noir sur case noire f4 · Pion blanc sur case blanche g4 · Pion blanc sur case blanche d3 · Pion blanc sur case blanche a2 · Pion blanc sur case noire b2 · Pion blanc sur case blanche c2 · Pion blanc sur case noire h2 · Tour blanche sur case noire a1 · Cavalier blanc sur case blanche b1 · Fou blanc sur case noire c1 · Dame blanche sur case blanche d1 · Roi blanc sur case blanche f1 · Tour blanche sur case noire g1 | Tour noire sur case blanche a8 · Cavalier noir sur case noire b8 · Fou noir sur case blanche c8 · Roi noir sur case blanche e8 · Fou noir sur case noire f8 · Tour noire sur case noire h8 · Pion noir sur case noire a7 · Pion noir sur case blanche d7 · Pion noir sur case blanche f7 · Pion noir sur case noire g7 · Pion noir sur case blanche h7 · Pion noir sur case blanche c6 · Cavalier noir sur case noire f6 · Fou blanc sur case blanche b5 · Cavalier blanc sur case blanche f5 · Dame noire sur case noire g5 · Pion blanc sur case blanche e4 · Pion noir sur case noire f4 · Pion blanc sur case blanche g4 · Pion blanc sur case blanche d3 · Pion blanc sur case blanche a2 · Pion blanc sur case noire b2 · Pion blanc sur case blanche c2 · Pion blanc sur case noire h2 · Tour blanche sur case noire a1 · Cavalier blanc sur case blanche b1 · Fou blanc sur case noire c1 · Dame blanche sur case blanche d1 · Roi blanc sur case blanche f1 · Tour blanche sur case noire g1 | Tour noire sur case blanche a8 · Cavalier noir sur case noire b8 · Fou noir sur case blanche c8 · Roi noir sur case blanche e8 · Fou noir sur case noire f8 · Tour noire sur case noire h8 · Pion noir sur case noire a7 · Pion noir sur case blanche d7 · Pion noir sur case blanche f7 · Pion noir sur case noire g7 · Pion noir sur case blanche h7 · Pion noir sur case blanche c6 · Cavalier noir sur case noire f6 · Fou blanc sur case blanche b5 · Cavalier blanc sur case blanche f5 · Dame noire sur case noire g5 · Pion blanc sur case blanche e4 · Pion noir sur case noire f4 · Pion blanc sur case blanche g4 · Pion blanc sur case blanche d3 · Pion blanc sur case blanche a2 · Pion blanc sur case noire b2 · Pion blanc sur case blanche c2 · Pion blanc sur case noire h2 · Tour blanche sur case noire a1 · Cavalier blanc sur case blanche b1 · Fou blanc sur case noire c1 · Dame blanche sur case blanche d1 · Roi blanc sur case blanche f1 · Tour blanche sur case noire g1 | Tour noire sur case blanche a8 · Cavalier noir sur case noire b8 · Fou noir sur case blanche c8 · Roi noir sur case blanche e8 · Fou noir sur case noire f8 · Tour noire sur case noire h8 · Pion noir sur case noire a7 · Pion noir sur case blanche d7 · Pion noir sur case blanche f7 · Pion noir sur case noire g7 · Pion noir sur case blanche h7 · Pion noir sur case blanche c6 · Cavalier noir sur case noire f6 · Fou blanc sur case blanche b5 · Cavalier blanc sur case blanche f5 · Dame noire sur case noire g5 · Pion blanc sur case blanche e4 · Pion noir sur case noire f4 · Pion blanc sur case blanche g4 · Pion blanc sur case blanche d3 · Pion blanc sur case blanche a2 · Pion blanc sur case noire b2 · Pion blanc sur case blanche c2 · Pion blanc sur case noire h2 · Tour blanche sur case noire a1 · Cavalier blanc sur case blanche b1 · Fou blanc sur case noire c1 · Dame blanche sur case blanche d1 · Roi blanc sur case blanche f1 · Tour blanche sur case noire g1 | Tour noire sur case blanche a8 · Cavalier noir sur case noire b8 · Fou noir sur case blanche c8 · Roi noir sur case blanche e8 · Fou noir sur case noire f8 · Tour noire sur case noire h8 · Pion noir sur case noire a7 · Pion noir sur case blanche d7 · Pion noir sur case blanche f7 · Pion noir sur case noire g7 · Pion noir sur case blanche h7 · Pion noir sur case blanche c6 · Cavalier noir sur case noire f6 · Fou blanc sur case blanche b5 · Cavalier blanc sur case blanche f5 · Dame noire sur case noire g5 · Pion blanc sur case blanche e4 · Pion noir sur case noire f4 · Pion blanc sur case blanche g4 · Pion blanc sur case blanche d3 · Pion blanc sur case blanche a2 · Pion blanc sur case noire b2 · Pion blanc sur case blanche c2 · Pion blanc sur case noire h2 · Tour blanche sur case noire a1 · Cavalier blanc sur case blanche b1 · Fou blanc sur case noire c1 · Dame blanche sur case blanche d1 · Roi blanc sur case blanche f1 · Tour blanche sur case noire g1 | Tour noire sur case blanche a8 · Cavalier noir sur case noire b8 · Fou noir sur case blanche c8 · Roi noir sur case blanche e8 · Fou noir sur case noire f8 · Tour noire sur case noire h8 · Pion noir sur case noire a7 · Pion noir sur case blanche d7 · Pion noir sur case blanche f7 · Pion noir sur case noire g7 · Pion noir sur case blanche h7 · Pion noir sur case blanche c6 · Cavalier noir sur case noire f6 · Fou blanc sur case blanche b5 · Cavalier blanc sur case blanche f5 · Dame noire sur case noire g5 · Pion blanc sur case blanche e4 · Pion noir sur case noire f4 · Pion blanc sur case blanche g4 · Pion blanc sur case blanche d3 · Pion blanc sur case blanche a2 · Pion blanc sur case noire b2 · Pion blanc sur case blanche c2 · Pion blanc sur case noire h2 · Tour blanche sur case noire a1 · Cavalier blanc sur case blanche b1 · Fou blanc sur case noire c1 · Dame blanche sur case blanche d1 · Roi blanc sur case blanche f1 · Tour blanche sur case noire g1 | 5 |
| 4 | Tour noire sur case blanche a8 · Cavalier noir sur case noire b8 · Fou noir sur case blanche c8 · Roi noir sur case blanche e8 · Fou noir sur case noire f8 · Tour noire sur case noire h8 · Pion noir sur case noire a7 · Pion noir sur case blanche d7 · Pion noir sur case blanche f7 · Pion noir sur case noire g7 · Pion noir sur case blanche h7 · Pion noir sur case blanche c6 · Cavalier noir sur case noire f6 · Fou blanc sur case blanche b5 · Cavalier blanc sur case blanche f5 · Dame noire sur case noire g5 · Pion blanc sur case blanche e4 · Pion noir sur case noire f4 · Pion blanc sur case blanche g4 · Pion blanc sur case blanche d3 · Pion blanc sur case blanche a2 · Pion blanc sur case noire b2 · Pion blanc sur case blanche c2 · Pion blanc sur case noire h2 · Tour blanche sur case noire a1 · Cavalier blanc sur case blanche b1 · Fou blanc sur case noire c1 · Dame blanche sur case blanche d1 · Roi blanc sur case blanche f1 · Tour blanche sur case noire g1 | Tour noire sur case blanche a8 · Cavalier noir sur case noire b8 · Fou noir sur case blanche c8 · Roi noir sur case blanche e8 · Fou noir sur case noire f8 · Tour noire sur case noire h8 · Pion noir sur case noire a7 · Pion noir sur case blanche d7 · Pion noir sur case blanche f7 · Pion noir sur case noire g7 · Pion noir sur case blanche h7 · Pion noir sur case blanche c6 · Cavalier noir sur case noire f6 · Fou blanc sur case blanche b5 · Cavalier blanc sur case blanche f5 · Dame noire sur case noire g5 · Pion blanc sur case blanche e4 · Pion noir sur case noire f4 · Pion blanc sur case blanche g4 · Pion blanc sur case blanche d3 · Pion blanc sur case blanche a2 · Pion blanc sur case noire b2 · Pion blanc sur case blanche c2 · Pion blanc sur case noire h2 · Tour blanche sur case noire a1 · Cavalier blanc sur case blanche b1 · Fou blanc sur case noire c1 · Dame blanche sur case blanche d1 · Roi blanc sur case blanche f1 · Tour blanche sur case noire g1 | Tour noire sur case blanche a8 · Cavalier noir sur case noire b8 · Fou noir sur case blanche c8 · Roi noir sur case blanche e8 · Fou noir sur case noire f8 · Tour noire sur case noire h8 · Pion noir sur case noire a7 · Pion noir sur case blanche d7 · Pion noir sur case blanche f7 · Pion noir sur case noire g7 · Pion noir sur case blanche h7 · Pion noir sur case blanche c6 · Cavalier noir sur case noire f6 · Fou blanc sur case blanche b5 · Cavalier blanc sur case blanche f5 · Dame noire sur case noire g5 · Pion blanc sur case blanche e4 · Pion noir sur case noire f4 · Pion blanc sur case blanche g4 · Pion blanc sur case blanche d3 · Pion blanc sur case blanche a2 · Pion blanc sur case noire b2 · Pion blanc sur case blanche c2 · Pion blanc sur case noire h2 · Tour blanche sur case noire a1 · Cavalier blanc sur case blanche b1 · Fou blanc sur case noire c1 · Dame blanche sur case blanche d1 · Roi blanc sur case blanche f1 · Tour blanche sur case noire g1 | Tour noire sur case blanche a8 · Cavalier noir sur case noire b8 · Fou noir sur case blanche c8 · Roi noir sur case blanche e8 · Fou noir sur case noire f8 · Tour noire sur case noire h8 · Pion noir sur case noire a7 · Pion noir sur case blanche d7 · Pion noir sur case blanche f7 · Pion noir sur case noire g7 · Pion noir sur case blanche h7 · Pion noir sur case blanche c6 · Cavalier noir sur case noire f6 · Fou blanc sur case blanche b5 · Cavalier blanc sur case blanche f5 · Dame noire sur case noire g5 · Pion blanc sur case blanche e4 · Pion noir sur case noire f4 · Pion blanc sur case blanche g4 · Pion blanc sur case blanche d3 · Pion blanc sur case blanche a2 · Pion blanc sur case noire b2 · Pion blanc sur case blanche c2 · Pion blanc sur case noire h2 · Tour blanche sur case noire a1 · Cavalier blanc sur case blanche b1 · Fou blanc sur case noire c1 · Dame blanche sur case blanche d1 · Roi blanc sur case blanche f1 · Tour blanche sur case noire g1 | Tour noire sur case blanche a8 · Cavalier noir sur case noire b8 · Fou noir sur case blanche c8 · Roi noir sur case blanche e8 · Fou noir sur case noire f8 · Tour noire sur case noire h8 · Pion noir sur case noire a7 · Pion noir sur case blanche d7 · Pion noir sur case blanche f7 · Pion noir sur case noire g7 · Pion noir sur case blanche h7 · Pion noir sur case blanche c6 · Cavalier noir sur case noire f6 · Fou blanc sur case blanche b5 · Cavalier blanc sur case blanche f5 · Dame noire sur case noire g5 · Pion blanc sur case blanche e4 · Pion noir sur case noire f4 · Pion blanc sur case blanche g4 · Pion blanc sur case blanche d3 · Pion blanc sur case blanche a2 · Pion blanc sur case noire b2 · Pion blanc sur case blanche c2 · Pion blanc sur case noire h2 · Tour blanche sur case noire a1 · Cavalier blanc sur case blanche b1 · Fou blanc sur case noire c1 · Dame blanche sur case blanche d1 · Roi blanc sur case blanche f1 · Tour blanche sur case noire g1 | Tour noire sur case blanche a8 · Cavalier noir sur case noire b8 · Fou noir sur case blanche c8 · Roi noir sur case blanche e8 · Fou noir sur case noire f8 · Tour noire sur case noire h8 · Pion noir sur case noire a7 · Pion noir sur case blanche d7 · Pion noir sur case blanche f7 · Pion noir sur case noire g7 · Pion noir sur case blanche h7 · Pion noir sur case blanche c6 · Cavalier noir sur case noire f6 · Fou blanc sur case blanche b5 · Cavalier blanc sur case blanche f5 · Dame noire sur case noire g5 · Pion blanc sur case blanche e4 · Pion noir sur case noire f4 · Pion blanc sur case blanche g4 · Pion blanc sur case blanche d3 · Pion blanc sur case blanche a2 · Pion blanc sur case noire b2 · Pion blanc sur case blanche c2 · Pion blanc sur case noire h2 · Tour blanche sur case noire a1 · Cavalier blanc sur case blanche b1 · Fou blanc sur case noire c1 · Dame blanche sur case blanche d1 · Roi blanc sur case blanche f1 · Tour blanche sur case noire g1 | Tour noire sur case blanche a8 · Cavalier noir sur case noire b8 · Fou noir sur case blanche c8 · Roi noir sur case blanche e8 · Fou noir sur case noire f8 · Tour noire sur case noire h8 · Pion noir sur case noire a7 · Pion noir sur case blanche d7 · Pion noir sur case blanche f7 · Pion noir sur case noire g7 · Pion noir sur case blanche h7 · Pion noir sur case blanche c6 · Cavalier noir sur case noire f6 · Fou blanc sur case blanche b5 · Cavalier blanc sur case blanche f5 · Dame noire sur case noire g5 · Pion blanc sur case blanche e4 · Pion noir sur case noire f4 · Pion blanc sur case blanche g4 · Pion blanc sur case blanche d3 · Pion blanc sur case blanche a2 · Pion blanc sur case noire b2 · Pion blanc sur case blanche c2 · Pion blanc sur case noire h2 · Tour blanche sur case noire a1 · Cavalier blanc sur case blanche b1 · Fou blanc sur case noire c1 · Dame blanche sur case blanche d1 · Roi blanc sur case blanche f1 · Tour blanche sur case noire g1 | Tour noire sur case blanche a8 · Cavalier noir sur case noire b8 · Fou noir sur case blanche c8 · Roi noir sur case blanche e8 · Fou noir sur case noire f8 · Tour noire sur case noire h8 · Pion noir sur case noire a7 · Pion noir sur case blanche d7 · Pion noir sur case blanche f7 · Pion noir sur case noire g7 · Pion noir sur case blanche h7 · Pion noir sur case blanche c6 · Cavalier noir sur case noire f6 · Fou blanc sur case blanche b5 · Cavalier blanc sur case blanche f5 · Dame noire sur case noire g5 · Pion blanc sur case blanche e4 · Pion noir sur case noire f4 · Pion blanc sur case blanche g4 · Pion blanc sur case blanche d3 · Pion blanc sur case blanche a2 · Pion blanc sur case noire b2 · Pion blanc sur case blanche c2 · Pion blanc sur case noire h2 · Tour blanche sur case noire a1 · Cavalier blanc sur case blanche b1 · Fou blanc sur case noire c1 · Dame blanche sur case blanche d1 · Roi blanc sur case blanche f1 · Tour blanche sur case noire g1 | 4 |
| 3 | Tour noire sur case blanche a8 · Cavalier noir sur case noire b8 · Fou noir sur case blanche c8 · Roi noir sur case blanche e8 · Fou noir sur case noire f8 · Tour noire sur case noire h8 · Pion noir sur case noire a7 · Pion noir sur case blanche d7 · Pion noir sur case blanche f7 · Pion noir sur case noire g7 · Pion noir sur case blanche h7 · Pion noir sur case blanche c6 · Cavalier noir sur case noire f6 · Fou blanc sur case blanche b5 · Cavalier blanc sur case blanche f5 · Dame noire sur case noire g5 · Pion blanc sur case blanche e4 · Pion noir sur case noire f4 · Pion blanc sur case blanche g4 · Pion blanc sur case blanche d3 · Pion blanc sur case blanche a2 · Pion blanc sur case noire b2 · Pion blanc sur case blanche c2 · Pion blanc sur case noire h2 · Tour blanche sur case noire a1 · Cavalier blanc sur case blanche b1 · Fou blanc sur case noire c1 · Dame blanche sur case blanche d1 · Roi blanc sur case blanche f1 · Tour blanche sur case noire g1 | Tour noire sur case blanche a8 · Cavalier noir sur case noire b8 · Fou noir sur case blanche c8 · Roi noir sur case blanche e8 · Fou noir sur case noire f8 · Tour noire sur case noire h8 · Pion noir sur case noire a7 · Pion noir sur case blanche d7 · Pion noir sur case blanche f7 · Pion noir sur case noire g7 · Pion noir sur case blanche h7 · Pion noir sur case blanche c6 · Cavalier noir sur case noire f6 · Fou blanc sur case blanche b5 · Cavalier blanc sur case blanche f5 · Dame noire sur case noire g5 · Pion blanc sur case blanche e4 · Pion noir sur case noire f4 · Pion blanc sur case blanche g4 · Pion blanc sur case blanche d3 · Pion blanc sur case blanche a2 · Pion blanc sur case noire b2 · Pion blanc sur case blanche c2 · Pion blanc sur case noire h2 · Tour blanche sur case noire a1 · Cavalier blanc sur case blanche b1 · Fou blanc sur case noire c1 · Dame blanche sur case blanche d1 · Roi blanc sur case blanche f1 · Tour blanche sur case noire g1 | Tour noire sur case blanche a8 · Cavalier noir sur case noire b8 · Fou noir sur case blanche c8 · Roi noir sur case blanche e8 · Fou noir sur case noire f8 · Tour noire sur case noire h8 · Pion noir sur case noire a7 · Pion noir sur case blanche d7 · Pion noir sur case blanche f7 · Pion noir sur case noire g7 · Pion noir sur case blanche h7 · Pion noir sur case blanche c6 · Cavalier noir sur case noire f6 · Fou blanc sur case blanche b5 · Cavalier blanc sur case blanche f5 · Dame noire sur case noire g5 · Pion blanc sur case blanche e4 · Pion noir sur case noire f4 · Pion blanc sur case blanche g4 · Pion blanc sur case blanche d3 · Pion blanc sur case blanche a2 · Pion blanc sur case noire b2 · Pion blanc sur case blanche c2 · Pion blanc sur case noire h2 · Tour blanche sur case noire a1 · Cavalier blanc sur case blanche b1 · Fou blanc sur case noire c1 · Dame blanche sur case blanche d1 · Roi blanc sur case blanche f1 · Tour blanche sur case noire g1 | Tour noire sur case blanche a8 · Cavalier noir sur case noire b8 · Fou noir sur case blanche c8 · Roi noir sur case blanche e8 · Fou noir sur case noire f8 · Tour noire sur case noire h8 · Pion noir sur case noire a7 · Pion noir sur case blanche d7 · Pion noir sur case blanche f7 · Pion noir sur case noire g7 · Pion noir sur case blanche h7 · Pion noir sur case blanche c6 · Cavalier noir sur case noire f6 · Fou blanc sur case blanche b5 · Cavalier blanc sur case blanche f5 · Dame noire sur case noire g5 · Pion blanc sur case blanche e4 · Pion noir sur case noire f4 · Pion blanc sur case blanche g4 · Pion blanc sur case blanche d3 · Pion blanc sur case blanche a2 · Pion blanc sur case noire b2 · Pion blanc sur case blanche c2 · Pion blanc sur case noire h2 · Tour blanche sur case noire a1 · Cavalier blanc sur case blanche b1 · Fou blanc sur case noire c1 · Dame blanche sur case blanche d1 · Roi blanc sur case blanche f1 · Tour blanche sur case noire g1 | Tour noire sur case blanche a8 · Cavalier noir sur case noire b8 · Fou noir sur case blanche c8 · Roi noir sur case blanche e8 · Fou noir sur case noire f8 · Tour noire sur case noire h8 · Pion noir sur case noire a7 · Pion noir sur case blanche d7 · Pion noir sur case blanche f7 · Pion noir sur case noire g7 · Pion noir sur case blanche h7 · Pion noir sur case blanche c6 · Cavalier noir sur case noire f6 · Fou blanc sur case blanche b5 · Cavalier blanc sur case blanche f5 · Dame noire sur case noire g5 · Pion blanc sur case blanche e4 · Pion noir sur case noire f4 · Pion blanc sur case blanche g4 · Pion blanc sur case blanche d3 · Pion blanc sur case blanche a2 · Pion blanc sur case noire b2 · Pion blanc sur case blanche c2 · Pion blanc sur case noire h2 · Tour blanche sur case noire a1 · Cavalier blanc sur case blanche b1 · Fou blanc sur case noire c1 · Dame blanche sur case blanche d1 · Roi blanc sur case blanche f1 · Tour blanche sur case noire g1 | Tour noire sur case blanche a8 · Cavalier noir sur case noire b8 · Fou noir sur case blanche c8 · Roi noir sur case blanche e8 · Fou noir sur case noire f8 · Tour noire sur case noire h8 · Pion noir sur case noire a7 · Pion noir sur case blanche d7 · Pion noir sur case blanche f7 · Pion noir sur case noire g7 · Pion noir sur case blanche h7 · Pion noir sur case blanche c6 · Cavalier noir sur case noire f6 · Fou blanc sur case blanche b5 · Cavalier blanc sur case blanche f5 · Dame noire sur case noire g5 · Pion blanc sur case blanche e4 · Pion noir sur case noire f4 · Pion blanc sur case blanche g4 · Pion blanc sur case blanche d3 · Pion blanc sur case blanche a2 · Pion blanc sur case noire b2 · Pion blanc sur case blanche c2 · Pion blanc sur case noire h2 · Tour blanche sur case noire a1 · Cavalier blanc sur case blanche b1 · Fou blanc sur case noire c1 · Dame blanche sur case blanche d1 · Roi blanc sur case blanche f1 · Tour blanche sur case noire g1 | Tour noire sur case blanche a8 · Cavalier noir sur case noire b8 · Fou noir sur case blanche c8 · Roi noir sur case blanche e8 · Fou noir sur case noire f8 · Tour noire sur case noire h8 · Pion noir sur case noire a7 · Pion noir sur case blanche d7 · Pion noir sur case blanche f7 · Pion noir sur case noire g7 · Pion noir sur case blanche h7 · Pion noir sur case blanche c6 · Cavalier noir sur case noire f6 · Fou blanc sur case blanche b5 · Cavalier blanc sur case blanche f5 · Dame noire sur case noire g5 · Pion blanc sur case blanche e4 · Pion noir sur case noire f4 · Pion blanc sur case blanche g4 · Pion blanc sur case blanche d3 · Pion blanc sur case blanche a2 · Pion blanc sur case noire b2 · Pion blanc sur case blanche c2 · Pion blanc sur case noire h2 · Tour blanche sur case noire a1 · Cavalier blanc sur case blanche b1 · Fou blanc sur case noire c1 · Dame blanche sur case blanche d1 · Roi blanc sur case blanche f1 · Tour blanche sur case noire g1 | Tour noire sur case blanche a8 · Cavalier noir sur case noire b8 · Fou noir sur case blanche c8 · Roi noir sur case blanche e8 · Fou noir sur case noire f8 · Tour noire sur case noire h8 · Pion noir sur case noire a7 · Pion noir sur case blanche d7 · Pion noir sur case blanche f7 · Pion noir sur case noire g7 · Pion noir sur case blanche h7 · Pion noir sur case blanche c6 · Cavalier noir sur case noire f6 · Fou blanc sur case blanche b5 · Cavalier blanc sur case blanche f5 · Dame noire sur case noire g5 · Pion blanc sur case blanche e4 · Pion noir sur case noire f4 · Pion blanc sur case blanche g4 · Pion blanc sur case blanche d3 · Pion blanc sur case blanche a2 · Pion blanc sur case noire b2 · Pion blanc sur case blanche c2 · Pion blanc sur case noire h2 · Tour blanche sur case noire a1 · Cavalier blanc sur case blanche b1 · Fou blanc sur case noire c1 · Dame blanche sur case blanche d1 · Roi blanc sur case blanche f1 · Tour blanche sur case noire g1 | 3 |
| 2 | Tour noire sur case blanche a8 · Cavalier noir sur case noire b8 · Fou noir sur case blanche c8 · Roi noir sur case blanche e8 · Fou noir sur case noire f8 · Tour noire sur case noire h8 · Pion noir sur case noire a7 · Pion noir sur case blanche d7 · Pion noir sur case blanche f7 · Pion noir sur case noire g7 · Pion noir sur case blanche h7 · Pion noir sur case blanche c6 · Cavalier noir sur case noire f6 · Fou blanc sur case blanche b5 · Cavalier blanc sur case blanche f5 · Dame noire sur case noire g5 · Pion blanc sur case blanche e4 · Pion noir sur case noire f4 · Pion blanc sur case blanche g4 · Pion blanc sur case blanche d3 · Pion blanc sur case blanche a2 · Pion blanc sur case noire b2 · Pion blanc sur case blanche c2 · Pion blanc sur case noire h2 · Tour blanche sur case noire a1 · Cavalier blanc sur case blanche b1 · Fou blanc sur case noire c1 · Dame blanche sur case blanche d1 · Roi blanc sur case blanche f1 · Tour blanche sur case noire g1 | Tour noire sur case blanche a8 · Cavalier noir sur case noire b8 · Fou noir sur case blanche c8 · Roi noir sur case blanche e8 · Fou noir sur case noire f8 · Tour noire sur case noire h8 · Pion noir sur case noire a7 · Pion noir sur case blanche d7 · Pion noir sur case blanche f7 · Pion noir sur case noire g7 · Pion noir sur case blanche h7 · Pion noir sur case blanche c6 · Cavalier noir sur case noire f6 · Fou blanc sur case blanche b5 · Cavalier blanc sur case blanche f5 · Dame noire sur case noire g5 · Pion blanc sur case blanche e4 · Pion noir sur case noire f4 · Pion blanc sur case blanche g4 · Pion blanc sur case blanche d3 · Pion blanc sur case blanche a2 · Pion blanc sur case noire b2 · Pion blanc sur case blanche c2 · Pion blanc sur case noire h2 · Tour blanche sur case noire a1 · Cavalier blanc sur case blanche b1 · Fou blanc sur case noire c1 · Dame blanche sur case blanche d1 · Roi blanc sur case blanche f1 · Tour blanche sur case noire g1 | Tour noire sur case blanche a8 · Cavalier noir sur case noire b8 · Fou noir sur case blanche c8 · Roi noir sur case blanche e8 · Fou noir sur case noire f8 · Tour noire sur case noire h8 · Pion noir sur case noire a7 · Pion noir sur case blanche d7 · Pion noir sur case blanche f7 · Pion noir sur case noire g7 · Pion noir sur case blanche h7 · Pion noir sur case blanche c6 · Cavalier noir sur case noire f6 · Fou blanc sur case blanche b5 · Cavalier blanc sur case blanche f5 · Dame noire sur case noire g5 · Pion blanc sur case blanche e4 · Pion noir sur case noire f4 · Pion blanc sur case blanche g4 · Pion blanc sur case blanche d3 · Pion blanc sur case blanche a2 · Pion blanc sur case noire b2 · Pion blanc sur case blanche c2 · Pion blanc sur case noire h2 · Tour blanche sur case noire a1 · Cavalier blanc sur case blanche b1 · Fou blanc sur case noire c1 · Dame blanche sur case blanche d1 · Roi blanc sur case blanche f1 · Tour blanche sur case noire g1 | Tour noire sur case blanche a8 · Cavalier noir sur case noire b8 · Fou noir sur case blanche c8 · Roi noir sur case blanche e8 · Fou noir sur case noire f8 · Tour noire sur case noire h8 · Pion noir sur case noire a7 · Pion noir sur case blanche d7 · Pion noir sur case blanche f7 · Pion noir sur case noire g7 · Pion noir sur case blanche h7 · Pion noir sur case blanche c6 · Cavalier noir sur case noire f6 · Fou blanc sur case blanche b5 · Cavalier blanc sur case blanche f5 · Dame noire sur case noire g5 · Pion blanc sur case blanche e4 · Pion noir sur case noire f4 · Pion blanc sur case blanche g4 · Pion blanc sur case blanche d3 · Pion blanc sur case blanche a2 · Pion blanc sur case noire b2 · Pion blanc sur case blanche c2 · Pion blanc sur case noire h2 · Tour blanche sur case noire a1 · Cavalier blanc sur case blanche b1 · Fou blanc sur case noire c1 · Dame blanche sur case blanche d1 · Roi blanc sur case blanche f1 · Tour blanche sur case noire g1 | Tour noire sur case blanche a8 · Cavalier noir sur case noire b8 · Fou noir sur case blanche c8 · Roi noir sur case blanche e8 · Fou noir sur case noire f8 · Tour noire sur case noire h8 · Pion noir sur case noire a7 · Pion noir sur case blanche d7 · Pion noir sur case blanche f7 · Pion noir sur case noire g7 · Pion noir sur case blanche h7 · Pion noir sur case blanche c6 · Cavalier noir sur case noire f6 · Fou blanc sur case blanche b5 · Cavalier blanc sur case blanche f5 · Dame noire sur case noire g5 · Pion blanc sur case blanche e4 · Pion noir sur case noire f4 · Pion blanc sur case blanche g4 · Pion blanc sur case blanche d3 · Pion blanc sur case blanche a2 · Pion blanc sur case noire b2 · Pion blanc sur case blanche c2 · Pion blanc sur case noire h2 · Tour blanche sur case noire a1 · Cavalier blanc sur case blanche b1 · Fou blanc sur case noire c1 · Dame blanche sur case blanche d1 · Roi blanc sur case blanche f1 · Tour blanche sur case noire g1 | Tour noire sur case blanche a8 · Cavalier noir sur case noire b8 · Fou noir sur case blanche c8 · Roi noir sur case blanche e8 · Fou noir sur case noire f8 · Tour noire sur case noire h8 · Pion noir sur case noire a7 · Pion noir sur case blanche d7 · Pion noir sur case blanche f7 · Pion noir sur case noire g7 · Pion noir sur case blanche h7 · Pion noir sur case blanche c6 · Cavalier noir sur case noire f6 · Fou blanc sur case blanche b5 · Cavalier blanc sur case blanche f5 · Dame noire sur case noire g5 · Pion blanc sur case blanche e4 · Pion noir sur case noire f4 · Pion blanc sur case blanche g4 · Pion blanc sur case blanche d3 · Pion blanc sur case blanche a2 · Pion blanc sur case noire b2 · Pion blanc sur case blanche c2 · Pion blanc sur case noire h2 · Tour blanche sur case noire a1 · Cavalier blanc sur case blanche b1 · Fou blanc sur case noire c1 · Dame blanche sur case blanche d1 · Roi blanc sur case blanche f1 · Tour blanche sur case noire g1 | Tour noire sur case blanche a8 · Cavalier noir sur case noire b8 · Fou noir sur case blanche c8 · Roi noir sur case blanche e8 · Fou noir sur case noire f8 · Tour noire sur case noire h8 · Pion noir sur case noire a7 · Pion noir sur case blanche d7 · Pion noir sur case blanche f7 · Pion noir sur case noire g7 · Pion noir sur case blanche h7 · Pion noir sur case blanche c6 · Cavalier noir sur case noire f6 · Fou blanc sur case blanche b5 · Cavalier blanc sur case blanche f5 · Dame noire sur case noire g5 · Pion blanc sur case blanche e4 · Pion noir sur case noire f4 · Pion blanc sur case blanche g4 · Pion blanc sur case blanche d3 · Pion blanc sur case blanche a2 · Pion blanc sur case noire b2 · Pion blanc sur case blanche c2 · Pion blanc sur case noire h2 · Tour blanche sur case noire a1 · Cavalier blanc sur case blanche b1 · Fou blanc sur case noire c1 · Dame blanche sur case blanche d1 · Roi blanc sur case blanche f1 · Tour blanche sur case noire g1 | Tour noire sur case blanche a8 · Cavalier noir sur case noire b8 · Fou noir sur case blanche c8 · Roi noir sur case blanche e8 · Fou noir sur case noire f8 · Tour noire sur case noire h8 · Pion noir sur case noire a7 · Pion noir sur case blanche d7 · Pion noir sur case blanche f7 · Pion noir sur case noire g7 · Pion noir sur case blanche h7 · Pion noir sur case blanche c6 · Cavalier noir sur case noire f6 · Fou blanc sur case blanche b5 · Cavalier blanc sur case blanche f5 · Dame noire sur case noire g5 · Pion blanc sur case blanche e4 · Pion noir sur case noire f4 · Pion blanc sur case blanche g4 · Pion blanc sur case blanche d3 · Pion blanc sur case blanche a2 · Pion blanc sur case noire b2 · Pion blanc sur case blanche c2 · Pion blanc sur case noire h2 · Tour blanche sur case noire a1 · Cavalier blanc sur case blanche b1 · Fou blanc sur case noire c1 · Dame blanche sur case blanche d1 · Roi blanc sur case blanche f1 · Tour blanche sur case noire g1 | 2 |
| 1 | Tour noire sur case blanche a8 · Cavalier noir sur case noire b8 · Fou noir sur case blanche c8 · Roi noir sur case blanche e8 · Fou noir sur case noire f8 · Tour noire sur case noire h8 · Pion noir sur case noire a7 · Pion noir sur case blanche d7 · Pion noir sur case blanche f7 · Pion noir sur case noire g7 · Pion noir sur case blanche h7 · Pion noir sur case blanche c6 · Cavalier noir sur case noire f6 · Fou blanc sur case blanche b5 · Cavalier blanc sur case blanche f5 · Dame noire sur case noire g5 · Pion blanc sur case blanche e4 · Pion noir sur case noire f4 · Pion blanc sur case blanche g4 · Pion blanc sur case blanche d3 · Pion blanc sur case blanche a2 · Pion blanc sur case noire b2 · Pion blanc sur case blanche c2 · Pion blanc sur case noire h2 · Tour blanche sur case noire a1 · Cavalier blanc sur case blanche b1 · Fou blanc sur case noire c1 · Dame blanche sur case blanche d1 · Roi blanc sur case blanche f1 · Tour blanche sur case noire g1 | Tour noire sur case blanche a8 · Cavalier noir sur case noire b8 · Fou noir sur case blanche c8 · Roi noir sur case blanche e8 · Fou noir sur case noire f8 · Tour noire sur case noire h8 · Pion noir sur case noire a7 · Pion noir sur case blanche d7 · Pion noir sur case blanche f7 · Pion noir sur case noire g7 · Pion noir sur case blanche h7 · Pion noir sur case blanche c6 · Cavalier noir sur case noire f6 · Fou blanc sur case blanche b5 · Cavalier blanc sur case blanche f5 · Dame noire sur case noire g5 · Pion blanc sur case blanche e4 · Pion noir sur case noire f4 · Pion blanc sur case blanche g4 · Pion blanc sur case blanche d3 · Pion blanc sur case blanche a2 · Pion blanc sur case noire b2 · Pion blanc sur case blanche c2 · Pion blanc sur case noire h2 · Tour blanche sur case noire a1 · Cavalier blanc sur case blanche b1 · Fou blanc sur case noire c1 · Dame blanche sur case blanche d1 · Roi blanc sur case blanche f1 · Tour blanche sur case noire g1 | Tour noire sur case blanche a8 · Cavalier noir sur case noire b8 · Fou noir sur case blanche c8 · Roi noir sur case blanche e8 · Fou noir sur case noire f8 · Tour noire sur case noire h8 · Pion noir sur case noire a7 · Pion noir sur case blanche d7 · Pion noir sur case blanche f7 · Pion noir sur case noire g7 · Pion noir sur case blanche h7 · Pion noir sur case blanche c6 · Cavalier noir sur case noire f6 · Fou blanc sur case blanche b5 · Cavalier blanc sur case blanche f5 · Dame noire sur case noire g5 · Pion blanc sur case blanche e4 · Pion noir sur case noire f4 · Pion blanc sur case blanche g4 · Pion blanc sur case blanche d3 · Pion blanc sur case blanche a2 · Pion blanc sur case noire b2 · Pion blanc sur case blanche c2 · Pion blanc sur case noire h2 · Tour blanche sur case noire a1 · Cavalier blanc sur case blanche b1 · Fou blanc sur case noire c1 · Dame blanche sur case blanche d1 · Roi blanc sur case blanche f1 · Tour blanche sur case noire g1 | Tour noire sur case blanche a8 · Cavalier noir sur case noire b8 · Fou noir sur case blanche c8 · Roi noir sur case blanche e8 · Fou noir sur case noire f8 · Tour noire sur case noire h8 · Pion noir sur case noire a7 · Pion noir sur case blanche d7 · Pion noir sur case blanche f7 · Pion noir sur case noire g7 · Pion noir sur case blanche h7 · Pion noir sur case blanche c6 · Cavalier noir sur case noire f6 · Fou blanc sur case blanche b5 · Cavalier blanc sur case blanche f5 · Dame noire sur case noire g5 · Pion blanc sur case blanche e4 · Pion noir sur case noire f4 · Pion blanc sur case blanche g4 · Pion blanc sur case blanche d3 · Pion blanc sur case blanche a2 · Pion blanc sur case noire b2 · Pion blanc sur case blanche c2 · Pion blanc sur case noire h2 · Tour blanche sur case noire a1 · Cavalier blanc sur case blanche b1 · Fou blanc sur case noire c1 · Dame blanche sur case blanche d1 · Roi blanc sur case blanche f1 · Tour blanche sur case noire g1 | Tour noire sur case blanche a8 · Cavalier noir sur case noire b8 · Fou noir sur case blanche c8 · Roi noir sur case blanche e8 · Fou noir sur case noire f8 · Tour noire sur case noire h8 · Pion noir sur case noire a7 · Pion noir sur case blanche d7 · Pion noir sur case blanche f7 · Pion noir sur case noire g7 · Pion noir sur case blanche h7 · Pion noir sur case blanche c6 · Cavalier noir sur case noire f6 · Fou blanc sur case blanche b5 · Cavalier blanc sur case blanche f5 · Dame noire sur case noire g5 · Pion blanc sur case blanche e4 · Pion noir sur case noire f4 · Pion blanc sur case blanche g4 · Pion blanc sur case blanche d3 · Pion blanc sur case blanche a2 · Pion blanc sur case noire b2 · Pion blanc sur case blanche c2 · Pion blanc sur case noire h2 · Tour blanche sur case noire a1 · Cavalier blanc sur case blanche b1 · Fou blanc sur case noire c1 · Dame blanche sur case blanche d1 · Roi blanc sur case blanche f1 · Tour blanche sur case noire g1 | Tour noire sur case blanche a8 · Cavalier noir sur case noire b8 · Fou noir sur case blanche c8 · Roi noir sur case blanche e8 · Fou noir sur case noire f8 · Tour noire sur case noire h8 · Pion noir sur case noire a7 · Pion noir sur case blanche d7 · Pion noir sur case blanche f7 · Pion noir sur case noire g7 · Pion noir sur case blanche h7 · Pion noir sur case blanche c6 · Cavalier noir sur case noire f6 · Fou blanc sur case blanche b5 · Cavalier blanc sur case blanche f5 · Dame noire sur case noire g5 · Pion blanc sur case blanche e4 · Pion noir sur case noire f4 · Pion blanc sur case blanche g4 · Pion blanc sur case blanche d3 · Pion blanc sur case blanche a2 · Pion blanc sur case noire b2 · Pion blanc sur case blanche c2 · Pion blanc sur case noire h2 · Tour blanche sur case noire a1 · Cavalier blanc sur case blanche b1 · Fou blanc sur case noire c1 · Dame blanche sur case blanche d1 · Roi blanc sur case blanche f1 · Tour blanche sur case noire g1 | Tour noire sur case blanche a8 · Cavalier noir sur case noire b8 · Fou noir sur case blanche c8 · Roi noir sur case blanche e8 · Fou noir sur case noire f8 · Tour noire sur case noire h8 · Pion noir sur case noire a7 · Pion noir sur case blanche d7 · Pion noir sur case blanche f7 · Pion noir sur case noire g7 · Pion noir sur case blanche h7 · Pion noir sur case blanche c6 · Cavalier noir sur case noire f6 · Fou blanc sur case blanche b5 · Cavalier blanc sur case blanche f5 · Dame noire sur case noire g5 · Pion blanc sur case blanche e4 · Pion noir sur case noire f4 · Pion blanc sur case blanche g4 · Pion blanc sur case blanche d3 · Pion blanc sur case blanche a2 · Pion blanc sur case noire b2 · Pion blanc sur case blanche c2 · Pion blanc sur case noire h2 · Tour blanche sur case noire a1 · Cavalier blanc sur case blanche b1 · Fou blanc sur case noire c1 · Dame blanche sur case blanche d1 · Roi blanc sur case blanche f1 · Tour blanche sur case noire g1 | Tour noire sur case blanche a8 · Cavalier noir sur case noire b8 · Fou noir sur case blanche c8 · Roi noir sur case blanche e8 · Fou noir sur case noire f8 · Tour noire sur case noire h8 · Pion noir sur case noire a7 · Pion noir sur case blanche d7 · Pion noir sur case blanche f7 · Pion noir sur case noire g7 · Pion noir sur case blanche h7 · Pion noir sur case blanche c6 · Cavalier noir sur case noire f6 · Fou blanc sur case blanche b5 · Cavalier blanc sur case blanche f5 · Dame noire sur case noire g5 · Pion blanc sur case blanche e4 · Pion noir sur case noire f4 · Pion blanc sur case blanche g4 · Pion blanc sur case blanche d3 · Pion blanc sur case blanche a2 · Pion blanc sur case noire b2 · Pion blanc sur case blanche c2 · Pion blanc sur case noire h2 · Tour blanche sur case noire a1 · Cavalier blanc sur case blanche b1 · Fou blanc sur case noire c1 · Dame blanche sur case blanche d1 · Roi blanc sur case blanche f1 · Tour blanche sur case noire g1 | 1 |
|   | a | b | c | d | e | f | g | h |   |

|   | a | b | c | d | e | f | g | h |   |
| 8 | Tour noire sur case blanche a8 · Fou noir sur case blanche c8 · Roi noir sur case blanche e8 · Cavalier noir sur case blanche g8 · Tour noire sur case noire h8 · Pion noir sur case noire a7 · Pion noir sur case blanche d7 · Pion noir sur case blanche f7 · Pion noir sur case noire g7 · Pion noir sur case blanche h7 · Cavalier noir sur case blanche a6 · Fou blanc sur case noire d6 · Pion noir sur case blanche b5 · Cavalier blanc sur case blanche d5 · Pion blanc sur case noire e5 · Cavalier blanc sur case blanche f5 · Pion blanc sur case blanche h5 · Pion blanc sur case blanche g4 · Pion blanc sur case blanche d3 · Dame blanche sur case blanche f3 · Pion blanc sur case blanche a2 · Pion blanc sur case blanche c2 · Roi blanc sur case blanche e2 · Dame noire sur case noire a1 · Fou noir sur case noire g1 | Tour noire sur case blanche a8 · Fou noir sur case blanche c8 · Roi noir sur case blanche e8 · Cavalier noir sur case blanche g8 · Tour noire sur case noire h8 · Pion noir sur case noire a7 · Pion noir sur case blanche d7 · Pion noir sur case blanche f7 · Pion noir sur case noire g7 · Pion noir sur case blanche h7 · Cavalier noir sur case blanche a6 · Fou blanc sur case noire d6 · Pion noir sur case blanche b5 · Cavalier blanc sur case blanche d5 · Pion blanc sur case noire e5 · Cavalier blanc sur case blanche f5 · Pion blanc sur case blanche h5 · Pion blanc sur case blanche g4 · Pion blanc sur case blanche d3 · Dame blanche sur case blanche f3 · Pion blanc sur case blanche a2 · Pion blanc sur case blanche c2 · Roi blanc sur case blanche e2 · Dame noire sur case noire a1 · Fou noir sur case noire g1 | Tour noire sur case blanche a8 · Fou noir sur case blanche c8 · Roi noir sur case blanche e8 · Cavalier noir sur case blanche g8 · Tour noire sur case noire h8 · Pion noir sur case noire a7 · Pion noir sur case blanche d7 · Pion noir sur case blanche f7 · Pion noir sur case noire g7 · Pion noir sur case blanche h7 · Cavalier noir sur case blanche a6 · Fou blanc sur case noire d6 · Pion noir sur case blanche b5 · Cavalier blanc sur case blanche d5 · Pion blanc sur case noire e5 · Cavalier blanc sur case blanche f5 · Pion blanc sur case blanche h5 · Pion blanc sur case blanche g4 · Pion blanc sur case blanche d3 · Dame blanche sur case blanche f3 · Pion blanc sur case blanche a2 · Pion blanc sur case blanche c2 · Roi blanc sur case blanche e2 · Dame noire sur case noire a1 · Fou noir sur case noire g1 | Tour noire sur case blanche a8 · Fou noir sur case blanche c8 · Roi noir sur case blanche e8 · Cavalier noir sur case blanche g8 · Tour noire sur case noire h8 · Pion noir sur case noire a7 · Pion noir sur case blanche d7 · Pion noir sur case blanche f7 · Pion noir sur case noire g7 · Pion noir sur case blanche h7 · Cavalier noir sur case blanche a6 · Fou blanc sur case noire d6 · Pion noir sur case blanche b5 · Cavalier blanc sur case blanche d5 · Pion blanc sur case noire e5 · Cavalier blanc sur case blanche f5 · Pion blanc sur case blanche h5 · Pion blanc sur case blanche g4 · Pion blanc sur case blanche d3 · Dame blanche sur case blanche f3 · Pion blanc sur case blanche a2 · Pion blanc sur case blanche c2 · Roi blanc sur case blanche e2 · Dame noire sur case noire a1 · Fou noir sur case noire g1 | Tour noire sur case blanche a8 · Fou noir sur case blanche c8 · Roi noir sur case blanche e8 · Cavalier noir sur case blanche g8 · Tour noire sur case noire h8 · Pion noir sur case noire a7 · Pion noir sur case blanche d7 · Pion noir sur case blanche f7 · Pion noir sur case noire g7 · Pion noir sur case blanche h7 · Cavalier noir sur case blanche a6 · Fou blanc sur case noire d6 · Pion noir sur case blanche b5 · Cavalier blanc sur case blanche d5 · Pion blanc sur case noire e5 · Cavalier blanc sur case blanche f5 · Pion blanc sur case blanche h5 · Pion blanc sur case blanche g4 · Pion blanc sur case blanche d3 · Dame blanche sur case blanche f3 · Pion blanc sur case blanche a2 · Pion blanc sur case blanche c2 · Roi blanc sur case blanche e2 · Dame noire sur case noire a1 · Fou noir sur case noire g1 | Tour noire sur case blanche a8 · Fou noir sur case blanche c8 · Roi noir sur case blanche e8 · Cavalier noir sur case blanche g8 · Tour noire sur case noire h8 · Pion noir sur case noire a7 · Pion noir sur case blanche d7 · Pion noir sur case blanche f7 · Pion noir sur case noire g7 · Pion noir sur case blanche h7 · Cavalier noir sur case blanche a6 · Fou blanc sur case noire d6 · Pion noir sur case blanche b5 · Cavalier blanc sur case blanche d5 · Pion blanc sur case noire e5 · Cavalier blanc sur case blanche f5 · Pion blanc sur case blanche h5 · Pion blanc sur case blanche g4 · Pion blanc sur case blanche d3 · Dame blanche sur case blanche f3 · Pion blanc sur case blanche a2 · Pion blanc sur case blanche c2 · Roi blanc sur case blanche e2 · Dame noire sur case noire a1 · Fou noir sur case noire g1 | Tour noire sur case blanche a8 · Fou noir sur case blanche c8 · Roi noir sur case blanche e8 · Cavalier noir sur case blanche g8 · Tour noire sur case noire h8 · Pion noir sur case noire a7 · Pion noir sur case blanche d7 · Pion noir sur case blanche f7 · Pion noir sur case noire g7 · Pion noir sur case blanche h7 · Cavalier noir sur case blanche a6 · Fou blanc sur case noire d6 · Pion noir sur case blanche b5 · Cavalier blanc sur case blanche d5 · Pion blanc sur case noire e5 · Cavalier blanc sur case blanche f5 · Pion blanc sur case blanche h5 · Pion blanc sur case blanche g4 · Pion blanc sur case blanche d3 · Dame blanche sur case blanche f3 · Pion blanc sur case blanche a2 · Pion blanc sur case blanche c2 · Roi blanc sur case blanche e2 · Dame noire sur case noire a1 · Fou noir sur case noire g1 | Tour noire sur case blanche a8 · Fou noir sur case blanche c8 · Roi noir sur case blanche e8 · Cavalier noir sur case blanche g8 · Tour noire sur case noire h8 · Pion noir sur case noire a7 · Pion noir sur case blanche d7 · Pion noir sur case blanche f7 · Pion noir sur case noire g7 · Pion noir sur case blanche h7 · Cavalier noir sur case blanche a6 · Fou blanc sur case noire d6 · Pion noir sur case blanche b5 · Cavalier blanc sur case blanche d5 · Pion blanc sur case noire e5 · Cavalier blanc sur case blanche f5 · Pion blanc sur case blanche h5 · Pion blanc sur case blanche g4 · Pion blanc sur case blanche d3 · Dame blanche sur case blanche f3 · Pion blanc sur case blanche a2 · Pion blanc sur case blanche c2 · Roi blanc sur case blanche e2 · Dame noire sur case noire a1 · Fou noir sur case noire g1 | 8 |
| 7 | Tour noire sur case blanche a8 · Fou noir sur case blanche c8 · Roi noir sur case blanche e8 · Cavalier noir sur case blanche g8 · Tour noire sur case noire h8 · Pion noir sur case noire a7 · Pion noir sur case blanche d7 · Pion noir sur case blanche f7 · Pion noir sur case noire g7 · Pion noir sur case blanche h7 · Cavalier noir sur case blanche a6 · Fou blanc sur case noire d6 · Pion noir sur case blanche b5 · Cavalier blanc sur case blanche d5 · Pion blanc sur case noire e5 · Cavalier blanc sur case blanche f5 · Pion blanc sur case blanche h5 · Pion blanc sur case blanche g4 · Pion blanc sur case blanche d3 · Dame blanche sur case blanche f3 · Pion blanc sur case blanche a2 · Pion blanc sur case blanche c2 · Roi blanc sur case blanche e2 · Dame noire sur case noire a1 · Fou noir sur case noire g1 | Tour noire sur case blanche a8 · Fou noir sur case blanche c8 · Roi noir sur case blanche e8 · Cavalier noir sur case blanche g8 · Tour noire sur case noire h8 · Pion noir sur case noire a7 · Pion noir sur case blanche d7 · Pion noir sur case blanche f7 · Pion noir sur case noire g7 · Pion noir sur case blanche h7 · Cavalier noir sur case blanche a6 · Fou blanc sur case noire d6 · Pion noir sur case blanche b5 · Cavalier blanc sur case blanche d5 · Pion blanc sur case noire e5 · Cavalier blanc sur case blanche f5 · Pion blanc sur case blanche h5 · Pion blanc sur case blanche g4 · Pion blanc sur case blanche d3 · Dame blanche sur case blanche f3 · Pion blanc sur case blanche a2 · Pion blanc sur case blanche c2 · Roi blanc sur case blanche e2 · Dame noire sur case noire a1 · Fou noir sur case noire g1 | Tour noire sur case blanche a8 · Fou noir sur case blanche c8 · Roi noir sur case blanche e8 · Cavalier noir sur case blanche g8 · Tour noire sur case noire h8 · Pion noir sur case noire a7 · Pion noir sur case blanche d7 · Pion noir sur case blanche f7 · Pion noir sur case noire g7 · Pion noir sur case blanche h7 · Cavalier noir sur case blanche a6 · Fou blanc sur case noire d6 · Pion noir sur case blanche b5 · Cavalier blanc sur case blanche d5 · Pion blanc sur case noire e5 · Cavalier blanc sur case blanche f5 · Pion blanc sur case blanche h5 · Pion blanc sur case blanche g4 · Pion blanc sur case blanche d3 · Dame blanche sur case blanche f3 · Pion blanc sur case blanche a2 · Pion blanc sur case blanche c2 · Roi blanc sur case blanche e2 · Dame noire sur case noire a1 · Fou noir sur case noire g1 | Tour noire sur case blanche a8 · Fou noir sur case blanche c8 · Roi noir sur case blanche e8 · Cavalier noir sur case blanche g8 · Tour noire sur case noire h8 · Pion noir sur case noire a7 · Pion noir sur case blanche d7 · Pion noir sur case blanche f7 · Pion noir sur case noire g7 · Pion noir sur case blanche h7 · Cavalier noir sur case blanche a6 · Fou blanc sur case noire d6 · Pion noir sur case blanche b5 · Cavalier blanc sur case blanche d5 · Pion blanc sur case noire e5 · Cavalier blanc sur case blanche f5 · Pion blanc sur case blanche h5 · Pion blanc sur case blanche g4 · Pion blanc sur case blanche d3 · Dame blanche sur case blanche f3 · Pion blanc sur case blanche a2 · Pion blanc sur case blanche c2 · Roi blanc sur case blanche e2 · Dame noire sur case noire a1 · Fou noir sur case noire g1 | Tour noire sur case blanche a8 · Fou noir sur case blanche c8 · Roi noir sur case blanche e8 · Cavalier noir sur case blanche g8 · Tour noire sur case noire h8 · Pion noir sur case noire a7 · Pion noir sur case blanche d7 · Pion noir sur case blanche f7 · Pion noir sur case noire g7 · Pion noir sur case blanche h7 · Cavalier noir sur case blanche a6 · Fou blanc sur case noire d6 · Pion noir sur case blanche b5 · Cavalier blanc sur case blanche d5 · Pion blanc sur case noire e5 · Cavalier blanc sur case blanche f5 · Pion blanc sur case blanche h5 · Pion blanc sur case blanche g4 · Pion blanc sur case blanche d3 · Dame blanche sur case blanche f3 · Pion blanc sur case blanche a2 · Pion blanc sur case blanche c2 · Roi blanc sur case blanche e2 · Dame noire sur case noire a1 · Fou noir sur case noire g1 | Tour noire sur case blanche a8 · Fou noir sur case blanche c8 · Roi noir sur case blanche e8 · Cavalier noir sur case blanche g8 · Tour noire sur case noire h8 · Pion noir sur case noire a7 · Pion noir sur case blanche d7 · Pion noir sur case blanche f7 · Pion noir sur case noire g7 · Pion noir sur case blanche h7 · Cavalier noir sur case blanche a6 · Fou blanc sur case noire d6 · Pion noir sur case blanche b5 · Cavalier blanc sur case blanche d5 · Pion blanc sur case noire e5 · Cavalier blanc sur case blanche f5 · Pion blanc sur case blanche h5 · Pion blanc sur case blanche g4 · Pion blanc sur case blanche d3 · Dame blanche sur case blanche f3 · Pion blanc sur case blanche a2 · Pion blanc sur case blanche c2 · Roi blanc sur case blanche e2 · Dame noire sur case noire a1 · Fou noir sur case noire g1 | Tour noire sur case blanche a8 · Fou noir sur case blanche c8 · Roi noir sur case blanche e8 · Cavalier noir sur case blanche g8 · Tour noire sur case noire h8 · Pion noir sur case noire a7 · Pion noir sur case blanche d7 · Pion noir sur case blanche f7 · Pion noir sur case noire g7 · Pion noir sur case blanche h7 · Cavalier noir sur case blanche a6 · Fou blanc sur case noire d6 · Pion noir sur case blanche b5 · Cavalier blanc sur case blanche d5 · Pion blanc sur case noire e5 · Cavalier blanc sur case blanche f5 · Pion blanc sur case blanche h5 · Pion blanc sur case blanche g4 · Pion blanc sur case blanche d3 · Dame blanche sur case blanche f3 · Pion blanc sur case blanche a2 · Pion blanc sur case blanche c2 · Roi blanc sur case blanche e2 · Dame noire sur case noire a1 · Fou noir sur case noire g1 | Tour noire sur case blanche a8 · Fou noir sur case blanche c8 · Roi noir sur case blanche e8 · Cavalier noir sur case blanche g8 · Tour noire sur case noire h8 · Pion noir sur case noire a7 · Pion noir sur case blanche d7 · Pion noir sur case blanche f7 · Pion noir sur case noire g7 · Pion noir sur case blanche h7 · Cavalier noir sur case blanche a6 · Fou blanc sur case noire d6 · Pion noir sur case blanche b5 · Cavalier blanc sur case blanche d5 · Pion blanc sur case noire e5 · Cavalier blanc sur case blanche f5 · Pion blanc sur case blanche h5 · Pion blanc sur case blanche g4 · Pion blanc sur case blanche d3 · Dame blanche sur case blanche f3 · Pion blanc sur case blanche a2 · Pion blanc sur case blanche c2 · Roi blanc sur case blanche e2 · Dame noire sur case noire a1 · Fou noir sur case noire g1 | 7 |
| 6 | Tour noire sur case blanche a8 · Fou noir sur case blanche c8 · Roi noir sur case blanche e8 · Cavalier noir sur case blanche g8 · Tour noire sur case noire h8 · Pion noir sur case noire a7 · Pion noir sur case blanche d7 · Pion noir sur case blanche f7 · Pion noir sur case noire g7 · Pion noir sur case blanche h7 · Cavalier noir sur case blanche a6 · Fou blanc sur case noire d6 · Pion noir sur case blanche b5 · Cavalier blanc sur case blanche d5 · Pion blanc sur case noire e5 · Cavalier blanc sur case blanche f5 · Pion blanc sur case blanche h5 · Pion blanc sur case blanche g4 · Pion blanc sur case blanche d3 · Dame blanche sur case blanche f3 · Pion blanc sur case blanche a2 · Pion blanc sur case blanche c2 · Roi blanc sur case blanche e2 · Dame noire sur case noire a1 · Fou noir sur case noire g1 | Tour noire sur case blanche a8 · Fou noir sur case blanche c8 · Roi noir sur case blanche e8 · Cavalier noir sur case blanche g8 · Tour noire sur case noire h8 · Pion noir sur case noire a7 · Pion noir sur case blanche d7 · Pion noir sur case blanche f7 · Pion noir sur case noire g7 · Pion noir sur case blanche h7 · Cavalier noir sur case blanche a6 · Fou blanc sur case noire d6 · Pion noir sur case blanche b5 · Cavalier blanc sur case blanche d5 · Pion blanc sur case noire e5 · Cavalier blanc sur case blanche f5 · Pion blanc sur case blanche h5 · Pion blanc sur case blanche g4 · Pion blanc sur case blanche d3 · Dame blanche sur case blanche f3 · Pion blanc sur case blanche a2 · Pion blanc sur case blanche c2 · Roi blanc sur case blanche e2 · Dame noire sur case noire a1 · Fou noir sur case noire g1 | Tour noire sur case blanche a8 · Fou noir sur case blanche c8 · Roi noir sur case blanche e8 · Cavalier noir sur case blanche g8 · Tour noire sur case noire h8 · Pion noir sur case noire a7 · Pion noir sur case blanche d7 · Pion noir sur case blanche f7 · Pion noir sur case noire g7 · Pion noir sur case blanche h7 · Cavalier noir sur case blanche a6 · Fou blanc sur case noire d6 · Pion noir sur case blanche b5 · Cavalier blanc sur case blanche d5 · Pion blanc sur case noire e5 · Cavalier blanc sur case blanche f5 · Pion blanc sur case blanche h5 · Pion blanc sur case blanche g4 · Pion blanc sur case blanche d3 · Dame blanche sur case blanche f3 · Pion blanc sur case blanche a2 · Pion blanc sur case blanche c2 · Roi blanc sur case blanche e2 · Dame noire sur case noire a1 · Fou noir sur case noire g1 | Tour noire sur case blanche a8 · Fou noir sur case blanche c8 · Roi noir sur case blanche e8 · Cavalier noir sur case blanche g8 · Tour noire sur case noire h8 · Pion noir sur case noire a7 · Pion noir sur case blanche d7 · Pion noir sur case blanche f7 · Pion noir sur case noire g7 · Pion noir sur case blanche h7 · Cavalier noir sur case blanche a6 · Fou blanc sur case noire d6 · Pion noir sur case blanche b5 · Cavalier blanc sur case blanche d5 · Pion blanc sur case noire e5 · Cavalier blanc sur case blanche f5 · Pion blanc sur case blanche h5 · Pion blanc sur case blanche g4 · Pion blanc sur case blanche d3 · Dame blanche sur case blanche f3 · Pion blanc sur case blanche a2 · Pion blanc sur case blanche c2 · Roi blanc sur case blanche e2 · Dame noire sur case noire a1 · Fou noir sur case noire g1 | Tour noire sur case blanche a8 · Fou noir sur case blanche c8 · Roi noir sur case blanche e8 · Cavalier noir sur case blanche g8 · Tour noire sur case noire h8 · Pion noir sur case noire a7 · Pion noir sur case blanche d7 · Pion noir sur case blanche f7 · Pion noir sur case noire g7 · Pion noir sur case blanche h7 · Cavalier noir sur case blanche a6 · Fou blanc sur case noire d6 · Pion noir sur case blanche b5 · Cavalier blanc sur case blanche d5 · Pion blanc sur case noire e5 · Cavalier blanc sur case blanche f5 · Pion blanc sur case blanche h5 · Pion blanc sur case blanche g4 · Pion blanc sur case blanche d3 · Dame blanche sur case blanche f3 · Pion blanc sur case blanche a2 · Pion blanc sur case blanche c2 · Roi blanc sur case blanche e2 · Dame noire sur case noire a1 · Fou noir sur case noire g1 | Tour noire sur case blanche a8 · Fou noir sur case blanche c8 · Roi noir sur case blanche e8 · Cavalier noir sur case blanche g8 · Tour noire sur case noire h8 · Pion noir sur case noire a7 · Pion noir sur case blanche d7 · Pion noir sur case blanche f7 · Pion noir sur case noire g7 · Pion noir sur case blanche h7 · Cavalier noir sur case blanche a6 · Fou blanc sur case noire d6 · Pion noir sur case blanche b5 · Cavalier blanc sur case blanche d5 · Pion blanc sur case noire e5 · Cavalier blanc sur case blanche f5 · Pion blanc sur case blanche h5 · Pion blanc sur case blanche g4 · Pion blanc sur case blanche d3 · Dame blanche sur case blanche f3 · Pion blanc sur case blanche a2 · Pion blanc sur case blanche c2 · Roi blanc sur case blanche e2 · Dame noire sur case noire a1 · Fou noir sur case noire g1 | Tour noire sur case blanche a8 · Fou noir sur case blanche c8 · Roi noir sur case blanche e8 · Cavalier noir sur case blanche g8 · Tour noire sur case noire h8 · Pion noir sur case noire a7 · Pion noir sur case blanche d7 · Pion noir sur case blanche f7 · Pion noir sur case noire g7 · Pion noir sur case blanche h7 · Cavalier noir sur case blanche a6 · Fou blanc sur case noire d6 · Pion noir sur case blanche b5 · Cavalier blanc sur case blanche d5 · Pion blanc sur case noire e5 · Cavalier blanc sur case blanche f5 · Pion blanc sur case blanche h5 · Pion blanc sur case blanche g4 · Pion blanc sur case blanche d3 · Dame blanche sur case blanche f3 · Pion blanc sur case blanche a2 · Pion blanc sur case blanche c2 · Roi blanc sur case blanche e2 · Dame noire sur case noire a1 · Fou noir sur case noire g1 | Tour noire sur case blanche a8 · Fou noir sur case blanche c8 · Roi noir sur case blanche e8 · Cavalier noir sur case blanche g8 · Tour noire sur case noire h8 · Pion noir sur case noire a7 · Pion noir sur case blanche d7 · Pion noir sur case blanche f7 · Pion noir sur case noire g7 · Pion noir sur case blanche h7 · Cavalier noir sur case blanche a6 · Fou blanc sur case noire d6 · Pion noir sur case blanche b5 · Cavalier blanc sur case blanche d5 · Pion blanc sur case noire e5 · Cavalier blanc sur case blanche f5 · Pion blanc sur case blanche h5 · Pion blanc sur case blanche g4 · Pion blanc sur case blanche d3 · Dame blanche sur case blanche f3 · Pion blanc sur case blanche a2 · Pion blanc sur case blanche c2 · Roi blanc sur case blanche e2 · Dame noire sur case noire a1 · Fou noir sur case noire g1 | 6 |
| 5 | Tour noire sur case blanche a8 · Fou noir sur case blanche c8 · Roi noir sur case blanche e8 · Cavalier noir sur case blanche g8 · Tour noire sur case noire h8 · Pion noir sur case noire a7 · Pion noir sur case blanche d7 · Pion noir sur case blanche f7 · Pion noir sur case noire g7 · Pion noir sur case blanche h7 · Cavalier noir sur case blanche a6 · Fou blanc sur case noire d6 · Pion noir sur case blanche b5 · Cavalier blanc sur case blanche d5 · Pion blanc sur case noire e5 · Cavalier blanc sur case blanche f5 · Pion blanc sur case blanche h5 · Pion blanc sur case blanche g4 · Pion blanc sur case blanche d3 · Dame blanche sur case blanche f3 · Pion blanc sur case blanche a2 · Pion blanc sur case blanche c2 · Roi blanc sur case blanche e2 · Dame noire sur case noire a1 · Fou noir sur case noire g1 | Tour noire sur case blanche a8 · Fou noir sur case blanche c8 · Roi noir sur case blanche e8 · Cavalier noir sur case blanche g8 · Tour noire sur case noire h8 · Pion noir sur case noire a7 · Pion noir sur case blanche d7 · Pion noir sur case blanche f7 · Pion noir sur case noire g7 · Pion noir sur case blanche h7 · Cavalier noir sur case blanche a6 · Fou blanc sur case noire d6 · Pion noir sur case blanche b5 · Cavalier blanc sur case blanche d5 · Pion blanc sur case noire e5 · Cavalier blanc sur case blanche f5 · Pion blanc sur case blanche h5 · Pion blanc sur case blanche g4 · Pion blanc sur case blanche d3 · Dame blanche sur case blanche f3 · Pion blanc sur case blanche a2 · Pion blanc sur case blanche c2 · Roi blanc sur case blanche e2 · Dame noire sur case noire a1 · Fou noir sur case noire g1 | Tour noire sur case blanche a8 · Fou noir sur case blanche c8 · Roi noir sur case blanche e8 · Cavalier noir sur case blanche g8 · Tour noire sur case noire h8 · Pion noir sur case noire a7 · Pion noir sur case blanche d7 · Pion noir sur case blanche f7 · Pion noir sur case noire g7 · Pion noir sur case blanche h7 · Cavalier noir sur case blanche a6 · Fou blanc sur case noire d6 · Pion noir sur case blanche b5 · Cavalier blanc sur case blanche d5 · Pion blanc sur case noire e5 · Cavalier blanc sur case blanche f5 · Pion blanc sur case blanche h5 · Pion blanc sur case blanche g4 · Pion blanc sur case blanche d3 · Dame blanche sur case blanche f3 · Pion blanc sur case blanche a2 · Pion blanc sur case blanche c2 · Roi blanc sur case blanche e2 · Dame noire sur case noire a1 · Fou noir sur case noire g1 | Tour noire sur case blanche a8 · Fou noir sur case blanche c8 · Roi noir sur case blanche e8 · Cavalier noir sur case blanche g8 · Tour noire sur case noire h8 · Pion noir sur case noire a7 · Pion noir sur case blanche d7 · Pion noir sur case blanche f7 · Pion noir sur case noire g7 · Pion noir sur case blanche h7 · Cavalier noir sur case blanche a6 · Fou blanc sur case noire d6 · Pion noir sur case blanche b5 · Cavalier blanc sur case blanche d5 · Pion blanc sur case noire e5 · Cavalier blanc sur case blanche f5 · Pion blanc sur case blanche h5 · Pion blanc sur case blanche g4 · Pion blanc sur case blanche d3 · Dame blanche sur case blanche f3 · Pion blanc sur case blanche a2 · Pion blanc sur case blanche c2 · Roi blanc sur case blanche e2 · Dame noire sur case noire a1 · Fou noir sur case noire g1 | Tour noire sur case blanche a8 · Fou noir sur case blanche c8 · Roi noir sur case blanche e8 · Cavalier noir sur case blanche g8 · Tour noire sur case noire h8 · Pion noir sur case noire a7 · Pion noir sur case blanche d7 · Pion noir sur case blanche f7 · Pion noir sur case noire g7 · Pion noir sur case blanche h7 · Cavalier noir sur case blanche a6 · Fou blanc sur case noire d6 · Pion noir sur case blanche b5 · Cavalier blanc sur case blanche d5 · Pion blanc sur case noire e5 · Cavalier blanc sur case blanche f5 · Pion blanc sur case blanche h5 · Pion blanc sur case blanche g4 · Pion blanc sur case blanche d3 · Dame blanche sur case blanche f3 · Pion blanc sur case blanche a2 · Pion blanc sur case blanche c2 · Roi blanc sur case blanche e2 · Dame noire sur case noire a1 · Fou noir sur case noire g1 | Tour noire sur case blanche a8 · Fou noir sur case blanche c8 · Roi noir sur case blanche e8 · Cavalier noir sur case blanche g8 · Tour noire sur case noire h8 · Pion noir sur case noire a7 · Pion noir sur case blanche d7 · Pion noir sur case blanche f7 · Pion noir sur case noire g7 · Pion noir sur case blanche h7 · Cavalier noir sur case blanche a6 · Fou blanc sur case noire d6 · Pion noir sur case blanche b5 · Cavalier blanc sur case blanche d5 · Pion blanc sur case noire e5 · Cavalier blanc sur case blanche f5 · Pion blanc sur case blanche h5 · Pion blanc sur case blanche g4 · Pion blanc sur case blanche d3 · Dame blanche sur case blanche f3 · Pion blanc sur case blanche a2 · Pion blanc sur case blanche c2 · Roi blanc sur case blanche e2 · Dame noire sur case noire a1 · Fou noir sur case noire g1 | Tour noire sur case blanche a8 · Fou noir sur case blanche c8 · Roi noir sur case blanche e8 · Cavalier noir sur case blanche g8 · Tour noire sur case noire h8 · Pion noir sur case noire a7 · Pion noir sur case blanche d7 · Pion noir sur case blanche f7 · Pion noir sur case noire g7 · Pion noir sur case blanche h7 · Cavalier noir sur case blanche a6 · Fou blanc sur case noire d6 · Pion noir sur case blanche b5 · Cavalier blanc sur case blanche d5 · Pion blanc sur case noire e5 · Cavalier blanc sur case blanche f5 · Pion blanc sur case blanche h5 · Pion blanc sur case blanche g4 · Pion blanc sur case blanche d3 · Dame blanche sur case blanche f3 · Pion blanc sur case blanche a2 · Pion blanc sur case blanche c2 · Roi blanc sur case blanche e2 · Dame noire sur case noire a1 · Fou noir sur case noire g1 | Tour noire sur case blanche a8 · Fou noir sur case blanche c8 · Roi noir sur case blanche e8 · Cavalier noir sur case blanche g8 · Tour noire sur case noire h8 · Pion noir sur case noire a7 · Pion noir sur case blanche d7 · Pion noir sur case blanche f7 · Pion noir sur case noire g7 · Pion noir sur case blanche h7 · Cavalier noir sur case blanche a6 · Fou blanc sur case noire d6 · Pion noir sur case blanche b5 · Cavalier blanc sur case blanche d5 · Pion blanc sur case noire e5 · Cavalier blanc sur case blanche f5 · Pion blanc sur case blanche h5 · Pion blanc sur case blanche g4 · Pion blanc sur case blanche d3 · Dame blanche sur case blanche f3 · Pion blanc sur case blanche a2 · Pion blanc sur case blanche c2 · Roi blanc sur case blanche e2 · Dame noire sur case noire a1 · Fou noir sur case noire g1 | 5 |
| 4 | Tour noire sur case blanche a8 · Fou noir sur case blanche c8 · Roi noir sur case blanche e8 · Cavalier noir sur case blanche g8 · Tour noire sur case noire h8 · Pion noir sur case noire a7 · Pion noir sur case blanche d7 · Pion noir sur case blanche f7 · Pion noir sur case noire g7 · Pion noir sur case blanche h7 · Cavalier noir sur case blanche a6 · Fou blanc sur case noire d6 · Pion noir sur case blanche b5 · Cavalier blanc sur case blanche d5 · Pion blanc sur case noire e5 · Cavalier blanc sur case blanche f5 · Pion blanc sur case blanche h5 · Pion blanc sur case blanche g4 · Pion blanc sur case blanche d3 · Dame blanche sur case blanche f3 · Pion blanc sur case blanche a2 · Pion blanc sur case blanche c2 · Roi blanc sur case blanche e2 · Dame noire sur case noire a1 · Fou noir sur case noire g1 | Tour noire sur case blanche a8 · Fou noir sur case blanche c8 · Roi noir sur case blanche e8 · Cavalier noir sur case blanche g8 · Tour noire sur case noire h8 · Pion noir sur case noire a7 · Pion noir sur case blanche d7 · Pion noir sur case blanche f7 · Pion noir sur case noire g7 · Pion noir sur case blanche h7 · Cavalier noir sur case blanche a6 · Fou blanc sur case noire d6 · Pion noir sur case blanche b5 · Cavalier blanc sur case blanche d5 · Pion blanc sur case noire e5 · Cavalier blanc sur case blanche f5 · Pion blanc sur case blanche h5 · Pion blanc sur case blanche g4 · Pion blanc sur case blanche d3 · Dame blanche sur case blanche f3 · Pion blanc sur case blanche a2 · Pion blanc sur case blanche c2 · Roi blanc sur case blanche e2 · Dame noire sur case noire a1 · Fou noir sur case noire g1 | Tour noire sur case blanche a8 · Fou noir sur case blanche c8 · Roi noir sur case blanche e8 · Cavalier noir sur case blanche g8 · Tour noire sur case noire h8 · Pion noir sur case noire a7 · Pion noir sur case blanche d7 · Pion noir sur case blanche f7 · Pion noir sur case noire g7 · Pion noir sur case blanche h7 · Cavalier noir sur case blanche a6 · Fou blanc sur case noire d6 · Pion noir sur case blanche b5 · Cavalier blanc sur case blanche d5 · Pion blanc sur case noire e5 · Cavalier blanc sur case blanche f5 · Pion blanc sur case blanche h5 · Pion blanc sur case blanche g4 · Pion blanc sur case blanche d3 · Dame blanche sur case blanche f3 · Pion blanc sur case blanche a2 · Pion blanc sur case blanche c2 · Roi blanc sur case blanche e2 · Dame noire sur case noire a1 · Fou noir sur case noire g1 | Tour noire sur case blanche a8 · Fou noir sur case blanche c8 · Roi noir sur case blanche e8 · Cavalier noir sur case blanche g8 · Tour noire sur case noire h8 · Pion noir sur case noire a7 · Pion noir sur case blanche d7 · Pion noir sur case blanche f7 · Pion noir sur case noire g7 · Pion noir sur case blanche h7 · Cavalier noir sur case blanche a6 · Fou blanc sur case noire d6 · Pion noir sur case blanche b5 · Cavalier blanc sur case blanche d5 · Pion blanc sur case noire e5 · Cavalier blanc sur case blanche f5 · Pion blanc sur case blanche h5 · Pion blanc sur case blanche g4 · Pion blanc sur case blanche d3 · Dame blanche sur case blanche f3 · Pion blanc sur case blanche a2 · Pion blanc sur case blanche c2 · Roi blanc sur case blanche e2 · Dame noire sur case noire a1 · Fou noir sur case noire g1 | Tour noire sur case blanche a8 · Fou noir sur case blanche c8 · Roi noir sur case blanche e8 · Cavalier noir sur case blanche g8 · Tour noire sur case noire h8 · Pion noir sur case noire a7 · Pion noir sur case blanche d7 · Pion noir sur case blanche f7 · Pion noir sur case noire g7 · Pion noir sur case blanche h7 · Cavalier noir sur case blanche a6 · Fou blanc sur case noire d6 · Pion noir sur case blanche b5 · Cavalier blanc sur case blanche d5 · Pion blanc sur case noire e5 · Cavalier blanc sur case blanche f5 · Pion blanc sur case blanche h5 · Pion blanc sur case blanche g4 · Pion blanc sur case blanche d3 · Dame blanche sur case blanche f3 · Pion blanc sur case blanche a2 · Pion blanc sur case blanche c2 · Roi blanc sur case blanche e2 · Dame noire sur case noire a1 · Fou noir sur case noire g1 | Tour noire sur case blanche a8 · Fou noir sur case blanche c8 · Roi noir sur case blanche e8 · Cavalier noir sur case blanche g8 · Tour noire sur case noire h8 · Pion noir sur case noire a7 · Pion noir sur case blanche d7 · Pion noir sur case blanche f7 · Pion noir sur case noire g7 · Pion noir sur case blanche h7 · Cavalier noir sur case blanche a6 · Fou blanc sur case noire d6 · Pion noir sur case blanche b5 · Cavalier blanc sur case blanche d5 · Pion blanc sur case noire e5 · Cavalier blanc sur case blanche f5 · Pion blanc sur case blanche h5 · Pion blanc sur case blanche g4 · Pion blanc sur case blanche d3 · Dame blanche sur case blanche f3 · Pion blanc sur case blanche a2 · Pion blanc sur case blanche c2 · Roi blanc sur case blanche e2 · Dame noire sur case noire a1 · Fou noir sur case noire g1 | Tour noire sur case blanche a8 · Fou noir sur case blanche c8 · Roi noir sur case blanche e8 · Cavalier noir sur case blanche g8 · Tour noire sur case noire h8 · Pion noir sur case noire a7 · Pion noir sur case blanche d7 · Pion noir sur case blanche f7 · Pion noir sur case noire g7 · Pion noir sur case blanche h7 · Cavalier noir sur case blanche a6 · Fou blanc sur case noire d6 · Pion noir sur case blanche b5 · Cavalier blanc sur case blanche d5 · Pion blanc sur case noire e5 · Cavalier blanc sur case blanche f5 · Pion blanc sur case blanche h5 · Pion blanc sur case blanche g4 · Pion blanc sur case blanche d3 · Dame blanche sur case blanche f3 · Pion blanc sur case blanche a2 · Pion blanc sur case blanche c2 · Roi blanc sur case blanche e2 · Dame noire sur case noire a1 · Fou noir sur case noire g1 | Tour noire sur case blanche a8 · Fou noir sur case blanche c8 · Roi noir sur case blanche e8 · Cavalier noir sur case blanche g8 · Tour noire sur case noire h8 · Pion noir sur case noire a7 · Pion noir sur case blanche d7 · Pion noir sur case blanche f7 · Pion noir sur case noire g7 · Pion noir sur case blanche h7 · Cavalier noir sur case blanche a6 · Fou blanc sur case noire d6 · Pion noir sur case blanche b5 · Cavalier blanc sur case blanche d5 · Pion blanc sur case noire e5 · Cavalier blanc sur case blanche f5 · Pion blanc sur case blanche h5 · Pion blanc sur case blanche g4 · Pion blanc sur case blanche d3 · Dame blanche sur case blanche f3 · Pion blanc sur case blanche a2 · Pion blanc sur case blanche c2 · Roi blanc sur case blanche e2 · Dame noire sur case noire a1 · Fou noir sur case noire g1 | 4 |
| 3 | Tour noire sur case blanche a8 · Fou noir sur case blanche c8 · Roi noir sur case blanche e8 · Cavalier noir sur case blanche g8 · Tour noire sur case noire h8 · Pion noir sur case noire a7 · Pion noir sur case blanche d7 · Pion noir sur case blanche f7 · Pion noir sur case noire g7 · Pion noir sur case blanche h7 · Cavalier noir sur case blanche a6 · Fou blanc sur case noire d6 · Pion noir sur case blanche b5 · Cavalier blanc sur case blanche d5 · Pion blanc sur case noire e5 · Cavalier blanc sur case blanche f5 · Pion blanc sur case blanche h5 · Pion blanc sur case blanche g4 · Pion blanc sur case blanche d3 · Dame blanche sur case blanche f3 · Pion blanc sur case blanche a2 · Pion blanc sur case blanche c2 · Roi blanc sur case blanche e2 · Dame noire sur case noire a1 · Fou noir sur case noire g1 | Tour noire sur case blanche a8 · Fou noir sur case blanche c8 · Roi noir sur case blanche e8 · Cavalier noir sur case blanche g8 · Tour noire sur case noire h8 · Pion noir sur case noire a7 · Pion noir sur case blanche d7 · Pion noir sur case blanche f7 · Pion noir sur case noire g7 · Pion noir sur case blanche h7 · Cavalier noir sur case blanche a6 · Fou blanc sur case noire d6 · Pion noir sur case blanche b5 · Cavalier blanc sur case blanche d5 · Pion blanc sur case noire e5 · Cavalier blanc sur case blanche f5 · Pion blanc sur case blanche h5 · Pion blanc sur case blanche g4 · Pion blanc sur case blanche d3 · Dame blanche sur case blanche f3 · Pion blanc sur case blanche a2 · Pion blanc sur case blanche c2 · Roi blanc sur case blanche e2 · Dame noire sur case noire a1 · Fou noir sur case noire g1 | Tour noire sur case blanche a8 · Fou noir sur case blanche c8 · Roi noir sur case blanche e8 · Cavalier noir sur case blanche g8 · Tour noire sur case noire h8 · Pion noir sur case noire a7 · Pion noir sur case blanche d7 · Pion noir sur case blanche f7 · Pion noir sur case noire g7 · Pion noir sur case blanche h7 · Cavalier noir sur case blanche a6 · Fou blanc sur case noire d6 · Pion noir sur case blanche b5 · Cavalier blanc sur case blanche d5 · Pion blanc sur case noire e5 · Cavalier blanc sur case blanche f5 · Pion blanc sur case blanche h5 · Pion blanc sur case blanche g4 · Pion blanc sur case blanche d3 · Dame blanche sur case blanche f3 · Pion blanc sur case blanche a2 · Pion blanc sur case blanche c2 · Roi blanc sur case blanche e2 · Dame noire sur case noire a1 · Fou noir sur case noire g1 | Tour noire sur case blanche a8 · Fou noir sur case blanche c8 · Roi noir sur case blanche e8 · Cavalier noir sur case blanche g8 · Tour noire sur case noire h8 · Pion noir sur case noire a7 · Pion noir sur case blanche d7 · Pion noir sur case blanche f7 · Pion noir sur case noire g7 · Pion noir sur case blanche h7 · Cavalier noir sur case blanche a6 · Fou blanc sur case noire d6 · Pion noir sur case blanche b5 · Cavalier blanc sur case blanche d5 · Pion blanc sur case noire e5 · Cavalier blanc sur case blanche f5 · Pion blanc sur case blanche h5 · Pion blanc sur case blanche g4 · Pion blanc sur case blanche d3 · Dame blanche sur case blanche f3 · Pion blanc sur case blanche a2 · Pion blanc sur case blanche c2 · Roi blanc sur case blanche e2 · Dame noire sur case noire a1 · Fou noir sur case noire g1 | Tour noire sur case blanche a8 · Fou noir sur case blanche c8 · Roi noir sur case blanche e8 · Cavalier noir sur case blanche g8 · Tour noire sur case noire h8 · Pion noir sur case noire a7 · Pion noir sur case blanche d7 · Pion noir sur case blanche f7 · Pion noir sur case noire g7 · Pion noir sur case blanche h7 · Cavalier noir sur case blanche a6 · Fou blanc sur case noire d6 · Pion noir sur case blanche b5 · Cavalier blanc sur case blanche d5 · Pion blanc sur case noire e5 · Cavalier blanc sur case blanche f5 · Pion blanc sur case blanche h5 · Pion blanc sur case blanche g4 · Pion blanc sur case blanche d3 · Dame blanche sur case blanche f3 · Pion blanc sur case blanche a2 · Pion blanc sur case blanche c2 · Roi blanc sur case blanche e2 · Dame noire sur case noire a1 · Fou noir sur case noire g1 | Tour noire sur case blanche a8 · Fou noir sur case blanche c8 · Roi noir sur case blanche e8 · Cavalier noir sur case blanche g8 · Tour noire sur case noire h8 · Pion noir sur case noire a7 · Pion noir sur case blanche d7 · Pion noir sur case blanche f7 · Pion noir sur case noire g7 · Pion noir sur case blanche h7 · Cavalier noir sur case blanche a6 · Fou blanc sur case noire d6 · Pion noir sur case blanche b5 · Cavalier blanc sur case blanche d5 · Pion blanc sur case noire e5 · Cavalier blanc sur case blanche f5 · Pion blanc sur case blanche h5 · Pion blanc sur case blanche g4 · Pion blanc sur case blanche d3 · Dame blanche sur case blanche f3 · Pion blanc sur case blanche a2 · Pion blanc sur case blanche c2 · Roi blanc sur case blanche e2 · Dame noire sur case noire a1 · Fou noir sur case noire g1 | Tour noire sur case blanche a8 · Fou noir sur case blanche c8 · Roi noir sur case blanche e8 · Cavalier noir sur case blanche g8 · Tour noire sur case noire h8 · Pion noir sur case noire a7 · Pion noir sur case blanche d7 · Pion noir sur case blanche f7 · Pion noir sur case noire g7 · Pion noir sur case blanche h7 · Cavalier noir sur case blanche a6 · Fou blanc sur case noire d6 · Pion noir sur case blanche b5 · Cavalier blanc sur case blanche d5 · Pion blanc sur case noire e5 · Cavalier blanc sur case blanche f5 · Pion blanc sur case blanche h5 · Pion blanc sur case blanche g4 · Pion blanc sur case blanche d3 · Dame blanche sur case blanche f3 · Pion blanc sur case blanche a2 · Pion blanc sur case blanche c2 · Roi blanc sur case blanche e2 · Dame noire sur case noire a1 · Fou noir sur case noire g1 | Tour noire sur case blanche a8 · Fou noir sur case blanche c8 · Roi noir sur case blanche e8 · Cavalier noir sur case blanche g8 · Tour noire sur case noire h8 · Pion noir sur case noire a7 · Pion noir sur case blanche d7 · Pion noir sur case blanche f7 · Pion noir sur case noire g7 · Pion noir sur case blanche h7 · Cavalier noir sur case blanche a6 · Fou blanc sur case noire d6 · Pion noir sur case blanche b5 · Cavalier blanc sur case blanche d5 · Pion blanc sur case noire e5 · Cavalier blanc sur case blanche f5 · Pion blanc sur case blanche h5 · Pion blanc sur case blanche g4 · Pion blanc sur case blanche d3 · Dame blanche sur case blanche f3 · Pion blanc sur case blanche a2 · Pion blanc sur case blanche c2 · Roi blanc sur case blanche e2 · Dame noire sur case noire a1 · Fou noir sur case noire g1 | 3 |
| 2 | Tour noire sur case blanche a8 · Fou noir sur case blanche c8 · Roi noir sur case blanche e8 · Cavalier noir sur case blanche g8 · Tour noire sur case noire h8 · Pion noir sur case noire a7 · Pion noir sur case blanche d7 · Pion noir sur case blanche f7 · Pion noir sur case noire g7 · Pion noir sur case blanche h7 · Cavalier noir sur case blanche a6 · Fou blanc sur case noire d6 · Pion noir sur case blanche b5 · Cavalier blanc sur case blanche d5 · Pion blanc sur case noire e5 · Cavalier blanc sur case blanche f5 · Pion blanc sur case blanche h5 · Pion blanc sur case blanche g4 · Pion blanc sur case blanche d3 · Dame blanche sur case blanche f3 · Pion blanc sur case blanche a2 · Pion blanc sur case blanche c2 · Roi blanc sur case blanche e2 · Dame noire sur case noire a1 · Fou noir sur case noire g1 | Tour noire sur case blanche a8 · Fou noir sur case blanche c8 · Roi noir sur case blanche e8 · Cavalier noir sur case blanche g8 · Tour noire sur case noire h8 · Pion noir sur case noire a7 · Pion noir sur case blanche d7 · Pion noir sur case blanche f7 · Pion noir sur case noire g7 · Pion noir sur case blanche h7 · Cavalier noir sur case blanche a6 · Fou blanc sur case noire d6 · Pion noir sur case blanche b5 · Cavalier blanc sur case blanche d5 · Pion blanc sur case noire e5 · Cavalier blanc sur case blanche f5 · Pion blanc sur case blanche h5 · Pion blanc sur case blanche g4 · Pion blanc sur case blanche d3 · Dame blanche sur case blanche f3 · Pion blanc sur case blanche a2 · Pion blanc sur case blanche c2 · Roi blanc sur case blanche e2 · Dame noire sur case noire a1 · Fou noir sur case noire g1 | Tour noire sur case blanche a8 · Fou noir sur case blanche c8 · Roi noir sur case blanche e8 · Cavalier noir sur case blanche g8 · Tour noire sur case noire h8 · Pion noir sur case noire a7 · Pion noir sur case blanche d7 · Pion noir sur case blanche f7 · Pion noir sur case noire g7 · Pion noir sur case blanche h7 · Cavalier noir sur case blanche a6 · Fou blanc sur case noire d6 · Pion noir sur case blanche b5 · Cavalier blanc sur case blanche d5 · Pion blanc sur case noire e5 · Cavalier blanc sur case blanche f5 · Pion blanc sur case blanche h5 · Pion blanc sur case blanche g4 · Pion blanc sur case blanche d3 · Dame blanche sur case blanche f3 · Pion blanc sur case blanche a2 · Pion blanc sur case blanche c2 · Roi blanc sur case blanche e2 · Dame noire sur case noire a1 · Fou noir sur case noire g1 | Tour noire sur case blanche a8 · Fou noir sur case blanche c8 · Roi noir sur case blanche e8 · Cavalier noir sur case blanche g8 · Tour noire sur case noire h8 · Pion noir sur case noire a7 · Pion noir sur case blanche d7 · Pion noir sur case blanche f7 · Pion noir sur case noire g7 · Pion noir sur case blanche h7 · Cavalier noir sur case blanche a6 · Fou blanc sur case noire d6 · Pion noir sur case blanche b5 · Cavalier blanc sur case blanche d5 · Pion blanc sur case noire e5 · Cavalier blanc sur case blanche f5 · Pion blanc sur case blanche h5 · Pion blanc sur case blanche g4 · Pion blanc sur case blanche d3 · Dame blanche sur case blanche f3 · Pion blanc sur case blanche a2 · Pion blanc sur case blanche c2 · Roi blanc sur case blanche e2 · Dame noire sur case noire a1 · Fou noir sur case noire g1 | Tour noire sur case blanche a8 · Fou noir sur case blanche c8 · Roi noir sur case blanche e8 · Cavalier noir sur case blanche g8 · Tour noire sur case noire h8 · Pion noir sur case noire a7 · Pion noir sur case blanche d7 · Pion noir sur case blanche f7 · Pion noir sur case noire g7 · Pion noir sur case blanche h7 · Cavalier noir sur case blanche a6 · Fou blanc sur case noire d6 · Pion noir sur case blanche b5 · Cavalier blanc sur case blanche d5 · Pion blanc sur case noire e5 · Cavalier blanc sur case blanche f5 · Pion blanc sur case blanche h5 · Pion blanc sur case blanche g4 · Pion blanc sur case blanche d3 · Dame blanche sur case blanche f3 · Pion blanc sur case blanche a2 · Pion blanc sur case blanche c2 · Roi blanc sur case blanche e2 · Dame noire sur case noire a1 · Fou noir sur case noire g1 | Tour noire sur case blanche a8 · Fou noir sur case blanche c8 · Roi noir sur case blanche e8 · Cavalier noir sur case blanche g8 · Tour noire sur case noire h8 · Pion noir sur case noire a7 · Pion noir sur case blanche d7 · Pion noir sur case blanche f7 · Pion noir sur case noire g7 · Pion noir sur case blanche h7 · Cavalier noir sur case blanche a6 · Fou blanc sur case noire d6 · Pion noir sur case blanche b5 · Cavalier blanc sur case blanche d5 · Pion blanc sur case noire e5 · Cavalier blanc sur case blanche f5 · Pion blanc sur case blanche h5 · Pion blanc sur case blanche g4 · Pion blanc sur case blanche d3 · Dame blanche sur case blanche f3 · Pion blanc sur case blanche a2 · Pion blanc sur case blanche c2 · Roi blanc sur case blanche e2 · Dame noire sur case noire a1 · Fou noir sur case noire g1 | Tour noire sur case blanche a8 · Fou noir sur case blanche c8 · Roi noir sur case blanche e8 · Cavalier noir sur case blanche g8 · Tour noire sur case noire h8 · Pion noir sur case noire a7 · Pion noir sur case blanche d7 · Pion noir sur case blanche f7 · Pion noir sur case noire g7 · Pion noir sur case blanche h7 · Cavalier noir sur case blanche a6 · Fou blanc sur case noire d6 · Pion noir sur case blanche b5 · Cavalier blanc sur case blanche d5 · Pion blanc sur case noire e5 · Cavalier blanc sur case blanche f5 · Pion blanc sur case blanche h5 · Pion blanc sur case blanche g4 · Pion blanc sur case blanche d3 · Dame blanche sur case blanche f3 · Pion blanc sur case blanche a2 · Pion blanc sur case blanche c2 · Roi blanc sur case blanche e2 · Dame noire sur case noire a1 · Fou noir sur case noire g1 | Tour noire sur case blanche a8 · Fou noir sur case blanche c8 · Roi noir sur case blanche e8 · Cavalier noir sur case blanche g8 · Tour noire sur case noire h8 · Pion noir sur case noire a7 · Pion noir sur case blanche d7 · Pion noir sur case blanche f7 · Pion noir sur case noire g7 · Pion noir sur case blanche h7 · Cavalier noir sur case blanche a6 · Fou blanc sur case noire d6 · Pion noir sur case blanche b5 · Cavalier blanc sur case blanche d5 · Pion blanc sur case noire e5 · Cavalier blanc sur case blanche f5 · Pion blanc sur case blanche h5 · Pion blanc sur case blanche g4 · Pion blanc sur case blanche d3 · Dame blanche sur case blanche f3 · Pion blanc sur case blanche a2 · Pion blanc sur case blanche c2 · Roi blanc sur case blanche e2 · Dame noire sur case noire a1 · Fou noir sur case noire g1 | 2 |
| 1 | Tour noire sur case blanche a8 · Fou noir sur case blanche c8 · Roi noir sur case blanche e8 · Cavalier noir sur case blanche g8 · Tour noire sur case noire h8 · Pion noir sur case noire a7 · Pion noir sur case blanche d7 · Pion noir sur case blanche f7 · Pion noir sur case noire g7 · Pion noir sur case blanche h7 · Cavalier noir sur case blanche a6 · Fou blanc sur case noire d6 · Pion noir sur case blanche b5 · Cavalier blanc sur case blanche d5 · Pion blanc sur case noire e5 · Cavalier blanc sur case blanche f5 · Pion blanc sur case blanche h5 · Pion blanc sur case blanche g4 · Pion blanc sur case blanche d3 · Dame blanche sur case blanche f3 · Pion blanc sur case blanche a2 · Pion blanc sur case blanche c2 · Roi blanc sur case blanche e2 · Dame noire sur case noire a1 · Fou noir sur case noire g1 | Tour noire sur case blanche a8 · Fou noir sur case blanche c8 · Roi noir sur case blanche e8 · Cavalier noir sur case blanche g8 · Tour noire sur case noire h8 · Pion noir sur case noire a7 · Pion noir sur case blanche d7 · Pion noir sur case blanche f7 · Pion noir sur case noire g7 · Pion noir sur case blanche h7 · Cavalier noir sur case blanche a6 · Fou blanc sur case noire d6 · Pion noir sur case blanche b5 · Cavalier blanc sur case blanche d5 · Pion blanc sur case noire e5 · Cavalier blanc sur case blanche f5 · Pion blanc sur case blanche h5 · Pion blanc sur case blanche g4 · Pion blanc sur case blanche d3 · Dame blanche sur case blanche f3 · Pion blanc sur case blanche a2 · Pion blanc sur case blanche c2 · Roi blanc sur case blanche e2 · Dame noire sur case noire a1 · Fou noir sur case noire g1 | Tour noire sur case blanche a8 · Fou noir sur case blanche c8 · Roi noir sur case blanche e8 · Cavalier noir sur case blanche g8 · Tour noire sur case noire h8 · Pion noir sur case noire a7 · Pion noir sur case blanche d7 · Pion noir sur case blanche f7 · Pion noir sur case noire g7 · Pion noir sur case blanche h7 · Cavalier noir sur case blanche a6 · Fou blanc sur case noire d6 · Pion noir sur case blanche b5 · Cavalier blanc sur case blanche d5 · Pion blanc sur case noire e5 · Cavalier blanc sur case blanche f5 · Pion blanc sur case blanche h5 · Pion blanc sur case blanche g4 · Pion blanc sur case blanche d3 · Dame blanche sur case blanche f3 · Pion blanc sur case blanche a2 · Pion blanc sur case blanche c2 · Roi blanc sur case blanche e2 · Dame noire sur case noire a1 · Fou noir sur case noire g1 | Tour noire sur case blanche a8 · Fou noir sur case blanche c8 · Roi noir sur case blanche e8 · Cavalier noir sur case blanche g8 · Tour noire sur case noire h8 · Pion noir sur case noire a7 · Pion noir sur case blanche d7 · Pion noir sur case blanche f7 · Pion noir sur case noire g7 · Pion noir sur case blanche h7 · Cavalier noir sur case blanche a6 · Fou blanc sur case noire d6 · Pion noir sur case blanche b5 · Cavalier blanc sur case blanche d5 · Pion blanc sur case noire e5 · Cavalier blanc sur case blanche f5 · Pion blanc sur case blanche h5 · Pion blanc sur case blanche g4 · Pion blanc sur case blanche d3 · Dame blanche sur case blanche f3 · Pion blanc sur case blanche a2 · Pion blanc sur case blanche c2 · Roi blanc sur case blanche e2 · Dame noire sur case noire a1 · Fou noir sur case noire g1 | Tour noire sur case blanche a8 · Fou noir sur case blanche c8 · Roi noir sur case blanche e8 · Cavalier noir sur case blanche g8 · Tour noire sur case noire h8 · Pion noir sur case noire a7 · Pion noir sur case blanche d7 · Pion noir sur case blanche f7 · Pion noir sur case noire g7 · Pion noir sur case blanche h7 · Cavalier noir sur case blanche a6 · Fou blanc sur case noire d6 · Pion noir sur case blanche b5 · Cavalier blanc sur case blanche d5 · Pion blanc sur case noire e5 · Cavalier blanc sur case blanche f5 · Pion blanc sur case blanche h5 · Pion blanc sur case blanche g4 · Pion blanc sur case blanche d3 · Dame blanche sur case blanche f3 · Pion blanc sur case blanche a2 · Pion blanc sur case blanche c2 · Roi blanc sur case blanche e2 · Dame noire sur case noire a1 · Fou noir sur case noire g1 | Tour noire sur case blanche a8 · Fou noir sur case blanche c8 · Roi noir sur case blanche e8 · Cavalier noir sur case blanche g8 · Tour noire sur case noire h8 · Pion noir sur case noire a7 · Pion noir sur case blanche d7 · Pion noir sur case blanche f7 · Pion noir sur case noire g7 · Pion noir sur case blanche h7 · Cavalier noir sur case blanche a6 · Fou blanc sur case noire d6 · Pion noir sur case blanche b5 · Cavalier blanc sur case blanche d5 · Pion blanc sur case noire e5 · Cavalier blanc sur case blanche f5 · Pion blanc sur case blanche h5 · Pion blanc sur case blanche g4 · Pion blanc sur case blanche d3 · Dame blanche sur case blanche f3 · Pion blanc sur case blanche a2 · Pion blanc sur case blanche c2 · Roi blanc sur case blanche e2 · Dame noire sur case noire a1 · Fou noir sur case noire g1 | Tour noire sur case blanche a8 · Fou noir sur case blanche c8 · Roi noir sur case blanche e8 · Cavalier noir sur case blanche g8 · Tour noire sur case noire h8 · Pion noir sur case noire a7 · Pion noir sur case blanche d7 · Pion noir sur case blanche f7 · Pion noir sur case noire g7 · Pion noir sur case blanche h7 · Cavalier noir sur case blanche a6 · Fou blanc sur case noire d6 · Pion noir sur case blanche b5 · Cavalier blanc sur case blanche d5 · Pion blanc sur case noire e5 · Cavalier blanc sur case blanche f5 · Pion blanc sur case blanche h5 · Pion blanc sur case blanche g4 · Pion blanc sur case blanche d3 · Dame blanche sur case blanche f3 · Pion blanc sur case blanche a2 · Pion blanc sur case blanche c2 · Roi blanc sur case blanche e2 · Dame noire sur case noire a1 · Fou noir sur case noire g1 | Tour noire sur case blanche a8 · Fou noir sur case blanche c8 · Roi noir sur case blanche e8 · Cavalier noir sur case blanche g8 · Tour noire sur case noire h8 · Pion noir sur case noire a7 · Pion noir sur case blanche d7 · Pion noir sur case blanche f7 · Pion noir sur case noire g7 · Pion noir sur case blanche h7 · Cavalier noir sur case blanche a6 · Fou blanc sur case noire d6 · Pion noir sur case blanche b5 · Cavalier blanc sur case blanche d5 · Pion blanc sur case noire e5 · Cavalier blanc sur case blanche f5 · Pion blanc sur case blanche h5 · Pion blanc sur case blanche g4 · Pion blanc sur case blanche d3 · Dame blanche sur case blanche f3 · Pion blanc sur case blanche a2 · Pion blanc sur case blanche c2 · Roi blanc sur case blanche e2 · Dame noire sur case noire a1 · Fou noir sur case noire g1 | 1 |
|   | a | b | c | d | e | f | g | h |   |

Cette partie a opposé Adolf Anderssen à Lionel Kieseritzky à Londres, en 1851
1. e4 e5 2. f4
Le principe de cette ouverture, le gambit du roi, est de sacrifier un pion dès le deuxième coup pour attaquer et obtenir une majorité centrale.
2… exf4 3. Fc4 Dh4+ 4. Rf1 b5
C'est Kieseritzky qui a découvert ce coup. Le but est d'écarter le fou du roi de la diagonale a2-g8, tout en préparant une attaque ultérieure de pions.
5. Fxb5 Cf6 6. Cf3 Dh6
Ici, les noirs se trompent. La place de la dame est en h5. Ce coup vient à l'encontre de la suite logique du 5ème coup.
7. d3 Ch5 8. Ch4! Dg5 9. Cf5! c6 10. g4 Cf6
Les noirs sont maintenant acculés à la défensive.
11. Tg1!
Ce sacrifice du fou ôte tout espoir de contre-attaque aux noirs. Les pièces noires développées doivent retourner à leur base.
11…cxb5 12. h4 Dg6 13. h5 Dg5 14. Df3 Cg8
À cause de 15. Fxf4, les noirs sont contraints d'assurer une case de retraite pour leur dame.
15. Fxf4 Df6 16. Cc3
Toutes les pièces noires sont revenues à leur base, ou presque.
16…Fc5 17. Cd5! Dxb2 18. Fd6! Fxg1
Les noirs ne peuvent prendre le Fd6, car la suite est forcée : 18…Fxd6 19. Cxd6+ Rd8 20. Cxf7+ Re8 21. Cd6+ Rd8 22. Df8 mat. Les blancs ont une telle avance de développement que la décision ne saurait tarder.
19. e5!
La dame noire est privée de la grande diagonale. Une menace de mat, commençant par 20. Cxg7+, est aussi dans l'air.
19…Dxa1+ 20. Re2 Ca6
Kieseritzky s'imagine que la menace de mat est écartée, car la case c7 est protégée. C'est maintenant qu'Anderssen le surprend.
21. Cxg7+ Rd8 22. Df6+!! Cxf6 23. Fe7 mat
La coordination des trois pièces blanches tout comme la position des pièces noires, toutes présentes sur l'échiquier mais mal coordonnées, ont valu à cette partie le qualificatif « d'Immortelle » par le commentateur Falkbeer, qui publia une analyse détaillée de cette partie en 1855 dans le magazine Wiener Schachzeitung. Il fit remarquer que la position finale est un mat modèle, ce à quoi fut certainement sensible Anderssen qui était également un compositeur de problèmes d'échecs.

### Parties remarquables

Partie de l'opéra, jouée par Paul Morphy contre le duc de Brunswick et le comte Isouard en 1858.

- Partie immortelle, jouée par Adolf Anderssen et Lionel Kieseritzky en 1851
- La Toujours Jeune, jouée par Adolf Anderssen et Jean Dufresne en 1852
- Partie de l'opéra, jouée par Paul Morphy contre le duc de Brunswick et le comte Isouard en 1858
- Lasker - Bauer, jouée par Emanuel Lasker et Johann Bauer en 1889
- Maróczy - Tartakover, jouée par Géza Maróczy et Xavier Tartakover en 1922
- Partie du siècle, jouée par Donald Byrne et Bobby Fischer en 1956

## Compétition

### Jeu à la pendule
Une partie d'échecs pouvant durer plusieurs heures, il est nécessaire de limiter et de décompter le temps de réflexion de chacun des joueurs.
Au début, chaque coup devait être joué dans un temps imparti (cinq minutes par coup, par exemple). Ensuite, l'utilisation d'une pendule ad hoc a permis d'attribuer un temps de réflexion global pour la durée de la partie, ou bien pour un nombre déterminé de coups, par exemple 40 coups en deux heures.

#### Pendule

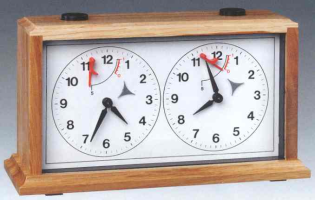
Pendule classique

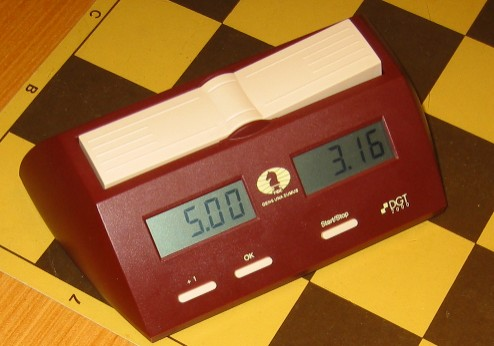
Pendule électronique

La pendule d'échecs est un boîtier juxtaposant deux horloges identiques, mécaniques ou électroniques, commandées par deux boutons reliés par une bascule. Elle est toujours utilisée dans les compétitions homologuées par la FIDE.
Après avoir joué son coup, le joueur au trait appuie (avec la main qui a déplacé la pièce) sur le bouton de l'horloge situé de son côté. Cela stoppe son horloge, relève le bouton de son adversaire et remet en marche l'horloge de celui-ci.
Dans le cas d'une pendule mécanique, le cadran de chaque horloge est équipé d'un « drapeau », petite pièce de plastique ou de métal libre mobile autour d'un axe placé à la gauche du nombre 12. Ce drapeau est progressivement soulevé lorsque l'aiguille des minutes approche du 12 de l'horloge, puis retombe brusquement lorsqu'elle l'atteint précisément.
Si la chute du drapeau se produit avant que le joueur ait effectué le nombre de coups exigé par la cadence en vigueur, celui-ci perd immédiatement la partie, sauf si l'adversaire dispose d'un matériel insuffisant pour mater, auquel cas la partie se conclut par une nulle.
Les pendules électroniques permettent une plus grande précision lors des phases de Zeitnot et autorisent d'autres cadences de jeu, notamment celles avec incrément (cadences « Fischer » ou « Bronstein »). La polyvalence des pendules électroniques leur permet aussi d'être utilisées dans d'autres jeux, comme le shōgi, le jeu de go ou le Scrabble.
L'arbitre choisit de placer la pendule du côté de l'échiquier qui lui convient. Souvent, le joueur qui a les noirs peut choisir le côté de la table où il s'installe. Néanmoins, la décision finale revient à l'arbitre.

#### Cadences de jeu
Une « cadence » est composée d'une ou plusieurs périodes. Une « période » est définie par un nombre minimal de coups à jouer en un certain temps. La fin d'une période est appelée « contrôle de temps ».
La cadence habituelle des parties en compétition est d'une heure et trente minutes pour quarante coups, puis trente minutes pour la fin de la partie, avec un incrément de trente secondes à tous les coups dès le premier coup. Avant la généralisation des pendules électroniques, la cadence usuelle était de deux heures pour quarante coups, puis une heure KO.
Le temps imparti à chacun des joueurs permet de répartir les parties en plusieurs classes. Chacune d'elles a ses règles spécifiques :
- le blitz (de l'allemand « éclair ») : partie de moins de dix minutes par joueur, comptées pour soixante coups si la cadence prévoit un incrément[43].

À noter, deux types de blitz particuliers :
- le bullet, avec seulement une minute par joueur.
- l'Armageddon (référence à la bataille finale et décisive) : ultime partie utilisée pour un départage final, pouvant s'apparenter à un match à mort subite. Le joueur ayant les noirs a 4 minutes, le joueur ayant les blancs a 5 minutes, soit une minute de plus, mais une partie nulle entraîne la victoire des noirs,. Bien qu'elle soit controversée, l'armageddon est utilisée dans certaines compétitions dont durant un temps les championnats du monde (les championnats 2024 n'ont pas retenu l'Armageddon) pour départager les deux joueurs s'il y a égalités successives après les parties classiques, les parties rapides et enfin les parties de blitz. Le choix de la couleur peut se faire par tirage au sort mais aussi par des enchères de temps: le joueur acceptant de sacrifier le plus de temps de jeu obtient les Noirs (par exemple, un joueur accepte de sacrifier une minute, donc de ne jouer qu'avec 3 minutes de temps au lieu des 4 initialement accordées). Il existe aussi une variante où les enchères incluent temps et couleur : les joueurs sacrifient du temps associé à une couleur donnée, ces derniers étant plus courants dans les compétitions d'échecs 960. Le joueur qui cède le plus de temps remporte l'enchère et joue avec le temps et la couleur correspondant à son enchère. Dans les armageddons d'enchères, les joueurs communiquent généralement une fois et en privé le temps qu'ils sont prêts à sacrifier pour jouer avec la couleur de leur choix.

- la « partie rapide » : partie de dix à soixante minutes (non-inclus) par joueur, comptées pour soixante coups si la cadence prévoit un incrément[43] ;

- la « cadence de tournoi » ou « longue » : pour la FIDE, c'est une partie de deux heures KO au minimum, ou deux heures pour soixante coups si la cadence prévoit un incrément. Cependant, une cadence inférieure est acceptable dans les compétitions ouvertes seulement aux joueurs dont le classement Elo est limité : 1 h 30 au minimum si tous les joueurs ont moins de 2200, 1 h au minimum si tous les joueurs ont moins de 1 600 points Elo[47] ;
- les parties par correspondance durent plusieurs semaines, la cadence généralement adoptée par l'International Correspondence Chess Federation (ICCF) est de cinquante jours pour dix coups ;

- les parties amicales sont souvent jouées sans décompte du temps.

### Fédération internationale des échecs (FIDE)

Logo de la FIDE

La Fédération internationale des échecs fixe les règles du jeu, publie le classement Elo international, octroie les titres internationaux de grand maître international, maître international, maître FIDE et leurs pendants féminins, ainsi que les titres d'arbitre FIDE et d'arbitre international. Elle organise également les olympiades d'échecs et le championnat du monde d'échecs.
Les membres de la FIDE sont les fédérations nationales, telle la Fédération française des échecs.
La FIDE a une commission permanente pour la composition échiquéenne qui gère le domaine des problèmes d'échecs et en particulier les compétitions liées aux problèmes d'échecs.
Les joueurs par correspondance dépendent de la Fédération internationale du jeu d'échecs par correspondance (ICCF), qui reprend les règles de la FIDE mais dont le classement Elo est indépendant.

### Arbitrage
Les parties de compétition sont supervisées par des arbitres qui garantissent le respect des règles du jeu.
On peut classer les arbitres en deux grandes catégories :
- les arbitres de niveau national avec plusieurs gradations selon leur avancement ;
- les arbitres reconnus par la FIDE : les arbitres FIDE et les arbitres internationaux[52].

En France, il existe trois titres d'arbitres, arbitre fédéral club (AFC), arbitre fédéral open (AFO) et arbitre fédéral élite (AFE), ce dernier étant le grade le plus élevé. Les titres AFO et AFE sont subdivisés en un premier et un deuxième niveau. Il existe également un titre d'Arbitre Fédéral Jeune pour les 12-18 ans.

### Tricherie
Plusieurs moyens permettent de tricher aux échecs. Les plus fréquents sont le non-respect d'une règle du jeu en espérant qu'il ne sera pas sanctionné par l'arbitre, l'utilisation discrète d'un programme d'échecs, la communication avec un complice. Il existe aussi des cas d'abus du système de classement Elo et d'obtention de titres de grand maître international ou d'autres titres. Un tricheur est normalement exclu de la compétition dans laquelle il a triché ; il peut aussi être interdit de toute compétition pour une durée déterminée.

### Systèmes d'appariement
La plupart des tournois d'échecs au niveau amateur se jouent au système suisse. Ce système permet à tous les joueurs de jouer toutes les rondes, et donne un classement général en fin de tournoi qui désigne clairement le vainqueur. Les compétitions de haut niveau sont généralement jouées avec un petit nombre de joueurs au format toutes rondes (chaque participant rencontre tous les autres) en utilisant la table de Berger. Les coupes par élimination directe sont rares ; cette formule se rencontre essentiellement dans le cadre de la Coupe du monde d'échecs.

### Champions du monde

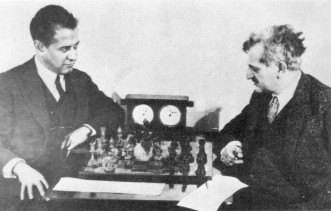
José Raúl Capablanca et Emanuel Lasker à Moscou en 1925

Après sa victoire sur Johannes Zukertort en 1886, Wilhelm Steinitz fut le premier champion du monde officiel. Ensuite, le titre fut décerné à qui battait, en match, le champion du monde. Le tenant du titre choisissait le prétendant parmi les meilleurs joueurs ou parmi ceux qui viendraient avec le meilleur apport financier.
- Wilhelm Steinitz (1886 – 1894)
- Emanuel Lasker (1894 – 1921)
- José Raúl Capablanca (1921 – 1927)
- Alexandre Alekhine (1927 – 1935)
- Max Euwe (1935 – 1937, perdit son titre lors du match revanche en 1937)
- Alexandre Alekhine (1937 – 1946, mort champion du monde)

Entre 1946 et 1948, il n'y eut pas de champion du monde. Le championnat du monde de 1948, organisé par la FIDE, fut un tournoi qui opposa cinq joueurs, et fut suivi, tous les trois ans, à partir de 1951, de matchs disputés au meilleur des vingt-quatre parties. Le prétendant était le vainqueur du tournoi des candidats organisé par la FIDE. En cas de défaite, le champion déchu avait droit, à partir de 1956, à un match revanche disputé l'année suivante. En cas d'égalité, le champion conservait son titre.
- Mikhaïl Botvinnik (1948 – 1957)

Anatoli Karpov

- Vassily Smyslov (1957 – 1958, perdit son titre lors du match revanche en 1958)
- Mikhaïl Botvinnik (1958 – 1960)
- Mikhaïl Tal (1960 – 1961, perdit son titre lors du match revanche en 1961)
- Mikhaïl Botvinnik (1961 – 1963)

Le droit au match revanche fut aboli en 1963.
- Tigran Petrossian (1963 – 1969)
- Boris Spassky (1969 – 1972)
- Bobby Fischer (1972 – 1975, perdit son titre par forfait)

En 1975, Bobby Fischer refusa de jouer le championnat du monde 1975 contre Anatoli Karpov. Les trois championnats suivants (1978, 1981 et 1984) furent disputés sans compter les parties nulles, le titre revenant au premier joueur remportant six parties.
- Anatoli Karpov (1975 – 1985)

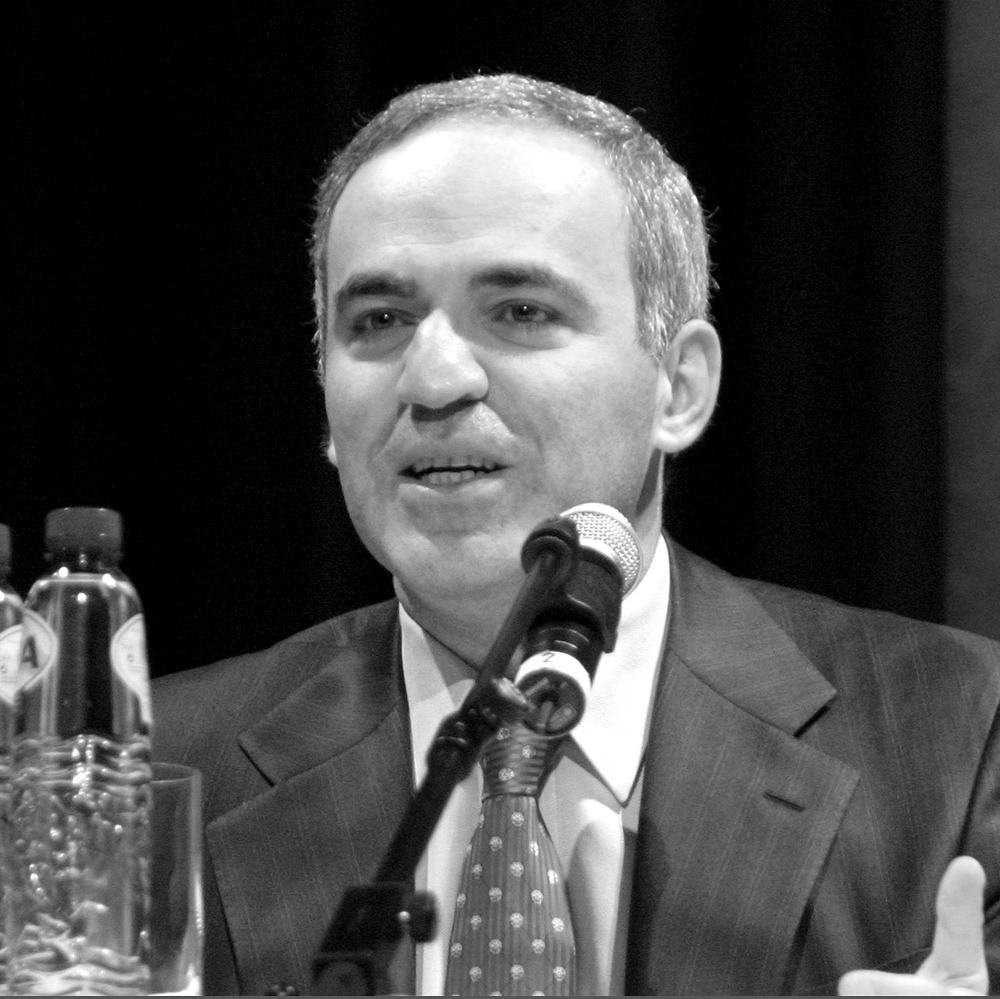
Garry Kasparov

En février 1985, Le championnat du monde, commencé en septembre 1984, fut interrompu après 48 parties « pour préserver la santé des joueurs ». Le match fut rejoué en octobre-novembre 1985 en 24 parties et le droit au match revanche fut réintroduit.
- Garry Kasparov (1985 – 1993)

En 1993, Garry Kasparov provoqua une scission avec la FIDE et créa sa propre fédération, la PCA (Professional Chess Association). Il y eut alors deux champions du monde, l'un dit « classique », se réclamant de la lignée des matchs entamée par Steinitz, l'autre dit « FIDE » vainqueur du « championnat du monde FIDE ».
Champions du monde « classiques » de 1993 à 2006 :
- Garry Kasparov (1993 – 2000)
- Vladimir Kramnik (2000 – 2006)

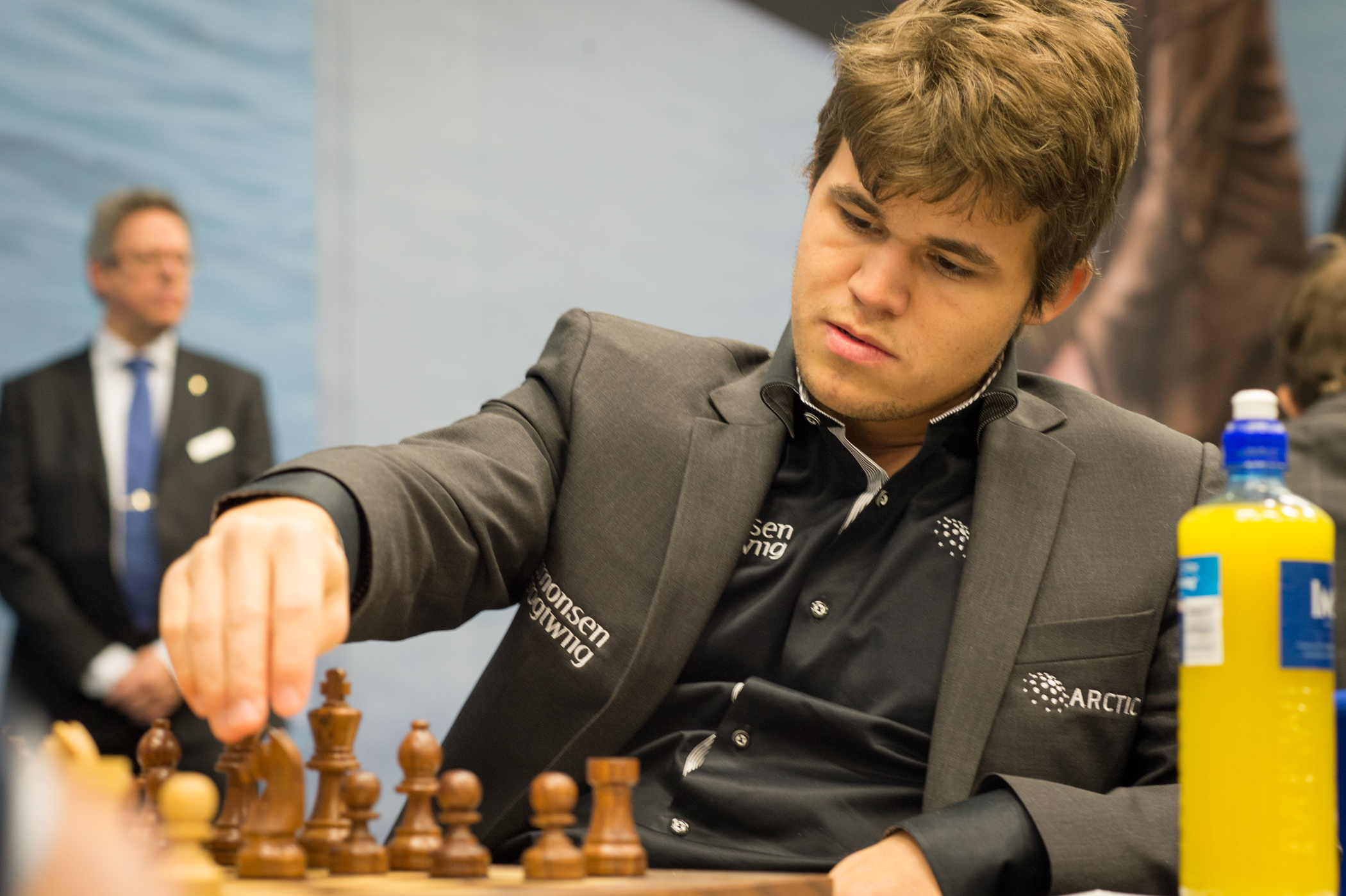
Le Norvégien Magnus Carlsen, champion du monde entre 2013 et 2023.

Champions du monde « FIDE » de 1993 à 2006 :
- Anatoli Karpov (1993 – 1999, perdit son titre par forfait en 1999)

À partir de 1999, contrairement à la tradition, les championnats du monde « FIDE » furent des tournois à élimination directe. Le champion du monde en titre entrait en lice dès les premiers tours, ce que Karpov n'accepta pas en 1999.
- Aleksandr Khalifman (1999 – 2000)
- Viswanathan Anand (2000 – 2002)
- Ruslan Ponomariov (2002 – 2004)
- Rustam Qosimjonov (2004 – 2005)
- Veselin Topalov (2005 – 2006)

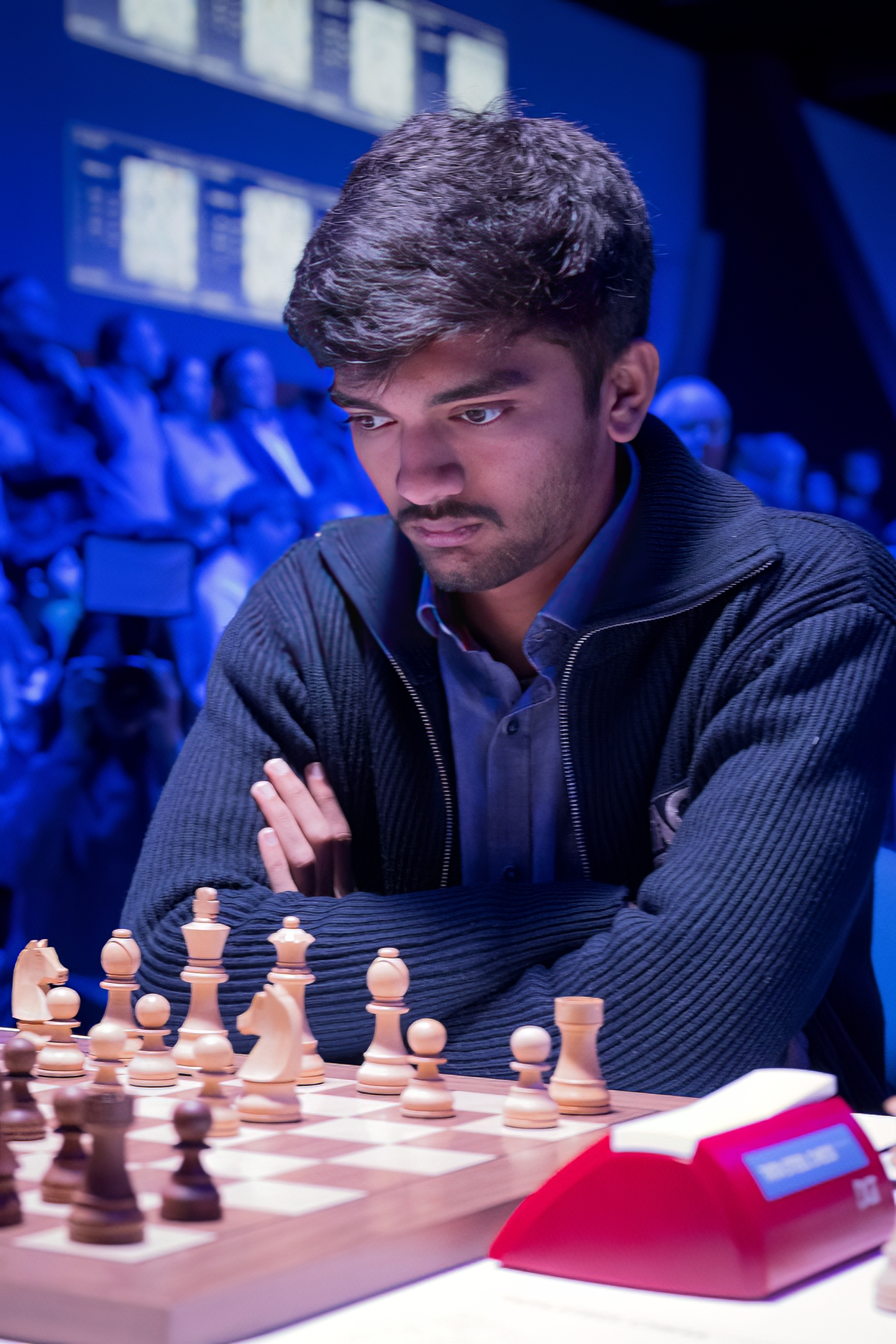
Dommaraju Gukesh, le plus jeune champion du monde de l’histoire.

Les championnats du monde 2005 et 2007 furent des tournois toutes rondes opposant huit joueurs. En 2006 eut lieu le match de réunification des deux titres. Vladimir Kramnik battit Veselin Topalov.
- Vladimir Kramnik (2006 – 2007)
- Viswanathan Anand (2007 - 2013)
- Magnus Carlsen (2013 - 2023)
- Ding Liren (2023 - 2024)
- Gukesh Dommaraju (depuis 2024)[30]

À compter de 2008, le championnat du monde « unifié » se joue de nouveau sous la forme de match entre le tenant du titre et son challenger.

### Champions du monde de blitz et de parties rapides
Il existe également des championnats du monde d'échecs sur deux autres cadences mais moins prestigieux et connus que le championnat du monde d'échecs sur parties classiques.
- Championnat du monde de blitz, créé en 1988, même s'il existait un championnat informel auparavant. Depuis 2009, il se déroule à la cadence de 3 minutes plus 2 secondes par coup joué (cadence Fisher). Le Norvégien Magnus Carlsen, est le recordman de victoires en championnat du monde de blitz avec huit titres (en 2009, 2014, 2017, 2018, 2019, 2022, 2023 et 2024) devant le Russe Aleksandr Grichtchouk (vainqueur en 2006, 2012 et 2015). En 2021, le Français Maxime Vachier-Lagrave remporte le titre[55].
- Championnat du monde d'échecs de parties rapides. Différentes compétitions nommées championnats ou coupes du monde furent organisées par la FIDE de 1988 à 2003 à des rythmes irréguliers auxquelles succéda des compétitions non officielles comme le trophée Eurotel (2002) à Prague puis les championnats du monde Grenkeleasing à Mayence de 2007 à 2010. Depuis 2012 et chaque année, la FIDE organise désormais un championnat du monde officiel de parties rapides. La cadence est de 15 minutes + 10 secondes par coup joué. Magnus Carlsen a remporté le titre mondial rapide en 2014, 2015 et 2019 et Viswanathan Anand, ancien champion du monde d'échecs, a remporté deux titres mondiaux (en 2003 et 2017).

Ces deux championnats organisés par la FIDE se déroulent chaque année depuis 2012 sur le même lieu, et, depuis 2016, entre Noël et le jour de l'an.

### Championnes du monde
Organisée par la FIDE, le Championnat du monde d'échecs féminin existe depuis 1927. Depuis l'édition de 2010, le championnat du monde se déroule chaque année soit sous la forme d'un match entre deux joueuses, soit sous la forme d'un tournoi à élimination directe (avec éventuellement des parties rapides de départage) avec 64 concurrentes au départ.
Depuis les années 1990, le championnat est souvent gagné par des Chinoises. La championne du monde en titre (2020) est la Chinoise Ju Wenjun qui a retenu son titre en janvier 2020 après un premier titre en 2018 et une défense victorieuse récemment contre Aleksandra Goriatchkina.
Certaines joueuses ont choisi de participer exclusivement aux compétitions mixtes et n'ont donc jamais concouru pour le titre mondial féminin comme la Hongroise Judit Polgár, meilleure joueuse de tous les temps avec un classement Elo de 2 735 points et huitième au classement mondial mixte en 2004.

### Grands tournois
- Coupe du monde d'échecs (à Bakou en 2023) qui offre deux places pour le tournoi des candidats
- Tournoi des candidats (à Toronto en 2024) qui détermine qui sera opposé au champion du monde en titre
- Grand Prix FIDE, composé, suivant les années de 4 à 6 tournois fermés
- Grand Chess Tour, composé suivant les années de 3 à 7 tournois fermés
- Coupe Sinquefield (Saint-Louis, États-Unis)
- Festival d'échecs de Bienne (Suisse)
- Festival d'échecs de Gibraltar
- Open Aeroflot à Moscou (Russie)
- Tournoi d'échecs de Dortmund (Allemagne)
- Tournoi de Hastings (Royaume-Uni)
- Tournoi Norway Chess (Norvège)
- Mémorial Capablanca (Cuba)
- Tournoi Chess Classic de Londres (Angleterre)
- Tournoi d'échecs de Poïkovski (tournoi Karpov, Russie)
- Tournoi des rois (Roumanie)
- Tournoi d'échecs de Sarajevo (tournoi Bosna, Bosnie-Herzégovine)
- Tournoi de Wijk aan Zee (Pays-Bas)

Depuis la saison 2004-2005, plus de 70 grands événements mondiaux sont regroupés au sein de l'ACP Tour, mise en place par l'ACP, l'association des joueurs d'échecs professionnels.
Tournois en France
- Open de Cappelle-la-Grande (France)
- Tournoi Corsica Masters (France, tournoi rapide)

Anciens grands tournois
- Mémorial Tal à Moscou (Russie)
- Tournoi d'échecs d'Amsterdam (Pays-Bas)
- Tournoi d'échecs de Bilbao (Espagne)
- Tournoi d'échecs de Bugojno (Yougoslavie)
- Tournoi de Linares (Espagne)
- Tournoi d'échecs de Nankin (Chine)
- Tournoi d'échecs de Reggio d'Émilie (Italie)
- Tournoi d'échecs de Sofia (Bulgarie)
- Tournoi d'échecs de Tilbourg (Pays-Bas)
- Tournoi d'échecs de Zurich (Zurich Chess Challenge, Suisse)

### Olympiades
Les olympiades d'échecs sont une compétition par équipes organisée par la Fédération internationale des échecs (FIDE) depuis 1927. Interrompues par la Seconde Guerre mondiale en 1939, elles ont repris en 1950 et se déroulent chaque année paire. Elles opposent des équipes nationales de quatre joueurs (et un remplaçant). La première édition a eu lieu en 1927 à Londres.

## Psychologie

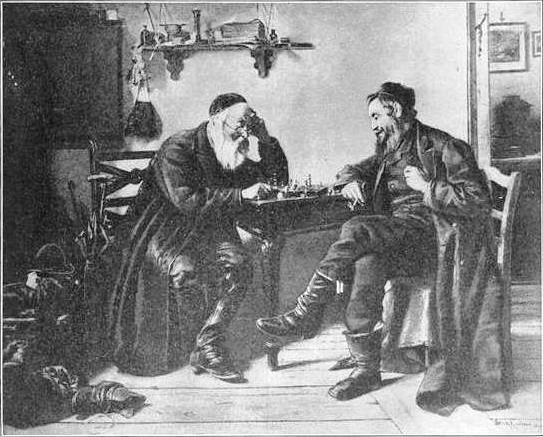
Les joueurs d'échecs, Isidor Kaufman, av. 1906.

La psychologie échiquéenne est l'objet de nombreuses études, on peut classer ces études en deux types : « ceux réalisés par les psychologues pour explorer le fonctionnement du psychisme humain et usant du jeu d'échecs comme outil, […] et, d'autre part, les analyses faites par les joueurs d'échecs […] pour améliorer leur niveau… »
Dans la première catégorie, Alfred Binet publie en 1894 Psychologie des grands calculateurs et joueurs d'échecs, ouvrage dans lequel il étudie les processus cognitifs nécessaires au joueur d'échecs, en particulier les représentations mentales qui permettent aux joueurs d'abstraire l'échiquier et ses pièces afin de réfléchir sans avoir à les déplacer ou jouer une partie à l'aveugle. En 1946, le psychologue néerlandais (et joueur d'échecs) Adriaan de Groot publie une importante étude des mécanismes du choix des coups. Le grand maître et psychologue Reuben Fine dans son livre Psychology of the Chess Player montre que la principale différence entre l'amateur et le maître réside dans la capacité à mémoriser puis reconnaître les différents schémas ou thèmes qui apparaissent lors d'une partie. Il compare cette capacité à la maîtrise d'un langage.
Dans les deux dernières décennies, l'intérêt pour les échecs et ses possibles avantages cognitifs a augmenté radicalement. Une possible explication de ce phénomène est donnée par Giovanni Sala et Fernand Gobet, deux professeurs et docteurs en psychologie : il serait provoqué par les changements dans la demande actuelle de travail dans notre société, en effet de plus en plus de métiers requièrent certaines capacités cognitives et de raisonnement, à cause de l'avancement rapide du domaine du STIM (Science, Technologie, Ingénierie, Mathématiques). C'est donc logique qu'il y ait plus de ressources utilisées pour le développement d'une activité qui pourrait améliorer les compétences des futurs employés dans ces secteurs. Des études ont été effectuées à cet effet, principalement dans des écoles, afin de monitorer les avantages et/ou désavantages que les échecs pourraient porter par rapport à l'enseignement actuel. En 2011 Ayperi Dikici Sigirtmac, une professeure à l'université de Çukurova (Adana), a publié une étude avec des enfants de six ans en Turquie, montrant que sur un test conceptuel, les élèves auxquels ont été enseignés les échecs ont obtenu de meilleurs résultats par rapport aux élèves ayant une instruction standard. Aucune différence n'a été constaté entre les deux sexes. Une autre publication en 2015 de Giovanni Sala, Alessandra Gorini et Gabriella Pravettoni, sur une expérience effectuée dans une école en Italie avec des jeunes entre huit et dix ans, trouve une corrélation similaire avec la compréhension des mathématiques entre les élèves qui ont eu un cursus avec ou sans des cours d'échecs. D'autres études dans des institutions d'enseignements où les échecs ont été appris à des étudiants, obtiennent des résultats qui indiquent une influence positive. Mais comme analysé par Giovanni Sala et Fernand Gobet en 2016, il est difficile d'effectuer ces expériences dans des conditions idéales. Ces conditions permettraient d'éliminer un éventuel effet « placebo », qui pourrait être causé par différents facteurs, tels que la motivation des enseignants d'échecs ou l'effet qu'apprendre une nouvelle activité pourrait avoir. Il n'y a pas encore d'études qui sont parvenues à respecter complètement ces conditions et c'est pourquoi il n'y a pas encore un consensus général dans la communauté scientifique. Il faudra donc d'ultérieures recherches pour prouver les avantages que les échecs ont réellement.
La deuxième catégorie d'études est surtout l'œuvre de grands maîtres soviétiques, en particulier Benjamin Blumenfeld et Nikolaï Kroguious. Ils analysent la genèse des fautes commises par les joueurs et proposent divers remèdes.

## Composition échiquéenne
La composition échiquéenne, qui forme un monde à part dans l'univers des échecs, représente son versant artistique. Le problème d'échecs (au sens large) se conforme à des règles de jeu aussi rigoureuses que dans le jeu d'échecs (même si elles sont parfois revisitées comme dans les problèmes féériques) mais il présente des situations très éloignées de la partie d'échecs réelle. Des considérations esthétiques, souvent géométriques, priment sur la réalité de la lutte entre deux joueurs. Cet univers comporte un certain nombre de conventions : on exige par exemple (sauf énoncé contraire) que la solution du problème soit unique, lorsqu'il s'agit d'un gain (étude) on présente le problème en donnant le trait aux blancs, on évite que le premier coup de la solution soit une prise ou un échec, etc. La composition échiquéenne est une discipline récente, au moins au sens moderne du terme (XIXe siècle).
Comme dans le domaine de la partie, des compétitions sont organisées, elles sont de deux sortes :
- des concours de composition qui consistent à créer un problème, souvent sur un thème donné ;
- des compétitions de résolution de problèmes, dont les compétiteurs sont appelés des solutionnistes.

Rares sont les forts joueurs d'échecs qui s'intéressent aux problèmes d'échecs, les deux univers sont très différents. Notons toutefois que les grands maîtres anglais John Nunn et Jonathan Mestel ont remporté le Championnat du monde de solutions, et que Richard Réti, Vassily Smyslov et Pal Benko sont des compositeurs d'étude réputés.

### Problème
Si les problèmes les plus fréquents sont les mats en deux coups, il y a une grande variété de types d'énoncé. Il y a des problèmes orthodoxes, des problèmes hétérodoxes (mats aidés et mats inverses), des problèmes féériques (où les règles et les pièces en jeu peuvent être différentes du jeu habituel), des problèmes d'analyse rétrograde, etc.
Dubuque Chess Journal 1889
|   | a | b | c | d | e | f | g | h |   |
| 8 | Fou noir sur case noire d8 · Tour noire sur case blanche e8 · Tour noire sur case noire f8 · Fou noir sur case blanche g8 · Cavalier blanc sur case noire c7 · Fou blanc sur case blanche h7 · Pion noir sur case noire c5 · Dame blanche sur case blanche h5 · Pion noir sur case blanche c4 · Roi noir sur case noire f4 · Pion blanc sur case blanche f3 · Pion blanc sur case blanche e2 · Roi blanc sur case blanche g2 · Tour blanche sur case noire h2 · Cavalier blanc sur case noire c1 · Tour blanche sur case blanche f1 · Fou blanc sur case noire g1 | Fou noir sur case noire d8 · Tour noire sur case blanche e8 · Tour noire sur case noire f8 · Fou noir sur case blanche g8 · Cavalier blanc sur case noire c7 · Fou blanc sur case blanche h7 · Pion noir sur case noire c5 · Dame blanche sur case blanche h5 · Pion noir sur case blanche c4 · Roi noir sur case noire f4 · Pion blanc sur case blanche f3 · Pion blanc sur case blanche e2 · Roi blanc sur case blanche g2 · Tour blanche sur case noire h2 · Cavalier blanc sur case noire c1 · Tour blanche sur case blanche f1 · Fou blanc sur case noire g1 | Fou noir sur case noire d8 · Tour noire sur case blanche e8 · Tour noire sur case noire f8 · Fou noir sur case blanche g8 · Cavalier blanc sur case noire c7 · Fou blanc sur case blanche h7 · Pion noir sur case noire c5 · Dame blanche sur case blanche h5 · Pion noir sur case blanche c4 · Roi noir sur case noire f4 · Pion blanc sur case blanche f3 · Pion blanc sur case blanche e2 · Roi blanc sur case blanche g2 · Tour blanche sur case noire h2 · Cavalier blanc sur case noire c1 · Tour blanche sur case blanche f1 · Fou blanc sur case noire g1 | Fou noir sur case noire d8 · Tour noire sur case blanche e8 · Tour noire sur case noire f8 · Fou noir sur case blanche g8 · Cavalier blanc sur case noire c7 · Fou blanc sur case blanche h7 · Pion noir sur case noire c5 · Dame blanche sur case blanche h5 · Pion noir sur case blanche c4 · Roi noir sur case noire f4 · Pion blanc sur case blanche f3 · Pion blanc sur case blanche e2 · Roi blanc sur case blanche g2 · Tour blanche sur case noire h2 · Cavalier blanc sur case noire c1 · Tour blanche sur case blanche f1 · Fou blanc sur case noire g1 | Fou noir sur case noire d8 · Tour noire sur case blanche e8 · Tour noire sur case noire f8 · Fou noir sur case blanche g8 · Cavalier blanc sur case noire c7 · Fou blanc sur case blanche h7 · Pion noir sur case noire c5 · Dame blanche sur case blanche h5 · Pion noir sur case blanche c4 · Roi noir sur case noire f4 · Pion blanc sur case blanche f3 · Pion blanc sur case blanche e2 · Roi blanc sur case blanche g2 · Tour blanche sur case noire h2 · Cavalier blanc sur case noire c1 · Tour blanche sur case blanche f1 · Fou blanc sur case noire g1 | Fou noir sur case noire d8 · Tour noire sur case blanche e8 · Tour noire sur case noire f8 · Fou noir sur case blanche g8 · Cavalier blanc sur case noire c7 · Fou blanc sur case blanche h7 · Pion noir sur case noire c5 · Dame blanche sur case blanche h5 · Pion noir sur case blanche c4 · Roi noir sur case noire f4 · Pion blanc sur case blanche f3 · Pion blanc sur case blanche e2 · Roi blanc sur case blanche g2 · Tour blanche sur case noire h2 · Cavalier blanc sur case noire c1 · Tour blanche sur case blanche f1 · Fou blanc sur case noire g1 | Fou noir sur case noire d8 · Tour noire sur case blanche e8 · Tour noire sur case noire f8 · Fou noir sur case blanche g8 · Cavalier blanc sur case noire c7 · Fou blanc sur case blanche h7 · Pion noir sur case noire c5 · Dame blanche sur case blanche h5 · Pion noir sur case blanche c4 · Roi noir sur case noire f4 · Pion blanc sur case blanche f3 · Pion blanc sur case blanche e2 · Roi blanc sur case blanche g2 · Tour blanche sur case noire h2 · Cavalier blanc sur case noire c1 · Tour blanche sur case blanche f1 · Fou blanc sur case noire g1 | Fou noir sur case noire d8 · Tour noire sur case blanche e8 · Tour noire sur case noire f8 · Fou noir sur case blanche g8 · Cavalier blanc sur case noire c7 · Fou blanc sur case blanche h7 · Pion noir sur case noire c5 · Dame blanche sur case blanche h5 · Pion noir sur case blanche c4 · Roi noir sur case noire f4 · Pion blanc sur case blanche f3 · Pion blanc sur case blanche e2 · Roi blanc sur case blanche g2 · Tour blanche sur case noire h2 · Cavalier blanc sur case noire c1 · Tour blanche sur case blanche f1 · Fou blanc sur case noire g1 | 8 |
| 7 | Fou noir sur case noire d8 · Tour noire sur case blanche e8 · Tour noire sur case noire f8 · Fou noir sur case blanche g8 · Cavalier blanc sur case noire c7 · Fou blanc sur case blanche h7 · Pion noir sur case noire c5 · Dame blanche sur case blanche h5 · Pion noir sur case blanche c4 · Roi noir sur case noire f4 · Pion blanc sur case blanche f3 · Pion blanc sur case blanche e2 · Roi blanc sur case blanche g2 · Tour blanche sur case noire h2 · Cavalier blanc sur case noire c1 · Tour blanche sur case blanche f1 · Fou blanc sur case noire g1 | Fou noir sur case noire d8 · Tour noire sur case blanche e8 · Tour noire sur case noire f8 · Fou noir sur case blanche g8 · Cavalier blanc sur case noire c7 · Fou blanc sur case blanche h7 · Pion noir sur case noire c5 · Dame blanche sur case blanche h5 · Pion noir sur case blanche c4 · Roi noir sur case noire f4 · Pion blanc sur case blanche f3 · Pion blanc sur case blanche e2 · Roi blanc sur case blanche g2 · Tour blanche sur case noire h2 · Cavalier blanc sur case noire c1 · Tour blanche sur case blanche f1 · Fou blanc sur case noire g1 | Fou noir sur case noire d8 · Tour noire sur case blanche e8 · Tour noire sur case noire f8 · Fou noir sur case blanche g8 · Cavalier blanc sur case noire c7 · Fou blanc sur case blanche h7 · Pion noir sur case noire c5 · Dame blanche sur case blanche h5 · Pion noir sur case blanche c4 · Roi noir sur case noire f4 · Pion blanc sur case blanche f3 · Pion blanc sur case blanche e2 · Roi blanc sur case blanche g2 · Tour blanche sur case noire h2 · Cavalier blanc sur case noire c1 · Tour blanche sur case blanche f1 · Fou blanc sur case noire g1 | Fou noir sur case noire d8 · Tour noire sur case blanche e8 · Tour noire sur case noire f8 · Fou noir sur case blanche g8 · Cavalier blanc sur case noire c7 · Fou blanc sur case blanche h7 · Pion noir sur case noire c5 · Dame blanche sur case blanche h5 · Pion noir sur case blanche c4 · Roi noir sur case noire f4 · Pion blanc sur case blanche f3 · Pion blanc sur case blanche e2 · Roi blanc sur case blanche g2 · Tour blanche sur case noire h2 · Cavalier blanc sur case noire c1 · Tour blanche sur case blanche f1 · Fou blanc sur case noire g1 | Fou noir sur case noire d8 · Tour noire sur case blanche e8 · Tour noire sur case noire f8 · Fou noir sur case blanche g8 · Cavalier blanc sur case noire c7 · Fou blanc sur case blanche h7 · Pion noir sur case noire c5 · Dame blanche sur case blanche h5 · Pion noir sur case blanche c4 · Roi noir sur case noire f4 · Pion blanc sur case blanche f3 · Pion blanc sur case blanche e2 · Roi blanc sur case blanche g2 · Tour blanche sur case noire h2 · Cavalier blanc sur case noire c1 · Tour blanche sur case blanche f1 · Fou blanc sur case noire g1 | Fou noir sur case noire d8 · Tour noire sur case blanche e8 · Tour noire sur case noire f8 · Fou noir sur case blanche g8 · Cavalier blanc sur case noire c7 · Fou blanc sur case blanche h7 · Pion noir sur case noire c5 · Dame blanche sur case blanche h5 · Pion noir sur case blanche c4 · Roi noir sur case noire f4 · Pion blanc sur case blanche f3 · Pion blanc sur case blanche e2 · Roi blanc sur case blanche g2 · Tour blanche sur case noire h2 · Cavalier blanc sur case noire c1 · Tour blanche sur case blanche f1 · Fou blanc sur case noire g1 | Fou noir sur case noire d8 · Tour noire sur case blanche e8 · Tour noire sur case noire f8 · Fou noir sur case blanche g8 · Cavalier blanc sur case noire c7 · Fou blanc sur case blanche h7 · Pion noir sur case noire c5 · Dame blanche sur case blanche h5 · Pion noir sur case blanche c4 · Roi noir sur case noire f4 · Pion blanc sur case blanche f3 · Pion blanc sur case blanche e2 · Roi blanc sur case blanche g2 · Tour blanche sur case noire h2 · Cavalier blanc sur case noire c1 · Tour blanche sur case blanche f1 · Fou blanc sur case noire g1 | Fou noir sur case noire d8 · Tour noire sur case blanche e8 · Tour noire sur case noire f8 · Fou noir sur case blanche g8 · Cavalier blanc sur case noire c7 · Fou blanc sur case blanche h7 · Pion noir sur case noire c5 · Dame blanche sur case blanche h5 · Pion noir sur case blanche c4 · Roi noir sur case noire f4 · Pion blanc sur case blanche f3 · Pion blanc sur case blanche e2 · Roi blanc sur case blanche g2 · Tour blanche sur case noire h2 · Cavalier blanc sur case noire c1 · Tour blanche sur case blanche f1 · Fou blanc sur case noire g1 | 7 |
| 6 | Fou noir sur case noire d8 · Tour noire sur case blanche e8 · Tour noire sur case noire f8 · Fou noir sur case blanche g8 · Cavalier blanc sur case noire c7 · Fou blanc sur case blanche h7 · Pion noir sur case noire c5 · Dame blanche sur case blanche h5 · Pion noir sur case blanche c4 · Roi noir sur case noire f4 · Pion blanc sur case blanche f3 · Pion blanc sur case blanche e2 · Roi blanc sur case blanche g2 · Tour blanche sur case noire h2 · Cavalier blanc sur case noire c1 · Tour blanche sur case blanche f1 · Fou blanc sur case noire g1 | Fou noir sur case noire d8 · Tour noire sur case blanche e8 · Tour noire sur case noire f8 · Fou noir sur case blanche g8 · Cavalier blanc sur case noire c7 · Fou blanc sur case blanche h7 · Pion noir sur case noire c5 · Dame blanche sur case blanche h5 · Pion noir sur case blanche c4 · Roi noir sur case noire f4 · Pion blanc sur case blanche f3 · Pion blanc sur case blanche e2 · Roi blanc sur case blanche g2 · Tour blanche sur case noire h2 · Cavalier blanc sur case noire c1 · Tour blanche sur case blanche f1 · Fou blanc sur case noire g1 | Fou noir sur case noire d8 · Tour noire sur case blanche e8 · Tour noire sur case noire f8 · Fou noir sur case blanche g8 · Cavalier blanc sur case noire c7 · Fou blanc sur case blanche h7 · Pion noir sur case noire c5 · Dame blanche sur case blanche h5 · Pion noir sur case blanche c4 · Roi noir sur case noire f4 · Pion blanc sur case blanche f3 · Pion blanc sur case blanche e2 · Roi blanc sur case blanche g2 · Tour blanche sur case noire h2 · Cavalier blanc sur case noire c1 · Tour blanche sur case blanche f1 · Fou blanc sur case noire g1 | Fou noir sur case noire d8 · Tour noire sur case blanche e8 · Tour noire sur case noire f8 · Fou noir sur case blanche g8 · Cavalier blanc sur case noire c7 · Fou blanc sur case blanche h7 · Pion noir sur case noire c5 · Dame blanche sur case blanche h5 · Pion noir sur case blanche c4 · Roi noir sur case noire f4 · Pion blanc sur case blanche f3 · Pion blanc sur case blanche e2 · Roi blanc sur case blanche g2 · Tour blanche sur case noire h2 · Cavalier blanc sur case noire c1 · Tour blanche sur case blanche f1 · Fou blanc sur case noire g1 | Fou noir sur case noire d8 · Tour noire sur case blanche e8 · Tour noire sur case noire f8 · Fou noir sur case blanche g8 · Cavalier blanc sur case noire c7 · Fou blanc sur case blanche h7 · Pion noir sur case noire c5 · Dame blanche sur case blanche h5 · Pion noir sur case blanche c4 · Roi noir sur case noire f4 · Pion blanc sur case blanche f3 · Pion blanc sur case blanche e2 · Roi blanc sur case blanche g2 · Tour blanche sur case noire h2 · Cavalier blanc sur case noire c1 · Tour blanche sur case blanche f1 · Fou blanc sur case noire g1 | Fou noir sur case noire d8 · Tour noire sur case blanche e8 · Tour noire sur case noire f8 · Fou noir sur case blanche g8 · Cavalier blanc sur case noire c7 · Fou blanc sur case blanche h7 · Pion noir sur case noire c5 · Dame blanche sur case blanche h5 · Pion noir sur case blanche c4 · Roi noir sur case noire f4 · Pion blanc sur case blanche f3 · Pion blanc sur case blanche e2 · Roi blanc sur case blanche g2 · Tour blanche sur case noire h2 · Cavalier blanc sur case noire c1 · Tour blanche sur case blanche f1 · Fou blanc sur case noire g1 | Fou noir sur case noire d8 · Tour noire sur case blanche e8 · Tour noire sur case noire f8 · Fou noir sur case blanche g8 · Cavalier blanc sur case noire c7 · Fou blanc sur case blanche h7 · Pion noir sur case noire c5 · Dame blanche sur case blanche h5 · Pion noir sur case blanche c4 · Roi noir sur case noire f4 · Pion blanc sur case blanche f3 · Pion blanc sur case blanche e2 · Roi blanc sur case blanche g2 · Tour blanche sur case noire h2 · Cavalier blanc sur case noire c1 · Tour blanche sur case blanche f1 · Fou blanc sur case noire g1 | Fou noir sur case noire d8 · Tour noire sur case blanche e8 · Tour noire sur case noire f8 · Fou noir sur case blanche g8 · Cavalier blanc sur case noire c7 · Fou blanc sur case blanche h7 · Pion noir sur case noire c5 · Dame blanche sur case blanche h5 · Pion noir sur case blanche c4 · Roi noir sur case noire f4 · Pion blanc sur case blanche f3 · Pion blanc sur case blanche e2 · Roi blanc sur case blanche g2 · Tour blanche sur case noire h2 · Cavalier blanc sur case noire c1 · Tour blanche sur case blanche f1 · Fou blanc sur case noire g1 | 6 |
| 5 | Fou noir sur case noire d8 · Tour noire sur case blanche e8 · Tour noire sur case noire f8 · Fou noir sur case blanche g8 · Cavalier blanc sur case noire c7 · Fou blanc sur case blanche h7 · Pion noir sur case noire c5 · Dame blanche sur case blanche h5 · Pion noir sur case blanche c4 · Roi noir sur case noire f4 · Pion blanc sur case blanche f3 · Pion blanc sur case blanche e2 · Roi blanc sur case blanche g2 · Tour blanche sur case noire h2 · Cavalier blanc sur case noire c1 · Tour blanche sur case blanche f1 · Fou blanc sur case noire g1 | Fou noir sur case noire d8 · Tour noire sur case blanche e8 · Tour noire sur case noire f8 · Fou noir sur case blanche g8 · Cavalier blanc sur case noire c7 · Fou blanc sur case blanche h7 · Pion noir sur case noire c5 · Dame blanche sur case blanche h5 · Pion noir sur case blanche c4 · Roi noir sur case noire f4 · Pion blanc sur case blanche f3 · Pion blanc sur case blanche e2 · Roi blanc sur case blanche g2 · Tour blanche sur case noire h2 · Cavalier blanc sur case noire c1 · Tour blanche sur case blanche f1 · Fou blanc sur case noire g1 | Fou noir sur case noire d8 · Tour noire sur case blanche e8 · Tour noire sur case noire f8 · Fou noir sur case blanche g8 · Cavalier blanc sur case noire c7 · Fou blanc sur case blanche h7 · Pion noir sur case noire c5 · Dame blanche sur case blanche h5 · Pion noir sur case blanche c4 · Roi noir sur case noire f4 · Pion blanc sur case blanche f3 · Pion blanc sur case blanche e2 · Roi blanc sur case blanche g2 · Tour blanche sur case noire h2 · Cavalier blanc sur case noire c1 · Tour blanche sur case blanche f1 · Fou blanc sur case noire g1 | Fou noir sur case noire d8 · Tour noire sur case blanche e8 · Tour noire sur case noire f8 · Fou noir sur case blanche g8 · Cavalier blanc sur case noire c7 · Fou blanc sur case blanche h7 · Pion noir sur case noire c5 · Dame blanche sur case blanche h5 · Pion noir sur case blanche c4 · Roi noir sur case noire f4 · Pion blanc sur case blanche f3 · Pion blanc sur case blanche e2 · Roi blanc sur case blanche g2 · Tour blanche sur case noire h2 · Cavalier blanc sur case noire c1 · Tour blanche sur case blanche f1 · Fou blanc sur case noire g1 | Fou noir sur case noire d8 · Tour noire sur case blanche e8 · Tour noire sur case noire f8 · Fou noir sur case blanche g8 · Cavalier blanc sur case noire c7 · Fou blanc sur case blanche h7 · Pion noir sur case noire c5 · Dame blanche sur case blanche h5 · Pion noir sur case blanche c4 · Roi noir sur case noire f4 · Pion blanc sur case blanche f3 · Pion blanc sur case blanche e2 · Roi blanc sur case blanche g2 · Tour blanche sur case noire h2 · Cavalier blanc sur case noire c1 · Tour blanche sur case blanche f1 · Fou blanc sur case noire g1 | Fou noir sur case noire d8 · Tour noire sur case blanche e8 · Tour noire sur case noire f8 · Fou noir sur case blanche g8 · Cavalier blanc sur case noire c7 · Fou blanc sur case blanche h7 · Pion noir sur case noire c5 · Dame blanche sur case blanche h5 · Pion noir sur case blanche c4 · Roi noir sur case noire f4 · Pion blanc sur case blanche f3 · Pion blanc sur case blanche e2 · Roi blanc sur case blanche g2 · Tour blanche sur case noire h2 · Cavalier blanc sur case noire c1 · Tour blanche sur case blanche f1 · Fou blanc sur case noire g1 | Fou noir sur case noire d8 · Tour noire sur case blanche e8 · Tour noire sur case noire f8 · Fou noir sur case blanche g8 · Cavalier blanc sur case noire c7 · Fou blanc sur case blanche h7 · Pion noir sur case noire c5 · Dame blanche sur case blanche h5 · Pion noir sur case blanche c4 · Roi noir sur case noire f4 · Pion blanc sur case blanche f3 · Pion blanc sur case blanche e2 · Roi blanc sur case blanche g2 · Tour blanche sur case noire h2 · Cavalier blanc sur case noire c1 · Tour blanche sur case blanche f1 · Fou blanc sur case noire g1 | Fou noir sur case noire d8 · Tour noire sur case blanche e8 · Tour noire sur case noire f8 · Fou noir sur case blanche g8 · Cavalier blanc sur case noire c7 · Fou blanc sur case blanche h7 · Pion noir sur case noire c5 · Dame blanche sur case blanche h5 · Pion noir sur case blanche c4 · Roi noir sur case noire f4 · Pion blanc sur case blanche f3 · Pion blanc sur case blanche e2 · Roi blanc sur case blanche g2 · Tour blanche sur case noire h2 · Cavalier blanc sur case noire c1 · Tour blanche sur case blanche f1 · Fou blanc sur case noire g1 | 5 |
| 4 | Fou noir sur case noire d8 · Tour noire sur case blanche e8 · Tour noire sur case noire f8 · Fou noir sur case blanche g8 · Cavalier blanc sur case noire c7 · Fou blanc sur case blanche h7 · Pion noir sur case noire c5 · Dame blanche sur case blanche h5 · Pion noir sur case blanche c4 · Roi noir sur case noire f4 · Pion blanc sur case blanche f3 · Pion blanc sur case blanche e2 · Roi blanc sur case blanche g2 · Tour blanche sur case noire h2 · Cavalier blanc sur case noire c1 · Tour blanche sur case blanche f1 · Fou blanc sur case noire g1 | Fou noir sur case noire d8 · Tour noire sur case blanche e8 · Tour noire sur case noire f8 · Fou noir sur case blanche g8 · Cavalier blanc sur case noire c7 · Fou blanc sur case blanche h7 · Pion noir sur case noire c5 · Dame blanche sur case blanche h5 · Pion noir sur case blanche c4 · Roi noir sur case noire f4 · Pion blanc sur case blanche f3 · Pion blanc sur case blanche e2 · Roi blanc sur case blanche g2 · Tour blanche sur case noire h2 · Cavalier blanc sur case noire c1 · Tour blanche sur case blanche f1 · Fou blanc sur case noire g1 | Fou noir sur case noire d8 · Tour noire sur case blanche e8 · Tour noire sur case noire f8 · Fou noir sur case blanche g8 · Cavalier blanc sur case noire c7 · Fou blanc sur case blanche h7 · Pion noir sur case noire c5 · Dame blanche sur case blanche h5 · Pion noir sur case blanche c4 · Roi noir sur case noire f4 · Pion blanc sur case blanche f3 · Pion blanc sur case blanche e2 · Roi blanc sur case blanche g2 · Tour blanche sur case noire h2 · Cavalier blanc sur case noire c1 · Tour blanche sur case blanche f1 · Fou blanc sur case noire g1 | Fou noir sur case noire d8 · Tour noire sur case blanche e8 · Tour noire sur case noire f8 · Fou noir sur case blanche g8 · Cavalier blanc sur case noire c7 · Fou blanc sur case blanche h7 · Pion noir sur case noire c5 · Dame blanche sur case blanche h5 · Pion noir sur case blanche c4 · Roi noir sur case noire f4 · Pion blanc sur case blanche f3 · Pion blanc sur case blanche e2 · Roi blanc sur case blanche g2 · Tour blanche sur case noire h2 · Cavalier blanc sur case noire c1 · Tour blanche sur case blanche f1 · Fou blanc sur case noire g1 | Fou noir sur case noire d8 · Tour noire sur case blanche e8 · Tour noire sur case noire f8 · Fou noir sur case blanche g8 · Cavalier blanc sur case noire c7 · Fou blanc sur case blanche h7 · Pion noir sur case noire c5 · Dame blanche sur case blanche h5 · Pion noir sur case blanche c4 · Roi noir sur case noire f4 · Pion blanc sur case blanche f3 · Pion blanc sur case blanche e2 · Roi blanc sur case blanche g2 · Tour blanche sur case noire h2 · Cavalier blanc sur case noire c1 · Tour blanche sur case blanche f1 · Fou blanc sur case noire g1 | Fou noir sur case noire d8 · Tour noire sur case blanche e8 · Tour noire sur case noire f8 · Fou noir sur case blanche g8 · Cavalier blanc sur case noire c7 · Fou blanc sur case blanche h7 · Pion noir sur case noire c5 · Dame blanche sur case blanche h5 · Pion noir sur case blanche c4 · Roi noir sur case noire f4 · Pion blanc sur case blanche f3 · Pion blanc sur case blanche e2 · Roi blanc sur case blanche g2 · Tour blanche sur case noire h2 · Cavalier blanc sur case noire c1 · Tour blanche sur case blanche f1 · Fou blanc sur case noire g1 | Fou noir sur case noire d8 · Tour noire sur case blanche e8 · Tour noire sur case noire f8 · Fou noir sur case blanche g8 · Cavalier blanc sur case noire c7 · Fou blanc sur case blanche h7 · Pion noir sur case noire c5 · Dame blanche sur case blanche h5 · Pion noir sur case blanche c4 · Roi noir sur case noire f4 · Pion blanc sur case blanche f3 · Pion blanc sur case blanche e2 · Roi blanc sur case blanche g2 · Tour blanche sur case noire h2 · Cavalier blanc sur case noire c1 · Tour blanche sur case blanche f1 · Fou blanc sur case noire g1 | Fou noir sur case noire d8 · Tour noire sur case blanche e8 · Tour noire sur case noire f8 · Fou noir sur case blanche g8 · Cavalier blanc sur case noire c7 · Fou blanc sur case blanche h7 · Pion noir sur case noire c5 · Dame blanche sur case blanche h5 · Pion noir sur case blanche c4 · Roi noir sur case noire f4 · Pion blanc sur case blanche f3 · Pion blanc sur case blanche e2 · Roi blanc sur case blanche g2 · Tour blanche sur case noire h2 · Cavalier blanc sur case noire c1 · Tour blanche sur case blanche f1 · Fou blanc sur case noire g1 | 4 |
| 3 | Fou noir sur case noire d8 · Tour noire sur case blanche e8 · Tour noire sur case noire f8 · Fou noir sur case blanche g8 · Cavalier blanc sur case noire c7 · Fou blanc sur case blanche h7 · Pion noir sur case noire c5 · Dame blanche sur case blanche h5 · Pion noir sur case blanche c4 · Roi noir sur case noire f4 · Pion blanc sur case blanche f3 · Pion blanc sur case blanche e2 · Roi blanc sur case blanche g2 · Tour blanche sur case noire h2 · Cavalier blanc sur case noire c1 · Tour blanche sur case blanche f1 · Fou blanc sur case noire g1 | Fou noir sur case noire d8 · Tour noire sur case blanche e8 · Tour noire sur case noire f8 · Fou noir sur case blanche g8 · Cavalier blanc sur case noire c7 · Fou blanc sur case blanche h7 · Pion noir sur case noire c5 · Dame blanche sur case blanche h5 · Pion noir sur case blanche c4 · Roi noir sur case noire f4 · Pion blanc sur case blanche f3 · Pion blanc sur case blanche e2 · Roi blanc sur case blanche g2 · Tour blanche sur case noire h2 · Cavalier blanc sur case noire c1 · Tour blanche sur case blanche f1 · Fou blanc sur case noire g1 | Fou noir sur case noire d8 · Tour noire sur case blanche e8 · Tour noire sur case noire f8 · Fou noir sur case blanche g8 · Cavalier blanc sur case noire c7 · Fou blanc sur case blanche h7 · Pion noir sur case noire c5 · Dame blanche sur case blanche h5 · Pion noir sur case blanche c4 · Roi noir sur case noire f4 · Pion blanc sur case blanche f3 · Pion blanc sur case blanche e2 · Roi blanc sur case blanche g2 · Tour blanche sur case noire h2 · Cavalier blanc sur case noire c1 · Tour blanche sur case blanche f1 · Fou blanc sur case noire g1 | Fou noir sur case noire d8 · Tour noire sur case blanche e8 · Tour noire sur case noire f8 · Fou noir sur case blanche g8 · Cavalier blanc sur case noire c7 · Fou blanc sur case blanche h7 · Pion noir sur case noire c5 · Dame blanche sur case blanche h5 · Pion noir sur case blanche c4 · Roi noir sur case noire f4 · Pion blanc sur case blanche f3 · Pion blanc sur case blanche e2 · Roi blanc sur case blanche g2 · Tour blanche sur case noire h2 · Cavalier blanc sur case noire c1 · Tour blanche sur case blanche f1 · Fou blanc sur case noire g1 | Fou noir sur case noire d8 · Tour noire sur case blanche e8 · Tour noire sur case noire f8 · Fou noir sur case blanche g8 · Cavalier blanc sur case noire c7 · Fou blanc sur case blanche h7 · Pion noir sur case noire c5 · Dame blanche sur case blanche h5 · Pion noir sur case blanche c4 · Roi noir sur case noire f4 · Pion blanc sur case blanche f3 · Pion blanc sur case blanche e2 · Roi blanc sur case blanche g2 · Tour blanche sur case noire h2 · Cavalier blanc sur case noire c1 · Tour blanche sur case blanche f1 · Fou blanc sur case noire g1 | Fou noir sur case noire d8 · Tour noire sur case blanche e8 · Tour noire sur case noire f8 · Fou noir sur case blanche g8 · Cavalier blanc sur case noire c7 · Fou blanc sur case blanche h7 · Pion noir sur case noire c5 · Dame blanche sur case blanche h5 · Pion noir sur case blanche c4 · Roi noir sur case noire f4 · Pion blanc sur case blanche f3 · Pion blanc sur case blanche e2 · Roi blanc sur case blanche g2 · Tour blanche sur case noire h2 · Cavalier blanc sur case noire c1 · Tour blanche sur case blanche f1 · Fou blanc sur case noire g1 | Fou noir sur case noire d8 · Tour noire sur case blanche e8 · Tour noire sur case noire f8 · Fou noir sur case blanche g8 · Cavalier blanc sur case noire c7 · Fou blanc sur case blanche h7 · Pion noir sur case noire c5 · Dame blanche sur case blanche h5 · Pion noir sur case blanche c4 · Roi noir sur case noire f4 · Pion blanc sur case blanche f3 · Pion blanc sur case blanche e2 · Roi blanc sur case blanche g2 · Tour blanche sur case noire h2 · Cavalier blanc sur case noire c1 · Tour blanche sur case blanche f1 · Fou blanc sur case noire g1 | Fou noir sur case noire d8 · Tour noire sur case blanche e8 · Tour noire sur case noire f8 · Fou noir sur case blanche g8 · Cavalier blanc sur case noire c7 · Fou blanc sur case blanche h7 · Pion noir sur case noire c5 · Dame blanche sur case blanche h5 · Pion noir sur case blanche c4 · Roi noir sur case noire f4 · Pion blanc sur case blanche f3 · Pion blanc sur case blanche e2 · Roi blanc sur case blanche g2 · Tour blanche sur case noire h2 · Cavalier blanc sur case noire c1 · Tour blanche sur case blanche f1 · Fou blanc sur case noire g1 | 3 |
| 2 | Fou noir sur case noire d8 · Tour noire sur case blanche e8 · Tour noire sur case noire f8 · Fou noir sur case blanche g8 · Cavalier blanc sur case noire c7 · Fou blanc sur case blanche h7 · Pion noir sur case noire c5 · Dame blanche sur case blanche h5 · Pion noir sur case blanche c4 · Roi noir sur case noire f4 · Pion blanc sur case blanche f3 · Pion blanc sur case blanche e2 · Roi blanc sur case blanche g2 · Tour blanche sur case noire h2 · Cavalier blanc sur case noire c1 · Tour blanche sur case blanche f1 · Fou blanc sur case noire g1 | Fou noir sur case noire d8 · Tour noire sur case blanche e8 · Tour noire sur case noire f8 · Fou noir sur case blanche g8 · Cavalier blanc sur case noire c7 · Fou blanc sur case blanche h7 · Pion noir sur case noire c5 · Dame blanche sur case blanche h5 · Pion noir sur case blanche c4 · Roi noir sur case noire f4 · Pion blanc sur case blanche f3 · Pion blanc sur case blanche e2 · Roi blanc sur case blanche g2 · Tour blanche sur case noire h2 · Cavalier blanc sur case noire c1 · Tour blanche sur case blanche f1 · Fou blanc sur case noire g1 | Fou noir sur case noire d8 · Tour noire sur case blanche e8 · Tour noire sur case noire f8 · Fou noir sur case blanche g8 · Cavalier blanc sur case noire c7 · Fou blanc sur case blanche h7 · Pion noir sur case noire c5 · Dame blanche sur case blanche h5 · Pion noir sur case blanche c4 · Roi noir sur case noire f4 · Pion blanc sur case blanche f3 · Pion blanc sur case blanche e2 · Roi blanc sur case blanche g2 · Tour blanche sur case noire h2 · Cavalier blanc sur case noire c1 · Tour blanche sur case blanche f1 · Fou blanc sur case noire g1 | Fou noir sur case noire d8 · Tour noire sur case blanche e8 · Tour noire sur case noire f8 · Fou noir sur case blanche g8 · Cavalier blanc sur case noire c7 · Fou blanc sur case blanche h7 · Pion noir sur case noire c5 · Dame blanche sur case blanche h5 · Pion noir sur case blanche c4 · Roi noir sur case noire f4 · Pion blanc sur case blanche f3 · Pion blanc sur case blanche e2 · Roi blanc sur case blanche g2 · Tour blanche sur case noire h2 · Cavalier blanc sur case noire c1 · Tour blanche sur case blanche f1 · Fou blanc sur case noire g1 | Fou noir sur case noire d8 · Tour noire sur case blanche e8 · Tour noire sur case noire f8 · Fou noir sur case blanche g8 · Cavalier blanc sur case noire c7 · Fou blanc sur case blanche h7 · Pion noir sur case noire c5 · Dame blanche sur case blanche h5 · Pion noir sur case blanche c4 · Roi noir sur case noire f4 · Pion blanc sur case blanche f3 · Pion blanc sur case blanche e2 · Roi blanc sur case blanche g2 · Tour blanche sur case noire h2 · Cavalier blanc sur case noire c1 · Tour blanche sur case blanche f1 · Fou blanc sur case noire g1 | Fou noir sur case noire d8 · Tour noire sur case blanche e8 · Tour noire sur case noire f8 · Fou noir sur case blanche g8 · Cavalier blanc sur case noire c7 · Fou blanc sur case blanche h7 · Pion noir sur case noire c5 · Dame blanche sur case blanche h5 · Pion noir sur case blanche c4 · Roi noir sur case noire f4 · Pion blanc sur case blanche f3 · Pion blanc sur case blanche e2 · Roi blanc sur case blanche g2 · Tour blanche sur case noire h2 · Cavalier blanc sur case noire c1 · Tour blanche sur case blanche f1 · Fou blanc sur case noire g1 | Fou noir sur case noire d8 · Tour noire sur case blanche e8 · Tour noire sur case noire f8 · Fou noir sur case blanche g8 · Cavalier blanc sur case noire c7 · Fou blanc sur case blanche h7 · Pion noir sur case noire c5 · Dame blanche sur case blanche h5 · Pion noir sur case blanche c4 · Roi noir sur case noire f4 · Pion blanc sur case blanche f3 · Pion blanc sur case blanche e2 · Roi blanc sur case blanche g2 · Tour blanche sur case noire h2 · Cavalier blanc sur case noire c1 · Tour blanche sur case blanche f1 · Fou blanc sur case noire g1 | Fou noir sur case noire d8 · Tour noire sur case blanche e8 · Tour noire sur case noire f8 · Fou noir sur case blanche g8 · Cavalier blanc sur case noire c7 · Fou blanc sur case blanche h7 · Pion noir sur case noire c5 · Dame blanche sur case blanche h5 · Pion noir sur case blanche c4 · Roi noir sur case noire f4 · Pion blanc sur case blanche f3 · Pion blanc sur case blanche e2 · Roi blanc sur case blanche g2 · Tour blanche sur case noire h2 · Cavalier blanc sur case noire c1 · Tour blanche sur case blanche f1 · Fou blanc sur case noire g1 | 2 |
| 1 | Fou noir sur case noire d8 · Tour noire sur case blanche e8 · Tour noire sur case noire f8 · Fou noir sur case blanche g8 · Cavalier blanc sur case noire c7 · Fou blanc sur case blanche h7 · Pion noir sur case noire c5 · Dame blanche sur case blanche h5 · Pion noir sur case blanche c4 · Roi noir sur case noire f4 · Pion blanc sur case blanche f3 · Pion blanc sur case blanche e2 · Roi blanc sur case blanche g2 · Tour blanche sur case noire h2 · Cavalier blanc sur case noire c1 · Tour blanche sur case blanche f1 · Fou blanc sur case noire g1 | Fou noir sur case noire d8 · Tour noire sur case blanche e8 · Tour noire sur case noire f8 · Fou noir sur case blanche g8 · Cavalier blanc sur case noire c7 · Fou blanc sur case blanche h7 · Pion noir sur case noire c5 · Dame blanche sur case blanche h5 · Pion noir sur case blanche c4 · Roi noir sur case noire f4 · Pion blanc sur case blanche f3 · Pion blanc sur case blanche e2 · Roi blanc sur case blanche g2 · Tour blanche sur case noire h2 · Cavalier blanc sur case noire c1 · Tour blanche sur case blanche f1 · Fou blanc sur case noire g1 | Fou noir sur case noire d8 · Tour noire sur case blanche e8 · Tour noire sur case noire f8 · Fou noir sur case blanche g8 · Cavalier blanc sur case noire c7 · Fou blanc sur case blanche h7 · Pion noir sur case noire c5 · Dame blanche sur case blanche h5 · Pion noir sur case blanche c4 · Roi noir sur case noire f4 · Pion blanc sur case blanche f3 · Pion blanc sur case blanche e2 · Roi blanc sur case blanche g2 · Tour blanche sur case noire h2 · Cavalier blanc sur case noire c1 · Tour blanche sur case blanche f1 · Fou blanc sur case noire g1 | Fou noir sur case noire d8 · Tour noire sur case blanche e8 · Tour noire sur case noire f8 · Fou noir sur case blanche g8 · Cavalier blanc sur case noire c7 · Fou blanc sur case blanche h7 · Pion noir sur case noire c5 · Dame blanche sur case blanche h5 · Pion noir sur case blanche c4 · Roi noir sur case noire f4 · Pion blanc sur case blanche f3 · Pion blanc sur case blanche e2 · Roi blanc sur case blanche g2 · Tour blanche sur case noire h2 · Cavalier blanc sur case noire c1 · Tour blanche sur case blanche f1 · Fou blanc sur case noire g1 | Fou noir sur case noire d8 · Tour noire sur case blanche e8 · Tour noire sur case noire f8 · Fou noir sur case blanche g8 · Cavalier blanc sur case noire c7 · Fou blanc sur case blanche h7 · Pion noir sur case noire c5 · Dame blanche sur case blanche h5 · Pion noir sur case blanche c4 · Roi noir sur case noire f4 · Pion blanc sur case blanche f3 · Pion blanc sur case blanche e2 · Roi blanc sur case blanche g2 · Tour blanche sur case noire h2 · Cavalier blanc sur case noire c1 · Tour blanche sur case blanche f1 · Fou blanc sur case noire g1 | Fou noir sur case noire d8 · Tour noire sur case blanche e8 · Tour noire sur case noire f8 · Fou noir sur case blanche g8 · Cavalier blanc sur case noire c7 · Fou blanc sur case blanche h7 · Pion noir sur case noire c5 · Dame blanche sur case blanche h5 · Pion noir sur case blanche c4 · Roi noir sur case noire f4 · Pion blanc sur case blanche f3 · Pion blanc sur case blanche e2 · Roi blanc sur case blanche g2 · Tour blanche sur case noire h2 · Cavalier blanc sur case noire c1 · Tour blanche sur case blanche f1 · Fou blanc sur case noire g1 | Fou noir sur case noire d8 · Tour noire sur case blanche e8 · Tour noire sur case noire f8 · Fou noir sur case blanche g8 · Cavalier blanc sur case noire c7 · Fou blanc sur case blanche h7 · Pion noir sur case noire c5 · Dame blanche sur case blanche h5 · Pion noir sur case blanche c4 · Roi noir sur case noire f4 · Pion blanc sur case blanche f3 · Pion blanc sur case blanche e2 · Roi blanc sur case blanche g2 · Tour blanche sur case noire h2 · Cavalier blanc sur case noire c1 · Tour blanche sur case blanche f1 · Fou blanc sur case noire g1 | Fou noir sur case noire d8 · Tour noire sur case blanche e8 · Tour noire sur case noire f8 · Fou noir sur case blanche g8 · Cavalier blanc sur case noire c7 · Fou blanc sur case blanche h7 · Pion noir sur case noire c5 · Dame blanche sur case blanche h5 · Pion noir sur case blanche c4 · Roi noir sur case noire f4 · Pion blanc sur case blanche f3 · Pion blanc sur case blanche e2 · Roi blanc sur case blanche g2 · Tour blanche sur case noire h2 · Cavalier blanc sur case noire c1 · Tour blanche sur case blanche f1 · Fou blanc sur case noire g1 | 1 |
|   | a | b | c | d | e | f | g | h |   |

Ci-contre, un problème de Thomas Taverner publié en 1889 dans le Dubuque Chess Journal. C'est un mat direct en deux coups.
La clé du problème est 1.Th1. Elle est difficile à trouver parce qu'elle n'introduit aucune menace. Au lieu de cela, elle évacue la case h2, qui devient utilisable pour mater ; c'est ce que les problémistes appellent le thème Bristol, en référence à un problème de Frank Healey publié en 1861 dans un tournoi de cette ville. Les noirs sont mis en zugzwang, une situation dans laquelle chacun de leur coup détériore leur position (les problémistes parlent plutôt de blocus). Mais les règles du jeu leur imposent de jouer et chacun des coups noirs entraîne un coup blanc matant. Par exemple, si les noirs jouent 1… Fxh7, la case d5 n'est plus contrôlée, et les blancs jouent 2.Cd5#. Ou bien si les noirs jouent 1… Te5, ils bloquent la case de fuite du roi, ce qui permet 2.Dg4#. Sur 1…Fg5, les blancs jouent 2.Dh2#, profitant de l'effet Bristol. Si les noirs pouvaient ne pas jouer en réponse à la clé, les blancs ne pourraient pas mater en un coup.
Le thème de ce problème est appelé tuyaux d'orgues ; il se caractérise par la position des tours et des fous noirs. Si chacune de ces quatre pièces avance d'une ou de deux cases, elle intercepte une autre pièce et permet un mat. Par exemple, si les noirs jouent 1…Fe7, la case e3 n'est plus contrôlée, et cela permet 2.e3#. Si les noirs jouent 1…Te7, c'est la case h4 qui n'est plus contrôlée et les blancs matent par 2.Th4#. Le thème de l'interférence mutuelle de deux pièces dans deux variantes porte le nom Grimshaw, les tuyaux d'orgues présentent donc deux Grimshaw.

### Étude
|   | a | b | c | d | e | f | g | h |   |
| 8 | Fou blanc sur case noire d8 · Dame noire sur case blanche h7 · Pion noir sur case blanche f5 · Cavalier blanc sur case blanche a4 · Roi blanc sur case noire d2 · Pion noir sur case blanche g2 · Pion noir sur case noire h2 · Roi noir sur case noire g1 · Fou noir sur case blanche h1 | Fou blanc sur case noire d8 · Dame noire sur case blanche h7 · Pion noir sur case blanche f5 · Cavalier blanc sur case blanche a4 · Roi blanc sur case noire d2 · Pion noir sur case blanche g2 · Pion noir sur case noire h2 · Roi noir sur case noire g1 · Fou noir sur case blanche h1 | Fou blanc sur case noire d8 · Dame noire sur case blanche h7 · Pion noir sur case blanche f5 · Cavalier blanc sur case blanche a4 · Roi blanc sur case noire d2 · Pion noir sur case blanche g2 · Pion noir sur case noire h2 · Roi noir sur case noire g1 · Fou noir sur case blanche h1 | Fou blanc sur case noire d8 · Dame noire sur case blanche h7 · Pion noir sur case blanche f5 · Cavalier blanc sur case blanche a4 · Roi blanc sur case noire d2 · Pion noir sur case blanche g2 · Pion noir sur case noire h2 · Roi noir sur case noire g1 · Fou noir sur case blanche h1 | Fou blanc sur case noire d8 · Dame noire sur case blanche h7 · Pion noir sur case blanche f5 · Cavalier blanc sur case blanche a4 · Roi blanc sur case noire d2 · Pion noir sur case blanche g2 · Pion noir sur case noire h2 · Roi noir sur case noire g1 · Fou noir sur case blanche h1 | Fou blanc sur case noire d8 · Dame noire sur case blanche h7 · Pion noir sur case blanche f5 · Cavalier blanc sur case blanche a4 · Roi blanc sur case noire d2 · Pion noir sur case blanche g2 · Pion noir sur case noire h2 · Roi noir sur case noire g1 · Fou noir sur case blanche h1 | Fou blanc sur case noire d8 · Dame noire sur case blanche h7 · Pion noir sur case blanche f5 · Cavalier blanc sur case blanche a4 · Roi blanc sur case noire d2 · Pion noir sur case blanche g2 · Pion noir sur case noire h2 · Roi noir sur case noire g1 · Fou noir sur case blanche h1 | Fou blanc sur case noire d8 · Dame noire sur case blanche h7 · Pion noir sur case blanche f5 · Cavalier blanc sur case blanche a4 · Roi blanc sur case noire d2 · Pion noir sur case blanche g2 · Pion noir sur case noire h2 · Roi noir sur case noire g1 · Fou noir sur case blanche h1 | 8 |
| 7 | Fou blanc sur case noire d8 · Dame noire sur case blanche h7 · Pion noir sur case blanche f5 · Cavalier blanc sur case blanche a4 · Roi blanc sur case noire d2 · Pion noir sur case blanche g2 · Pion noir sur case noire h2 · Roi noir sur case noire g1 · Fou noir sur case blanche h1 | Fou blanc sur case noire d8 · Dame noire sur case blanche h7 · Pion noir sur case blanche f5 · Cavalier blanc sur case blanche a4 · Roi blanc sur case noire d2 · Pion noir sur case blanche g2 · Pion noir sur case noire h2 · Roi noir sur case noire g1 · Fou noir sur case blanche h1 | Fou blanc sur case noire d8 · Dame noire sur case blanche h7 · Pion noir sur case blanche f5 · Cavalier blanc sur case blanche a4 · Roi blanc sur case noire d2 · Pion noir sur case blanche g2 · Pion noir sur case noire h2 · Roi noir sur case noire g1 · Fou noir sur case blanche h1 | Fou blanc sur case noire d8 · Dame noire sur case blanche h7 · Pion noir sur case blanche f5 · Cavalier blanc sur case blanche a4 · Roi blanc sur case noire d2 · Pion noir sur case blanche g2 · Pion noir sur case noire h2 · Roi noir sur case noire g1 · Fou noir sur case blanche h1 | Fou blanc sur case noire d8 · Dame noire sur case blanche h7 · Pion noir sur case blanche f5 · Cavalier blanc sur case blanche a4 · Roi blanc sur case noire d2 · Pion noir sur case blanche g2 · Pion noir sur case noire h2 · Roi noir sur case noire g1 · Fou noir sur case blanche h1 | Fou blanc sur case noire d8 · Dame noire sur case blanche h7 · Pion noir sur case blanche f5 · Cavalier blanc sur case blanche a4 · Roi blanc sur case noire d2 · Pion noir sur case blanche g2 · Pion noir sur case noire h2 · Roi noir sur case noire g1 · Fou noir sur case blanche h1 | Fou blanc sur case noire d8 · Dame noire sur case blanche h7 · Pion noir sur case blanche f5 · Cavalier blanc sur case blanche a4 · Roi blanc sur case noire d2 · Pion noir sur case blanche g2 · Pion noir sur case noire h2 · Roi noir sur case noire g1 · Fou noir sur case blanche h1 | Fou blanc sur case noire d8 · Dame noire sur case blanche h7 · Pion noir sur case blanche f5 · Cavalier blanc sur case blanche a4 · Roi blanc sur case noire d2 · Pion noir sur case blanche g2 · Pion noir sur case noire h2 · Roi noir sur case noire g1 · Fou noir sur case blanche h1 | 7 |
| 6 | Fou blanc sur case noire d8 · Dame noire sur case blanche h7 · Pion noir sur case blanche f5 · Cavalier blanc sur case blanche a4 · Roi blanc sur case noire d2 · Pion noir sur case blanche g2 · Pion noir sur case noire h2 · Roi noir sur case noire g1 · Fou noir sur case blanche h1 | Fou blanc sur case noire d8 · Dame noire sur case blanche h7 · Pion noir sur case blanche f5 · Cavalier blanc sur case blanche a4 · Roi blanc sur case noire d2 · Pion noir sur case blanche g2 · Pion noir sur case noire h2 · Roi noir sur case noire g1 · Fou noir sur case blanche h1 | Fou blanc sur case noire d8 · Dame noire sur case blanche h7 · Pion noir sur case blanche f5 · Cavalier blanc sur case blanche a4 · Roi blanc sur case noire d2 · Pion noir sur case blanche g2 · Pion noir sur case noire h2 · Roi noir sur case noire g1 · Fou noir sur case blanche h1 | Fou blanc sur case noire d8 · Dame noire sur case blanche h7 · Pion noir sur case blanche f5 · Cavalier blanc sur case blanche a4 · Roi blanc sur case noire d2 · Pion noir sur case blanche g2 · Pion noir sur case noire h2 · Roi noir sur case noire g1 · Fou noir sur case blanche h1 | Fou blanc sur case noire d8 · Dame noire sur case blanche h7 · Pion noir sur case blanche f5 · Cavalier blanc sur case blanche a4 · Roi blanc sur case noire d2 · Pion noir sur case blanche g2 · Pion noir sur case noire h2 · Roi noir sur case noire g1 · Fou noir sur case blanche h1 | Fou blanc sur case noire d8 · Dame noire sur case blanche h7 · Pion noir sur case blanche f5 · Cavalier blanc sur case blanche a4 · Roi blanc sur case noire d2 · Pion noir sur case blanche g2 · Pion noir sur case noire h2 · Roi noir sur case noire g1 · Fou noir sur case blanche h1 | Fou blanc sur case noire d8 · Dame noire sur case blanche h7 · Pion noir sur case blanche f5 · Cavalier blanc sur case blanche a4 · Roi blanc sur case noire d2 · Pion noir sur case blanche g2 · Pion noir sur case noire h2 · Roi noir sur case noire g1 · Fou noir sur case blanche h1 | Fou blanc sur case noire d8 · Dame noire sur case blanche h7 · Pion noir sur case blanche f5 · Cavalier blanc sur case blanche a4 · Roi blanc sur case noire d2 · Pion noir sur case blanche g2 · Pion noir sur case noire h2 · Roi noir sur case noire g1 · Fou noir sur case blanche h1 | 6 |
| 5 | Fou blanc sur case noire d8 · Dame noire sur case blanche h7 · Pion noir sur case blanche f5 · Cavalier blanc sur case blanche a4 · Roi blanc sur case noire d2 · Pion noir sur case blanche g2 · Pion noir sur case noire h2 · Roi noir sur case noire g1 · Fou noir sur case blanche h1 | Fou blanc sur case noire d8 · Dame noire sur case blanche h7 · Pion noir sur case blanche f5 · Cavalier blanc sur case blanche a4 · Roi blanc sur case noire d2 · Pion noir sur case blanche g2 · Pion noir sur case noire h2 · Roi noir sur case noire g1 · Fou noir sur case blanche h1 | Fou blanc sur case noire d8 · Dame noire sur case blanche h7 · Pion noir sur case blanche f5 · Cavalier blanc sur case blanche a4 · Roi blanc sur case noire d2 · Pion noir sur case blanche g2 · Pion noir sur case noire h2 · Roi noir sur case noire g1 · Fou noir sur case blanche h1 | Fou blanc sur case noire d8 · Dame noire sur case blanche h7 · Pion noir sur case blanche f5 · Cavalier blanc sur case blanche a4 · Roi blanc sur case noire d2 · Pion noir sur case blanche g2 · Pion noir sur case noire h2 · Roi noir sur case noire g1 · Fou noir sur case blanche h1 | Fou blanc sur case noire d8 · Dame noire sur case blanche h7 · Pion noir sur case blanche f5 · Cavalier blanc sur case blanche a4 · Roi blanc sur case noire d2 · Pion noir sur case blanche g2 · Pion noir sur case noire h2 · Roi noir sur case noire g1 · Fou noir sur case blanche h1 | Fou blanc sur case noire d8 · Dame noire sur case blanche h7 · Pion noir sur case blanche f5 · Cavalier blanc sur case blanche a4 · Roi blanc sur case noire d2 · Pion noir sur case blanche g2 · Pion noir sur case noire h2 · Roi noir sur case noire g1 · Fou noir sur case blanche h1 | Fou blanc sur case noire d8 · Dame noire sur case blanche h7 · Pion noir sur case blanche f5 · Cavalier blanc sur case blanche a4 · Roi blanc sur case noire d2 · Pion noir sur case blanche g2 · Pion noir sur case noire h2 · Roi noir sur case noire g1 · Fou noir sur case blanche h1 | Fou blanc sur case noire d8 · Dame noire sur case blanche h7 · Pion noir sur case blanche f5 · Cavalier blanc sur case blanche a4 · Roi blanc sur case noire d2 · Pion noir sur case blanche g2 · Pion noir sur case noire h2 · Roi noir sur case noire g1 · Fou noir sur case blanche h1 | 5 |
| 4 | Fou blanc sur case noire d8 · Dame noire sur case blanche h7 · Pion noir sur case blanche f5 · Cavalier blanc sur case blanche a4 · Roi blanc sur case noire d2 · Pion noir sur case blanche g2 · Pion noir sur case noire h2 · Roi noir sur case noire g1 · Fou noir sur case blanche h1 | Fou blanc sur case noire d8 · Dame noire sur case blanche h7 · Pion noir sur case blanche f5 · Cavalier blanc sur case blanche a4 · Roi blanc sur case noire d2 · Pion noir sur case blanche g2 · Pion noir sur case noire h2 · Roi noir sur case noire g1 · Fou noir sur case blanche h1 | Fou blanc sur case noire d8 · Dame noire sur case blanche h7 · Pion noir sur case blanche f5 · Cavalier blanc sur case blanche a4 · Roi blanc sur case noire d2 · Pion noir sur case blanche g2 · Pion noir sur case noire h2 · Roi noir sur case noire g1 · Fou noir sur case blanche h1 | Fou blanc sur case noire d8 · Dame noire sur case blanche h7 · Pion noir sur case blanche f5 · Cavalier blanc sur case blanche a4 · Roi blanc sur case noire d2 · Pion noir sur case blanche g2 · Pion noir sur case noire h2 · Roi noir sur case noire g1 · Fou noir sur case blanche h1 | Fou blanc sur case noire d8 · Dame noire sur case blanche h7 · Pion noir sur case blanche f5 · Cavalier blanc sur case blanche a4 · Roi blanc sur case noire d2 · Pion noir sur case blanche g2 · Pion noir sur case noire h2 · Roi noir sur case noire g1 · Fou noir sur case blanche h1 | Fou blanc sur case noire d8 · Dame noire sur case blanche h7 · Pion noir sur case blanche f5 · Cavalier blanc sur case blanche a4 · Roi blanc sur case noire d2 · Pion noir sur case blanche g2 · Pion noir sur case noire h2 · Roi noir sur case noire g1 · Fou noir sur case blanche h1 | Fou blanc sur case noire d8 · Dame noire sur case blanche h7 · Pion noir sur case blanche f5 · Cavalier blanc sur case blanche a4 · Roi blanc sur case noire d2 · Pion noir sur case blanche g2 · Pion noir sur case noire h2 · Roi noir sur case noire g1 · Fou noir sur case blanche h1 | Fou blanc sur case noire d8 · Dame noire sur case blanche h7 · Pion noir sur case blanche f5 · Cavalier blanc sur case blanche a4 · Roi blanc sur case noire d2 · Pion noir sur case blanche g2 · Pion noir sur case noire h2 · Roi noir sur case noire g1 · Fou noir sur case blanche h1 | 4 |
| 3 | Fou blanc sur case noire d8 · Dame noire sur case blanche h7 · Pion noir sur case blanche f5 · Cavalier blanc sur case blanche a4 · Roi blanc sur case noire d2 · Pion noir sur case blanche g2 · Pion noir sur case noire h2 · Roi noir sur case noire g1 · Fou noir sur case blanche h1 | Fou blanc sur case noire d8 · Dame noire sur case blanche h7 · Pion noir sur case blanche f5 · Cavalier blanc sur case blanche a4 · Roi blanc sur case noire d2 · Pion noir sur case blanche g2 · Pion noir sur case noire h2 · Roi noir sur case noire g1 · Fou noir sur case blanche h1 | Fou blanc sur case noire d8 · Dame noire sur case blanche h7 · Pion noir sur case blanche f5 · Cavalier blanc sur case blanche a4 · Roi blanc sur case noire d2 · Pion noir sur case blanche g2 · Pion noir sur case noire h2 · Roi noir sur case noire g1 · Fou noir sur case blanche h1 | Fou blanc sur case noire d8 · Dame noire sur case blanche h7 · Pion noir sur case blanche f5 · Cavalier blanc sur case blanche a4 · Roi blanc sur case noire d2 · Pion noir sur case blanche g2 · Pion noir sur case noire h2 · Roi noir sur case noire g1 · Fou noir sur case blanche h1 | Fou blanc sur case noire d8 · Dame noire sur case blanche h7 · Pion noir sur case blanche f5 · Cavalier blanc sur case blanche a4 · Roi blanc sur case noire d2 · Pion noir sur case blanche g2 · Pion noir sur case noire h2 · Roi noir sur case noire g1 · Fou noir sur case blanche h1 | Fou blanc sur case noire d8 · Dame noire sur case blanche h7 · Pion noir sur case blanche f5 · Cavalier blanc sur case blanche a4 · Roi blanc sur case noire d2 · Pion noir sur case blanche g2 · Pion noir sur case noire h2 · Roi noir sur case noire g1 · Fou noir sur case blanche h1 | Fou blanc sur case noire d8 · Dame noire sur case blanche h7 · Pion noir sur case blanche f5 · Cavalier blanc sur case blanche a4 · Roi blanc sur case noire d2 · Pion noir sur case blanche g2 · Pion noir sur case noire h2 · Roi noir sur case noire g1 · Fou noir sur case blanche h1 | Fou blanc sur case noire d8 · Dame noire sur case blanche h7 · Pion noir sur case blanche f5 · Cavalier blanc sur case blanche a4 · Roi blanc sur case noire d2 · Pion noir sur case blanche g2 · Pion noir sur case noire h2 · Roi noir sur case noire g1 · Fou noir sur case blanche h1 | 3 |
| 2 | Fou blanc sur case noire d8 · Dame noire sur case blanche h7 · Pion noir sur case blanche f5 · Cavalier blanc sur case blanche a4 · Roi blanc sur case noire d2 · Pion noir sur case blanche g2 · Pion noir sur case noire h2 · Roi noir sur case noire g1 · Fou noir sur case blanche h1 | Fou blanc sur case noire d8 · Dame noire sur case blanche h7 · Pion noir sur case blanche f5 · Cavalier blanc sur case blanche a4 · Roi blanc sur case noire d2 · Pion noir sur case blanche g2 · Pion noir sur case noire h2 · Roi noir sur case noire g1 · Fou noir sur case blanche h1 | Fou blanc sur case noire d8 · Dame noire sur case blanche h7 · Pion noir sur case blanche f5 · Cavalier blanc sur case blanche a4 · Roi blanc sur case noire d2 · Pion noir sur case blanche g2 · Pion noir sur case noire h2 · Roi noir sur case noire g1 · Fou noir sur case blanche h1 | Fou blanc sur case noire d8 · Dame noire sur case blanche h7 · Pion noir sur case blanche f5 · Cavalier blanc sur case blanche a4 · Roi blanc sur case noire d2 · Pion noir sur case blanche g2 · Pion noir sur case noire h2 · Roi noir sur case noire g1 · Fou noir sur case blanche h1 | Fou blanc sur case noire d8 · Dame noire sur case blanche h7 · Pion noir sur case blanche f5 · Cavalier blanc sur case blanche a4 · Roi blanc sur case noire d2 · Pion noir sur case blanche g2 · Pion noir sur case noire h2 · Roi noir sur case noire g1 · Fou noir sur case blanche h1 | Fou blanc sur case noire d8 · Dame noire sur case blanche h7 · Pion noir sur case blanche f5 · Cavalier blanc sur case blanche a4 · Roi blanc sur case noire d2 · Pion noir sur case blanche g2 · Pion noir sur case noire h2 · Roi noir sur case noire g1 · Fou noir sur case blanche h1 | Fou blanc sur case noire d8 · Dame noire sur case blanche h7 · Pion noir sur case blanche f5 · Cavalier blanc sur case blanche a4 · Roi blanc sur case noire d2 · Pion noir sur case blanche g2 · Pion noir sur case noire h2 · Roi noir sur case noire g1 · Fou noir sur case blanche h1 | Fou blanc sur case noire d8 · Dame noire sur case blanche h7 · Pion noir sur case blanche f5 · Cavalier blanc sur case blanche a4 · Roi blanc sur case noire d2 · Pion noir sur case blanche g2 · Pion noir sur case noire h2 · Roi noir sur case noire g1 · Fou noir sur case blanche h1 | 2 |
| 1 | Fou blanc sur case noire d8 · Dame noire sur case blanche h7 · Pion noir sur case blanche f5 · Cavalier blanc sur case blanche a4 · Roi blanc sur case noire d2 · Pion noir sur case blanche g2 · Pion noir sur case noire h2 · Roi noir sur case noire g1 · Fou noir sur case blanche h1 | Fou blanc sur case noire d8 · Dame noire sur case blanche h7 · Pion noir sur case blanche f5 · Cavalier blanc sur case blanche a4 · Roi blanc sur case noire d2 · Pion noir sur case blanche g2 · Pion noir sur case noire h2 · Roi noir sur case noire g1 · Fou noir sur case blanche h1 | Fou blanc sur case noire d8 · Dame noire sur case blanche h7 · Pion noir sur case blanche f5 · Cavalier blanc sur case blanche a4 · Roi blanc sur case noire d2 · Pion noir sur case blanche g2 · Pion noir sur case noire h2 · Roi noir sur case noire g1 · Fou noir sur case blanche h1 | Fou blanc sur case noire d8 · Dame noire sur case blanche h7 · Pion noir sur case blanche f5 · Cavalier blanc sur case blanche a4 · Roi blanc sur case noire d2 · Pion noir sur case blanche g2 · Pion noir sur case noire h2 · Roi noir sur case noire g1 · Fou noir sur case blanche h1 | Fou blanc sur case noire d8 · Dame noire sur case blanche h7 · Pion noir sur case blanche f5 · Cavalier blanc sur case blanche a4 · Roi blanc sur case noire d2 · Pion noir sur case blanche g2 · Pion noir sur case noire h2 · Roi noir sur case noire g1 · Fou noir sur case blanche h1 | Fou blanc sur case noire d8 · Dame noire sur case blanche h7 · Pion noir sur case blanche f5 · Cavalier blanc sur case blanche a4 · Roi blanc sur case noire d2 · Pion noir sur case blanche g2 · Pion noir sur case noire h2 · Roi noir sur case noire g1 · Fou noir sur case blanche h1 | Fou blanc sur case noire d8 · Dame noire sur case blanche h7 · Pion noir sur case blanche f5 · Cavalier blanc sur case blanche a4 · Roi blanc sur case noire d2 · Pion noir sur case blanche g2 · Pion noir sur case noire h2 · Roi noir sur case noire g1 · Fou noir sur case blanche h1 | Fou blanc sur case noire d8 · Dame noire sur case blanche h7 · Pion noir sur case blanche f5 · Cavalier blanc sur case blanche a4 · Roi blanc sur case noire d2 · Pion noir sur case blanche g2 · Pion noir sur case noire h2 · Roi noir sur case noire g1 · Fou noir sur case blanche h1 | 1 |
|   | a | b | c | d | e | f | g | h |   |

Les études sont des compositions qui montrent un gain ou une nulle extraordinaire en fin de partie. Si le problème d'échecs est un domaine réservé à une minorité de passionnés dans le monde des échecs, l'étude est elle-même un monde à part dans la composition échiquéenne.
Ci-contre, une étude d'Alekseï Troïtski de 1898. La position est a priori facilement gagnante pour les noirs qui disposent d'un avantage matériel considérable. Toutefois une suite de coups précise (et difficile à trouver pour un débutant) permet aux blancs d'obtenir la partie nulle, quels que soient les coups des noirs. On remarque que la position bien que légale n'est pas réaliste et n'aurait aucune chance de se produire dans une partie réelle.
La solution est la suivante : 1.Re1 enferme le roi noir et menace 2.Fb6 mat. (1.Re2? échoue à cause de 1…Dh5+! 2.Re1 Dd1+ 3.Rxd1 Rf2 et les noirs se libèrent de toute pression et gagnent) 1…Da7 pour empêcher Fb6, mais tout de même : 2.Fb6+ Dxb6 3.Cxb6 la position est simplifiée mais les blancs ne peuvent pas s'opposer à la promotion du pion f5 donc : 3…f4 la seule chance des blancs est d'essayer de mater le roi noir emprisonné avec leur cavalier : 4.Cd5 f3 5.Cf4 f2+ 6.Rd2! Rf1! (après 6…f1=D? les blancs gagnent avec 7.Ch3 mat tandis qu'après 6…f1=C+? 7.Re1 et les noirs ne peuvent pas empêcher 8.Ch3 mat)  7.Cd5! (si les noirs font une Dame avec 7…g1=D? les blancs gagnent avec 8.Ce3 mat) 7…Rg1 8.Cf4 Rf1 9.Cd5 et la partie est nulle par répétition de la position (nulle positionnelle). Les éléments artistiques de cette étude sont l'exploitation de l'enfermement du roi noir, une défense par sous-promotion en cavalier, deux positions de mat différentes par le cavalier blanc et une nulle positionnelle.

## Variantes du jeu d'échecs
La grande popularité du jeu a encouragé l'apparition de nombreuses variantes du jeu, spontanément dans les clubs ou de façon volontariste par des joueurs imaginatifs. Ces variantes modifient parfois légèrement la façon de jouer comme dans le blitz ou partie rapide, dans lequel la réflexion de fond s'efface au profit de l'intuition et des réflexes des joueurs ; ou encore plus notablement dans le blitz à quatre dans lequel les pièces capturées sur un premier échiquier sont utilisables par un partenaire sur un second échiquier, la première partie gagnée faisant gagner son équipe. La partie en consultation est une autre façon de jouer en équipe : un camp, ou les deux, est tenu par plusieurs joueurs qui décident collectivement du coup à jouer. On mentionnera également la variante du jeu d'échecs dite du « Roi de la colline », dans laquelle la partie peut être gagnée en positionnant le roi sur l'une des cases centrales.
D'autres variantes ont été imaginées par des joueurs tels que José Raúl Capablanca ou Bobby Fischer, elles consistent à modifier les caractéristiques de l'échiquier ou à ajouter de nouvelles pièces afin, selon leurs auteurs, de renouveler l'intérêt du jeu en limitant l'importance des connaissances dans les ouvertures, au profit de la créativité : les échecs Capablanca et les échecs aléatoires Fischer. Toutefois on ne considère pas toute invention, d'un soir ou commerciale, comme une variante du jeu, on préfère réserver ce terme (en particulier dans le cadre de cet article) aux formes du jeu qui ont trouvé leur public à travers une pratique chez les joueurs. Ainsi, les échecs de Messigny ou les échecs football ont effectivement été joués lors de réunions de problémistes à Messigny, ainsi que le Kriegspiel y compris par des champions d'échecs, le qui perd gagne étant quant à lui célèbre en club.
En parallèle, les compositeurs de problème d'échecs ont élargi les possibilités de leur art en créant des problèmes basés sur des variantes connues du jeu, et ils ont eux-mêmes créé un très grand nombre de pièces nouvelles et conditions supplémentaires qui forment un domaine appelé les échecs féeriques. On distingue donc les variantes du jeu d'échecs des échecs féeriques, sachant que des correspondances les relient souvent.
Des jeux cousins tels que le chaturanga, le chatrang, le xiangqi, le makruk, le shatar et le shōgi ne sont pas des variantes du jeu d'échecs mais des jeux originaux, tous plus anciens que le jeu d'échecs moderne.

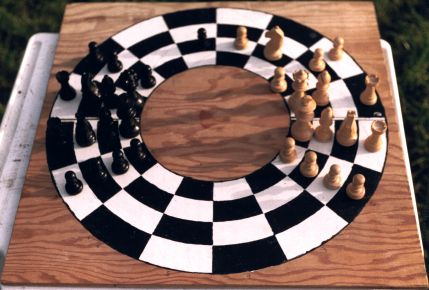
Échecs circulaires.
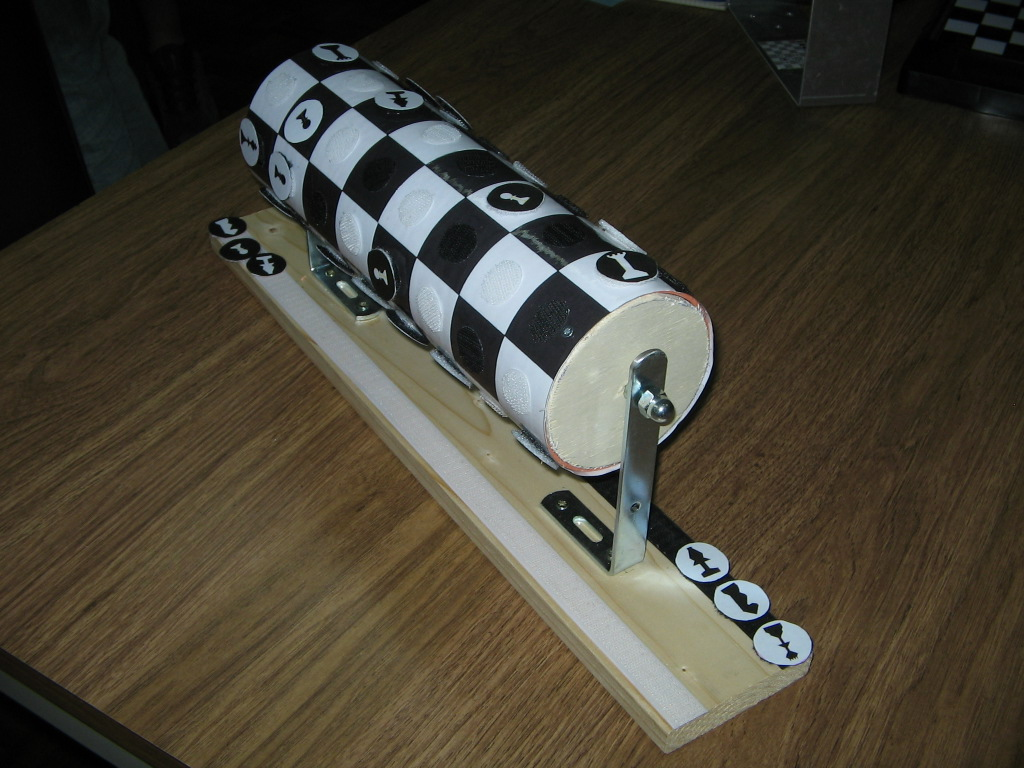
Échecs cylindriques.
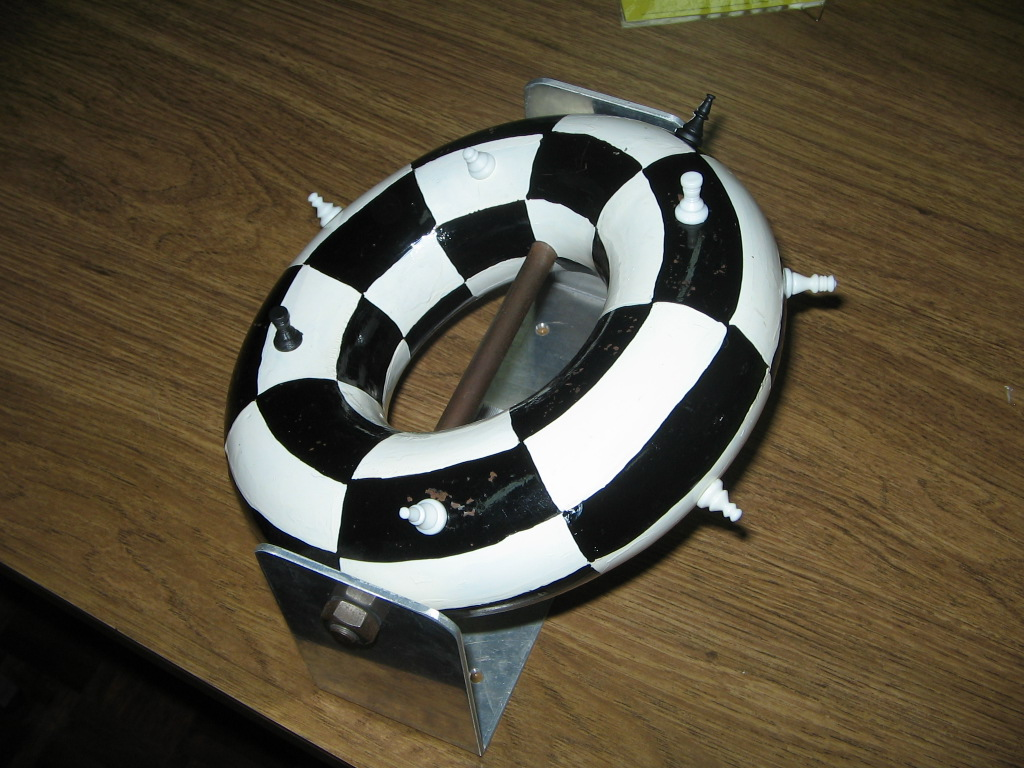
Échecs toriques.
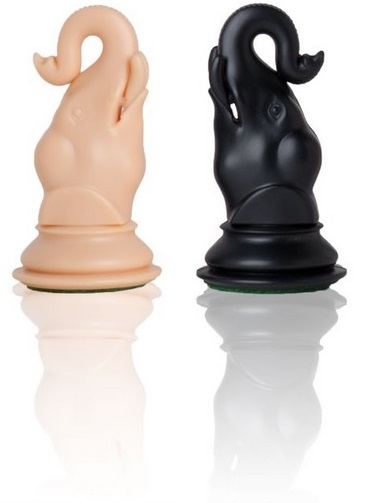
Éléphant, pièce d'échecs féérique.
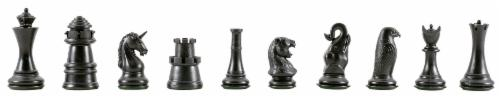
Plusieurs pièces d'échecs féériques, style Staunton.

## Échecs et informatique

### Programmes d'échecs

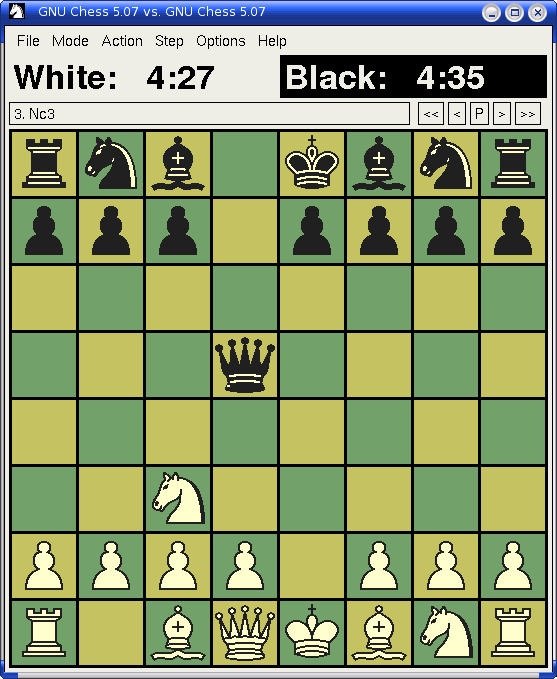
Programme Open Source XBoard sous GNU/Linux.

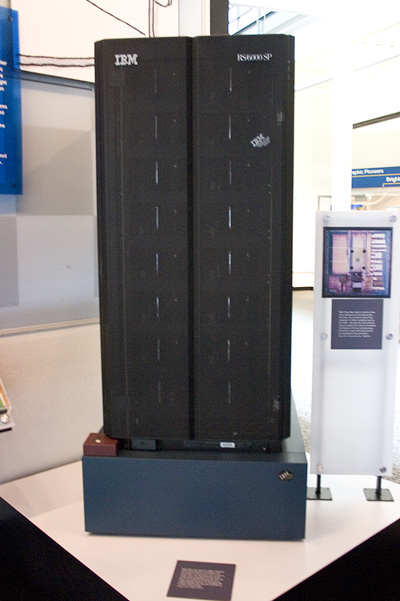
Deep Blue, l'ordinateur qui a défait Garry Kasparov en 1997.

Les échecs ont constitué l'un des premiers défis en matière d'intelligence artificielle. Le premier programme d'échecs conçu pour jouer avant la création des premiers ordinateurs fut créé par Alan Turing en 1948. Le premier championnat du monde d'échecs des ordinateurs se déroula en 1974. Il fut remporté par le programme soviétique Kaissa.
En 1995, IBM n'hésite pas à investir dans le projet Deep Blue, dont la seconde mouture, en 1997, sera la première machine à battre un champion du monde dans des conditions normales de jeu (à cette époque, les ordinateurs étaient déjà redoutables en partie rapide).
Kasparov contestera néanmoins la valeur de cette victoire en soulignant que, contrairement aux conditions d'un match de championnat du monde contre un humain, il n'avait pas eu accès aux parties disputées par l'ordinateur auparavant pour sa préparation (la réciproque étant fausse). Il relève de plus qu'une intervention humaine a été nécessaire en cours de match afin que la machine ne reproduise pas certaines erreurs des premières parties. Kasparov exigea une revanche qui lui fut refusée par IBM. Depuis, les affrontements entre les meilleurs joueurs mondiaux et les machines (Kasparov contre Deep Junior, Kramnik contre Deep Fritz, Kasparov contre X3D Fritz) ont pris le relais d'un championnat du monde défaillant dans les médias. On peut remarquer à ce sujet que, contrairement à Deep Blue, les logiciels opposés aux humains sont des programmes commerciaux tournant sur des micro-ordinateurs standard (alors que Deep Blue fonctionnait sur une machine plus puissante).
Depuis la victoire de Deep Blue, le statut des échecs en tant que défi informatique s'est amoindri et l'attention des programmeurs s'est reportée sur le go. En effet, dans ce cas, la puissance de calcul qui fait la force des machines joue un rôle moins important face à la stratégie et la capacité d'évaluation d'une position, plus complexes à modéliser.
Pourtant l'exception Hydra a refait parler des superordinateurs dédiés au jeu d'échecs en juin 2005, en battant le grand maître international et 7e mondial Michael Adams, sur un score sans appel de 5,5 points contre 0,5.
En décembre 2006, le champion du monde Kramnik s'est fait battre par le nouveau logiciel Deep fritz 2006 4 à 2 (2 défaites, 4 nulles).
Des programmes d'échecs disponibles librement comme Crafty, Stockfish, ont comparativement aux meilleurs humains, un classement ELO supérieur à 3 000 et ce même quand on les utilise sur des smartphones.
En 2017, le programme AlphaZero gagne un grand nombre de parties contre Stockfish, ce qui permet d'estimer son classement ELO proche de 3500.
Grâce aux très puissants programmes d'échecs, les amateurs disposent d'évaluations en temps réel lors des diffusions en direct par vidéo de parties de haut niveau entre humains, ce qui accroît la popularité du jeu. De ce point de vue, l'ultra-perfectionnement informatique ne porte pas préjudice à l'engouement du public, contrairement aux craintes antérieures.

### Programmes de résolution de problèmes
De nombreux programmes ont également vu le jour pour vérifier la correction d'un problème d'échecs. Lorsqu'un problème a été vérifié par ordinateur, cela est mentionné sur le diagramme par le symbole « C+ ».

## Symbolique des échecs
Très rapidement après leur arrivée en Europe, les échecs acquièrent un statut particulier. Divertissement de l'élite, ils représentent une activité noble au cours de laquelle s'affrontent les esprits des participants. Les possibilités quasi infinies offertes par le jeu fascinent et donnent naissance à de nombreuses interprétations ésotériques. Certains le considèrent notamment comme une représentation du monde où chaque situation peut être modélisée en une position qui peut trouver sa solution sur l'échiquier.
Les échecs sont surnommés « le roi des jeux », et ce statut particulier rend toute tentative de mécanisation extraordinaire. Si les premiers automates joueurs d'échecs comme le turc mécanique, sont des mystifications, la capacité à jouer aux échecs sera l'un des premiers objectifs des concepteurs d'ordinateurs et l'un des premiers témoignages de l'apparition de ce qui est alors considéré comme de l'intelligence artificielle. C'est cette perception du jeu d'échecs comme expression de l'intelligence humaine qui dramatise les affrontements entre Gary Kasparov et la machine Deep Blue. La défaite du champion de l'espèce humaine marque alors fortement les esprits.
Le jeu d'échecs symbolise fréquemment l'affrontement de deux psychés, deux capacités intellectuelles. Cette dimension encourage l'Union soviétique à se doter d'une école d'échecs qui forme pendant un demi-siècle tous les champions du monde. C'est également un aspect fréquemment utilisé dans l'art populaire pour figurer l'opposition, et parfois la séduction, entre deux personnages.

## Arts et culture
De nombreux tableaux, sculptures, films et photographies mettent en scène le jeu d'échecs,,.

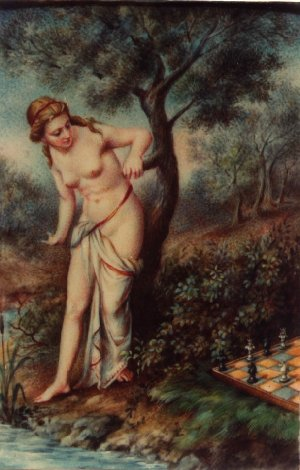
Une illustration ancienne de Caïssa.

### Poésie
Le plus ancien poème sur les échecs a été écrit en hébreu par l'espagnol Abraham Ibn Ezra (circa 1092 – circa 1167). Dans ce poème, Ibn Ezra expose les règles du jeu.
On trouve par la suite deux poèmes en latin :
- Schaccia ludus, publié en 1527 par Marco Girolamo Vida, expose les règles du jeu de l'époque et met en scène une partie, arbitrée par Jupiter, opposant Phœbus à Mercure ;
- Caïssa, écrit en hexamètres latins par William Jones en 1763, a consacré la dryade mythique comme déesse du jeu d'échecs.

### Littérature
Plusieurs livres de fiction utilisent le jeu d'échecs comme élément important de l'histoire. Parmi eux, deux se distinguent en mettant le jeu au centre de l'intrigue : Le Joueur d'échecs, de Stefan Zweig, et La Défense Loujine, de Vladimir Nabokov.

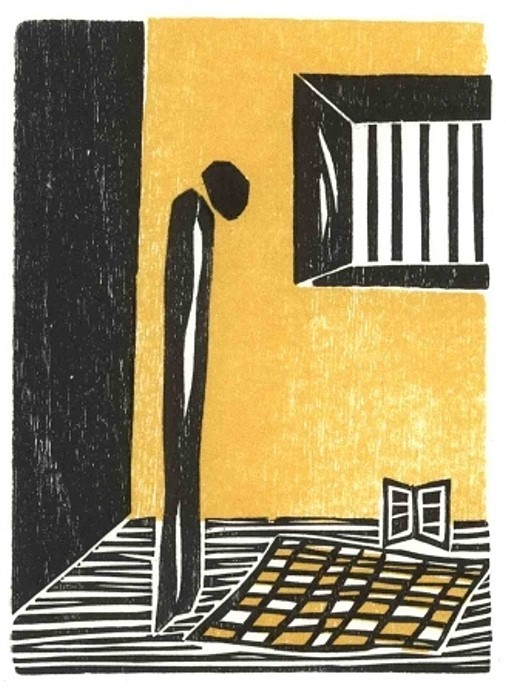
Le Joueur d'échecs de Stefan Zweig, illustration d'Elke Rehder, 1996.

Le Joueur d'échecs, nouvelle de Stefan Zweig, a pour sujet l'affrontement d'un joueur particulièrement doué qui a appris seul à jouer aux échecs, seule façon pour lui de garder son esprit en éveil alors qu'il était emprisonné en isolement total sous le régime nazi, et du champion du monde fictif de l'époque, homme particulièrement vulgaire et inculte. Le personnage principal finit par abandonner le match pour ne pas sombrer dans la folie.
La Défense Loujine raconte la vie de Loujine, joueur d'échecs russe fictif qui arrive au plus haut niveau et que l'excès de jeu d'échecs conduit, lui aussi, à la folie. Le roman est particulièrement acclamé par la critique pour la façon dont il dépeint l'univers intérieur du joueur d'échecs, ce qui se passe dans son esprit pendant qu'il réfléchit.

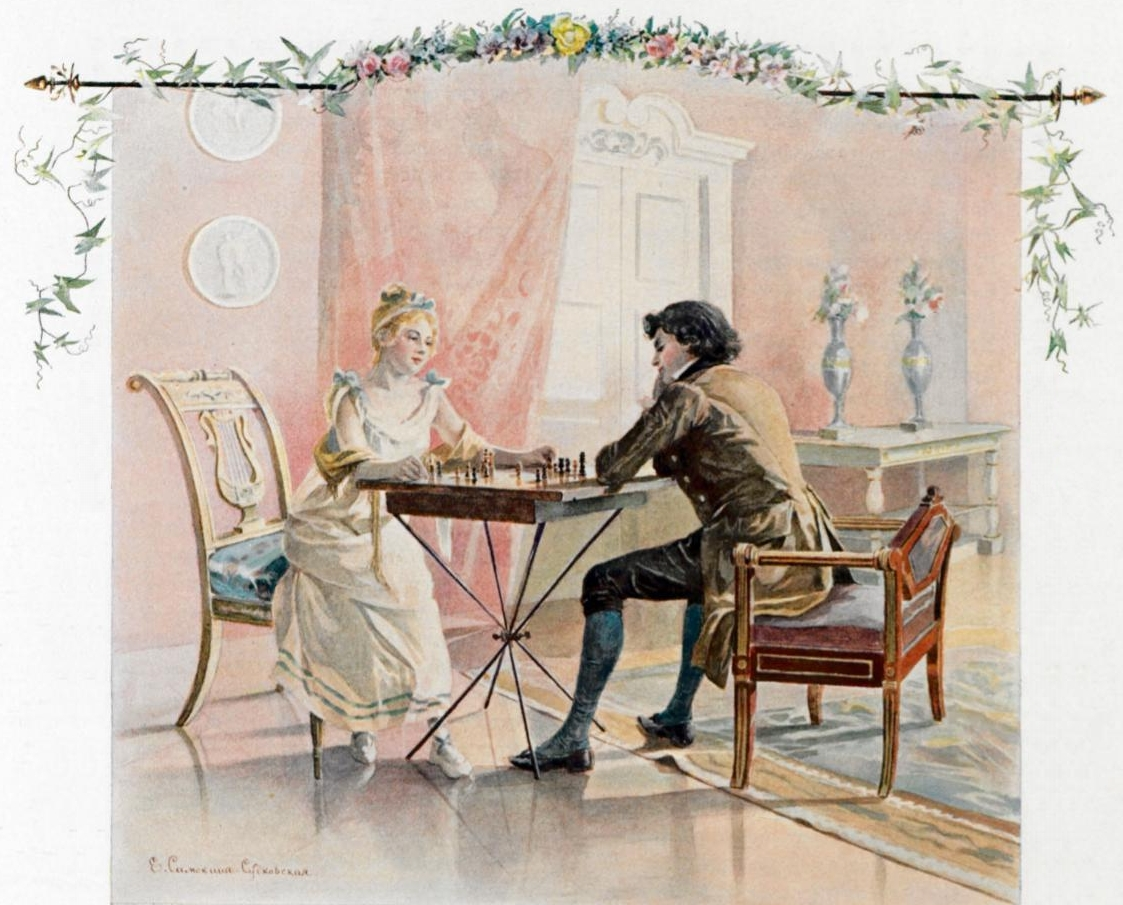
Olga et Lenski jouant aux échecs dans Eugène Onéguine de Pouchkine, illustration d'Elena Samokich-Soudkovskaïa, av. 1908.

Certains romans utilisent les échecs comme élément de la trame de fond. Ainsi, l'intrigue du Tableau du maître flamand, d'Arturo Pérez-Reverte, s'explique par une analyse rétrograde, et celle de La ville est un échiquier, de John Brunner, par la liste des coups d'une partie Steinitz-Tchigorine. Dans L'Échiquier du mal, de Dan Simmons, les personnages capables de « dominer » d'autres personnages les utilisent pour jouer une partie d'échecs vivante. La nouvelle Un combat, de Patrick Süskind, relate une partie où le gagnant n'est pas celui qu'on pense, illustrant l'importance de la psychologie dans le jeu. Dans La Joueuse d'échecs, de Bertina Henrichs, une modeste femme de ménage grecque découvre la puissance du jeu d'échecs.
D'autres livres entrent également dans cette catégorie, comme 5150, rue des Ormes de Patrick Senécal, Le Huit de Katherine Neville, Le Gambit des étoiles de Gérard Klein, Fous d'échecs de Serge Rezvani, Le duel d'Arnaldur Indriðason.
Le jeu d'échecs est également mentionné pour son pouvoir évocateur dans de nombreux livres, comme De l'autre côté du miroir, où Alice participe à une partie « grandeur nature » ; Le Neveu de Rameau de Denis Diderot, où, dans l'incipit, Diderot fait référence au Café de la Régence et à ses joueurs d'échecs de l'époque, notamment Kermur de Legal et François-André Danican Philidor. Isaac Asimov a mis en scène les échecs dans plusieurs de ses romans et nouvelles, notamment Cailloux dans le ciel où ce jeu est présenté comme une des rares choses qui n'ont pas changé au cours des millénaires. Balzac, dans Le Bal de Sceaux, décrit l'habileté aux échecs comme une qualité louable chez un gentilhomme.
Georges Perec, dans son roman La Vie mode d'emploi, distribue les chapitres de son livre en fonction du parcours d'un cavalier d'Euler.

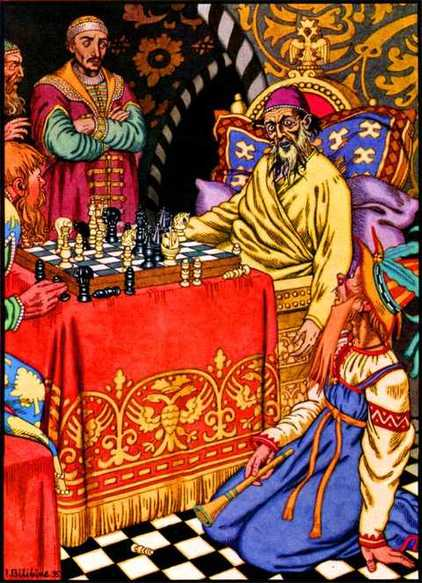
La mort d'Ivan le Terrible au cours d'une partie d'échecs, illustration d'Ivan Bilibine, 1935.

Dans le livre Le Trésor de la Guerre d'Espagne, Serge Pey décrit une partie d'échecs jouée à l'aveugle par les membres d'une société secrète et une partie en morse effectuée dans une prison chilienne, sous la dictature de Pinochet.
Dans la nouvelle Strange Eden (Étrange Eden) de Philip K. Dick, la jeune femme extraterrestre que rencontre Brent lui propose une partie d'échecs ; puis elle lui apprend que c'est son peuple qui l'aurait introduit chez les brahmanes.
Dans le recueil de nouvelles Fantômes et Farfafouilles de Fredric Brown, La nouvelle L'hérésie du fou est en fait une partie d'échecs vue par un fou d'échecs. Tout le long de la narration en point de vue interne, une atmosphère de guerre moyenâgeuse s'impose à l'esprit du lecteur.
Dans le roman L'Ultime Secret de Bernard Werber, Isidore et Lucrèce enquêtent sur l'étrange mort de Samuel Fincher, génie du jeu d'échecs ayant vaincu le meilleur ordinateur à ce jour.
Dans la nouvelle Double Assassinat dans la rue Morgue d'Edgar Allan Poe, le jeu d'échecs apparaît également, mais est comparé négativement au jeu de dames anglais.
Les échecs sont également le thème du roman de Walter Tevis Le Jeu de la dame (The queen's Gambit) paru chez Albin Michel en 1990.
L'Échiquier (2023) de Jean-Philippe Toussaint se lit comme « un parcours vers les origines », une forme de quête autobiographique d'un amateur d'échecs, sur fond de confinement lors de la pandémie de Covid-19.

### Théâtre
Des pièces de théâtre du xixe siècle font la part belle au jeu d'échecs comme Le Joueur d'échecs, de Benoît-Joseph Marsollier et René de Chazet, ou La Partie d'échecs, de Paul Ferrier ; ou bien utilisent le jeu d'échecs dans leur titre comme Échec et mat, d'Octave Feuillet.
On peut également citer Fin de partie (Endgame), pièce de théâtre écrite par Samuel Beckett, amateur d'échecs. Le titre de cette pièce renvoie au jeu d'échecs et de nombreuses références subtiles y sont faites par le biais des actes, des rôles et des positions des personnages : déplacements de Clov lors de la scène d'ouverture ; position centrale de Hamm (personnage tyrannique dont le fauteuil roulant apparait vite comme un trône), évoquant là encore la position du roi d'échecs.

### Bande dessinée
En bande dessinée, le manga français Zeitnot, de Ed Tourriol et Eckyo, se déroule dans le milieu des clubs d'échecs lycéens.
Le manga À l'assaut du roi raconte l'initiation et la progression d'un jeune garçon au jeu d'échecs.
Le manga Blitz raconte l'histoire d'un jeune collégien Tom, qui pour se rapprocher de la belle Harmony, jeune joueuse d'échecs, décide de s'inscrire au club du collège.
Par ailleurs, il existe deux différentes adaptations en bande dessinée du Joueur d'échecs de Stefan Zweig : une en 2015 par Thomas Humeau, et une en 2017 par David Sala.

### Cinéma
Le premier film réalisé autour de la thématique du jeu d'échecs est La Fièvre des échecs, de Vsevolod Poudovkine, tourné pendant le tournoi de Moscou de 1925. D'autres films sont situés dans le monde des échecs de compétition, comme La Diagonale du fou, de Richard Dembo, inspiré des matches de championnat de monde entre Karpov et Kortchnoï ; À la recherche de Bobby Fischer, de Steven Zaillian, inspiré de la vie de Josh Waitzkin ; La Partie d'échecs, d'Yves Hanchar, ou encore Face à face, thriller de Carl Schenkel sorti en 1992.
Le Prodige (2014) est un film biographique dont le personnage central est Bobby Fischer, interprété par Tobey Maguire. Ce film, réalisé par Edward Zwick, est centré sur l'affrontement du champion américain avec le Soviétique Boris Spassky (joué par Liev Schreiber) et la montée de sa folie.
D'autres films utilisent le jeu d'échecs de façon métaphorique, comme Le Septième Sceau, d'Ingmar Bergman, où le chevalier propose une partie d'échecs à la Mort en espérant retarder l'échéance fatidique ; Les Joueurs d'échecs, de Satyajit Ray ; ou en tant que support de l'intrigue, comme le thriller Face à face, de Carl Schenkel. En 2013, le court-métrage Bienvenue dans l'expérience d'Alain Deneuville met en scène deux jeunes femmes disputant une partie d'échecs qui reprend, coup pour coup, la fameuse partie immortelle jouée par Adolf Anderssen et Lionel Kieseritzky le 21 juin 1851.
Certains des romans cités ci-dessus ont également été adaptés en films, comme La Défense Loujine, de Marleen Gorris, et Joueuse, de Caroline Bottaro, dont le scénario est inspiré de La Joueuse d'échecs, transposé en Corse avec Sandrine Bonnaire.
Il existe aussi des films d'animation mettant en scène les échecs, comme Geri's Game, court-métrage d'animation produit et réalisé par les studios Pixar.
D'autres films sont en rapport avec les échecs, par exemple La légende de Zatoïchi : Voyage en Enfer de Kenji Misumi, L'Échiquier de la passion de Wolfgang Petersen, Jouer sa vie de Gilles Carle.
On peut également noter de nombreuses apparitions du jeu d'échecs dans des films où sa présence n'est pas un ressort dramatique mais plutôt de l'ordre du symbole. Ainsi, dans Bons Baisers de Russie, le méchant est un génie des échecs et de la stratégie et travaille pour le SPECTRE contre James Bond. Dans K, d'Alexandre Arcady, les deux personnages principaux sont liés par leur goût des échecs.
Le jeu d'échecs comme symbole de l'intelligence humaine est repris dans Blade Runner, de Ridley Scott, où le répliquant met son créateur échec et mat, et dans 2001, l'Odyssée de l'espace, de Stanley Kubrick, grand amateur d'échecs, où le super-ordinateur CARL (HAL 9000) l'emporte sur l'astronaute David Bowman.
Dans Harry Potter à l'école des sorciers, de Chris Columbus, Ronald Weasley joue avec Harry aux échecs version sorcier, avec des pièces animées par magie, puis doit diriger une partie d'échecs contre des pièces grandeur nature, l'une des épreuves à affronter avant d'accéder à la pierre philosophale.
Magnéto et le professeur Charles-Xavier, les principaux antagonistes de la saga X-Men, s'affrontent régulièrement aux échecs. C'est notamment le cas dans X-Men 2, où les deux personnages jouent dans la cellule de Magnéto. Le film X-Men : L'Affrontement final se clôt sur une partie d'échecs que Magnéto joue seul.
Dans L'Affaire Thomas Crown, de Norman Jewison, le suspect et celle qui le traque s'affrontent et se séduisent au cours d'une partie. Le personnage joué par Faye Dunaway fait perdre ses moyens au personnage joué par Steve McQueen en le provoquant par différents gestes et poses langoureux.
Citons enfin Les Visiteurs du soir de Marcel Carné ; Revolver, de Guy Ritchie ; Whatever Works de Woody Allen, où le personnage principal, un intellectuel surdoué et misanthrope, abandonne son emploi de professeur de physique pour enseigner les échecs.
Dans Sherlock Holmes : Jeu d'ombres de Guy Ritchie, on retrouve à plusieurs reprises un motif d'échiquier en noir et blanc afin d'illustrer la lutte intellectuelle entre Sherlock Holmes et le professeur Moriarty. D'ailleurs, le climax mène à une partie d'échecs entre les deux personnages.

### Télévision
En octobre 2020, la mini-série adaptée du roman de Walter Tevis, Le Jeu de la dame sort sur Netflix. Quelques semaines plus tard elle devient la série la plus vue de la plateforme, donnant une grande visibilité au jeu d'échecs dans le monde. Les professionnels du secteur notent une explosion de la vente d'échiquiers après la diffusion de la série.
En 2024, la mini-série Rematch retrace l'affrontement entre Garry Kasparov et l'ordinateur Deep Blue en 1997.

### Musique
Le ballet Checkmate (Échec et mat) a été écrit par le compositeur britannique Arthur Bliss en 1937 et met en scène les pièces échiquéennes jusqu'à l'assaut final du roi noir.
Avec son tableau Chess Piece (1944), l'Américain John Cage allie peinture, musique et échecs puisqu'il s'agit d'une partition peinte sur la représentation d'un échiquier.
L'album E2-E4 (1984) du musicien allemand Manuel Göttsching emprunte son titre à l'ouverture du pion-roi.
La comédie musicale Chess (1986), sur une musique de Björn Ulvaeus et Benny Andersson (anciens membres d'ABBA) et des paroles de Tim Rice, met en scène un triangle amoureux entre deux participants à un championnat du monde d'échecs et une femme qui tente de séduire l'un et tombe amoureuse de l'autre.

### Arts plastiques

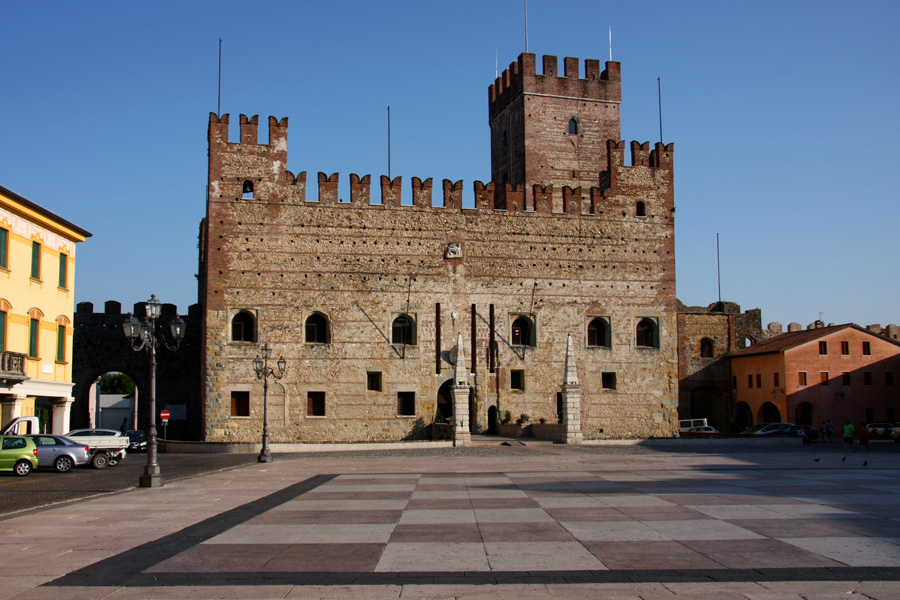
La Place de l'échiquier à Marostica.

Certains échiquiers et certaines pièces sont de véritables œuvres d'art. Parmi les plus célèbres, on peut citer : Échiquier de Charlemagne (qui date de la fin du XIe siècle ), les Figurines de Lewis (qui datent du XIIe siècle), l'Échiquier de Saint Louis (datant de la fin XVe siècle) ou l'Échiquier de Salvador Dali (créé en hommage à son ami Marcel Duchamp, grand amateur d'échecs).
D'autres œuvres cherchent à réinterpréter les échiquiers pour leur donner un sens nouveau, tel que Horses Running Endlessly de Gabriel Orozco, un échiquier 16x16 sur lequel ne sont posés que des cavaliers.

### Tradition médiévale
La ville de Marostica, Italie, organise une partie d'échecs sur la place publique, avec des personnages vivants costumés qui tiennent lieu de pièces. Cette coutume remontre à 1454. Deux gentilshommes, Rinaldo d'Angarano et Vieri da Vallonara, étaient tous deux amoureux de Lionora, fille du seigneur de Marostica. Ils voulaient s'affronter en duel. Mais le pacifique seigneur leur proposa de s'affronter plutôt au jeu d'échecs. La place publique dallée de pierres alternativement noires et bistre tenait lieu d'échiquier. Le gagnant épouserait la belle Lionora ; le perdant, sa sœur cadette. Le spectacle se déroule au mois de septembre les années paires avec 550 figurants. Pour l'occasion, on recouvre l'échiquier de carrés de tissu,.